# Großsteingräber im Haldensleber Forst
Die Großsteingräber im Haldensleber Forst (häufig auch inkorrekt als Großsteingräber im Haldenslebener Forst bezeichnet) sind eine größere Gruppe jungsteinzeitlicher megalithischer Grabanlagen, die auf einer Fläche von etwa 20 km² auf den Gemeindegebieten von Haldensleben, Hohe Börde und Altenhausen im Landkreis Börde in Sachsen-Anhalt liegen. Zu den noch erkennbaren 78 Großsteingräbern gehören weitere 38, über die gesicherte Zeugnisse vorliegen, die aber primär im 19. und 20. Jahrhundert zerstört wurden. Damit weist der Forst eines der dichtesten Vorkommen von Megalithanlagen in Europa auf. 20 Gräber wurden bisher archäologisch untersucht.

## Forschungsgeschichte

### 19. Jahrhundert
Die Erforschung der Großsteingräber im Haldensleber Forst begann in der zweiten Hälfte des 19. Jahrhunderts. 1864 wurde der Aller-Verein gegründet. Unter Leitung von dessen erstem Vorsitzenden Gustav Maass (1830–1901) wurden in den folgenden Jahren 50 Großsteingräber und 70 Hügelgräber erfasst und kartiert. Es erfolgte aber keine Publikation der Forschungsergebnisse.
In den 1890er Jahren widmete sich der Gymnasialdirektor Philipp Wegener (1848–1916) den Gräbern. Er führte 1895 eine Grabung auf dem vorgeschichtlichen Siedlungsplatz Rosmarienbreite durch. Zwischen 1896 und 1898 folgten Grabungen an wohl sieben Großsteingräbern. Wegener publizierte seine Forschungen allerdings nur unvollständig.

### 20. Jahrhundert
Der Zoologe und Botaniker Wilhelm Blasius (1845–1912) publizierte 1902 eine erste systematische Übersicht von 82 Gräbern mit Lage- und Baubeschreibungen.
Der Bäckermeister und Heimatforscher Karl Stuhlmann (1878–1950) fertigte in den 1930er Jahren Grundrisszeichnungen im Maßstab 1:100 von 102 Fundstellen an, von denen 89 nach heutigem Kenntnisstand als Großsteingräber zu bewerten sind. Seine Arbeit fasste er 1934 in einem Manuskript zusammen.
Etwa zeitgleich mit Stuhlmanns Arbeiten führten Paul Grimm (1907–1993) und Franz Niquet (1910–1986) vom Landesmuseum für Vorgeschichte in Halle (Saale) (damals Landesanstalt für Volkheitskunde) Grabungen an den beiden Großsteingräbern DÖN 5 und DÖN 13 durch, von denen nur die erstere 1935 durch Niquet in einem kurzen Bericht publiziert wurde.
Durch die Erweiterung des Steinbruchs in Dönstedt wurden 1958/59 Untersuchungen an den Gräbern DÖN 8 und DÖN 9 nötig, die von Friedrich Schlette (1915–2003), Joachim Preuß (1927–2018) und Alexander Häusler (* 1930) vom Institut für Ur- und Frühgeschichte der Martin-Luther-Universität Halle-Wittenberg durchgeführt wurden. Ausführliche Grabungsberichte wurden von Schlette 1960 und 1962 publiziert.
Im Anschluss an diese Grabungen stellte der Bodendenkmalpfleger Bruno Rahmlow eine Liste mit 86 erhaltenen und 48 bekannten zerstörten Großsteingräbern zusammen und verzeichnete ihre Lage auf vergrößerten Messtischblättern. Seine Arbeit diente der Unterschutzstellung der Anlagen.
In den 1960er Jahren fanden umfangreiche Vermessungen der Großsteingräber im Haldensleber Forst durch Mitarbeiter des Landesmuseums für Vorgeschichte statt. Diese sind aber weder publiziert noch öffentlich zugänglich.
Aufgrund der Erweiterung des Steinbruchs in Bebertal wurden zwischen 1966 und 1969 Untersuchungen an fünf weiteren Gräbern (ALV 14, ALV 33, ALV 39, ALV 40, ALV 42) nötig, die unter Leitung von Joachim Preuß erfolgten. Preuß publizierte hierzu 1970 erste Vorberichte und 1973 einen ausführlichen Grabungsbericht.
Durch die ehrenamtliche Tätigkeit von Walter Saal seit den 1950er Jahren und von Siegfried Kuhnert seit den 1990er Jahren wurden im Landesmuseum für Vorgeschichte in Halle (Saale) zahlreiche Pläne und Skizzen der Gräber zusammengetragen sowie Konkordanzlisten erstellt.

### 21. Jahrhundert
Erste umfangreiche digitale Erfassungen der Anlagen führten in den 2000er Jahren Thomas Witzke und Reinhard Möws auf ihren privaten Websites durch.

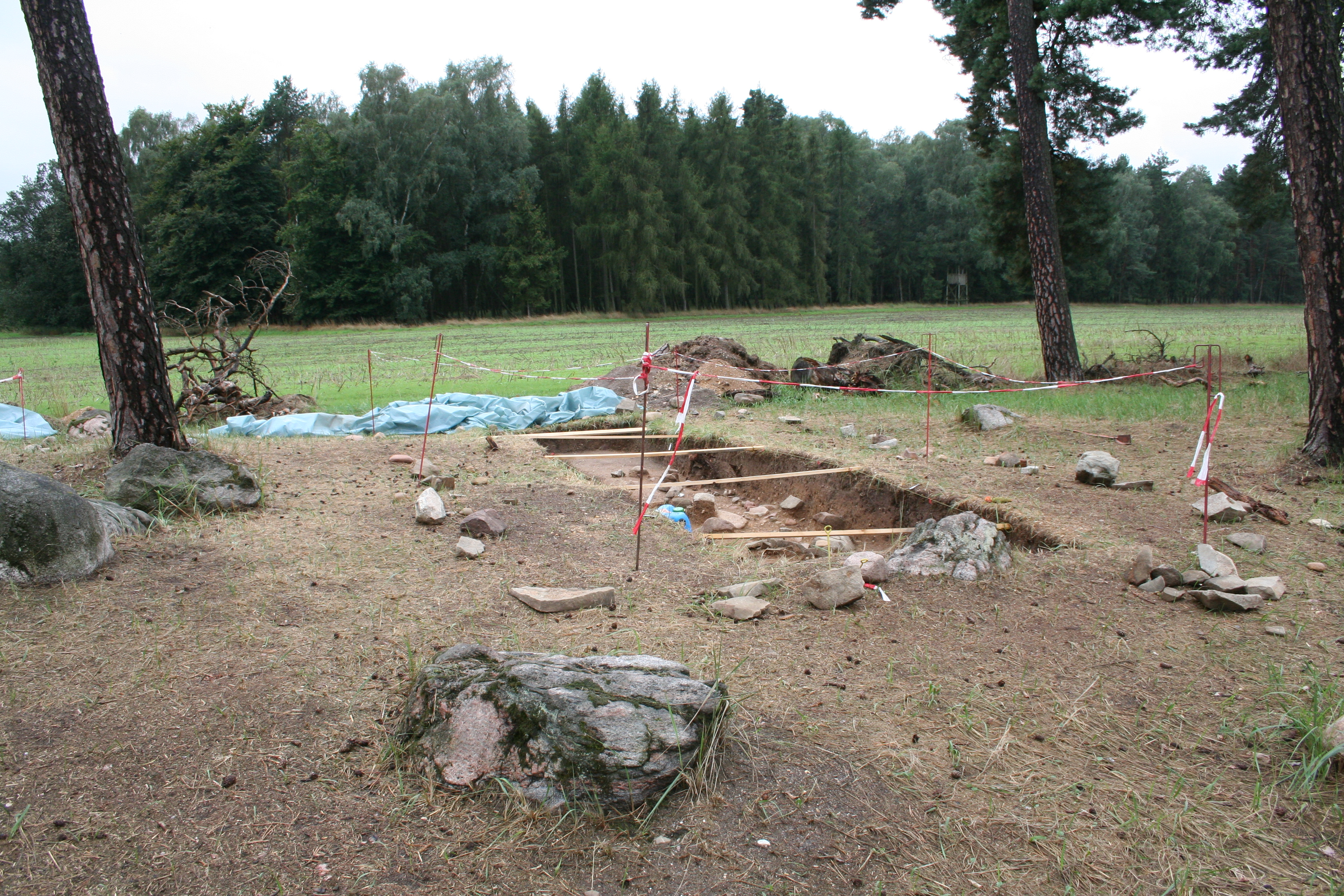
Ausgrabung am Großsteingrab Küsterberg im August 2010

Weitere Untersuchungen erfolgten zwischen 2009 und 2013 im Rahmen des von der Deutschen Forschungsgemeinschaft (DFG) geförderten Schwerpunktprogramms SPP 1400: Frühe Monumentalität und soziale Differenzierung als Kooperationsprojekt zwischen dem Institut für Ur- und Frühgeschichte der
Christian-Albrechts-Universität zu Kiel und dem Landesamt für Denkmalpflege und Archäologie Sachsen-Anhalt. Eine erste 2009 von Matthias Lindemann geleitete Untersuchung des Fundplatzes HUN 15 ergab, dass es sich hierbei nicht um ein Großsteingrab, sondern um einen neuzeitlich umgestalteten Grabhügel handelt. Am ausführlichsten wurde Grab HUN 14 („Küsterberg“) in den Jahren 2010 und 2012–13 unter Leitung von Kay Schmütz untersucht. Weitere Grabungen erfolgten 2011–12 am Großsteingrab DÖN 10 unter Leitung von Barbara Fritsch und 2012 am Großsteingrab AHA 34 unter Leitung von Christoph Rinne. Rinne leitete außerdem zwischen 2010 und 2013 sowie 2016 die Neuvermessung aller Großsteingräber im Haldensleber Forst. 2019 legte er hierzu eine Publikation vor, in der er die Anlagen auch einer Revision unterzog und mehrere bislang für Großsteingräber gehaltene Fundstellen aus dem Bestand aussonderte.
Das Grab DÖN 11 wurde 2014 von Karin Schwerdtfeger untersucht. Anlass hierfür war der Bau einer Ortsumgehung, durch den das Grab größtenteils zerstört worden wäre. Auch nach einer Änderung des Bebauungsplans und der Verlegung der Straßentrasse wurde nach Baumfällungen festgestellt, dass immer noch ein bedeutender Teil des Hünenbetts von den Baumaßnahmen betroffen war.
Bisher sind 20 Anlagen oder deren Reste untersucht. Die Forschungen ergaben, dass die neolithischen Anlagen von den Trägern der Tiefstichkeramik, einer Gruppe der Trichterbecherkultur (TBK), errichtet wurden. Ihre Siedlungen fanden sich am Probsthorn (1977 entdeckt) und auf der Rosmarienbreite, südwestlich bzw. nordöstlich der Stadt Haldensleben.

## Gesamtüberblick
- Karte mit allen Koordinaten:
- OSM |
- WikiMap

- zerstörte Gräber sind grau hinterlegt, fälschlich als Großsteingräber angesprochene Fundplätze sind rot hinterlegt.

| Fpl.   | Blasius (1902) | Stuhlmann (1934) | Rahmlow (1960) | Saal      | Beier (1991)          | Möws/Witzke  | Koordinaten                      | Anmerkungen                                                                      |
| ------ | -------------- | ---------------- | -------------- | --------- | --------------------- | ------------ | -------------------------------- | -------------------------------------------------------------------------------- |
| –      | –              | –                | –              | –         | Bebertal I 1          | –            |                                  | zerstört                                                                         |
| ALV 3  | XIh            | 28               | 1              | 33        | Bebertal I 2          | 38           | 52° 16′ 19,9″ N, 11° 20′ 45,5″ O |                                                                                  |
| ALV 4  | XIg            | 27               | 2              | 32        | Bebertal I 3          | 39           | 52° 16′ 20,2″ N, 11° 20′ 48,2″ O |                                                                                  |
| ALV 5  | XIf            | 25               | 3              | 31        | Bebertal I 4          | 40           | 52° 16′ 20,7″ N, 11° 20′ 52,5″ O |                                                                                  |
| ALV 6  | XIe            | 26               | 4              | 39        | Bebertal I 5          | 43           | 52° 16′ 17,3″ N, 11° 20′ 52,9″ O |                                                                                  |
| ALV 10 | XId            | 73               | 5              | 44        | Bebertal I 6          | 42           | 52° 16′ 14,4″ N, 11° 20′ 48″ O   |                                                                                  |
| ALV 11 | XIc            | 74               | 6              | 43        | Bebertal I 7          | 41           | 52° 16′ 14,7″ N, 11° 20′ 47,1″ O |                                                                                  |
| ALV 12 | Xb             | 24               | 7              | 35        | Bebertal I 8          | 44           | 52° 16′ 19,1″ N, 11° 21′ 10,3″ O | kein Großsteingrab                                                               |
| ALV 13 | Xa             | 23               | 8              | 42        | Bebertal I 9          | 45           | 52° 16′ 15,2″ N, 11° 21′ 12,7″ O |                                                                                  |
| ALV 14 | XIl            | 29               | 9              | o         | Bebertal I 10         | 34           | 52° 16′ 18,3″ N, 11° 20′ 35″ O   | Küchentannen, Grabung Preuß 1968, umgesetzt                                      |
| ALV 15 | XIk            | 30               | 10             | 38        | Bebertal I 11         | 33           | 52° 16′ 17,5″ N, 11° 20′ 31,2″ O |                                                                                  |
| ALV 16 | XIb            | 91               | 11             | 41        | Bebertal I 12         | 35           | 52° 16′ 15,6″ N, 11° 20′ 36,3″ O |                                                                                  |
| –      | –              | –                | –              | –         | –                     | 36           | 52° 16′ 17,1″ N, 11° 20′ 39,3″ O |                                                                                  |
| ALV 17 | XIa            | 19               | 12             | 48        | Bebertal I 13         | 37           | 52° 16′ 9,3″ N, 11° 20′ 38,5″ O  |                                                                                  |
| ALV 18 | XVIa           | 18               | 13             | 54        | Bebertal I 14         | 69           | 52° 15′ 55,7″ N, 11° 20′ 48,3″ O |                                                                                  |
| ALV 19 | XVIb           | 17               | 14             | 55        | Bebertal I 15         | 70           | 52° 15′ 54,1″ N, 11° 20′ 49,1″ O |                                                                                  |
| ALV 20 | XVId           | 70               | 15             | 58        | Bebertal I 16         | 72           | 52° 15′ 51,4″ N, 11° 20′ 48,4″ O |                                                                                  |
| ALV 21 | XVIc           | 16               | 16             | 56        | Bebertal I 17         | 71           | 52° 15′ 55″ N, 11° 20′ 46,7″ O   |                                                                                  |
| ALV 22 | XVIe           | 15               | 17             | 61        | Bebertal I 18         | 73           | 52° 15′ 50,4″ N, 11° 20′ 46″ O   | Grabung Wegener 1896–98?                                                         |
| ALV 23 | XVIf           | 14               | 18             | 63        | Bebertal I 19         | 74           | 52° 15′ 47,8″ N, 11° 20′ 47,6″ O |                                                                                  |
| ALV 24 | –              | 5                | z1             | er        | Bebertal I 20         | –            | 52° 15′ 11,6″ N, 11° 19′ 51″ O   | zerstört                                                                         |
| ALV 25 | XVIg           | 13               | 19             | 67        | Bebertal I 21         | 75           | 52° 15′ 43,5″ N, 11° 20′ 43,6″ O |                                                                                  |
| ALV 26 | XVIIa          | 61               | 20             | 74        | Bebertal I 22         | 76           | 52° 15′ 30,5″ N, 11° 20′ 39,2″ O |                                                                                  |
| ALV 27 | XVIIb          | 62               | 21             | 76        | Bebertal I 23         | 77           | 52° 15′ 29,8″ N, 11° 20′ 41,2″ O |                                                                                  |
| ALV 28 | XVIIc          | 63               | 22             | 77        | Bebertal I 24         | 78           | 52° 15′ 29,3″ N, 11° 20′ 44,4″ O |                                                                                  |
| ALV 29 | XVIId          | 65               | 23             | 75        | Bebertal I 25         | 80           | 52° 15′ 31,6″ N, 11° 21′ 9,3″ O  |                                                                                  |
| ALV 30 | XVIIf          | 64               | 24             | 79        | Bebertal I 26         | –            | 52° 15′ 25,3″ N, 11° 20′ 52,4″ O |                                                                                  |
| ALV 31 | XVIIe          | 12               | 25             | 78        | Bebertal I 27         | 81           | 52° 15′ 27,8″ N, 11° 21′ 19,2″ O |                                                                                  |
| ALV 32 | XVIIIa         | 11               | 26             | 81        | Bebertal I 28         | –            | 52° 15′ 3,7″ N, 11° 20′ 59,5″ O  |                                                                                  |
| –      | –              | –                | –              | –         | –                     | 111          | 52° 15′ 7,6″ N, 11° 20′ 41,7″ O  |                                                                                  |
| ALV 33 | XIIa           | 31               | 27             | er        | Bebertal I 29         | 23           | 52° 16′ 29,2″ N, 11° 20′ 43,7″ O | Kaisergrab, Grabung Preuß 1968–69                                                |
| ALV 34 | XIIb           | 32               | 28             | 20        | Bebertal I 30         |              | 52° 16′ 36,9″ N, 11° 20′ 39,1″ O |                                                                                  |
| ALV 35 | XIIIa          | 22               | 29             | 9         | Bebertal I 31         |              | 52° 16′ 48,1″ N, 11° 20′ 23,7″ O |                                                                                  |
| ALV 36 | XIIIb          | 95               | 30             | 49        | Bebertal I 32         | –            | 52° 16′ 8,3″ N, 11° 19′ 59″ O    | kein Großsteingrab                                                               |
| –      | –              | –                | –              | –         | Bebertal I 33         | –            |                                  | zerstört                                                                         |
| –      | –              | –                | –              | –         | Bebertal I 34         | –            |                                  | zerstört                                                                         |
| ALV 37 | –              | 94               | 31             | 50        | Bebertal I 35         | 30(?)        | 52° 16′ 7,5″ N, 11° 20′ 0,9″ O   | kein Großsteingrab                                                               |
| ALV 38 | –              | 93               | 32             | 51        | Bebertal I 36         | –            | 52° 16′ 0,2″ N, 11° 19′ 58,1″ O  | kein Großsteingrab, zerstört                                                     |
| ALV 39 | XIVc           | 54               | z46            | er        | Bebertal I 37         | –            | 52° 15′ 46,3″ N, 11° 19′ 56,2″ O | Grabung Preuß 1967                                                               |
| ALV 40 | XVIb           | 53               | z47            | er        | Bebertal I 38         | –            | 52° 15′ 47,1″ N, 11° 20′ 0,2″ O  | Grabung Preuß 1967                                                               |
| ALV 41 | XXIc           | –                | 35             | 73        | Bebertal I 39         | –            | 52° 15′ 31,9″ N, 11° 19′ 35,5″ O |                                                                                  |
| ALV 42 | XXIa           | 71               | z45            | er        | Bebertal I 40         | –            | 52° 15′ 26,1″ N, 11° 19′ 56,2″ O | Grabung Preuß 1966–67                                                            |
| ALV 43 | XXIb           | –                | z2             | –         | –                     | –            | 52° 15′ 30,2″ N, 11° 19′ 52,2″ O | zerstört                                                                         |
| ALV 44 | –              | –                | 70             | 72        | Bebertal I 41         |              | 52° 15′ 33,9″ N, 11° 18′ 59,4″ O |                                                                                  |
| ALV 45 | –              | –                | 71             | 71        | Bebertal I 42         |              | 52° 15′ 38,3″ N, 11° 19′ 5″ O    |                                                                                  |
| ALV 46 | –              | –                | 72             | 45        | Bebertal I 43         | –            | 52° 16′ 13,2″ N, 11° 20′ 47,8″ O |                                                                                  |
| ALV 47 | X              | 51               | z3             | er        | Bebertal I 44         | –            | 52° 16′ 1,7″ N, 11° 19′ 49,6″ O  | zerstört                                                                         |
| ALV 48 | XIVa           | 52               | z4             | er        | Bebertal I 45         | –            | 52° 15′ 51,2″ N, 11° 20′ 1,5″ O  | zerstört                                                                         |
| ALV 52 | –              | –                | –              | –         | Bebertal I 46         | –            | 52° 15′ 56,1″ N, 11° 19′ 37,7″ O | zerstört                                                                         |
| –      | –              | –                | –              | 40        | Bebertal I 47         |              |                                  |                                                                                  |
| –      | –              | –                | –              | 47        | Bebertal I 48         |              |                                  |                                                                                  |
| DÖN 4  | XXe            | 2                | 37 oder z5     | 69        | Bebertal II 1a+b      | 66           | 52° 15′ 41,4″ N, 11° 20′ 14,2″ O | Königsgrab                                                                       |
| DÖN 5  | –              | 8 oder –         | z6             | –         | Bebertal II 2         | –            | 52° 15′ 10,7″ N, 11° 20′ 5,4″ O  | Grabung Niquet/Grimm 1935, zerstört                                              |
| DÖN 7  | XIVa           | 80               | 38             | 62        | Bebertal II 3         | –            | 52° 15′ 48″ N, 11° 20′ 5,4″ O    | zerstört                                                                         |
| DÖN 8  | XXc            | 3 oder 4         | z5 oder z7     | er        | Bebertal II 4         | –            | 52° 15′ 13,1″ N, 11° 19′ 57,5″ O | Grabung Schlette/Preuß 1958                                                      |
| DÖN 9  | XXc, XXd       | 4 und 7          | z7 oder z8     | er        | Bebertal II 5         | –            | 52° 15′ 12,3″ N, 11° 20′ 0,2″ O  | Grabung Preuß/Häußler 1958–59, zerstört                                          |
| DÖN 10 | XIXb           | 58               | 39             | 80        | Bebertal II 6         | 110          | 52° 15′ 14,5″ N, 11° 20′ 36,3″ O | Grabung Fritsch 2011–12                                                          |
| DÖN 11 | XXf            | 9                | 40             | 83        | Bebertal II 7         | 107          | 52° 15′ 1,8″ N, 11° 20′ 5,8″ O   | Grabung Schwerdtfeger 2014                                                       |
| DÖN 12 | –              | 3                | –              | –         | –                     | –            | 52° 15′ 15,6″ N, 11° 19′ 58,8″ O | zerstört, bei Beier identisch mit DÖN 8                                          |
| DÖN 13 | XXa            | 8                | z9             | er        | Bebertal II 8         | –            | 52° 15′ 14,8″ N, 11° 20′ 1,5″ O  | Grabung Niquet/Grimm 1935 (undokumentiert)                                       |
| DÖN 14 | XIXa           | 10               | z10            | o         | Bebertal II 9         |              | 52° 14′ 46,8″ N, 11° 19′ 43,9″ O |                                                                                  |
| DÖN 15 | –              | –                | z11            | –         | Bebertal II 10        | –            | 52° 14′ 48,9″ N, 11° 21′ 12,6″ O | zerstört                                                                         |
| DÖN 16 | –              | –                | z12            | –         | Bebertal II 11        | –            | 52° 15′ 11,6″ N, 11° 22′ 2,7″ O  | zerstört                                                                         |
| DÖN 17 | –              | –                | z13            | –         | Bebertal II 12        | –            | 52° 15′ 5,1″ N, 11° 22′ 4″ O     | zerstört                                                                         |
| DÖN 18 | –              | –                | z14            | –         | Bebertal II 13        | –            | 52° 15′ 1,9″ N, 11° 22′ 8″ O     | zerstört                                                                         |
| DÖN 19 | XIXc           | 56               | z15            | er        | Bebertal II 14        | –            | 52° 15′ 16,4″ N, 11° 20′ 26,5″ O |                                                                                  |
| DÖN 20 | XIXd           | 57               | z16            | er        | Bebertal II 15        | –            | 52° 15′ 19,7″ N, 11° 20′ 31,8″ O | zerstört                                                                         |
| DÖN 21 | XXb            | 6                | z17            | –         | –                     | –            | 52° 15′ 17,2″ N, 11° 20′ 1,5″ O  | zerstört, bei Beier mit DÖN 13 identisch                                         |
| BOD 1  | –              | –                | z42            | –         | Bodendorf             |              | 52° 17′ 13,7″ N, 11° 18′ 31,8″ O | zerstört, bei Rinne als erhalten geführt                                         |
| EMD 12 | –              | –                | 41             | 59        | Emden 2               |              | 52° 15′ 50,7″ N, 11° 16′ 54,4″ O |                                                                                  |
| EMD 15 | –              | –                | z18            | –         | Emden 3               | –            | 52° 15′ 51,3″ N, 11° 17′ 0,9″ O  | zerstört                                                                         |
| EMD 16 | –              | –                | z19            | –         | Emden 4               | –            | 52° 16′ 34,2″ N, 11° 16′ 54,2″ O | zerstört                                                                         |
| EMD 17 | –              | –                | z20            | –         | Emden 5               | –            | 52° 15′ 21,3″ N, 11° 17′ 47″ O   | zerstört                                                                         |
| EMD 44 | –              | –                | –              | –         | Emden 6               |              | 52° 15′ 27,4″ N, 11° 16′ 40,4″ O |                                                                                  |
| EMD 45 | –              | –                | –              | –         | Emden 7               |              | 52° 15′ 26,3″ N, 11° 16′ 42″ O   |                                                                                  |
| NHA 5  | ?              | –                | z25            | –         | Haldensleben I 2      | –            | –                                | zerstört, fehlt bei Rinne                                                        |
| –      | –              | –                | z26            | –         | Haldensleben I 3      | –            |                                  | zerstört                                                                         |
| –      | –              | –                | z27            | –         | Haldensleben I 4      | –            |                                  | zerstört                                                                         |
| –      | –              | –                | z28            | –         | Haldensleben I 5      | –            |                                  | zerstört                                                                         |
| –      | –              | –                | z29            | –         | Haldensleben I 6      | –            |                                  | zerstört                                                                         |
| –      | –              | –                | z30            | –         | Haldensleben I 7      | –            |                                  | zerstört                                                                         |
| –      | –              | –                | –              | –         | Haldensleben I 8      | –            |                                  | zerstört                                                                         |
| –      | –              | –                | –              | 2         | Haldensleben I 9      |              |                                  |                                                                                  |
| NHA 9  | –              | 88               | 67             | 3         | Haldensleben I 10     | 1            | 52° 17′ 32,1″ N, 11° 22′ 7,8″ O  |                                                                                  |
| NHA 10 | –              | 82               | z23            | 1         | Haldensleben I 11     | –            | 52° 17′ 34,3″ N, 11° 22′ 23,1″ O | kein Großsteingrab, zerstört                                                     |
| NHA 11 | –              | 34               | 80             | 7         | Haldensleben I 12     | 9            | 52° 17′ 6,4″ N, 11° 21′ 58,2″ O  | zerstört                                                                         |
| NHA 12 | IIIa           | –                | z24            | –         | Haldensleben I 13     | –            | 52° 17′ 4,1″ N, 11° 22′ 4,1″ O   | zerstört                                                                         |
| AHA 1  | –              | 78               | –              | –         | –                     | 18           | 52° 16′ 39,7″ N, 11° 21′ 35,3″ O | kein Großsteingrab                                                               |
| AHA 2  | –              | –                | –              | –         | –                     | –            | 52° 16′ 44″ N, 11° 21′ 43,7″ O   | kein Großsteingrab, zerstört                                                     |
| AHA 8  | –              | –                | z48            | –         | Haldensleben II 1     | –            | 52° 15′ 59,7″ N, 11° 22′ 18,6″ O | kein Großsteingrab, zerstört                                                     |
| AHA 9  | –              | –                | 42             | 29        | Haldensleben II 2     | 58           | 52° 16′ 23,3″ N, 11° 23′ 39,2″ O |                                                                                  |
| AHA 10 | Ve             | 1                | 43             | 22        | Haldensleben II 3     | 56           | 52° 16′ 30,6″ N, 11° 23′ 0,9″ O  | Teufelsküche, Restaurierung 1992                                                 |
| AHA 11 | Vd             | 68               | 44             | 27        | Haldensleben II 4     | –            | 52° 16′ 25,6″ N, 11° 22′ 31,4″ O |                                                                                  |
| AHA 12 | Vc             | 67               | 45             | 26        | Haldensleben II 5a+b  | 53(?)        | 52° 16′ 25,1″ N, 11° 22′ 29,5″ O | Teil von AHA 13                                                                  |
| AHA 13 | Vb             | 66 und 67        | 46             | 26        | Haldensleben II 5a+b  | 54 und 55(?) | 52° 16′ 25″ N, 11° 22′ 29,2″ O   | Steineiche                                                                       |
| AHA 14 | Va             | 69               | 47             | 25        | Haldensleben II 6     | 52           | 52° 16′ 26,3″ N, 11° 22′ 20″ O   |                                                                                  |
| AHA 15 | VIa            | 43               | 48             | 30        | Haldensleben II 7     | 49           | 52° 16′ 22,3″ N, 11° 22′ 1,5″ O  |                                                                                  |
| AHA 16 | VIc            | 45               | 49             | 37        | Haldensleben II 8     | 50           | 52° 16′ 18,9″ N, 11° 21′ 51,3″ O |                                                                                  |
| AHA 17 | VIb            | 46               | 50             | 46        | Haldensleben II 9     | 51           | 52° 16′ 11,5″ N, 11° 21′ 56,8″ O |                                                                                  |
| AHA 18 | VIIb           | 59               | 51             | 21        | Haldensleben II 10    | 25           | 52° 16′ 31,1″ N, 11° 21′ 34,6″ O |                                                                                  |
| AHA 19 | IVe            | 77               | 52             | 18        | Haldensleben II 11    | 20           | 52° 16′ 38,5″ N, 11° 21′ 39″ O   |                                                                                  |
| AHA 20 | IVd            | 42               | 53             | 19        | Haldensleben II 12    | 21           | 52° 16′ 38,5″ N, 11° 21′ 42,2″ O |                                                                                  |
| AHA 21 | IVc            | 40               | 54             | 16        | Haldensleben II 13a+b | 19           | 52° 16′ 42,1″ N, 11° 21′ 40,2″ O |                                                                                  |
| AHA 22 | IVb            | 41               | 55             | 15        | Haldensleben II 14    | 17           | 52° 16′ 42,5″ N, 11° 21′ 33,3″ O |                                                                                  |
| AHA 23 | IVa            | 39               | 56             | 14        | Haldensleben II 15    | 16           | 52° 16′ 44″ N, 11° 21′ 37,2″ O   | Grabung Wegener 1896–97?                                                         |
| AHA 24 | IVe            | 37               | 57             | 12        | Haldensleben II 16    | 15           | 52° 16′ 45,6″ N, 11° 21′ 49,5″ O |                                                                                  |
| AHA 25 | IIIc           | 36               | 58             | 10        | Haldensleben II 17    | 13           | 52° 16′ 48,5″ N, 11° 21′ 51,2″ O |                                                                                  |
| AHA 26 | IIId           | 38               | 59             | 11        | Haldensleben II 18    | 14           | 52° 16′ 46,8″ N, 11° 21′ 54,2″ O |                                                                                  |
| AHA 27 | III b          | 35               | 60             | 8         | Haldensleben II 19    | 12           | 52° 16′ 56,1″ N, 11° 21′ 44,2″ O |                                                                                  |
| AHA 28 | Vf             | 50               | 74             | 24        | Haldensleben II 20    | 57           | 52° 16′ 28,4″ N, 11° 23′ 6,5″ O  |                                                                                  |
| AHA 29 | IXa            | –                | z21            | –         | Hundisburg 21         | –            | 52° 15′ 52,9″ N, 11° 22′ 18,6″ O | Grabung Wegener 1896–97, zerstört                                                |
| AHA 30 | –              | –                | z22            | –         | Haldensleben II 21    | –            | 52° 16′ 36,6″ N, 11° 25′ 23,1″ O | zerstört                                                                         |
| AHA 31 | –              | –                | 76             | 66        | Haldensleben II 22    | 95           | 52° 15′ 43,7″ N, 11° 24′ 10,7″ O |                                                                                  |
| AHA 32 | –              | –                | 77             | 70        | Haldensleben II 23    | 97           | 52° 15′ 42,5″ N, 11° 24′ 15,9″ O |                                                                                  |
| AHA 33 | –              | –                | 78             | 65        | Haldensleben II 24    | 96           | 52° 15′ 45,5″ N, 11° 24′ 19,9″ O |                                                                                  |
| AHA 34 | –              | –                | 79             | 68        | Haldensleben II 25    | 98           | 52° 15′ 44,8″ N, 11° 24′ 33,6″ O | Grabung Rinne 2013                                                               |
| AHA 35 | ?              | –                | 75             | er        | Haldensleben II 26    | –            |                                  | fehlt bei Rinne                                                                  |
| AHA 42 | –              | –                | 85 und 84      | 52 und 53 | Haldensleben II 27a+b | –            | 52° 16′ 6,8″ N, 11° 22′ 48″ O    | kein Großsteingrab                                                               |
| –      | –              | –                | –              | 13        | Haldensleben II 28    |              |                                  |                                                                                  |
| –      | –              | –                | –              | 17        | Haldensleben II 29    |              |                                  |                                                                                  |
| HUN 6  | IXa            | –                | z31            | –         | Hundisburg 1          | –            | 52° 15′ 23,6″ N, 11° 22′ 2″ O    | Grabung Wegener 1897, zerstört                                                   |
| HUN 13 | –              | 60               | z32            | er        | –                     | –            |                                  | zerstört                                                                         |
| HUN 14 | IXb            | 101              | 61             | 57        | Hundisburg 2          | 92           | 52° 15′ 54,4″ N, 11° 23′ 12,5″ O | Küsterberg, Grabung Schmütz 2010, 2012–13                                        |
| HUN 15 | –              | 75               | 62             | 82        | Hundisburg 3          | 120          | 52° 15′ 3,9″ N, 11° 23′ 46″ O    | Grabung Lindemann 2009, kein Großsteingrab                                       |
| –      | –              | –                | –              | –         | –                     | 123          | 52° 15′ 3″ N, 11° 23′ 43,5″ O    |                                                                                  |
| HUN 16 | VIIa           | 44               | 63             | 34        | Hundisburg 4          | 48           | 52° 16′ 19,6″ N, 11° 21′ 44,8″ O |                                                                                  |
| HUN 17 | VIId           | 55               | 64             | 28        | Hundisburg 5          | 47           | 52° 16′ 23,7″ N, 11° 21′ 23,8″ O |                                                                                  |
| HUN 18 | VIIe           | 89               | 65             | 36        | Hundisburg 6          | 46           | 52° 16′ 19,2″ N, 11° 21′ 18″ O   |                                                                                  |
| HUN 19 | VIIc           | 33               | 66             | 23        | Hundisburg 7          | –            | 52° 16′ 27,7″ N, 11° 21′ 4,9″ O  |                                                                                  |
| HUN 20 | VIIIb          | 85               | z33            | er        | Hundisburg 8          | –            | 52° 16′ 3,4″ N, 11° 21′ 45,6″ O  | zerstört                                                                         |
| HUN 21 | VIIIa          | 47               | z34            | er        | Hundisburg 9          | –            | 52° 16′ 1,7″ N, 11° 21′ 56,2″ O  | zerstört                                                                         |
| HUN 22 | VIIIc          | 48               | 81             | 60        | Hundisburg 10         | 85           | 52° 15′ 51,5″ N, 11° 21′ 50,6″ O |                                                                                  |
| HUN 23 | –              | –                | –              | –         | Hundisburg 11         | –            | 52° 15′ 48,8″ N, 11° 21′ 27,1″ O | zerstört, bei Beier vermutl. Verwechslung mit HUN 13                             |
| HUN 24 | –              | 86               | z36            | er        | Hundisburg 12         | –            | 52° 15′ 54,5″ N, 11° 23′ 23,2″ O | zerstört                                                                         |
| HUN 25 | –              | 76               | z35            | er        | Hundisburg 13         | –            | 52° 15′ 48,9″ N, 11° 23′ 53,5″ O | zerstört                                                                         |
| HUN 26 | –              | –                | z38            | –         | Hundisburg 14         | –            | 52° 15′ 14,1″ N, 11° 23′ 42,9″ O | zerstört                                                                         |
| HUN 27 | –              | –                | z39            | –         | Hundisburg 15         | –            | 52° 15′ 8,4″ N, 11° 23′ 42,8″ O  | zerstört                                                                         |
| HUN 28 | –              | –                | z40            | –         | Hundisburg 16         | –            | 52° 14′ 52,2″ N, 11° 22′ 39,6″ O | zerstört                                                                         |
| HUN 29 | –              | –                | z41            | –         | Hundisburg 17         | –            | 52° 14′ 48,9″ N, 11° 22′ 50,1″ O | zerstört                                                                         |
| HUN 30 | –              | 87               | z37            | er        | Hundisburg 18         | –            | 52° 15′ 52,1″ N, 11° 23′ 24,5″ O | zerstört                                                                         |
| HUN 35 | –              | –                | 82             | 64        | Hundisburg 19         | –            | 52° 15′ 47,2″ N, 11° 22′ 32,4″ O | zerstört, nach Beier wohl sekundär von Haldensleben II nach Hundisburg verlagert |
| HUN 37 | –              | –                | –              | –         | Hundisburg 20         | 88           | 52° 15′ 47,3″ N, 11° 22′ 54,6″ O | kein Großsteingrab                                                               |
| SÜP 1  | Ic             | 20               | 68             | 4         | Süplingen 1           | 6            | 52° 17′ 13,8″ N, 11° 21′ 28″ O   | Grabung Wegener 1896                                                             |
| SÜP 2  | –              | 83               | 69             | 6         | Süplingen 2           | –            | 52° 17′ 7,6″ N, 11° 21′ 15,7″ O  |                                                                                  |
| SÜP 3  | Ia             | 21               | z43            | er        | Süplingen 3a+b        | –            | 52° 17′ 21,8″ N, 11° 20′ 46,4″ O | Grabung Wegener 1896–97, zerstört                                                |
| SÜP 4  | Ib             | 81               | z44            | er        | Süplingen 4           |              | 52° 17′ 22,6″ N, 11° 20′ 52,9″ O | Grabung Wegener 1896, zerstört, bei Rinne als erhalten geführt                   |
| SÜP 5  | –              | –                | 83             | 5         | Süplingen 5           | –            |                                  | kein Großsteingrab, zerstört                                                     |
| SÜP 6  | –              | –                | –              | –         | –                     |              | 52° 17′ 11,3″ N, 11° 21′ 19,3″ O |                                                                                  |

## Beschreibung
Die Kammern im Haldenslebener Forst weisen im Durchschnitt größere Abmessungen auf, als die altmärkischen. Sie werden oft aus acht oder neun, im Einzelfall bis zu zwölf Tragsteinpaaren und zwei Endsteinen gebildet. Die Tragsteine tragen Decksteine, deren Anzahl häufig unter der der Tragsteinpaare liegt, sie bilden also oft keine Joche. Als Baumaterial nutzte man vor allem Findlinge aus nordischem Granit.
Bei den Anlagen handelt es sich primär um Ganggräber. In der Regel führte von der Südseite der Einfassung ein 2–3 m langer, 0,6 m breiter und 0,75 m hoher, angesetzter Gang leicht außermittig so in die Kammer, dass im Westen der durchschnittlich etwa 1,2 m hohen Kammern ein größerer Raumanteil liegt als im Osten. Die Böden der Kammern sind mit Steinplatten belegt, die verschiedentlich mit einem Ton- oder Lehmestrich und einer darüber liegenden Schotterschicht bedeckt sind. Zwischen den Wandsteinen liegt plattiges Zwischenmauerwerk.
Der die Kammer deckende Hügel wurde durch eine, in der Regel trapezförmige, steinerne Einfassung, das so genannte Hünenbett begrenzt. Die Kammern liegen in der Regel im breiteren Teil der Einfassung.
Die Großsteingräber im Haldenslebener Forst sind, mit mehr oder weniger starken Abweichungen, West-Ost orientiert. Sie wurden in neolithischer Zeit, aber auch später zu Nachbestattungen oder Opferhandlungen genutzt.
Zahlreiche Anlagen befinden sich zu beiden Seiten des ausgeschilderten »Gräberweges«, der das Gebiet von Nordost nach Südwest durchzieht. Unweit des „Gasthauses Ziegelei“ liegt die so genannte „Teufelsküche“, eines der bekanntesten Großsteingräber in dem Gebiet. Im Vergleich zu den „Küchentannen“ und dem „Königsgrab“ ist die Grabkammer kurz. Erhalten sind acht Trag- und zwei Decksteine. Zwei Tragsteine und ein Deckstein fehlen. Die größte und zugleich eine der am besten erhaltenen Anlagen ist das Königsgrab, südlich des Forsthauses Eiche.

### Erhaltene Gräber

#### Grab ALV 3
Dieses Grab ist noch gut erhalten. Es liegt leicht erhöht und besitzt ein ost-westlich orientiertes rechteckiges Hünenbett mit einer Länge von 17,5 m und einer Breite von 9 m. Die Hügelschüttung hat noch eine Höhe von 0,5 m. Von der Umfassung sind noch 14 Steine erhalten. Bei der Grabkammer handelt es sich um ein ostnordost-westsüdwestlich orientiertes Ganggrab mit einem rechteckigen Grundriss. Ihre Länge beträgt außen 9,3 m und innen 6,5 m, ihre Breite außen 3,3 m und innen 1,6 m. Die Kammer besaß ursprünglich sieben Wandsteine an der nördlichen und sechs an der südlichen Langseite sowie jeweils einen Abschlussstein an den Schmalseiten. Zwei Wandsteine der nördlichen und einer der südlichen Langseite fehlen. Von den ursprünglich sechs Decksteinen sind noch drei und das Bruchstück eines vierten erhalten.

Grab ALV 3
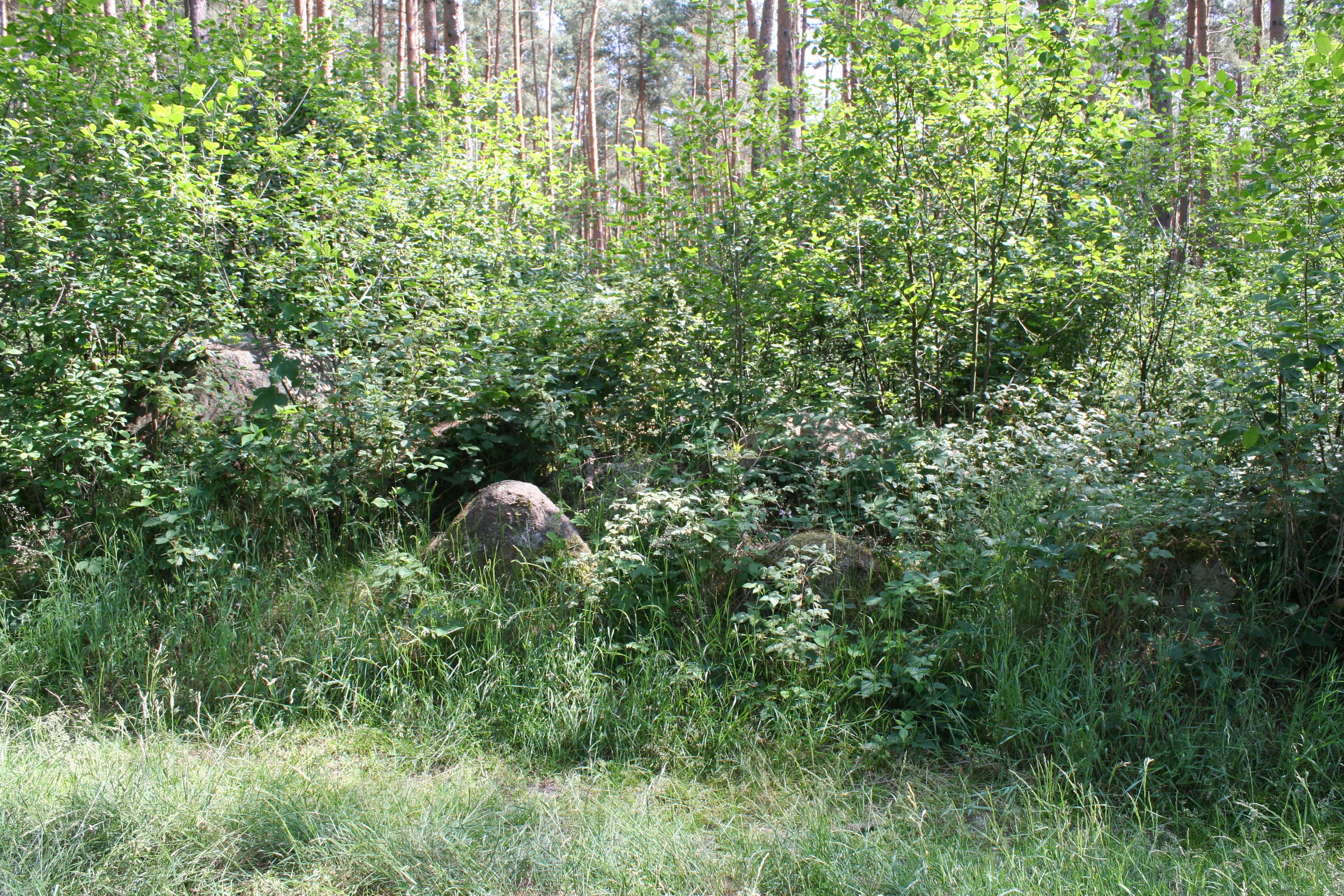
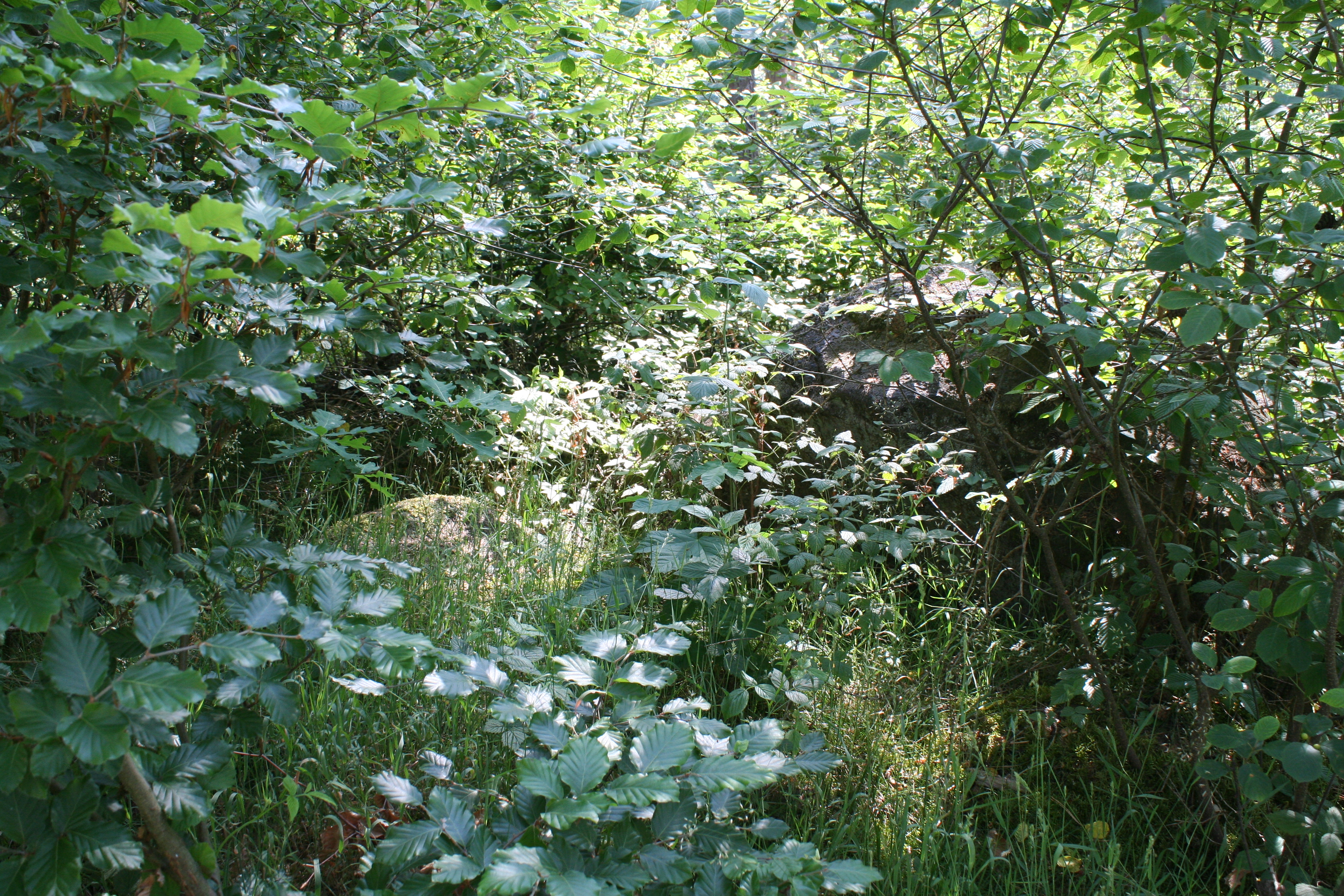
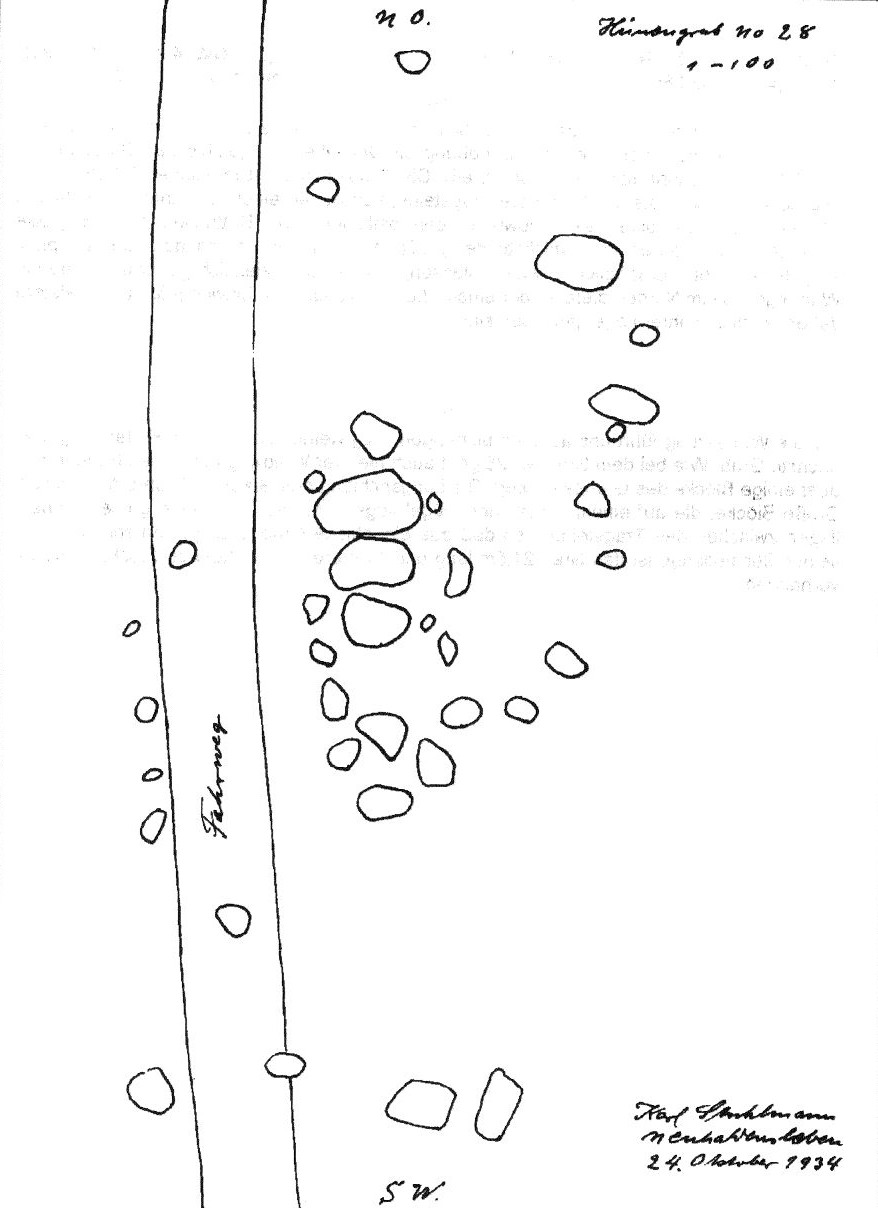
Grundriss nach Stuhlmann

#### Grab ALV 4
Diese gut erhaltene Anlage liegt leicht erhöht und besitzt ein ostnordost-westsüdwestlich orientiertes trapezförmiges Hünenbett mit einer Länge von 22,6 m und einer Breite von 7,1 m. Die Hügelschüttung hat noch eine Höhe von 0,5 m. Von der Umfassung sind noch 19 Steine erhalten. Bei der Grabkammer handelt es sich um ein ostnordost-westsüdwestlich orientiertes Ganggrab mit einem rechteckigen Grundriss. Ihre Länge beträgt außen 9,6 m und innen 7,8 m, ihre Breite außen 3,9 m und innen zwischen 1,8 m und 2,1 m. Die Kammer besaß ursprünglich 15 Wandsteine an den Langseiten sowie jeweils einen Abschlussstein an den Schmalseiten. Sechs Wandsteine fehlen. Von den ursprünglich sechs Decksteinen sind noch fünf erhalten. Der Zugang zur Kammer lag vermutlich an der Mitte der südlichen Langseite.

Grab ALV 4
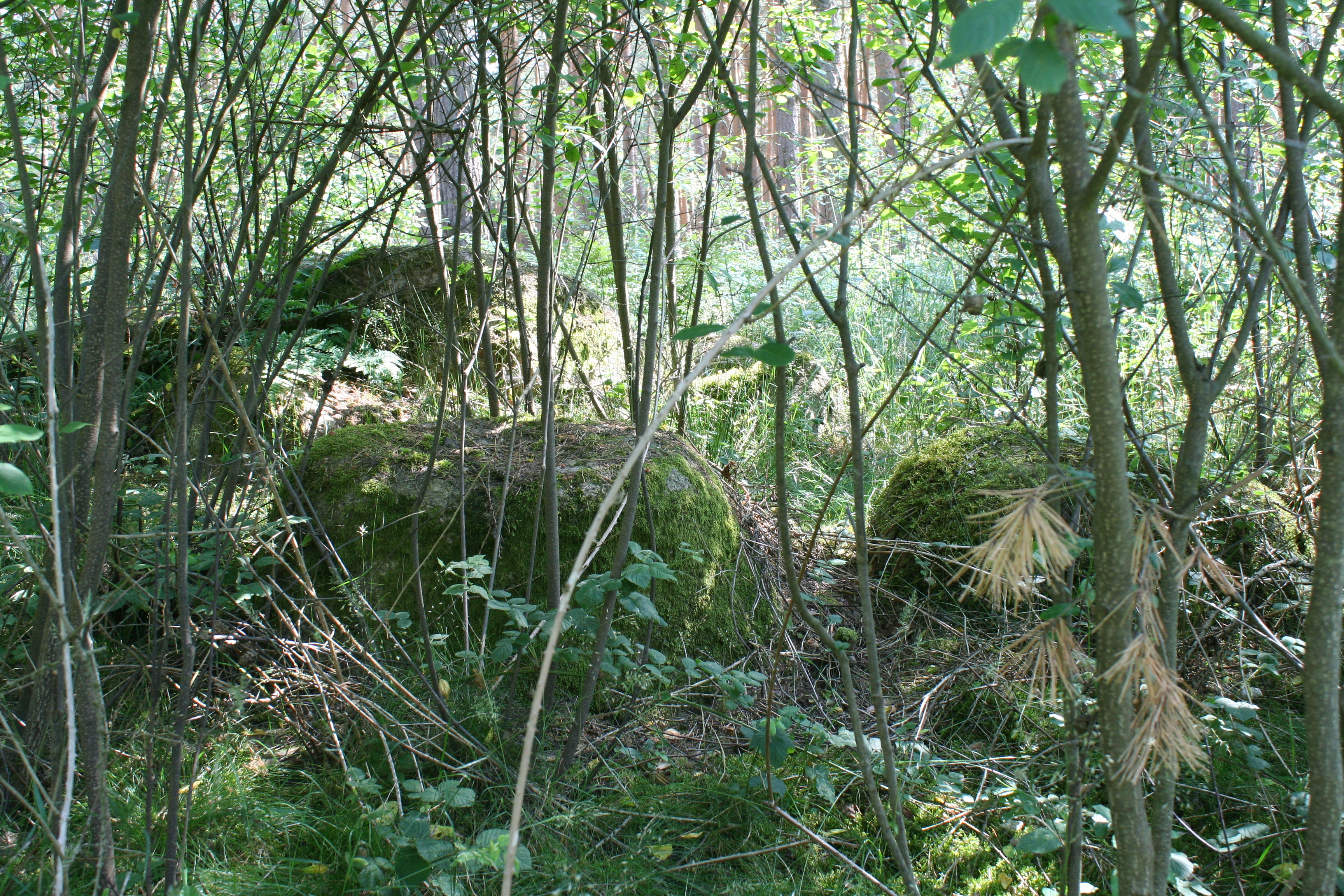
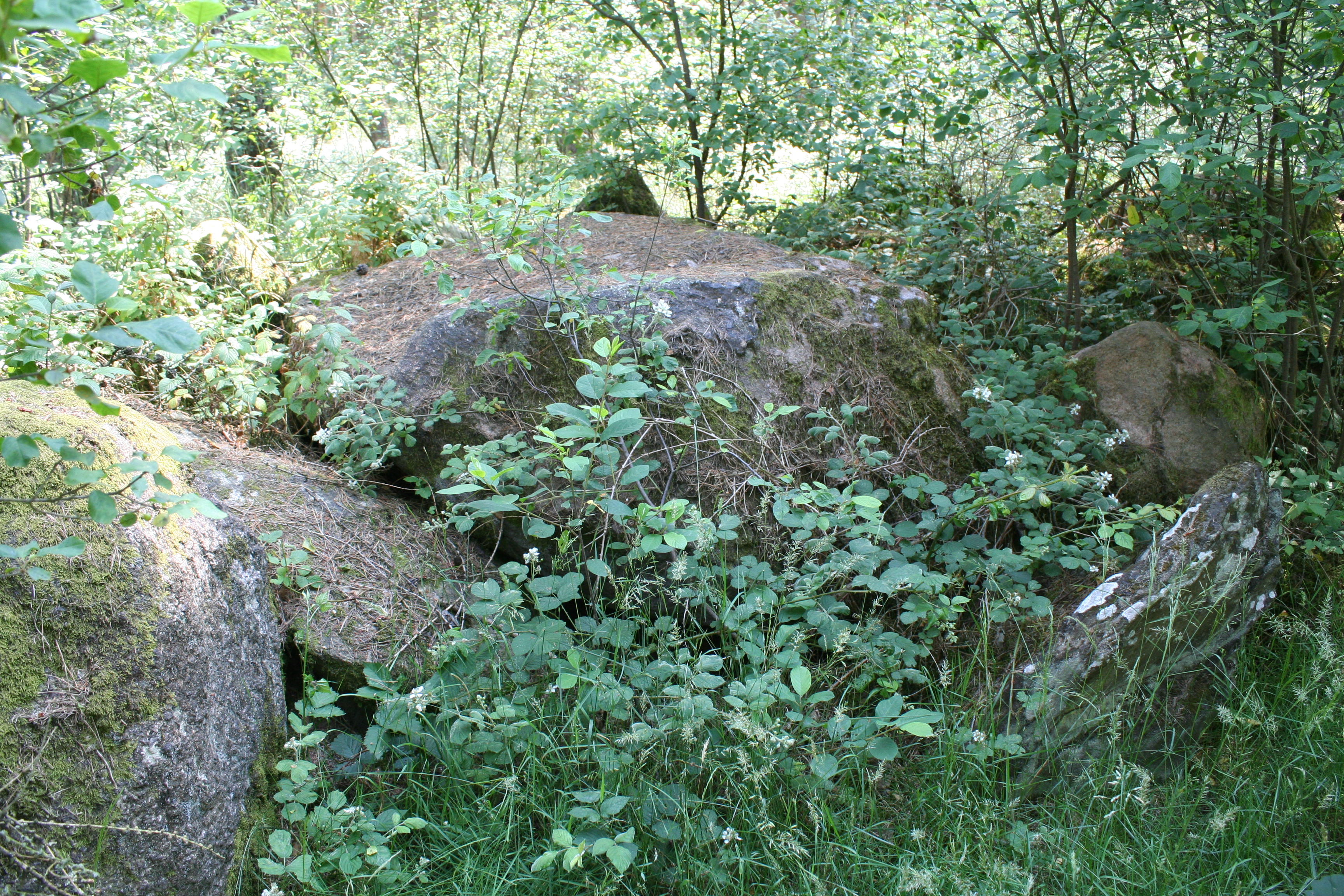
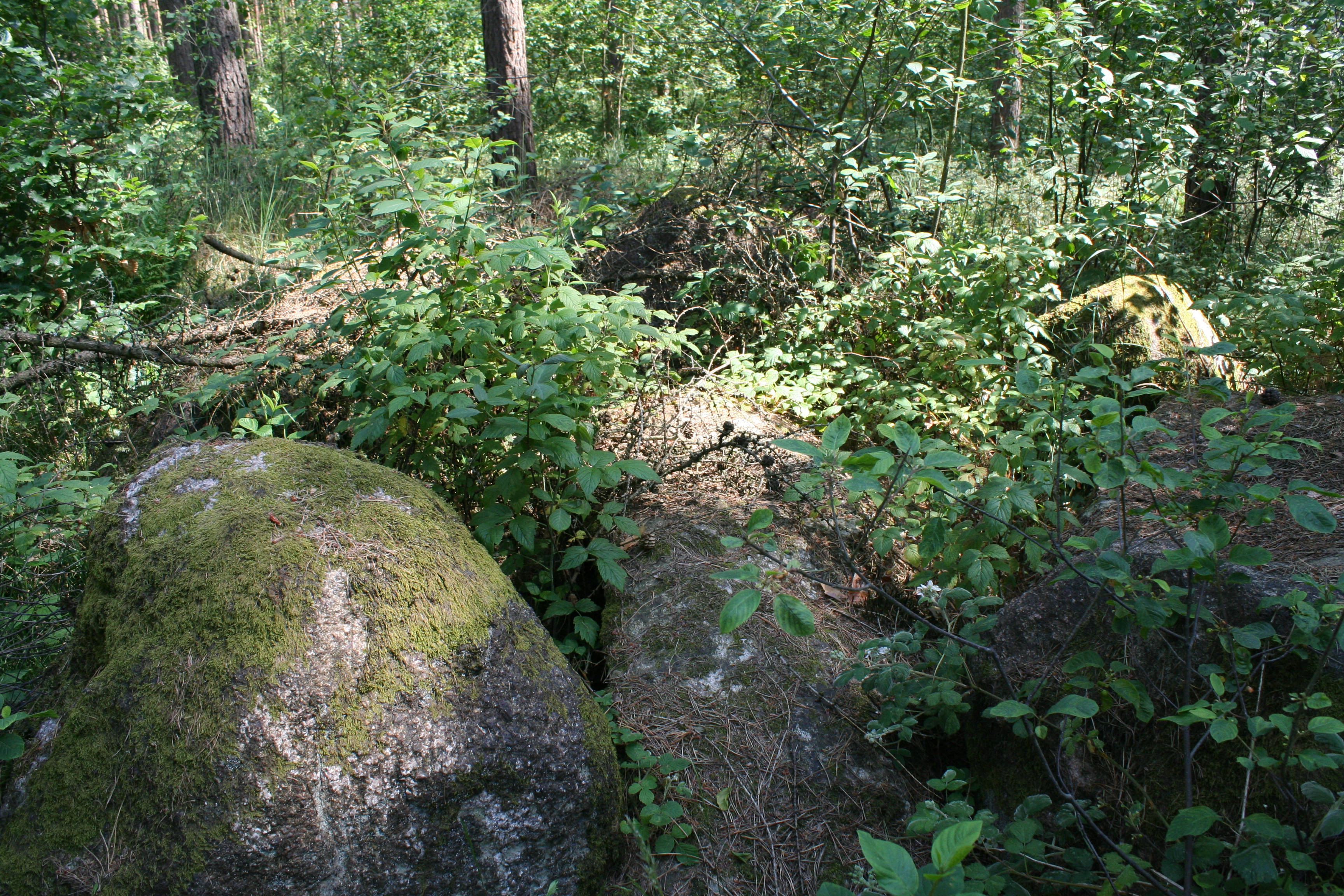
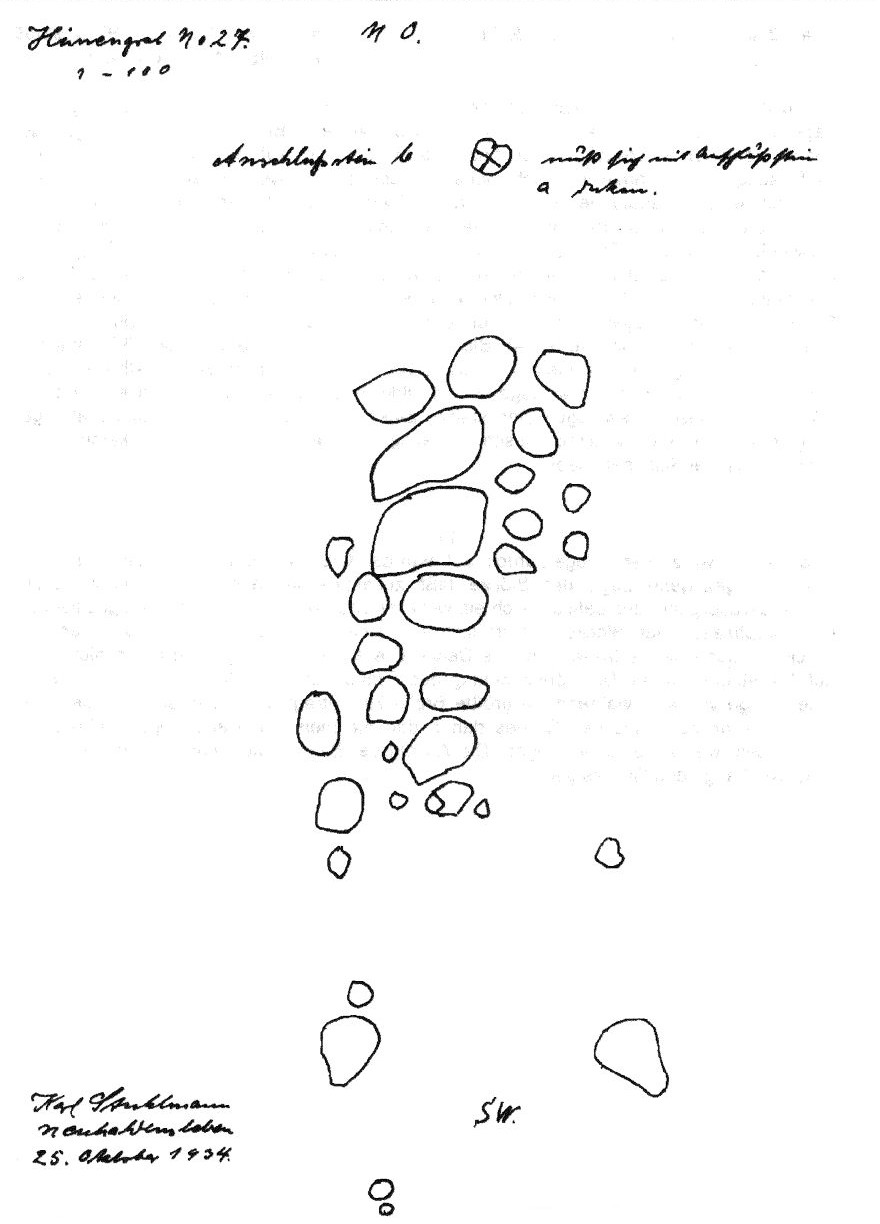
Grundriss nach Stuhlmann

#### Grab ALV 5
Dieses Grab weist einen sehr guten Erhaltungszustand auf und liegt deutlich erhöht. Es besitzt ein ostnordost-westsüdwestlich orientiertes rechteckiges Hünenbett mit einer Länge von 21 m und einer Breite zwischen 6,5 m und 7,5 m. Die Hügelschüttung hat noch eine Höhe von 0,6 m. Von der Umfassung sind noch zwölf Steine erhalten. Bei der Grabkammer handelt es sich um ein ostnordost-westsüdwestlich orientiertes Ganggrab mit einem rechteckigen Grundriss. Ihre Länge beträgt außen 8 m und innen 5,9 m, ihre Breite beträgt innen zwischen 1,55 m und 1,75 m. Die Kammer besitzt zwölf Wandsteine an den Langseiten sowie jeweils einen Abschlussstein an den Schmalseiten. Von den ursprünglich fünf Decksteinen sind noch vier erhalten. Der Zugang zur Kammer befindet sich an der östlichen Hälfte der südlichen Langseite. Ihm sind zwei Gangsteine vorgelagert.

Grab ALV 5
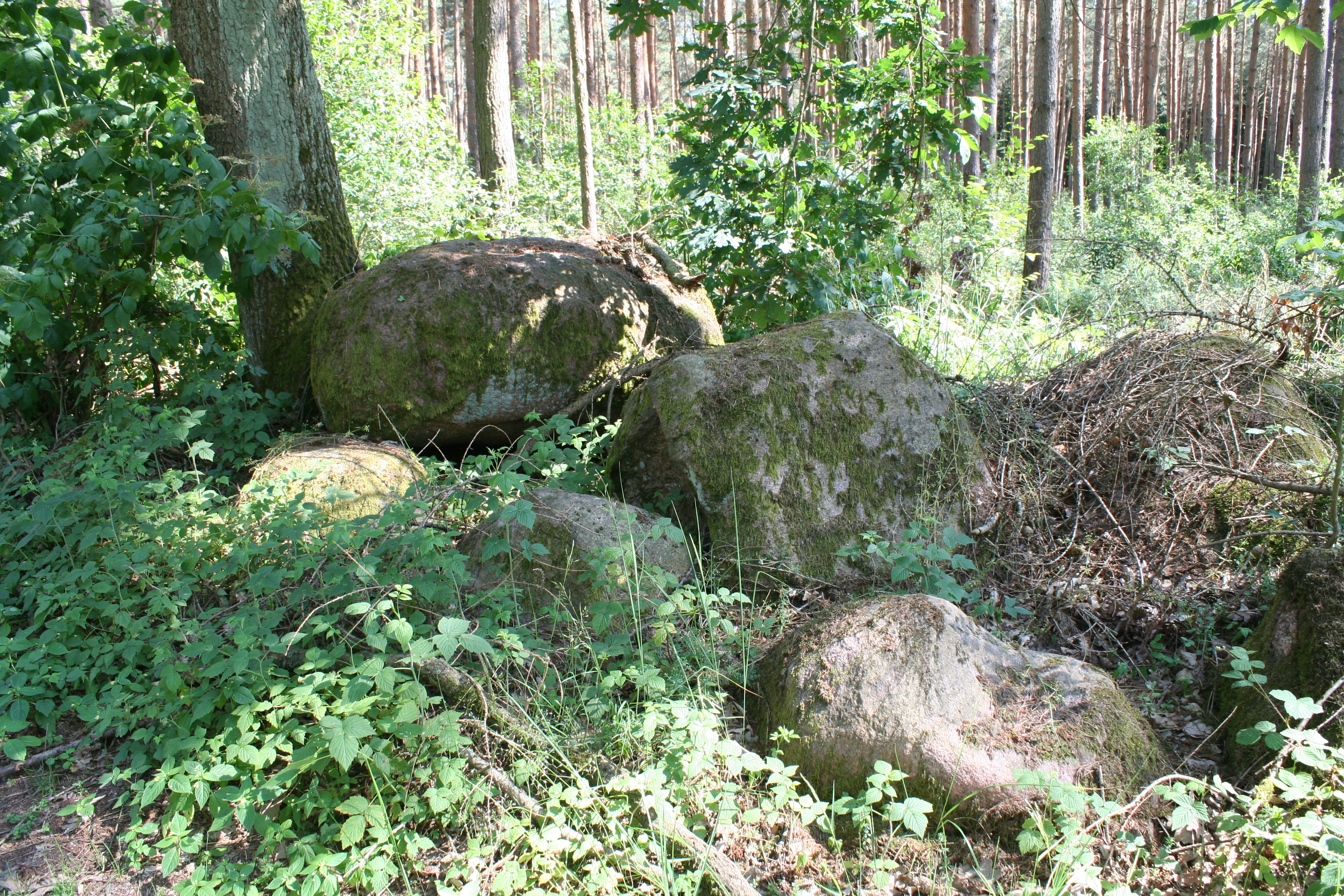
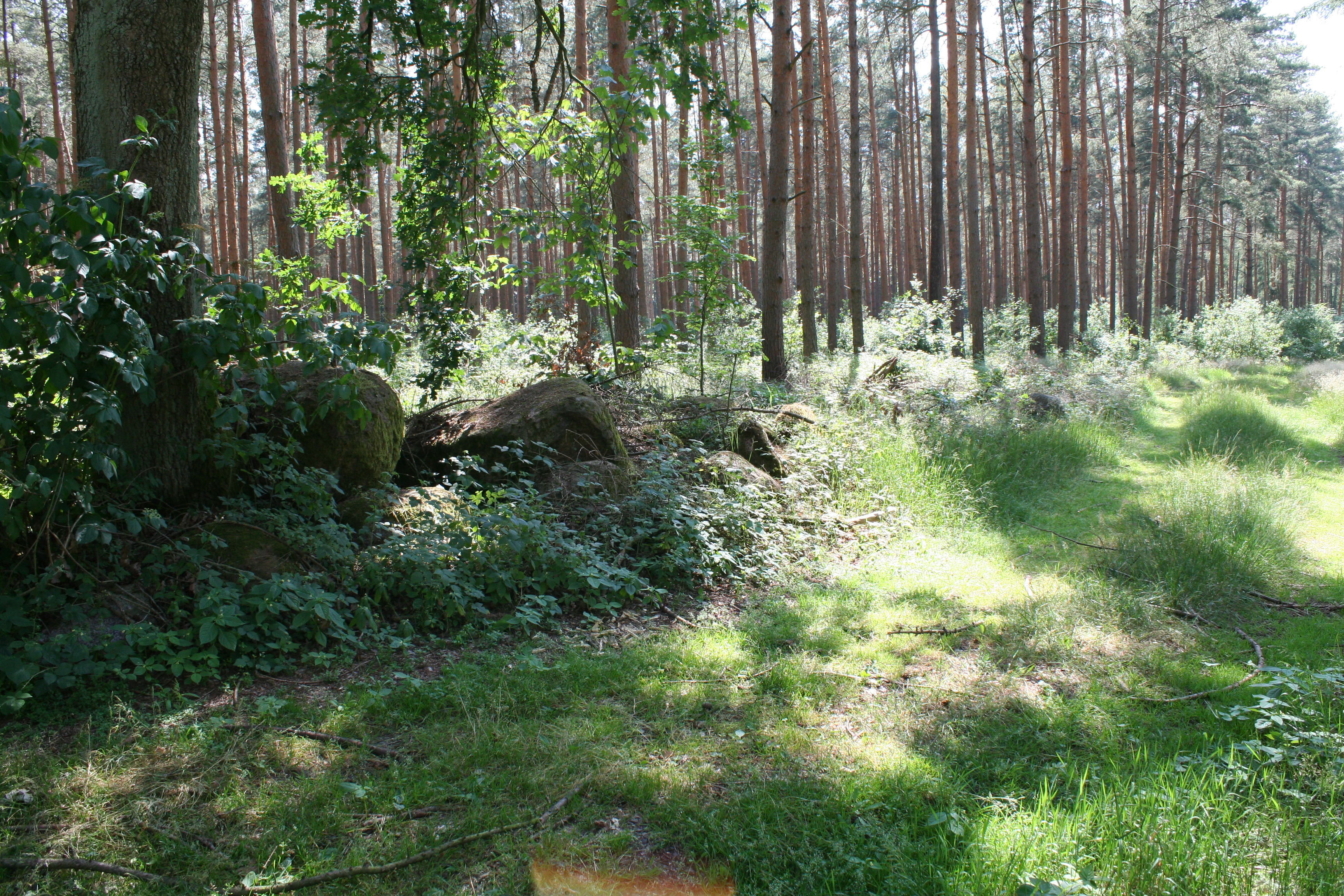
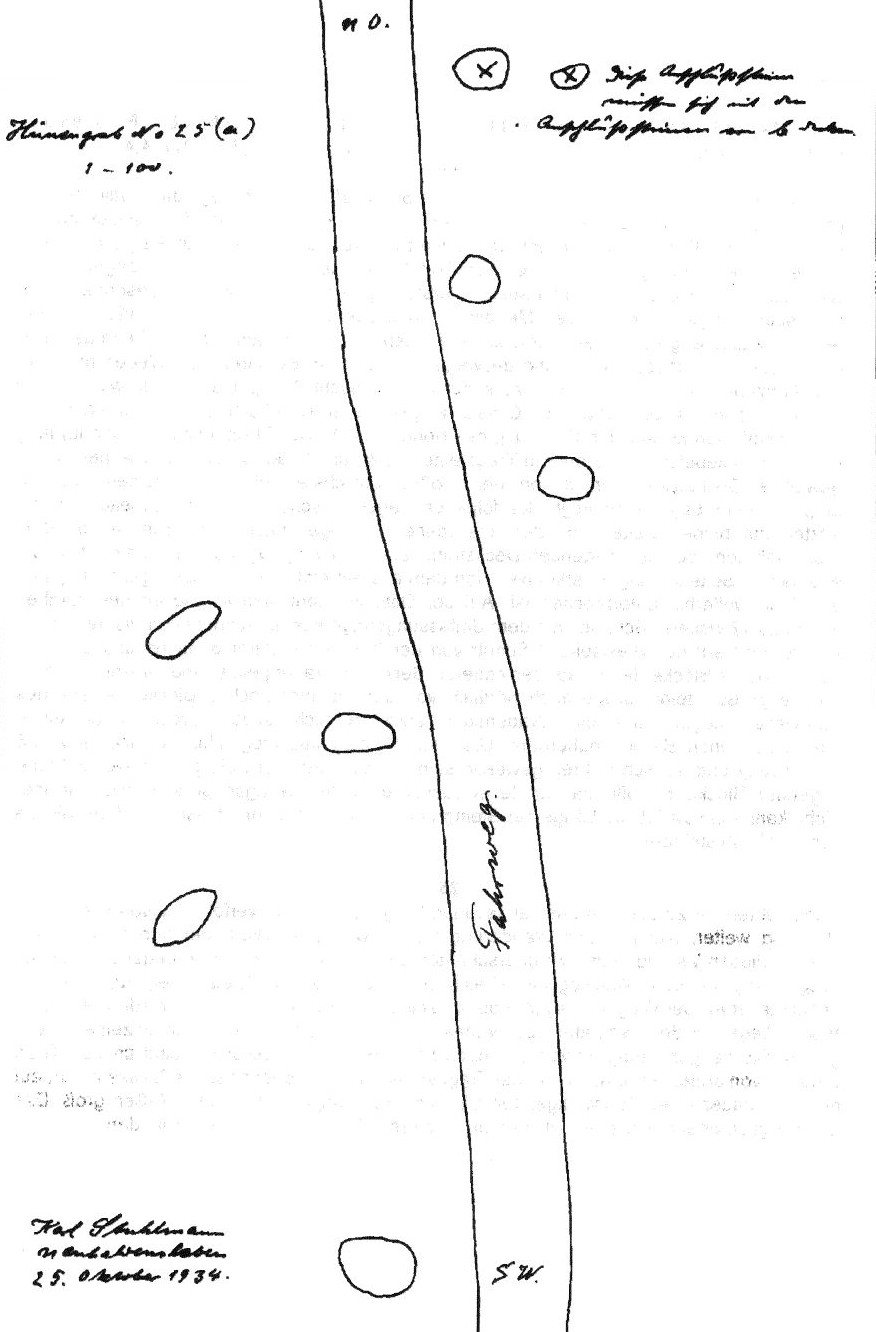
Grundriss nach Stuhlmann

#### Grab ALV 6
Diese Anlage ist sehr gut erhalten und liegt deutlich erhöht auf einer Geländekuppe. Sie besitzt ein nordost-südwestlich orientiertes rechteckiges Hünenbett mit einer Länge von 15 m und einer Breite zwischen 7,5 m und 8 m. Die Hügelschüttung hat noch eine Höhe von 1 m. Von der Umfassung sind noch elf Steine erhalten. Bei der Grabkammer handelt es sich um ein nordost-südwestlich orientiertes Ganggrab mit einem rechteckigen Grundriss. Ihre Länge beträgt innen 7,8 m, ihre Breite außen 3,5 m und innen 1,7 m. Die Kammer besitzt fünf Wandsteine an der südöstlichen und sechs an der nordwestlichen Langseite sowie jeweils einen Abschlussstein an den Schmalseiten. Von den ursprünglich vier Decksteinen sind noch zwei erhalten. Der Zugang zur Kammer befand sich vermutlich an der südöstlichen Langseite, aber nicht mittig.

Grab ALV 6
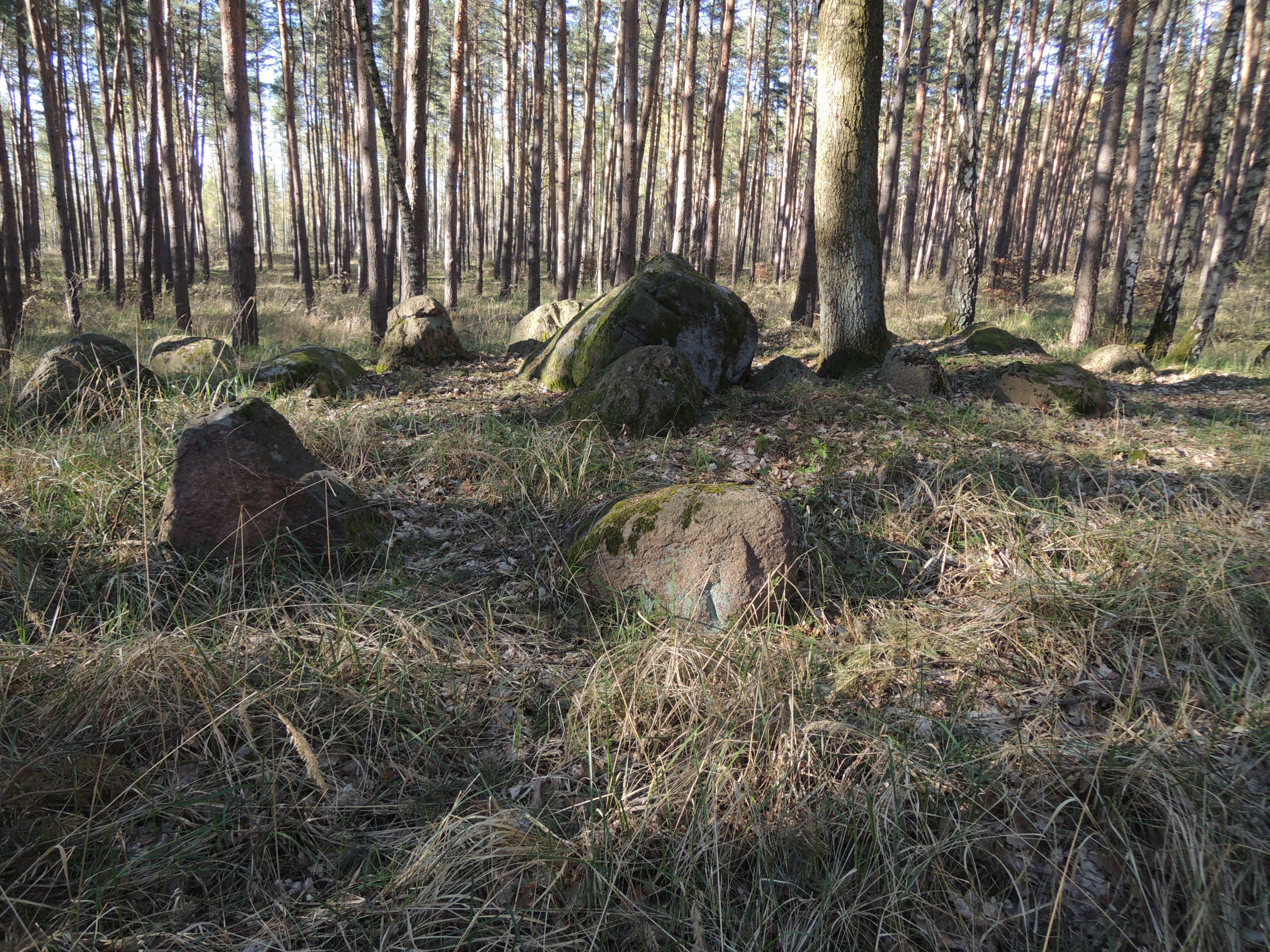
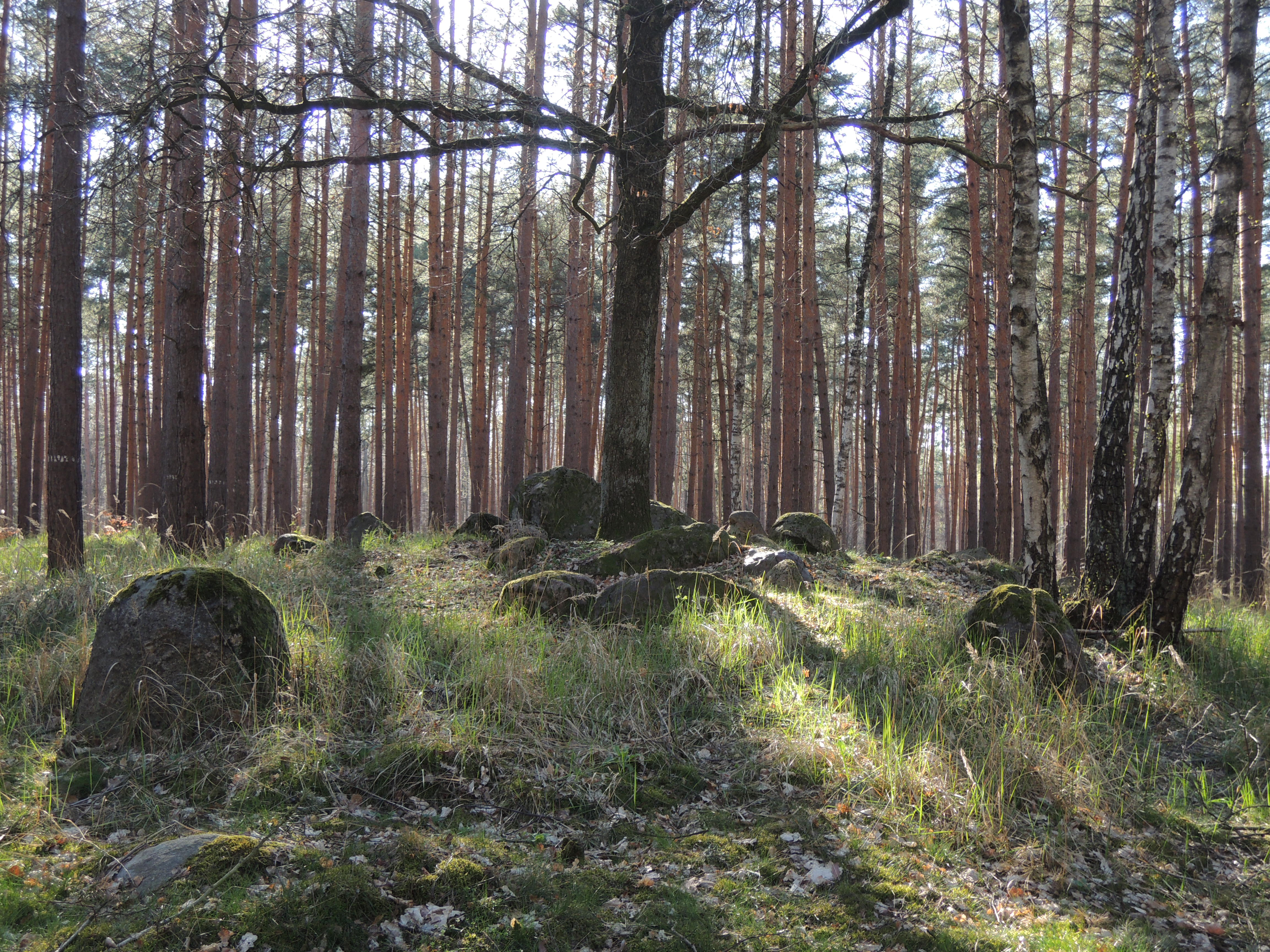
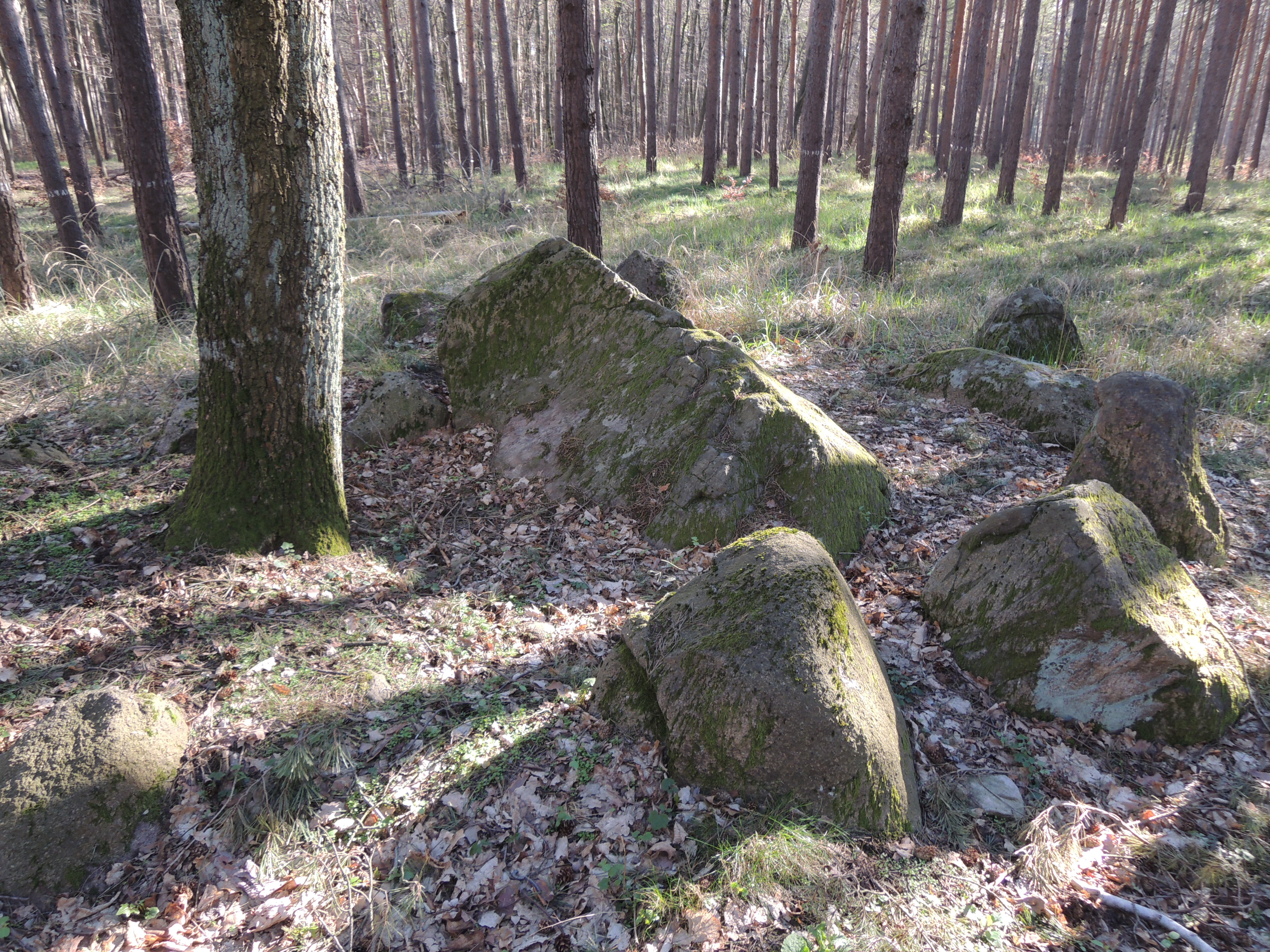
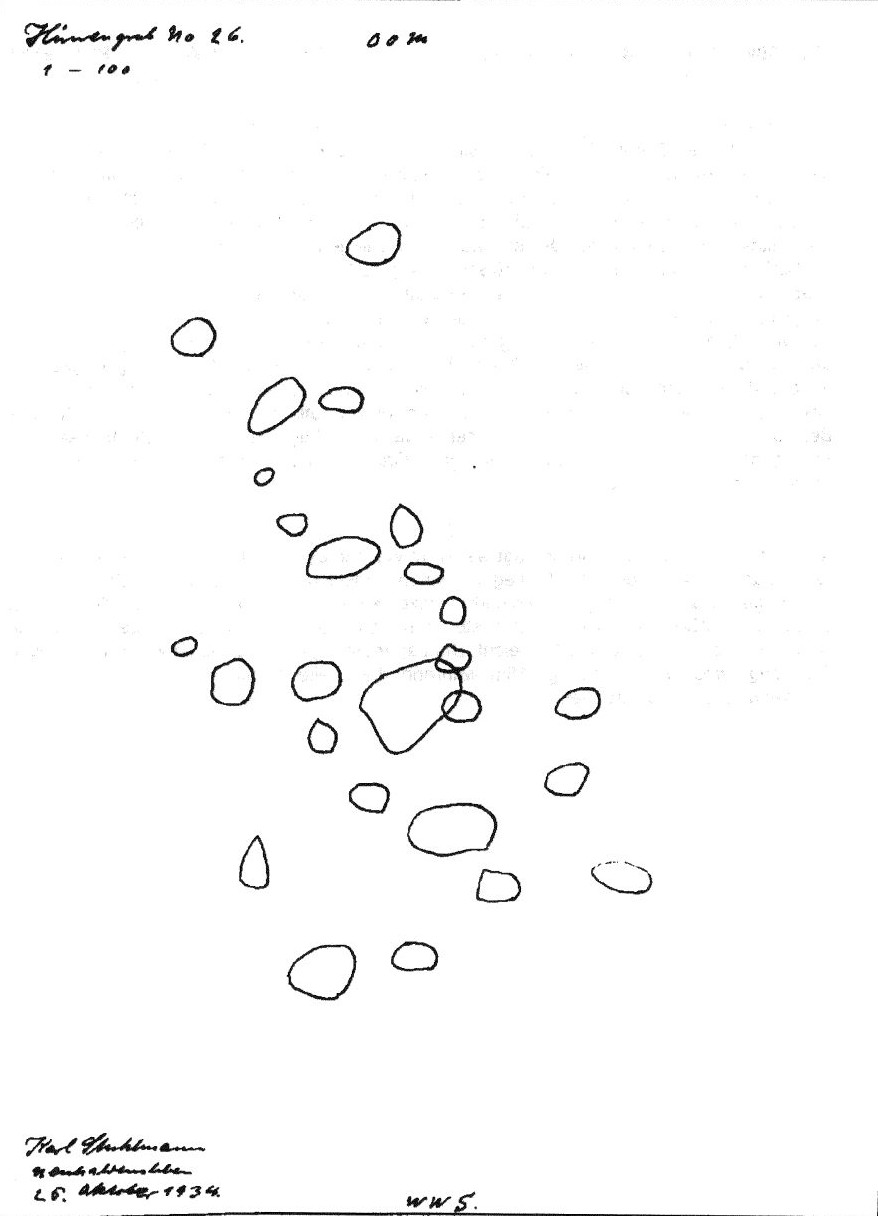
Grundriss nach Stuhlmann

#### Grab ALV 10
Dieses schlecht erhaltene Grab liegt an einem leichten Hang und ist ost-westlich orientiert. Es sind insgesamt 22 Steine erhalten, von denen sich aber keiner eindeutig zuordnen lässt. Bei drei Steinen könnte es sich um Decksteine handeln. Die genauen Ausmaße der Anlage und der Grabtyp sind nicht bestimmbar.

Grab ALV 10
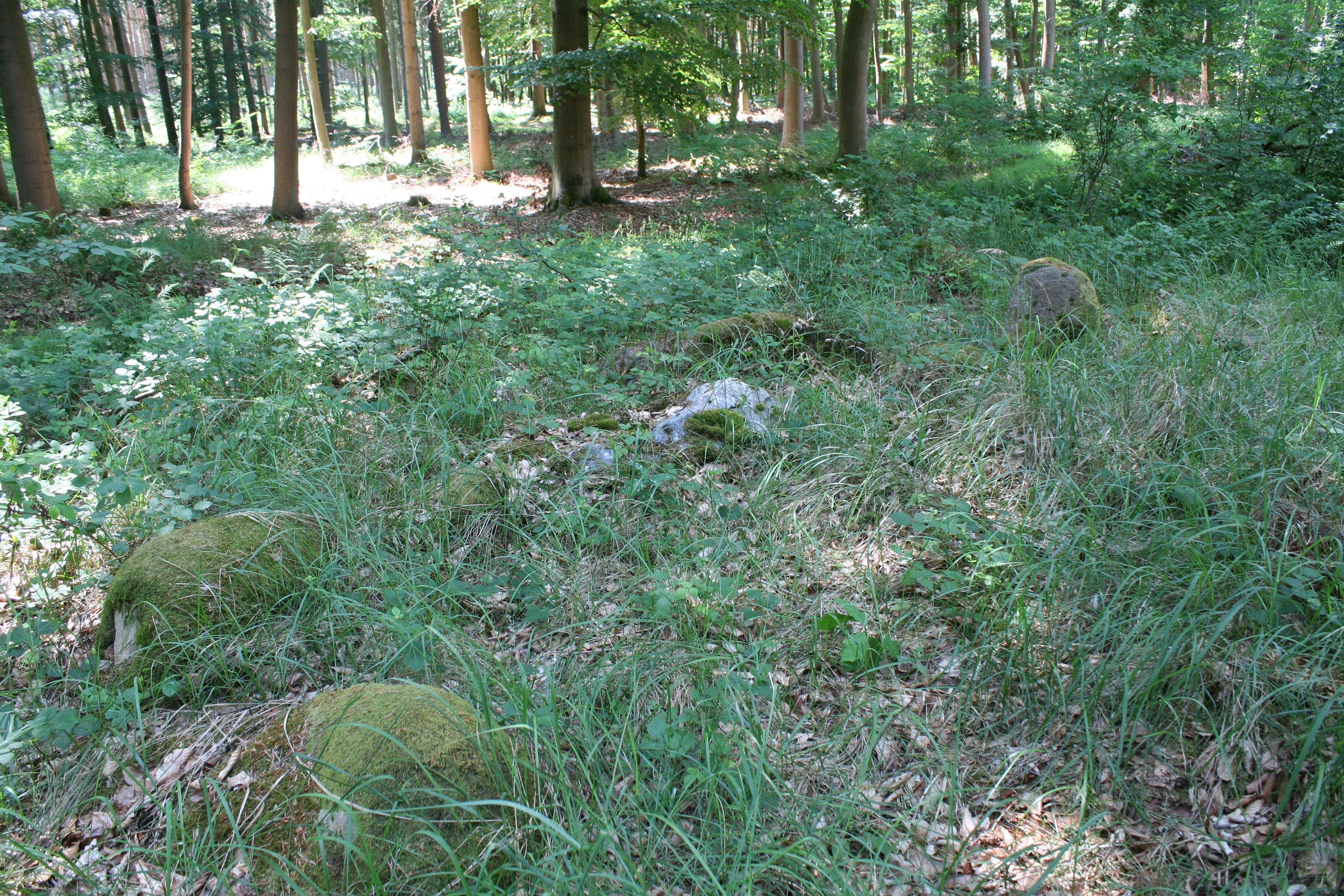
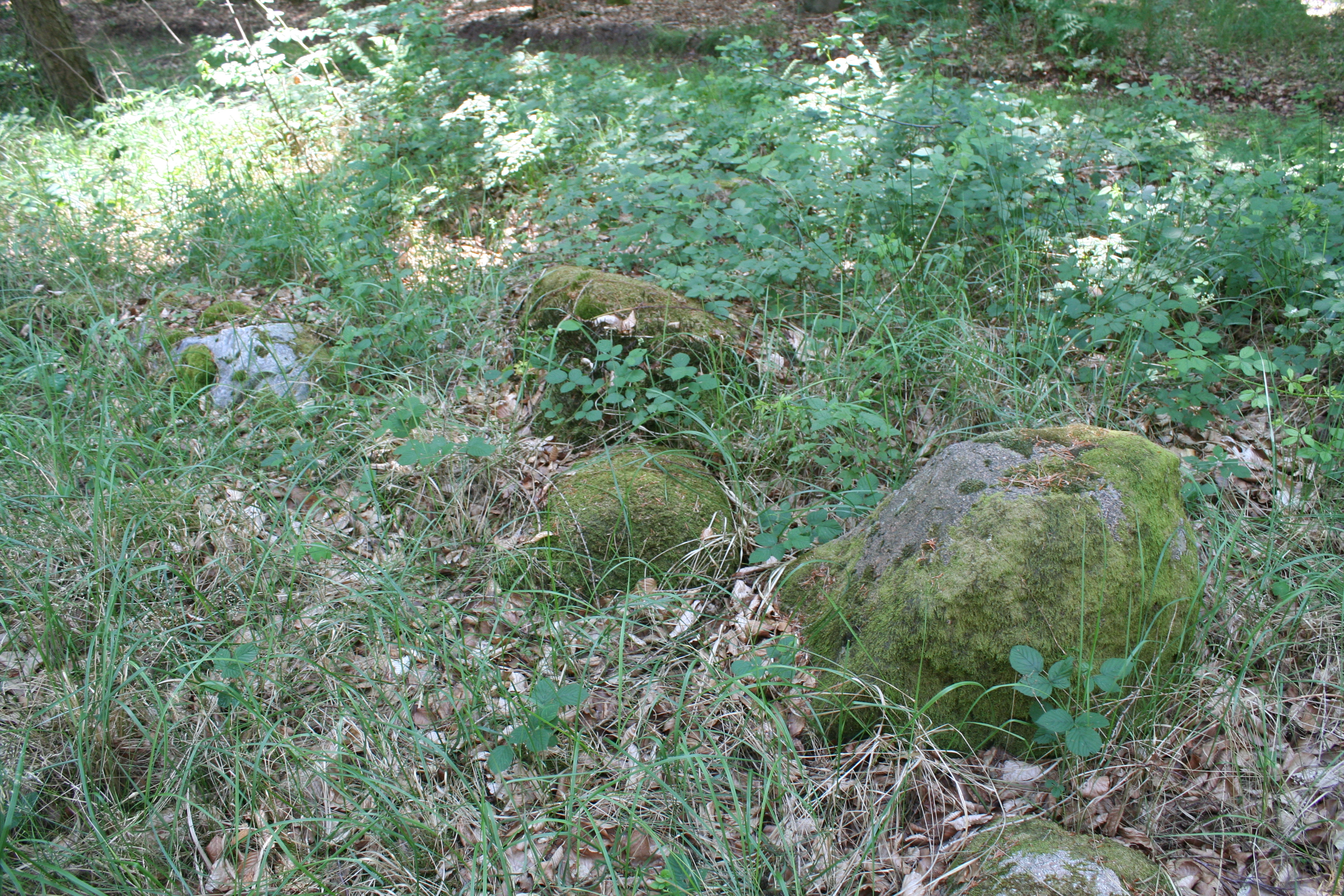
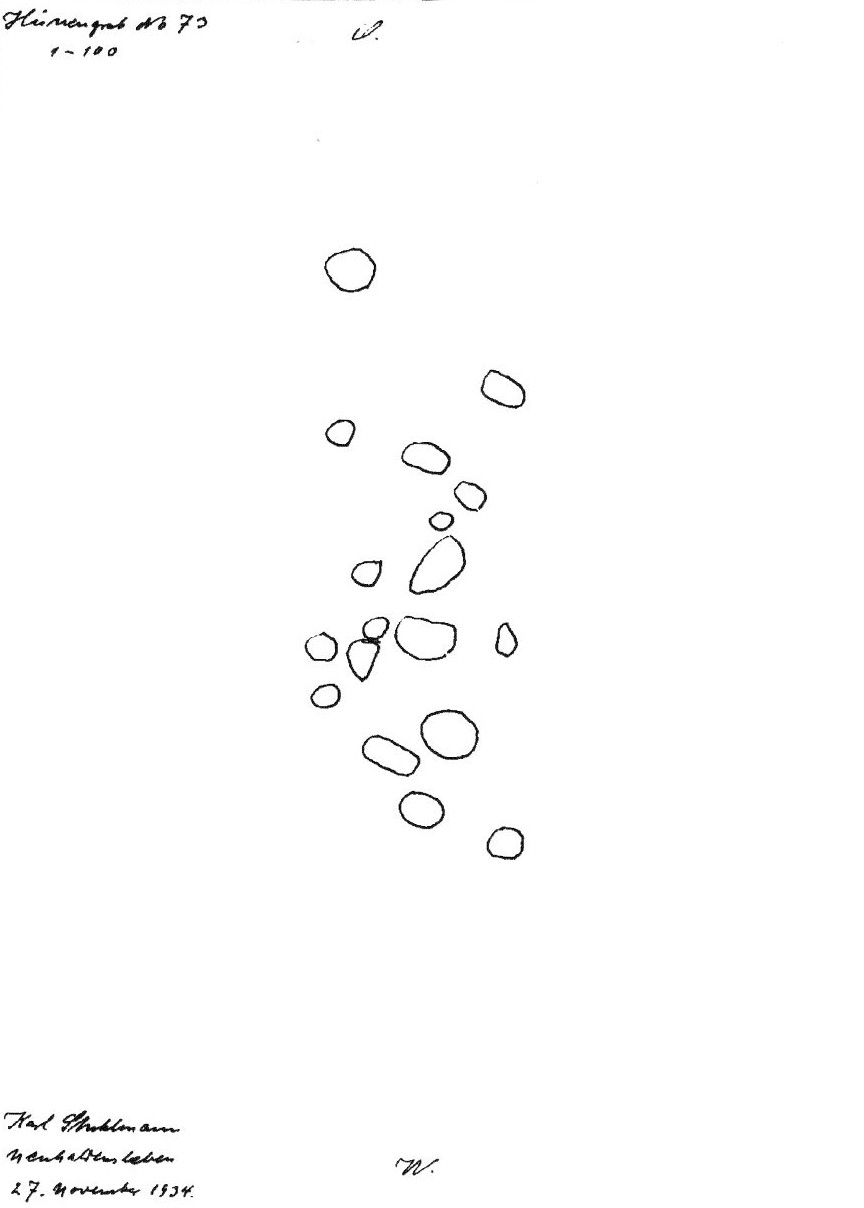
Grundriss nach Stuhlmann

#### Grab ALV 11
Dieses schlecht erhaltene Grab liegt an einem leichten Hang und ist nord-südlich orientiert. Sie weist noch eine 0,1 m hohe Hügelschüttung auf. Es sind insgesamt sieben Steine erhalten, von denen sich keiner eindeutig zuordnen lässt. Bei einem könnte es sich um einen Deckstein handeln. Die genauen Ausmaße der Anlage und der Grabtyp sind nicht bestimmbar. Die Einordnung als Großsteingrab ist nicht gesichert.

Grab ALV 11
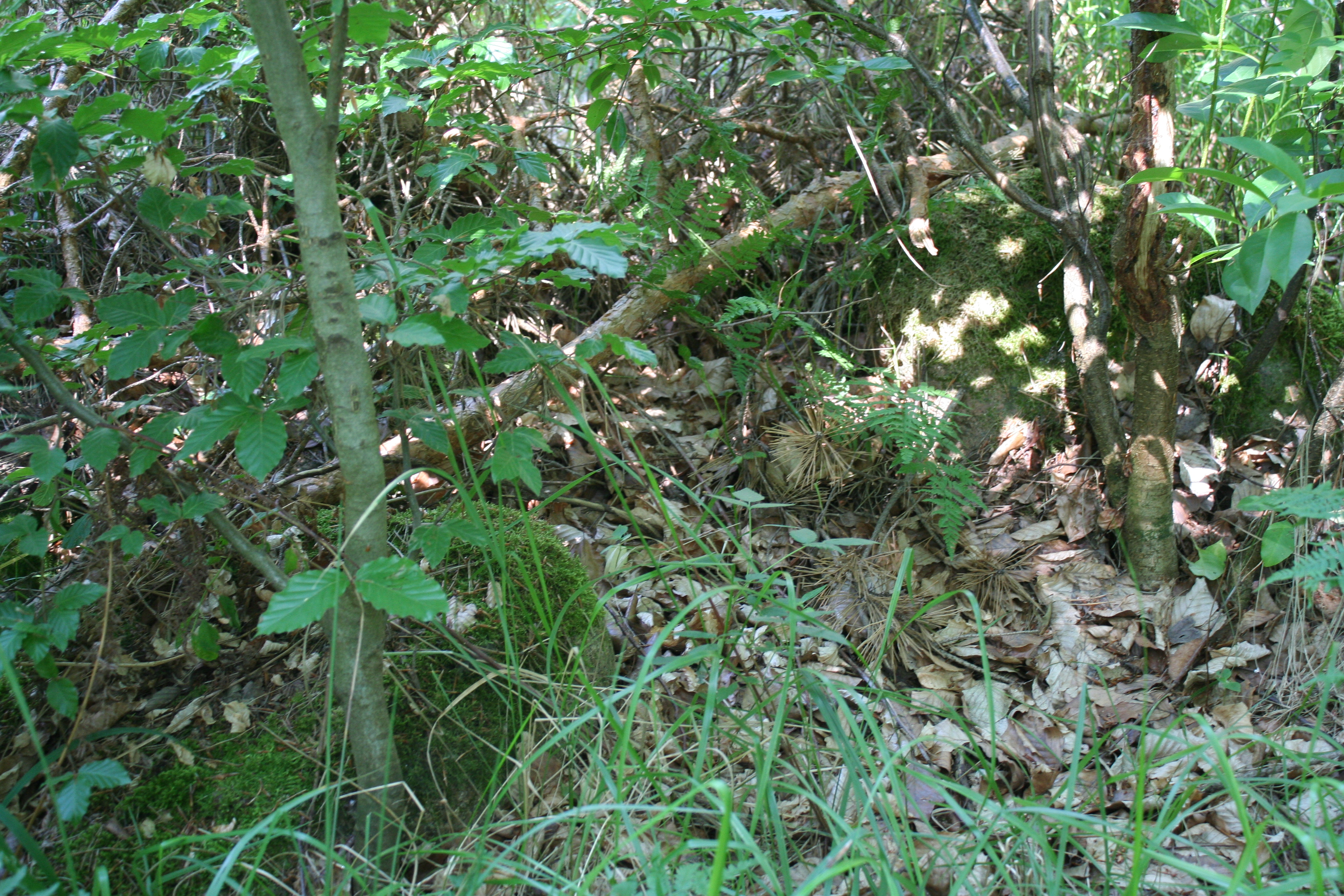
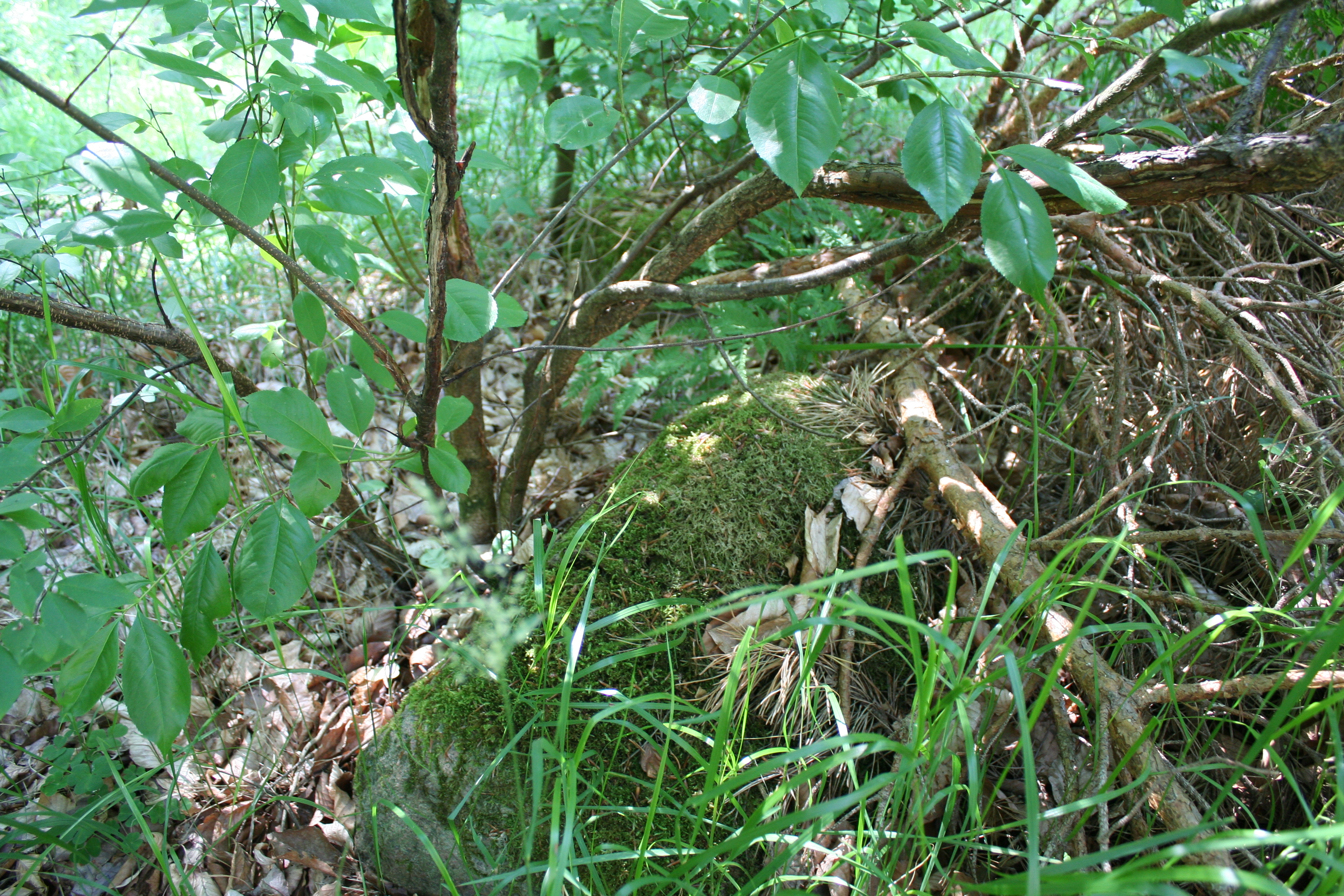
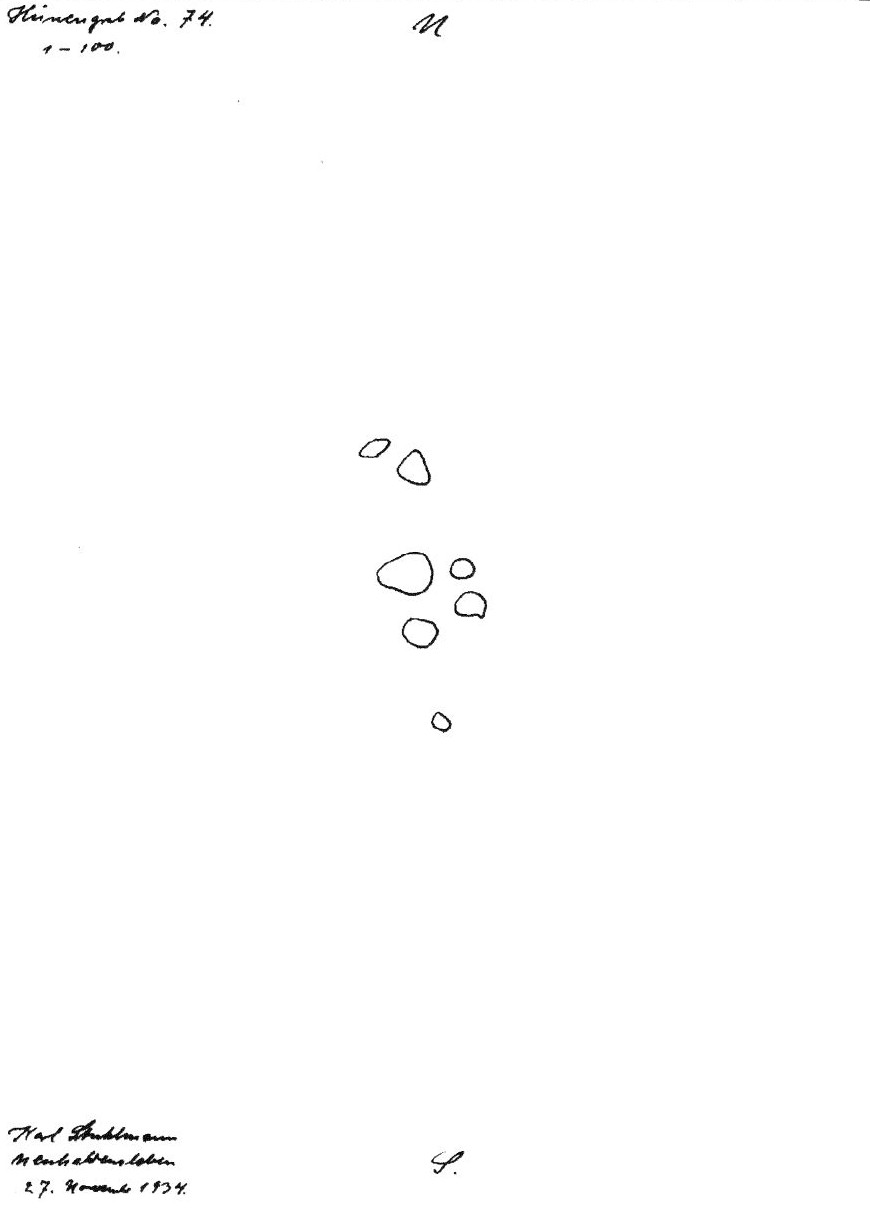
Grundriss nach Stuhlmann

#### Grab ALV 13
Dieses nur teilweise erhaltene Grab besitzt ein nord-südlich orientiertes Hünenbett mit einer Länge von 15 m und einer Breite von 9 m. Die Hügelschüttung hat noch eine Höhe von 0,8 m. Eine Umfassung konnte nicht festgestellt werden. Von der Grabkammer sind noch zwei Wand- und zwei Decksteine erhalten. Die genauen Maße der Kammer und der Grabtyp sind nicht bestimmbar.

Grab ALV 13
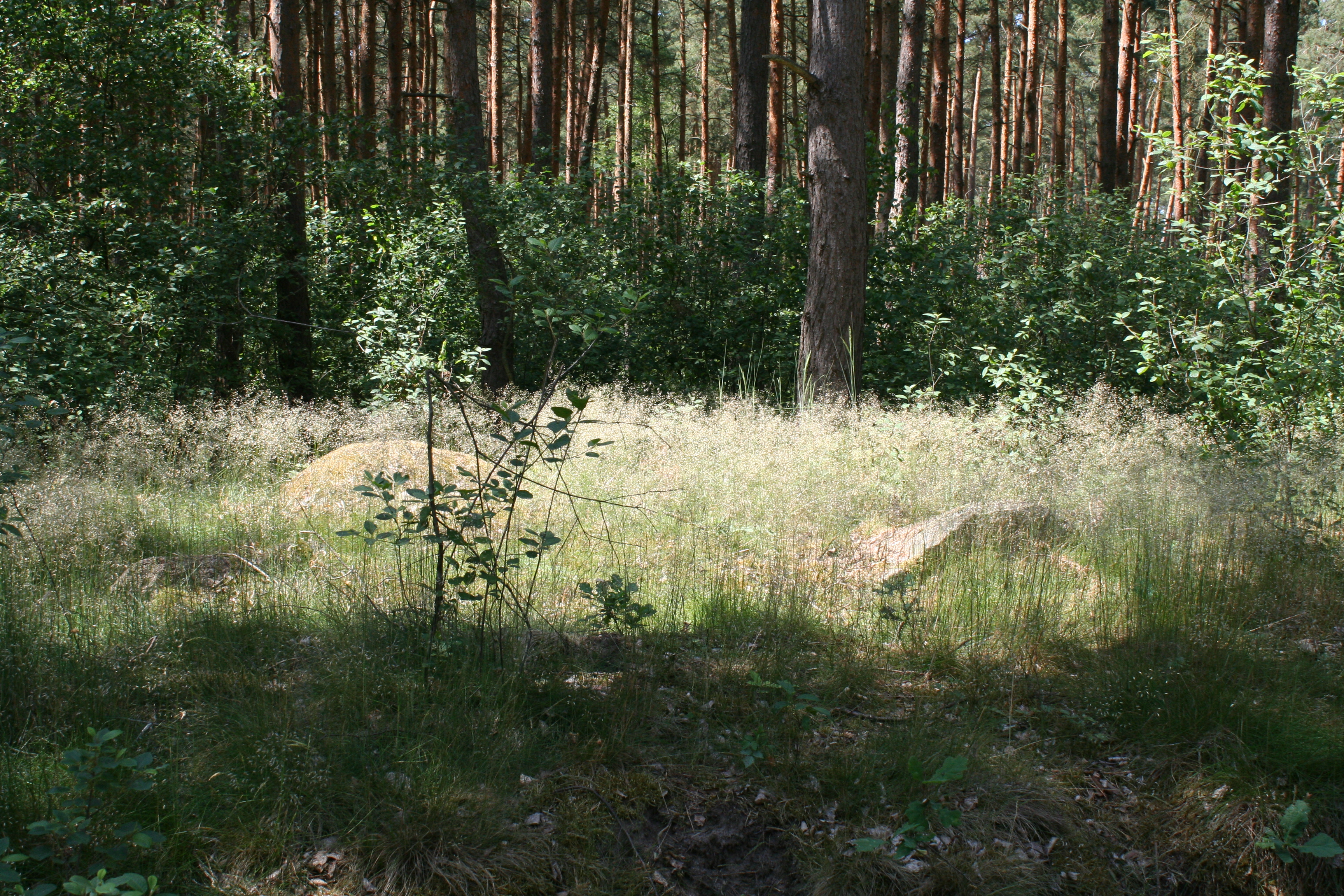
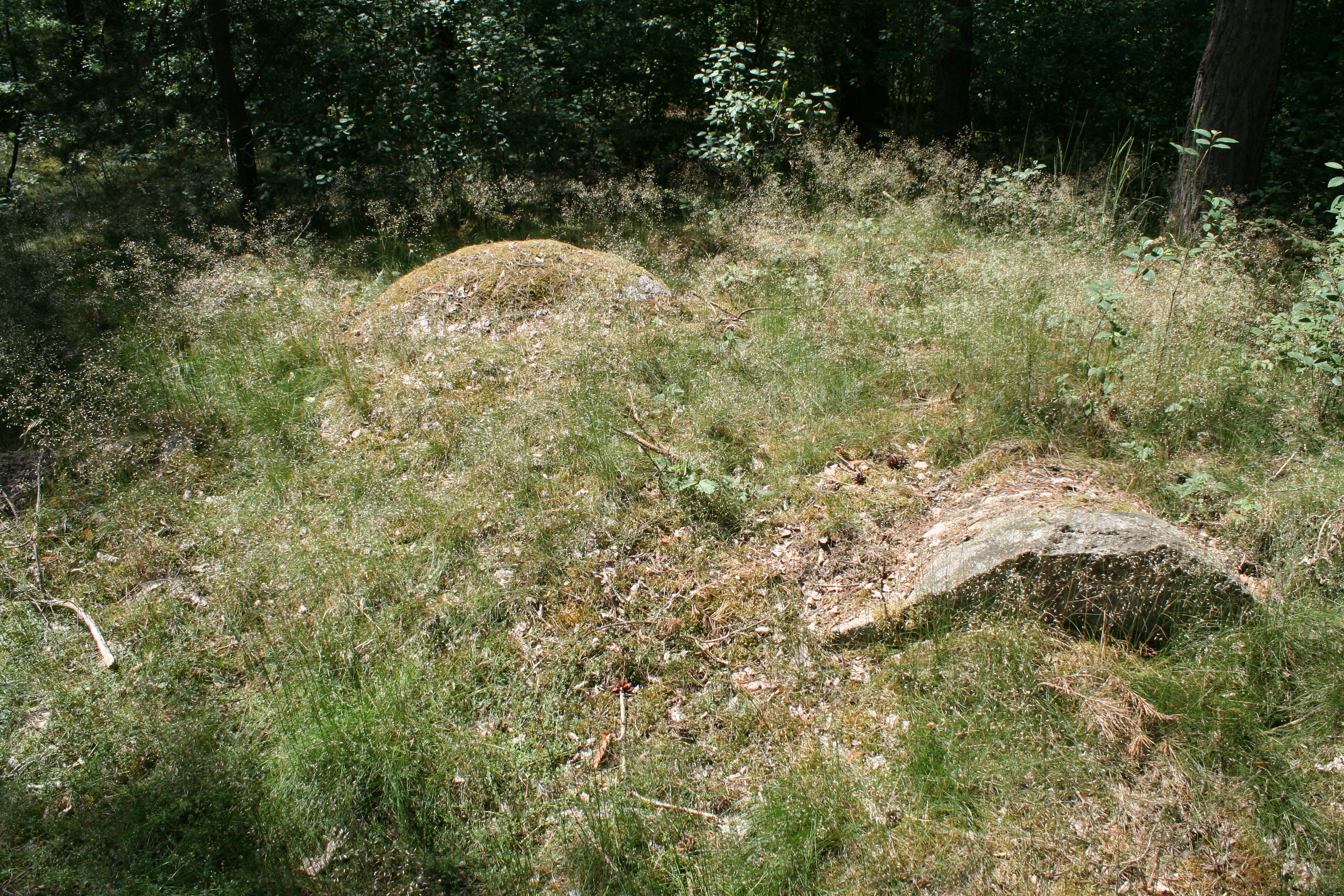
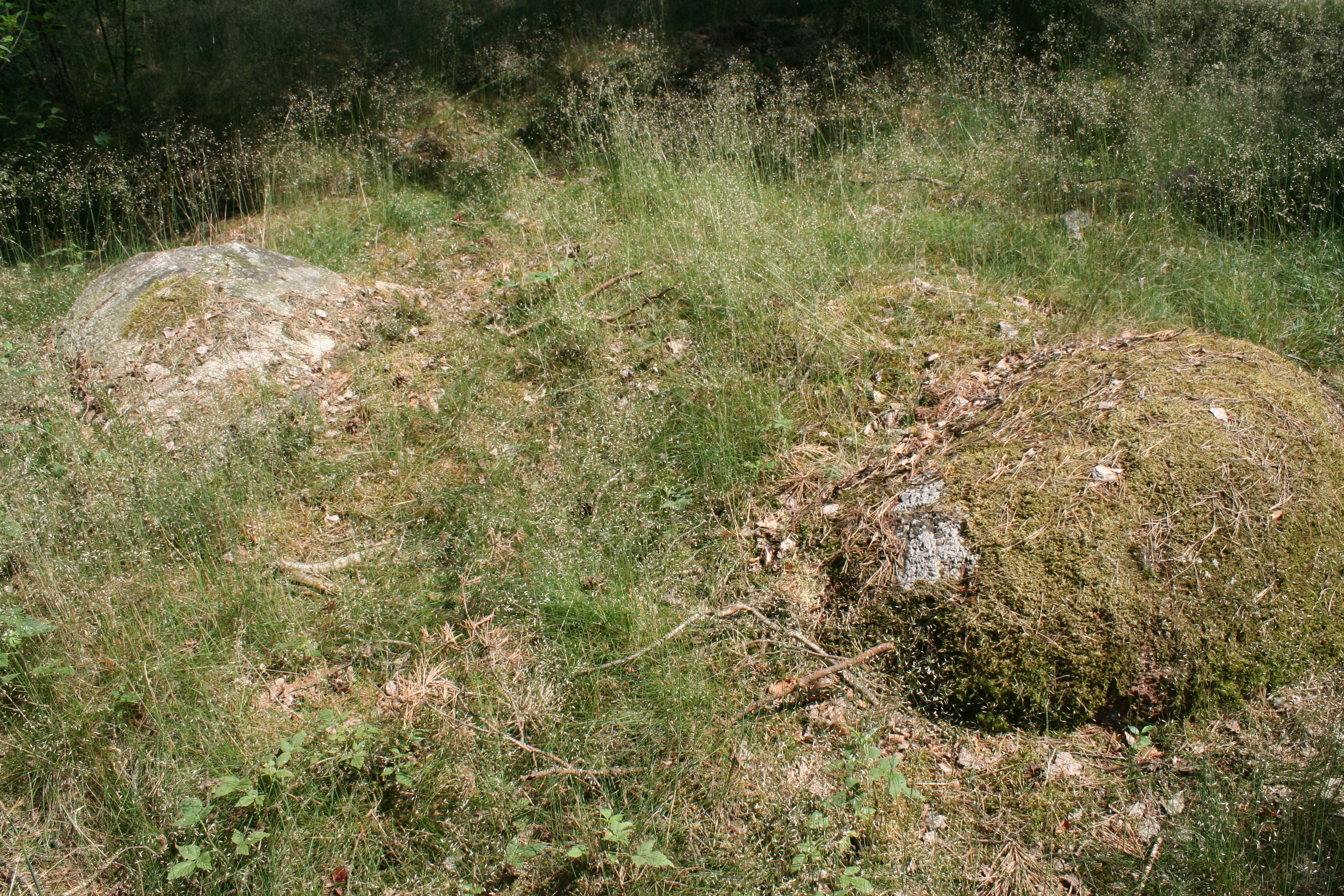
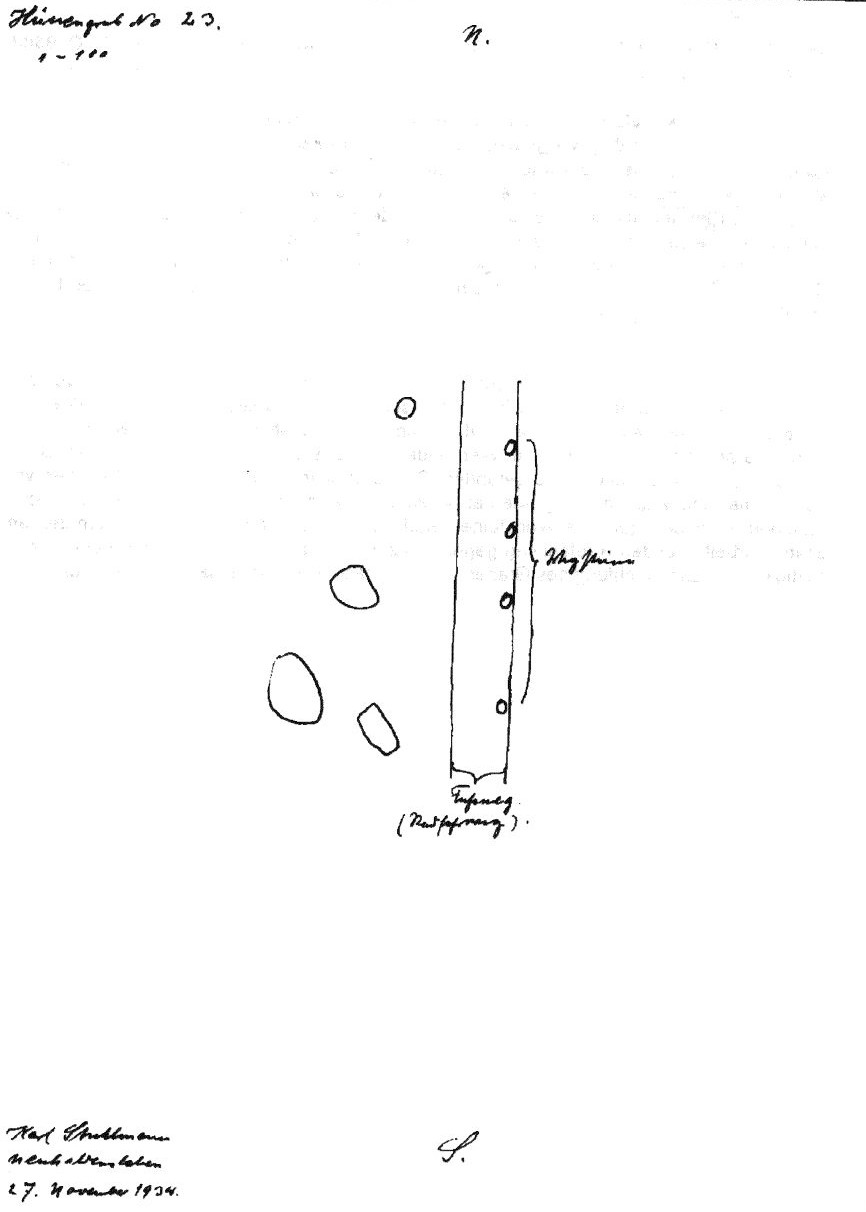
Grundriss nach Stuhlmann

#### Grab ALV 14 („Küchentannen“)
Dieses Grab lag leicht erhöht. Es wurde nach der Ausgrabung umgesetzt und rekonstruiert. Es besitzt ein ost-westlich orientiertes trapezförmiges Hünenbett mit einer Länge von 17 m und einer Breite zwischen 5 m und 7,5 m. Von der Umfassung sind noch 26 Steine erhalten. Bei der Grabkammer handelt es sich um ein ost-westlich orientiertes Ganggrab mit einem trapezförmigen Grundriss. Ihre Länge beträgt außen 9 m und innen 8,7 m, ihre Breite beträgt außen 3 m und innen zwischen 1,5 m und 1,6 m. Die Kammer besaß ursprünglich 14 Wandsteine an den Langseiten sowie jeweils einen Abschlussstein an den Schmalseiten. Hiervon sind insgesamt noch zwölf Steine erhalten. Von den ursprünglich sieben Decksteinen sind noch vier erhalten. Der Zugang zur Kammer befindet sich an der südlichen Langseite, östlich der Mitte. Gangsteine sind nicht erhalten.

Grab ALV 14 („Küchentannen“)
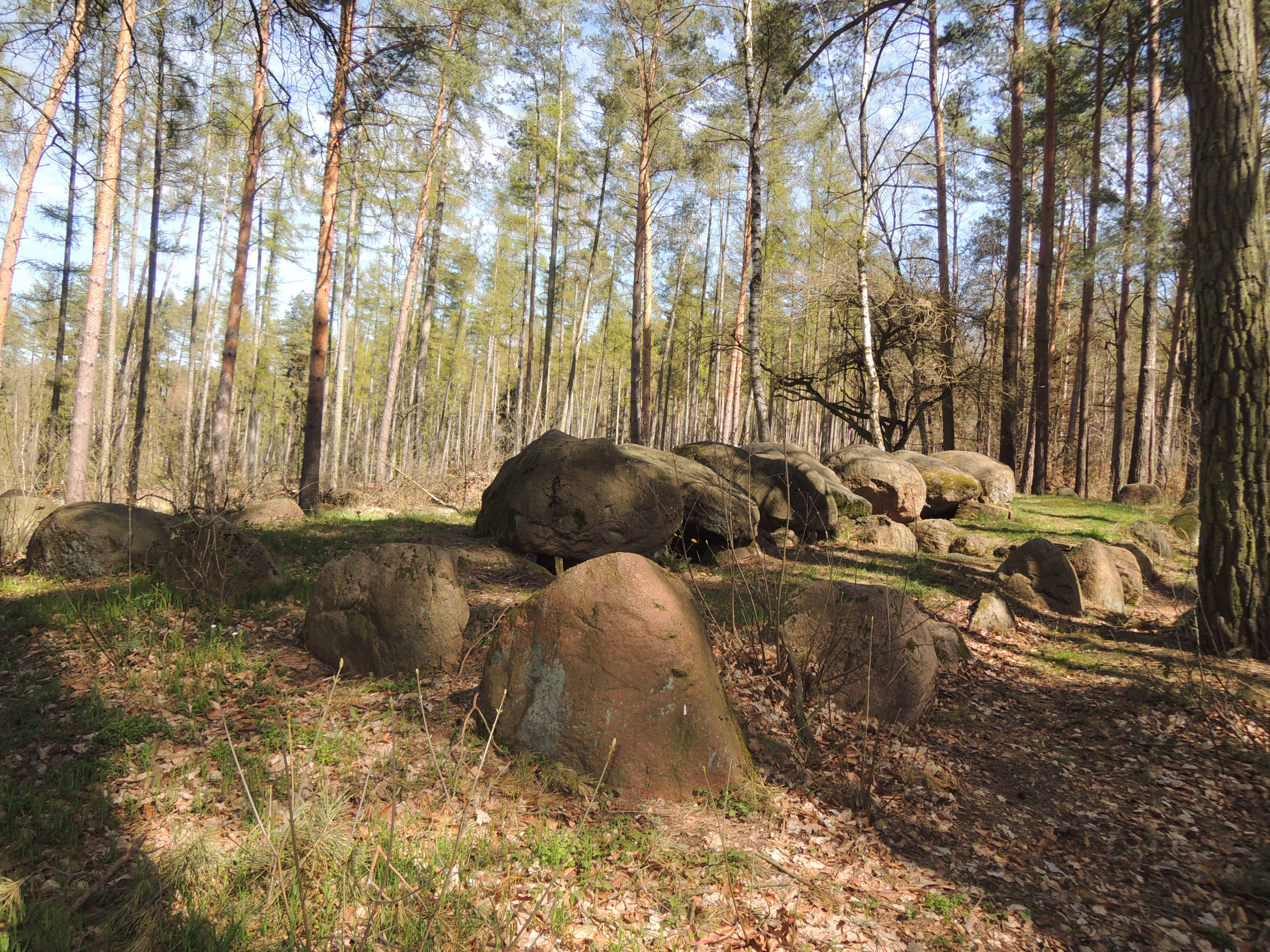
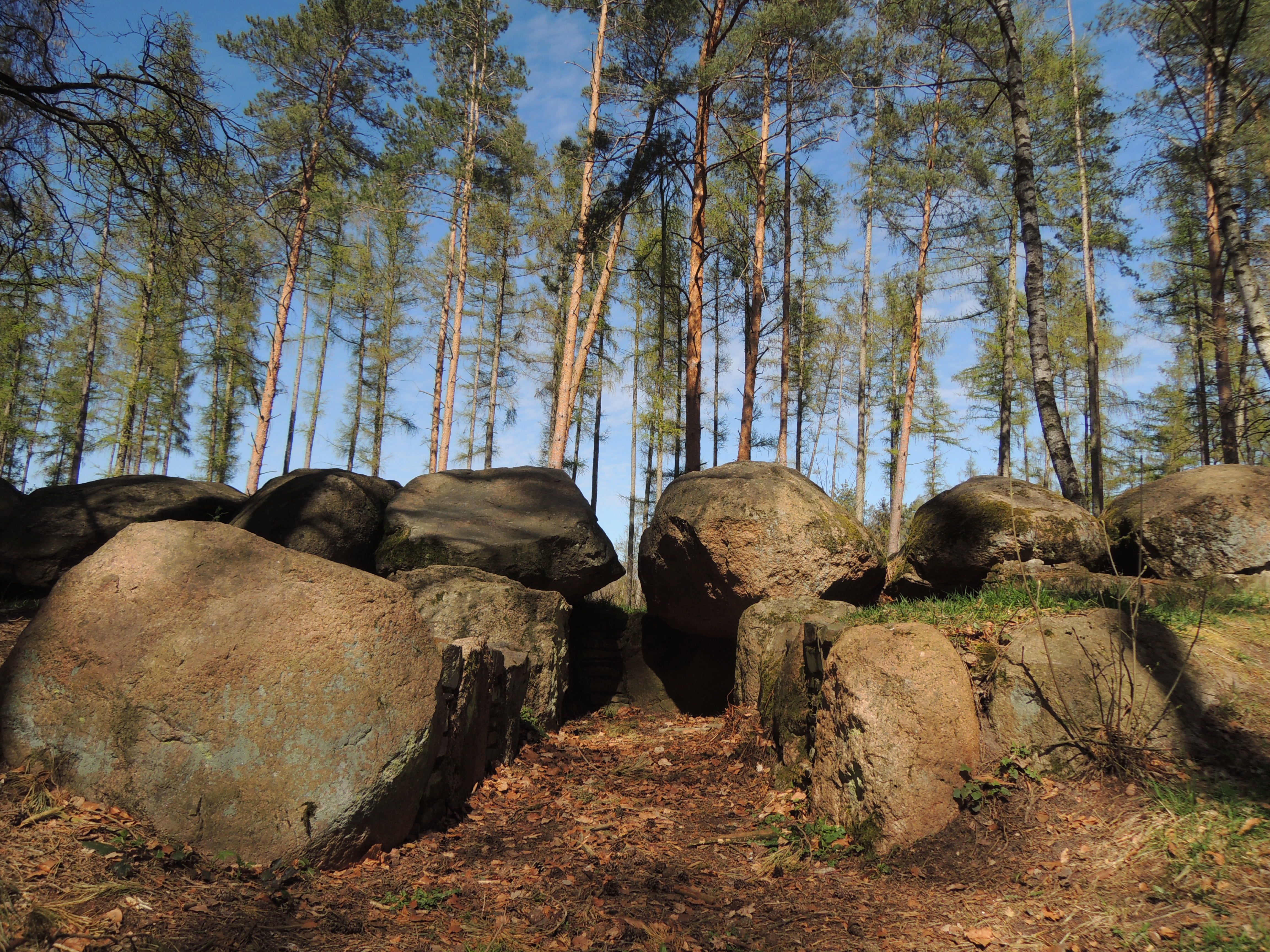
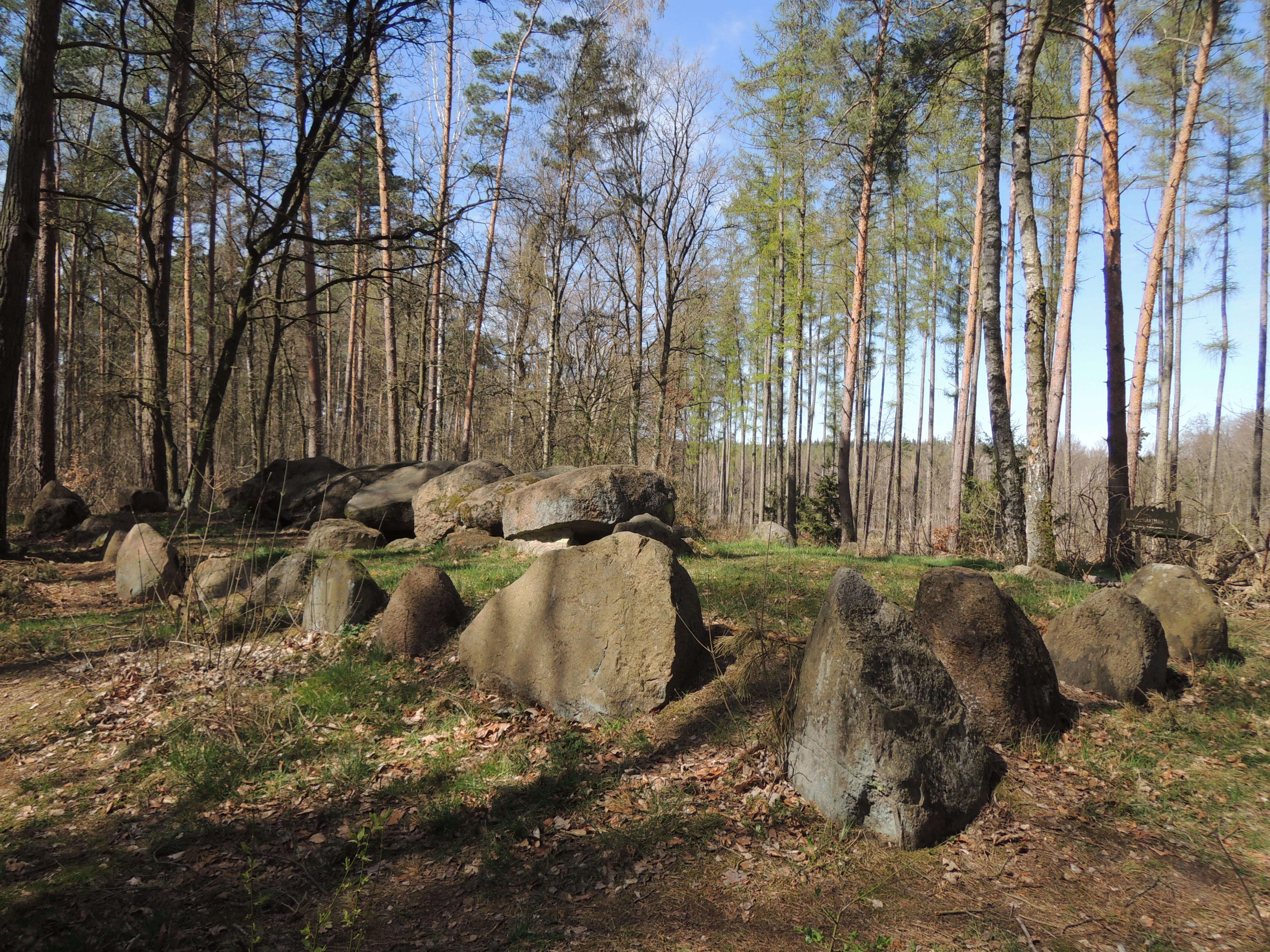
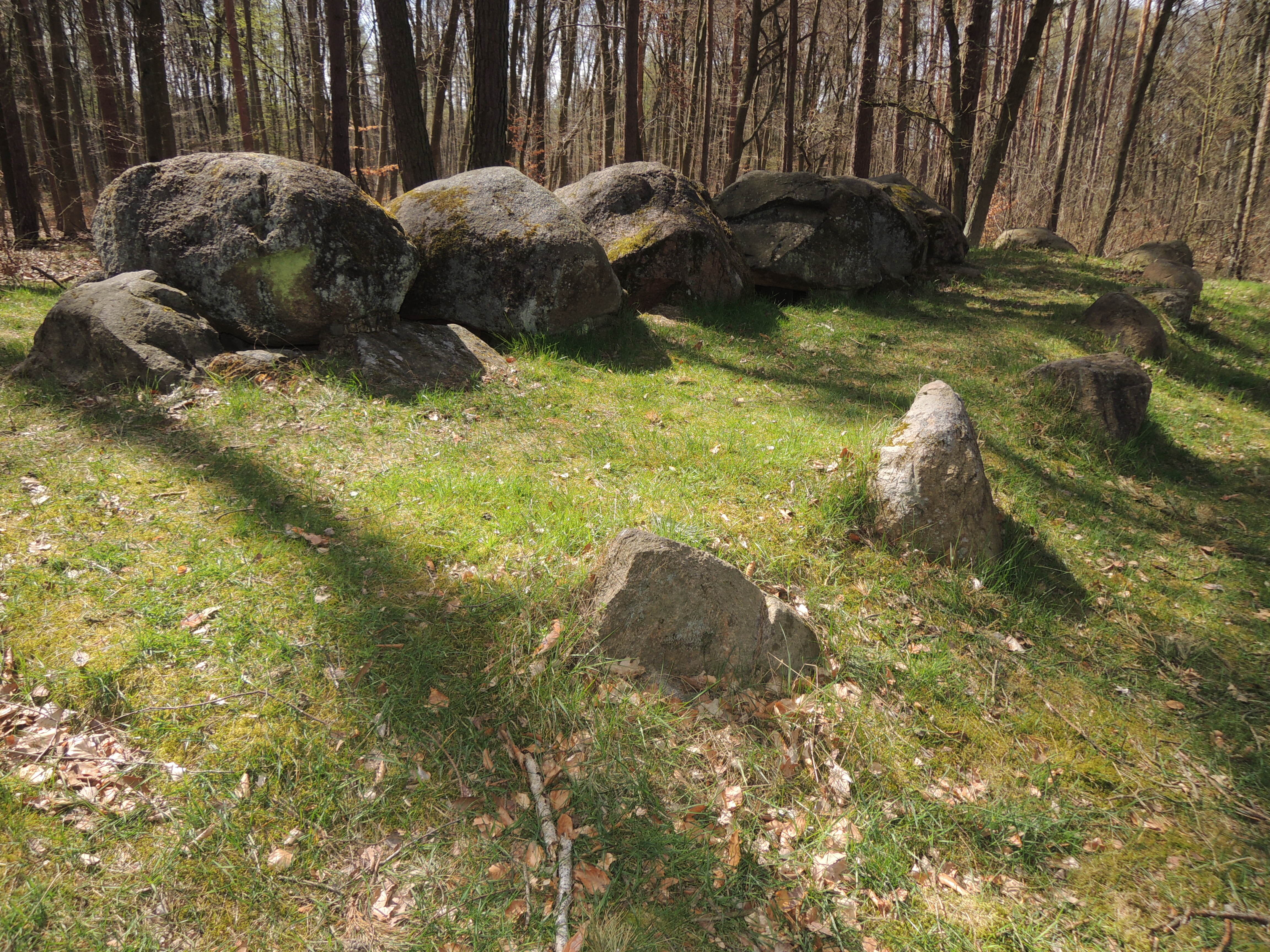
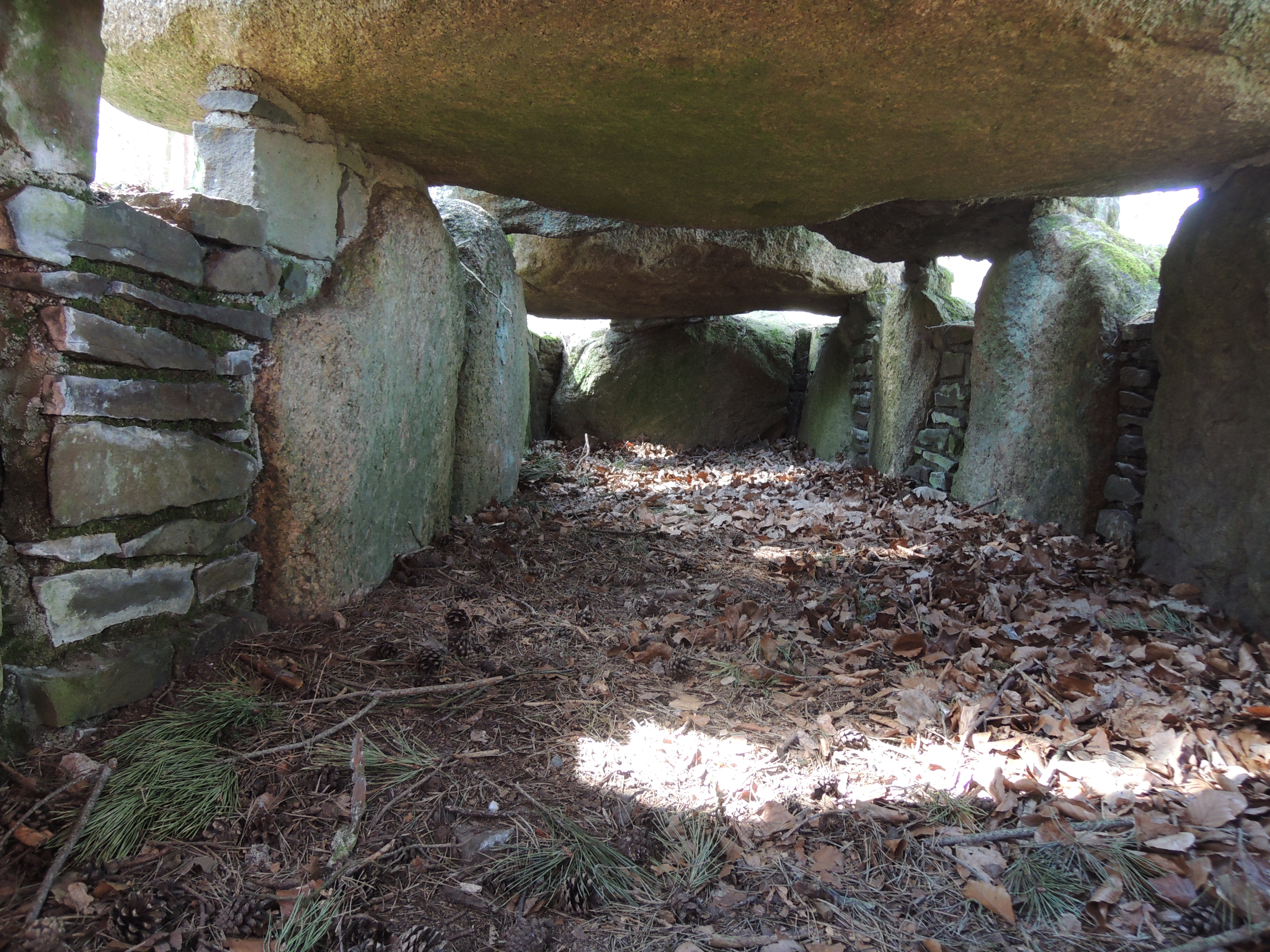
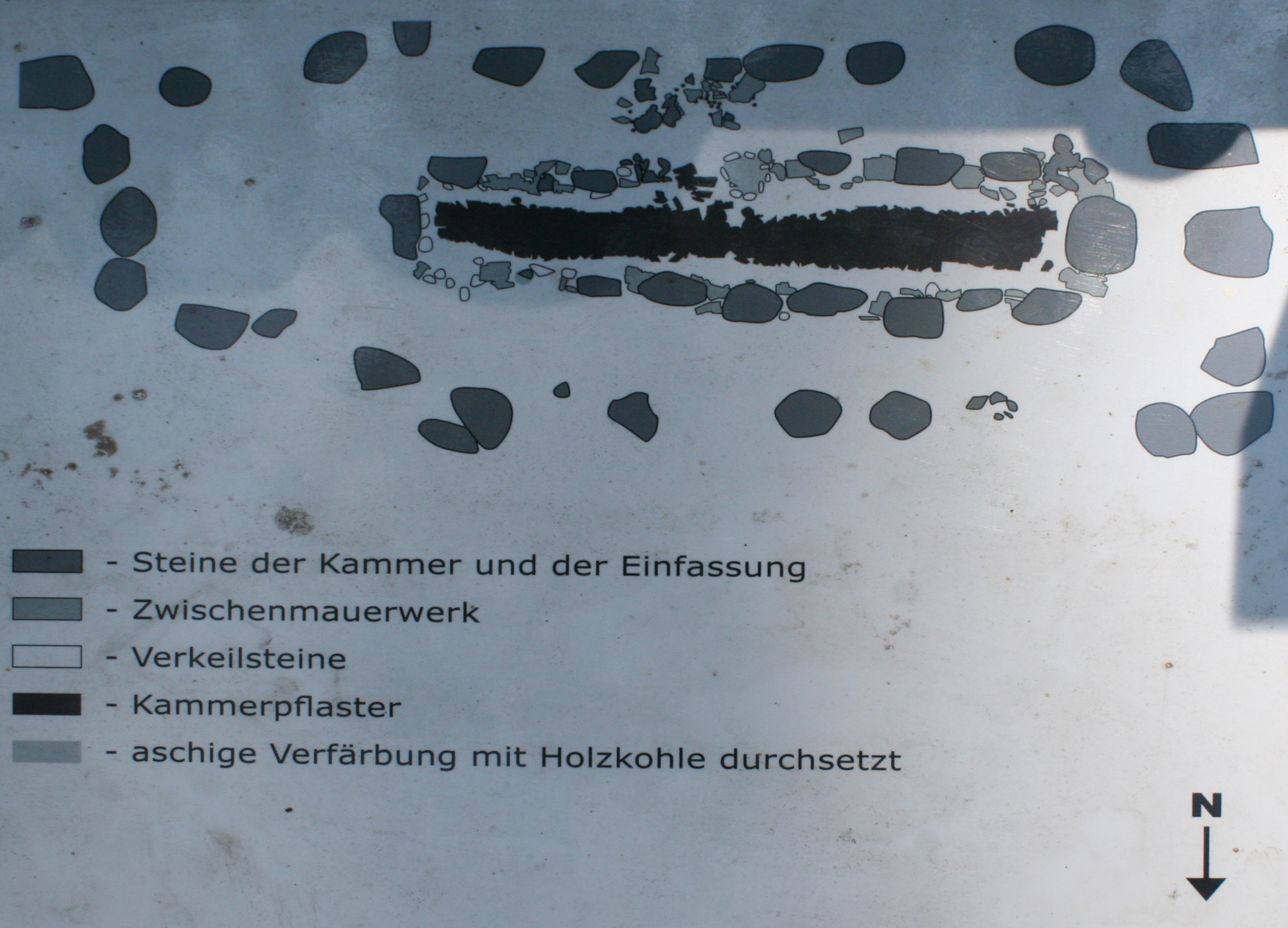
Grundriss

#### Grab ALV 15
Diese schlecht erhaltene Anlage liegt auf einer leichten Anhöhe und besitzt ein nordost-südwestlich orientiertes Hünenbett mit einer Breite von 5 m. Es sind insgesamt zwölf Steine erhalten, von denen vier als Decksteine einzuordnen sind. Die genauen Maße der Kammer und der Grabtyp sind nicht bestimmbar.

Grab ALV 15
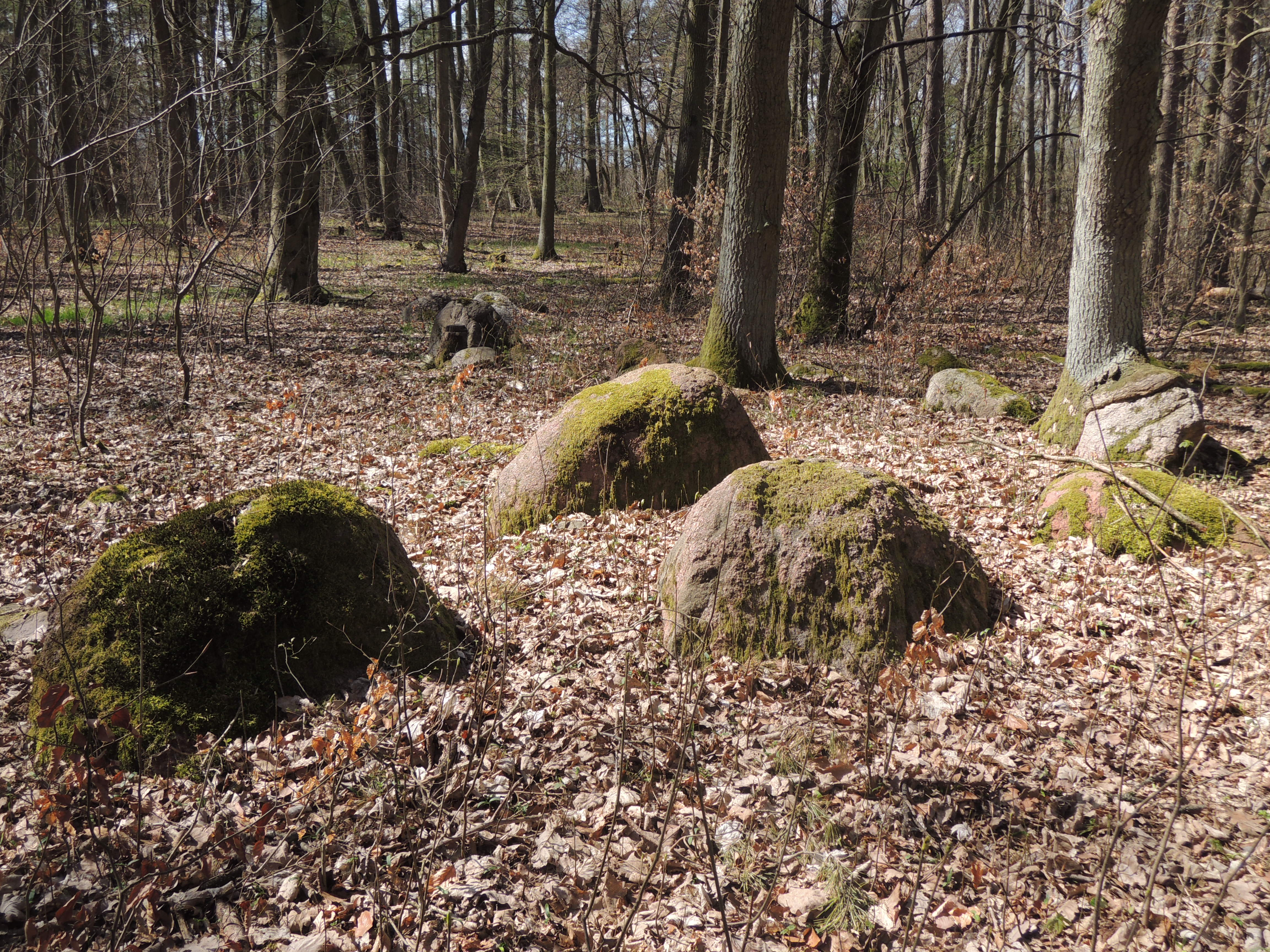
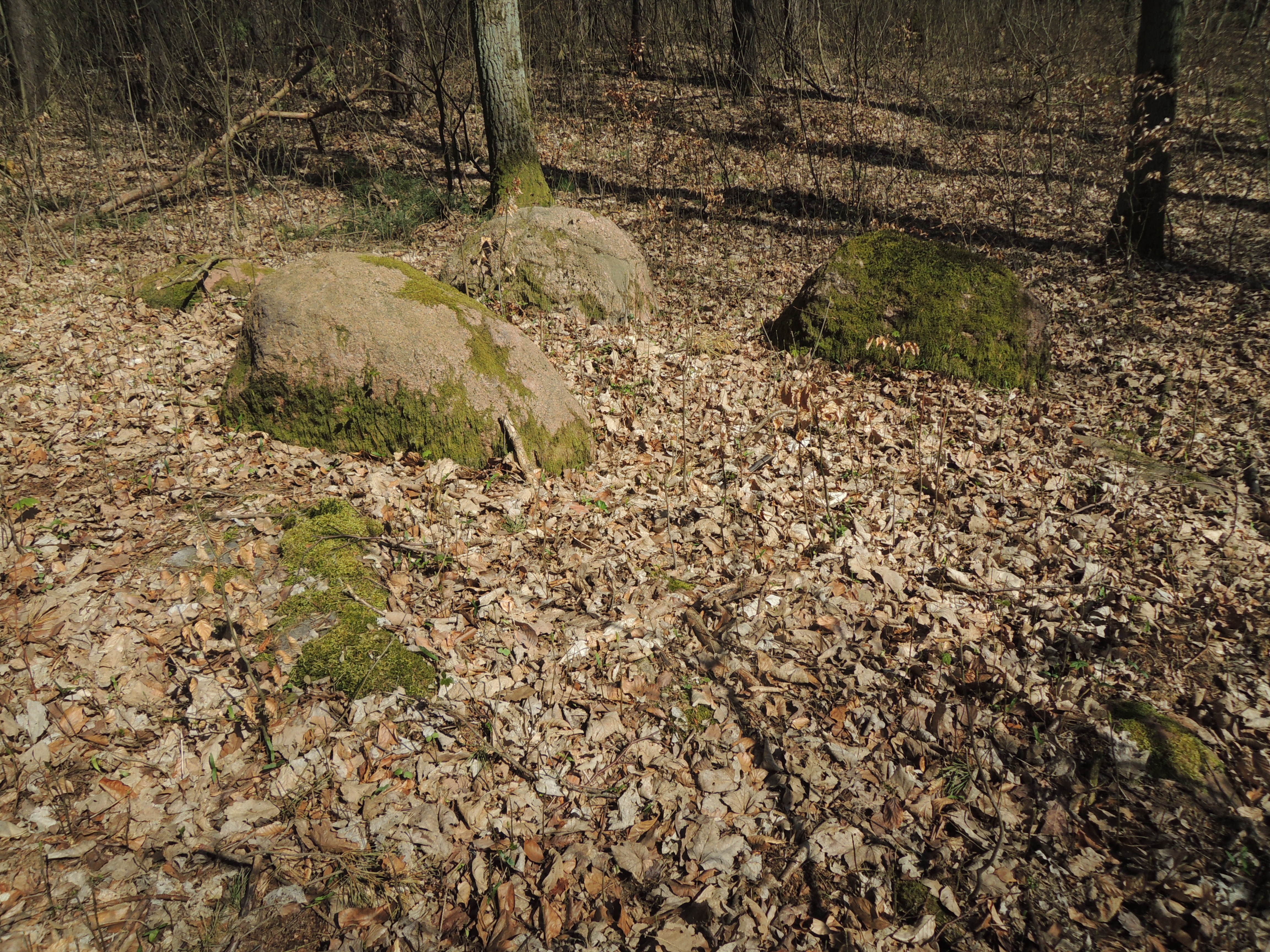
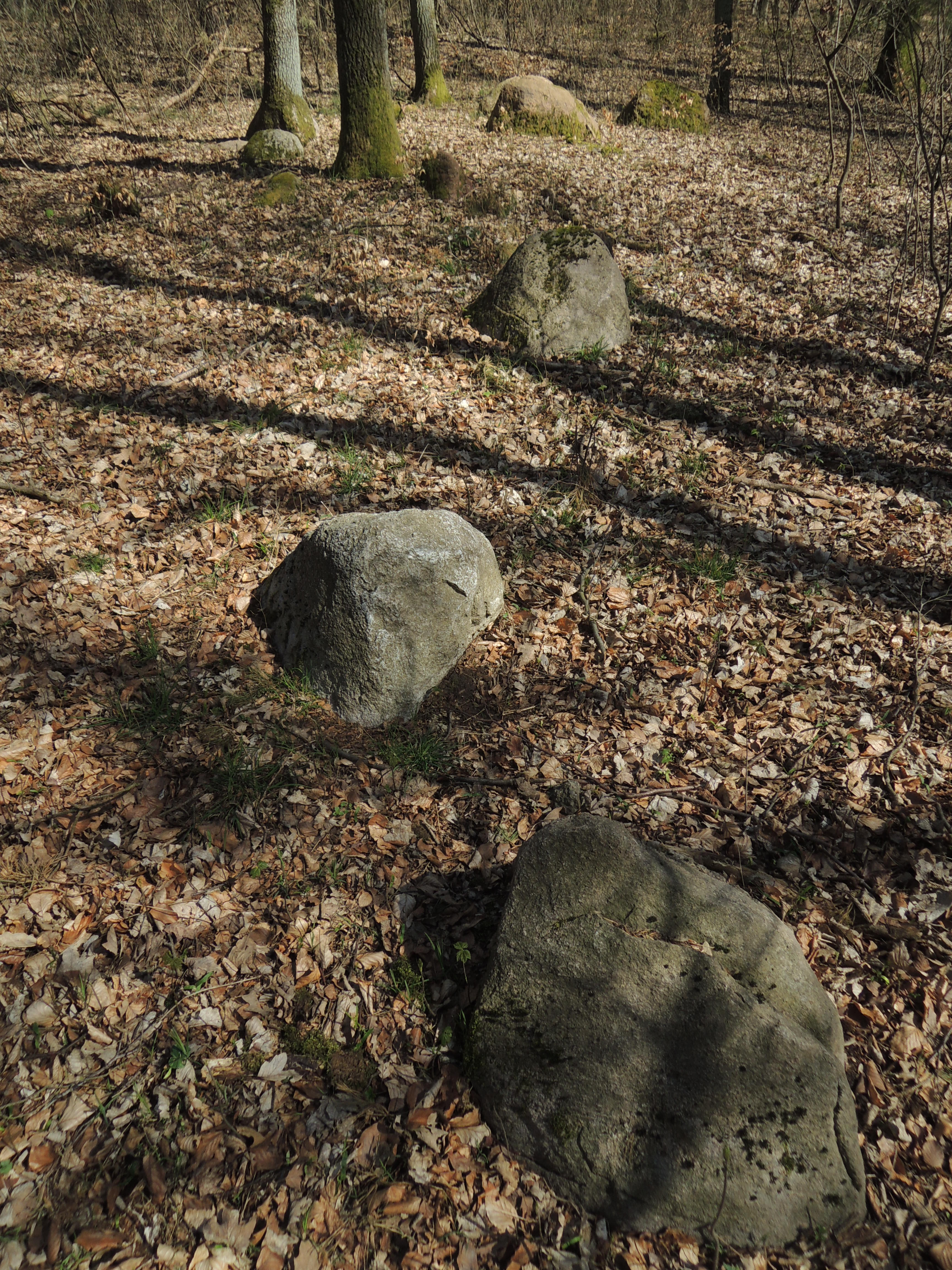
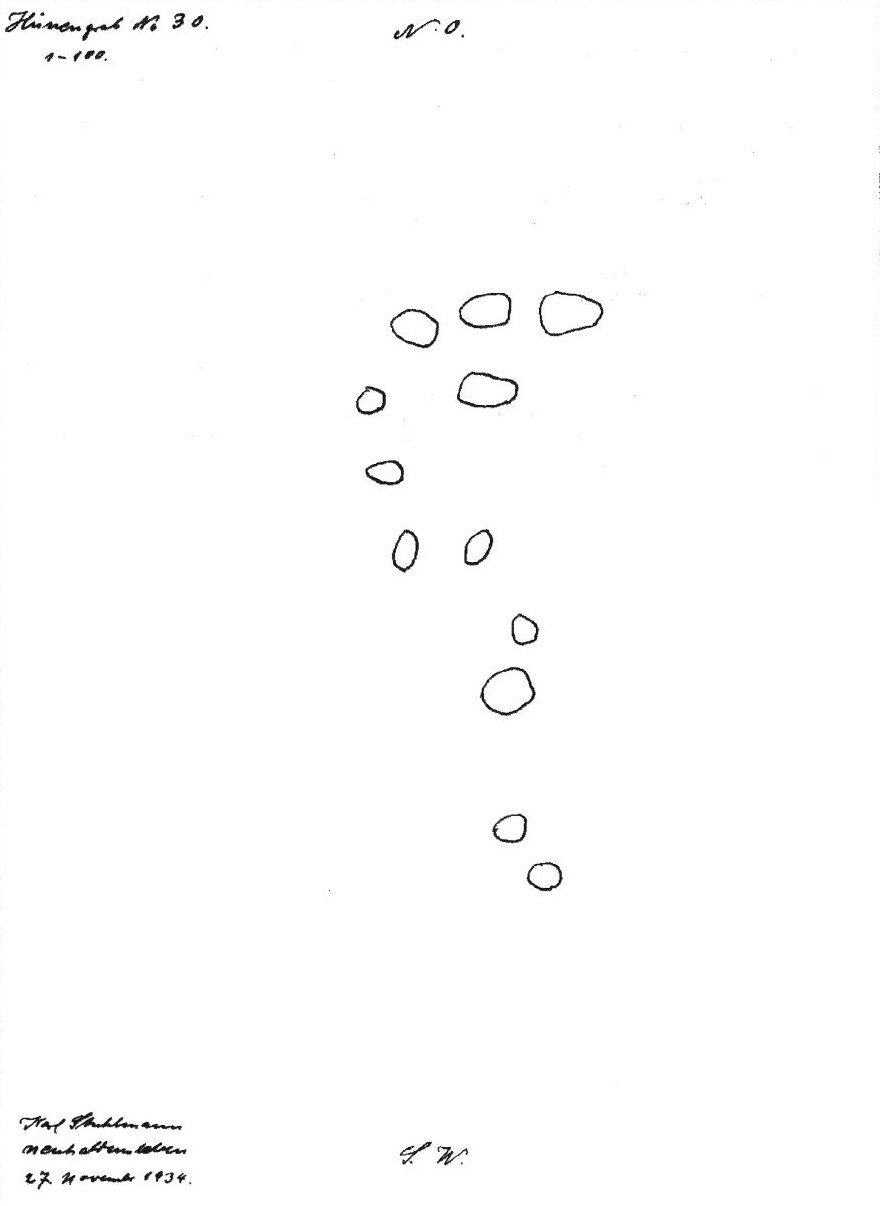
Grundriss nach Stuhlmann

#### Grab ALV 16
Dieses Grab liegt an einem leichten Hang und besitzt ein südost-nordwestlich orientiertes Hünenbett mit einer Länge von 16 m und einer Breite von 6,5 m. Es sind acht Umfassungssteine erhalten. Bei der Grabkammer handelt es sich um ein südost-nordwestlich orientiertes Ganggrab mit einem rechteckigen Grundriss. Ihre Länge beträgt innen 6,6 m und ihre Breite innen 1,1 m. Es sind noch zwölf Wand- und drei Decksteine erhalten. Das ursprüngliche Aussehen der Kammer lässt sich nicht sicher rekonstruieren.

Grab ALV 16
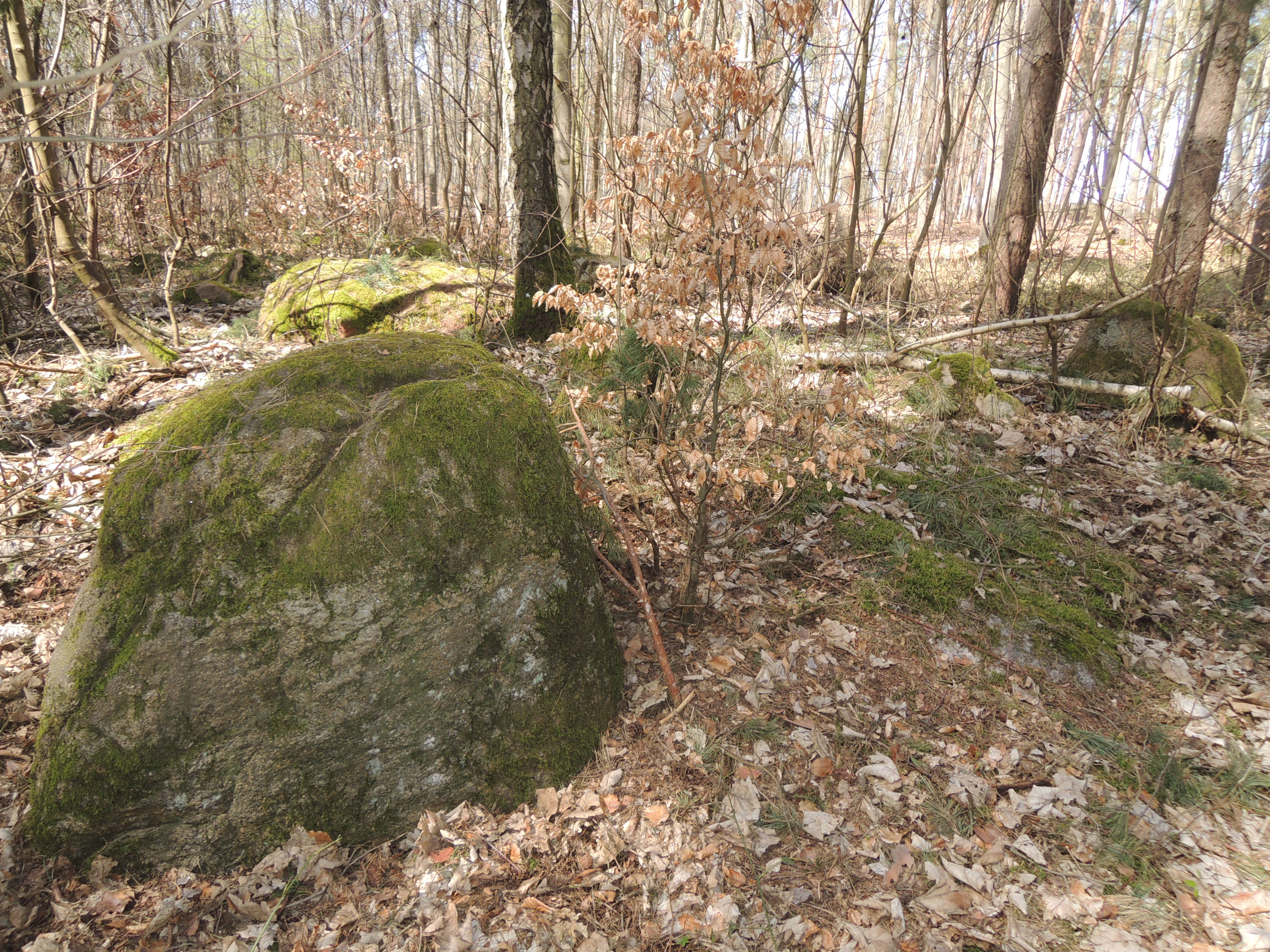
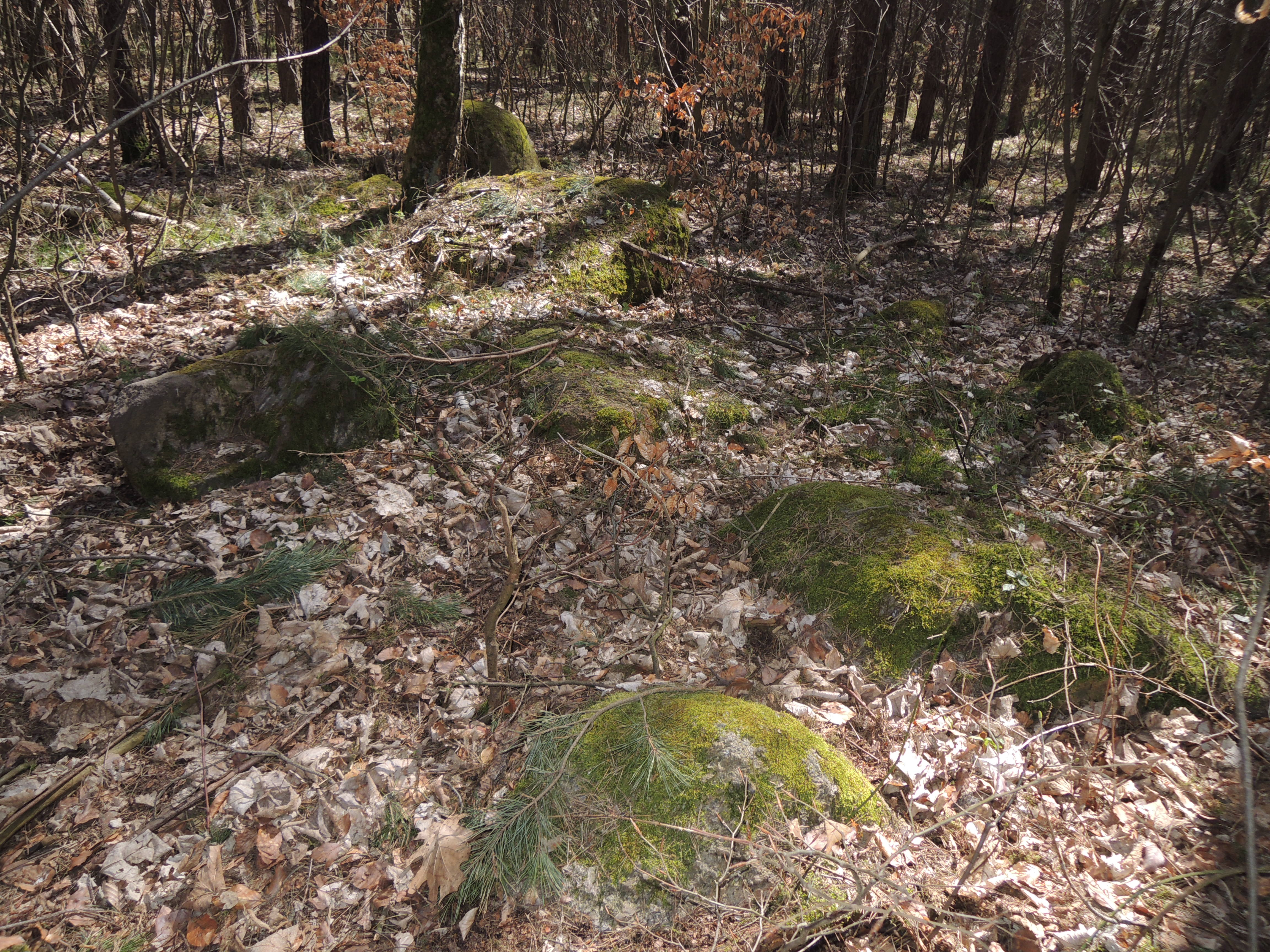
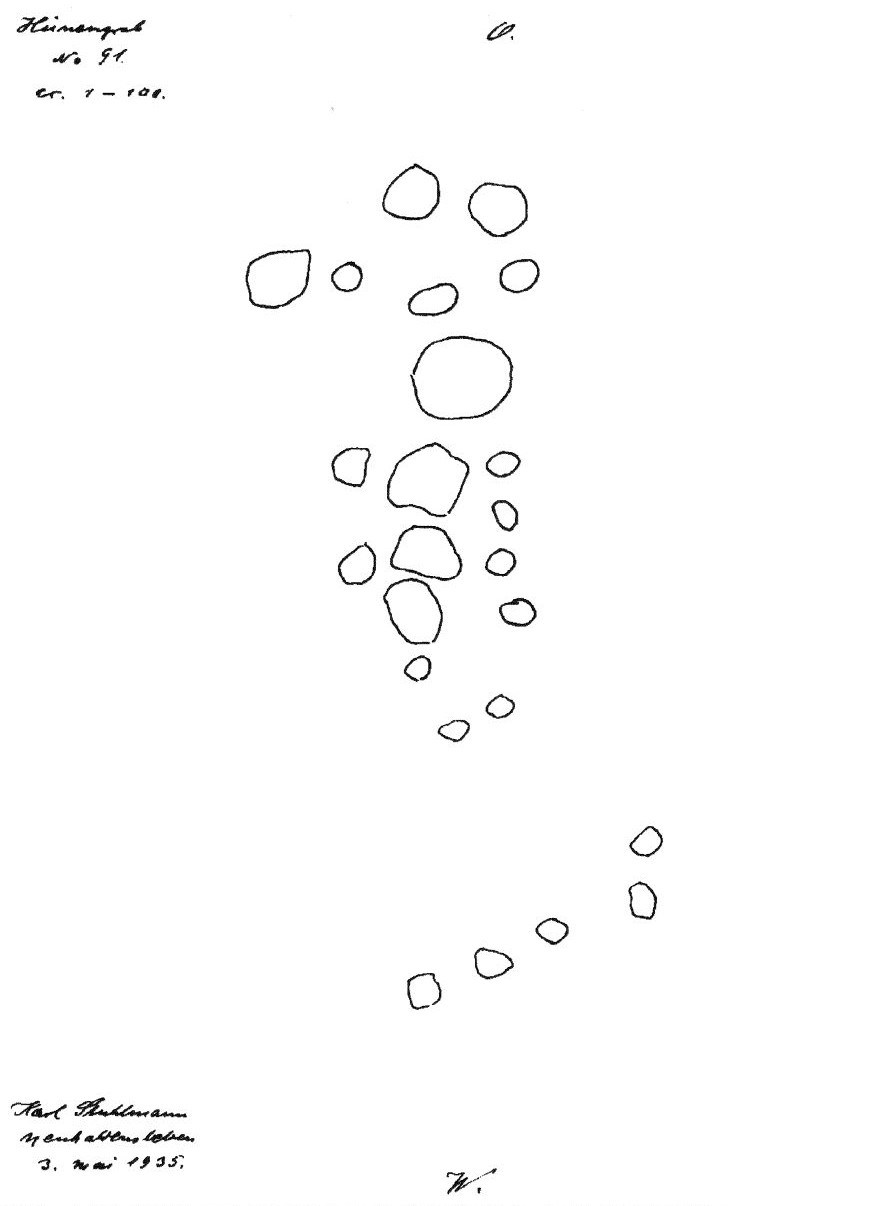
Grundriss nach Stuhlmann

#### Grab ALV 17
Diese Anlage liegt in einer Niederung und ist nordost-südwestlich orientiert. Von der Umfassung sind noch zwölf Steine erhalten. Die Ausmaße des Hünenbetts lassen sich nicht mehr bestimmen. Bei der Grabkammer handelt es sich um ein nordost-südwestlich orientiertes Ganggrab mit einem rechteckigen Grundriss. Ihre Länge beträgt innen 8,4 m, ihre Breite innen zwischen 1,4 m und 1,6 m. Es sind noch 15 Wand- und Abschlusssteine erhalten, weitere fehlen. Von den ursprünglich sieben Decksteinen sind noch fünf erhalten. Die genaue Position des Zugangs ist unklar.

Grab ALV 17
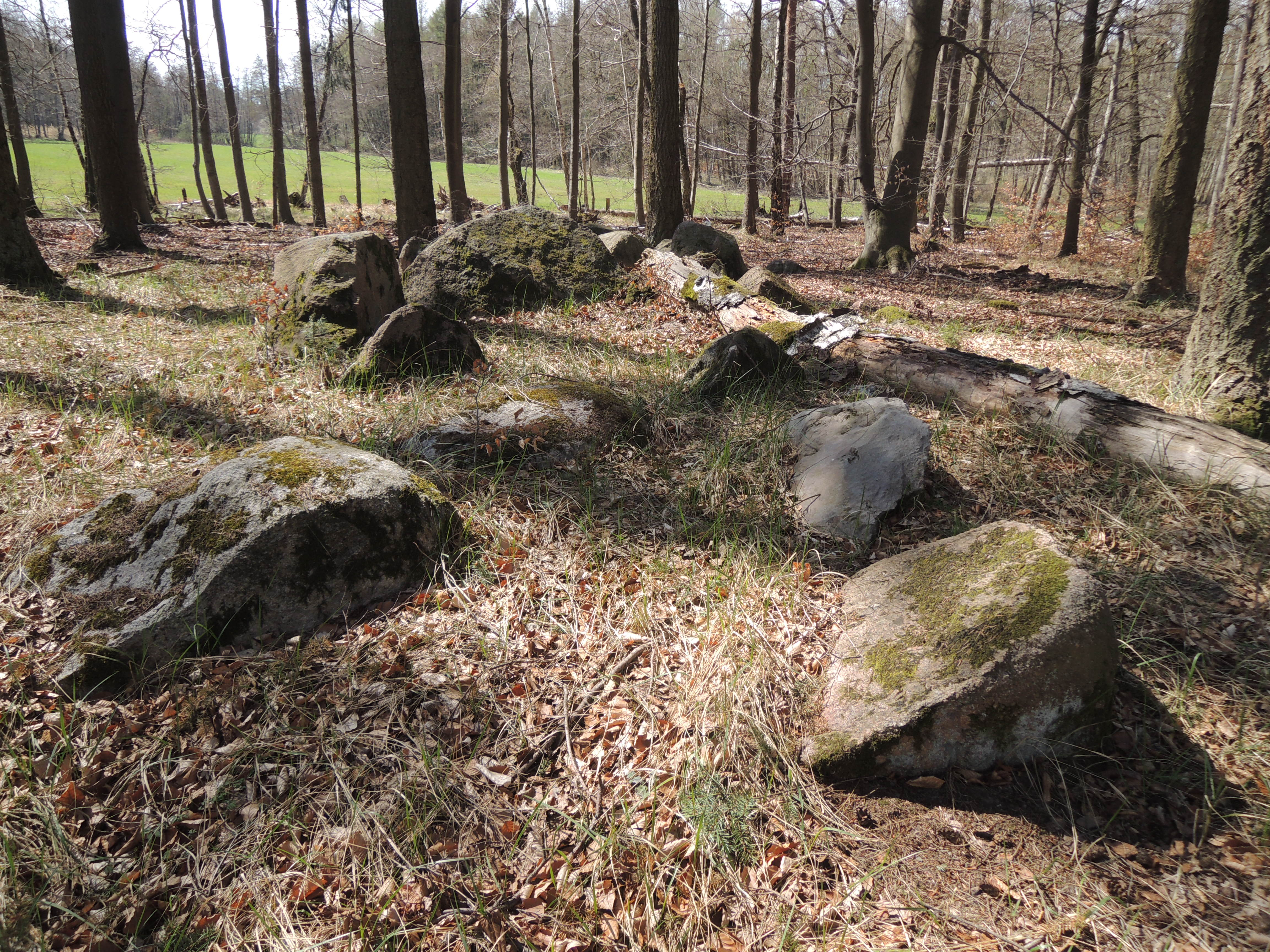
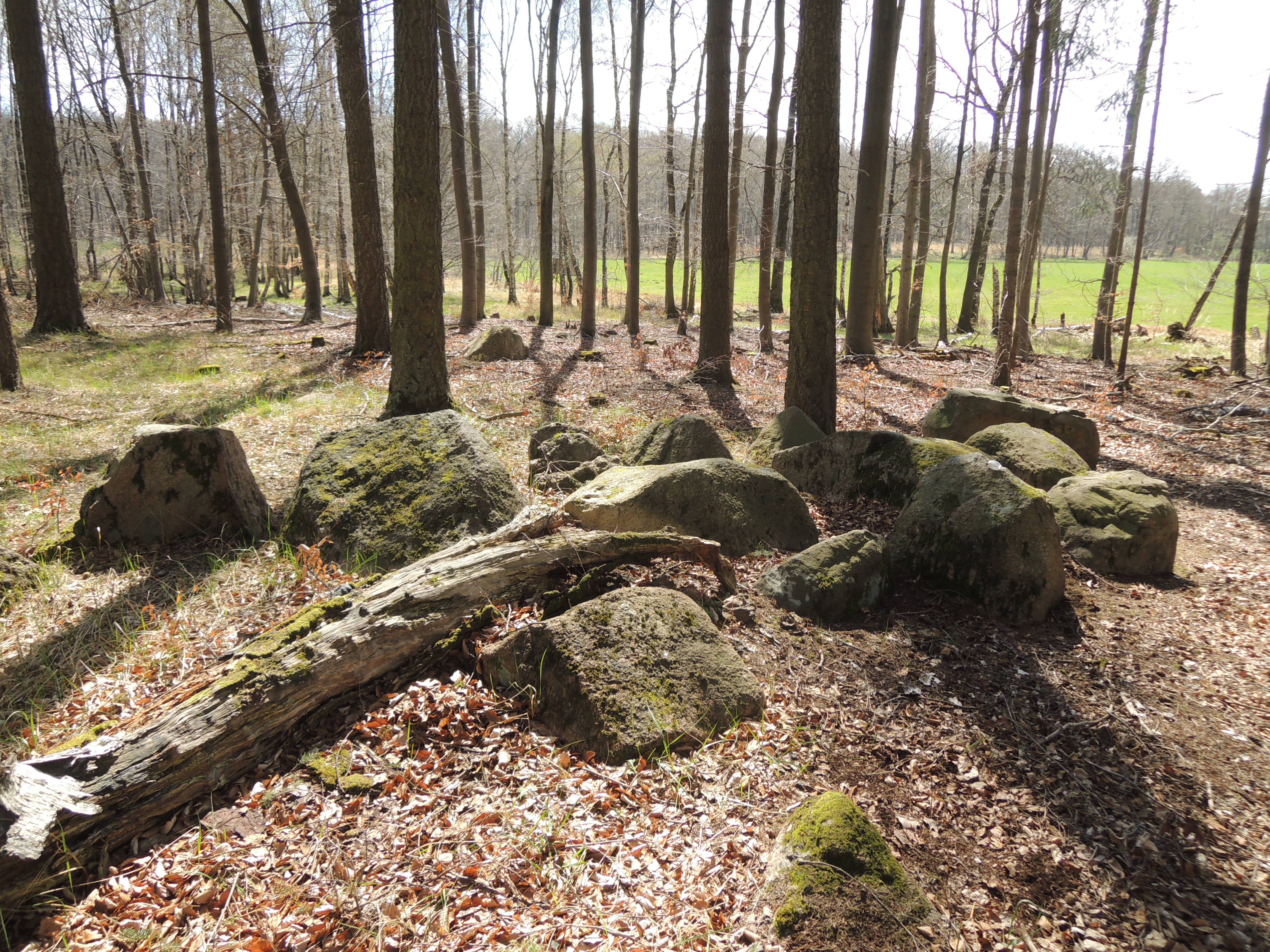
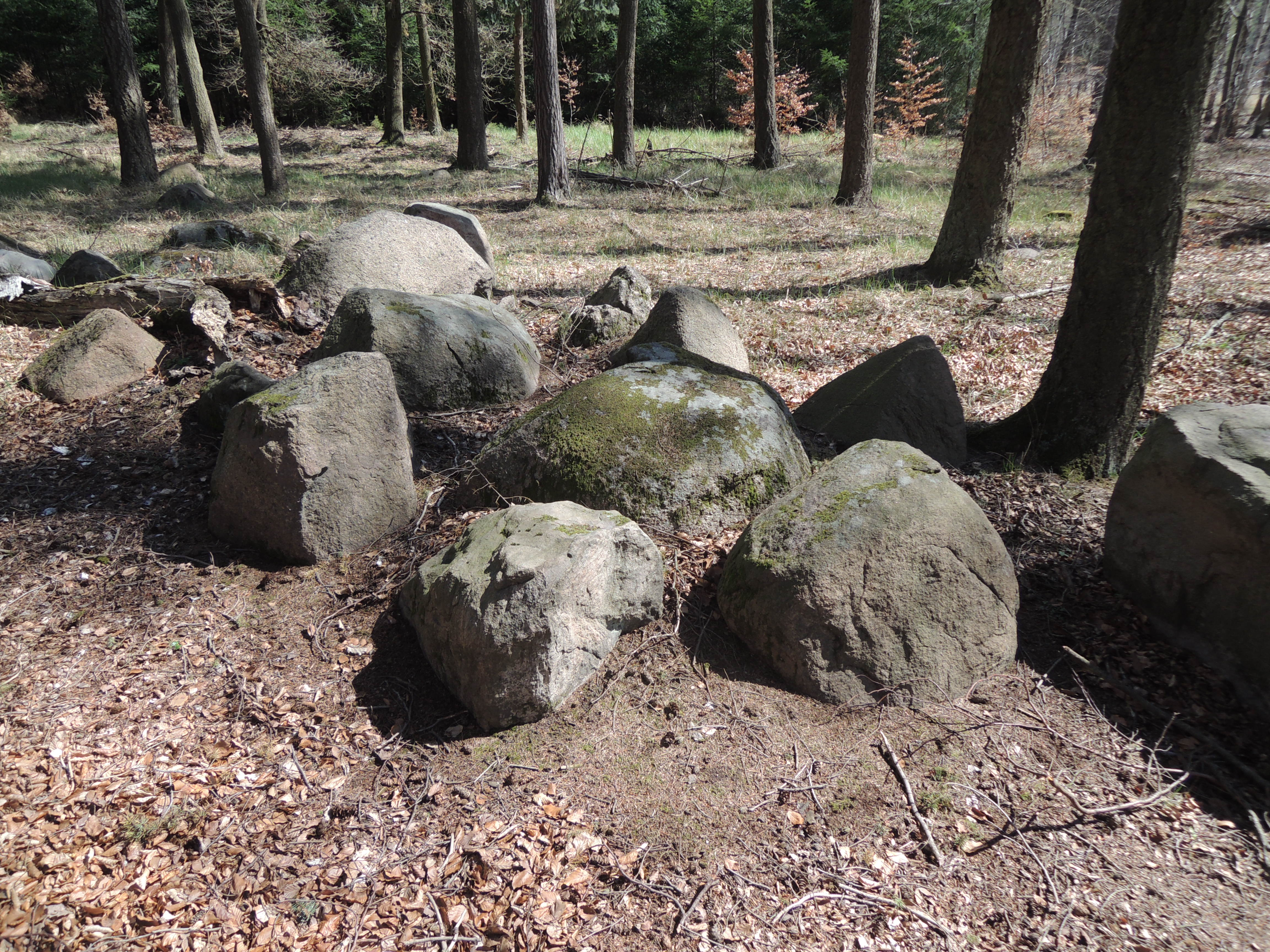
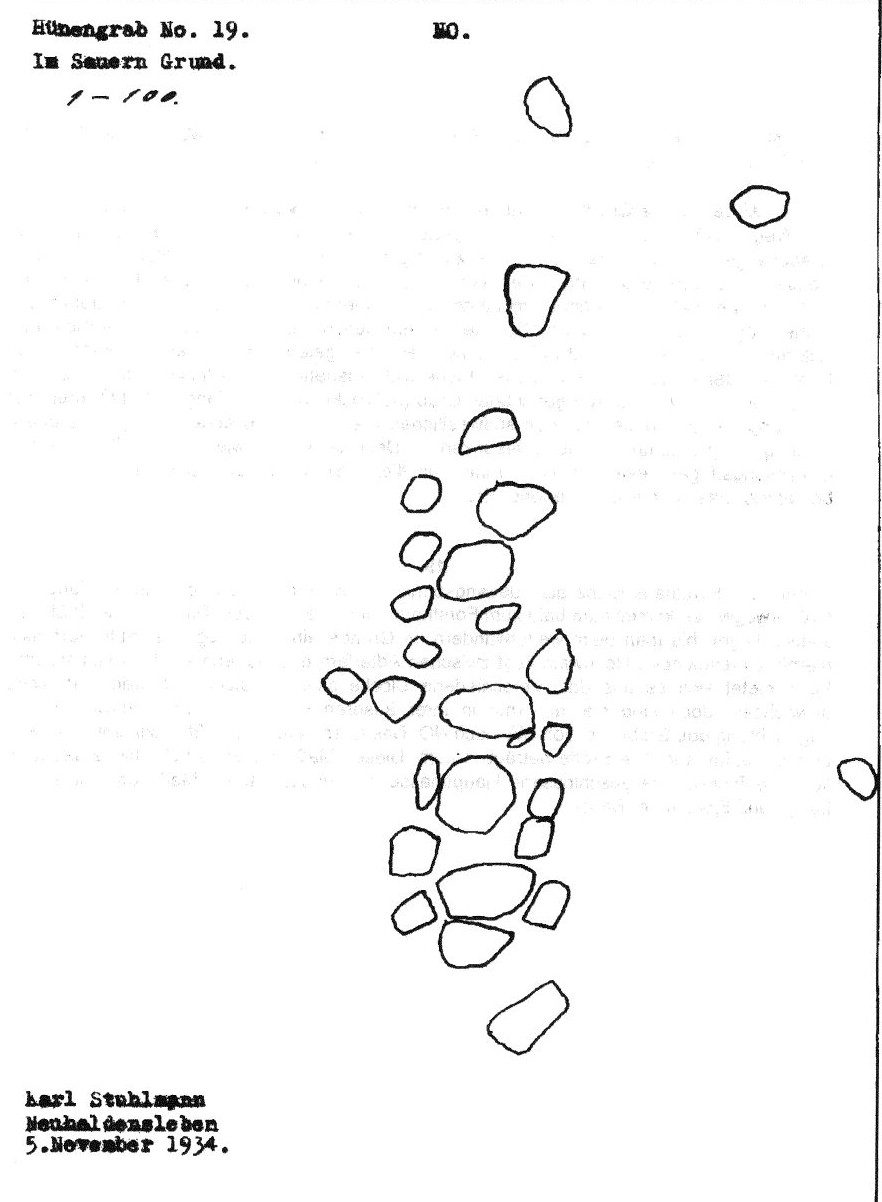
Grundriss nach Stuhlmann

#### Grab ALV 18
Dieses Grab liegt an einem Hang und besitzt ein nord-südlich orientiertes Hünenbett mit einer Breite von 6 m. Die Länge ist nicht bestimmbar. Die Hügelschüttung hat noch eine Höhe von 0,4 m. Von der Umfassung sind noch neun Steine erhalten. Bei der Grabkammer handelt es sich um ein nord-südlich orientiertes Ganggrab mit wahrscheinlich rechteckigem Grundriss. Ihre Länge beträgt innen 6 m, die Breite ist nicht bestimmbar. Es sind noch 14 Wand- und Abschlusssteine erhalten. Von den ursprünglich fünf Decksteinen sind noch drei erhalten. Die genaue Position des Zugangs ist unklar.

Grab ALV 18
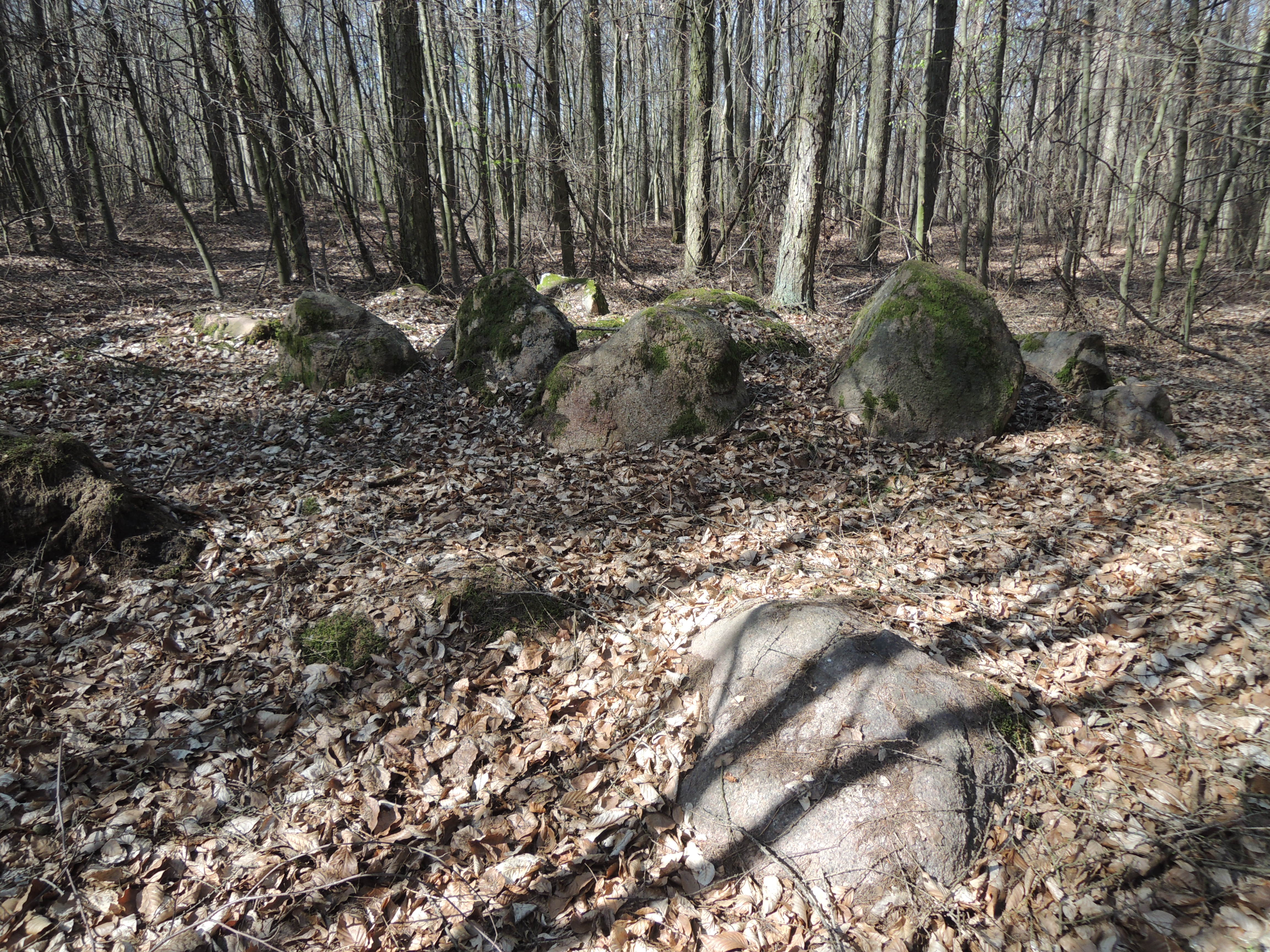
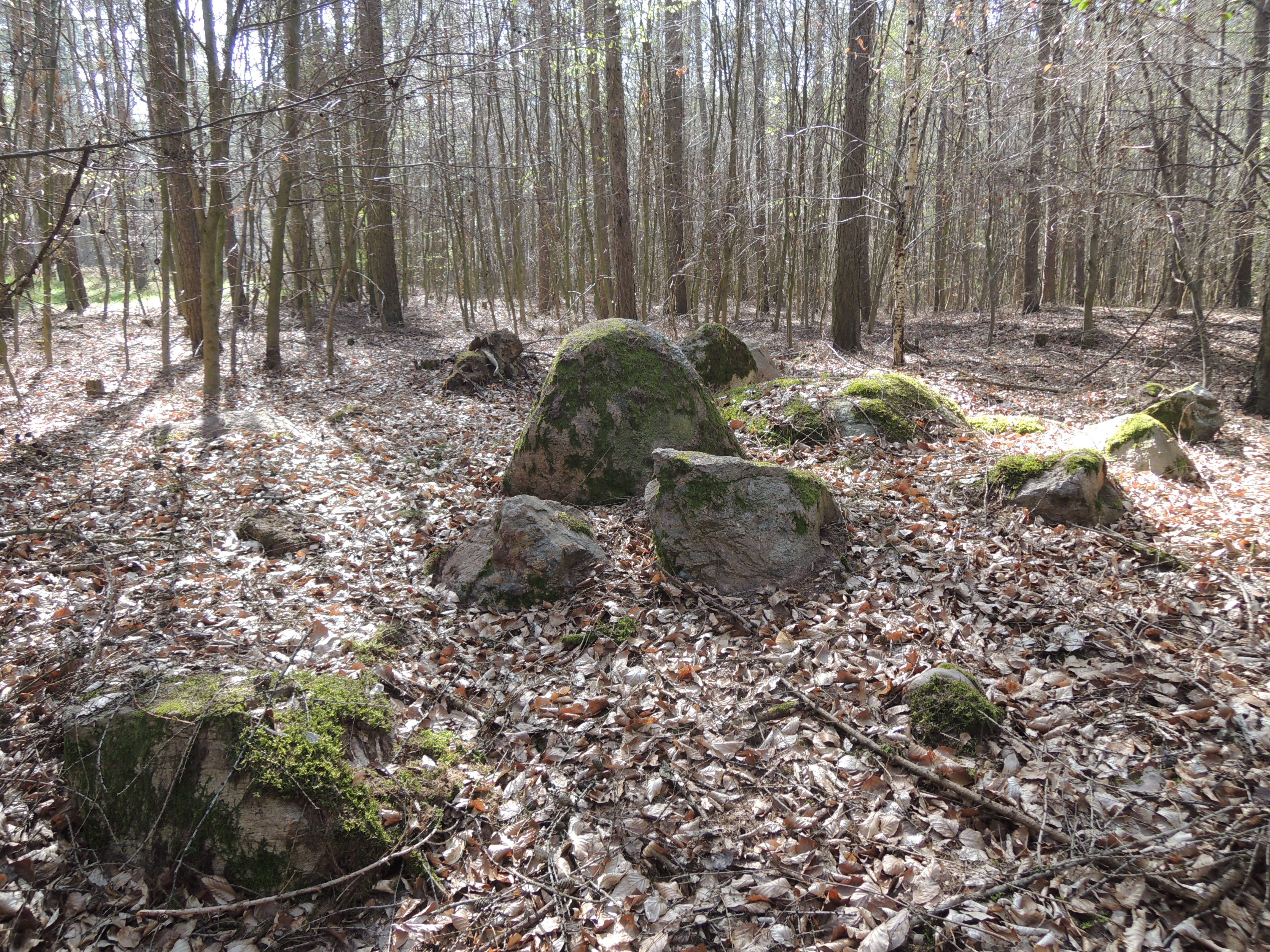
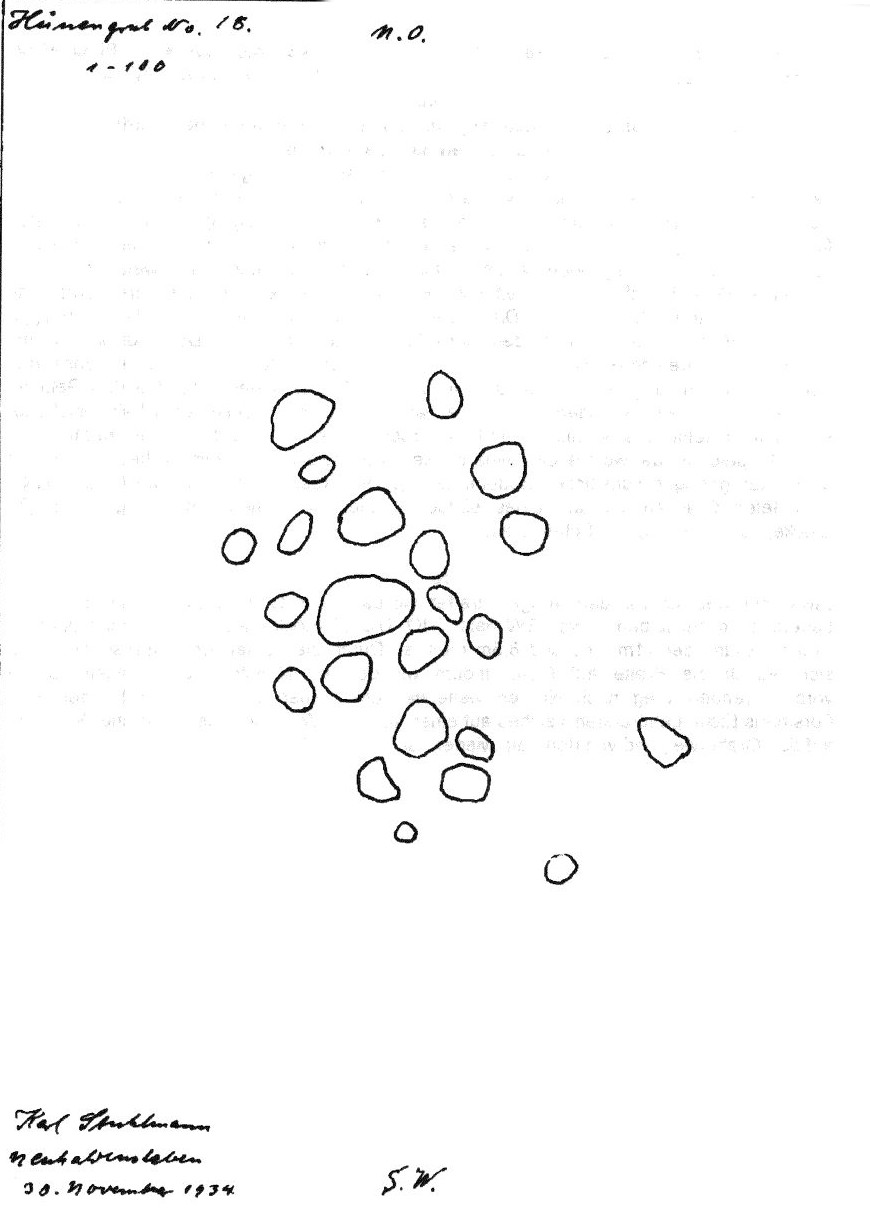
Grundriss nach Stuhlmann

#### Grab ALV 19
Diese schlecht erhaltene Anlage liegt erhöht und ist nordost-südwestlich orientiert. Die Hügelschüttung hat einen Durchmesser von 8 m und hat noch eine Höhe von 0,3 m; Umfassungssteine sind nicht vorhanden. Bei der Grabkammer handelt es sich um einen erweiterten Dolmen. Die Breite beträgt innen 2 m, die Länge lässt sich nicht sicher bestimmen. Es sind noch drei Wandsteine an der südöstlichen Langseite, einer an der nordwestlichen Langseite, die beiden Abschlusssteine an den Schmalseiten und ein Deckstein erhalten. Ein weiterer Stein lässt sich nicht sicher zuordnen.

Grab ALV 19
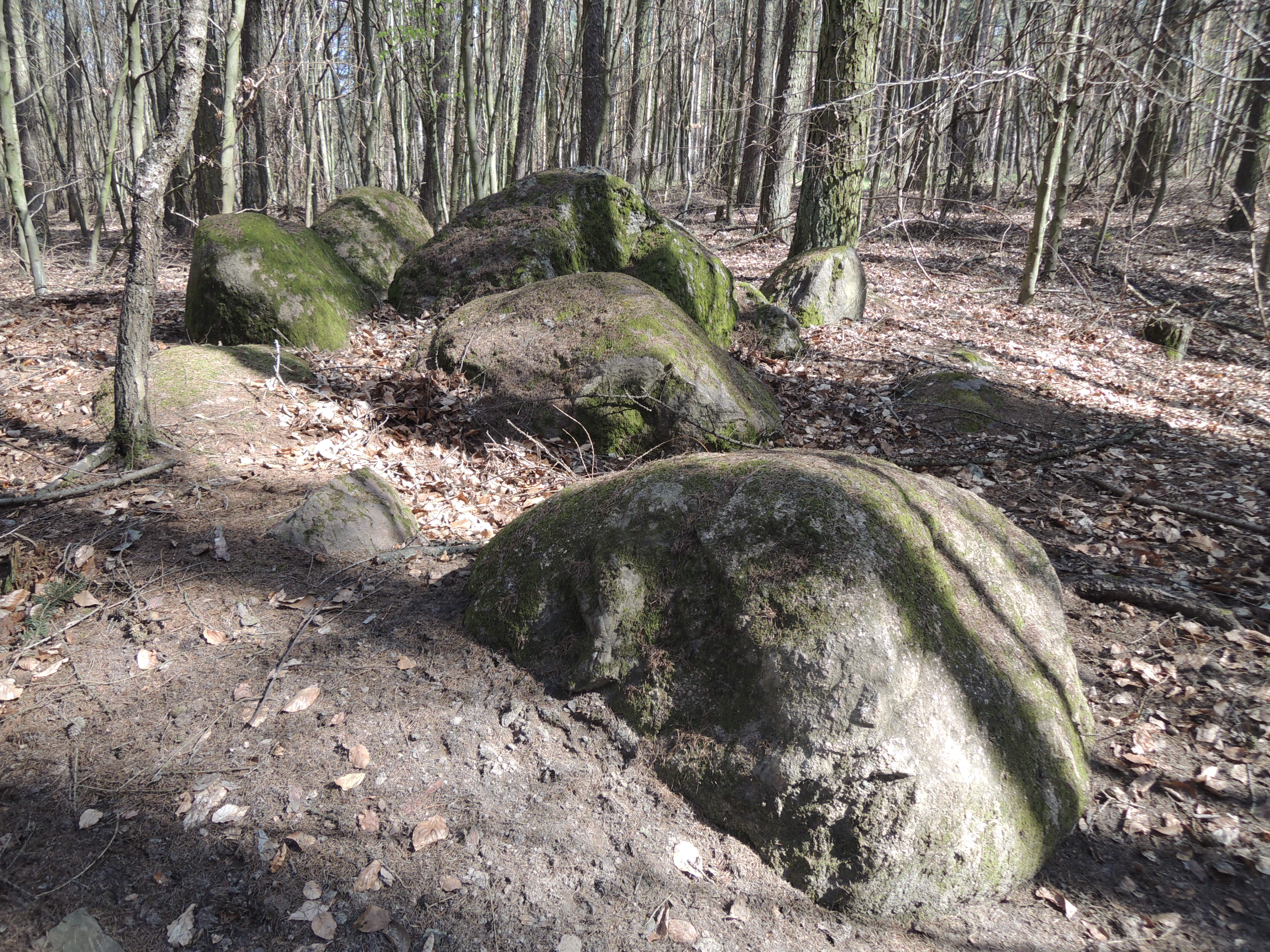
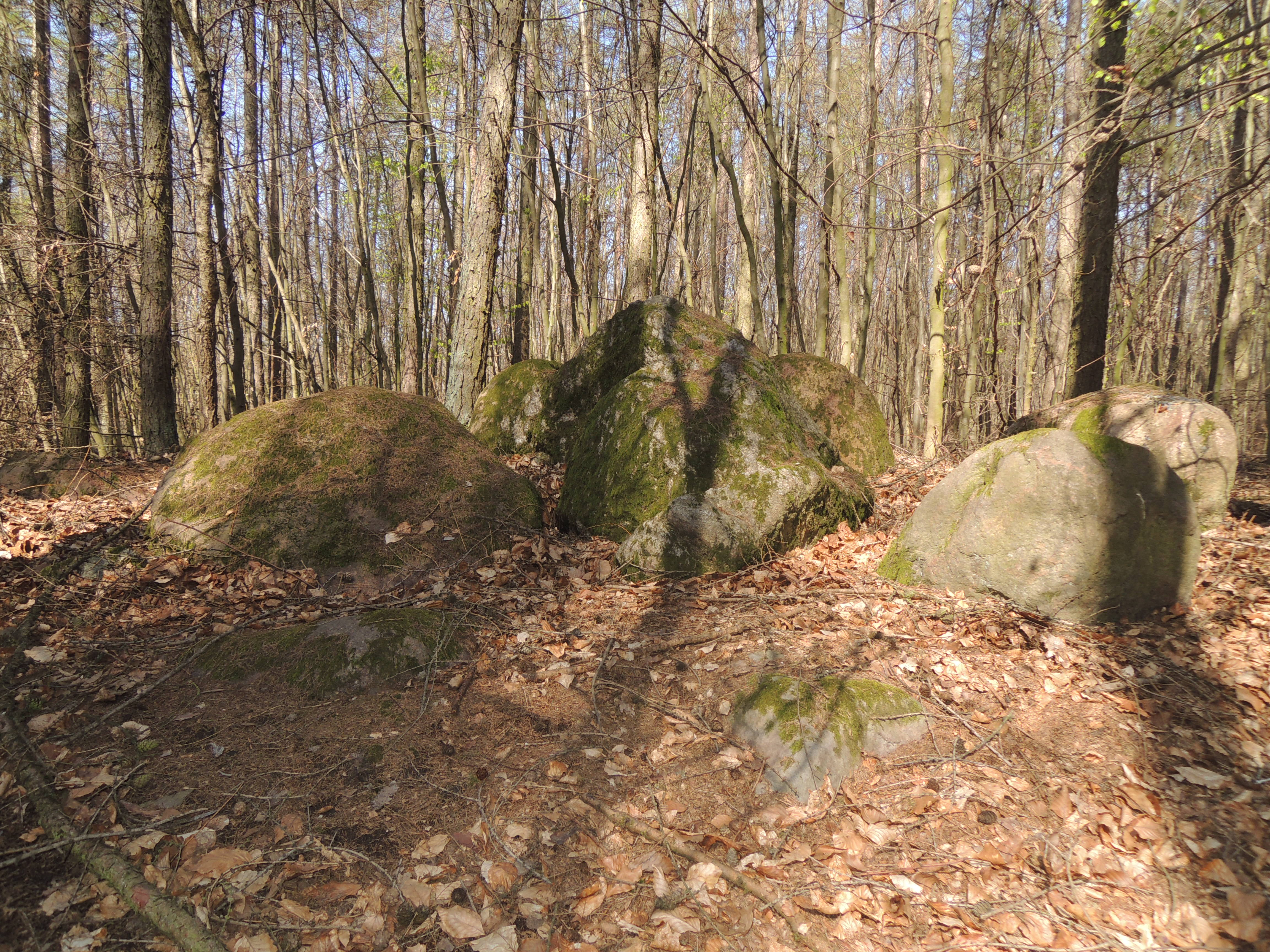
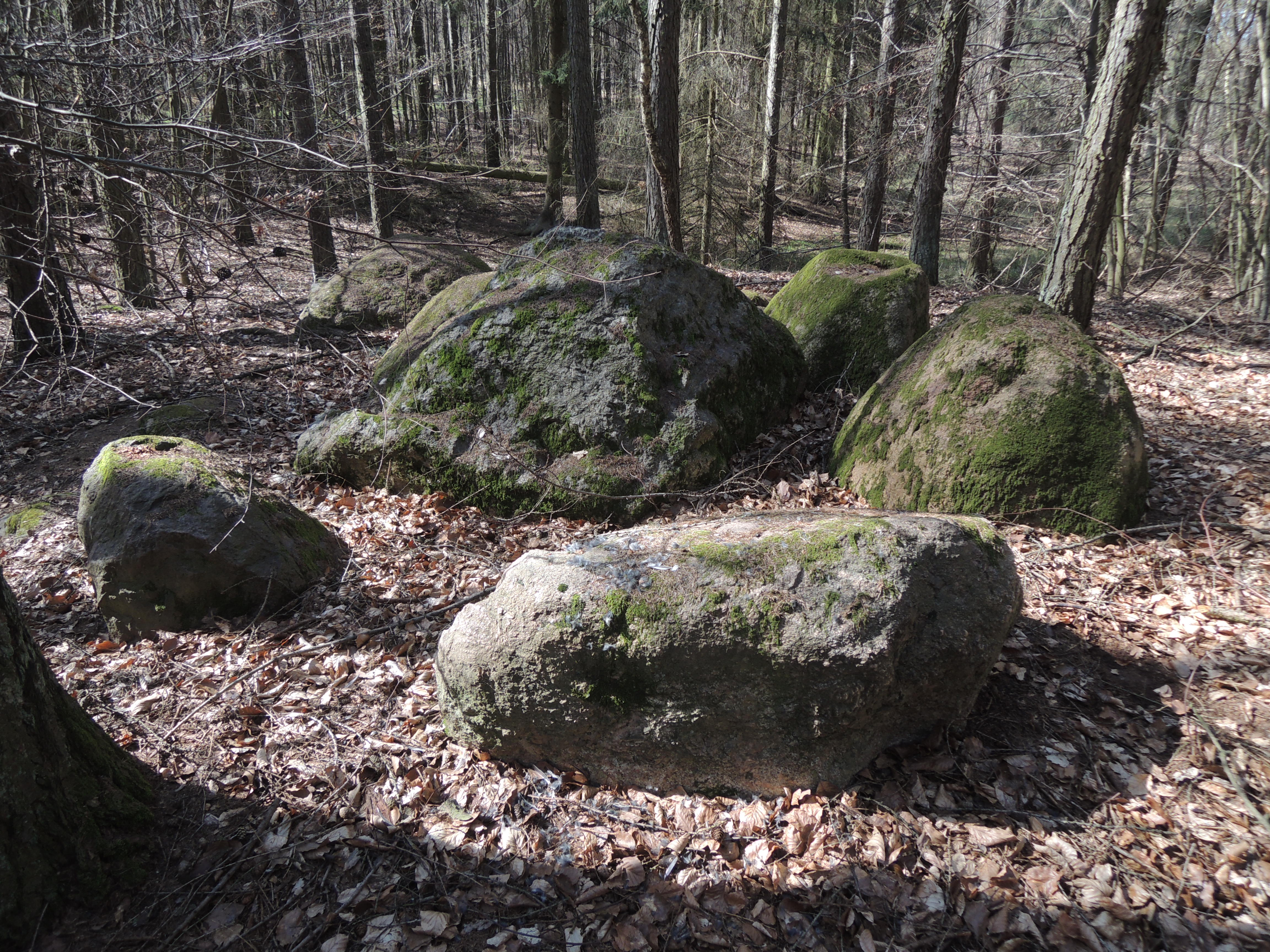
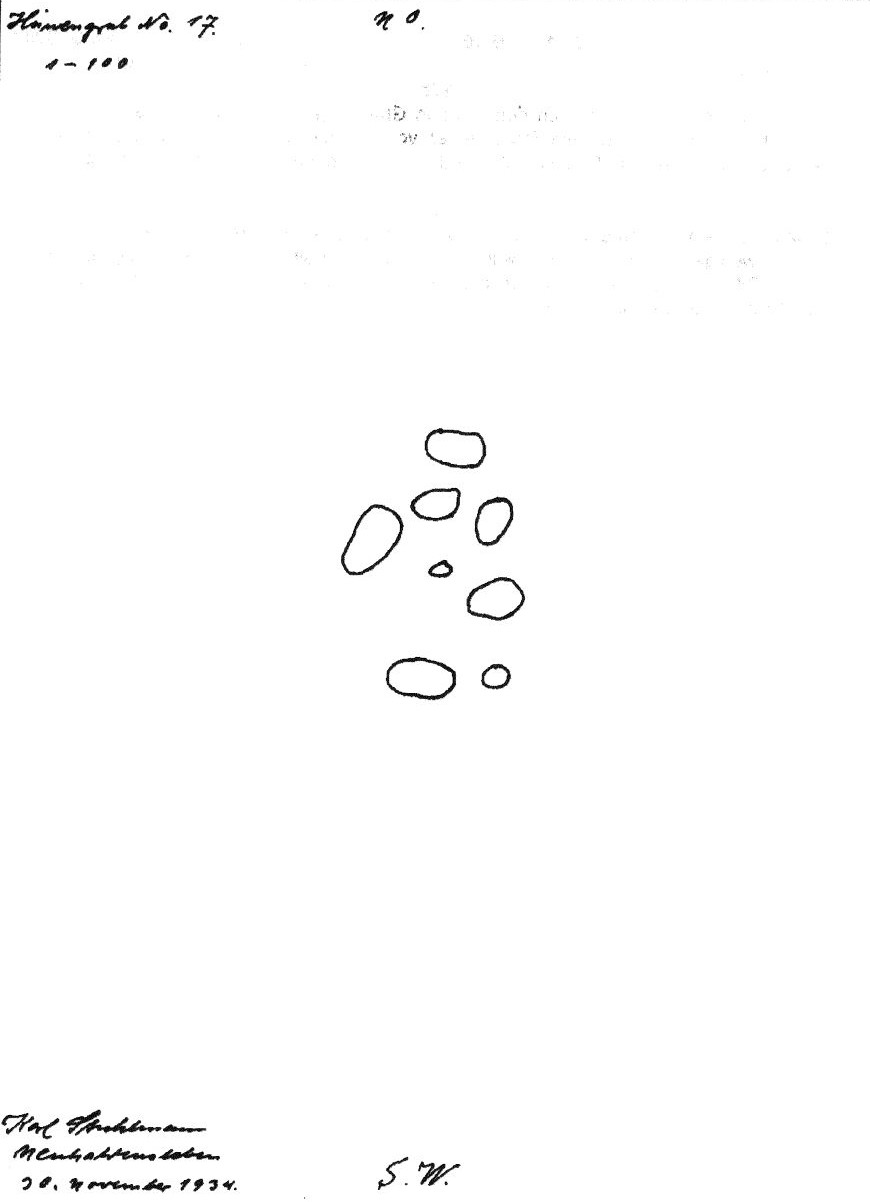
Grundriss nach Stuhlmann

#### Grab ALV 20
Dieses Grab liegt an einem leichten Hang und besitzt ein ostnordost-westsüdwestlich orientiertes Hünenbett mit einer Länge von 9,4 m und einer Breite von 4,9 m. Die Hügelschüttung hat noch eine Höhe von 0,3 m. Von der Umfassung sind noch drei Steine erhalten. Bei der Grabkammer handelt es sich um ein ostnordost-westsüdwestlich orientiertes Ganggrab mit einem rechteckigen Grundriss. Ihre Länge beträgt innen 5,6 m, ihre Breite innen 1,6 m. Es sind noch neun Wand- und Abschlusssteine sowie wahrscheinlich alle vier Decksteine erhalten. Die genaue Position des Zugangs ist unklar.

Grab ALV 20
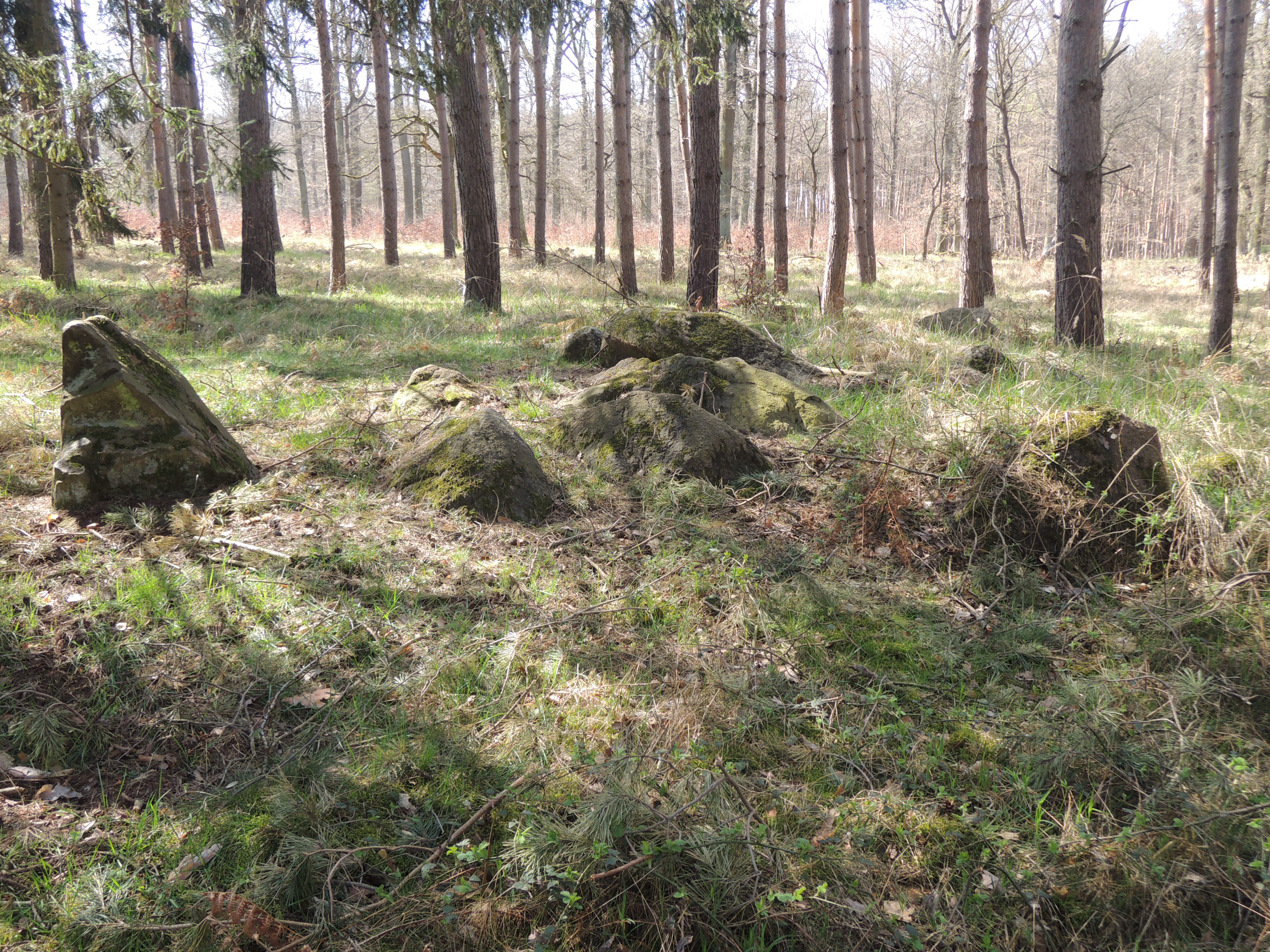
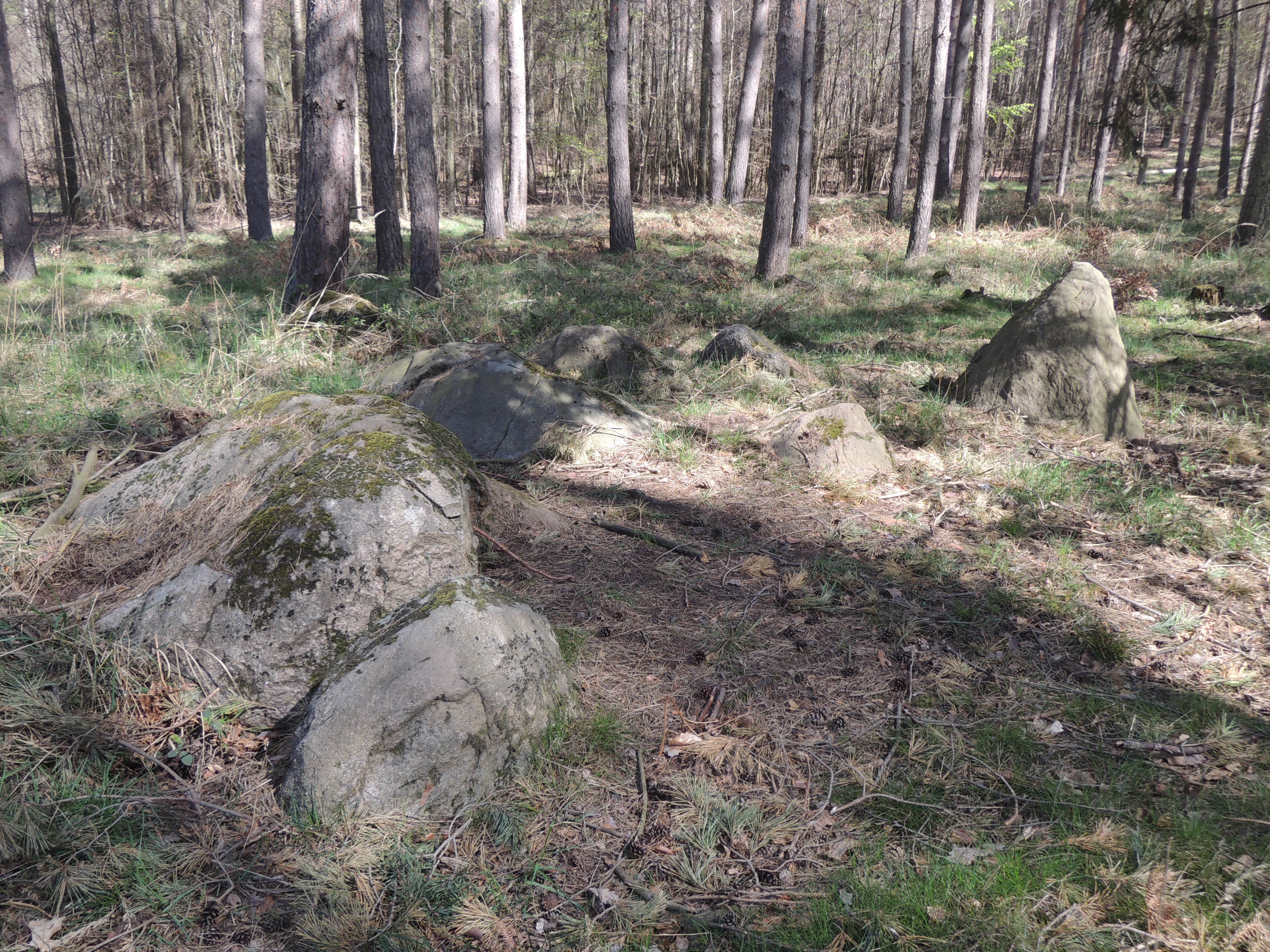
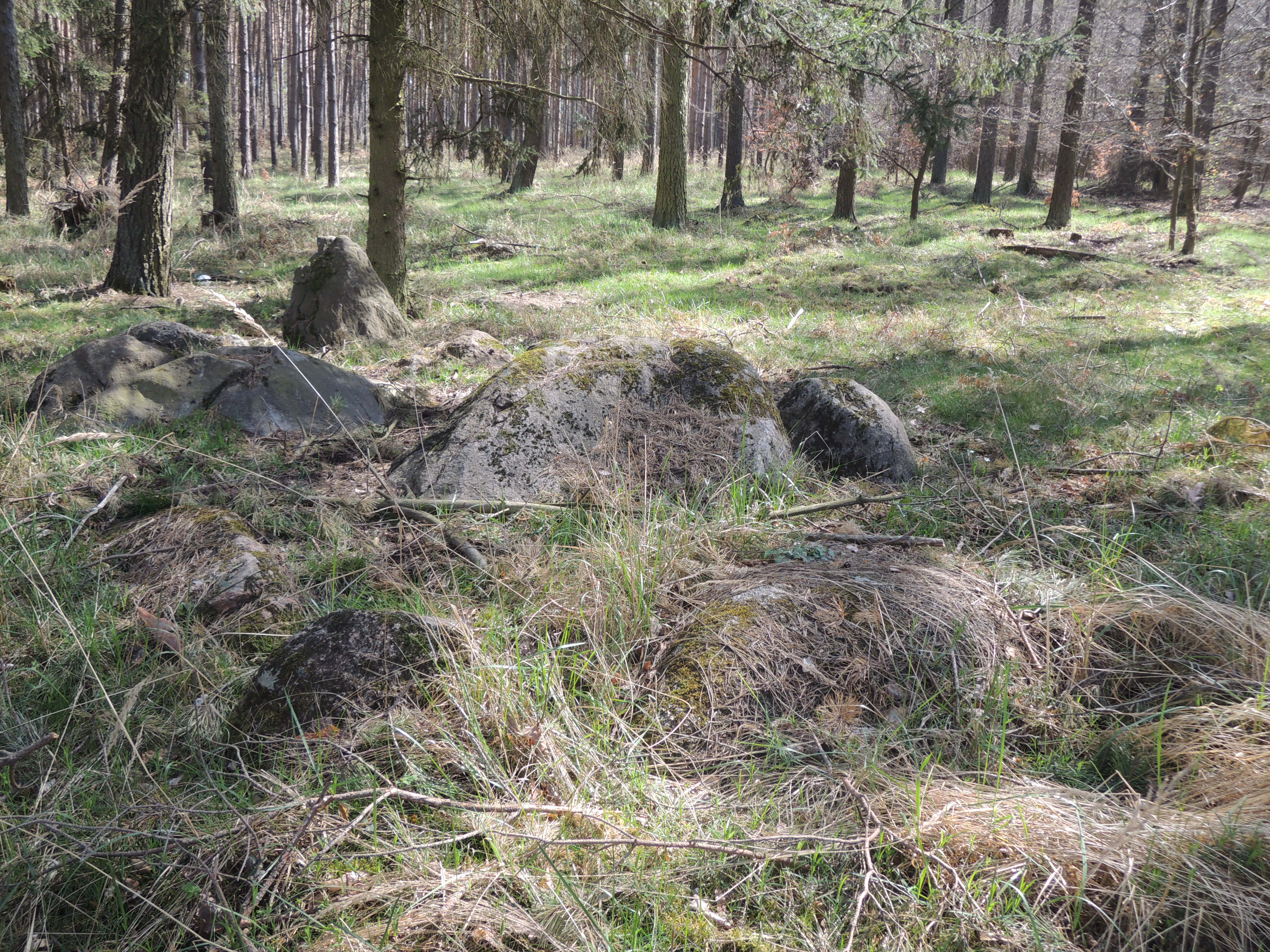
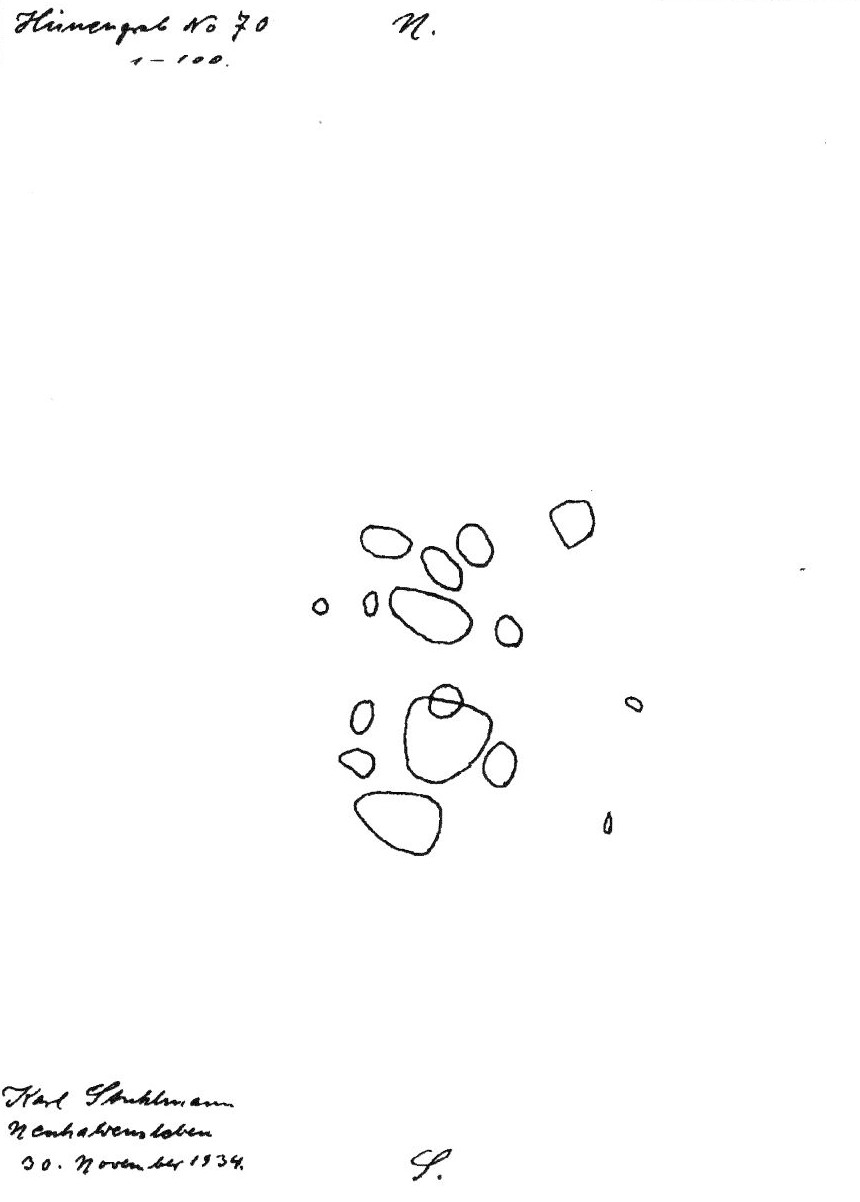
Grundriss nach Stuhlmann

#### Grab ALV 21
Dieses Grab liegt auf einem Sporn und ist nord-südlich orientiert. Die Hügelschüttung hat noch eine Höhe von 0,2 m. Eine Umfassung konnte nicht festgestellt werden. Bei der Grabkammer handelt es sich um einen erweiterten Dolmen. Ihre Länge beträgt innen 3,5 m, ihre Breite innen 2 m. Es sind vier Wandsteine an der westlichen Langseite, drei an der östlichen Langseite, die beiden Abschlusssteine an den Schmalseiten und die beiden Decksteine erhalten. Ein weiterer Stein lässt sich nicht sicher zuordnen. Der Zugang zur Kammer könnte sich an der Südostecke befunden haben. Hier befindet sich eine auffällige Lücke zwischen den Steinen.

Grab ALV 21
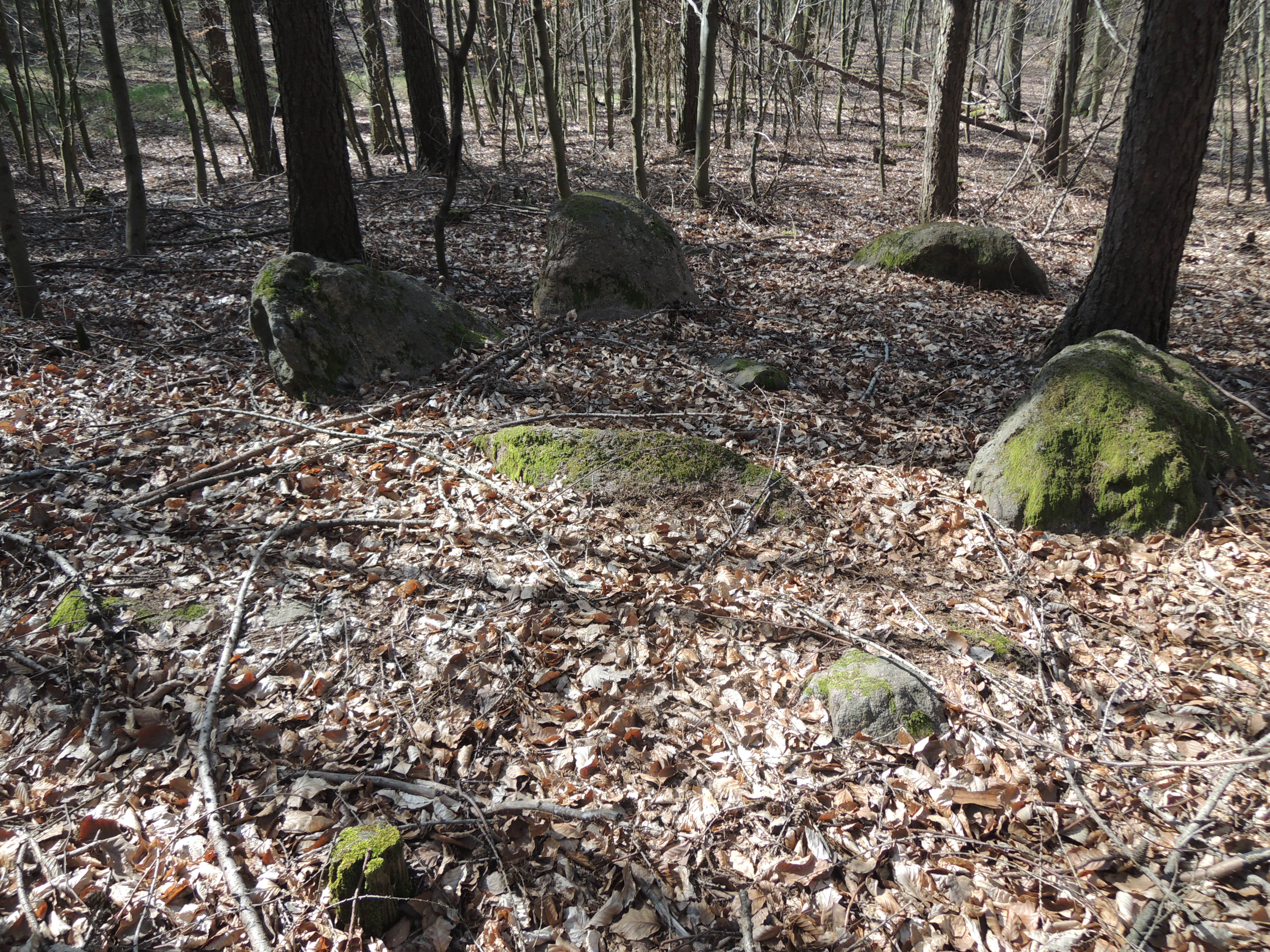
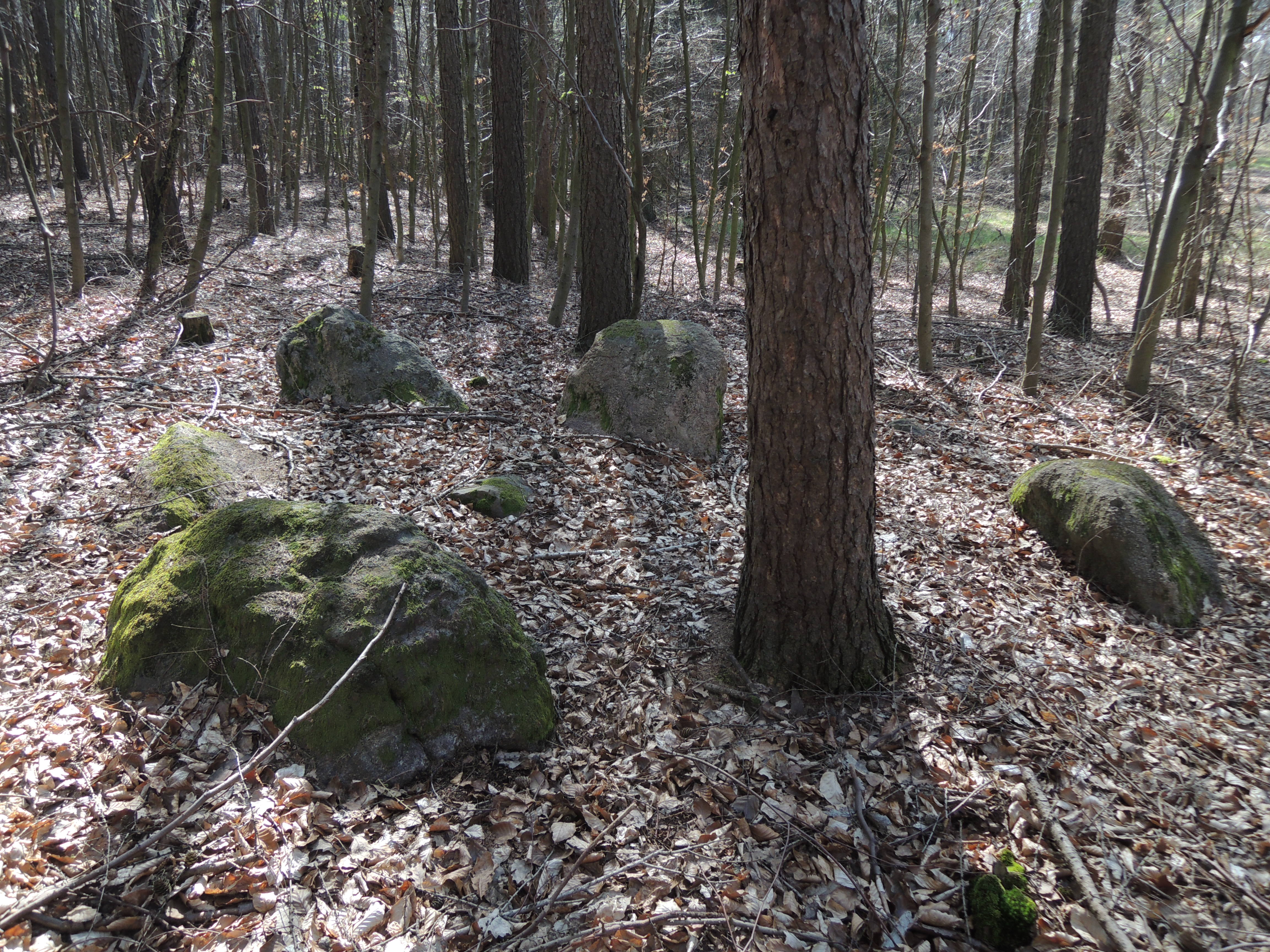
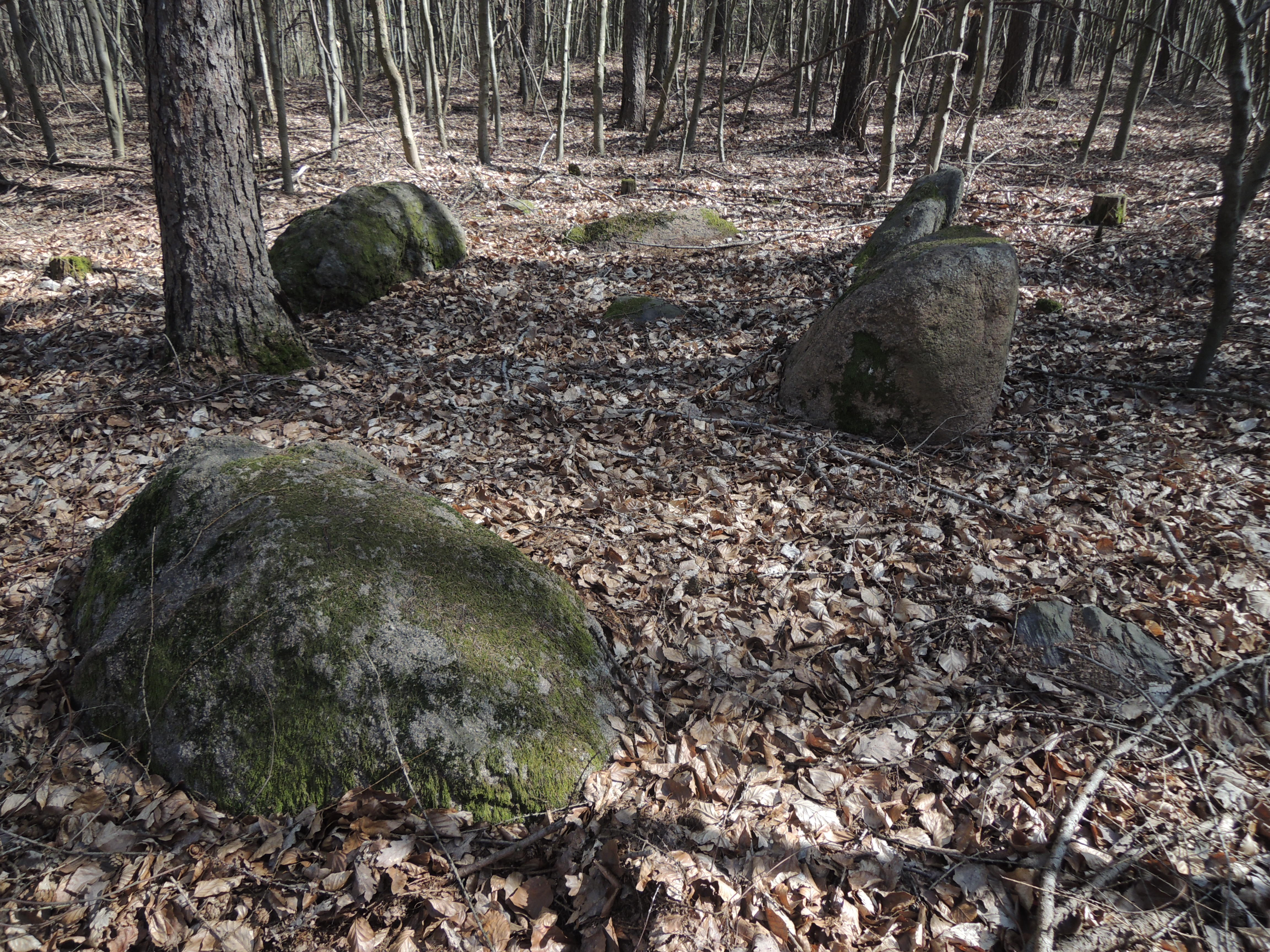
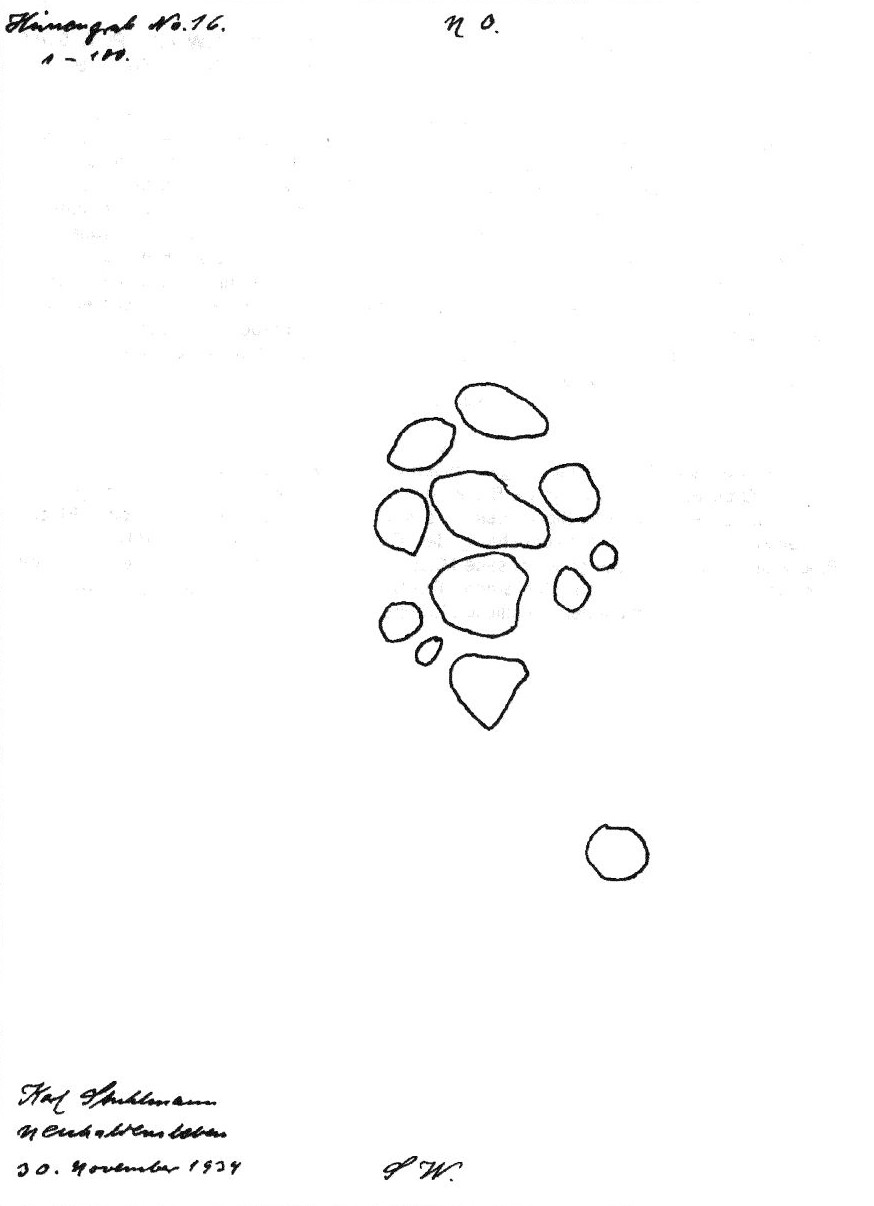
Grundriss nach Stuhlmann

#### Grab ALV 22
Diese gut erhaltene Anlage liegt erhöht und ist nord-südlich orientiert. Eine Umfassung ist nicht vorhanden. Bei der Grabkammer handelt es sich um einen Großdolmen mit trapezförmigen Grundriss, der in der Mitte etwas ausbaucht. Die Länge beträgt innen 5,3 m, die Breite innen zwischen 1,3 m und 1,9 m. Es sind jeweils fünf Wandsteine an den Langseiten und je ein Abschlussstein an den Schmalseiten sowie alle vier Decksteine erhalten. Zwei Wandsteine an der Ostseite sind verlagert. Ein weiterer Stein lässt sich nicht sicher zuordnen. Der Abschlussstein an der Südseite ist sehr schmal, der Zugang zur Kammer dürfte sich somit an der Südost- oder Südwestecke befunden haben.

Grab ALV 22
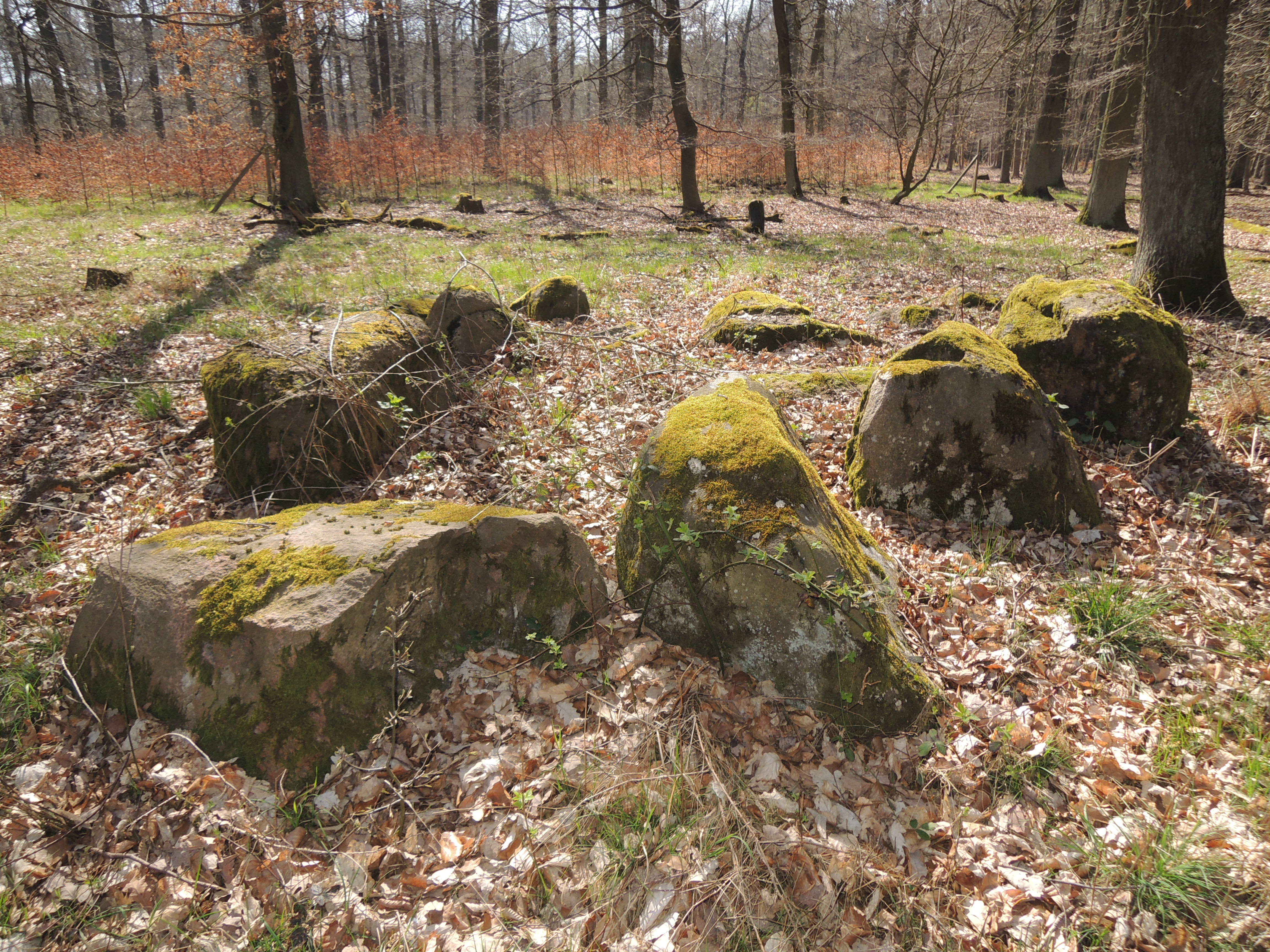
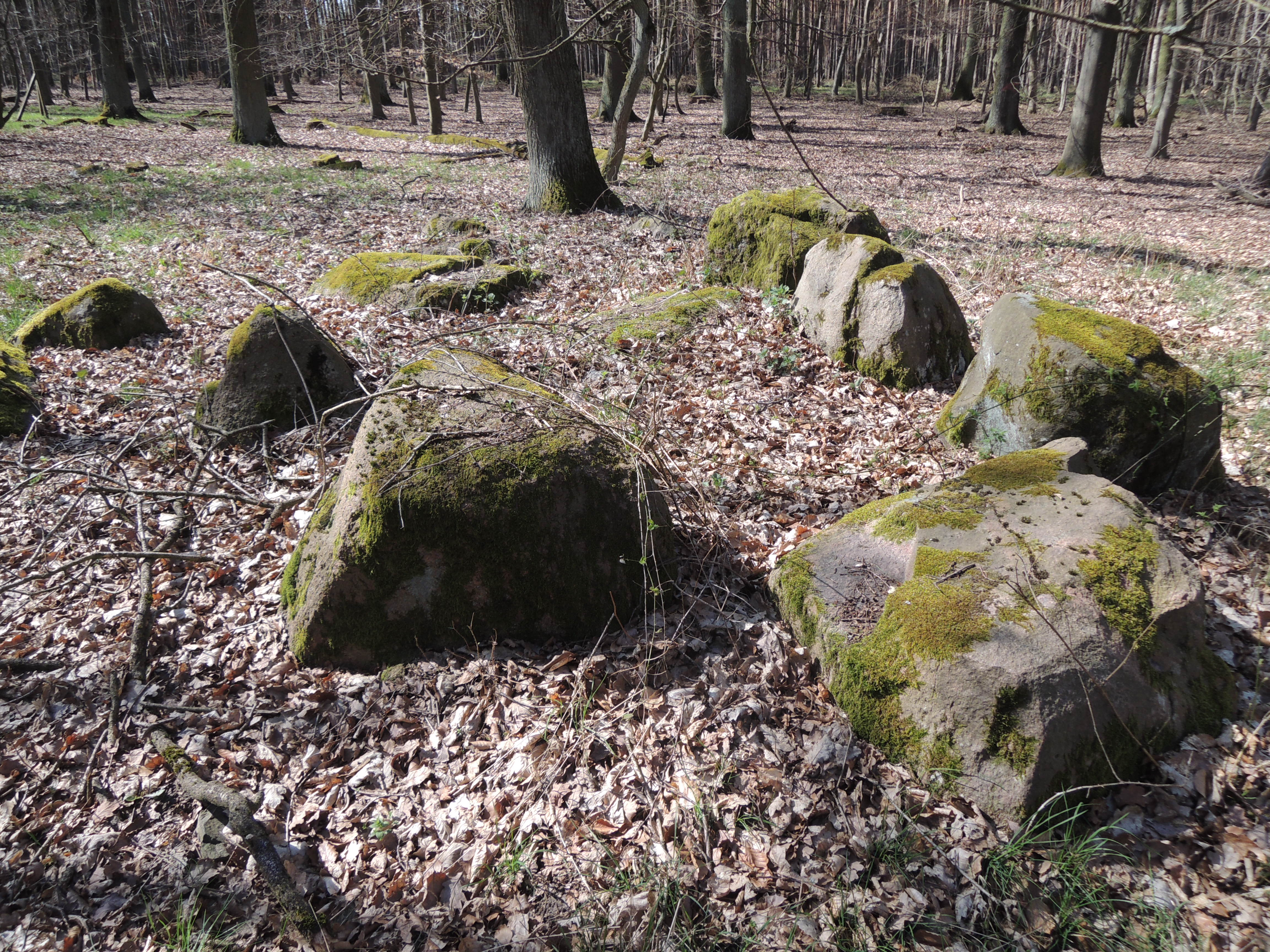
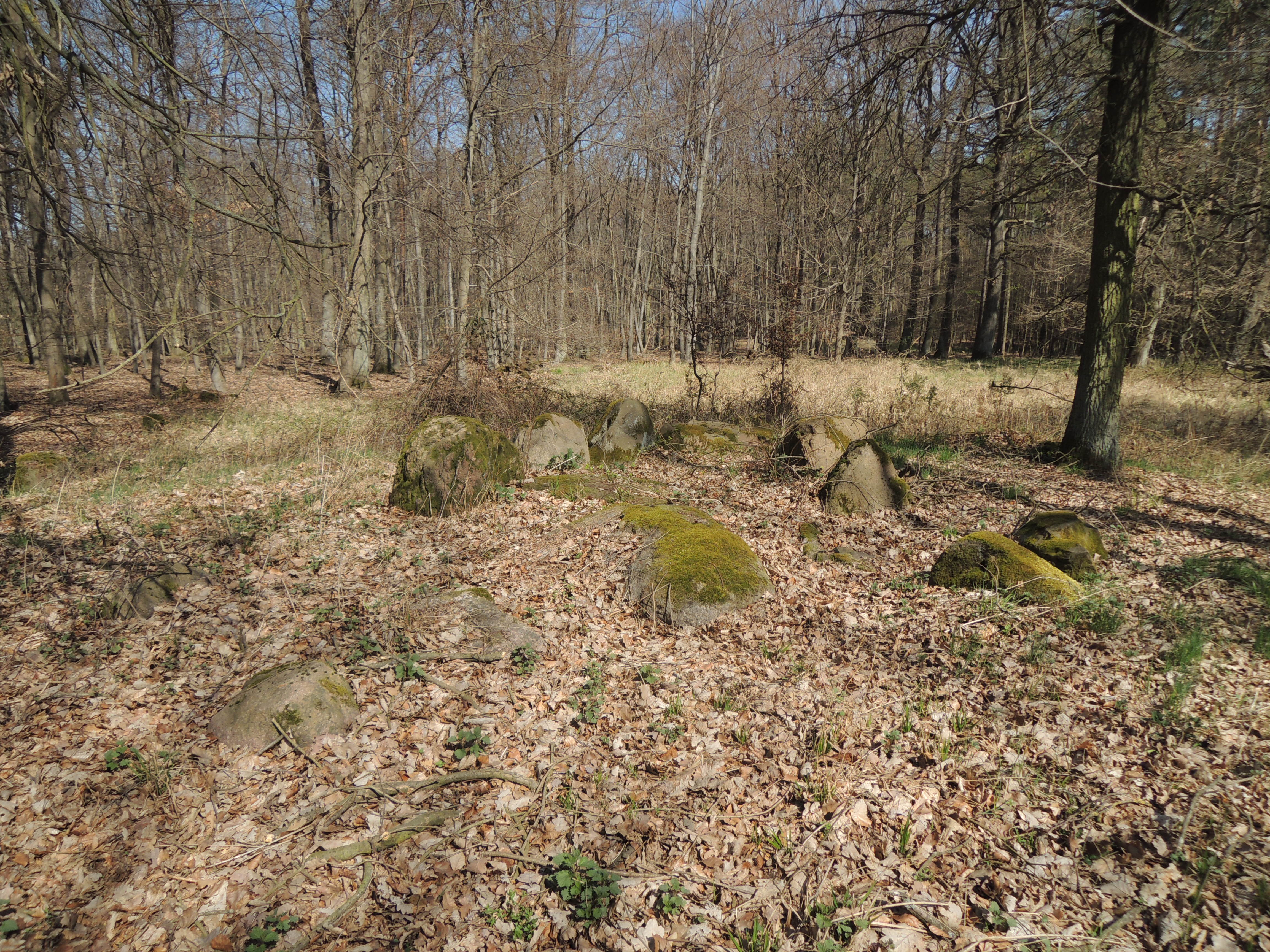
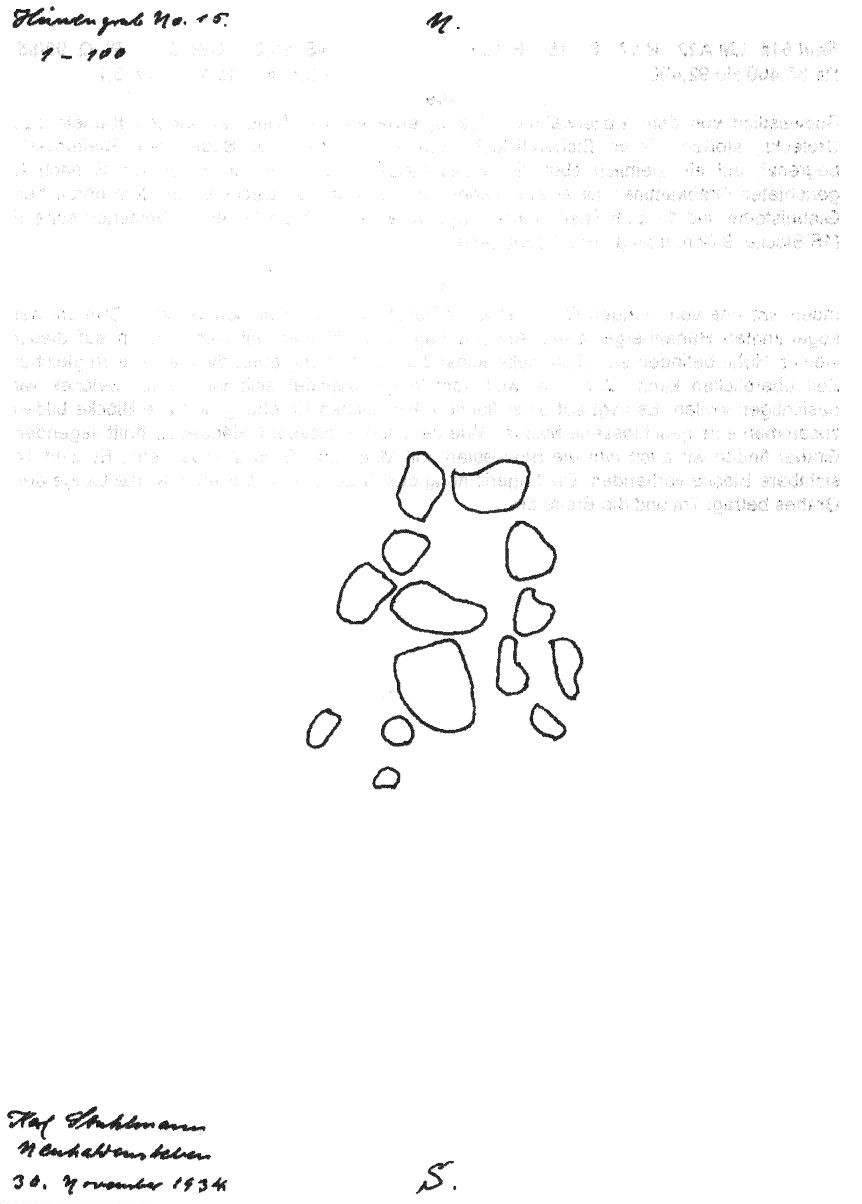
Grundriss nach Stuhlmann

#### Grab ALV 23
Dieses Grab liegt leicht erhöht und besitzt ein ostsüdost-westnordwestlich orientiertes Hünenbett. Die genauen Maße des Bettes sind nicht bestimmbar. Die Hügelschüttung hat noch eine Höhe von 0,2 m. Von der Umfassung sind noch vier Steine erhalten. Bei der Grabkammer handelt es sich um ein ostsüdost-westnordwestlich orientiertes Ganggrab. Ihre Breite beträgt innen 1,5 m. Die Länge ist nicht genau bestimmbar. Es sind noch sechs Wand- und Abschlusssteine erhalten. Die Decksteine fehlen. Die genaue Position des Zugangs ist unbekannt.

Grab ALV 23
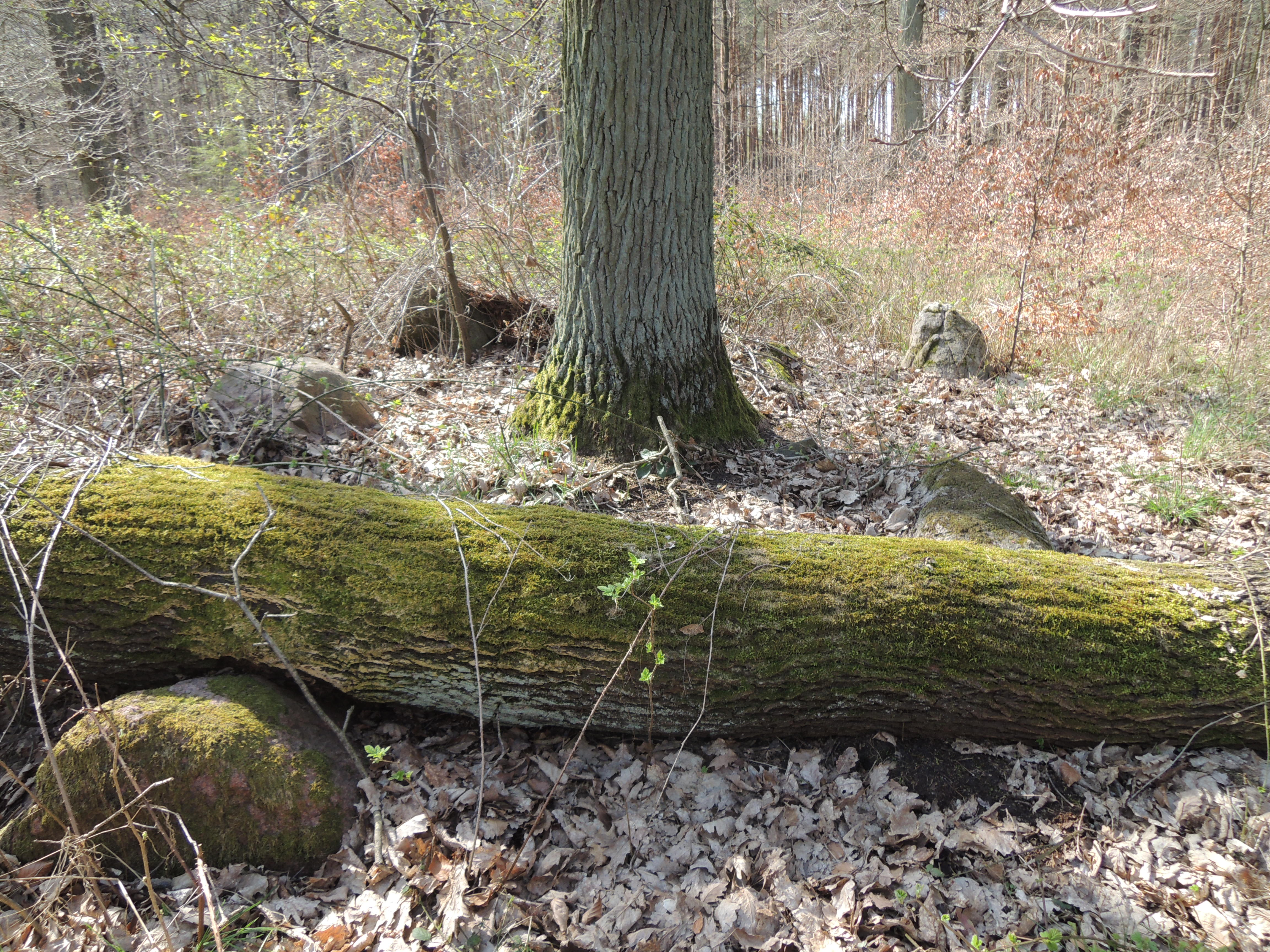
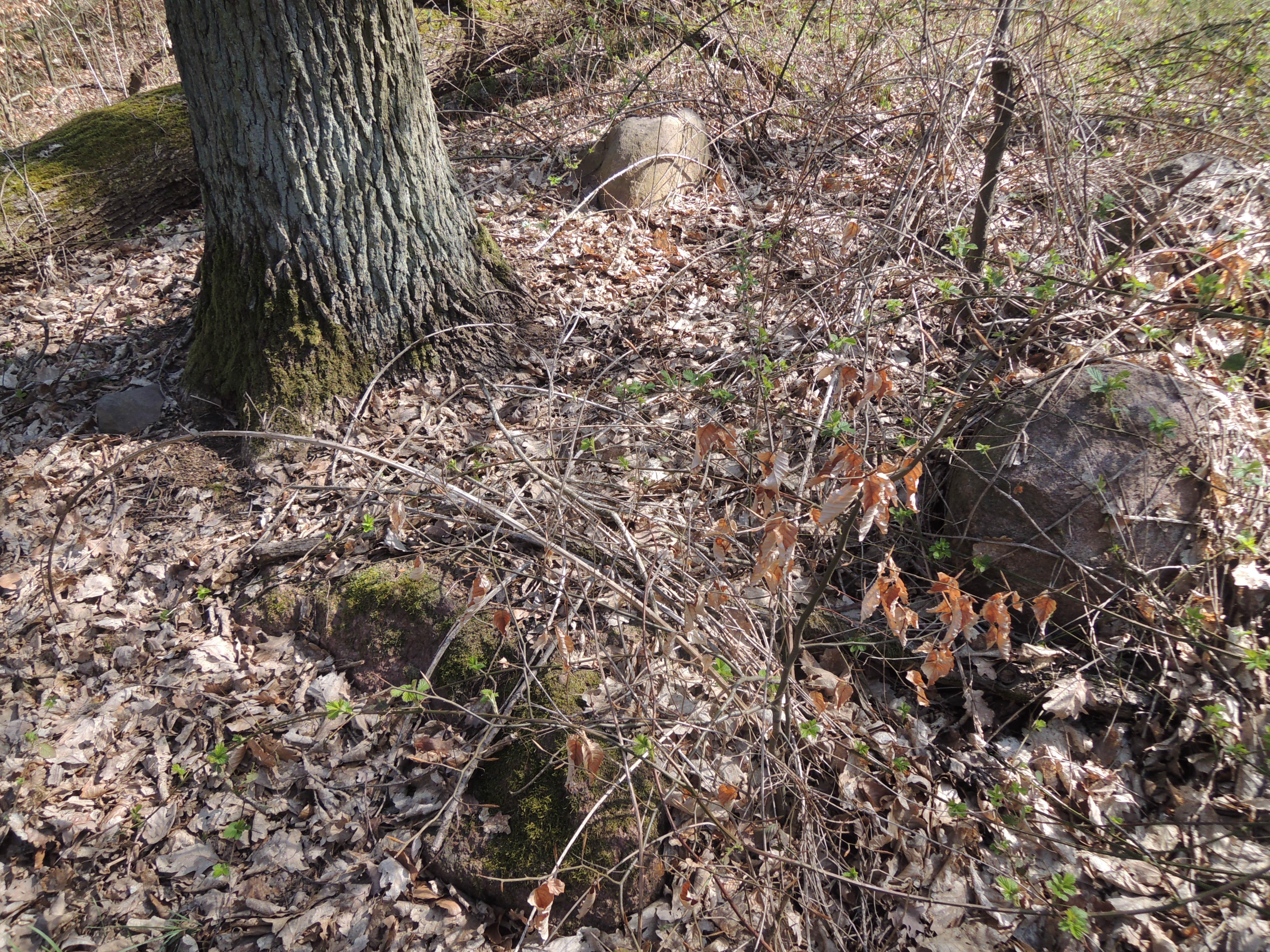
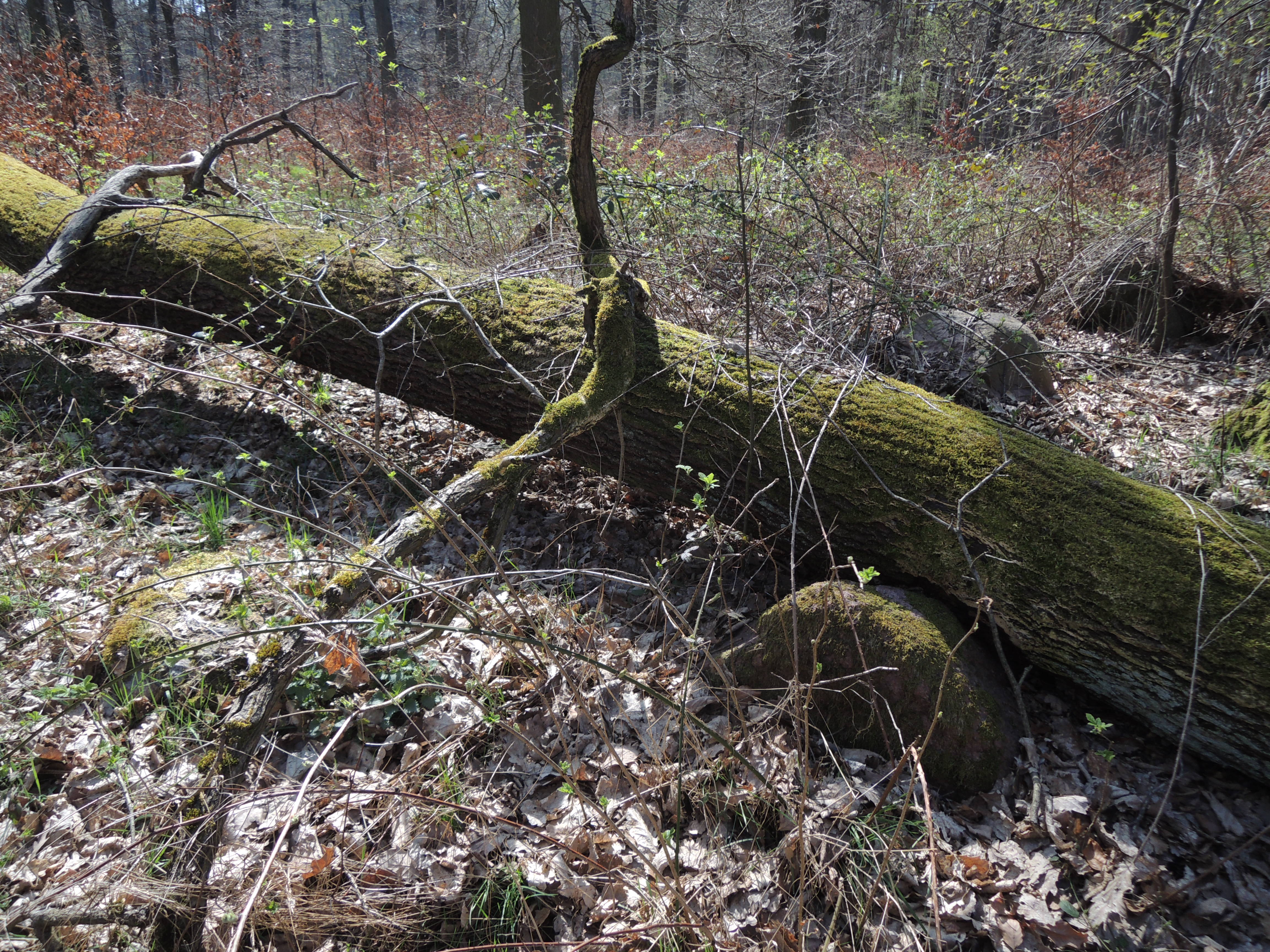
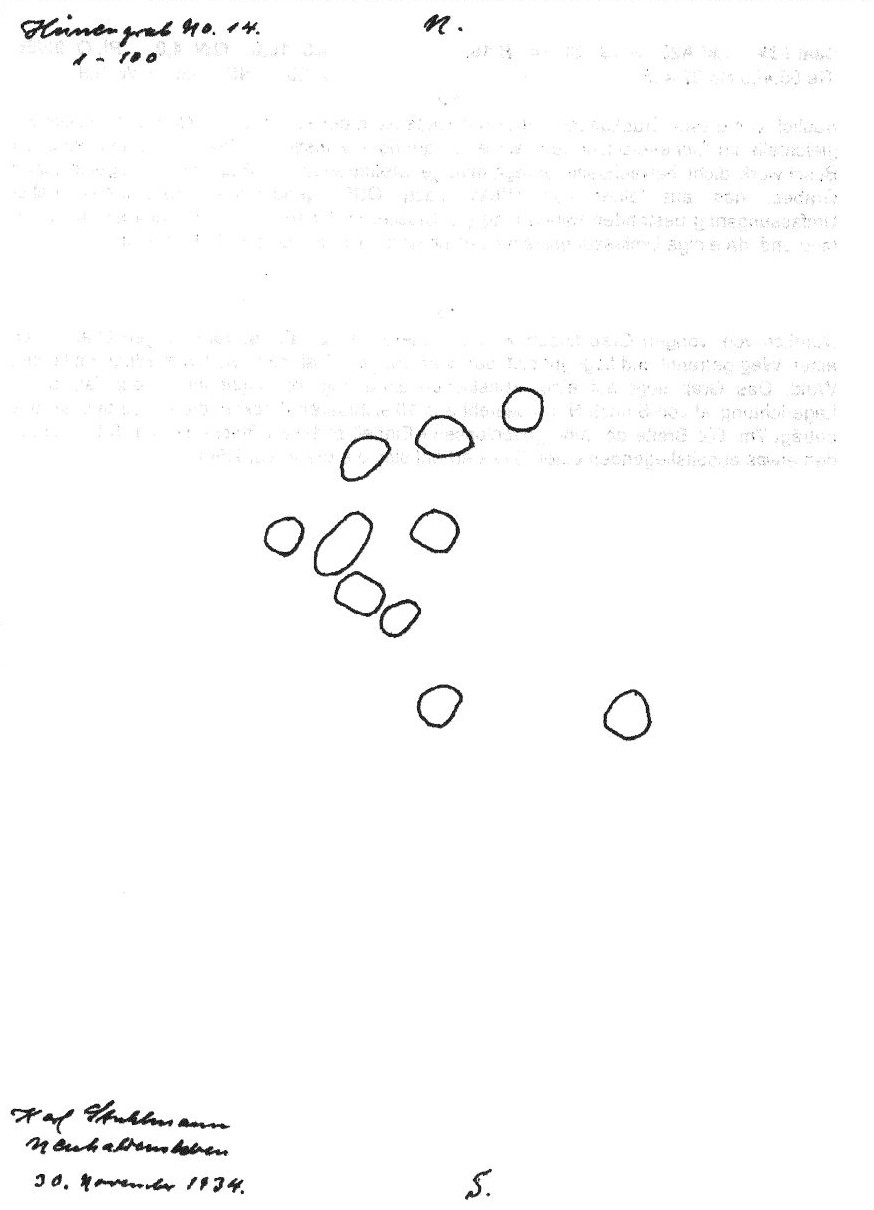
Grundriss nach Stuhlmann

#### Grab ALV 25
Dieses Grab liegt leicht erhöht und ist nordost-südwestlich orientiert. Die Hügelschüttung hat einen Durchmesser von 5 m und ist noch 0,4 m hoch. Eine steinerne Umfassung konnte nicht festgestellt werden. Bei der Grabkammer handelt es sich um einen erweiterten Dolmen mit wahrscheinlich rechteckigem Grundriss. Die Länge beträgt innen 2,8 m und die Breite innen 2 m. Es sind sechs Wand- und Abschlusssteine erhalten, ein siebter Stein lässt sich nicht sicher zuordnen. Die Decksteine fehlen. Der Zugang zur Kammer befand sich wahrscheinlich an der Südostecke, was sich aber nur aus dem Fehlen eines Wandsteins an dieser Stelle schließen lässt.

Grab ALV 25
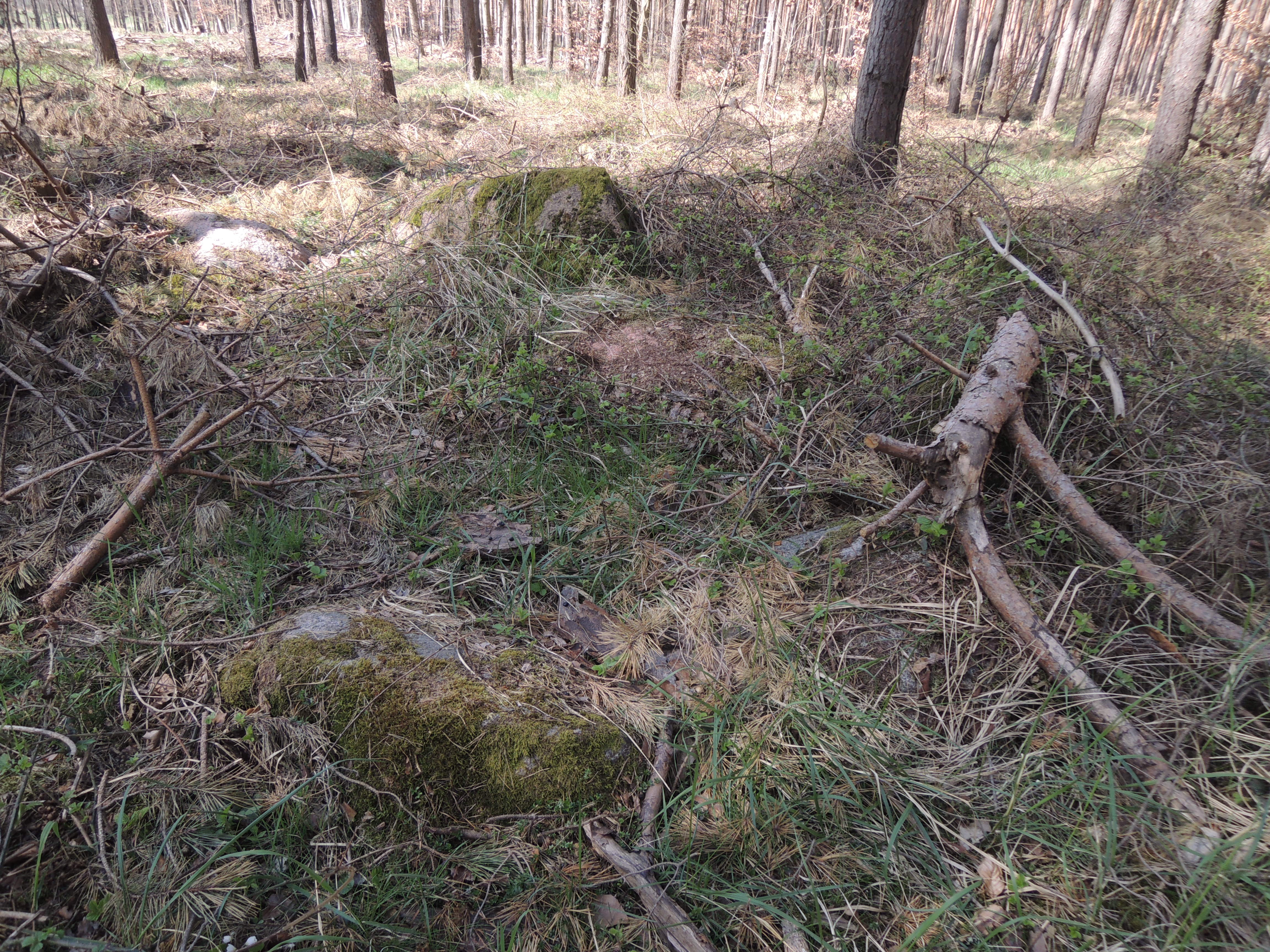
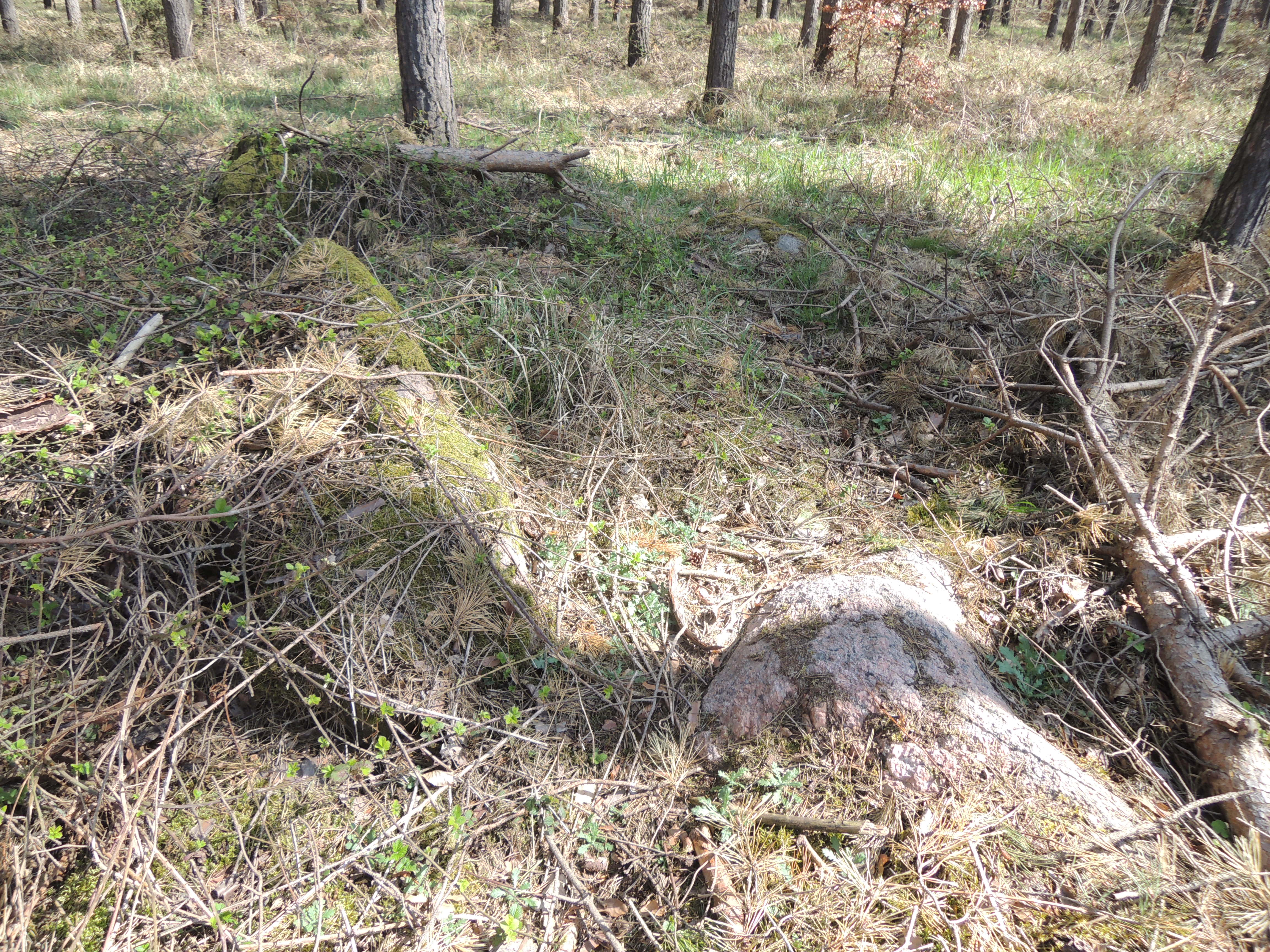
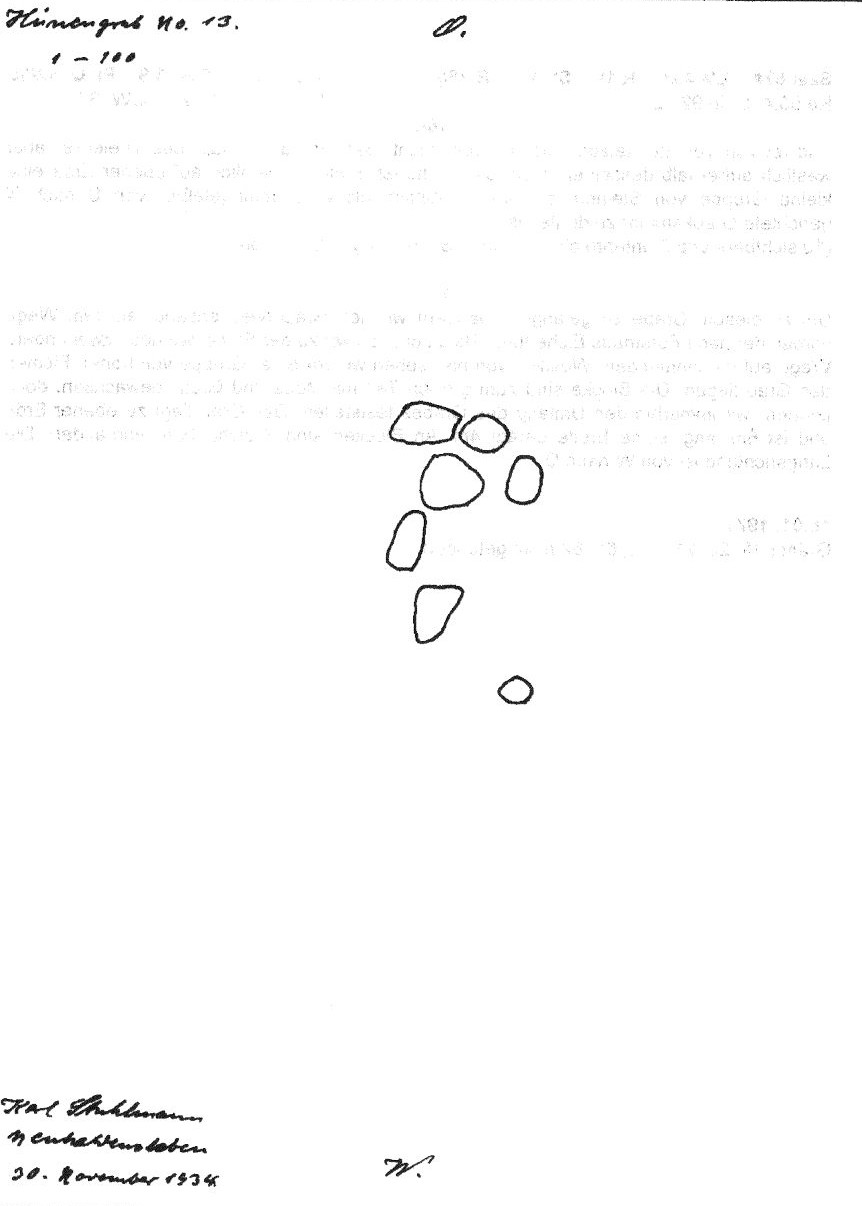
Grundriss nach Stuhlmann

#### Grab ALV 26
Diese schlecht erhaltene Anlage liegt an einem leichten Hang. Die Hügelschüttung ist 8 m lang und hat noch eine Höhe von 0,2 m; Zur Orientierung liegen keine Angaben vor. Umfassungssteine sind nicht vorhanden. Die Grabkammer ist weitgehend zerstört. Es sind noch drei Wandsteine und zwei wahrscheinliche Decksteine vorhanden. Einer der Wandsteine steht noch in situ. Hier wurden auch Verkeilsteine und Reste des Kammerpflasters festgestellt. Die genauen Maße der Kammer und der Grabtyp sind nicht bestimmbar.

Grab ALV 26
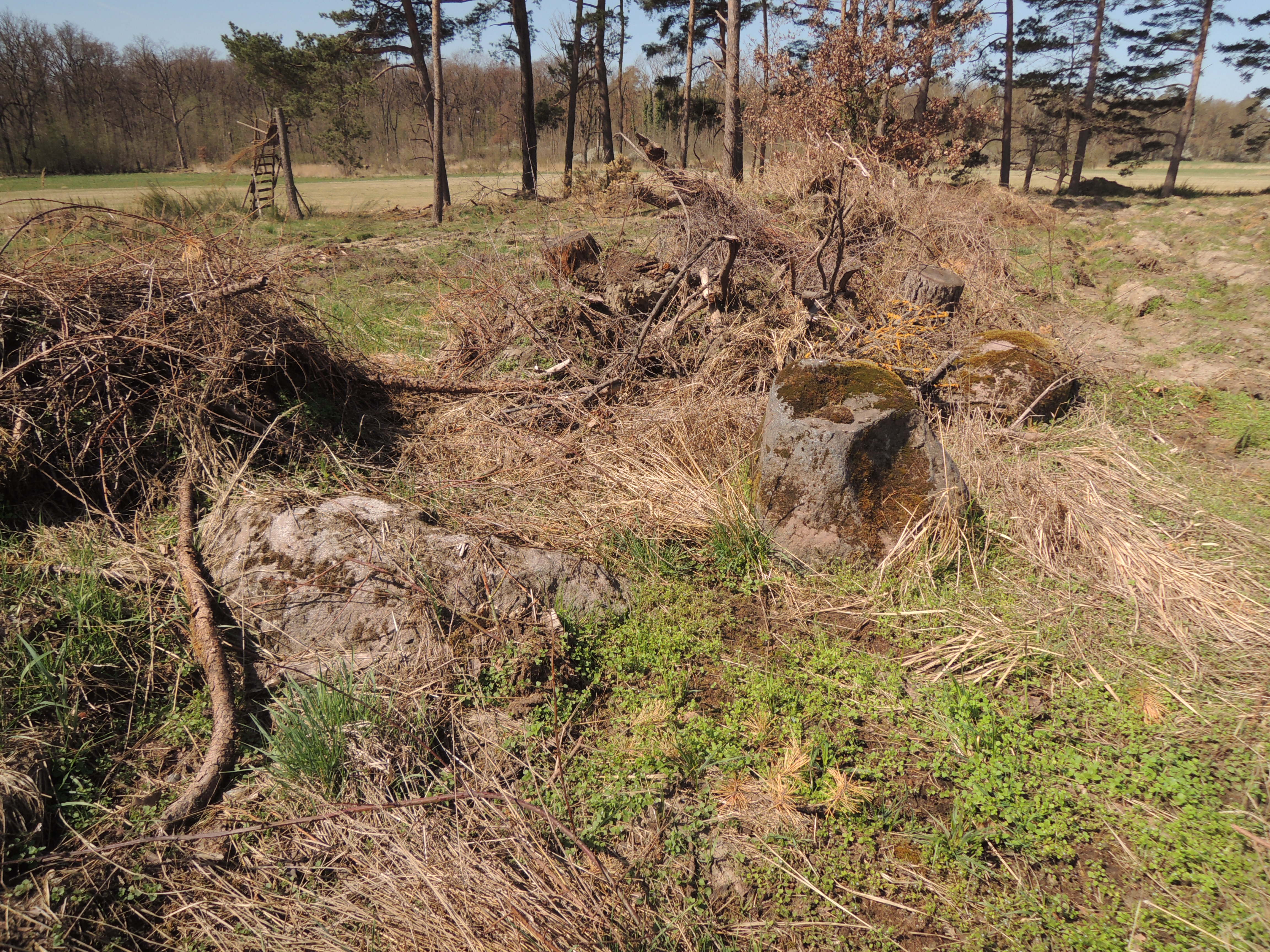
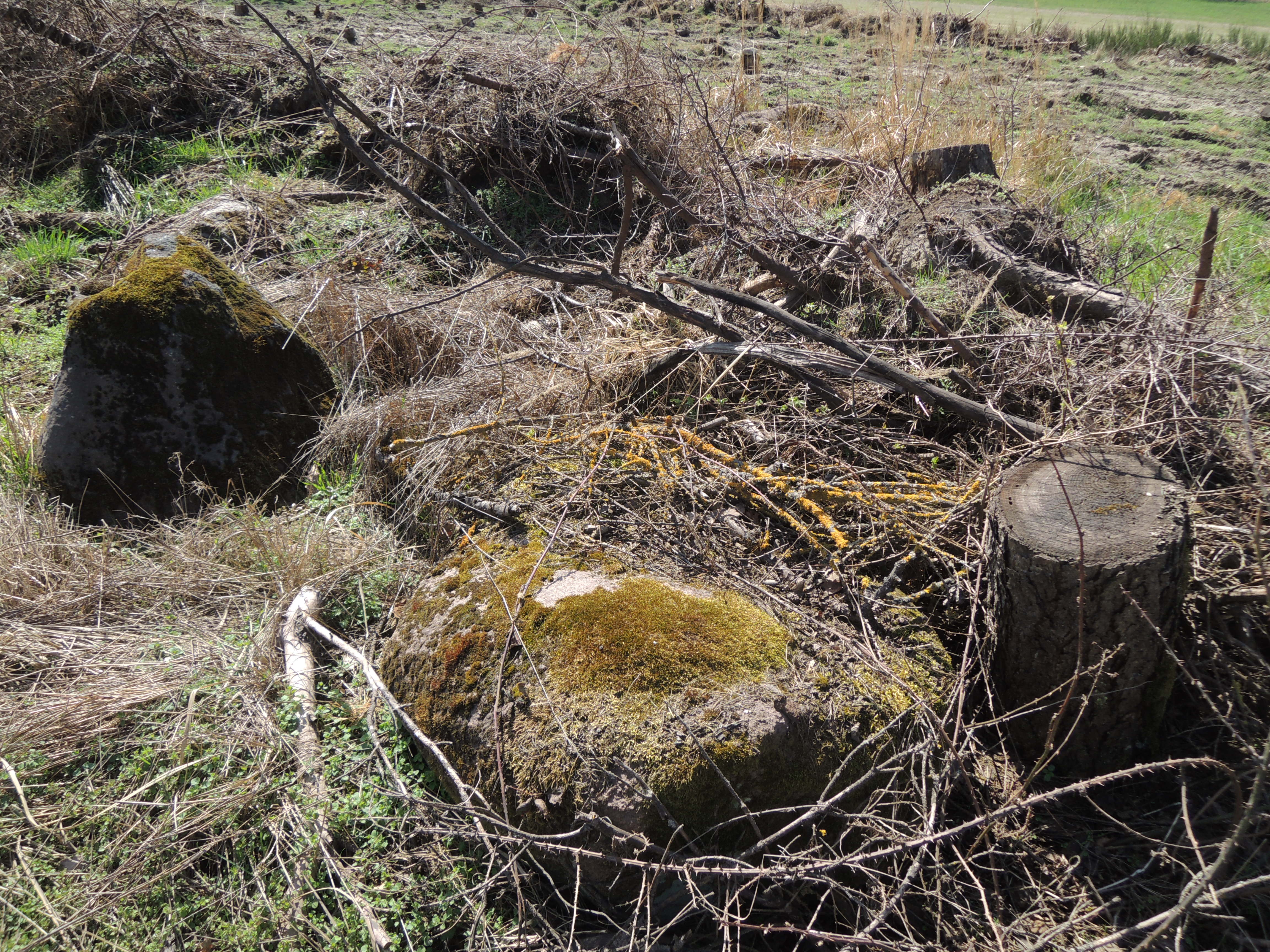
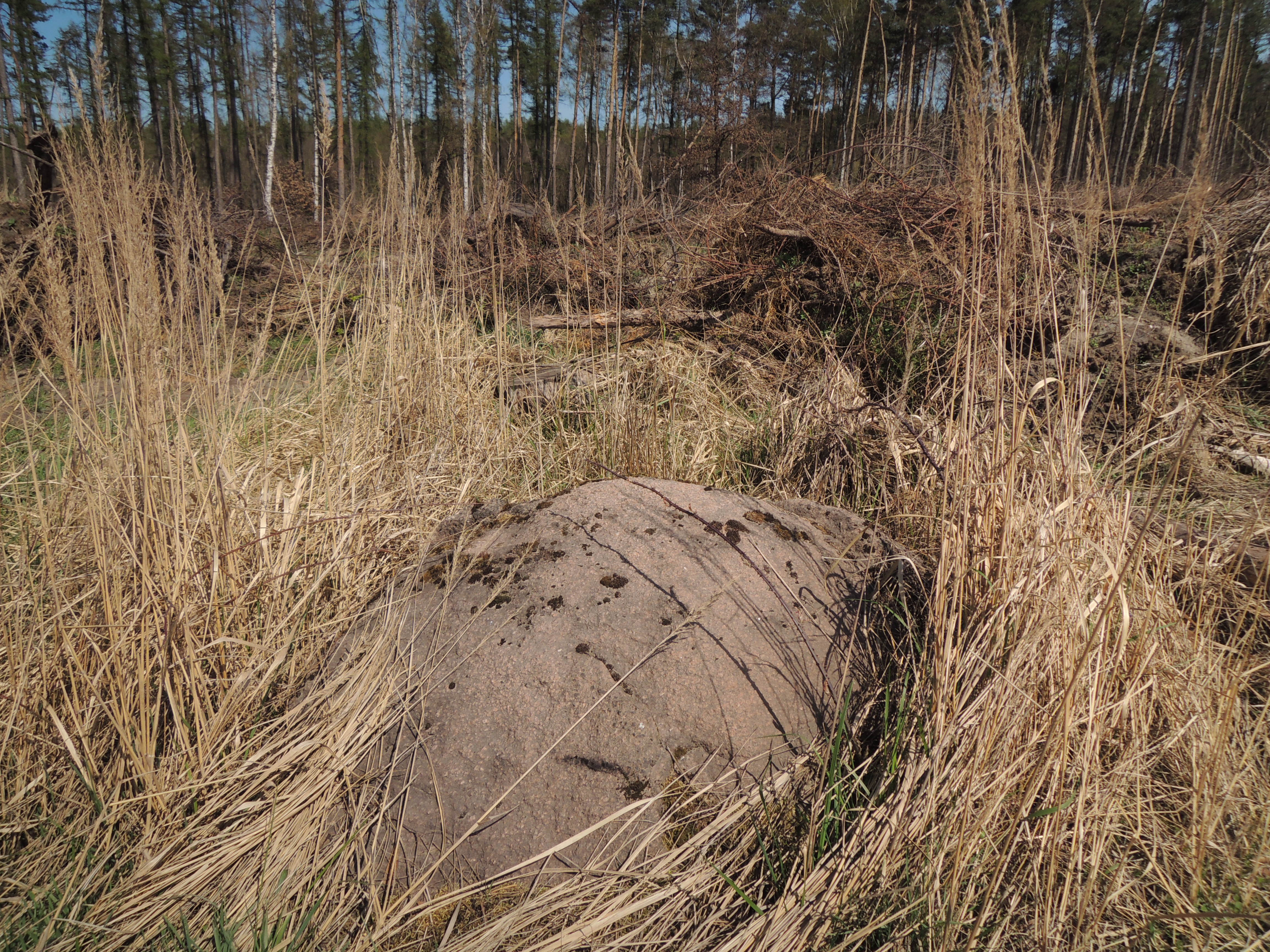
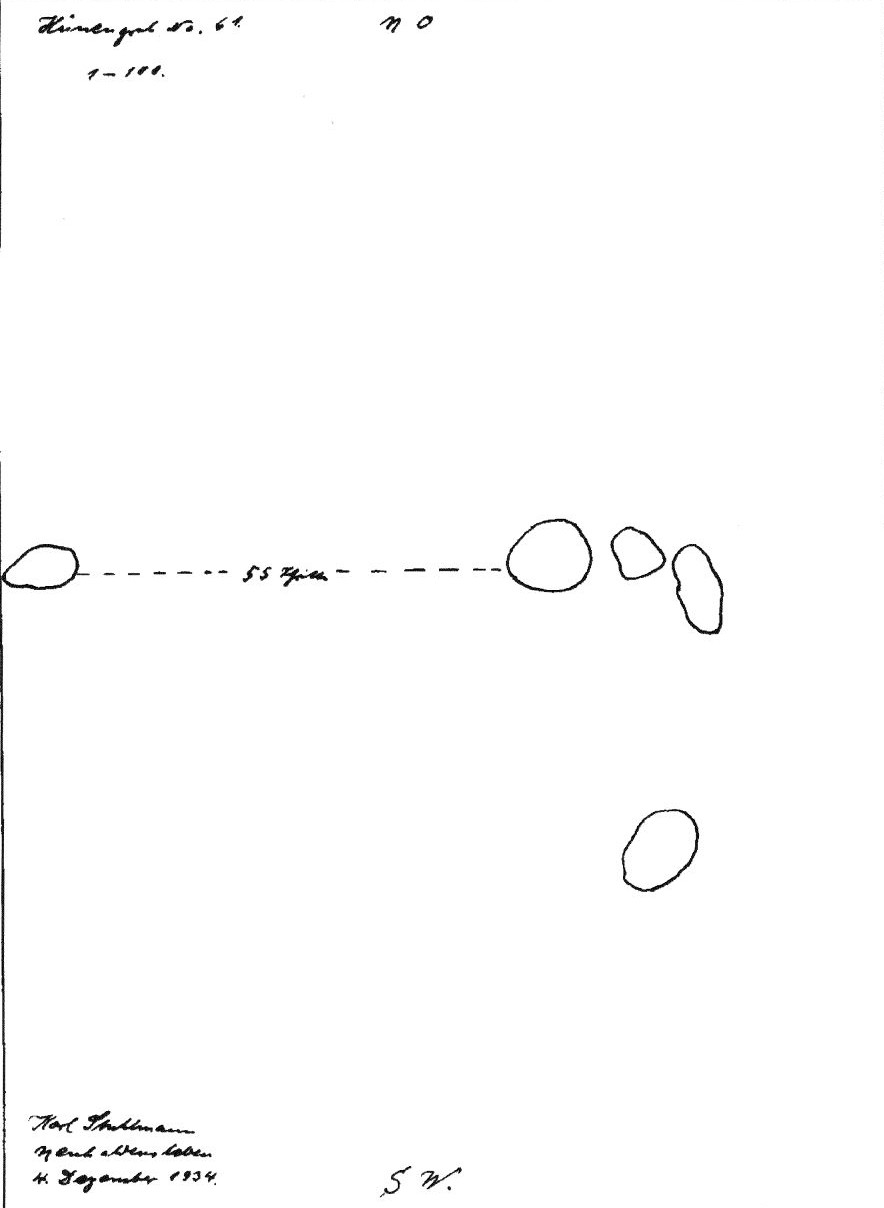
Grundriss nach Stuhlmann

#### Grab ALV 27
Dieses Grab liegt an einem leichten Hang und ist südost-nordwestlich orientiert. Die Hügelschüttung hat eine Länge von 7 m, eine Breite von 5 m und eine erhaltene Höhe von 0,2 m. Eine steinerne Umfassung konnte nicht festgestellt werden. Die Grabkammer hat innen eine Breite von 1,5 m, die Länge ist unbekannt. Sie besteht noch aus einem Abschlussstein an der nordwestlichen Schmalseite, einem Wandstein der südwestlichen und zwei Wandsteinen an der nordöstlichen Langseite sowie aus zwei Decksteinen. Der genaue Grabtyp lässt sich nicht sicher bestimmen.

Grab ALV 27
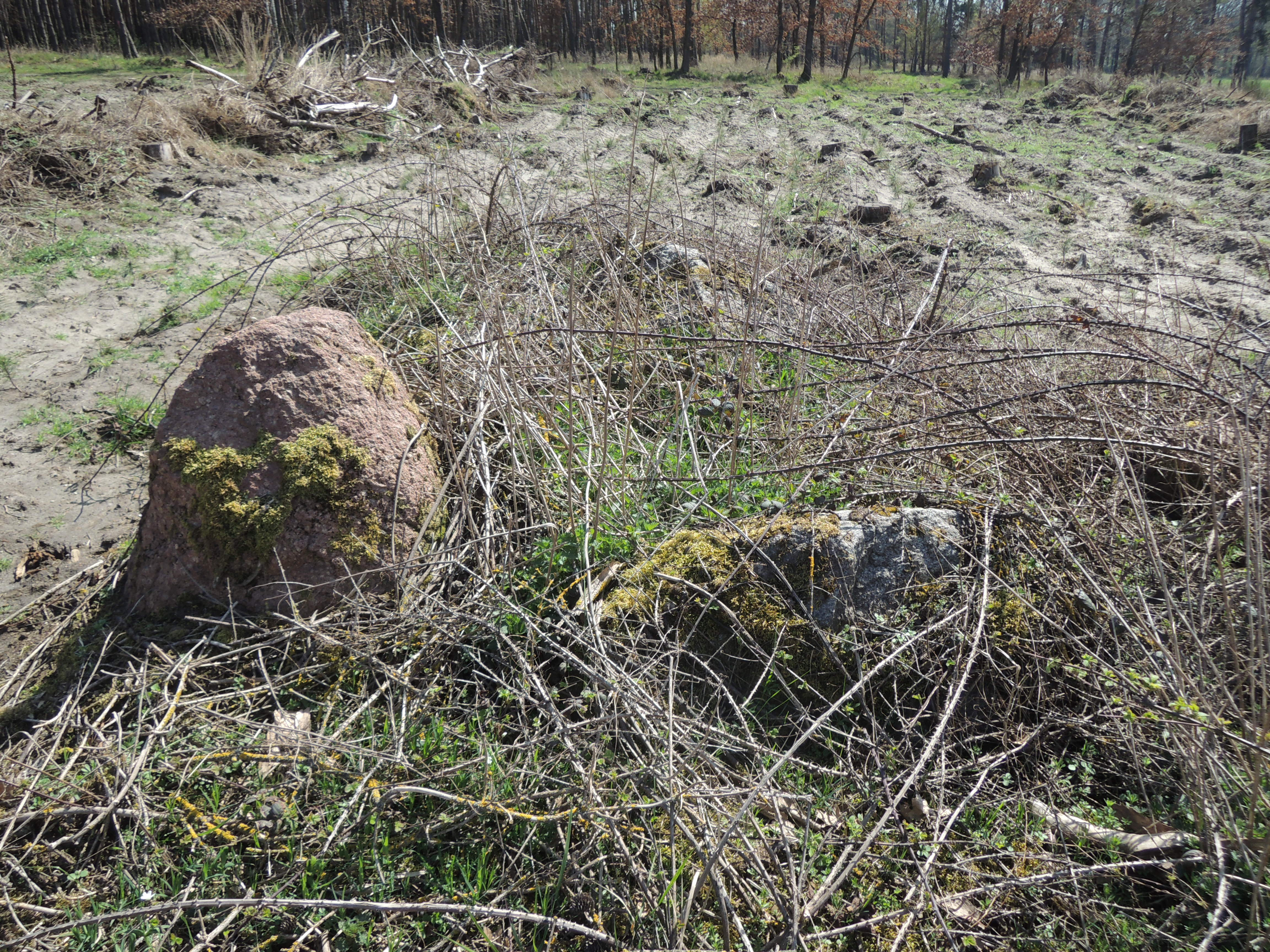
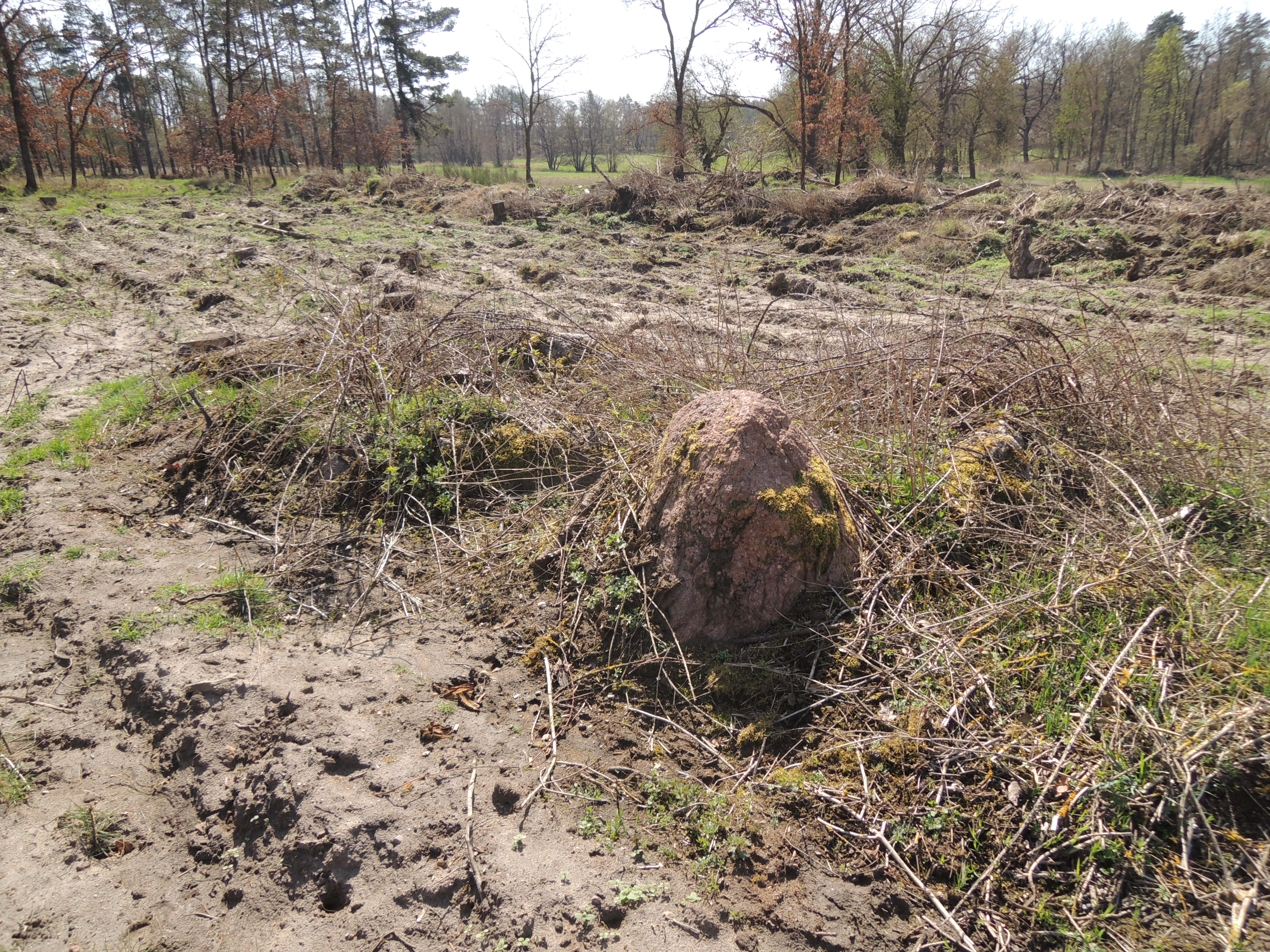
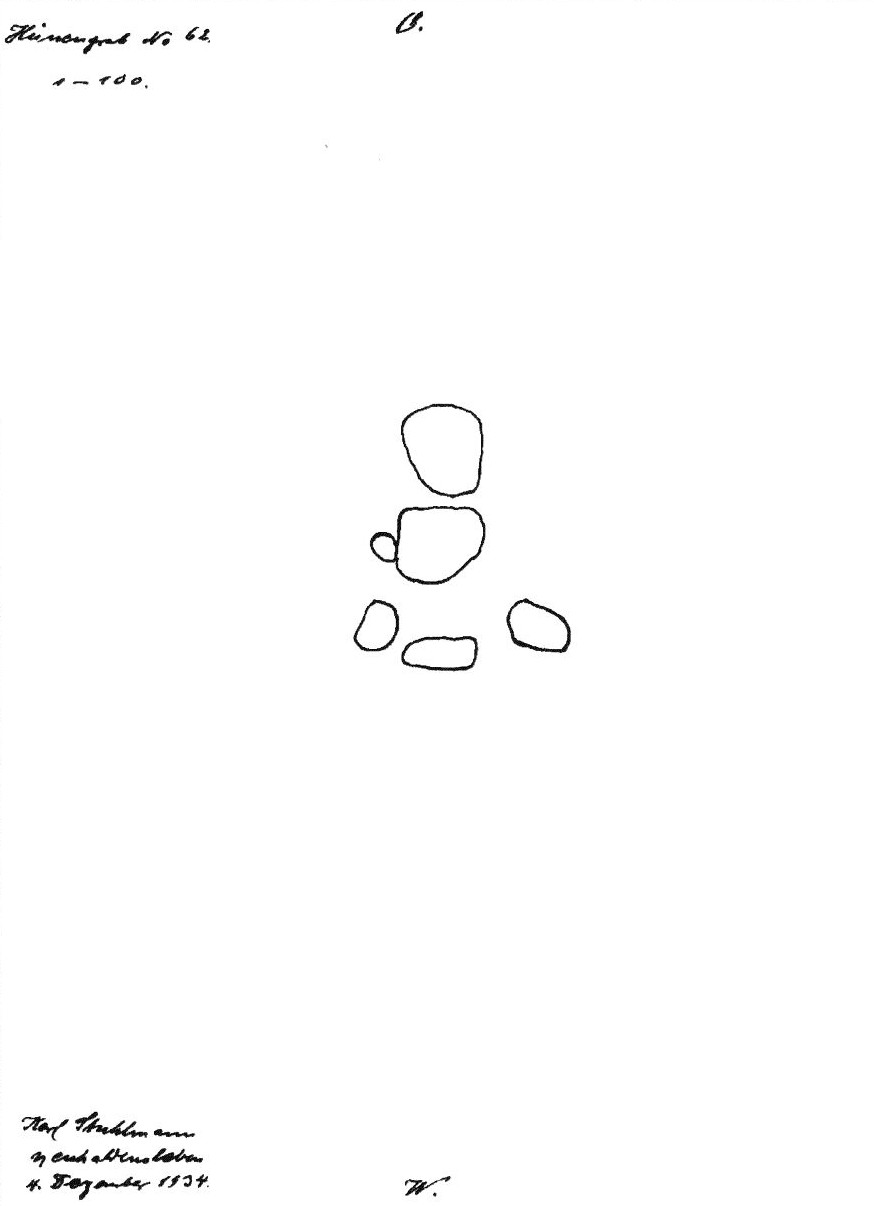
Grundriss nach Stuhlmann

#### Grab ALV 28
Diese Anlage liegt an einem sanften Hang. Ihre Orientierung lässt sich nicht sicher bestimmen. Die Hügelschüttung hat einen Durchmesser von 5 m und ist noch 0,3 m hoch. Eine steinerne Umfassung konnte nicht festgestellt werden. Bei der Grabkammer handelt es sich um einen erweiterten Dolmen mit einem rechteckigen Grundriss. Die Länge beträgt etwa 2,3 m und die Breite 1,1 m. Es sind insgesamt sechs Steine erhalten: vier Wand- und/oder Abschlusssteine, ein möglicher Deckstein und ein Stein, der sich nicht sicher zuordnen lässt.

Grab ALV 28
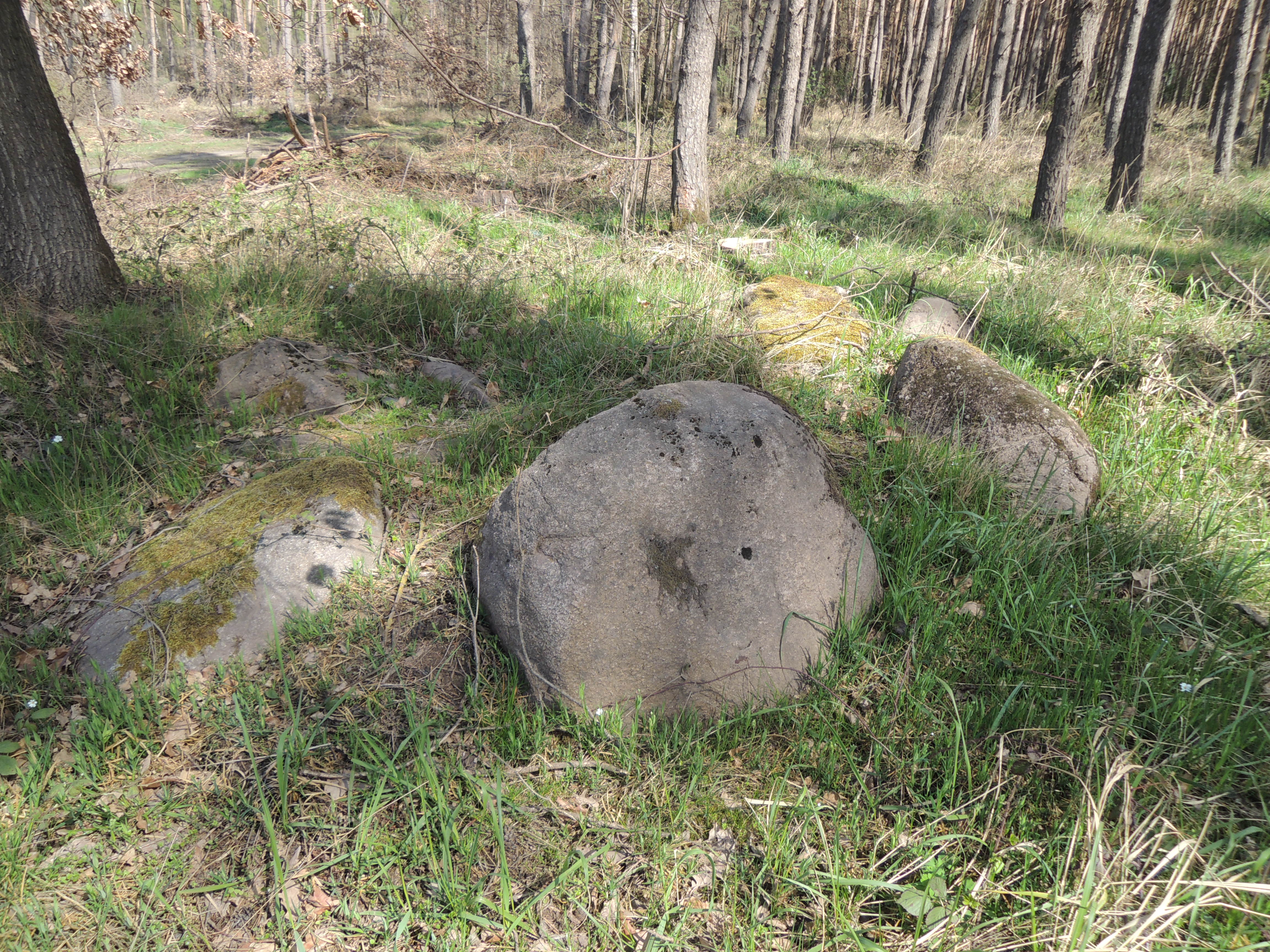
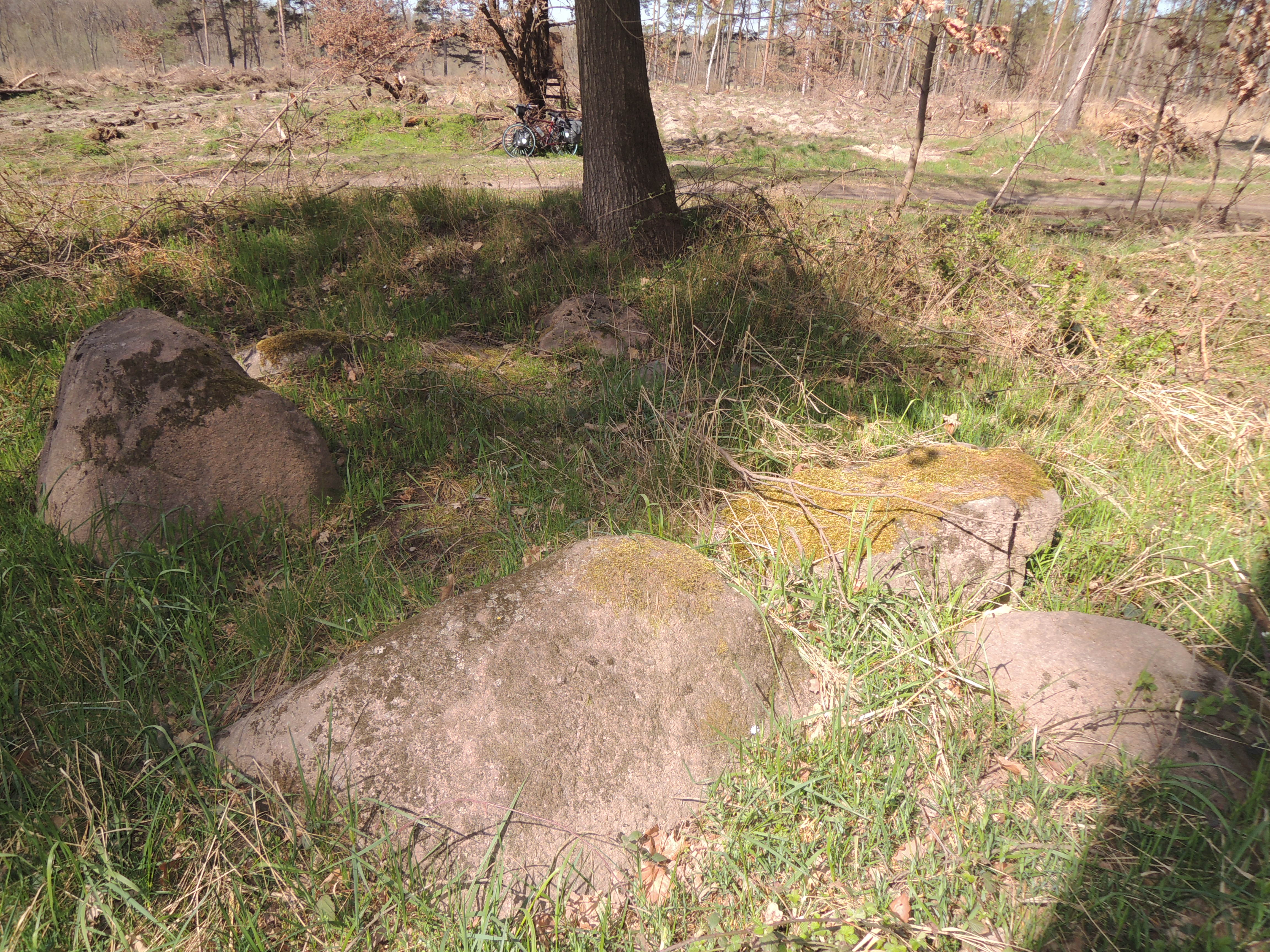
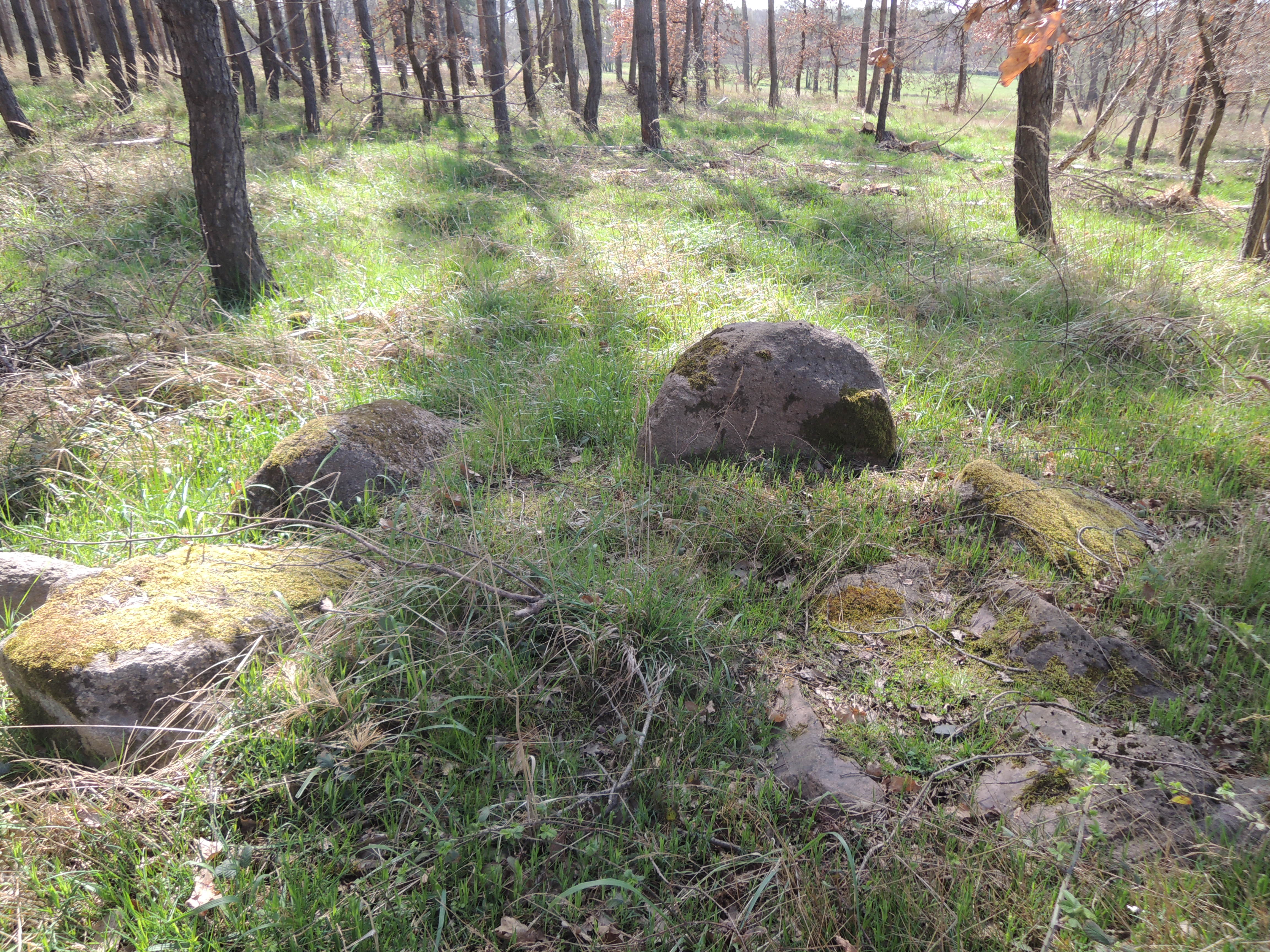
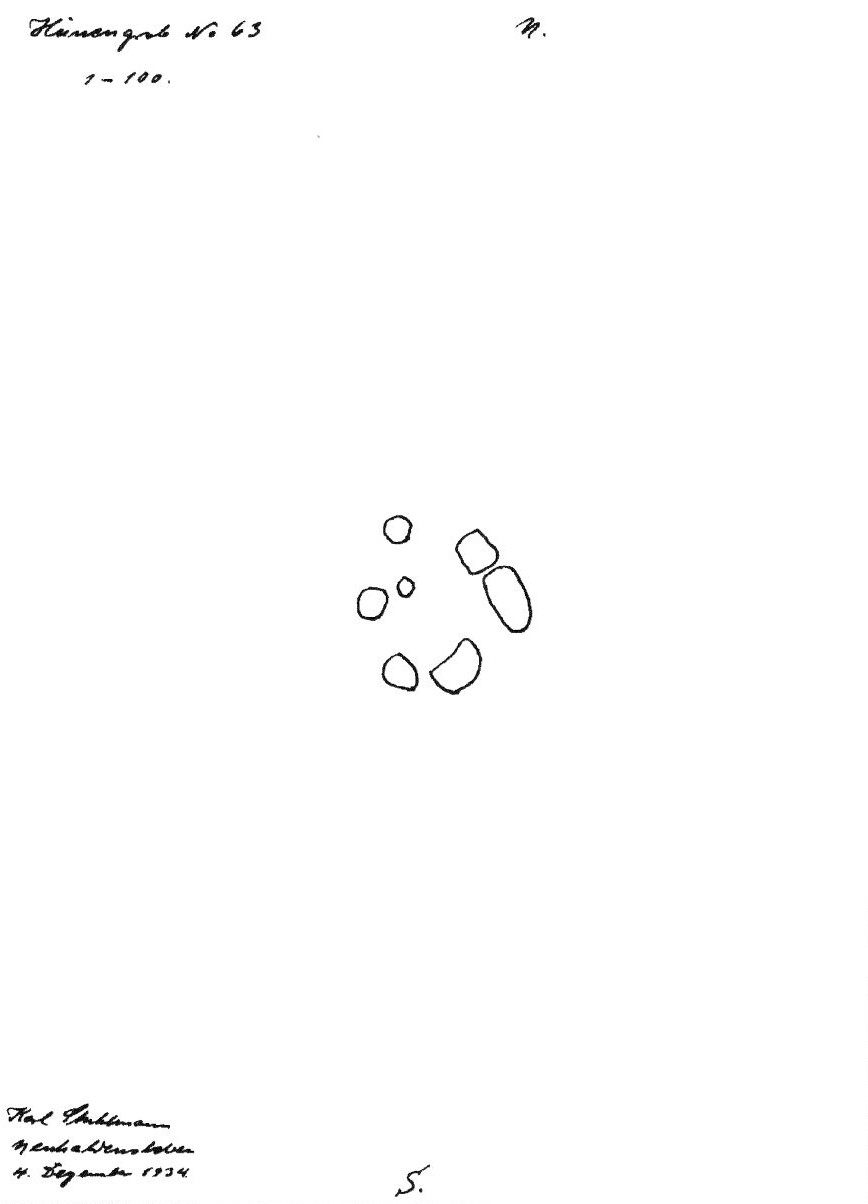
Grundriss nach Stuhlmann

#### Grab ALV 29
Dieses Grab liegt auf ebenem Grund. Seine Orientierung lässt sich nicht sicher bestimmen. Die Hügelschüttung hat einen Durchmesser von 10 m und ist noch 0,4 m hoch. Eine steinerne Umfassung konnte nicht festgestellt werden. Bei der Grabkammer handelt es sich um einen Dolmen (eventuell einen Polygonaldolmen). Die Breite beträgt innen 1,3 m. Es sind sieben Wandsteine erhalten, von denen zwei noch in situ stehen. Der Deckstein fehlt.

Grab ALV 29
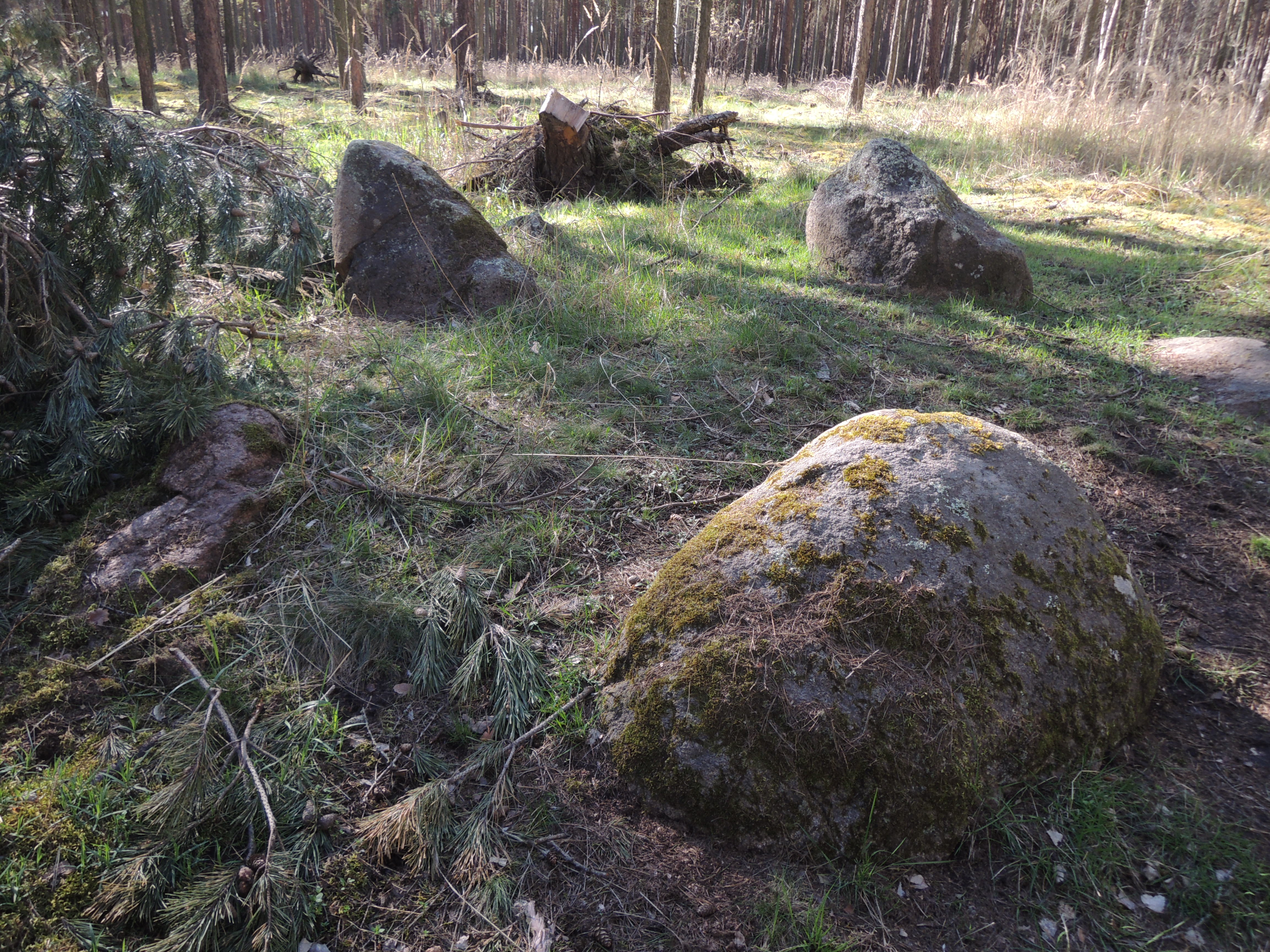
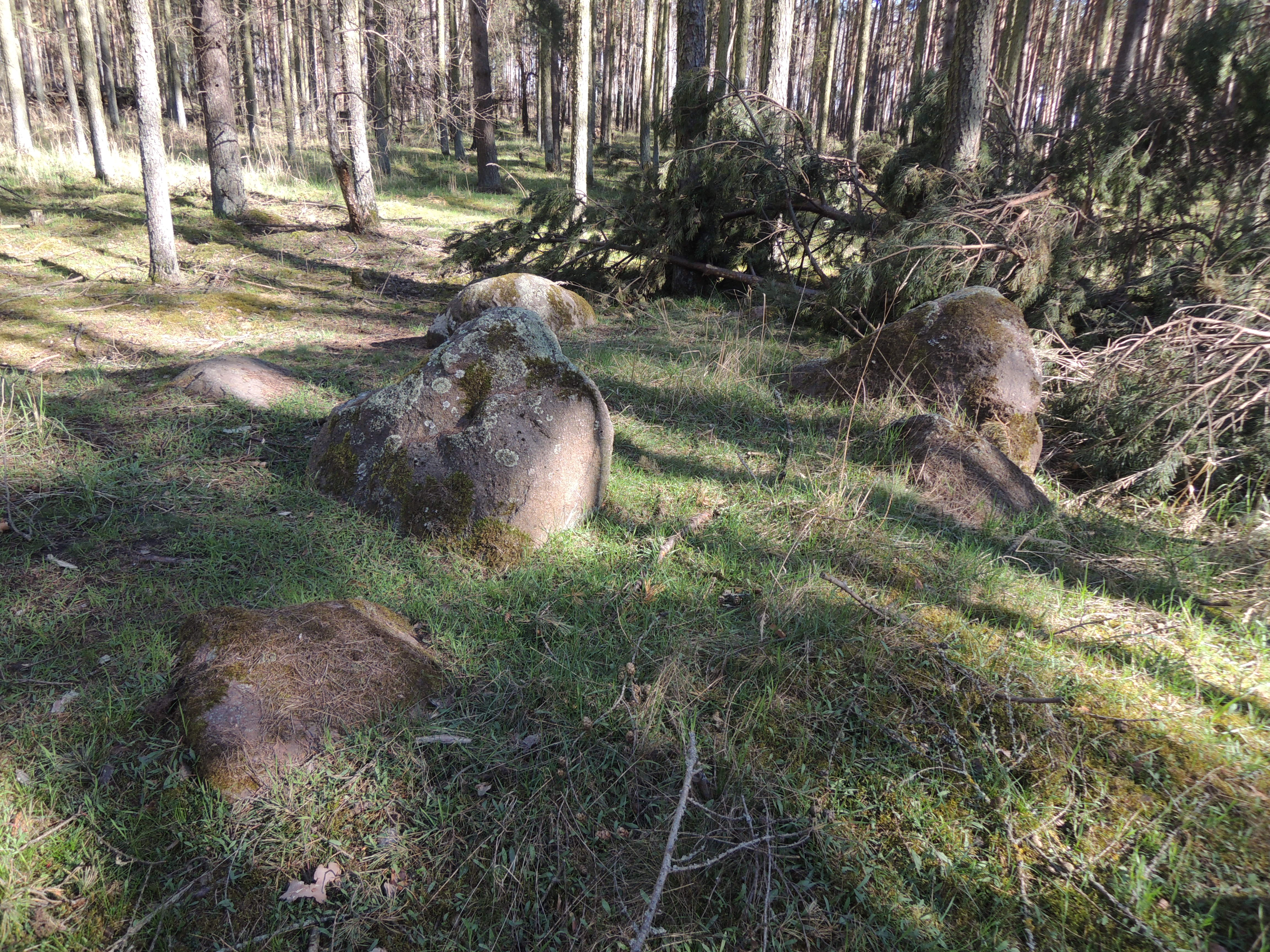
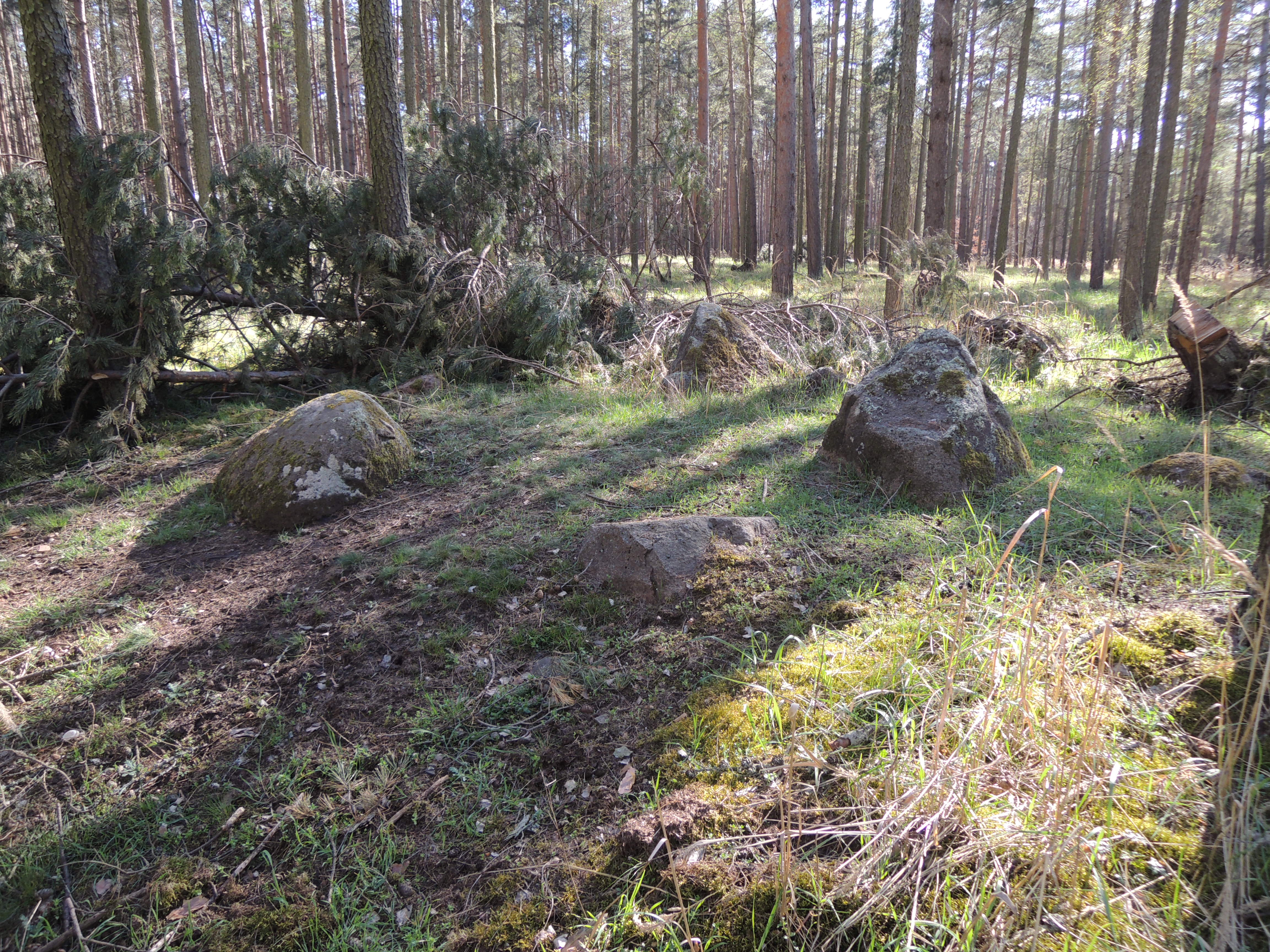
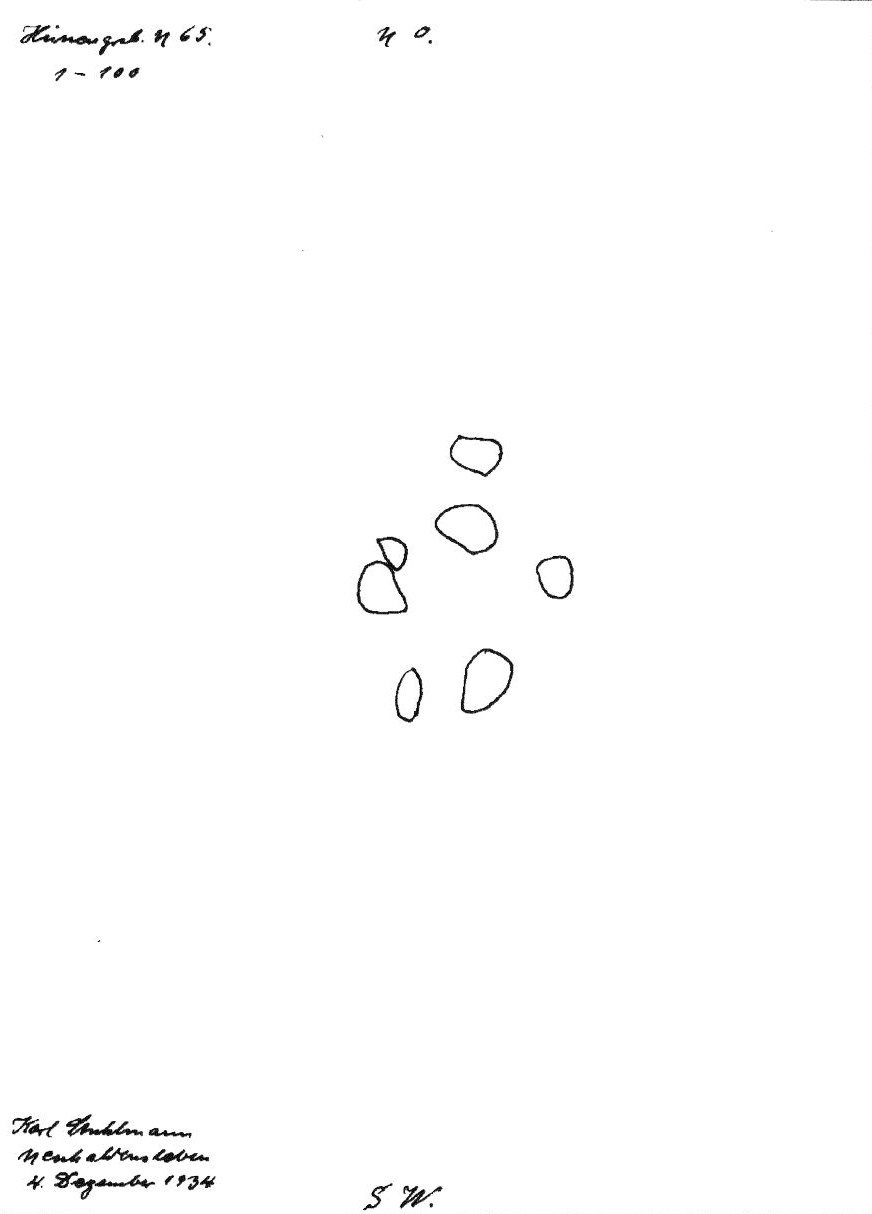
Grundriss nach Stuhlmann

#### Grab ALV 30
Diese Anlage liegt leicht erhöht. Ihre Orientierung lässt sich nicht sicher bestimmen. Die Hügelschüttung hat eine Länge von 7 m und ist noch 0,4 m hoch. Eine steinerne Umfassung konnte nicht festgestellt werden. Bei der Grabkammer handelt es sich um einen Dolmen. Der genaue Typ und die Maße der Kammer lassen sich nicht bestimmen. Es sind noch drei Wand- und/oder Abschlusssteine sowie ein Deckstein erhalten.

Grab ALV 30
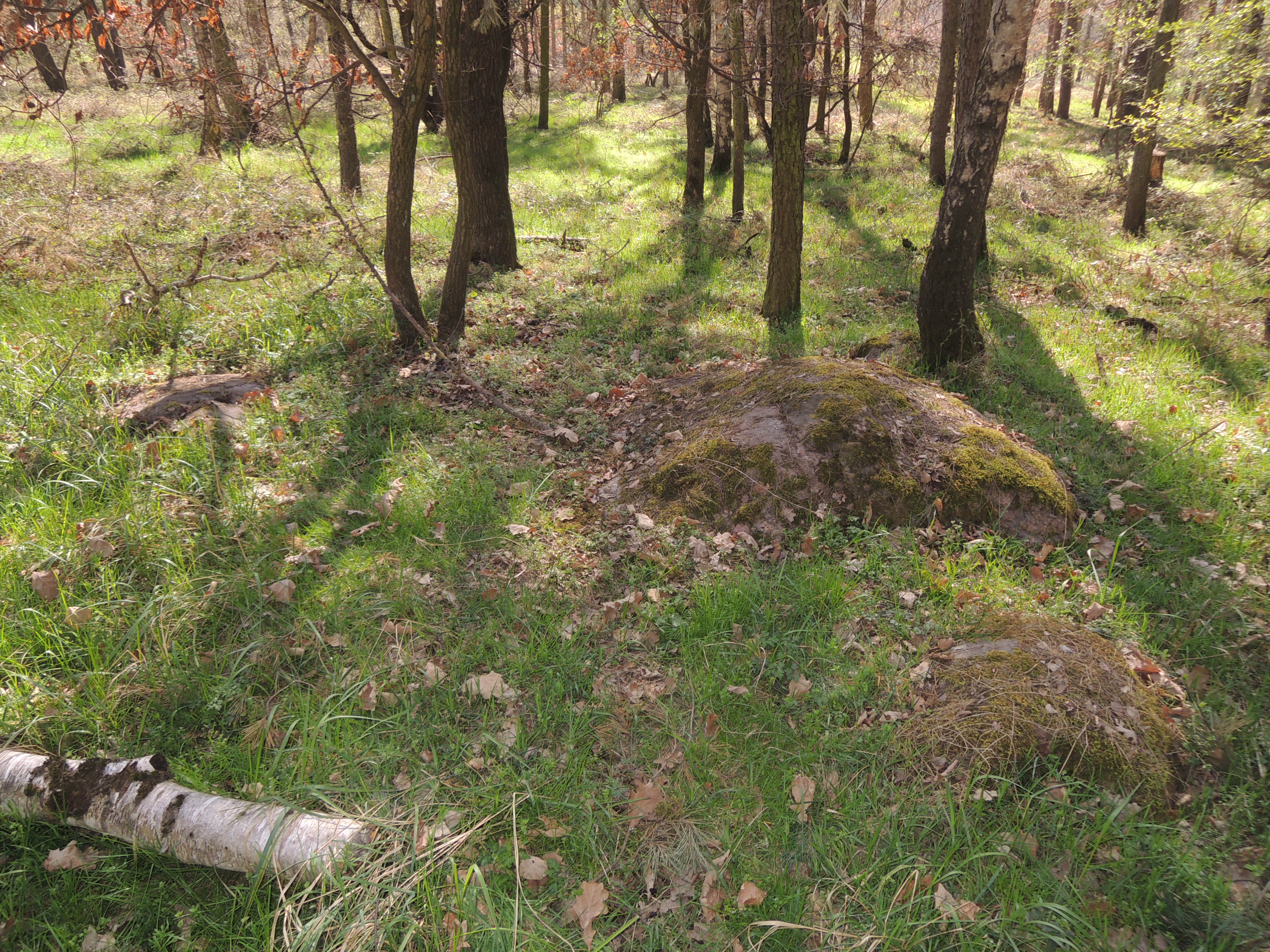
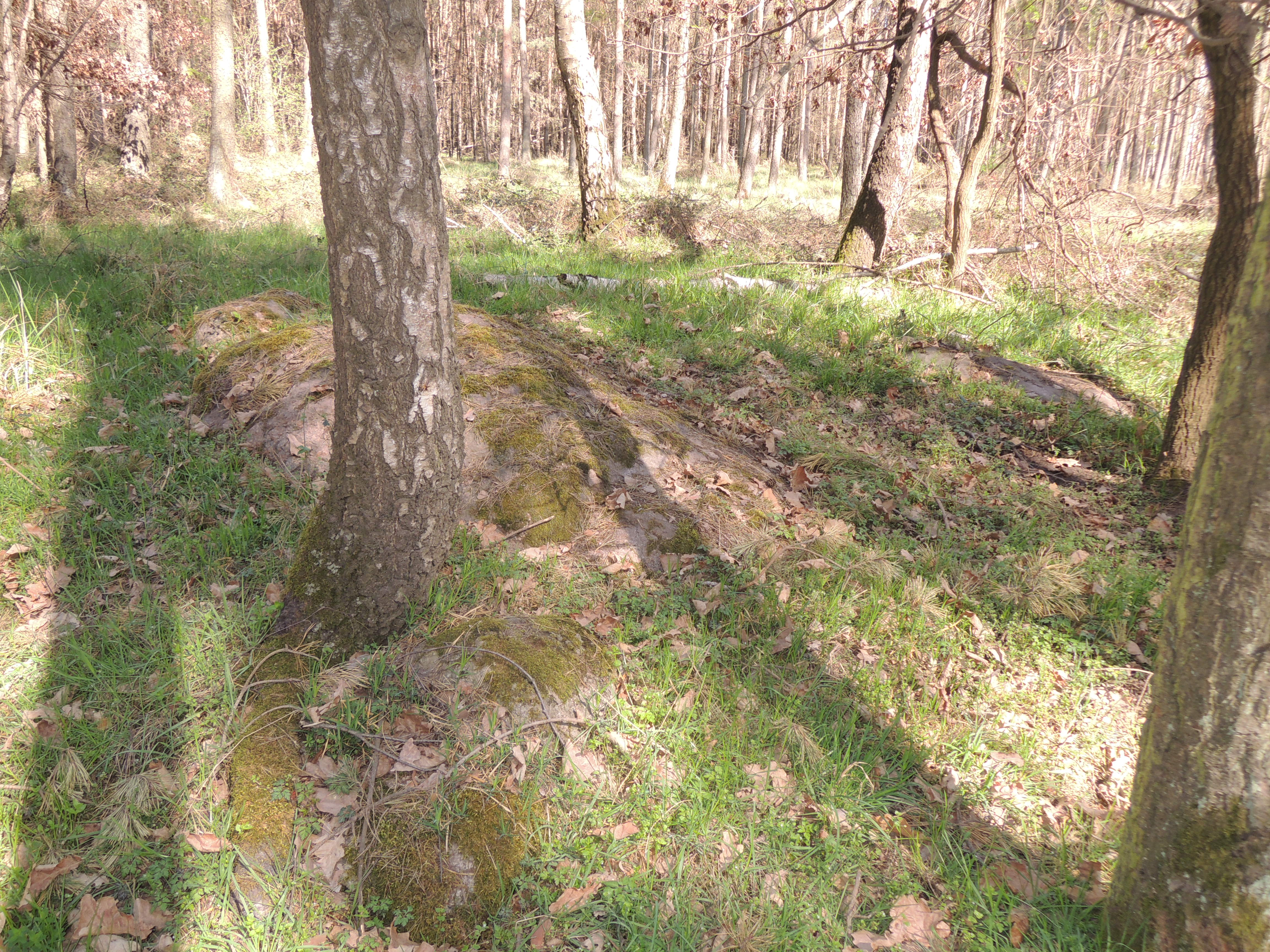
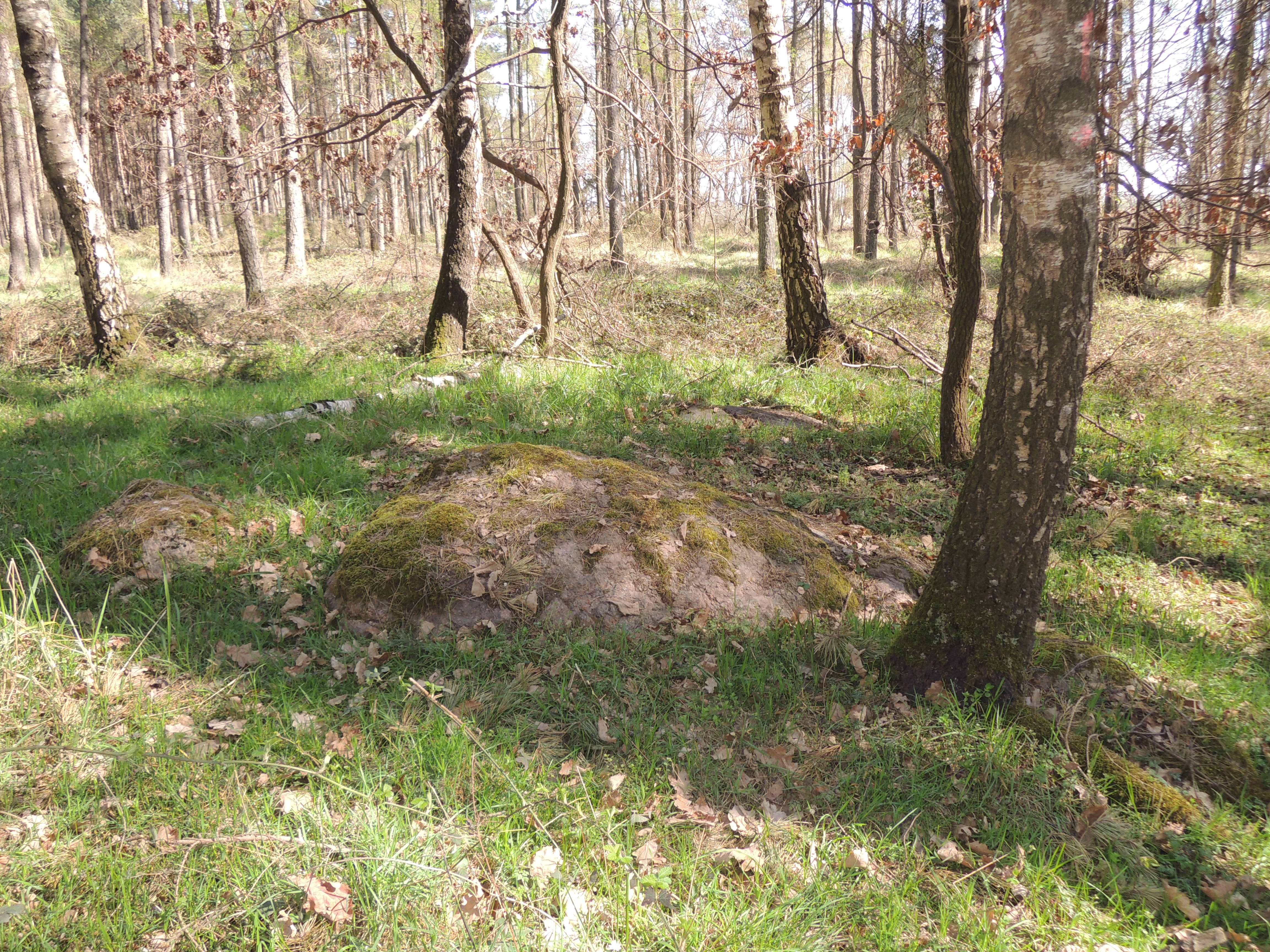
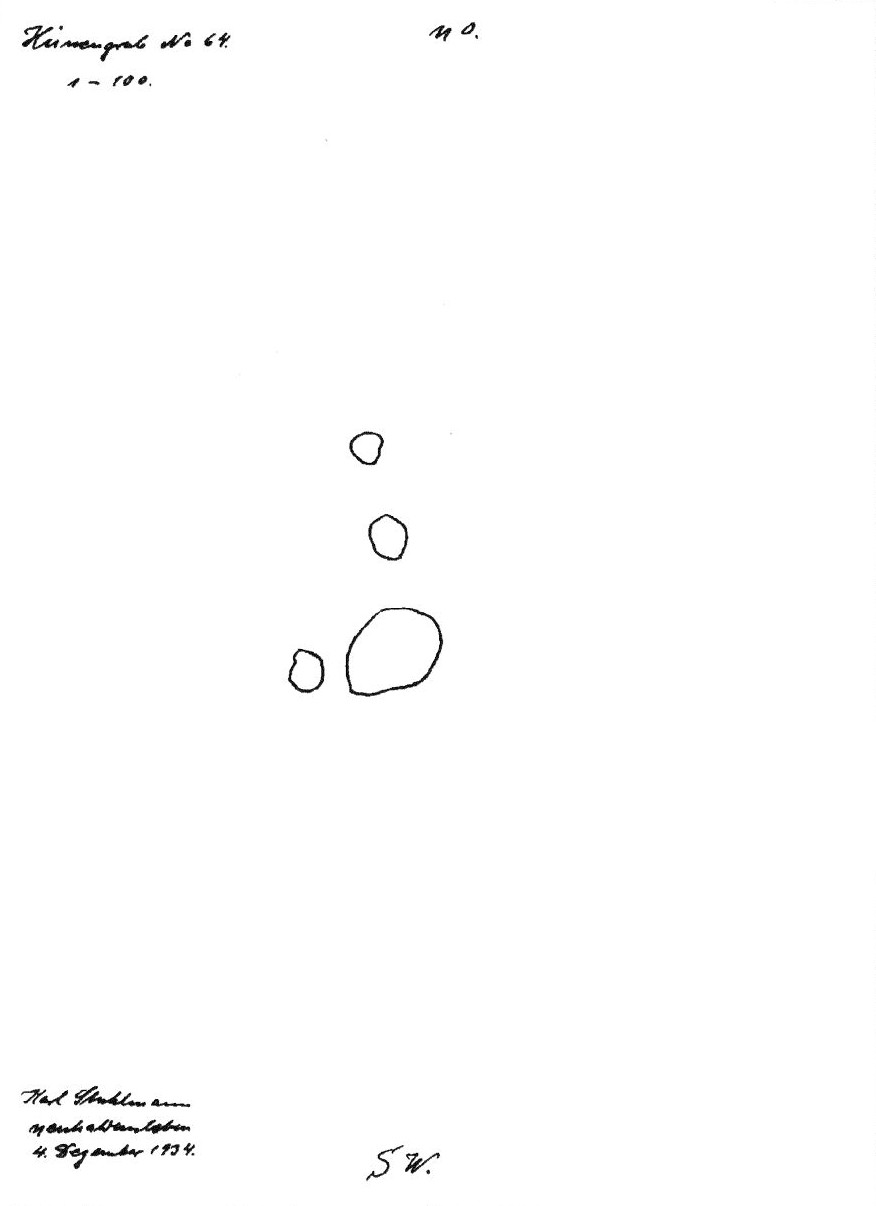
Grundriss nach Stuhlmann

#### Grab ALV 31
Dieses Grab liegt auf ebenem Grund und besitzt ein nordost-südwestlich orientiertes Hünenbett mit einer Länge von 14,3 m und einer Breite von 8,6 m. Die Hügelschüttung hat noch eine Höhe von 0,4 m. Von der Umfassung sind noch mindestens sechs Steine erhalten. Bei der Grabkammer handelt es sich um ein nordost-südwestlich orientiertes Ganggrab mit einem rechteckigen Grundriss. Ihre Länge beträgt außen 9,5 m und innen 7,6 m, ihre Breite außen 3,3 m und innen 1,7 m. Es sind noch zehn Wand- und/oder Abschlusssteine sowie drei von ursprünglich vielleicht sechs Decksteinen erhalten. Die genaue Position des Zugangs ist unbekannt.

Grab ALV 31
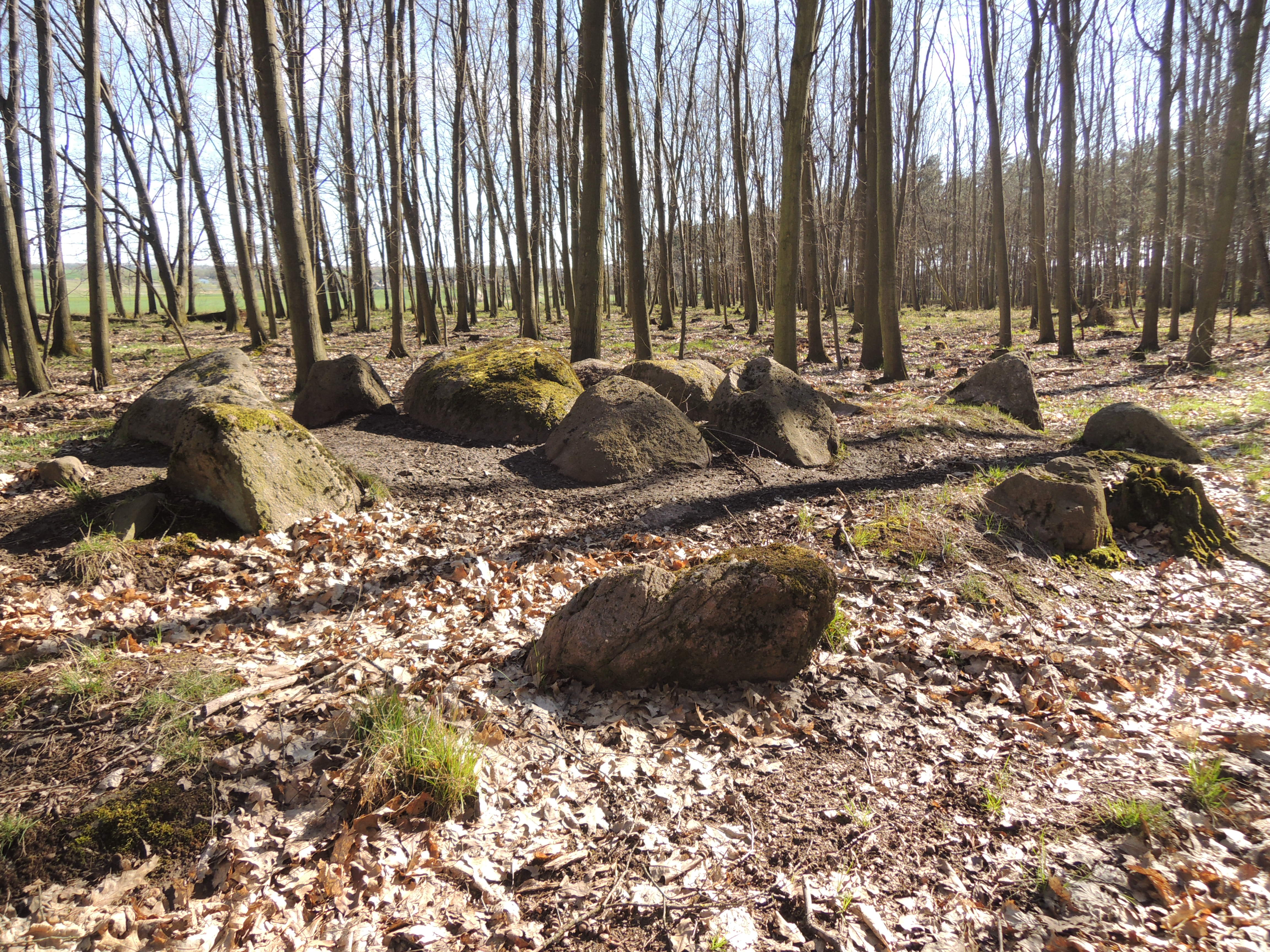
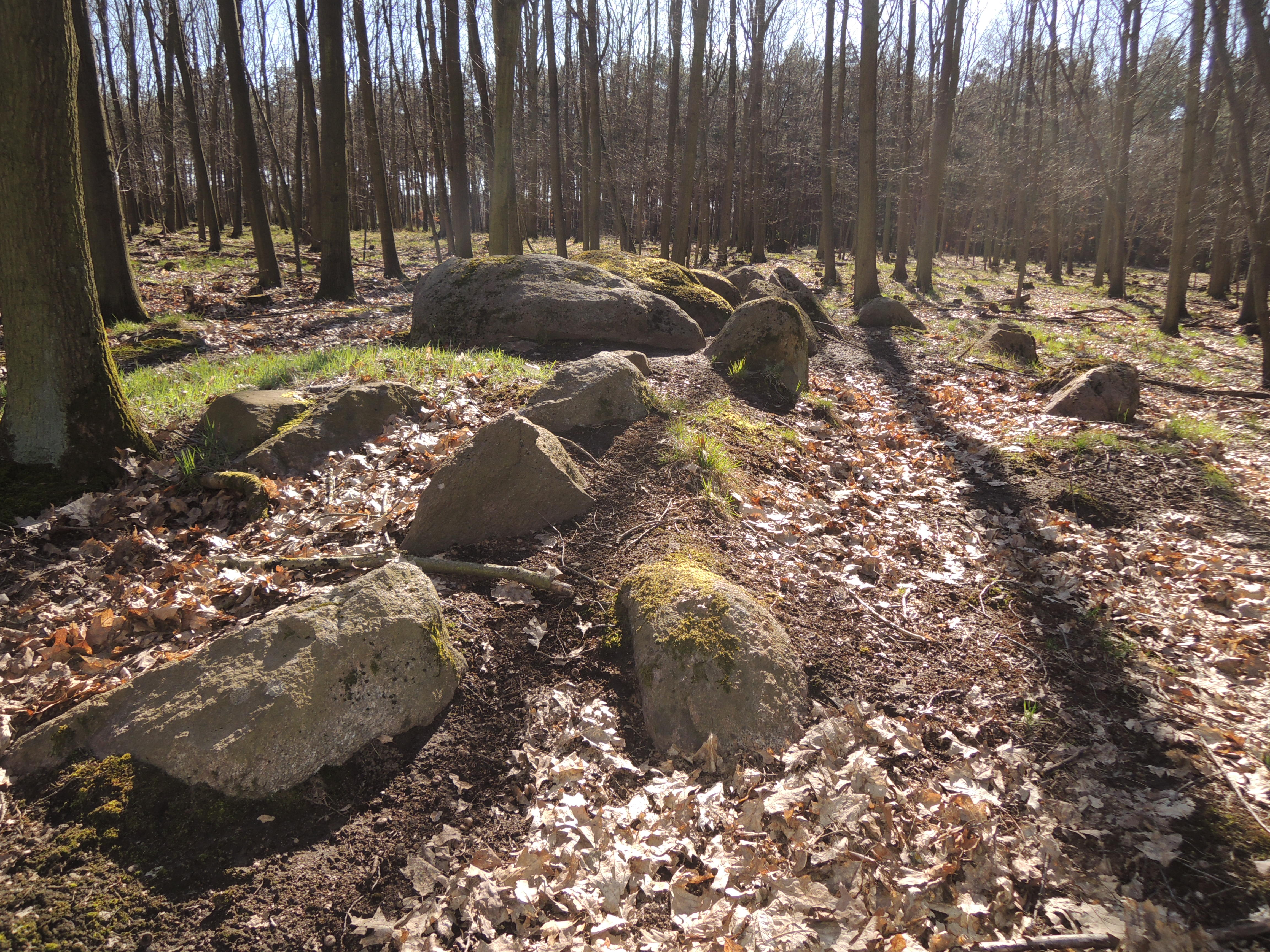
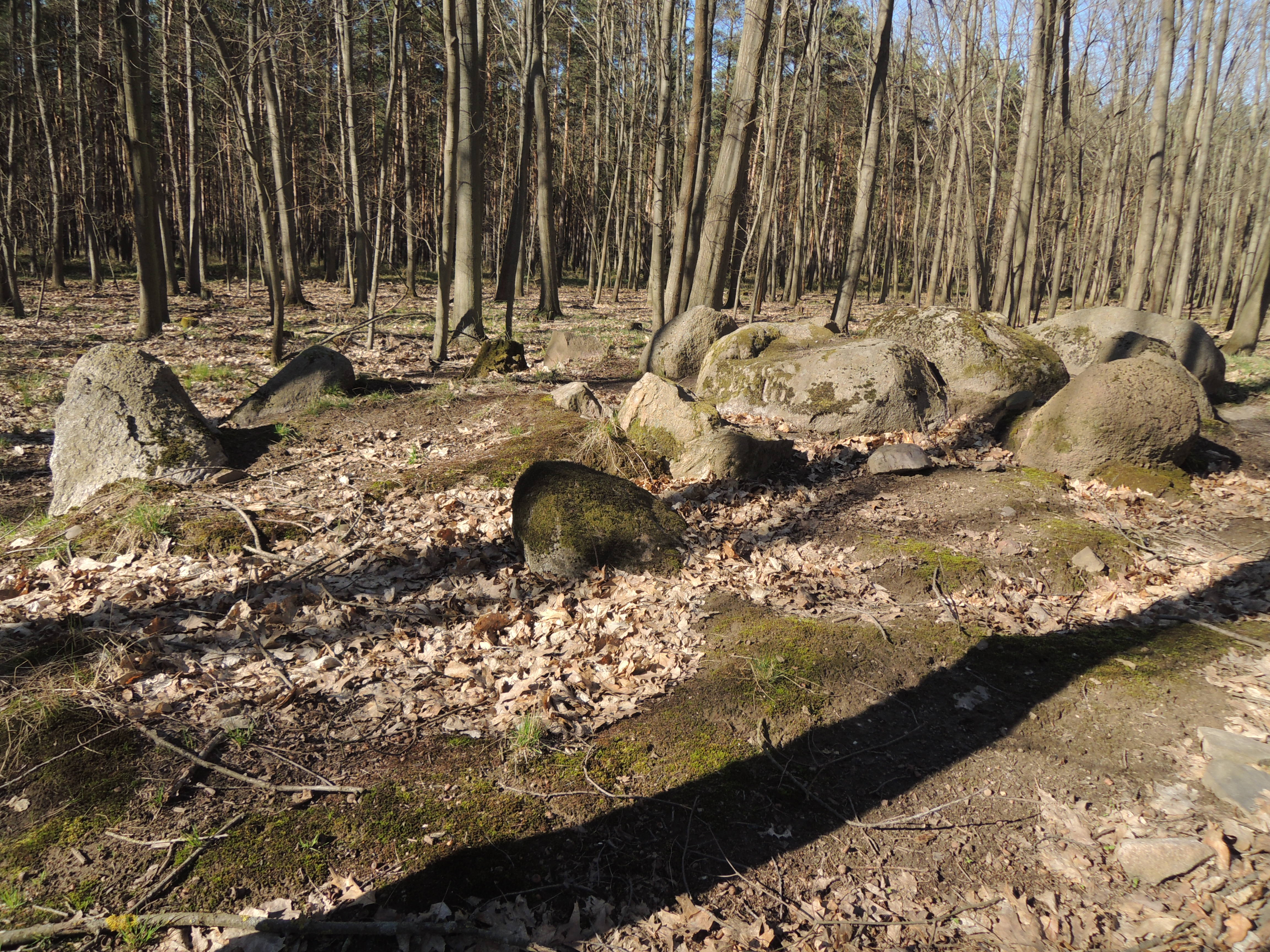
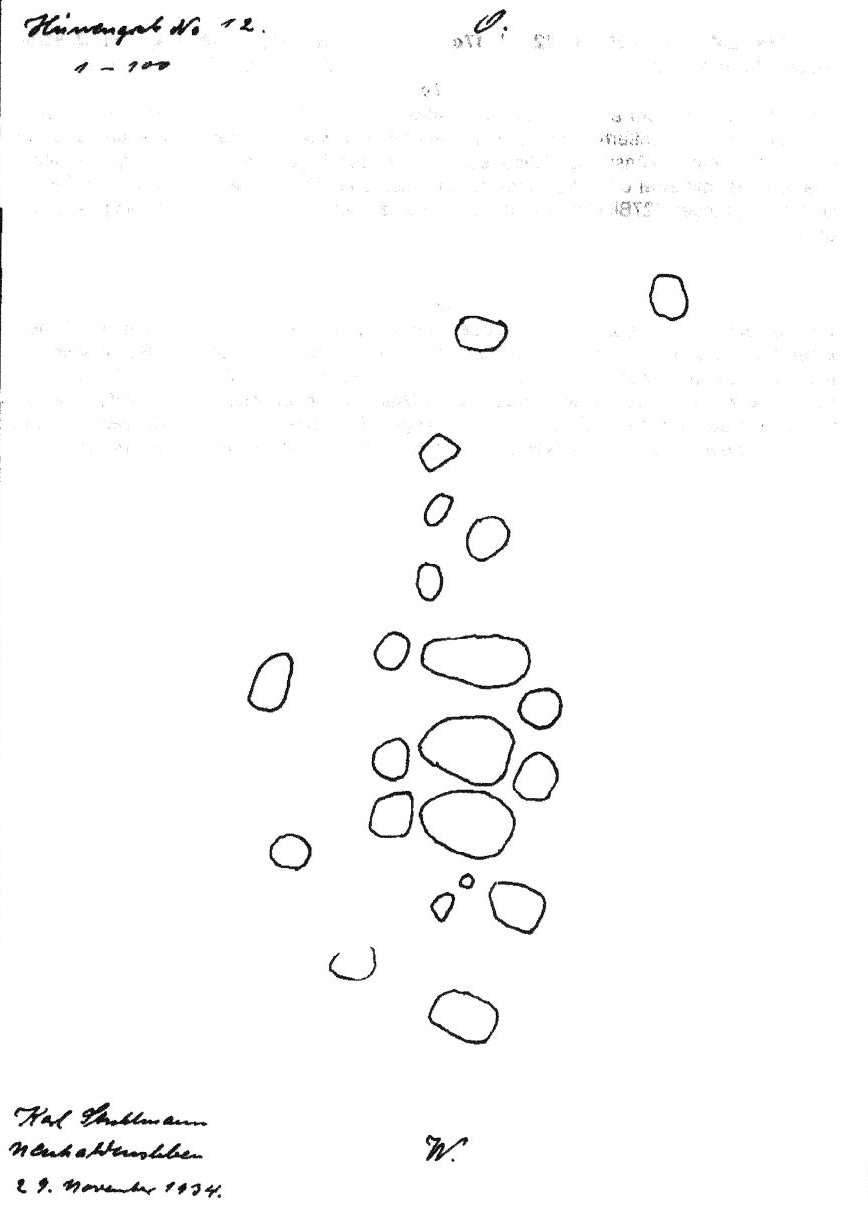
Grundriss des Grabes ALV 31 nach Stuhlmann

#### Grab ALV 32

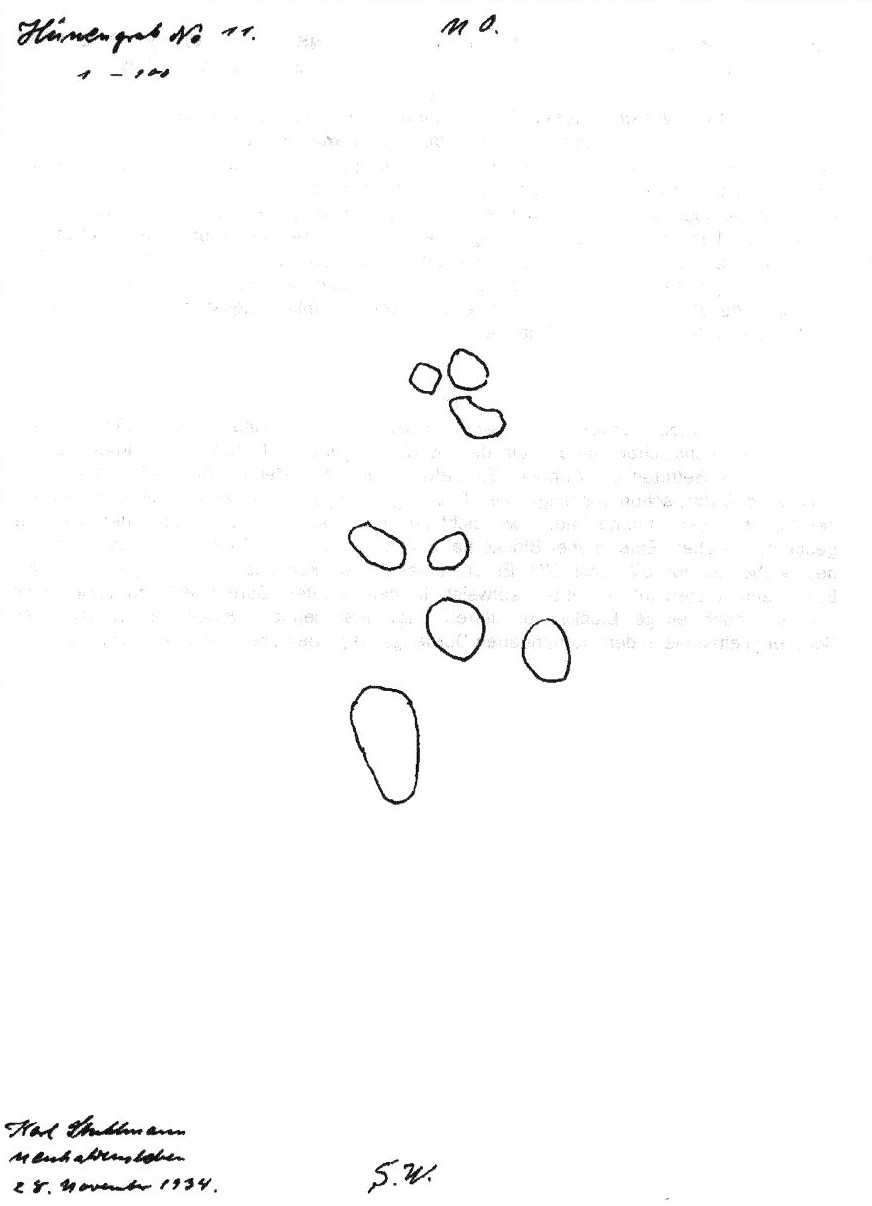
Grundriss des Grabes ALV 32 nach Stuhlmann

Diese schlecht erhaltene Anlage liegt leicht erhöht. Die Hügelschüttung hat noch eine Höhe von 0,3 m. Eine steinerne Umfassung konnte nicht festgestellt werden. Es sind sieben Wandsteine und ein Deckstein erhalten, die alle in Unordnung liegen. Die Orientierung und die Maße der Anlage sowie der Grabtyp sind nicht bestimmbar.

#### Grab 111
Von dieser schlecht erhaltenen Anlage ragen noch zwei Steine aus dem Erdreich.

Grab 111
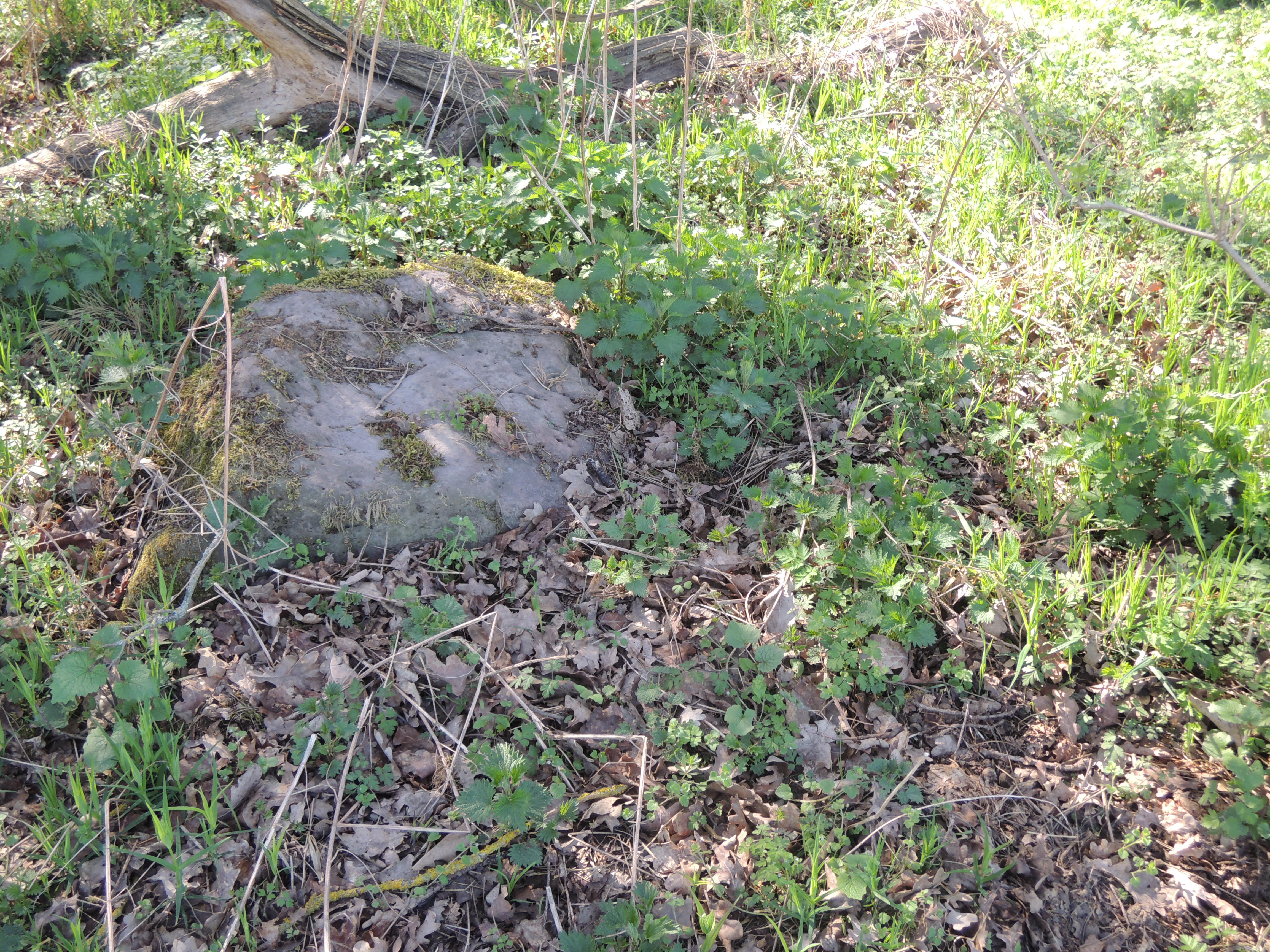
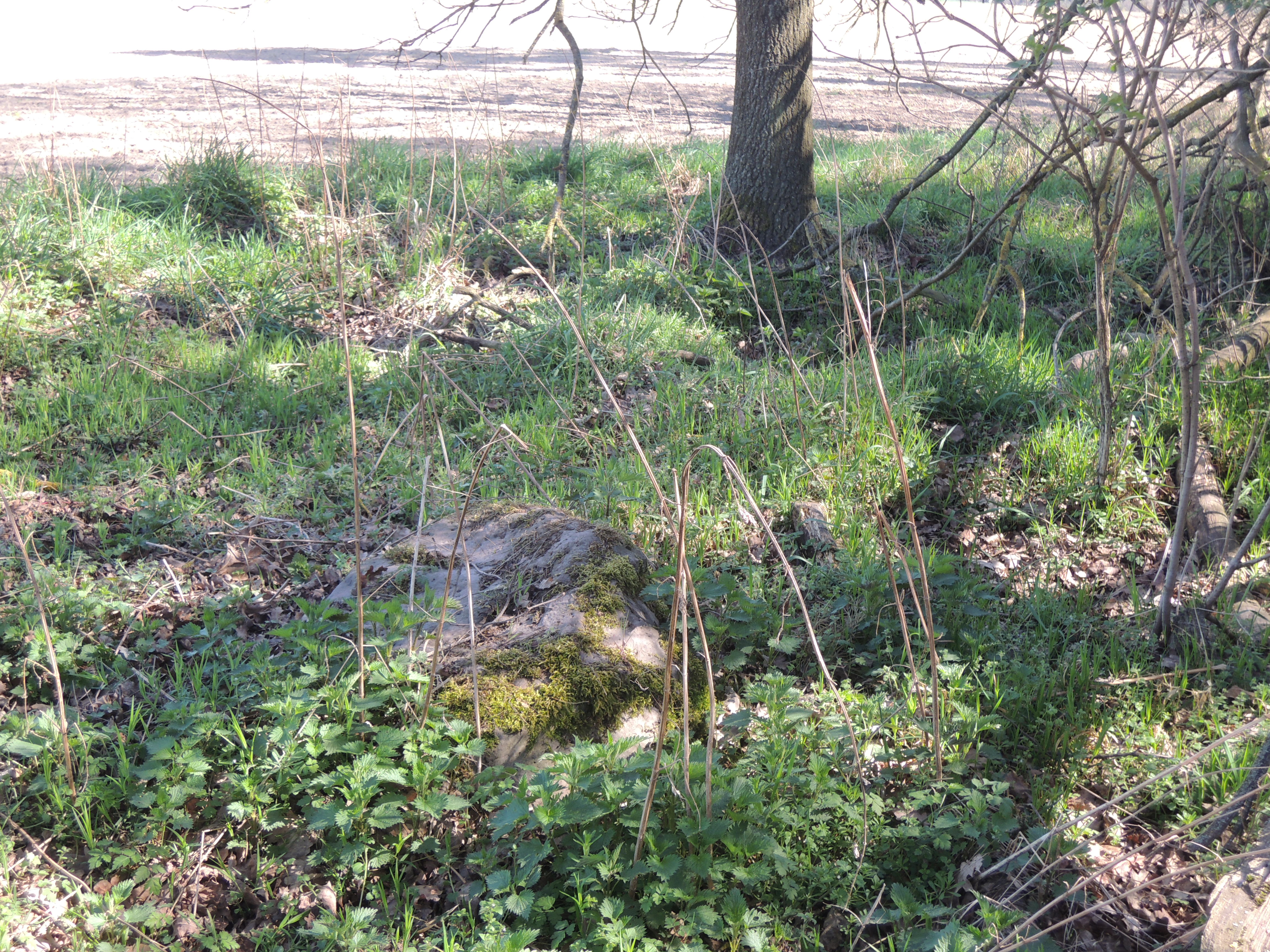

#### Grab ALV 33 („Kaisergrab“)
Diese sehr gut erhaltene Anlage wurde nach der Grabung von 1968/69 rekonstruiert. Sie liegt auf einer natürlichen Anhöhe und besitzt ein ost-westlich orientiertes trapezförmiges Hünenbett mit einer Länge von 19 m und einer Breite zwischen 6 m und 8 m. Von den ursprünglich 40 Umfassungssteinen sind noch 30 erhalten. Bei der Grabkammer handelt es sich um ein ost-westlich orientiertes Ganggrab mit einem rechteckigen Grundriss. Es besitzt neun Wandsteine an der nördlichen und sieben an der südlichen Langseite sowie jeweils einen Abschlussstein an den Schmalseiten. Von den ursprünglich fünf Decksteinen sind noch vier erhalten. Zwischen dem von Osten aus gesehen dritten und vierten Wandstein der südlichen Langseite befindet sich der Zugang zur Kammer. Diesem ist ein Gang aus wohl drei Wandsteinpaaren vorgelagert.

Grab ALV 33 (Kaisergrab)
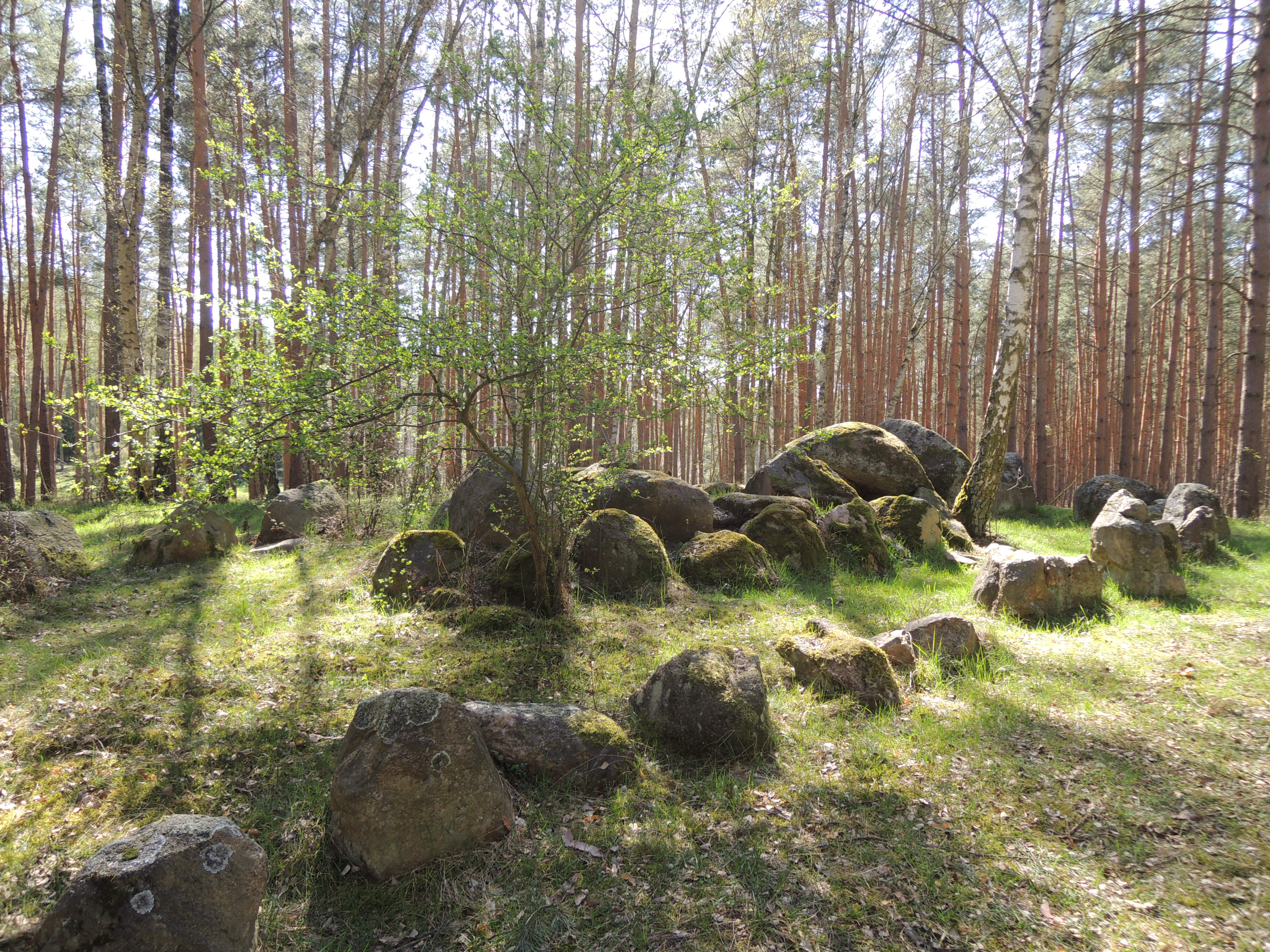
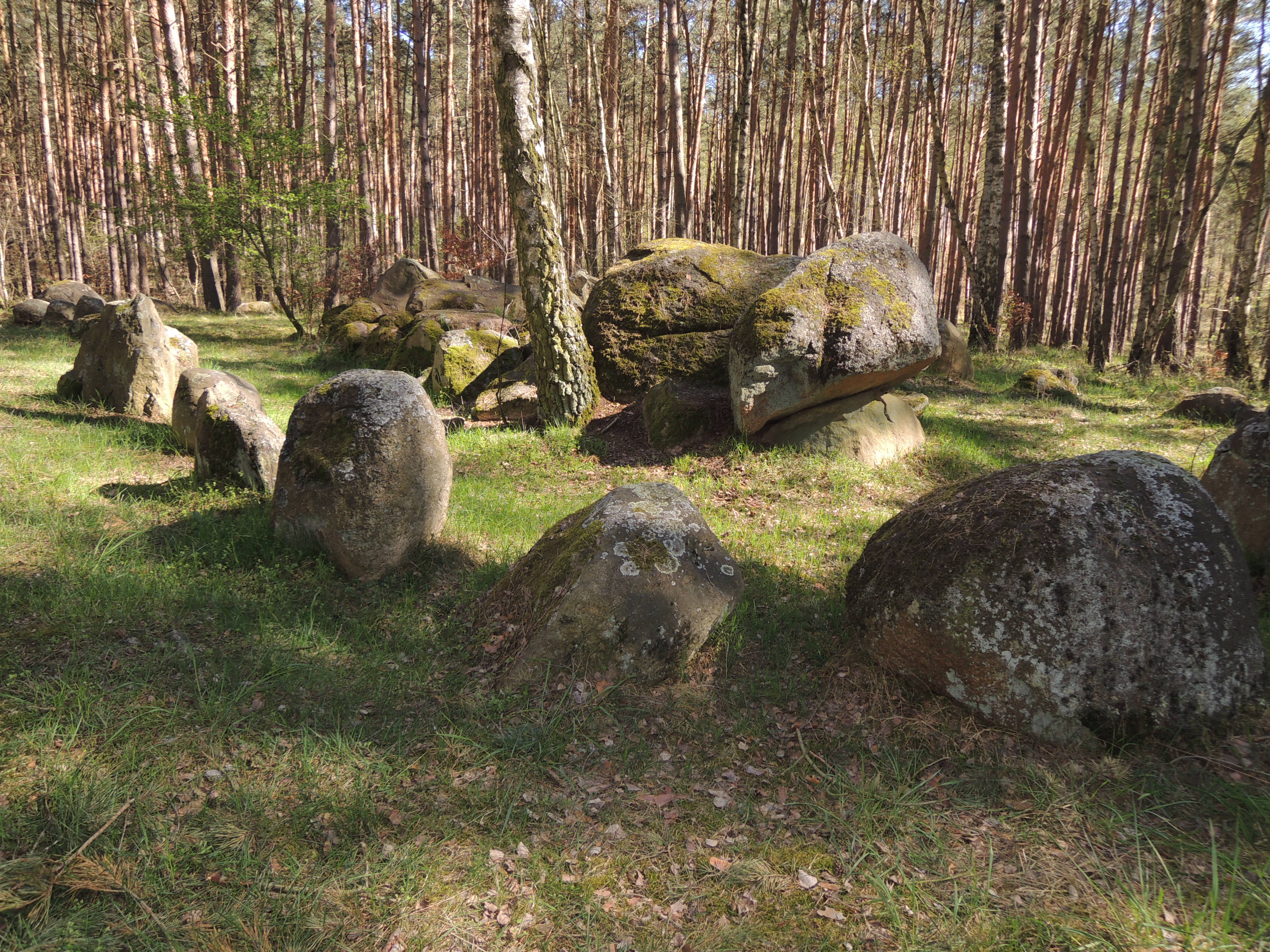
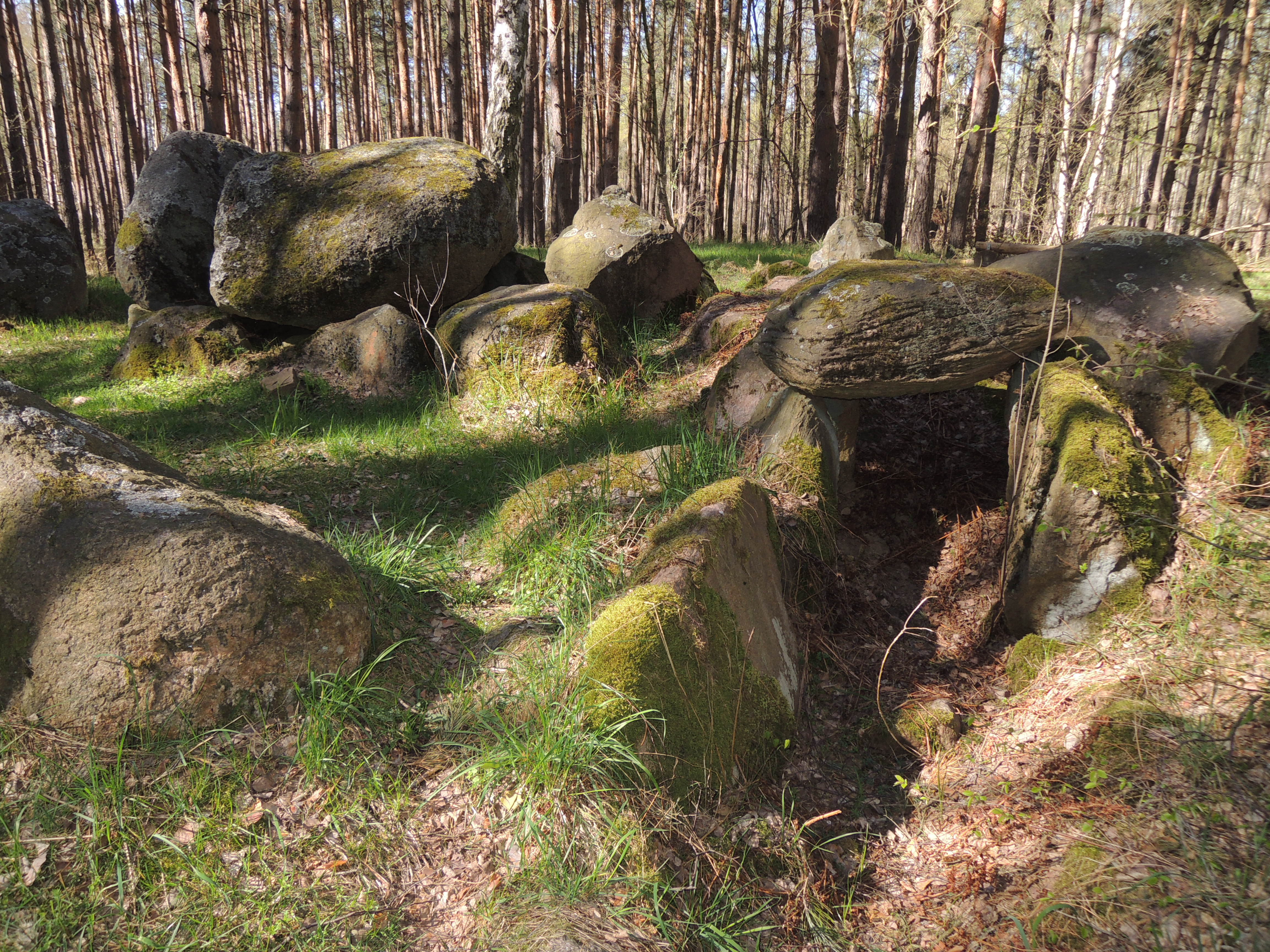
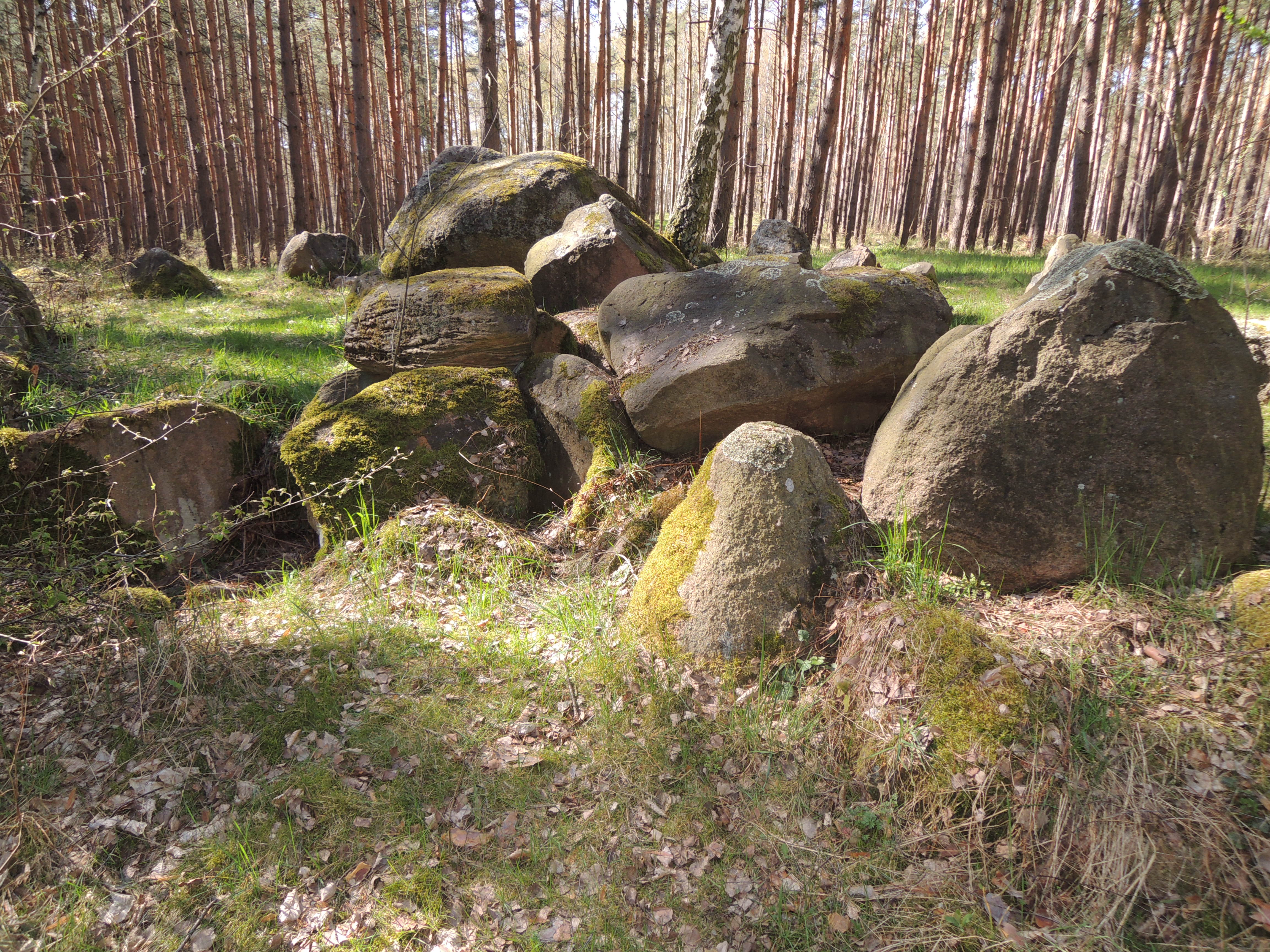

#### Grab ALV 34
Diese schlecht erhaltene Anlage liegt an einem leichten Hang und besitzt ein ostnordost-westsüdwestlich orientiertes Hünenbett mit einer Länge von 16 m und einer Breite von 6 m. Die Hügelschüttung hat noch eine Höhe von 0,5 m. Es sind insgesamt 17 Steine erhalten, darunter mehrere Umfassungssteine. Die Grabkammer ist weitgehend zerstört. Ihre genauen Maße und der Grabtyp sind nicht bestimmbar.

Grab ALV 34
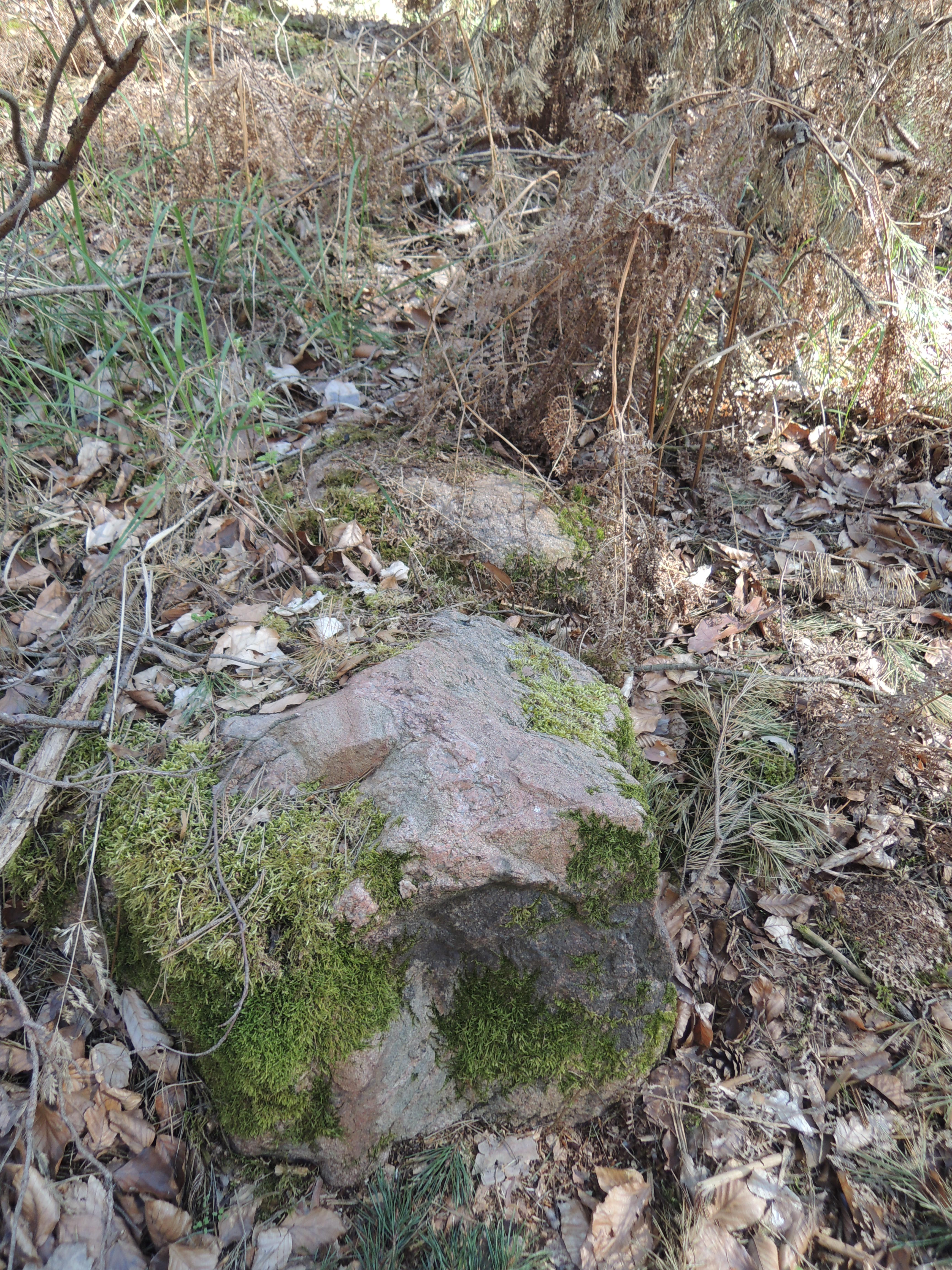
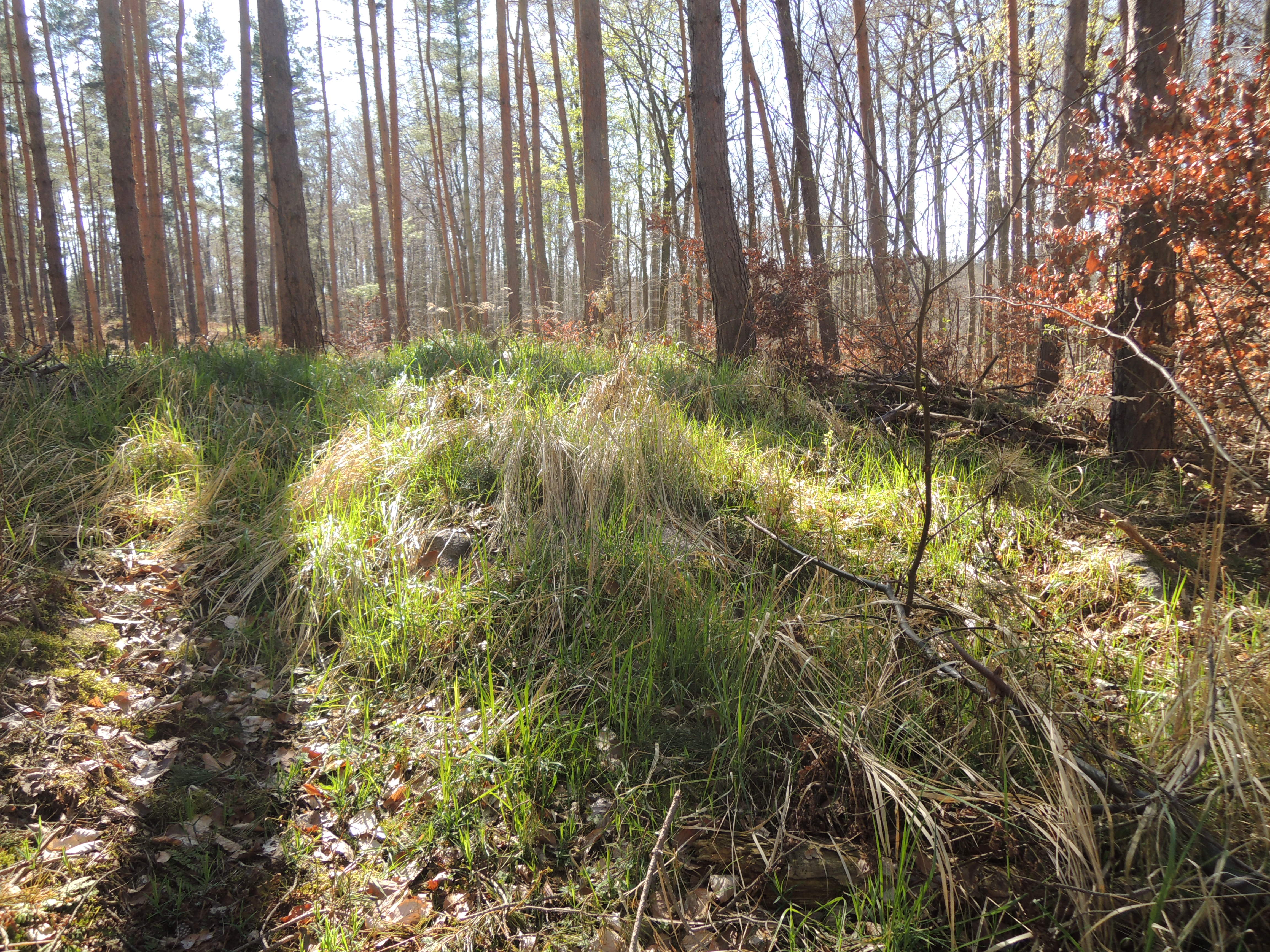
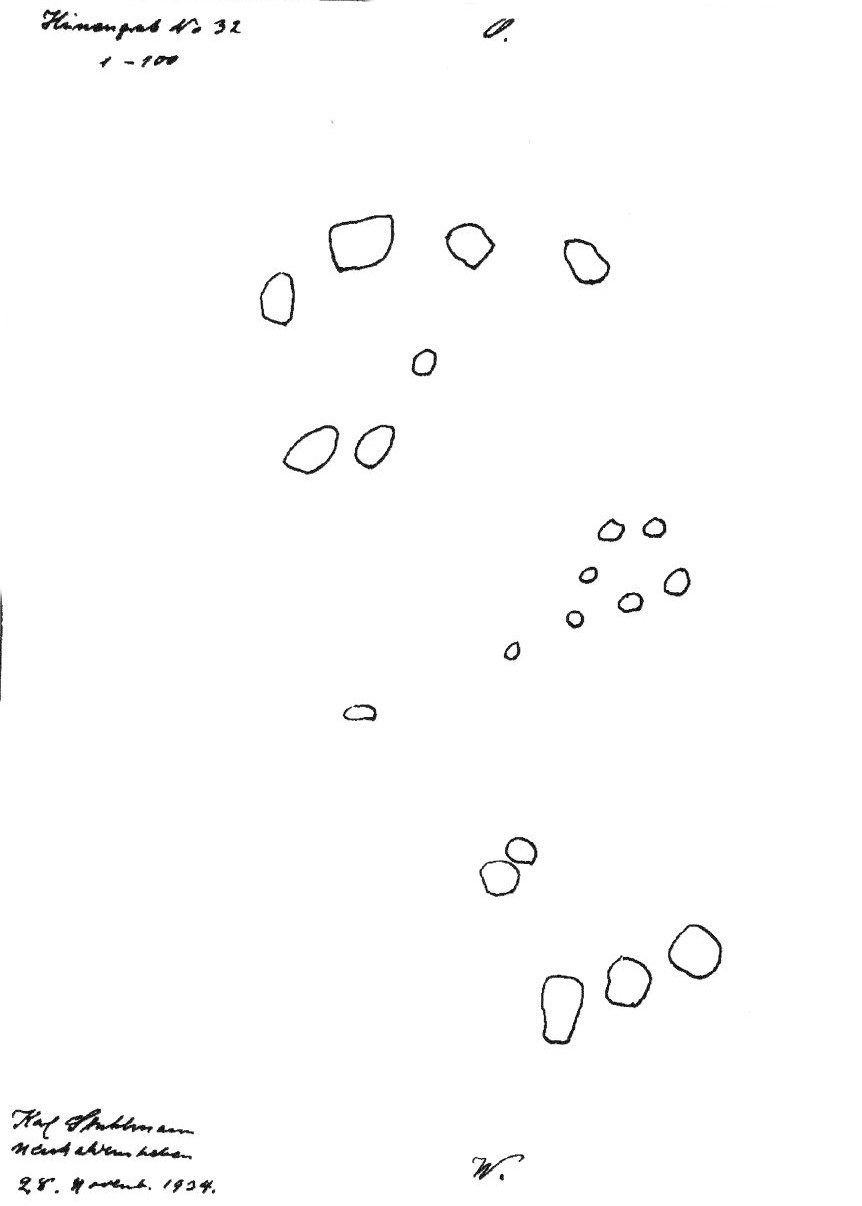
Grundriss nach Stuhlmann

#### Grab ALV 35
Diese Anlage liegt auf einer Hügelkuppe und besitzt ein nordnordost-südsüdwestlich orientiertes Hünenbett mit einer Breite von 3,5 m. Die Länge lässt sich nicht feststellen. Die Hügelschüttung hat noch eine Höhe von 0,4 m. Von der Umfassung ist nur noch ein Stein vorhanden. Bei der Grabkammer handelt es sich um ein nordnordost-südsüdwestlich orientiertes Ganggrab mit rechteckigem Grundriss. Die Länge beträgt innen 4,8 m und die Breite innen 1,2 m. Es sind noch zwölf Steine erhalten, von denen keiner mehr an seiner ursprünglichen Position steht. Die genaue Position des Zugangs ist unbekannt.

Grab ALV 35
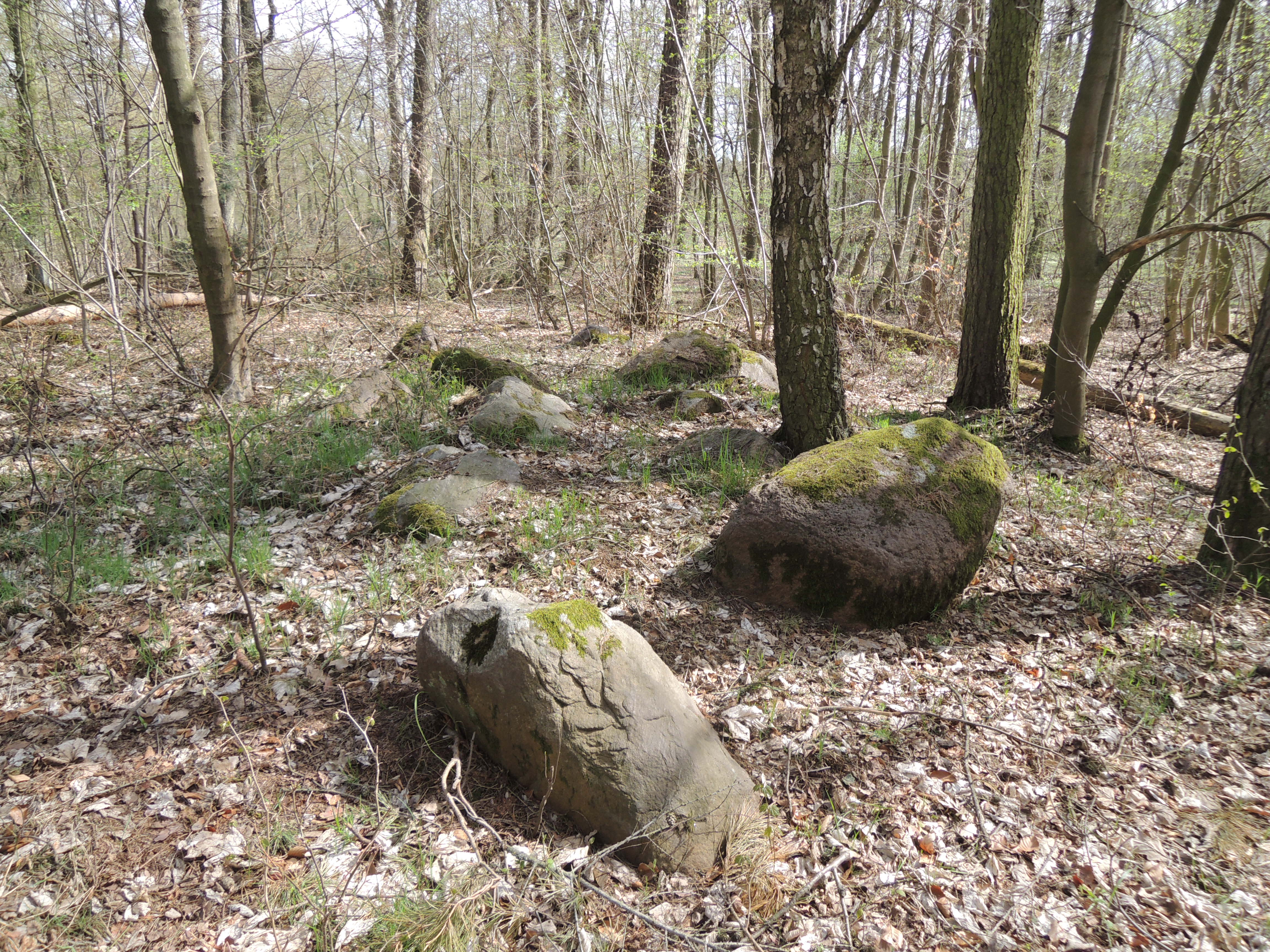
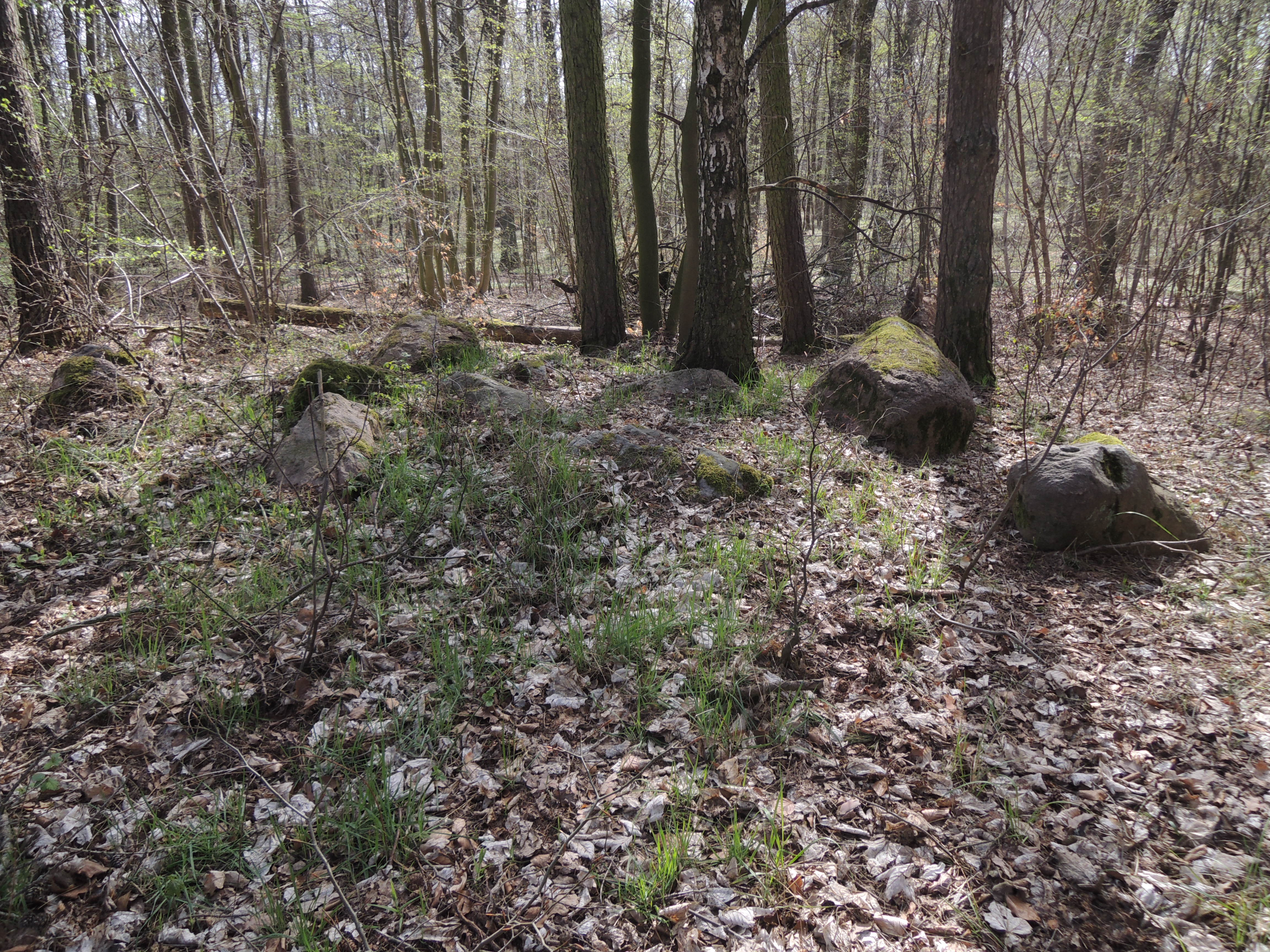
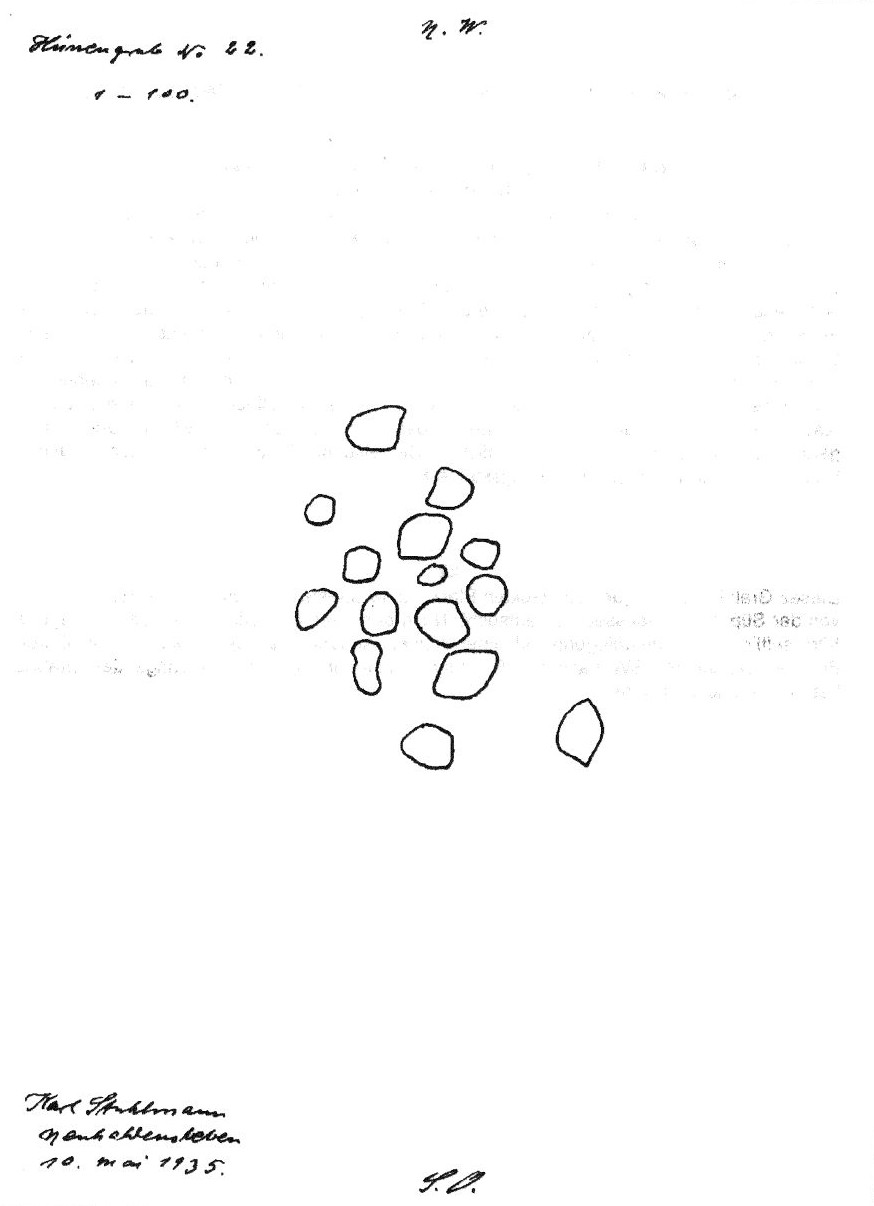
Grundriss nach Stuhlmann

#### Grab ALV 39
Dieses schlecht erhaltene Grab ist ost-westlich orientiert. Eine steinerne Umfassung konnte nicht festgestellt werden. Von der Grabkammer sind noch fünf Steine erhalten, die aber keine Rückschlüsse mehr auf die genauen Maße und den Grabtyp zulassen. Die Anlage scheint stark gestört oder nie fertig gestellt worden zu sein.

#### Grab ALV 40
Diese Anlage besitzt ein annähernd ost-westlich orientiertes Hünenbett, dessen genaue Maße sich nicht bestimmen lassen. Von der Umfassung sind mindestens drei Steine erhalten. Bei der Grabkammer handelt es sich um ostsüdost-westnordwestlich orientiertes Ganggrab. Die Länge beträgt innen 5 m, die Breite innen 1,1 m. Erhalten sind die beiden Abschlusssteine und jeweils zwei Wandsteine an den Langseiten. Bei der Grabung von 1967 wurde an der südlichen Langseite die Standgrube eines weiteren Wandsteins entdeckt. Außerdem wurden Reste des Kammerpflasters gefunden. Da keinerlei Grabbeigaben gefunden wurden, blieb die Anlage vielleicht unvollendet und wurde nie für Bestattungen genutzt.

#### Grab ALV 41
Dieses schlecht erhaltene Grab liegt auf ebenem Grund und ist ostnordost-westsüdwestlich orientiert. Eine steinerne Umfassung konnte nicht festgestellt werden. Bei der Grabkammer handelt es sich vermutlich um ein Ganggrab mit trapezförmigem Grundriss. Es sind insgesamt noch fünf Steine erhalten, davon zwei Wand- und zwei Decksteine.

Grab ALV 41
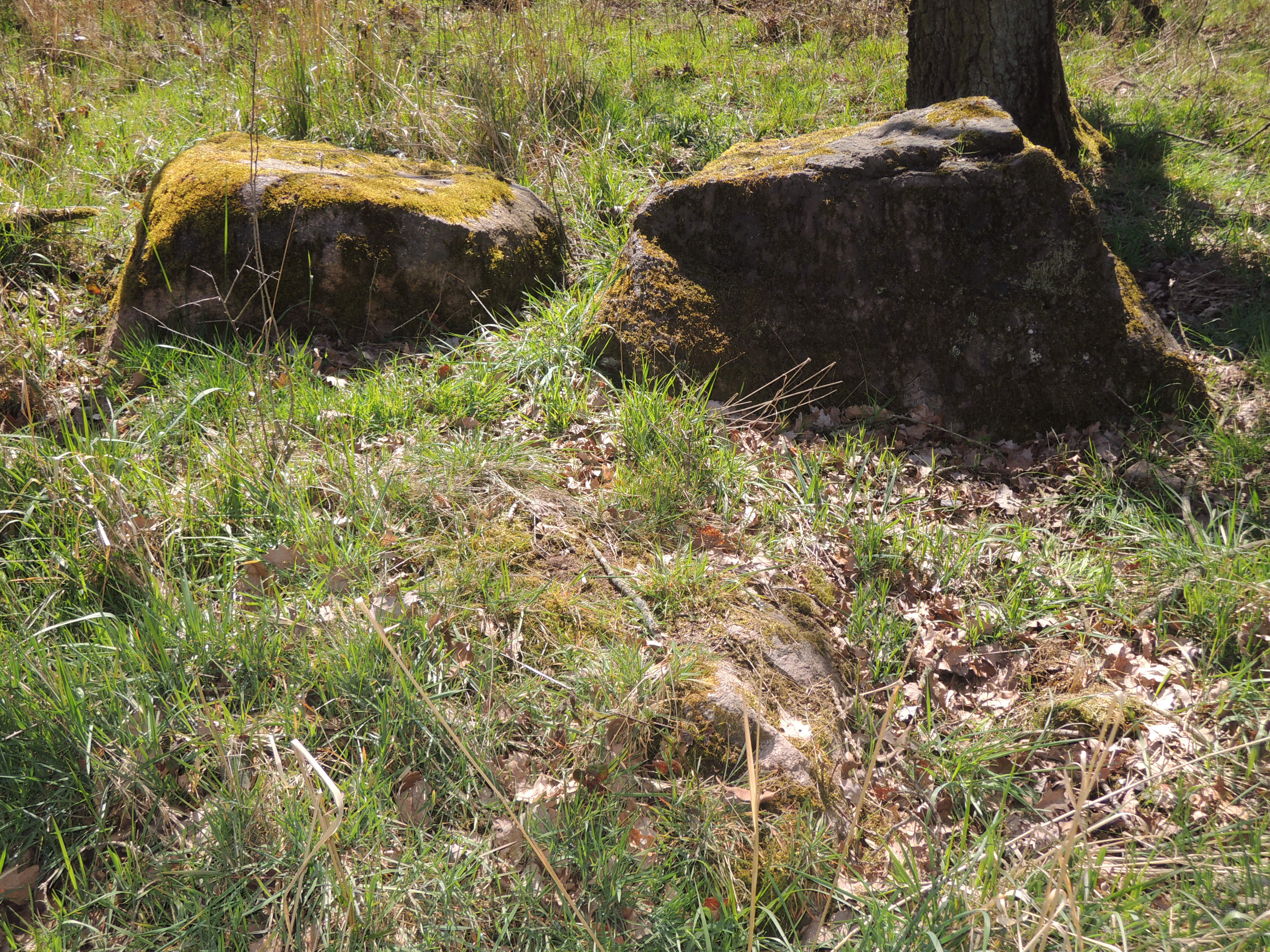
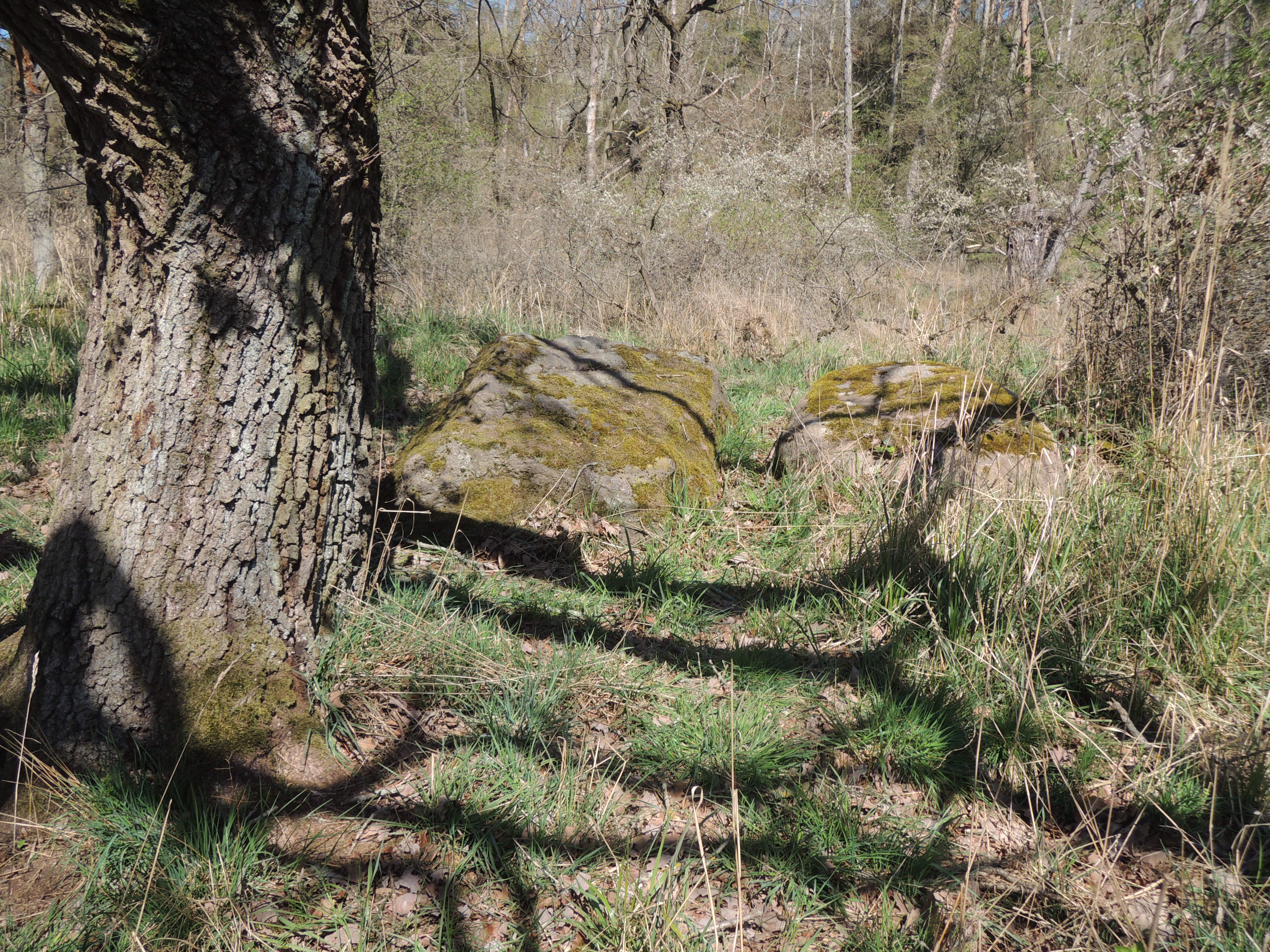

#### Grab ALV 42
Diese schlecht erhaltene Anlage liegt auf einer natürlichen Anhöhe und ist ostsüdost-westsüdwestlich orientiert. Eine steinerne Umfassung konnte nicht festgestellt werden. Bei der Grabkammer handelt es sich um ein Ganggrab mit wahrscheinlich rechteckigem Grundriss. Die Länge der Kammer lässt sich nicht sicher bestimmen, die Breite beträgt außen 2,8 m und innen 1,2 m. Es sind insgesamt 14 Steine erhalten, von denen sich aber nur zwei sicher als Wandsteine identifizieren lassen. Bei der Grabung wurde Reste des Kammerpflasters festgestellt. Die genaue Position des Zugangs ist unbekannt.

#### Grab ALV 44
Dieses schlecht erhaltene Grab liegt auf ebenem Grund und besitzt ein südost-nordwestlich orientiertes Hünenbett mit einer Länge von 16 m. Eine steinerne Umfassung konnte nicht festgestellt werden. Bei der stark zerstörten Grabkammer handelt es sich wahrscheinlich um ein kleines Ganggrab mit rechteckigem Grundriss. Die genauen Maße lassen sich nicht bestimmen. Es sind nur noch zwei Wandsteine und ein Deckstein erhalten. Vermutlich waren ursprünglich auch nicht mehr Decksteine vorhanden. Die genaue Position des Zugangs ist unbekannt.

Grab ALV 44
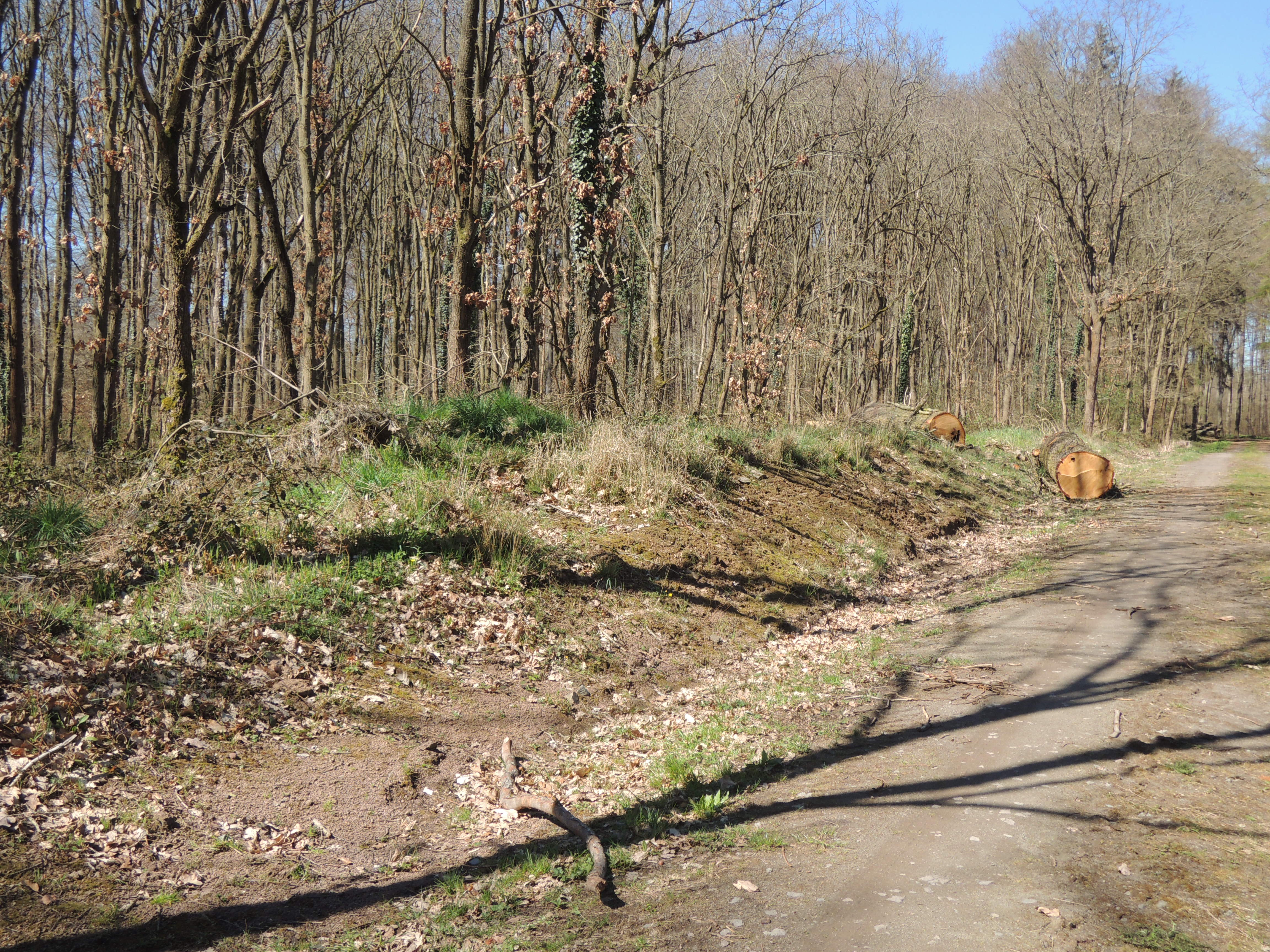
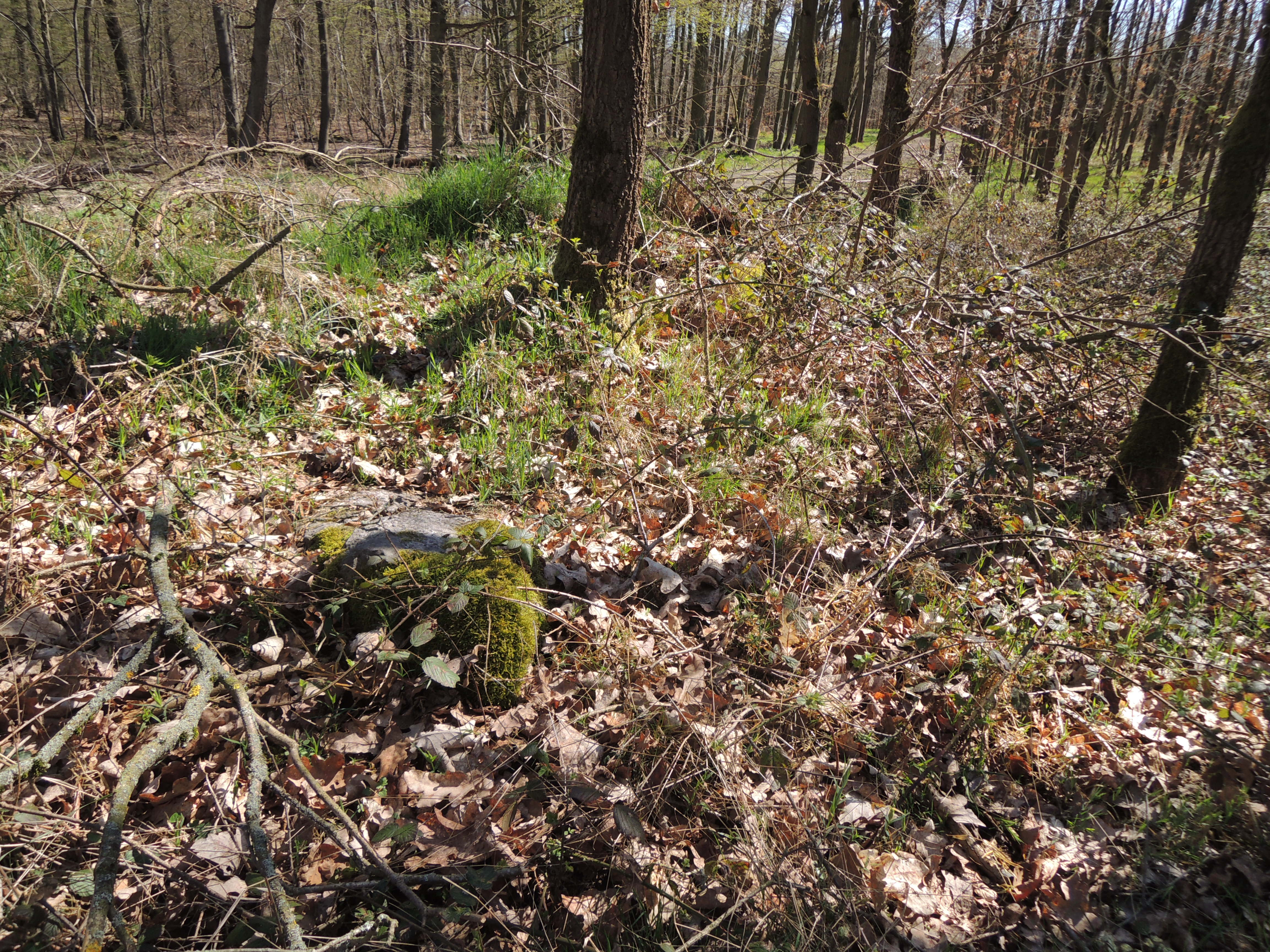

#### Grab ALV 45
Dieses Grab liegt auf ebenem Grund. Die Orientierung lässt sich nicht sicher bestimmen. Eine steinerne Umfassung konnte nicht festgestellt werden. Bei der Grabkammer handelt es sich um einen Dolmen. Die Länge beträgt innen 1,2 m und die Breite innen 1 m. Es sind drei Wandsteine erhalten, von denen zwei in situ stehen. Weiterhin ist ein Deckstein erhalten.

Grab ALV 45
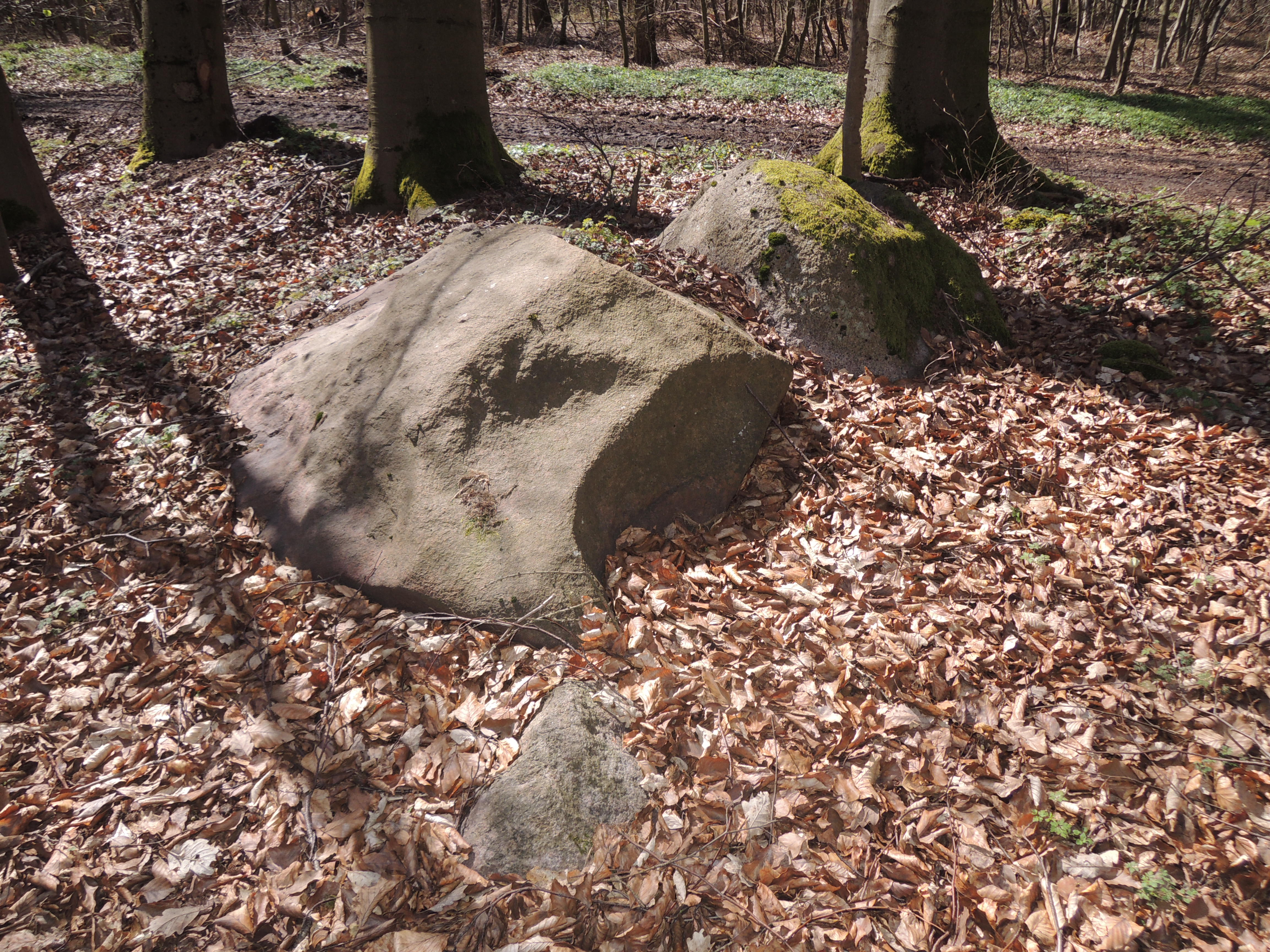
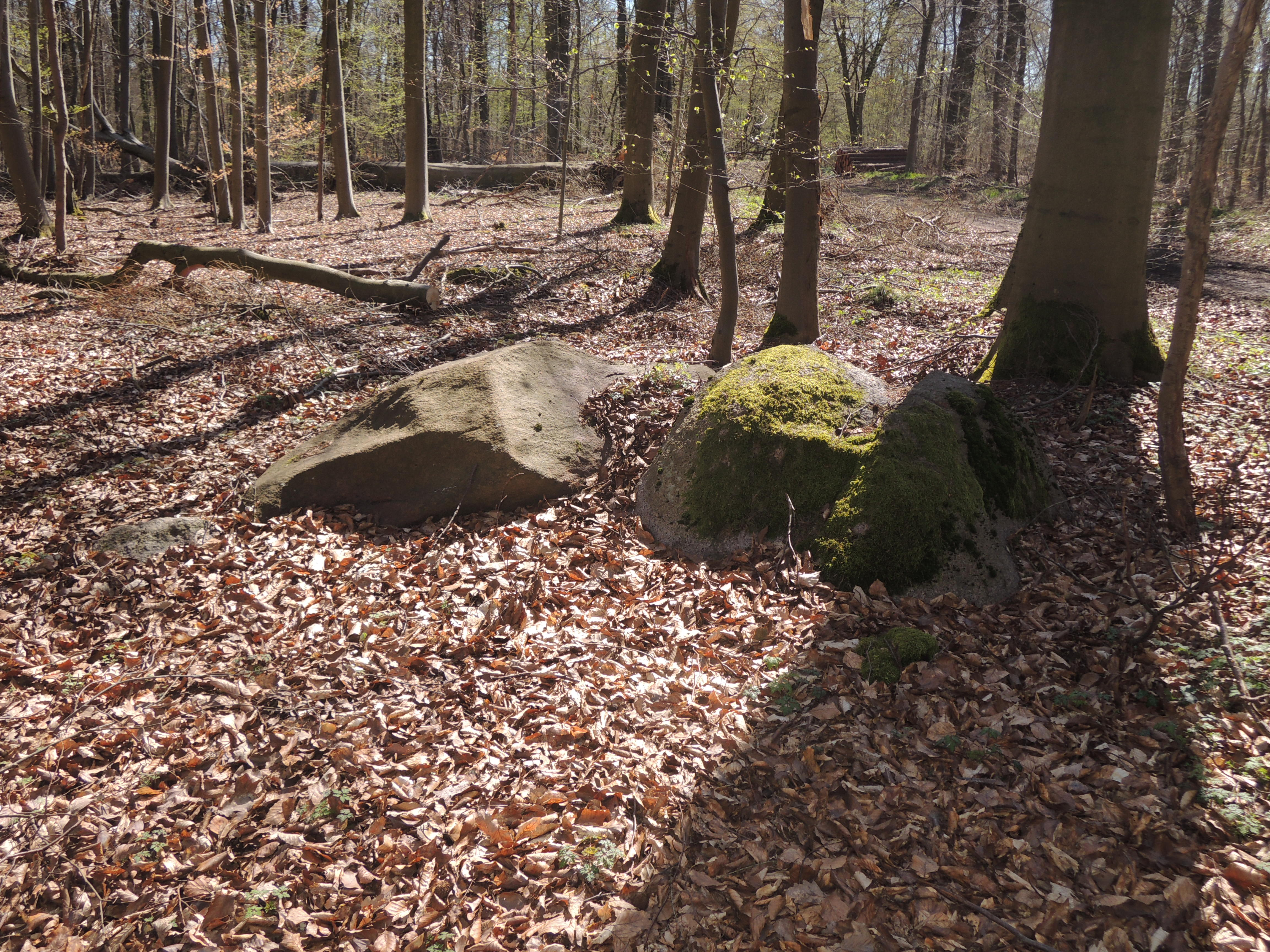

#### Grab ALV 46
Diese schlecht erhaltene Anlage ist ost-westlich orientiert. Es sind lediglich drei Steine vorhanden, die sich nicht sicher zuordnen lassen. Zu den genauen Maßen liegen keine Angaben vor. Der Grabtyp lässt sich nicht bestimmen.

Grab ALV 46
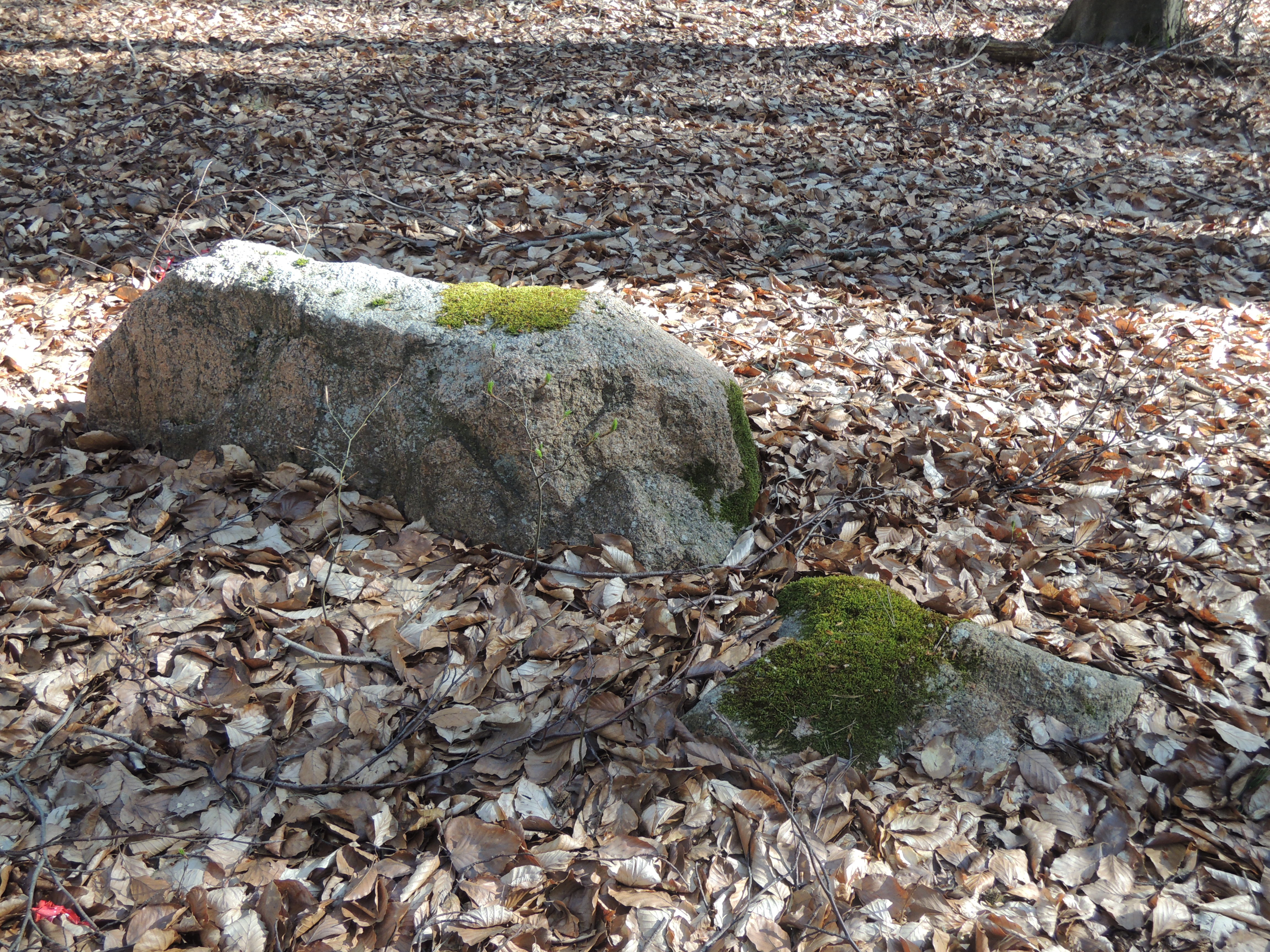
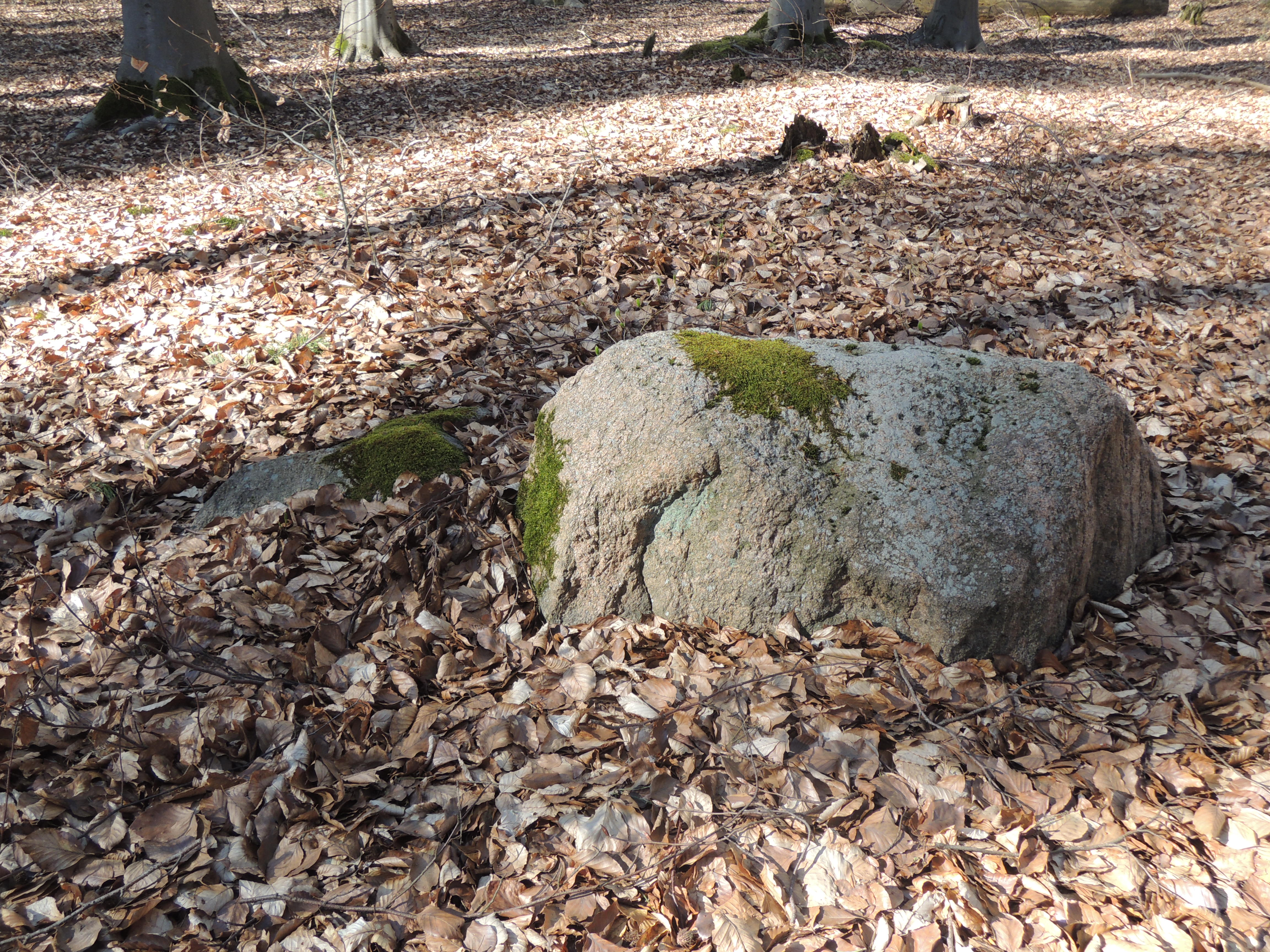
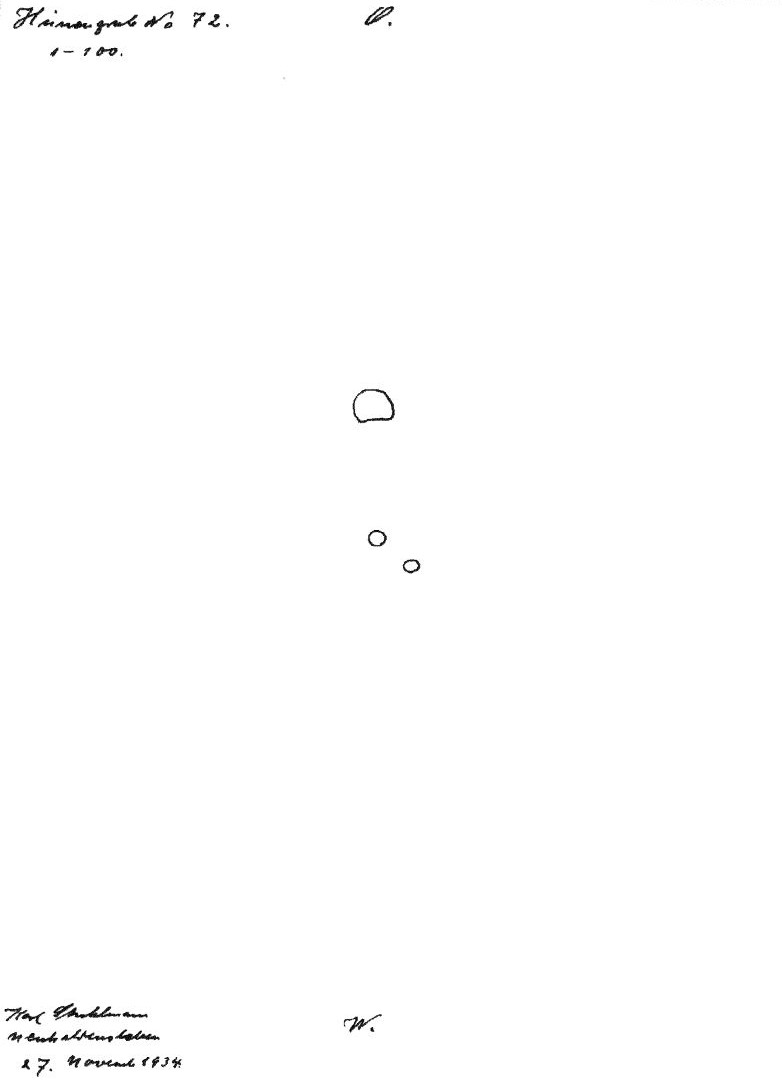
Grundriss nach Stuhlmann

#### Grab DÖN 4 („Königsgrab“)

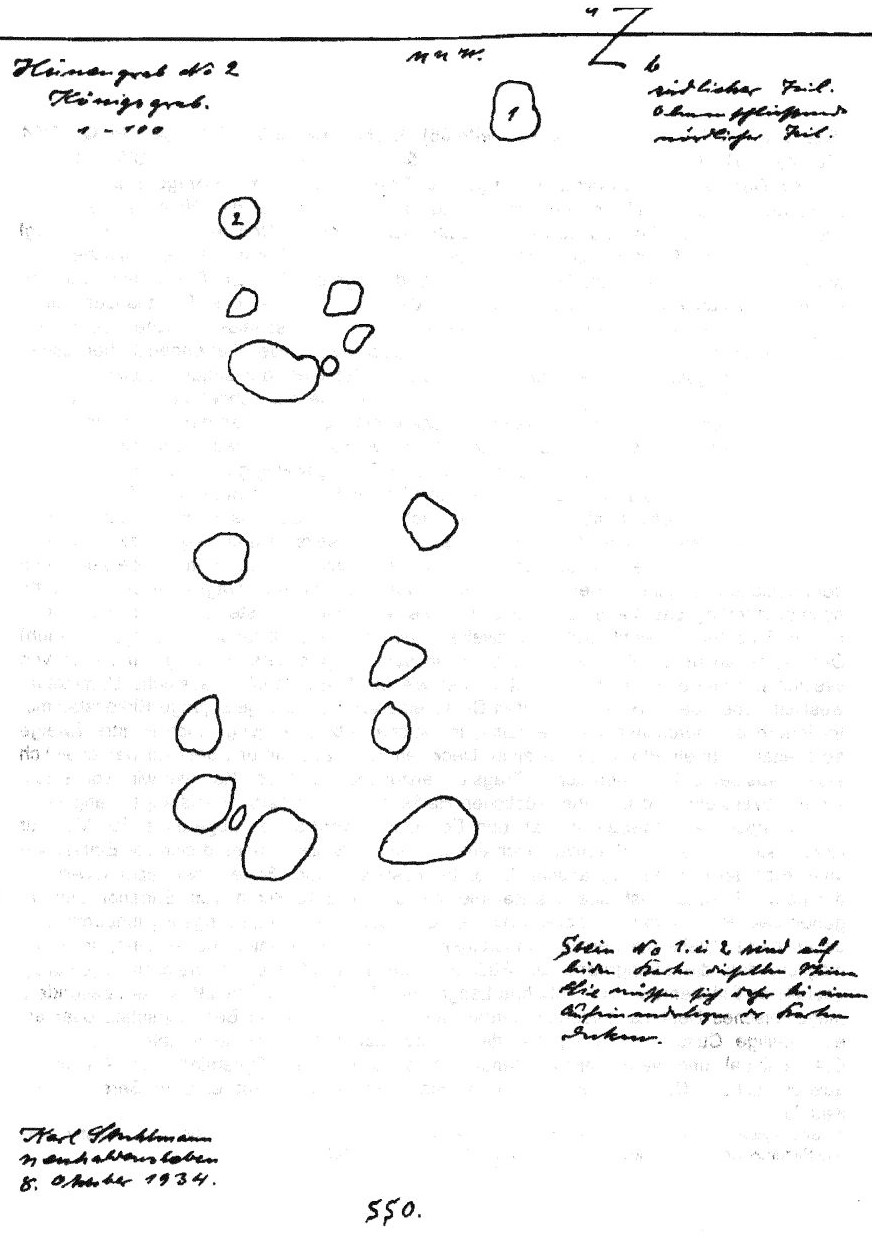
Grundriss des Grabes DÖN 4 nach Stuhlmann

Das sehr gut erhaltene Königsgrab liegt erhöht und besitzt ein nordnordwest-südsüdöstlich orientiertes trapezförmiges Hünenbett mit einer Länge von 33 m und einer Breite zwischen 6,1 m und 8,2 m. Die steinerne Umfassung ist noch weitgehend erhalten. Bei der Grabkammer handelt es sich um ein nordnordwest-südsüdöstlich orientiertes Ganggrab mit einem rechteckigen Grundriss. Die Länge beträgt außen 13,5 m und innen 10,8 m, die Breite beträgt innen zwischen 1,5 m und 2 m. Es sind zehn Wandsteine an der östlichen und acht an der westlichen Langseite sowie jeweils ein Abschlussstein an den Schmalseiten vorhanden. Von den ursprünglich wahrscheinlich sieben Decksteinen sind noch vier erhalten. Die genaue Position des Zugangs ist unklar.

#### Grab DÖN 8
Dieses Grab liegt auf einer Hügelkuppe und ist ost-westlich orientiert. Die Hügelschüttung hat einen Durchmesser von 10 m. Eine steinerne Umfassung ist nicht vorhanden. Bei der Grabkammer handelt es sich um einen erweiterten Dolmen mit leicht trapezförmigem Grundriss. Die Länge beträgt außen 4,5 m und innen 3,2 m, die Breite beträgt außen 2,1 m und innen 1 m. Die Kammer besaß ursprünglich drei Wandsteinpaare an den Langseiten, einen Abschlussstein an der westlichen Schmalseite und wahrscheinlich drei Decksteine. Der Abschlussstein und drei Wandsteine stehen noch in situ. der östliche Wandstein der Nordseite fehlt. Der östliche Wandstein der Südseite ist nach außen und der mittlere nach innen umgekippt. Die Decksteine fehlen. Die östliche Schmalseite ist offen. Vermutlich lag hier der Zugang zur Kammer.

#### Grab DÖN 10

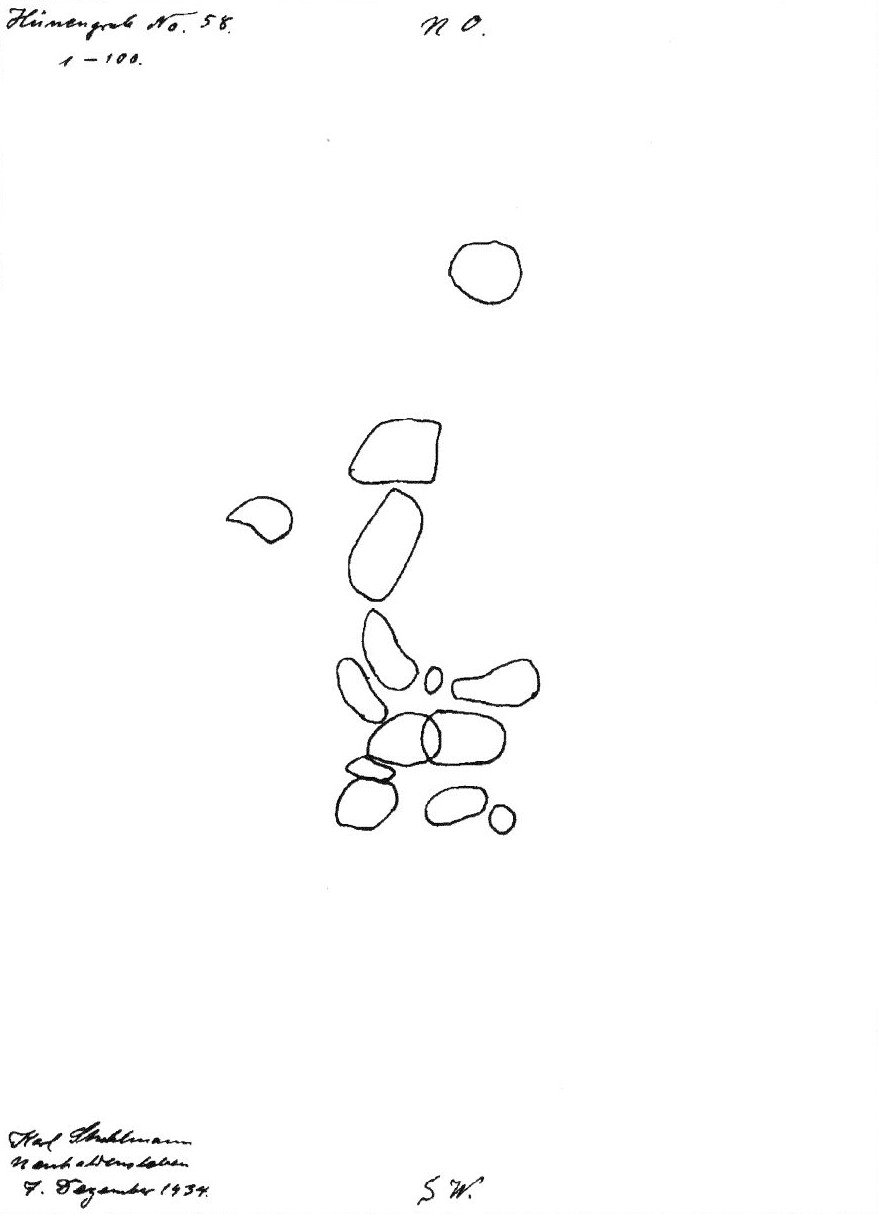
Grundriss des Grabes DÖN 10 nach Stuhlmann

Diese Anlage liegt auf ebenem Grund und besitzt ein ost-westlich orientiertes Hünenbett mit einer Länge von 10 m. Die Hügelschüttung hat noch eine Höhe von 0,1 m. Eine steinerne Umfassung konnte nicht festgestellt werden. Bei der Grabkammer handelt es sich um ein ostnordost-westsüdwestlich orientiertes Ganggrab mit einem rechteckigen Grundriss. Die Länge beträgt innen 9,8 m und die Breite innen 1,2 m. Es sind noch sechs Wand- und/oder Abschlusssteine sowie drei von ursprünglich vier Decksteinen erhalten. Die genaue Lage des Zugangs ist unklar. Die Anlage wurde möglicherweise nicht vollendet.

#### Grab DÖN 11
Dieses schlecht erhaltene Grab liegt leicht erhöht und besitzt ein nordost-südwestlich orientiertes Hünenbett mit einer Länge von 8 m und einer Breite von 6 m. Die Hügelschüttung hat noch eine Höhe von 0,4 m. Von der Umfassung sind noch acht Steine erhalten. Bei der Grabkammer handelt es sich um einen erweiterten Dolmen mit polygonalem Grundriss. Die Länge beträgt innen 2,6 m und die Breite innen 1,4 m. Es sind fünf Wandsteine erhalten, die Decksteine fehlen. Die Position des Zugangs ist unklar. Möglicherweise lag er an der Nordseite, dies kann aber nur aus dem Fehlen von Kammersteinen und Keramikfunden bei der Grabung von 2015 an dieser Stelle geschlossen werden.

Grab DÖN 11
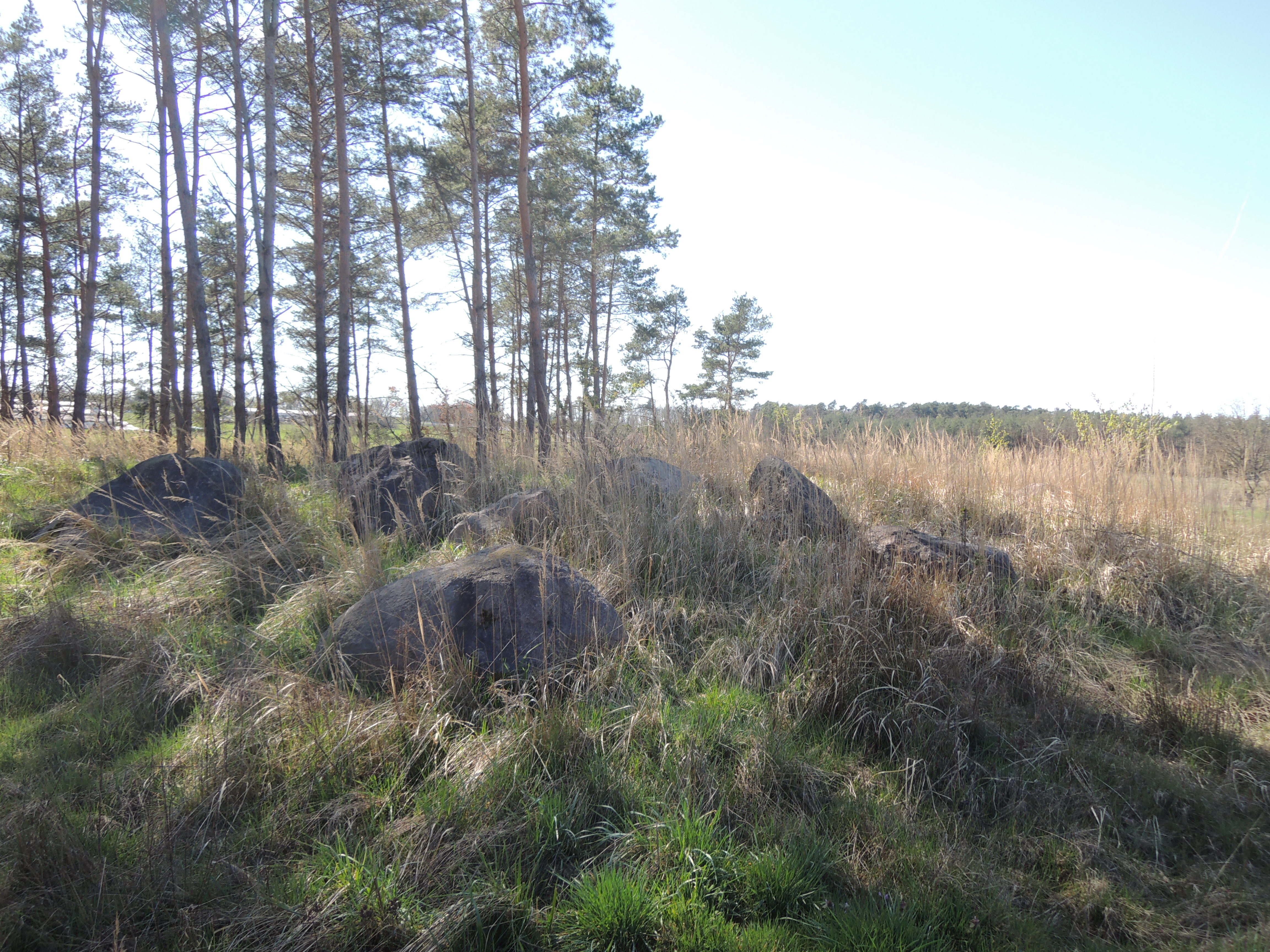
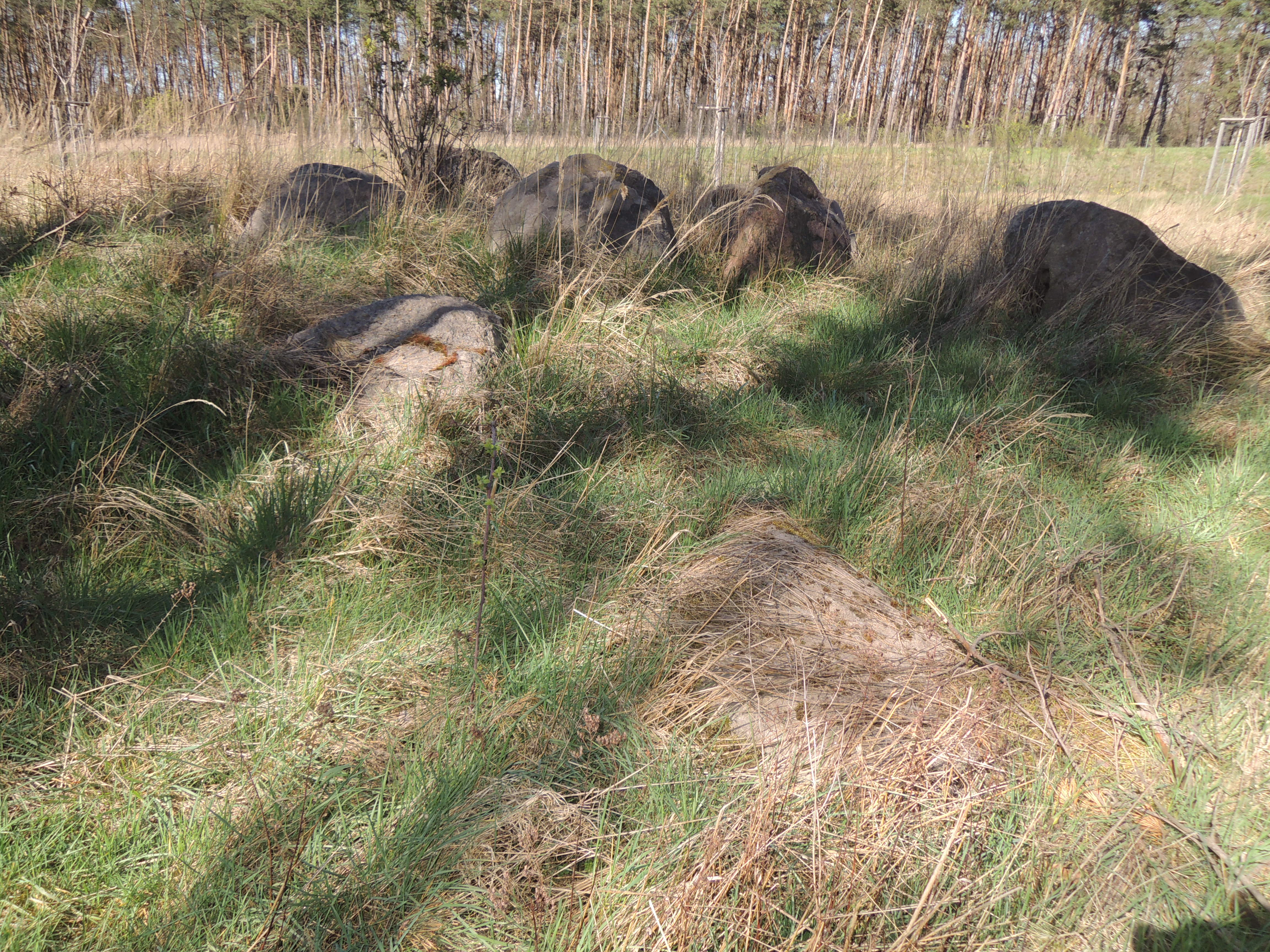
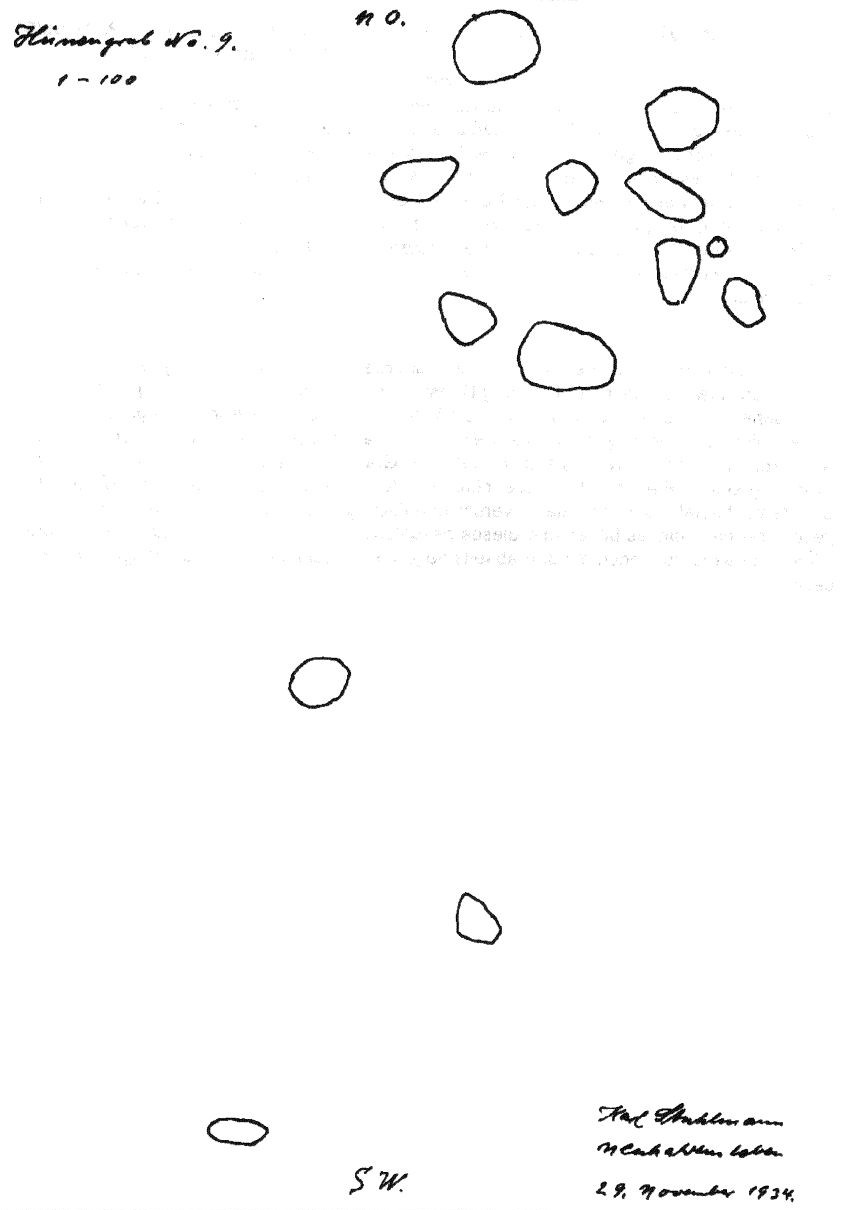
Grundriss nach Stuhlmann

#### Grab DÖN 13
Diese Anlage liegt auf einer leichten Anhöhe und ist ostnordost-westsüdwestlich orientiert. Eine steinerne Umfassung konnte nicht festgestellt werden. Von der Kammer sind noch der östliche Abschlussstein sowie zwei Wandsteine an der nördlichen und drei an der südlichen Langseite erhalten. Weitere Steine (Pflaster?) liegen im inneren der Kammer. Westlich der Kammer liegt ein Stein, der sich nicht sicher zuordnen lässt. Zu den Maßen der Anlage liegen keine Angaben vor. Der Grabtyp lässt sich nicht bestimmen.

#### Grab DÖN 14

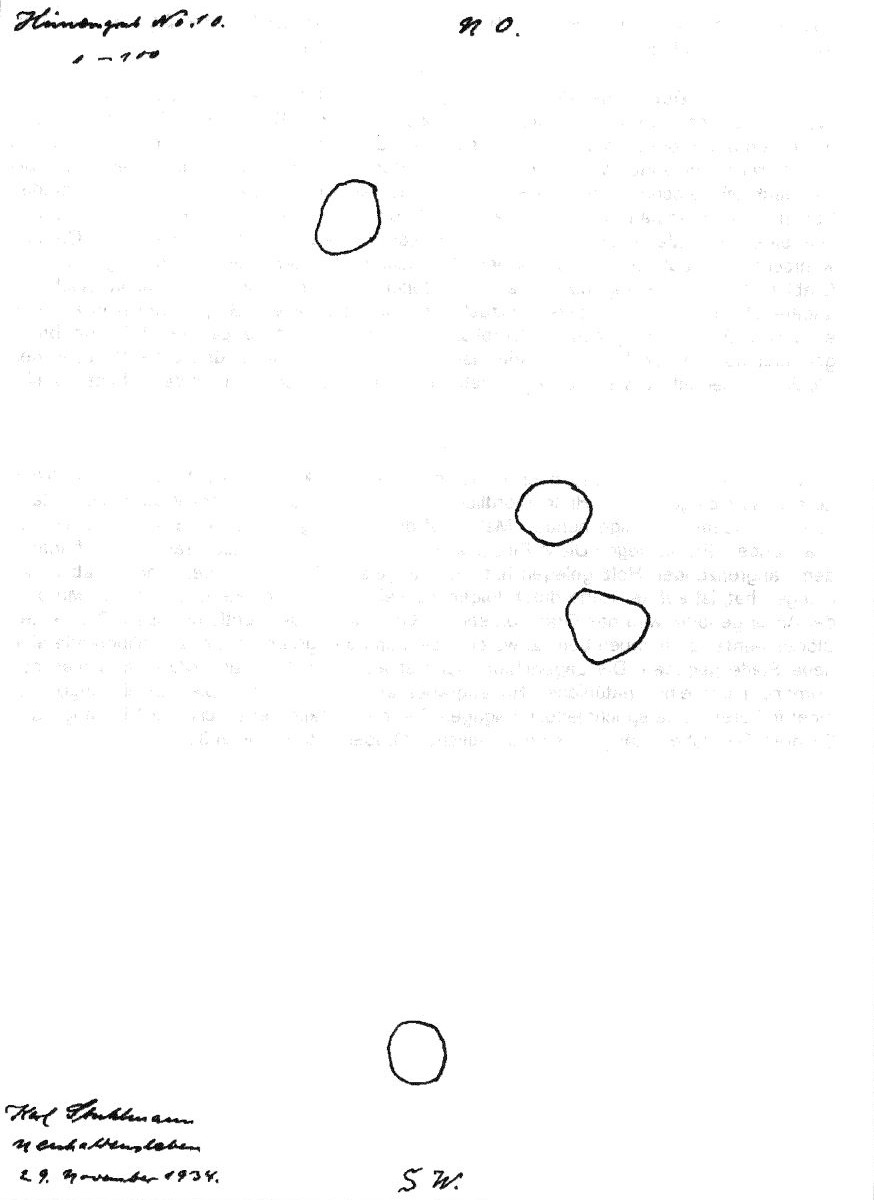
Grundriss des Grabes DÖN 14 nach Stuhlmann

Von diesem Grab sind nur noch vier Steine erhalten, die sich nicht sicher zuordnen lassen. Zur Ausrichtung und den Maßen der Anlage liegen keine Angaben vor. Der Grabtyp ist nicht bestimmbar.

#### Grab DÖN 19
Von diesem Grab sind nur noch sieben Steine erhalten, die sich nicht sicher zuordnen lassen. Zur Ausrichtung und den Maßen der Anlage liegen keine Angaben vor. Der Grabtyp ist nicht bestimmbar.

#### Grab EMD 12
Diese gut erhaltene Anlage besitzt ein ost-westlich orientiertes Hünenbett mit einer Länge von 20 m und einer Breite von 7,5 m. Die Hügelschüttung hat noch eine Höhe von 0,5 m. Von der Umfassung sind noch mehrere Steine erhalten. Sie umschließt nicht den gesamten Hügel, sondern hat nur eine Länge von 7,5 m. Bei der Grabkammer handelt es sich um ein ost-westlich orientiertes Ganggrab mit rechteckigem Grundriss. Ihre Länge beträgt innen 6 m und ihre Breite innen 1,6 m. Es sind neun Wand- und/oder Abschlusssteine sowie ein Deckstein erhalten. Die genaue Position des Zugangs ist unklar.

Grab EMD 12
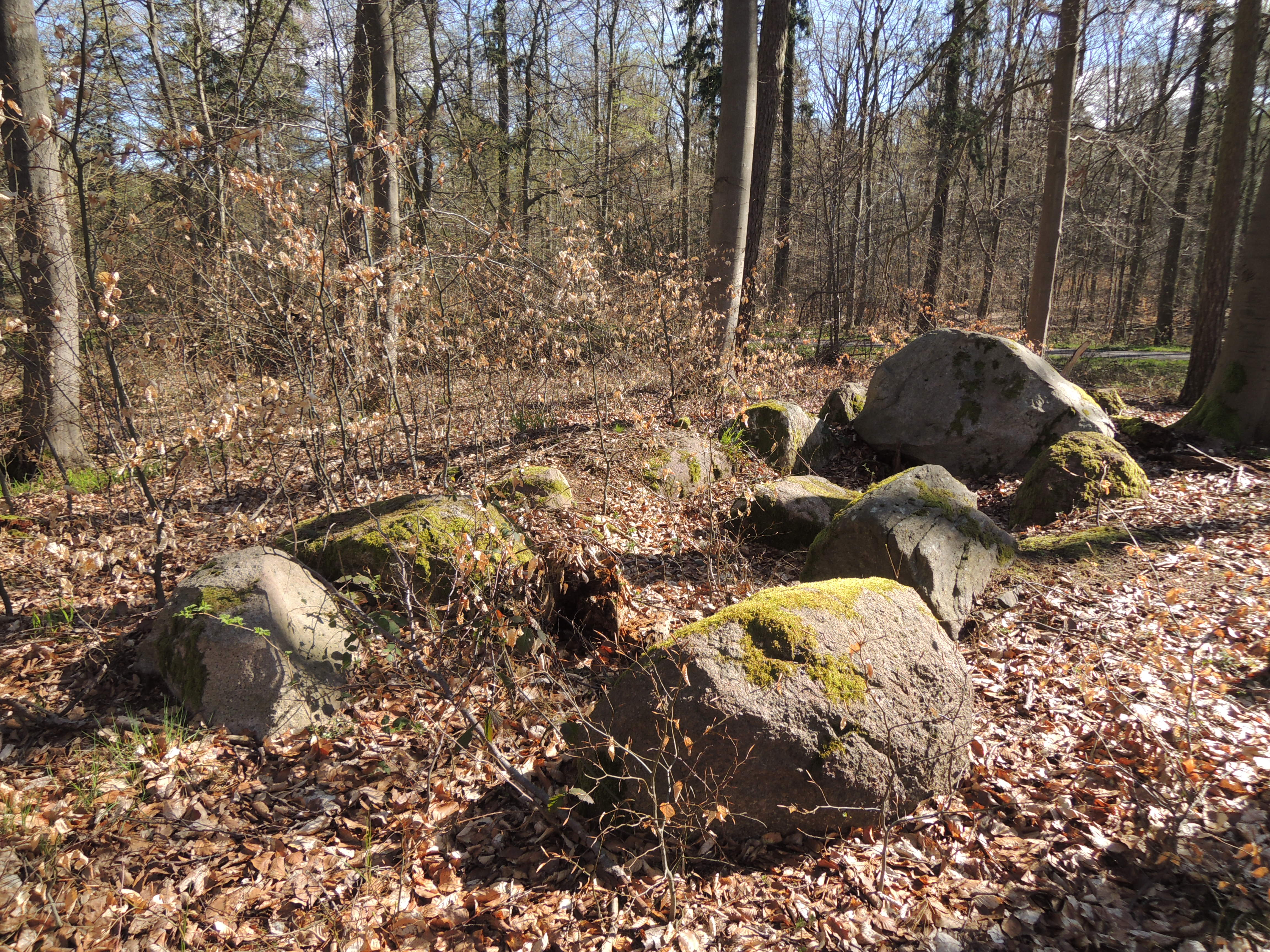
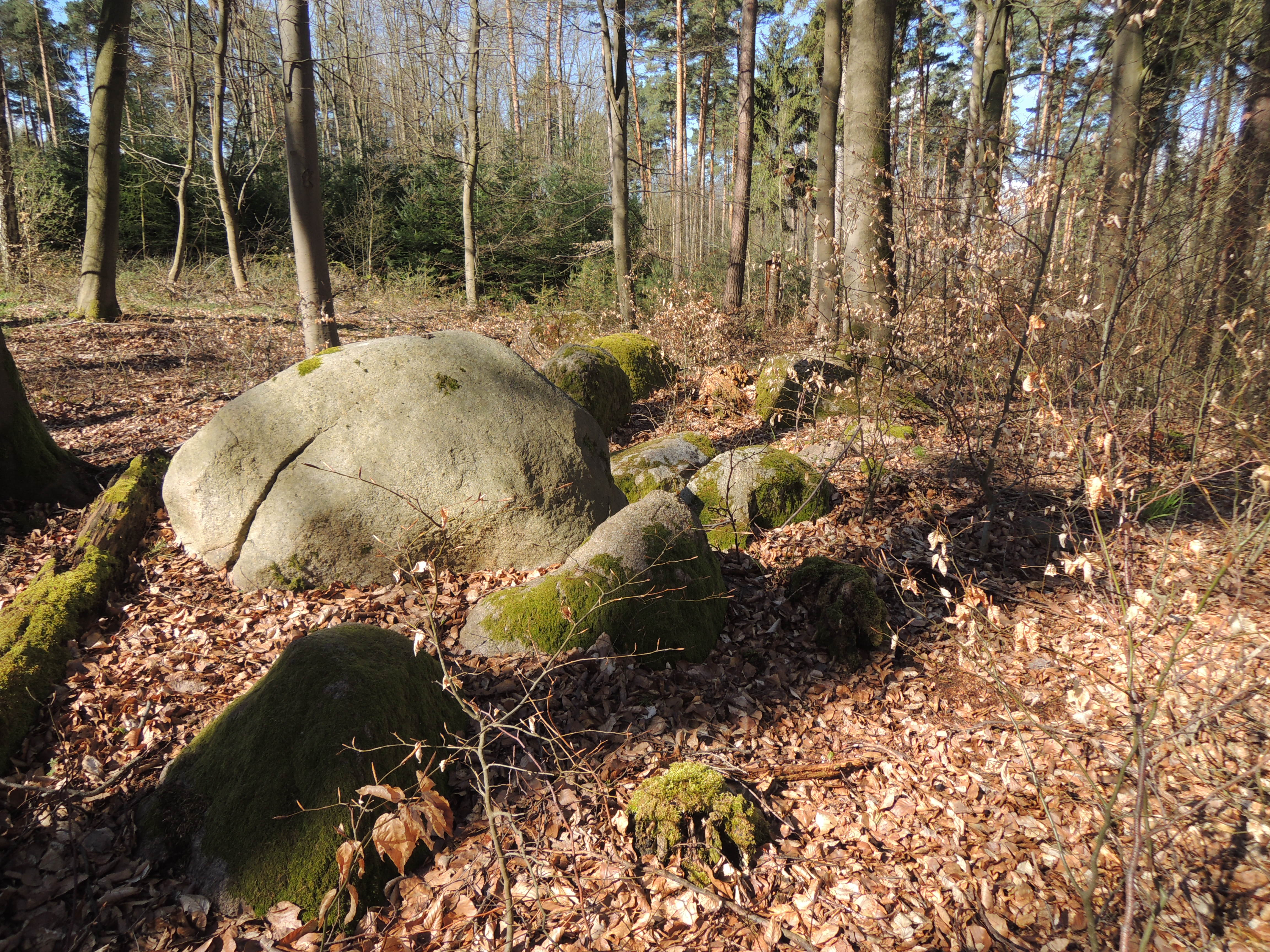

#### Grab EMD 44
Der Erhaltungszustand dieses Grabes ist schlecht. Ein einzelner Stein, möglicherweise ein Deckstein, ist noch erkennbar. Rinne und Lindemann konnten es nicht auffinden. Zur Orientierung, zu den Maßen und zum Grabtyp liegen keine Informationen vor.
26.03.2024, der Stein ist mittlerweile von den Brombeeren so überwachsen, dass er nicht mehr zu sehen ist.

Grab EMD 44
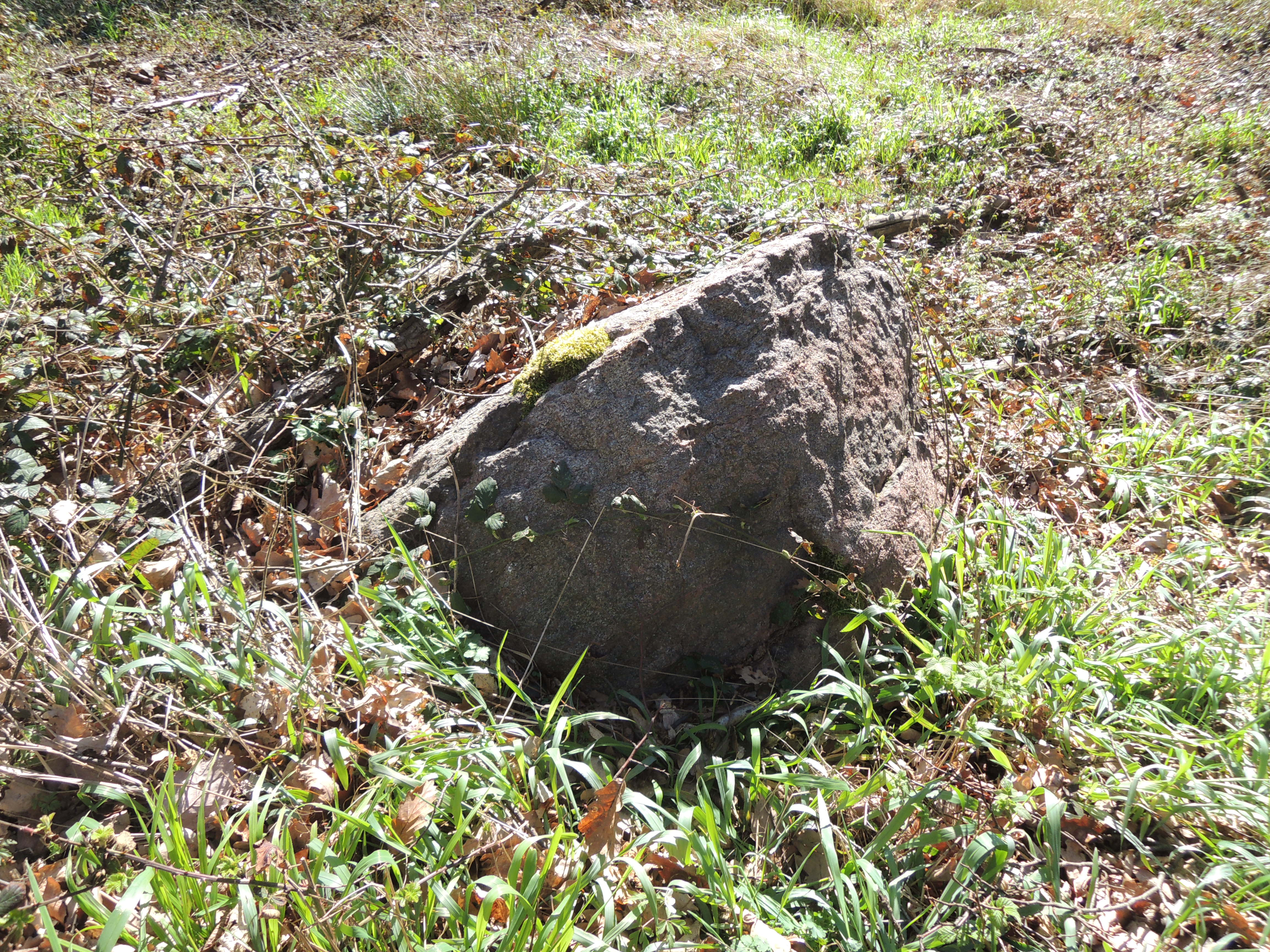
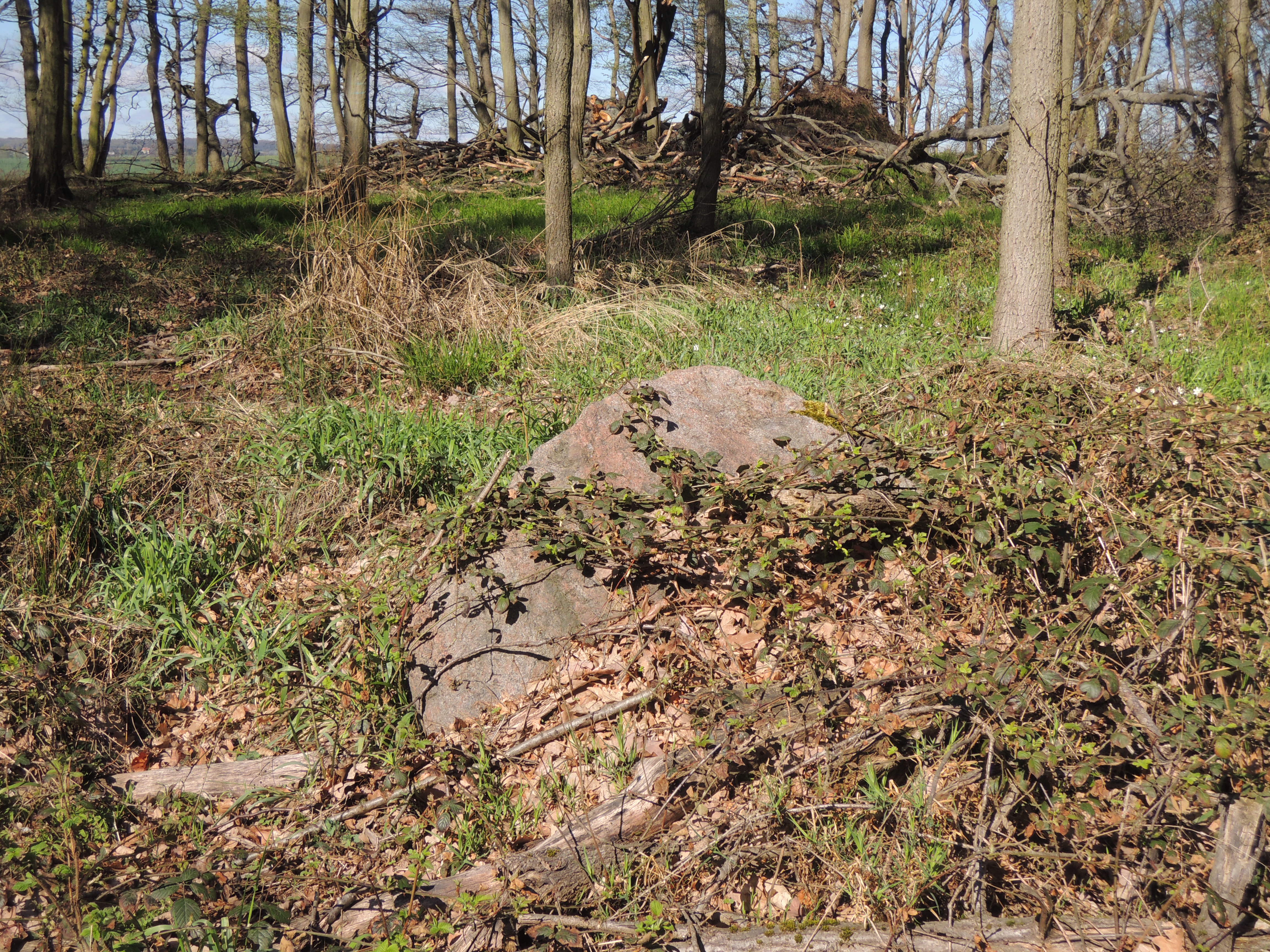

#### Grab EMD 45
Der Erhaltungszustand dieses Grabes ist schlecht. Drei Steine sind noch erkennbar, darunter vermutlich ein Deckstein. Rinne und Lindemann konnten es nicht auffinden. Zur Orientierung, zu den Maßen und zum Grabtyp liegen keine Informationen vor.

Grab EMD 45
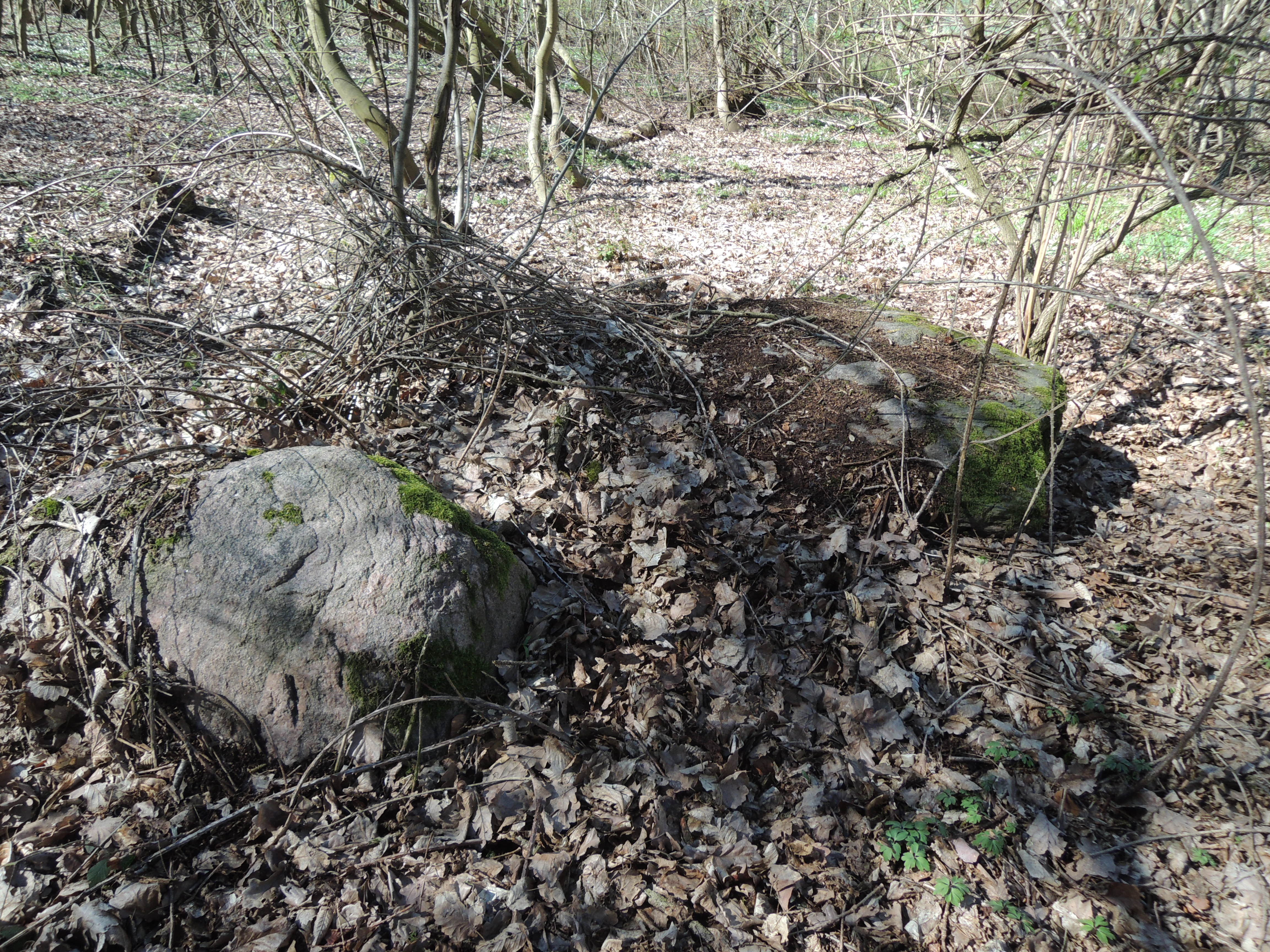
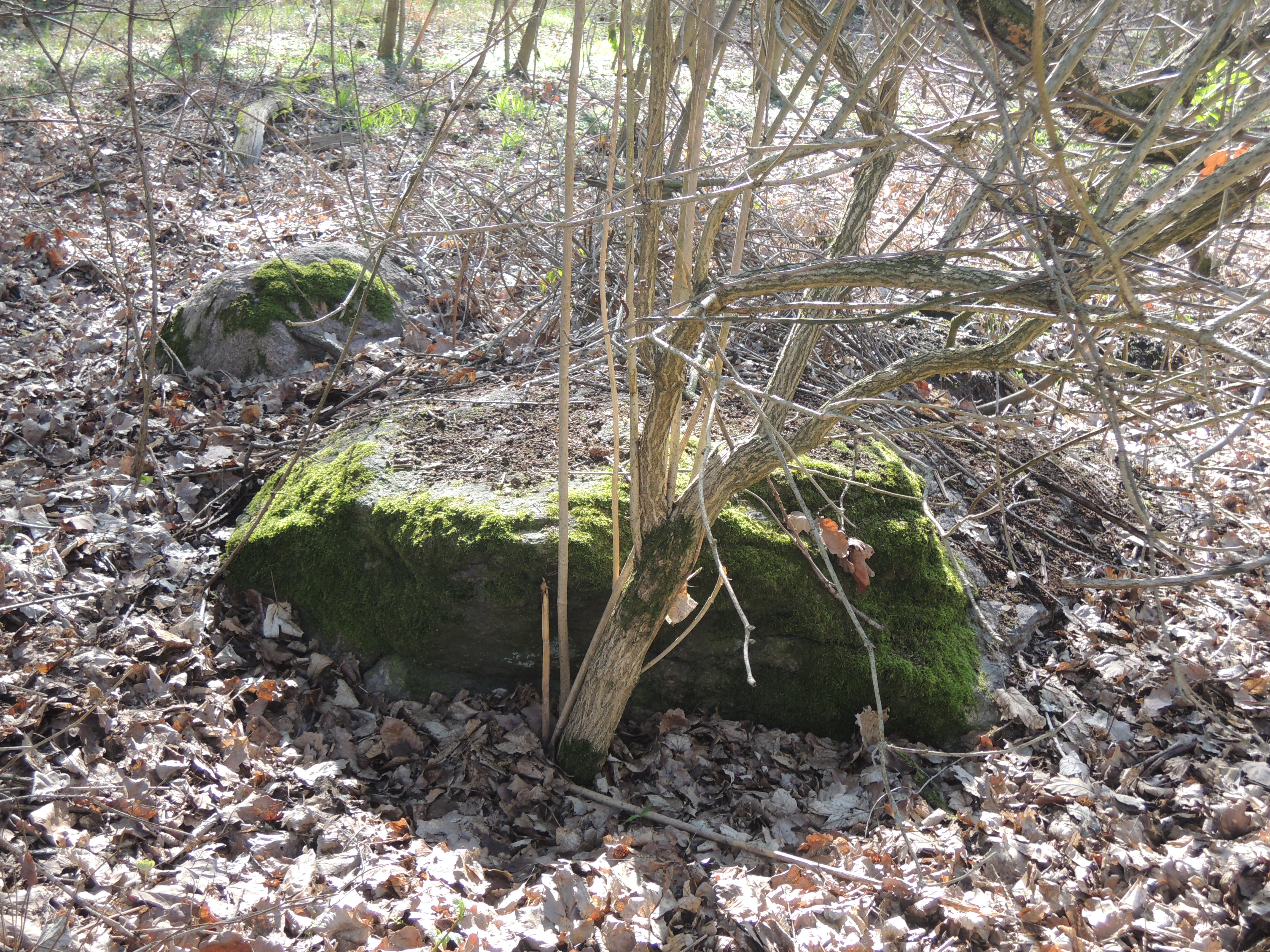

#### Grab NHA 9
Diese schlecht erhaltene Anlage liegt leicht erhöht. Es sind nur noch fünf Steine erhalten, die sich nicht sicher zuordnen lassen. Zur Ausrichtung und den Maßen der Anlage liegen keine Angaben vor. Der Grabtyp ist nicht bestimmbar.

Grab NHA 9
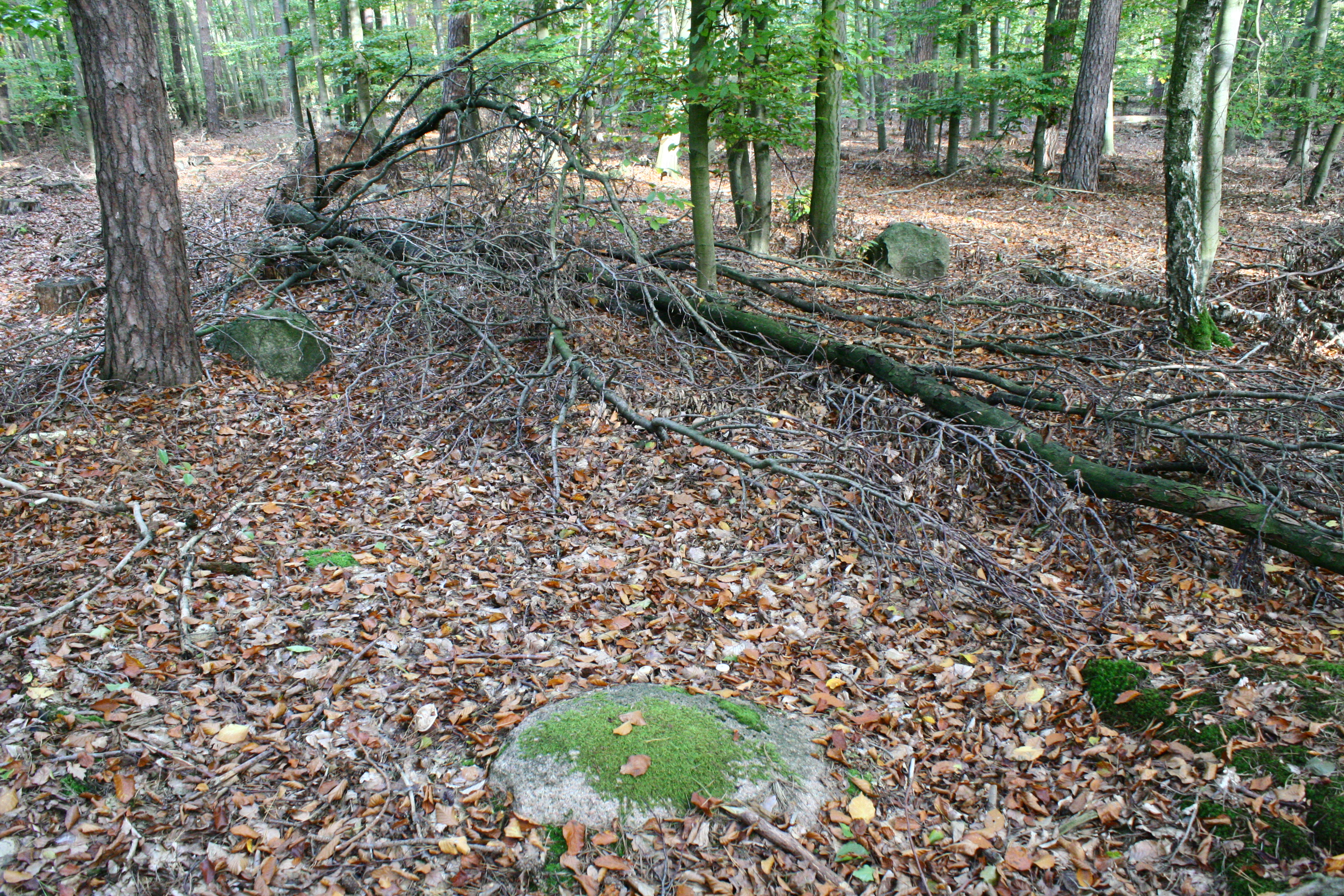
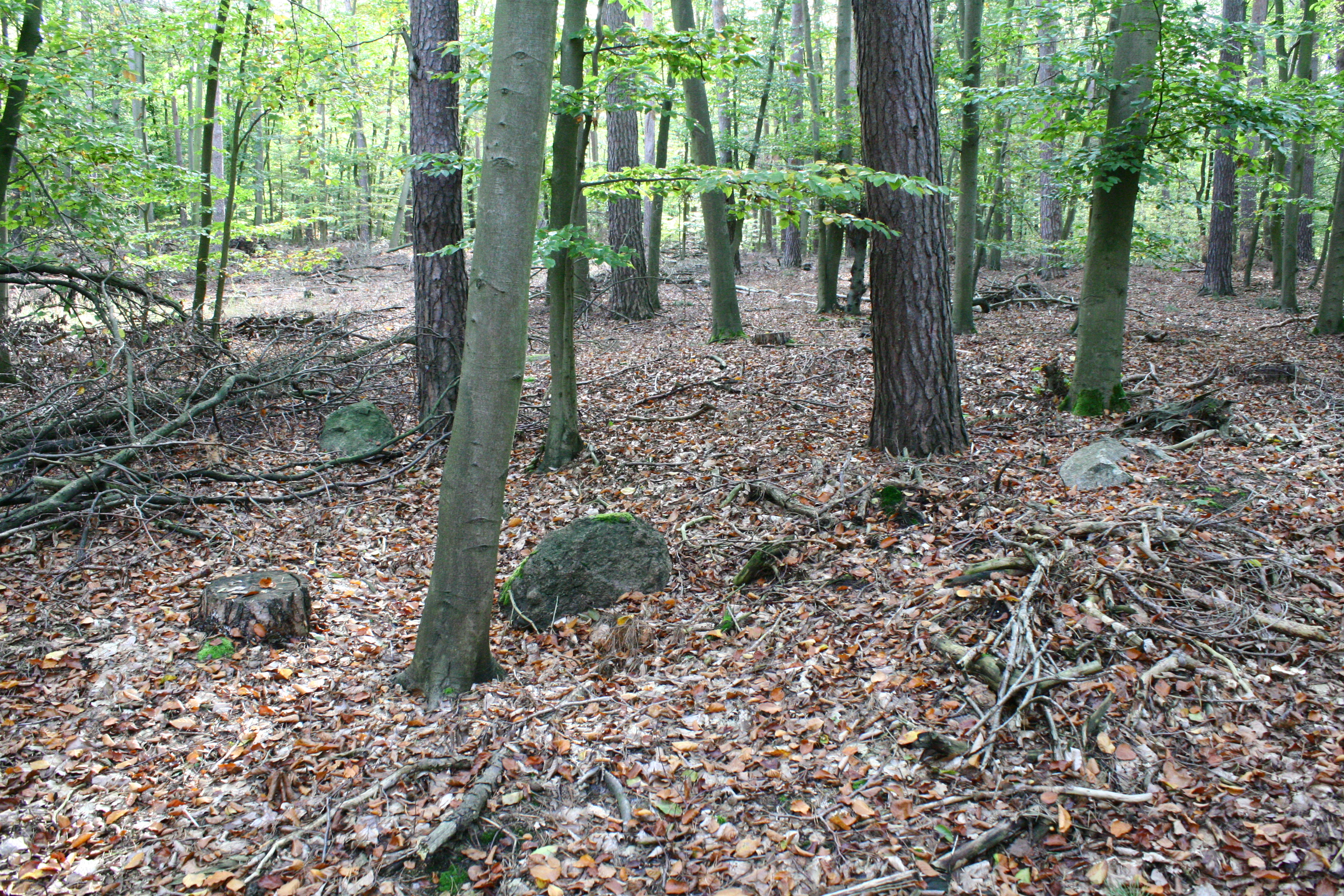
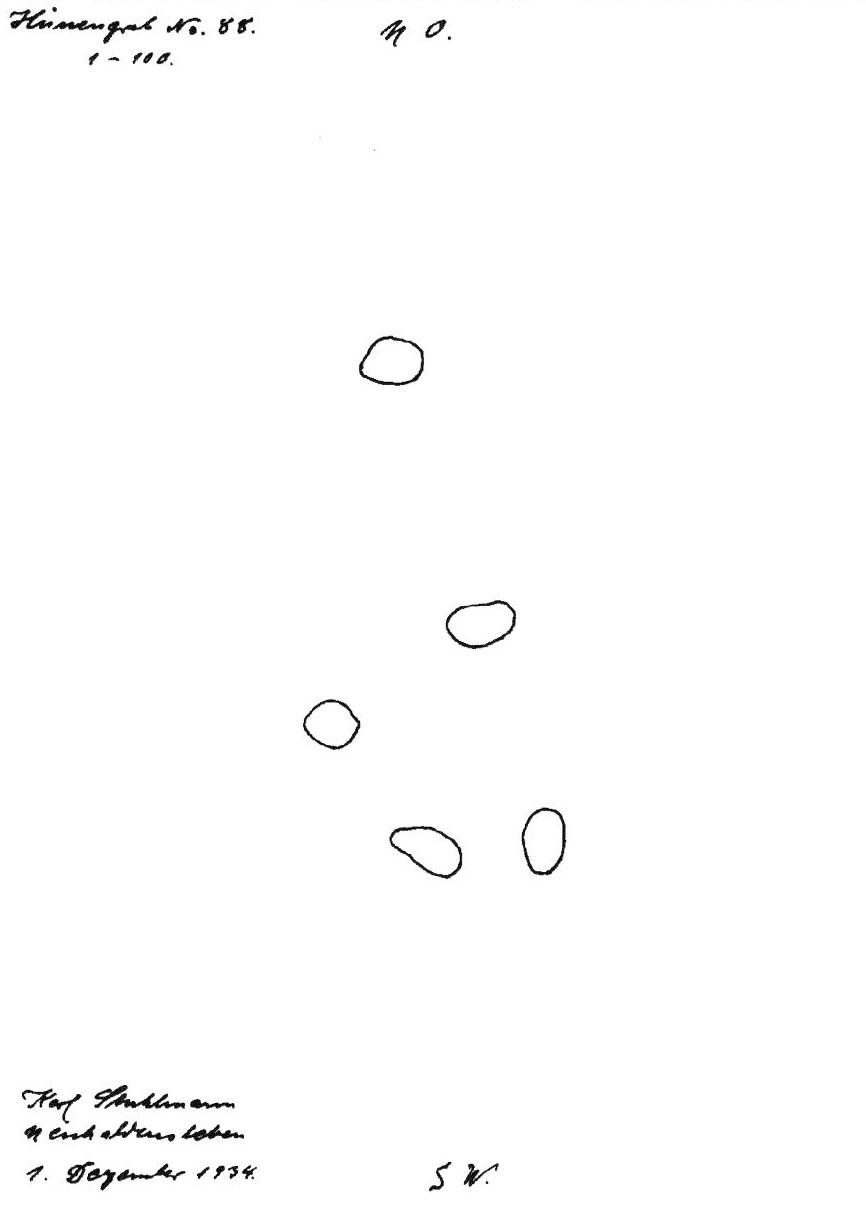
Grundriss nach Stuhlmann

#### Grab AHA 9
Dieses Grab liegt leicht erhöht und besitzt ein ost-westlich orientiertes Hünenbett mit einer Länge von 8 m und einer Breite von 4 m. Die Hügelschüttung hat noch eine Höhe von 0,3 m. Eine steinerne Umfassung konnte nicht festgestellt werden. Die Grabkammer ist ost-westlich orientiert. Sie hat innen eine Länge von 6,6 m. Sie besaß ursprünglich vielleicht sechs Wandsteinpaare an den Langseiten und sechs Decksteine. Erhalten sind noch drei Wand- und drei Decksteine. Der genaue Grabtyp ist unbekannt.

#### Grab AHA 10 („Teufelsküche“)
Die „Teufelsküche“ liegt leicht erhöht und ist ost-westlich orientiert. Ein Hünenbett oder eine steinerne Umfassung konnten nicht festgestellt werden. Bei der Grabkammer handelt es sich um einen erweiterten Dolmen mit rechteckigem Grundriss. Die Länge beträgt außen 6,2 m und innen 3,7 m, die Breite außen 3,3 m und innen zwischen 1,42 m und 1,5 m. Es sind noch die beiden Abschlusssteine an den Schmalseiten, vier Wandsteine an der nördlichen und zwei an der südlichen Wandseite erhalten. In der Mitte der Südseite fehlen ein oder zwei Steine. Die beiden Decksteine sind noch erhalten. Der Zugang zur Kammer befindet sich an der Südostecke. Diesem ist noch ein einzelner Gangstein vorgelagert. Das Grab wurde 1992 rekonstruiert. 1950 wurde in der Nähe ein Steinbeil gefunden.

Grab AHA 10 („Teufelsküche“)
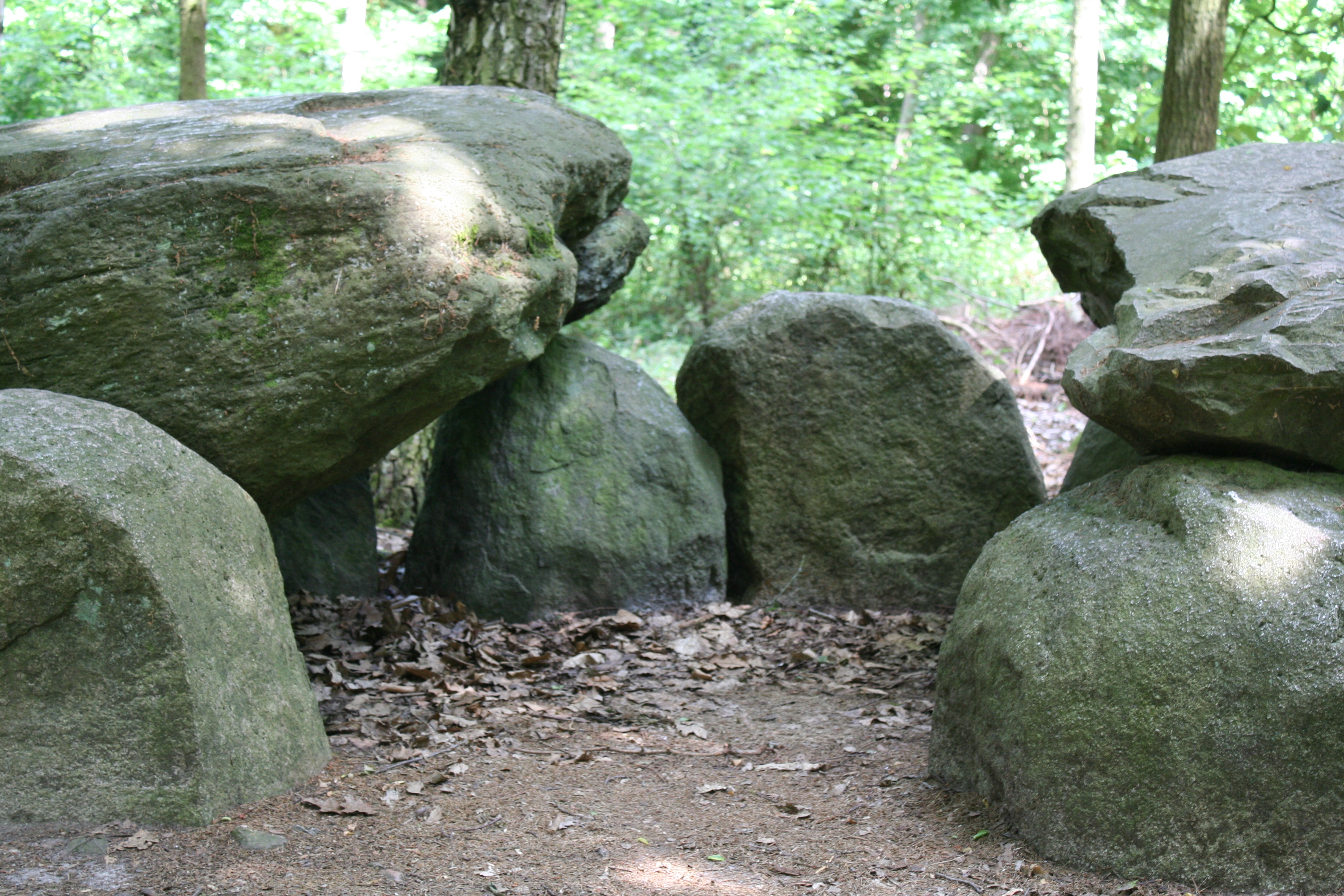
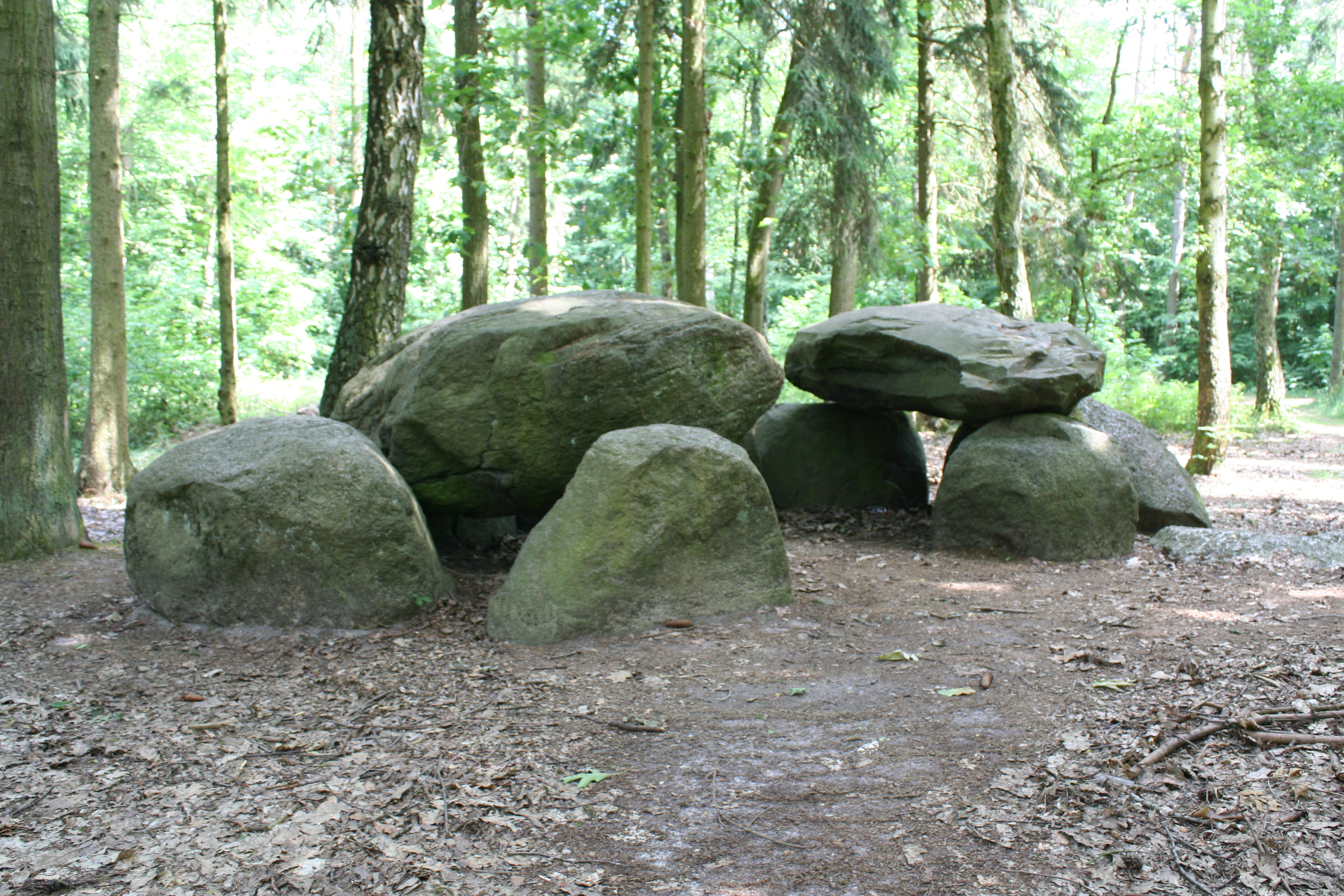
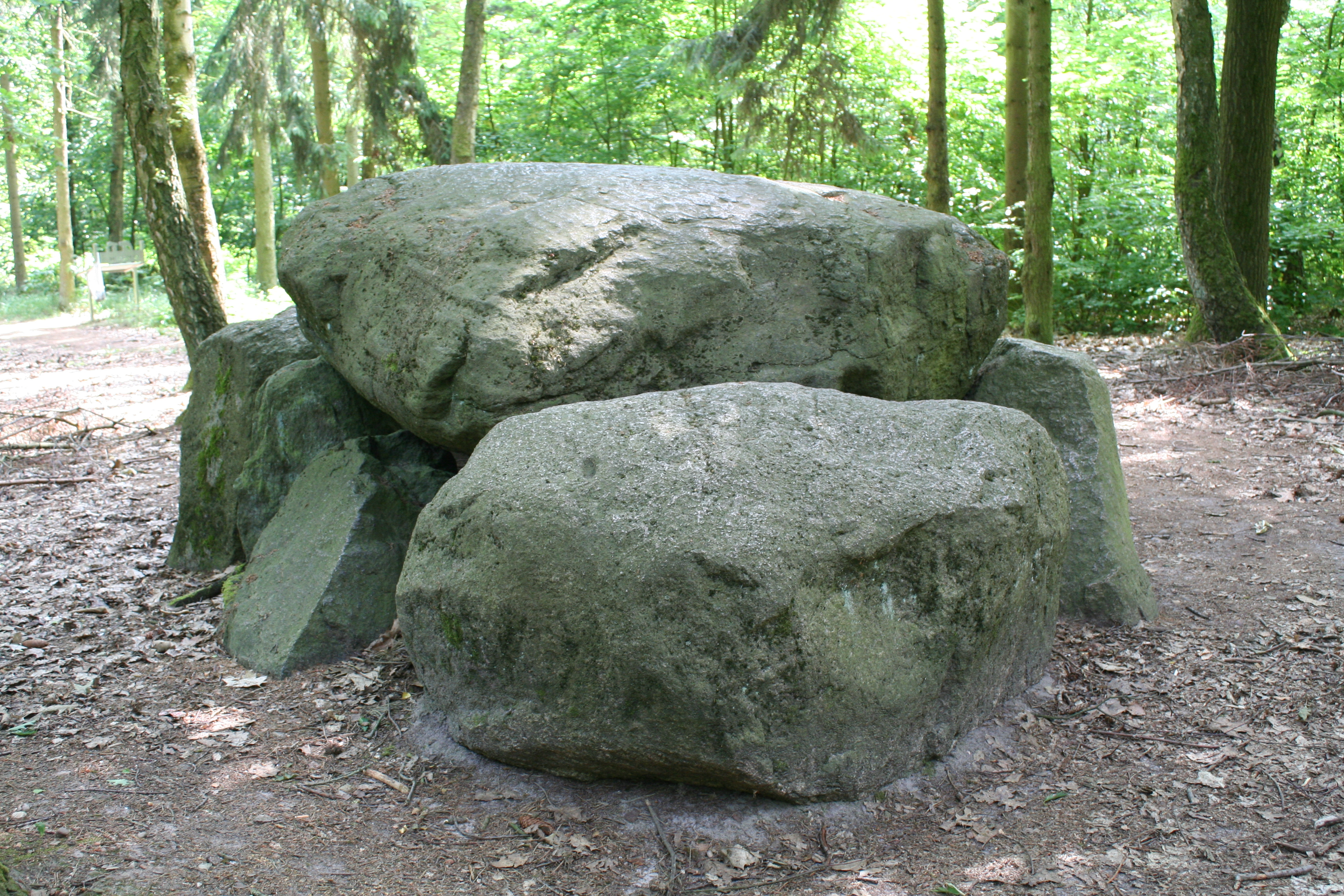
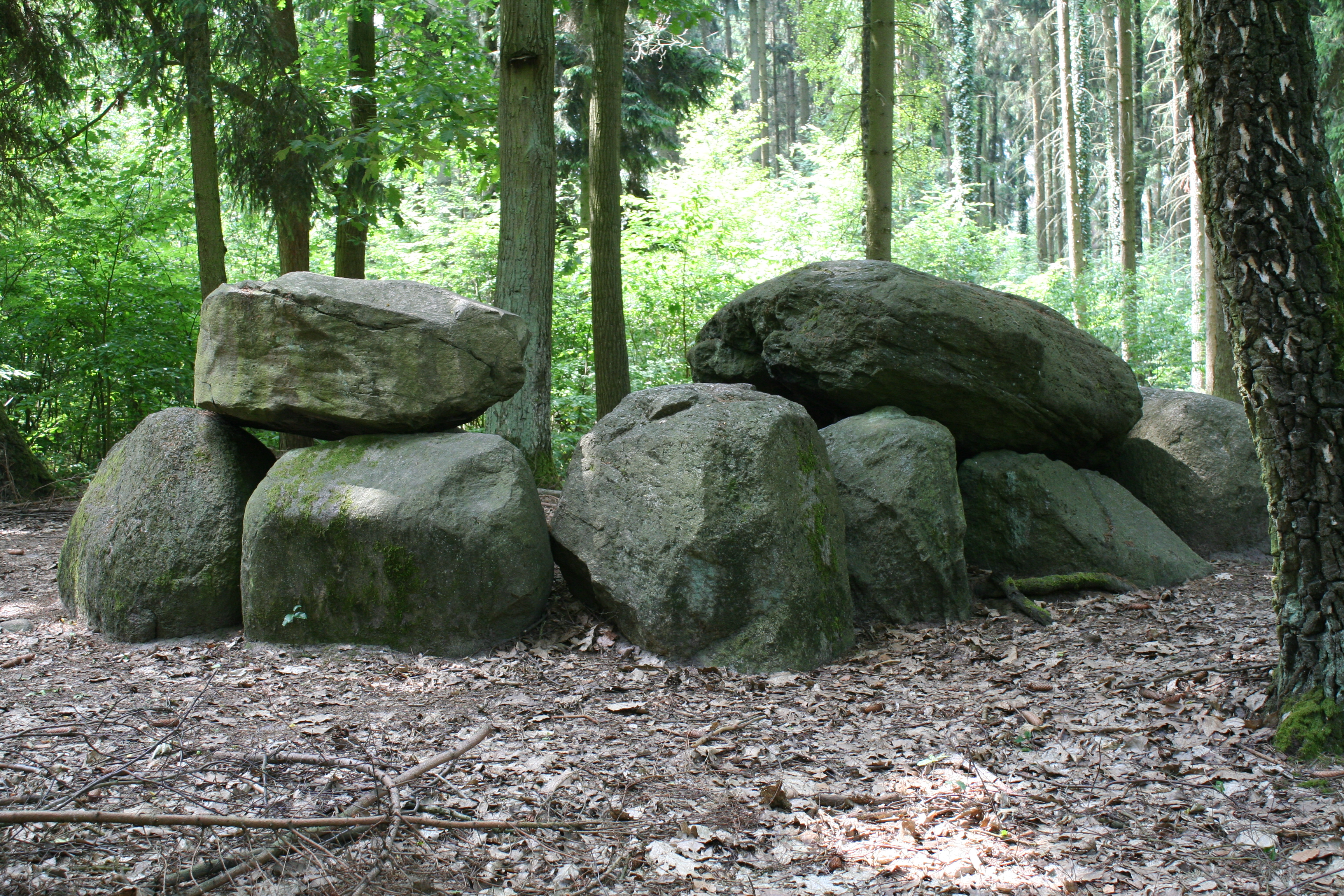
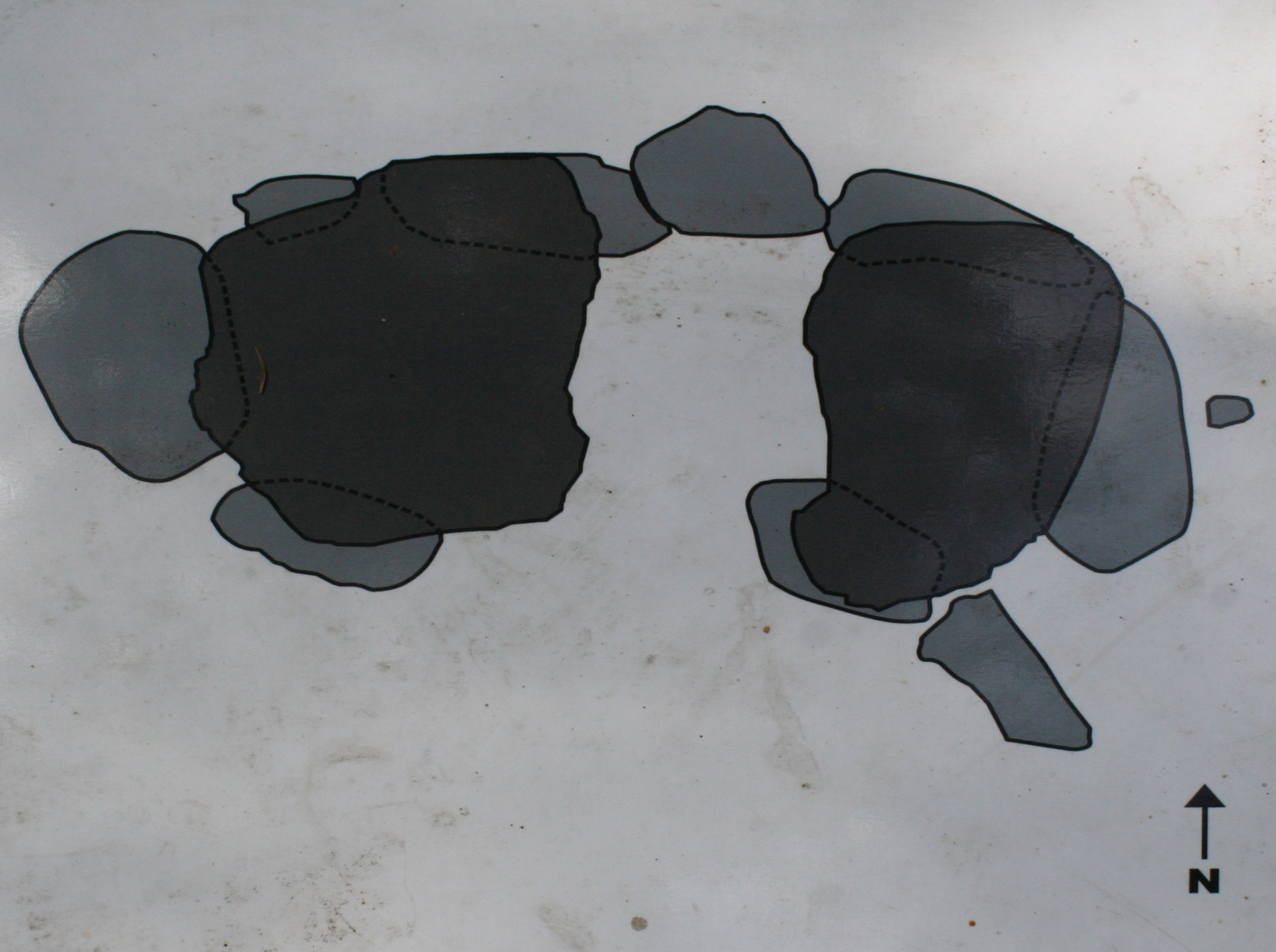
Grundriss

#### Grab AHA 11
Dieses schlecht erhaltene Grab liegt auf ebenem Grund und ist süddsüdost-nordnordwestlich orientiert. Maße und Form des Hünenbetts lassen sich nicht sicher bestimmen. Insgesamt sind neun Steine vorhanden. Bei zwei Steinen handelt es sich um wahrscheinlich in situ stehende Wandsteine der Grabkammer, die anderen lassen sich nicht sicher zuordnen und können sowohl zur Kammer als auch zur Umfassung gehören. Die Länge der Kammer beträgt etwa 7 m. Der genaue Grabtyp ist unbekannt.

Grab AHA 11
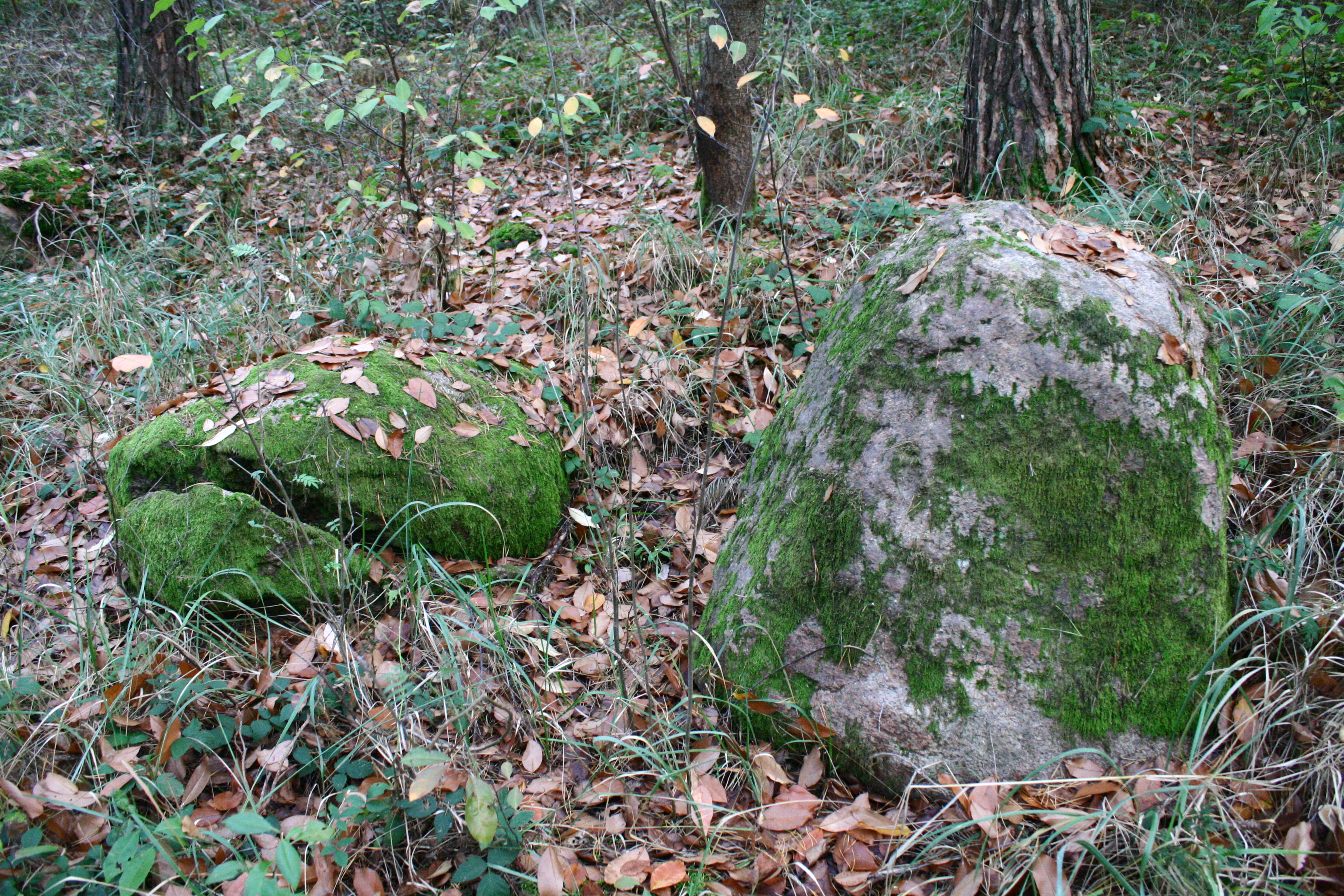
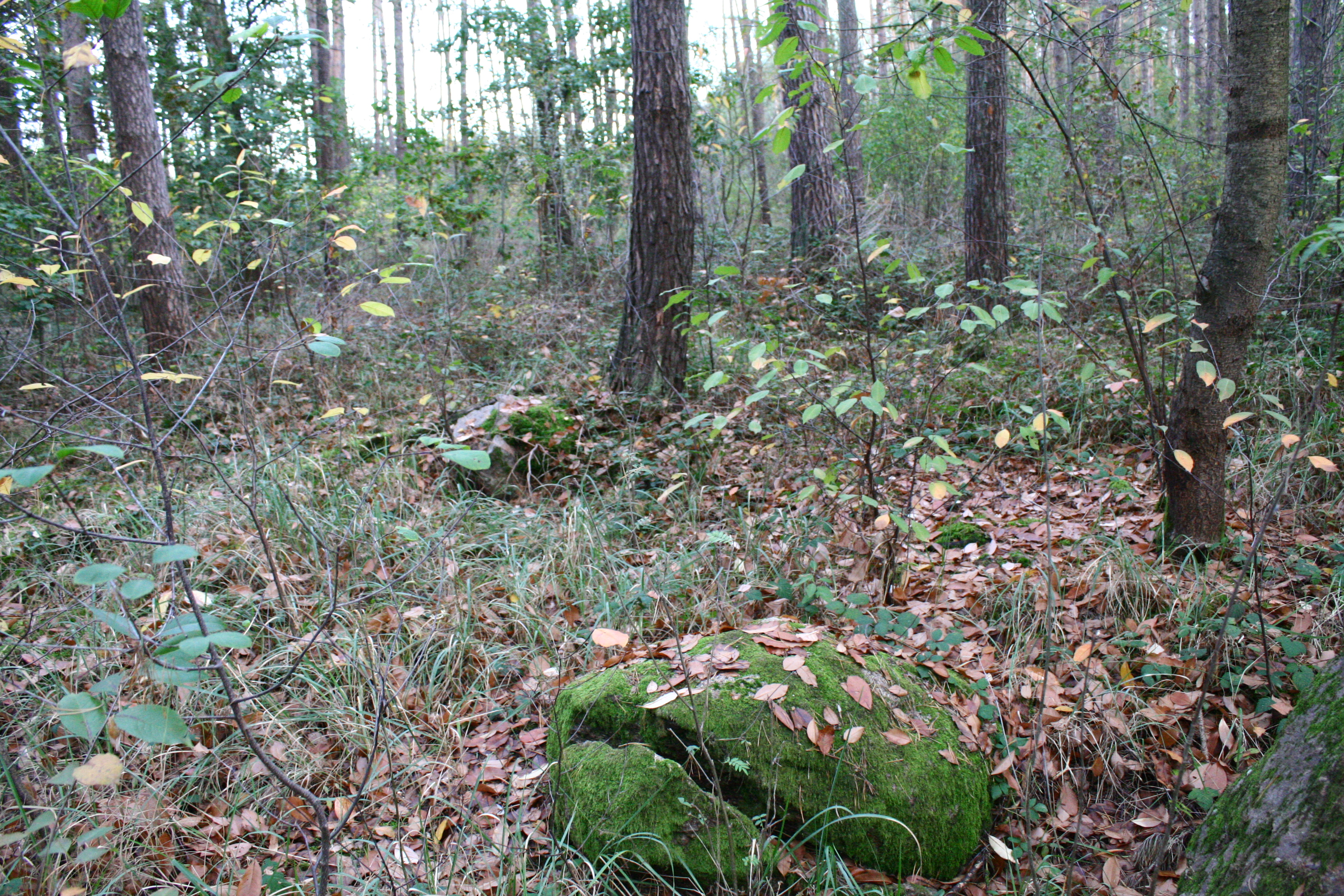
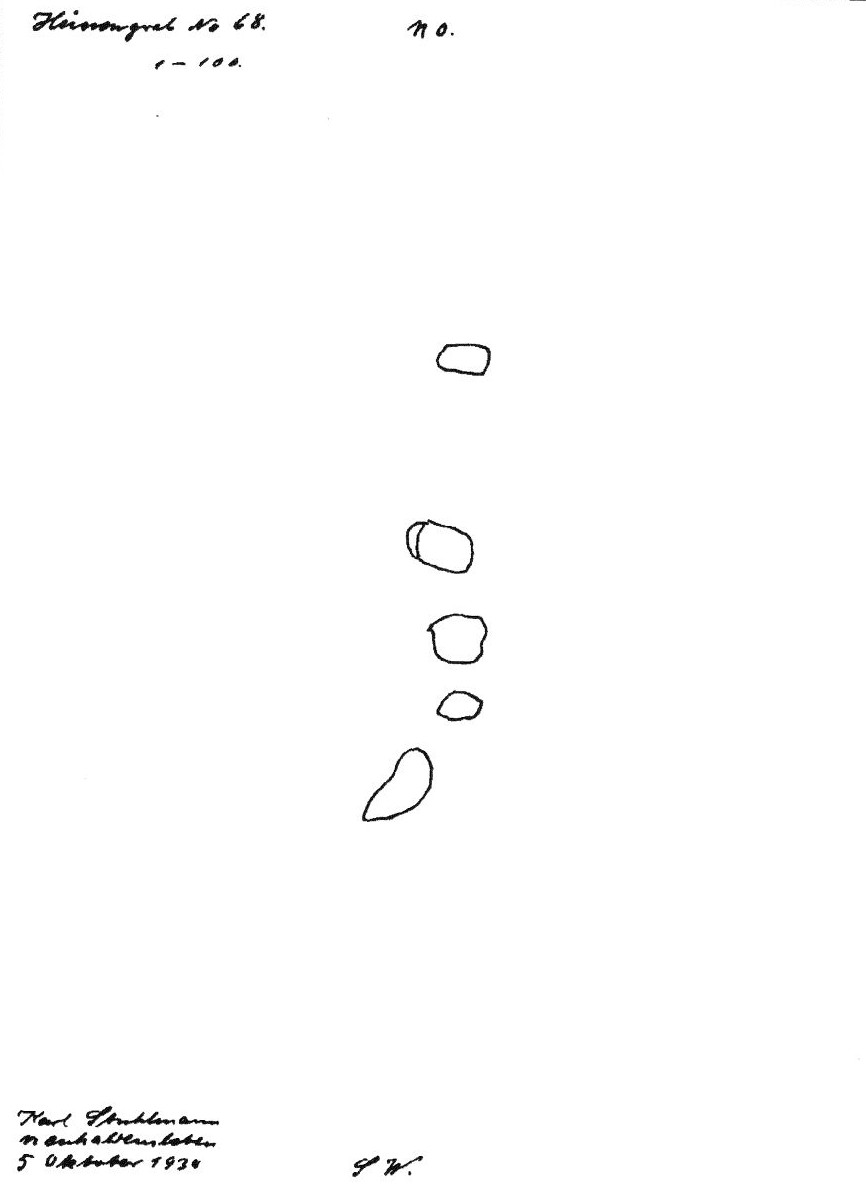
Grundriss nach Stuhlmann

#### Grab AHA 12/13 („Steineiche“)
Das Großsteingrab „Steineiche“ wurde von Blasius irrtümlich als zwei benachbarte Anlagen angesehen, was von späteren Forschern so übernommen wurde. Erst die erneuten Begehungen und Vermessungen durch von Lindemann, Reuter und Rinne zwischen 2010 und 2013 erbrachten Klarheit, dass es sich nur um ein Grab handelt. Es liegt auf ebenem Grund und besitzt ein nordost-südwestlich orientiertes Hünenbett mit einer Länge von 17 m und einer Breite von 8 m. Die Hügelschüttung hat noch eine Höhe von 0,5 m. Von der Umfassung sind noch einige Steine erhalten. Bei der Grabkammer handelt es sich um ein nordost-südwestlich orientiertes Ganggrab. Die Länge beträgt innen 4,6 m und die Breite innen zwischen 1,2 m und 1,4 m. Es sind noch fünf Wand- und zwei Decksteine erhalten.

Grab AHA 12/13 („Steineiche“)
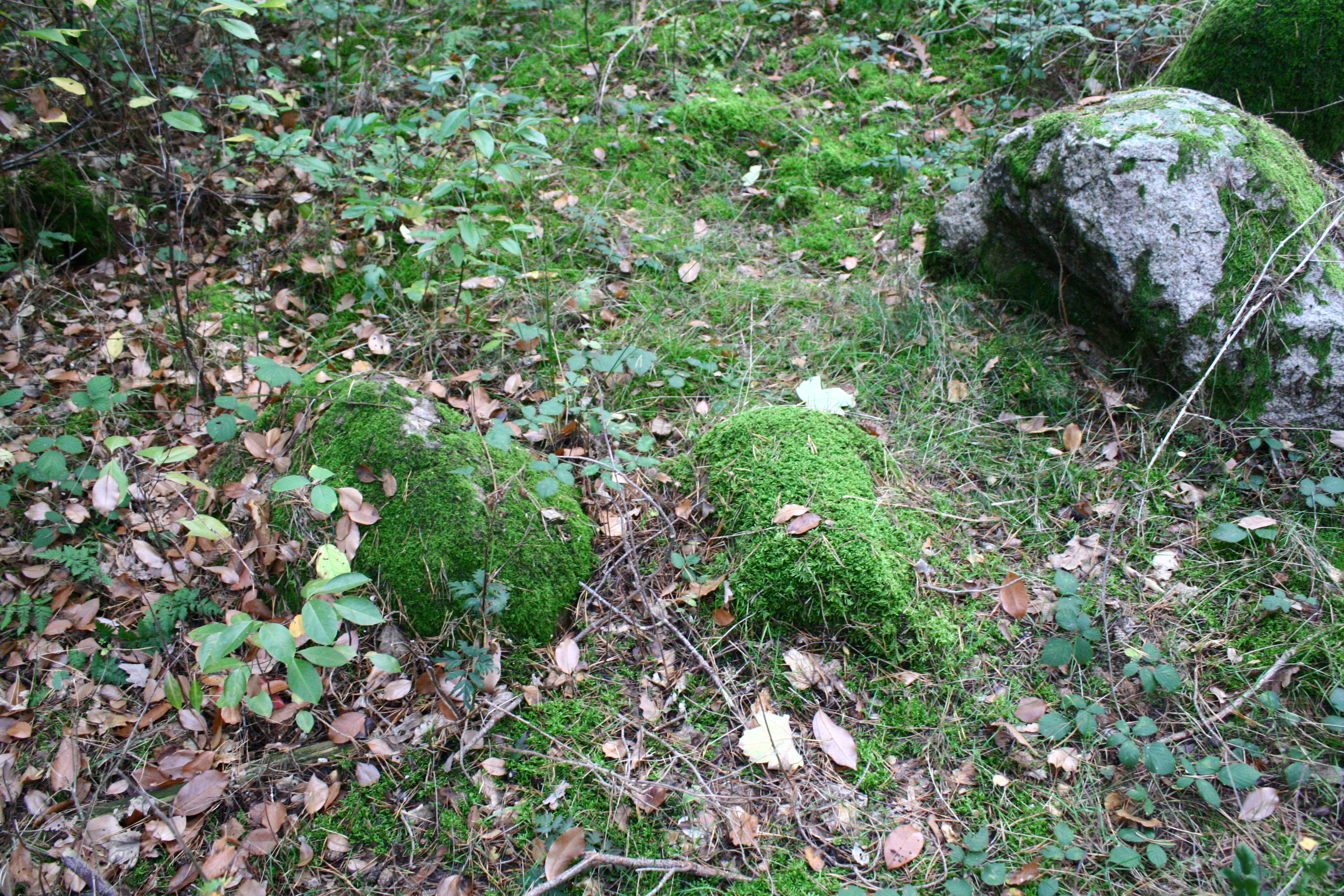
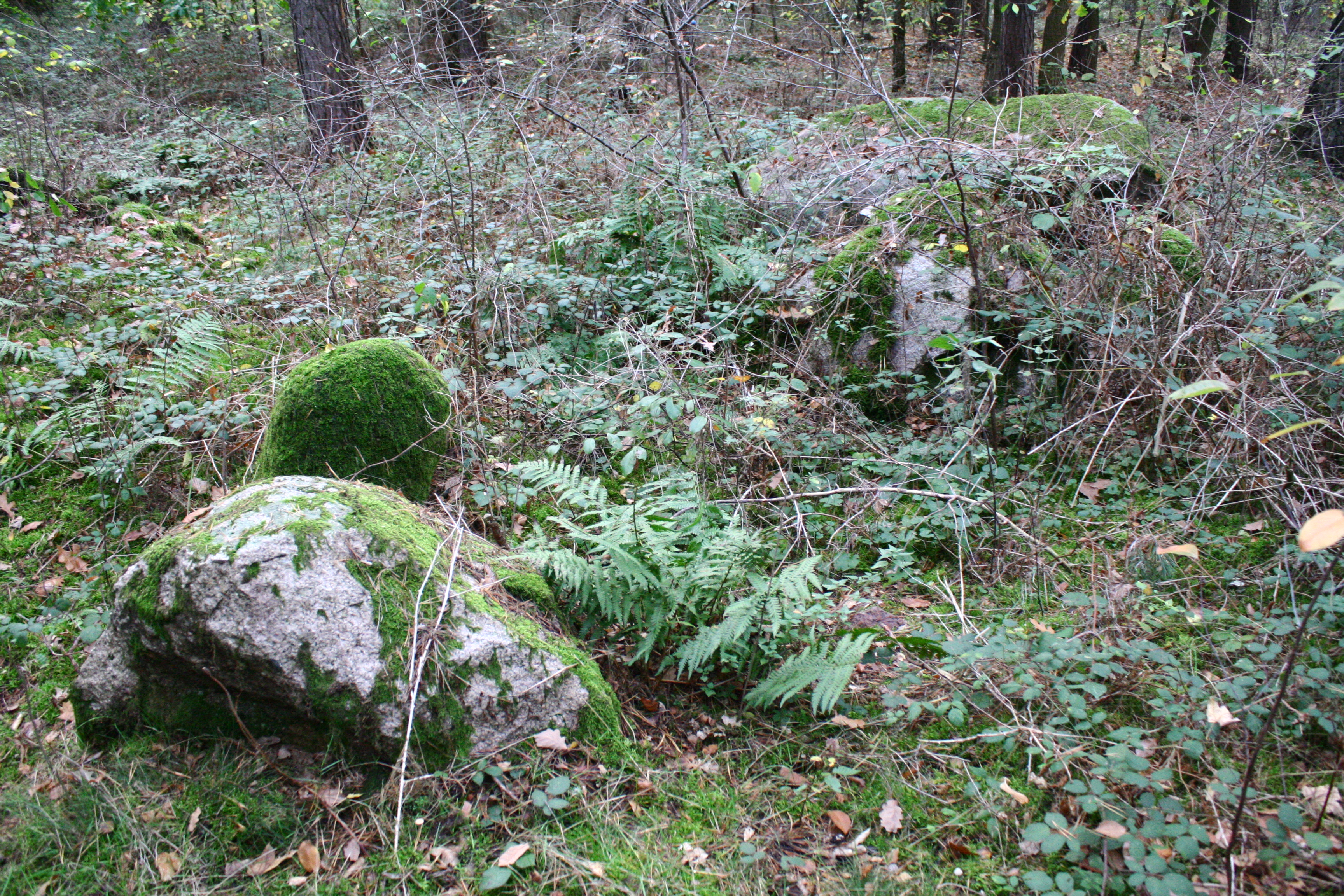
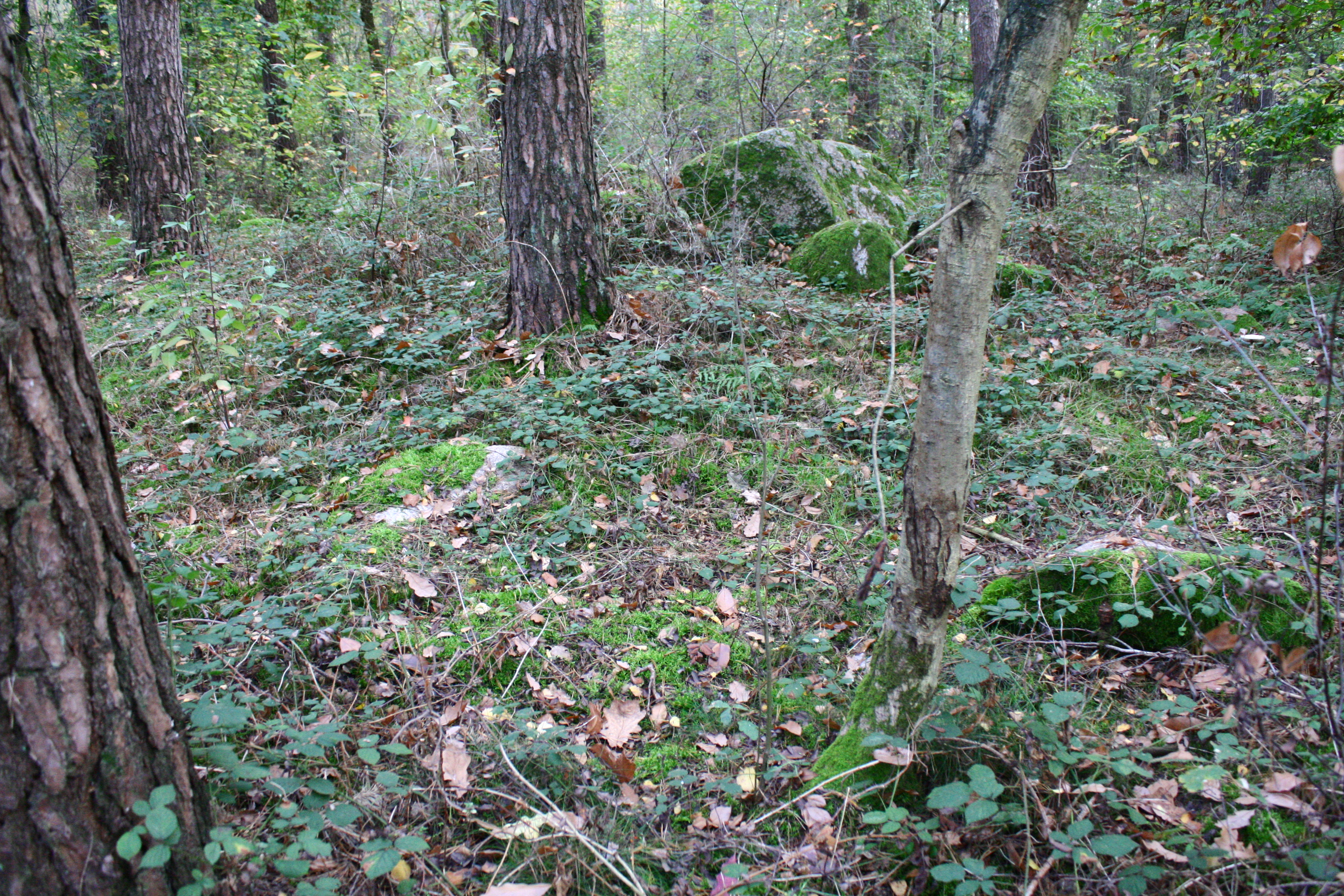
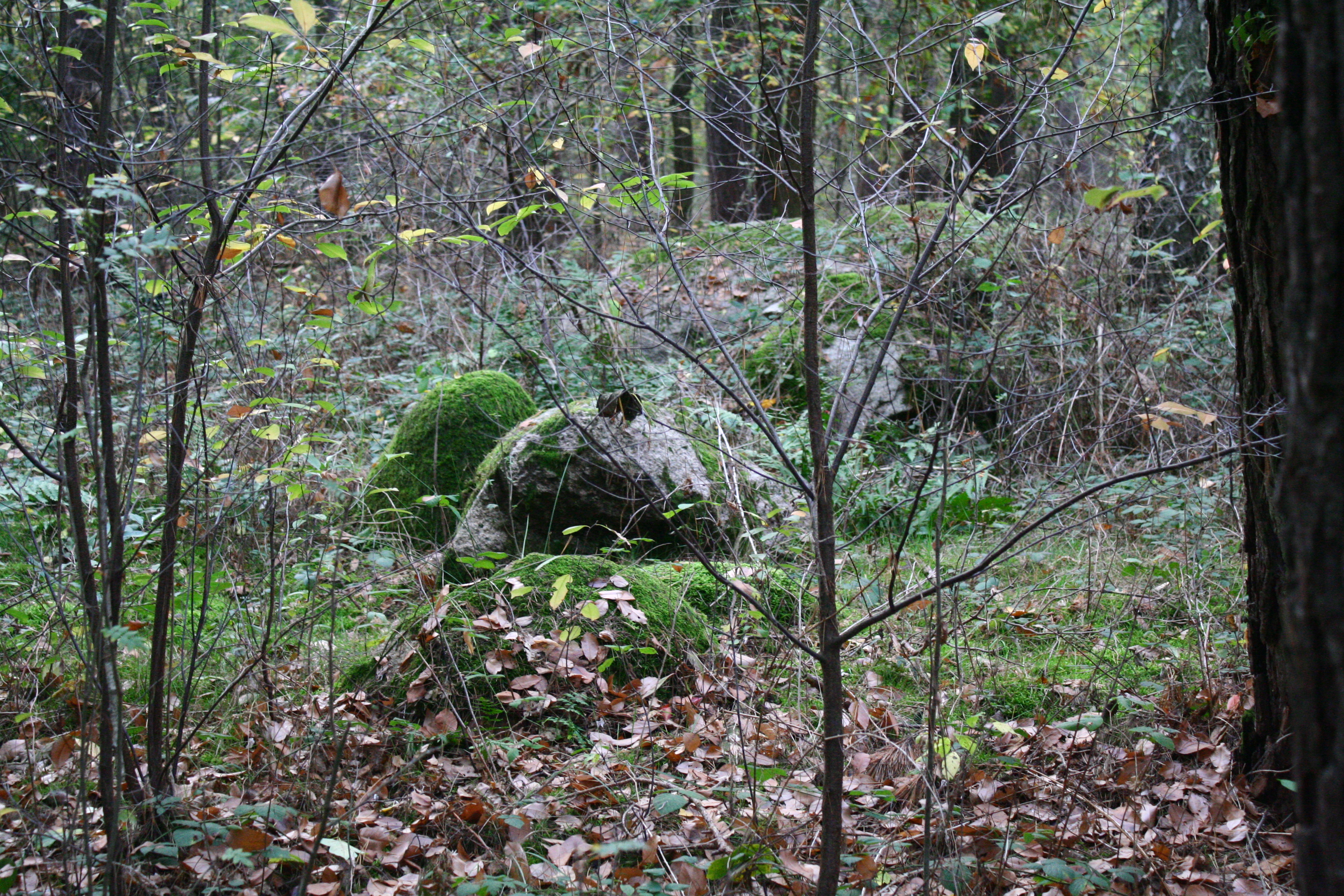
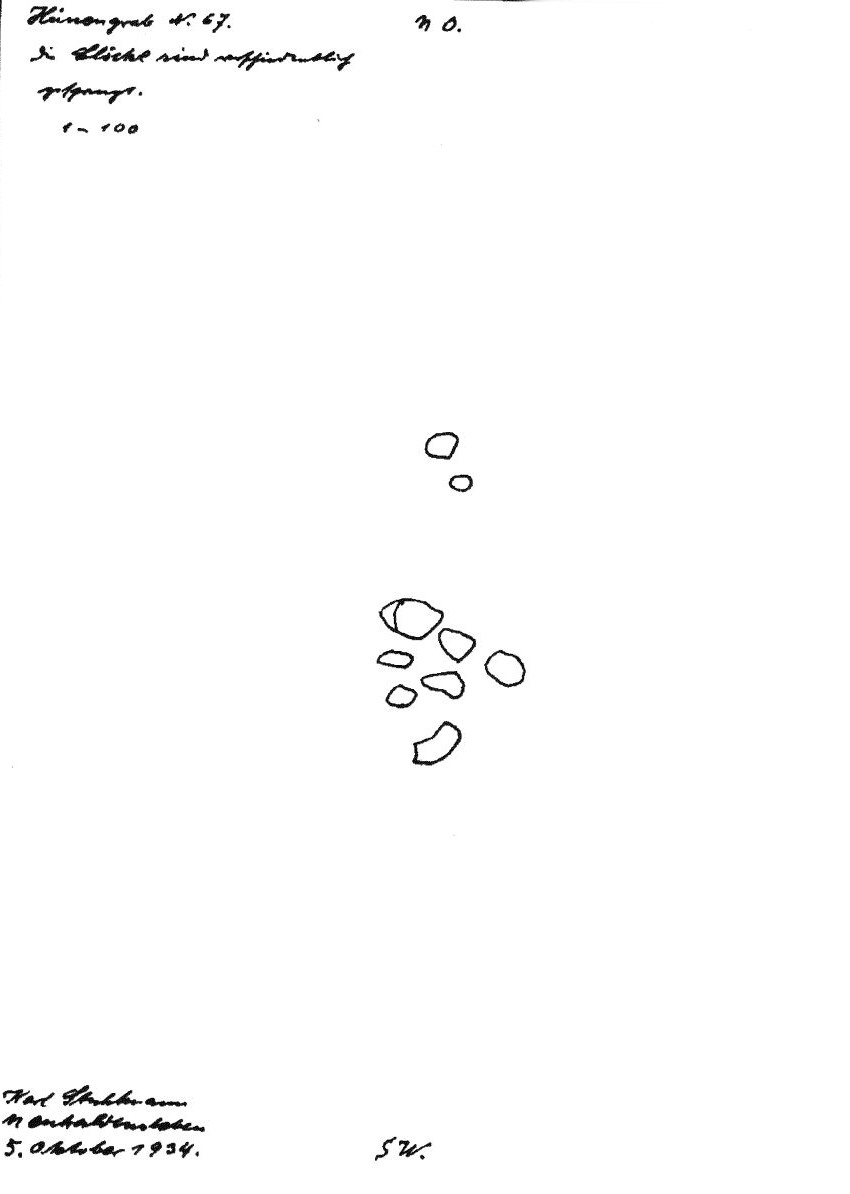
Grundriss AHA 12 nach Stuhlmann
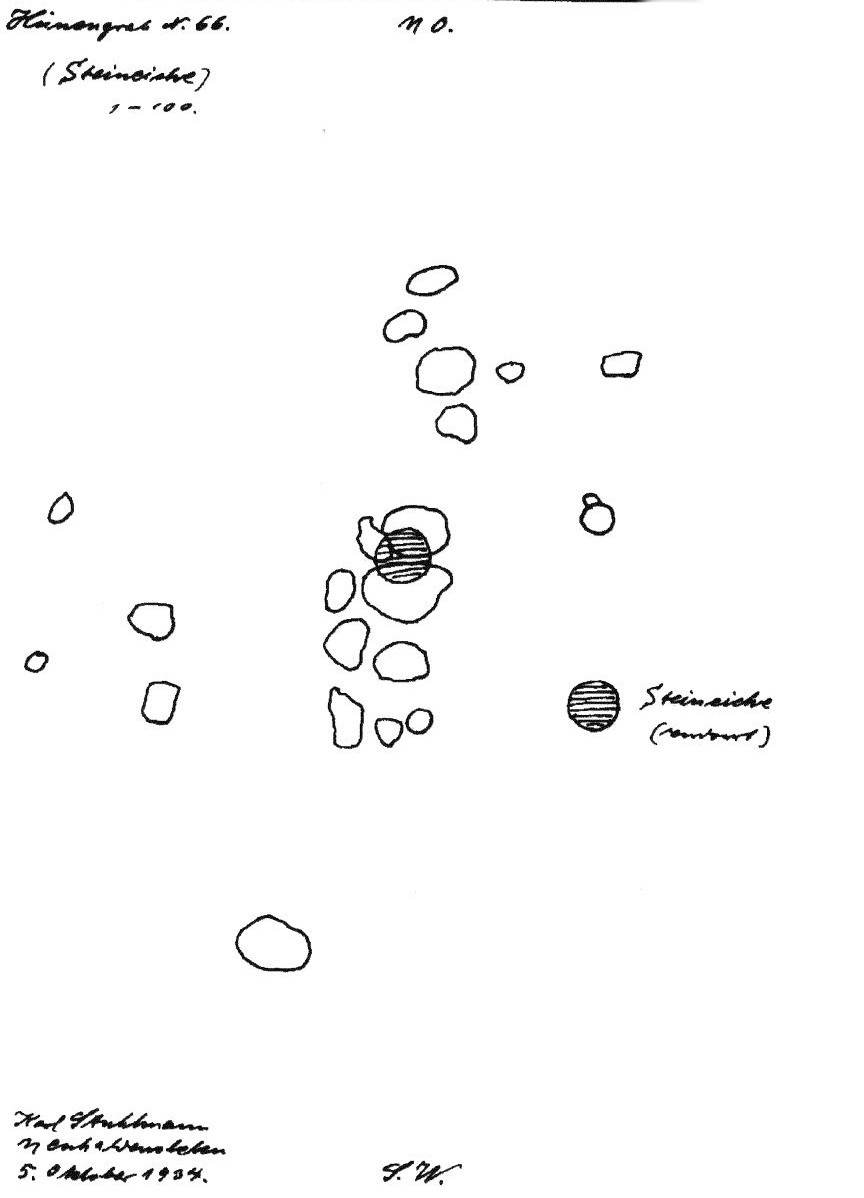
Grundriss AHA 13 nach Stuhlmann

#### Grab AHA 14
Dieses Grab liegt auf einer natürlichen Anhöhe und besitzt ein nordost-südwestlich orientiertes Hünenbett mit einer Länge von 13,7 m. Die Hügelschüttung ist nicht mehr erhalten. Von der Umfassung sind noch mindestens fünf Steine vorhanden. Zwei weitere Steine können nicht sicher zugeordnet werden. Von der Grabkammer sind noch drei Wand- und/oder Abschlusssteine und ein Deckstein erhalten. Die Orientierung, die Maße und der genaue Typ der Grabkammer lassen sich nicht sicher bestimmen.

Grab AHA 14
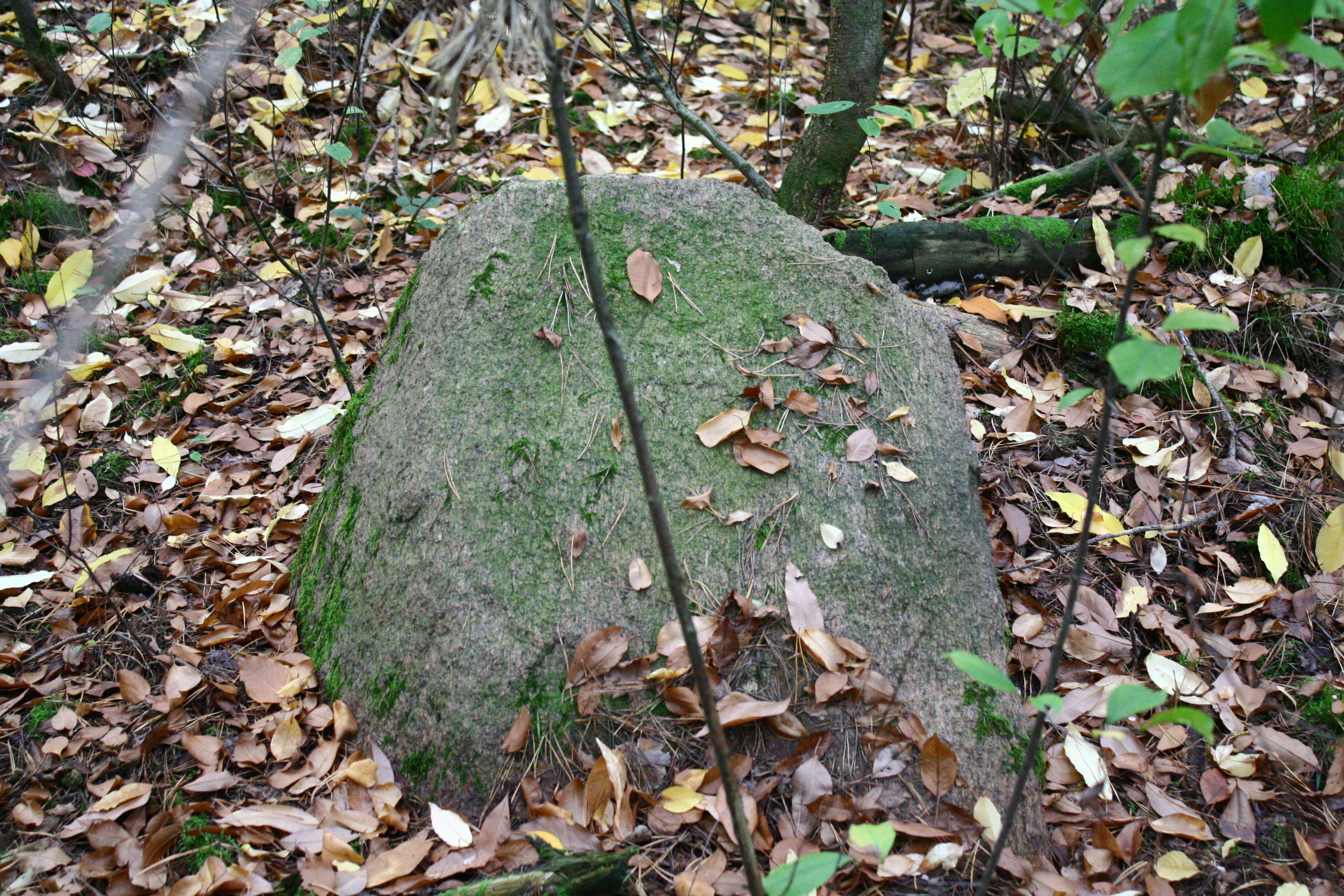
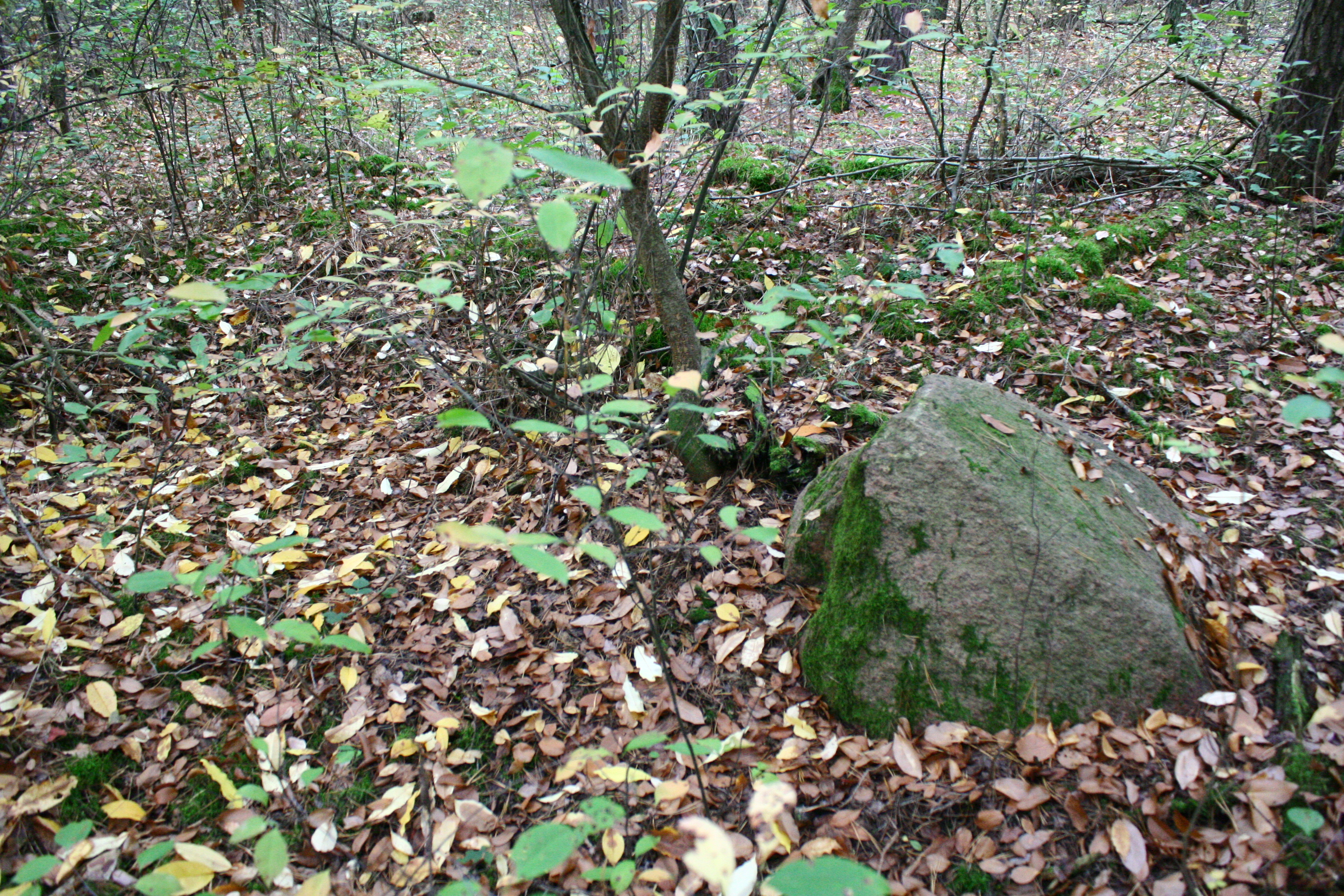
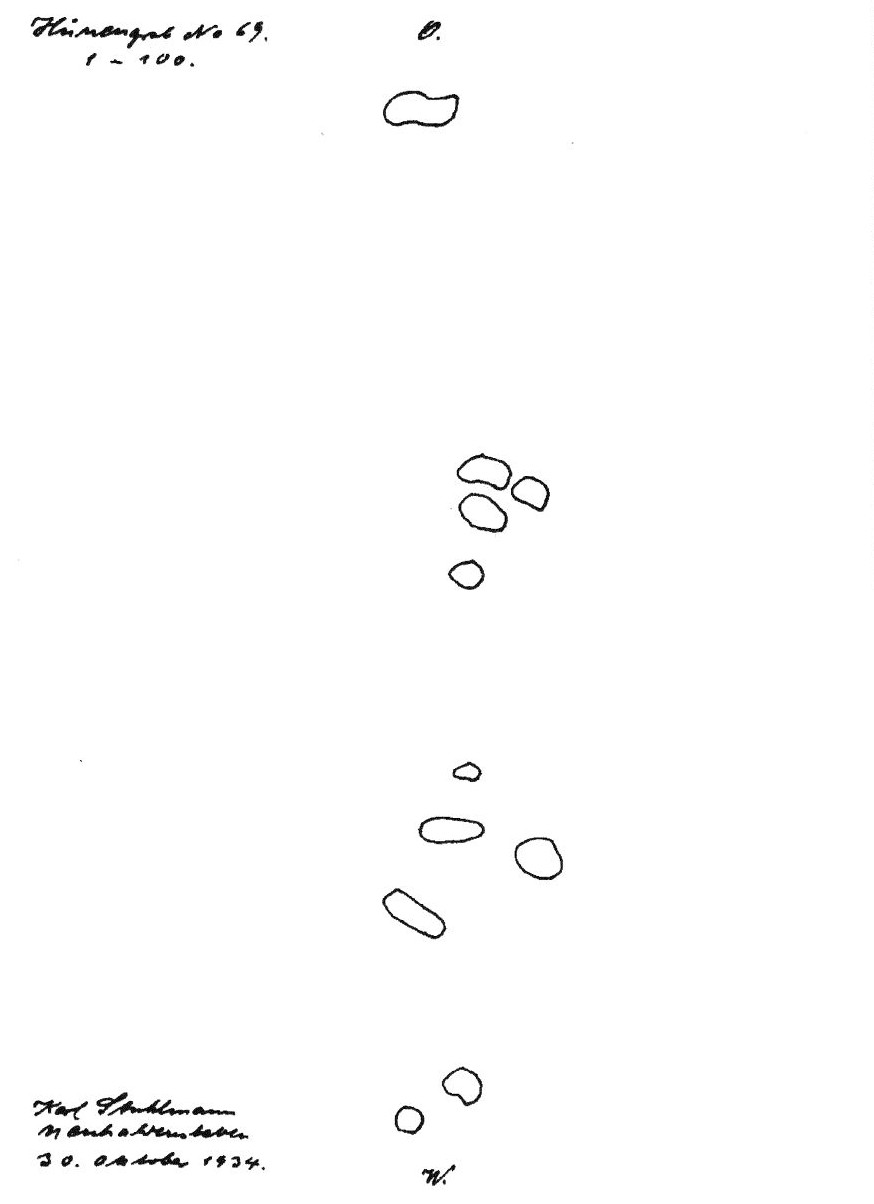
Grundriss nach Stuhlmann

#### Grab AHA 15
Diese Anlage liegt leicht erhöht und besitzt ein ost-westlich orientiertes Hünenbett mit einer Länge von 25 m und einer Breite von 18 m. Die Hügelschüttung hat noch eine Höhe von 0,5 m. Die Umfassung umschließt nicht den gesamten Hügel, sondern hat nur eine Länge von 20 m und eine Breite von 6,5 m. Die beiden Schmalseiten und die südliche Langseite sind noch gut erhalten, die Nordseite ist hingegen weitgehend zerstört. Westlich der Umfassung liegen mehrere Steine, die sich nicht sicher zuordnen lassen. Bei der Grabkammer handelt es sich um ein ost-westlich orientiertes Ganggrab mit rechteckigem Grundriss. Die Länge beträgt innen 8,4 m und die Breite innen zwischen 1,4 m und 1,5 m. Es sind sieben Wandsteine an der nördlichen und sechs an der südlichen Langseite sowie jeweils ein Abschlussstein an den Schmalseiten erhalten. Die Decksteine fehlen komplett. Zwischen dem von Osten aus gesehen zweiten und (fehlenden) dritten Wandstein der südlichen Langseite befindet sich der Zugang zur Kammer. Diesem war ursprünglich ein Gang aus wahrscheinlich zwei Wandsteinpaaren vorgelagert. Von diesem Gang sind nur noch die beiden östlichen Steine erhalten.

Grab AHA 15
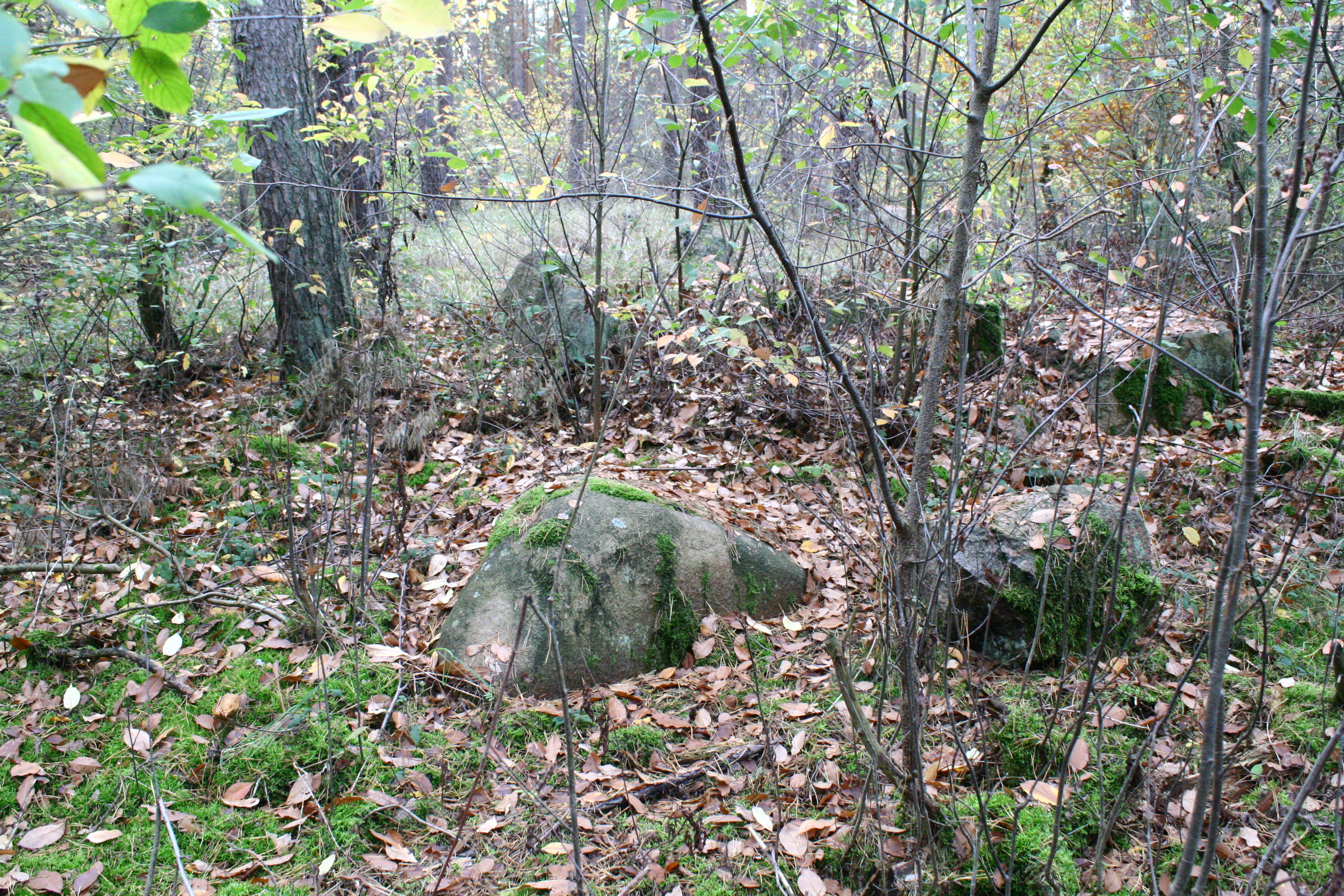
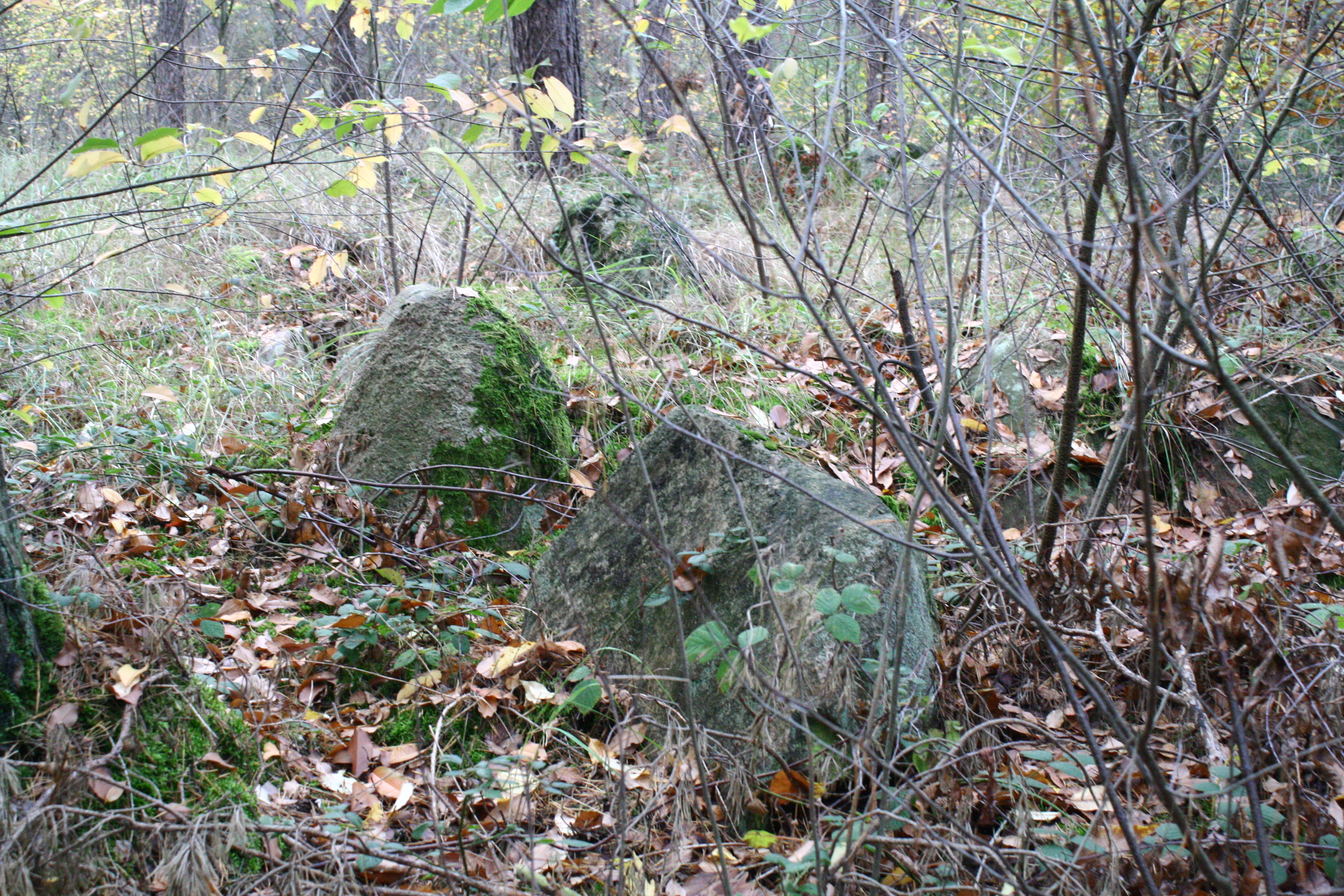
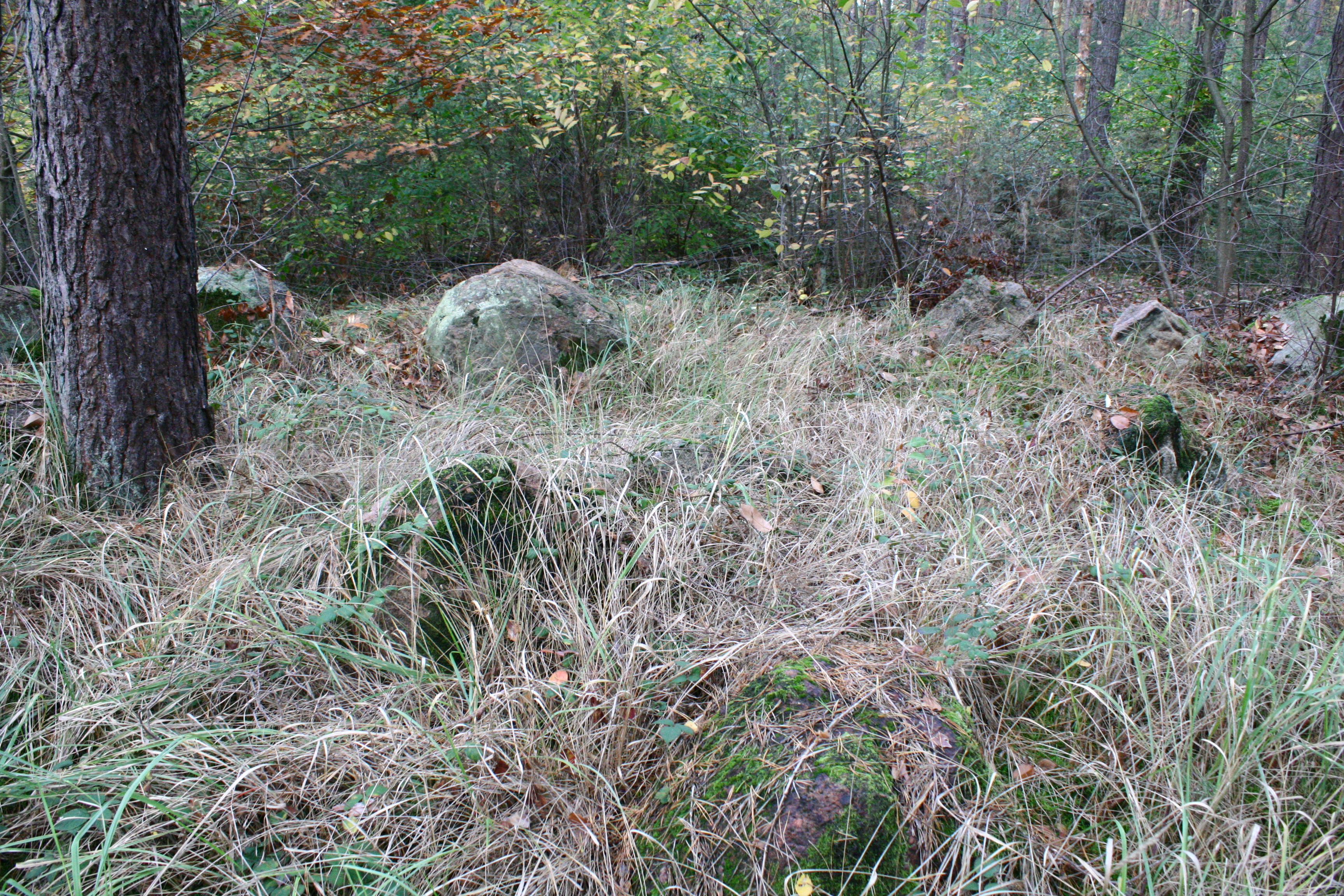
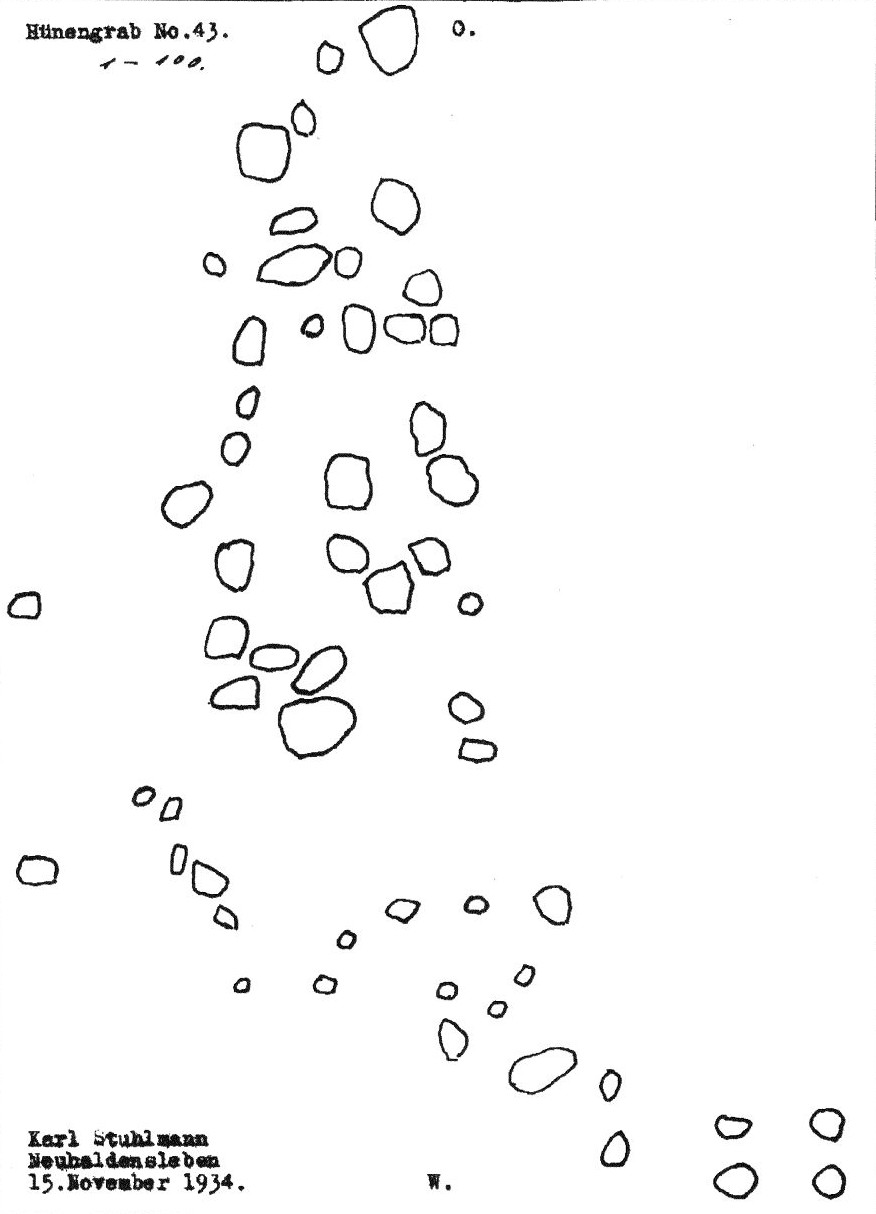
Grundriss nach Stuhlmann

#### Grab AHA 16
Dieses Grab liegt auf ebenem Grund und besitzt ein nordost-südwestlich orientiertes Hünenbett mit einer Länge von 14 m und einer Breite von 8 m. Die Hügelschüttung hat noch eine Höhe von 0,4 m. Von der Umfassung sind noch sechs Steine erhalten. Bei der Grabkammer handelt es sich um ein nordost-südwestlich orientiertes Ganggrab mit rechteckigem Grundriss. Die Länge beträgt innen 4,3 m und die Breite innen zwischen 1,1 m und 1,4 m. Es besitzt wohl jeweils fünf Wandsteine an den Langseiten (davon einige verlagert) und jeweils einen Abschlussstein an den Schmalseiten. Die Decksteine fehlen komplett. Der Zugang zur Kammer befindet sich wohl an der Mitte der südöstlichen Langseite, was aber nur aus der dortigen Lücke zwischen den Wandsteinen geschlossen werden kann.

Grab AHA 16
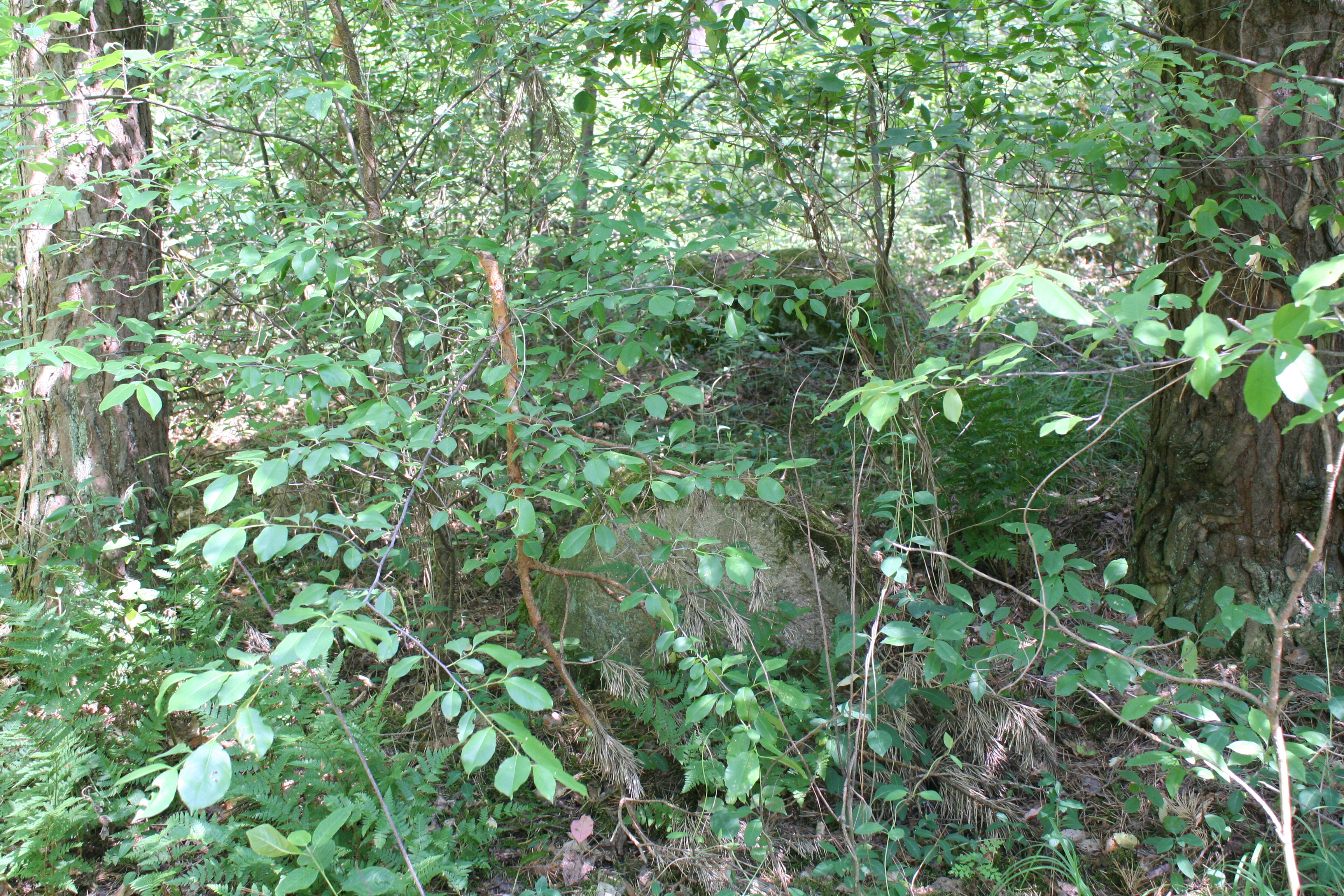
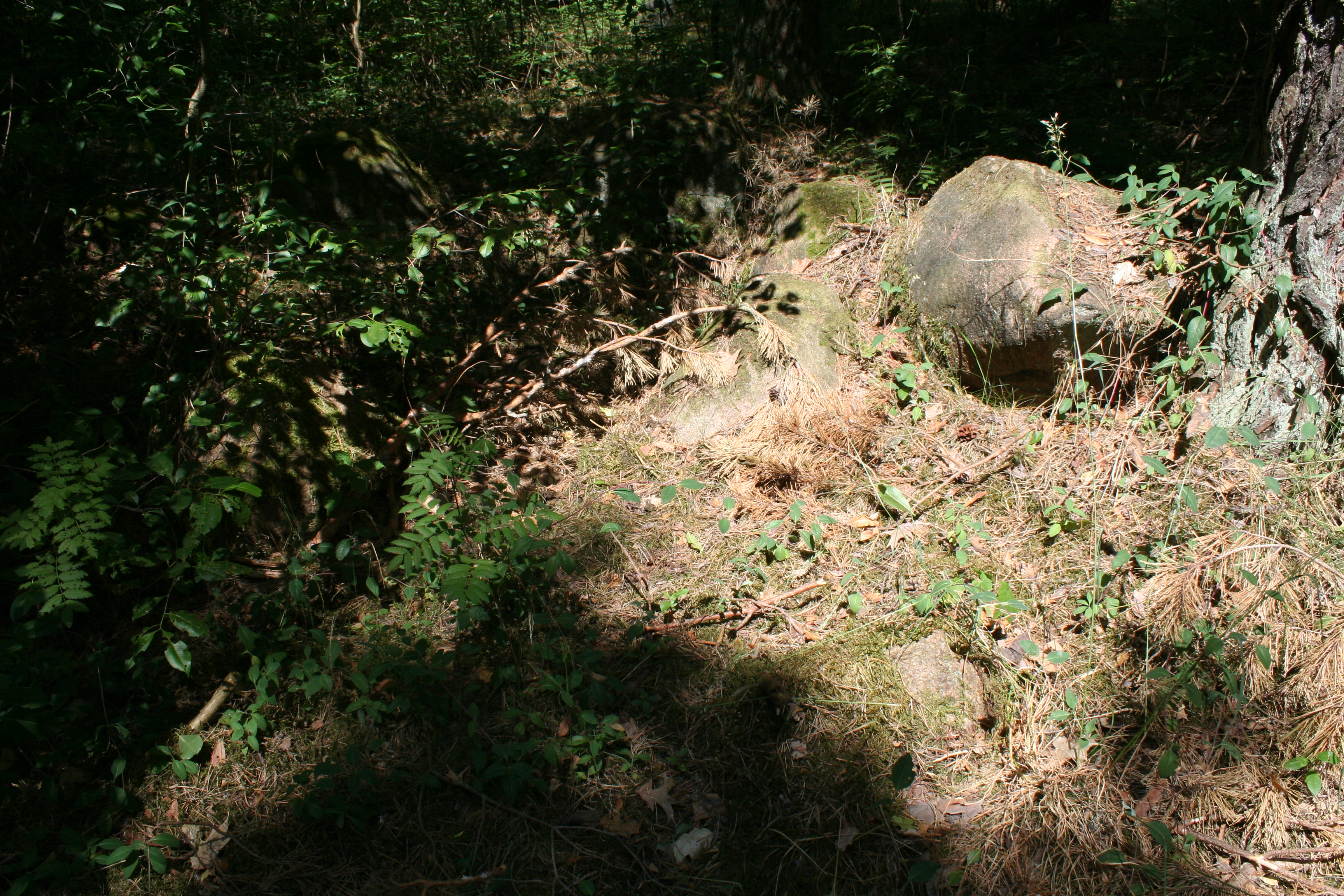
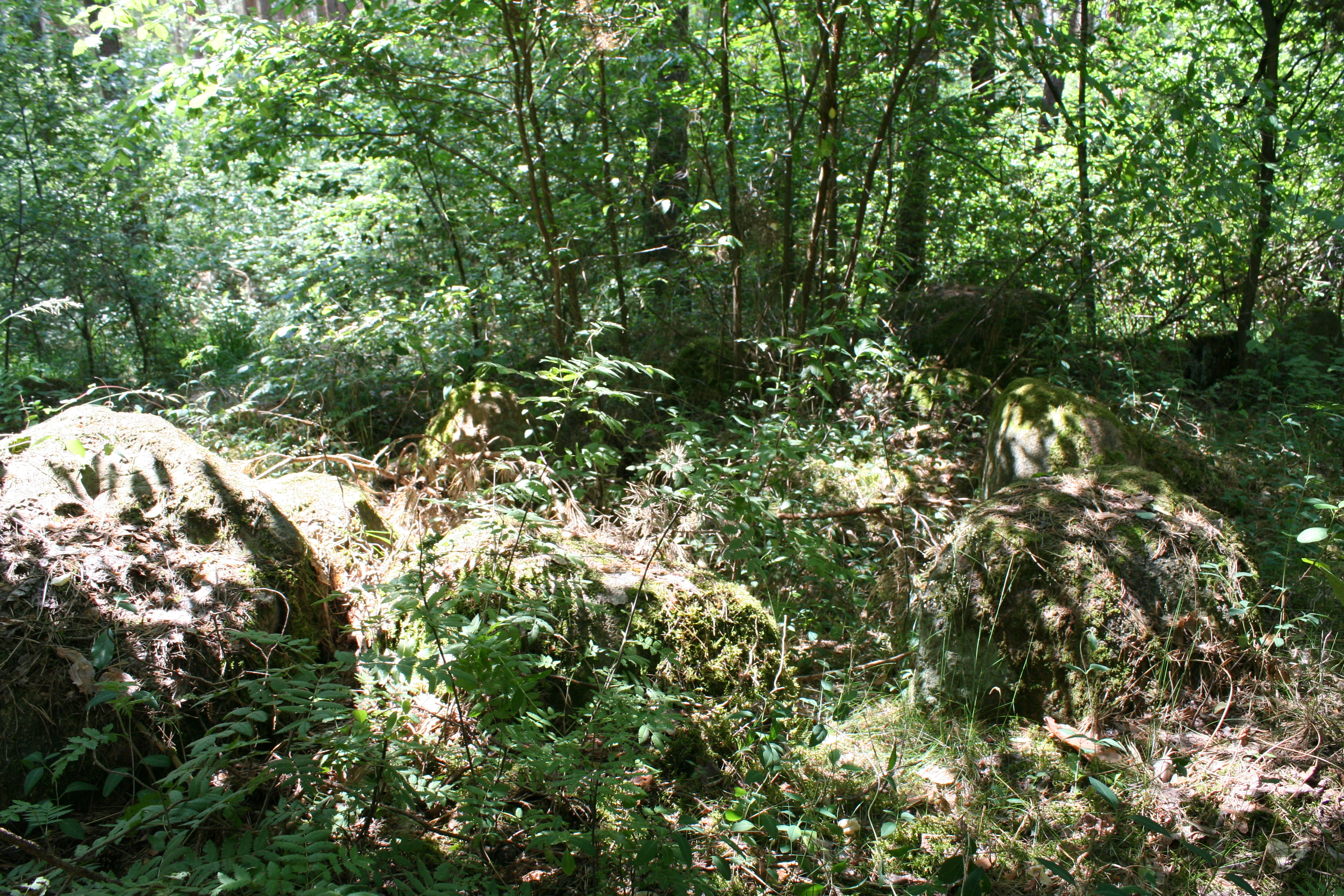
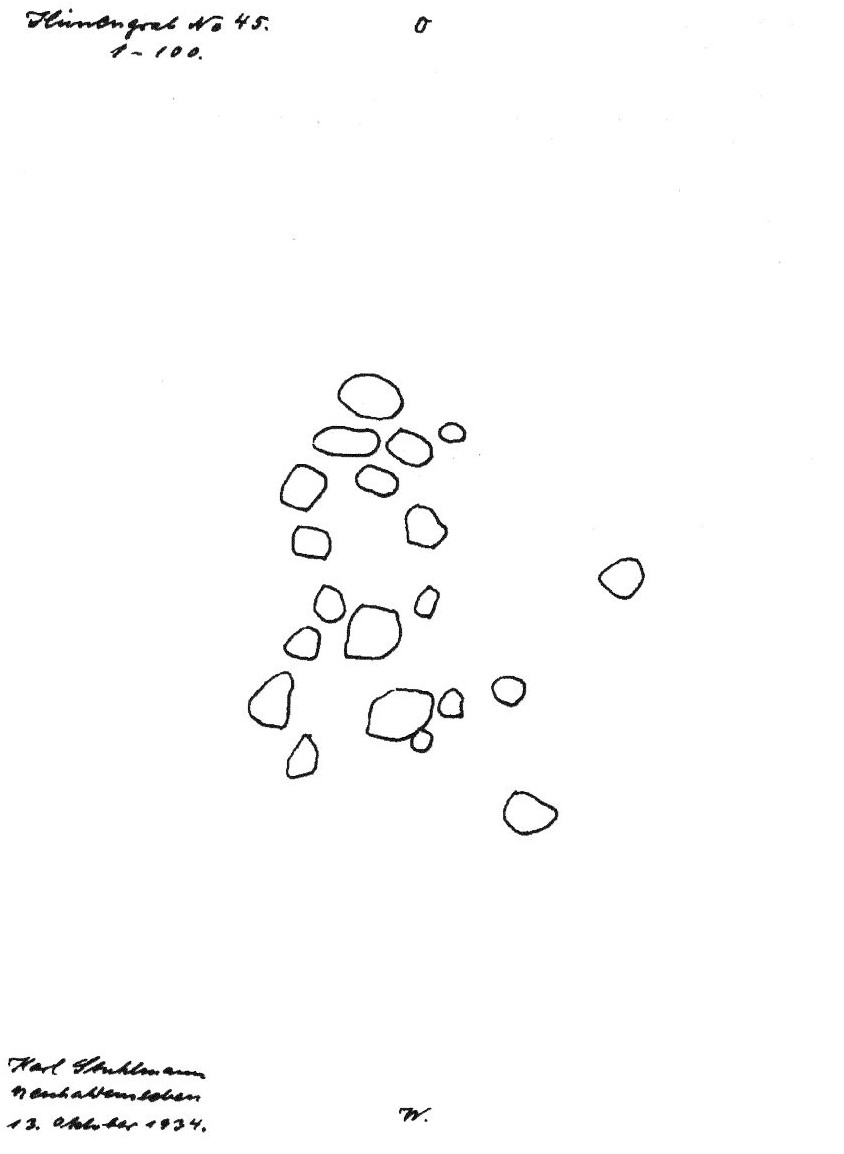
Grundriss nach Stuhlmann

#### Grab AHA 17
Dieses Grab liegt auf ebenem Grund und ist nordost-südwestlich orientiert. Von der Umfassung ist nur noch ein Stein erhalten. Die Hügelschüttung hat noch eine Höhe von 0,5 m. Die Grabkammer hat innen eine Länge von 4,6 m und eine Breite von 1,5 m. Es sind noch fünf Wand- und/oder Abschlusssteine vorhanden, die Decksteine fehlen. Der genaue Grabtyp ist unklar.

Grab AHA 17
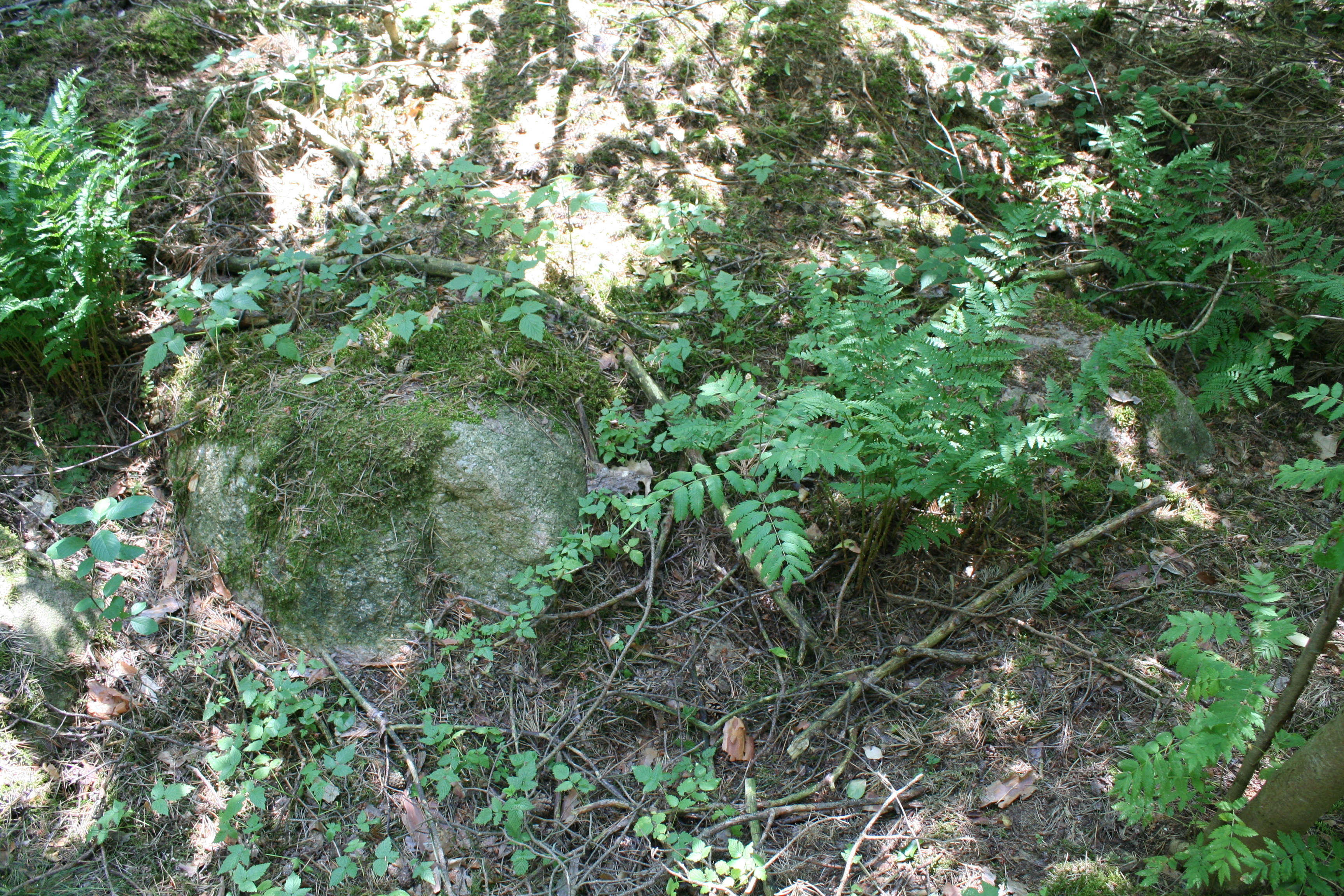
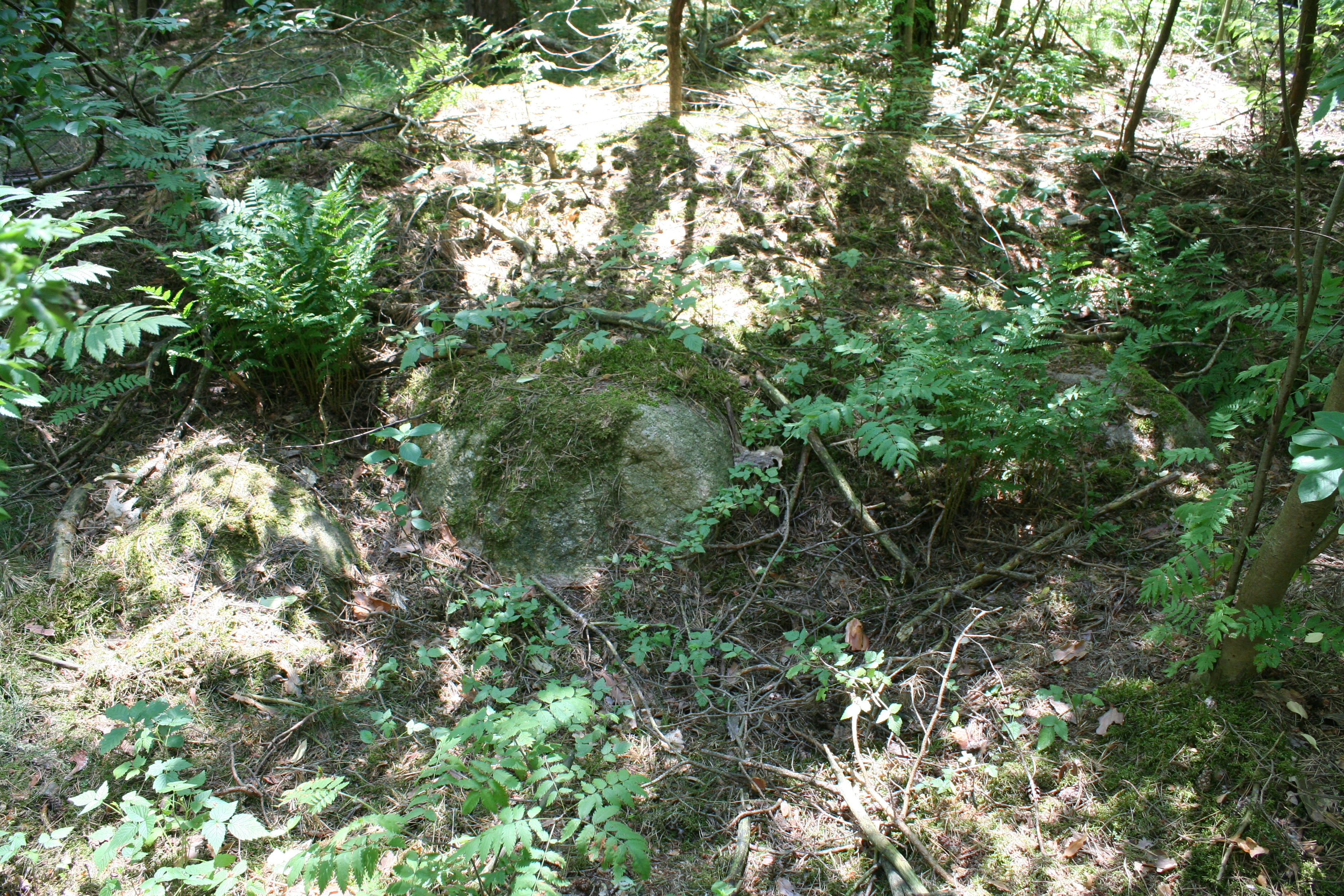
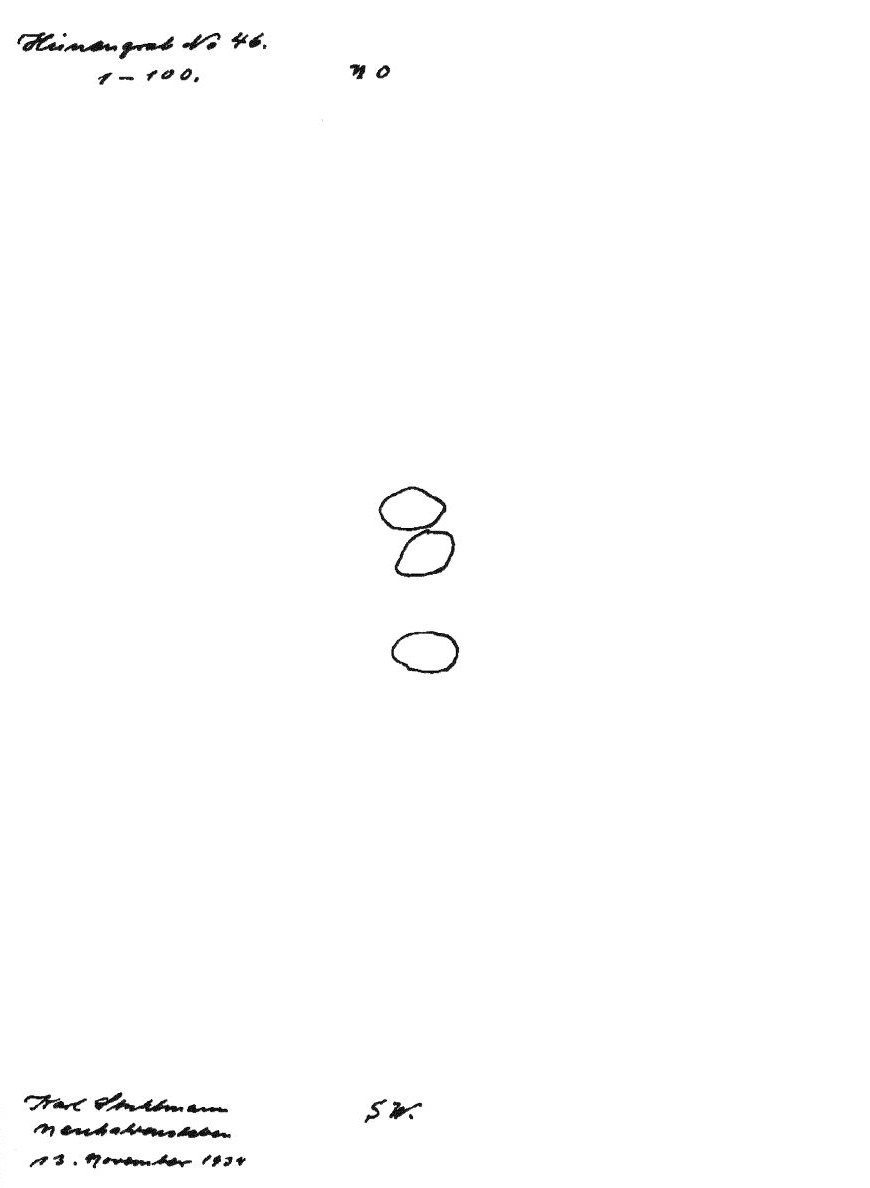
Grundriss nach Stuhlmann

#### Grab AHA 18
Diese Anlage liegt auf ebenem Grund und ist nordost-südwestlich orientiert. Die Hügelschüttung hat einen Durchmesser von 11 m und ist noch 0,8 m hoch. Eine steinerne Umfassung ist nicht vorhanden. Bei der Grabkammer handelt es sich um einen Großdolmen mit rechteckigem Grundriss. Die Länge beträgt innen 4,2 m, die Breite innen zwischen 1,2 m und 1,25 m. Erhalten sind fünf Wandsteine an der nordwestlichen und vier an der südöstlichen Langseite, ein Abschlussstein an der südwestlichen Schmalseite sowie drei Decksteine. Zwei Wandsteine und ein Deckstein fehlen. Der Zugang zur Kammer befindet sich an der nordöstlichen Schmalseite und wird durch einen Schwellenstein markiert.

Grab AHA 18
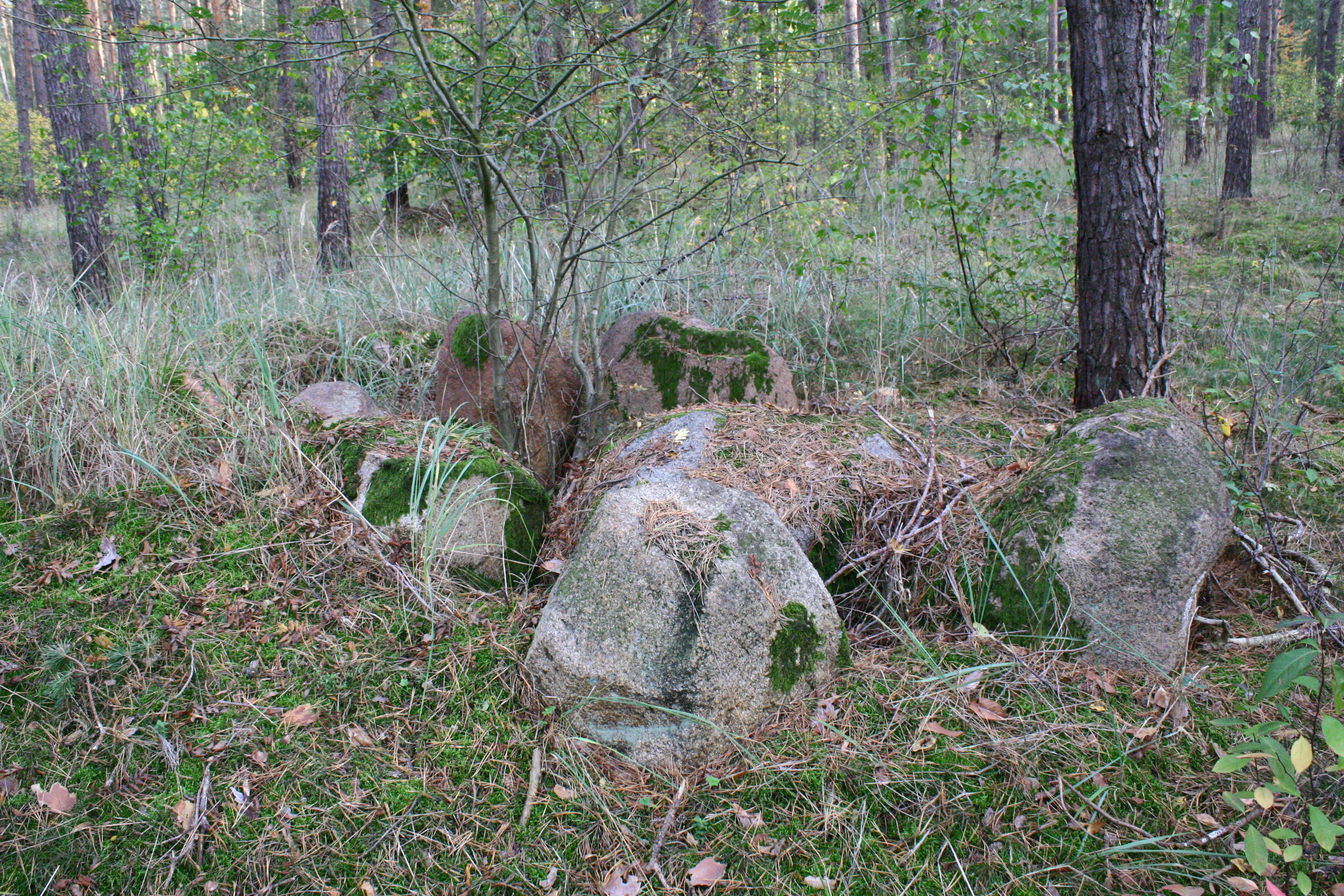
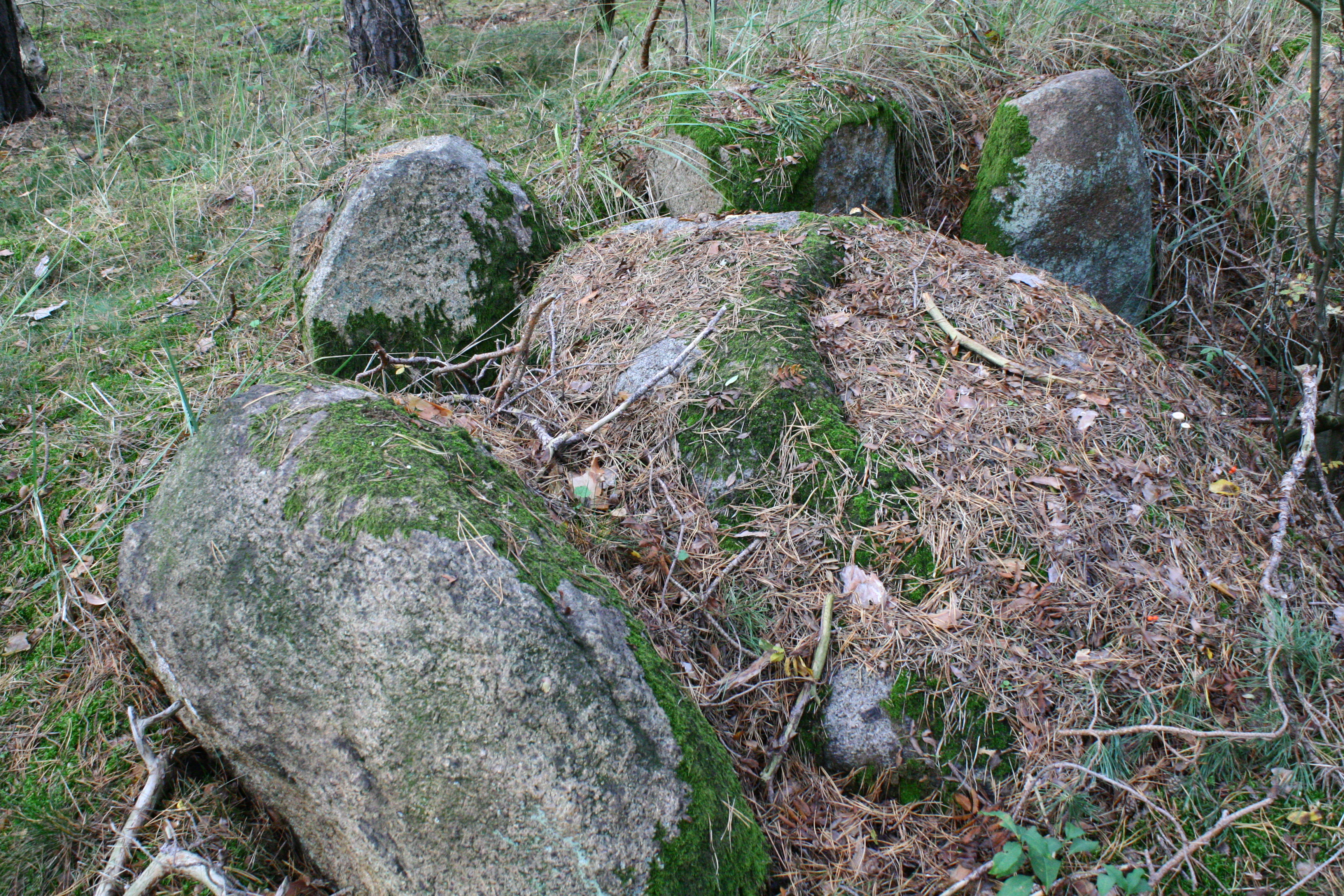
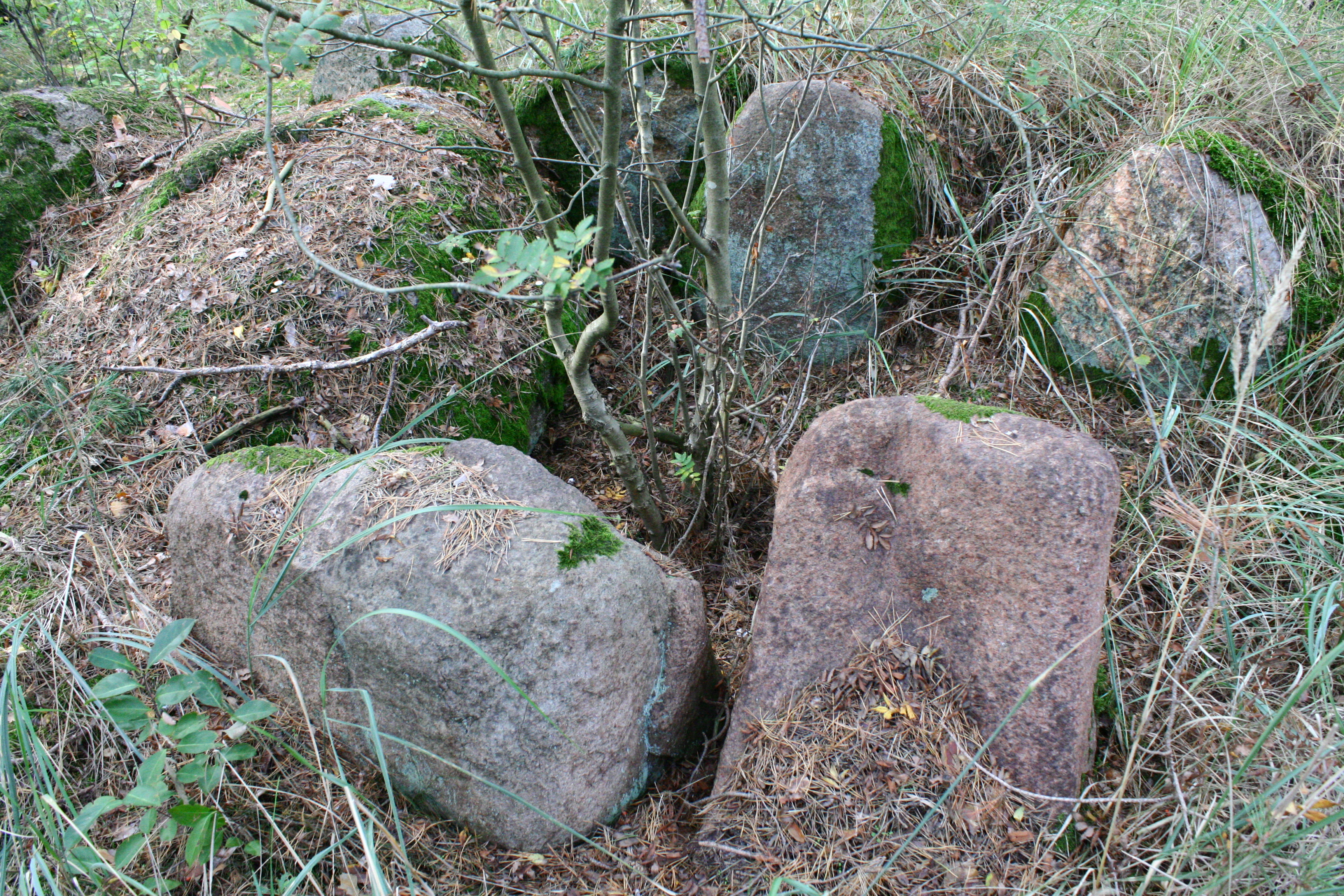
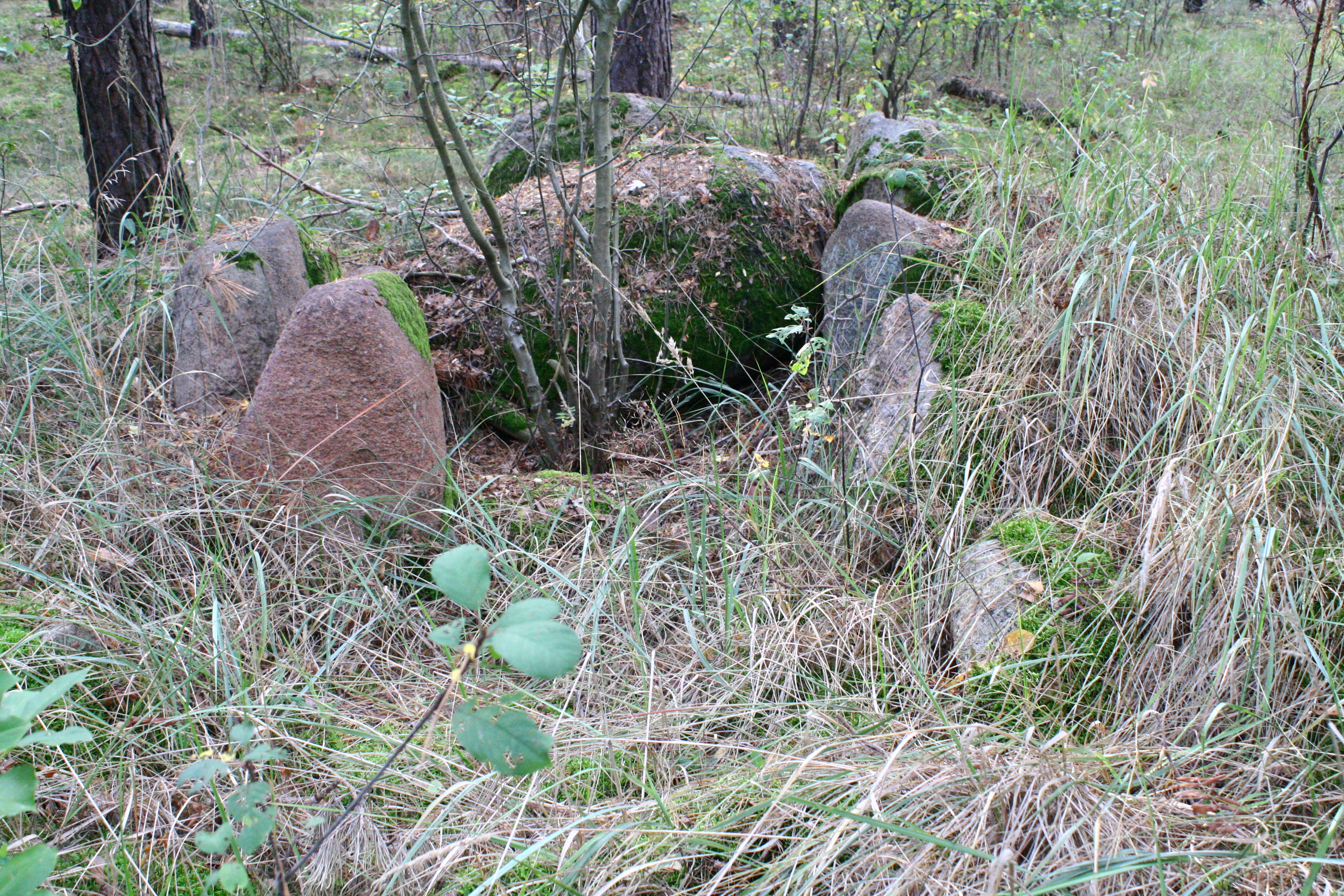
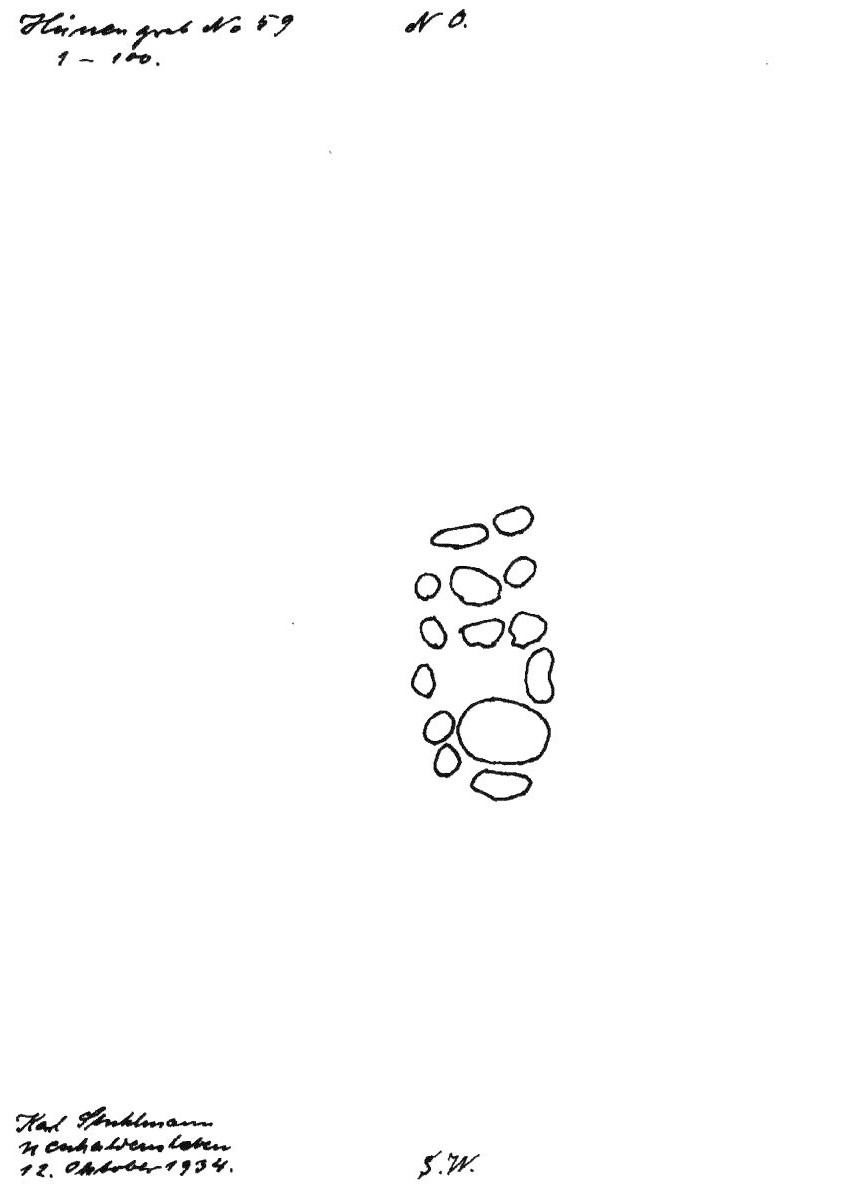
Grundriss nach Stuhlmann

#### Grab AHA 19
Dieses stark gestörte Grab liegt auf ebenem Grund und besitzt ein ost-westlich orientiertes Hünenbett mit einer Länge von 21 m und einer Breite von 6 m. Die Hügelschüttung hat noch eine Höhe von 0,5 m. Die Umfassung ist 20,7 m lang und besteht noch aus 17 Steinen. Die westliche Schmalseite ist noch relativ gut erhalten. Die Grabkammer wurde gesprengt. Es handelte sich um ein ost-westlich orientiertes Ganggrab, von dem nur noch vier verlagerte Decksteine erhalten sind. Die genauen Maße der Kammer sind nicht mehr zu ermitteln. 20 weitere Steine lassen sich nicht sicher zuordnen.

Grab AHA 19
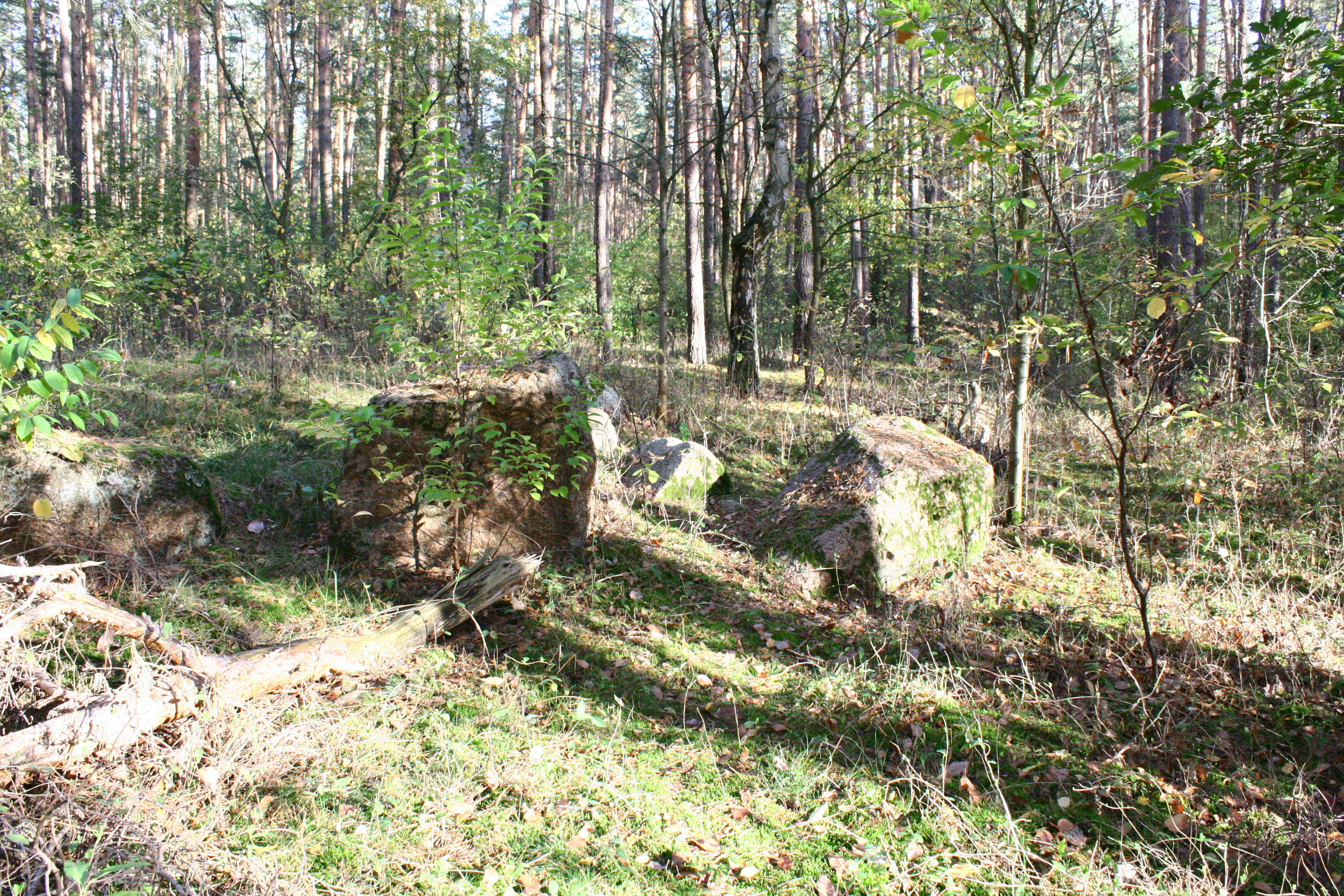
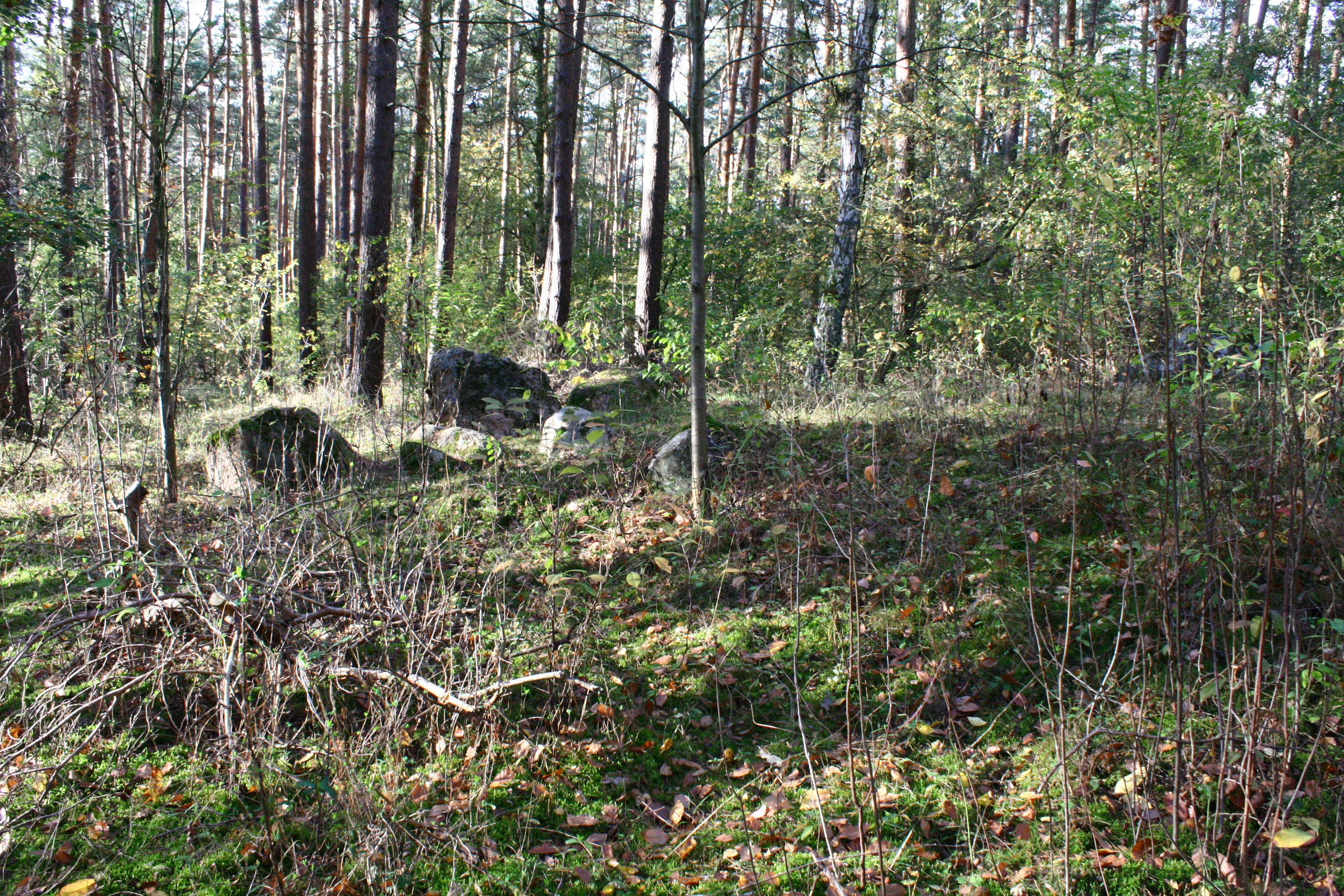
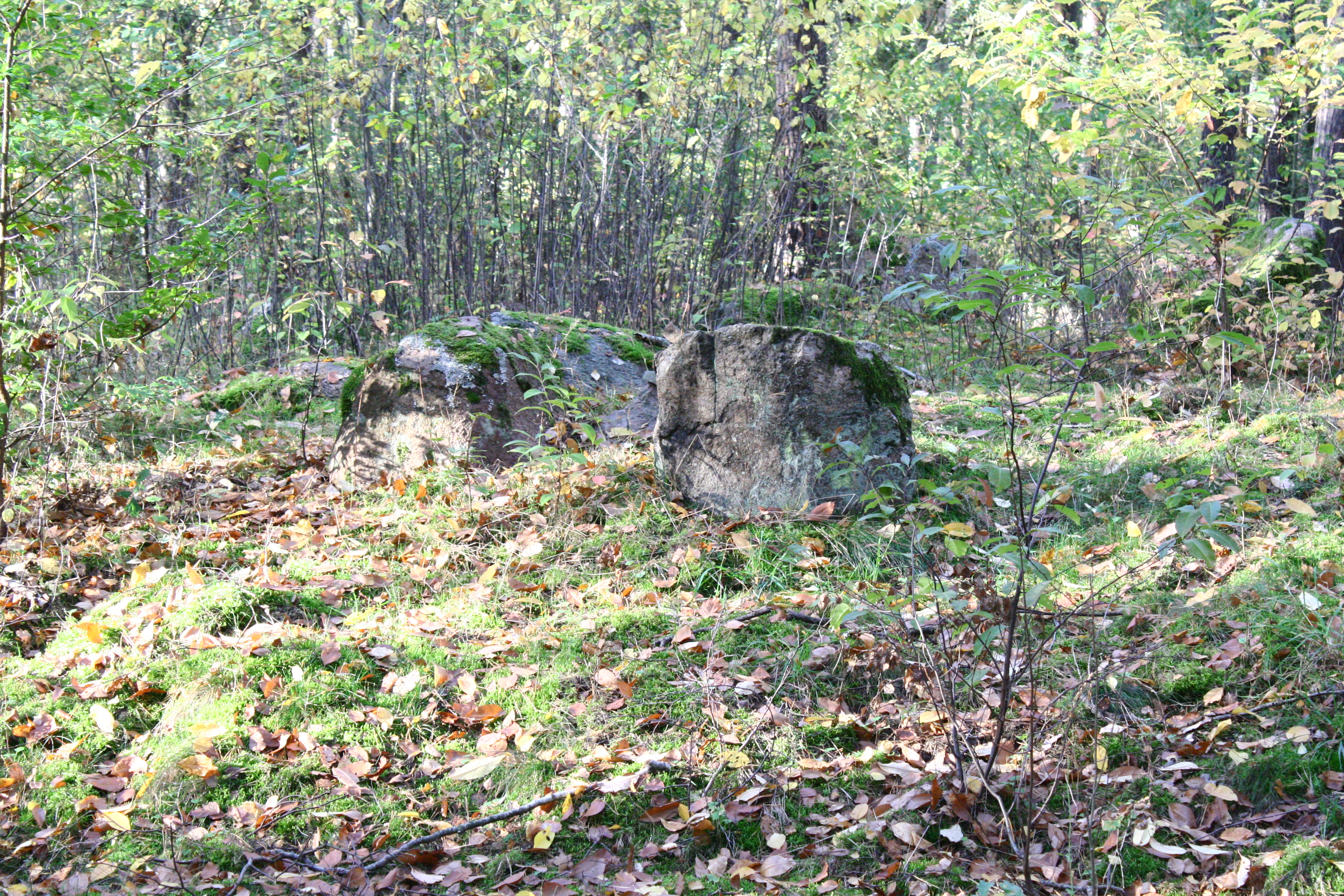

#### Grab AHA 20
Dieses Grab liegt auf ebenem Gelände und ist ostsüdost-westnordwestlich orientiert. Die Hügelschüttung hat einen Durchmesser von 11 m und ist noch 0,4 m hoch. Von der Umfassung sind noch mehrere Steine erhalten. Bei der Grabkammer handelt es sich um einen Großdolmen mit rechteckigem Grundriss. Die Länge beträgt innen 3,2 m und die Breite innen 1,3 m. Es sind sechs Wandsteine vorhanden. Der Zugang zur Kammer befindet sich an der Südwestecke.

Grab AHA 20
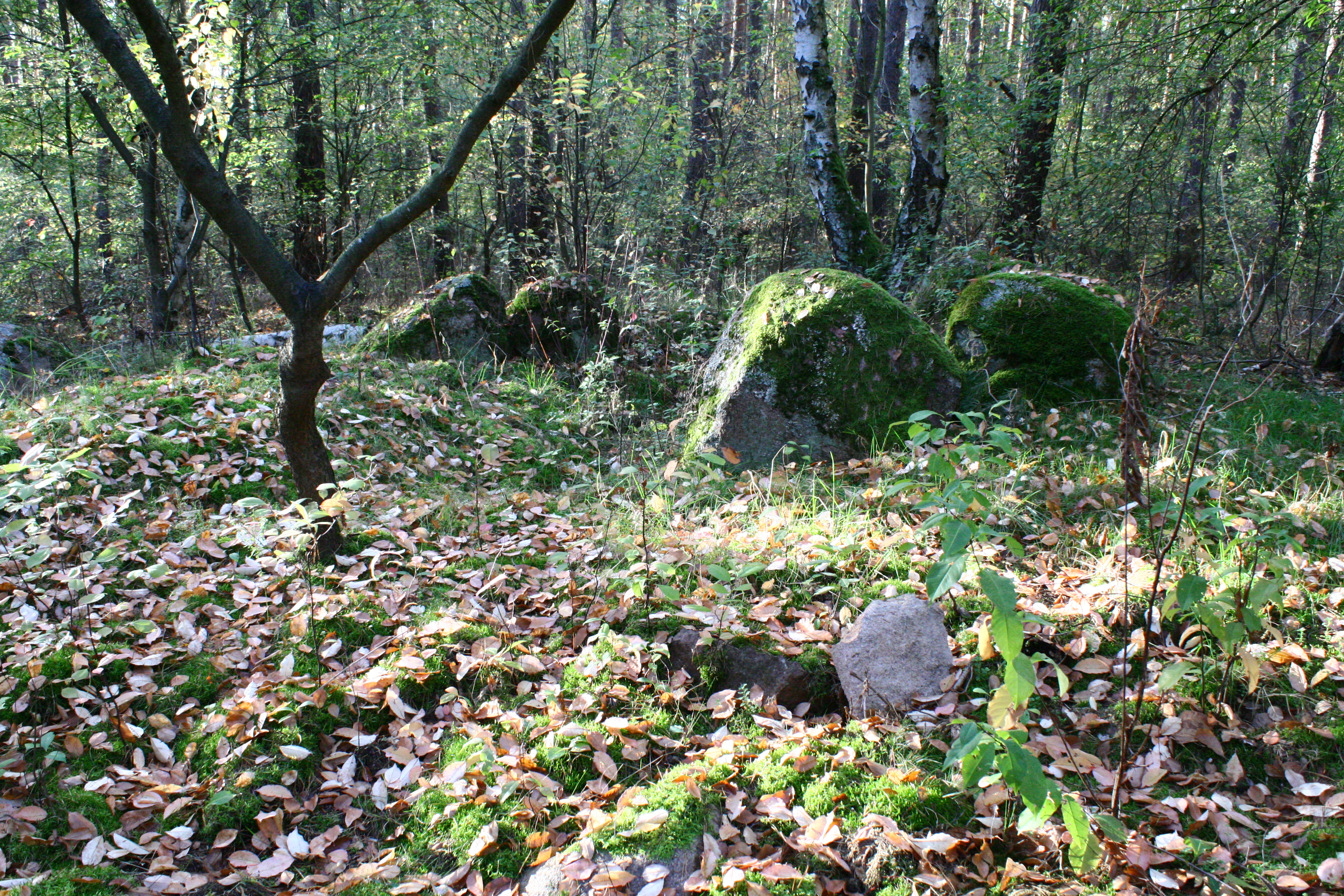
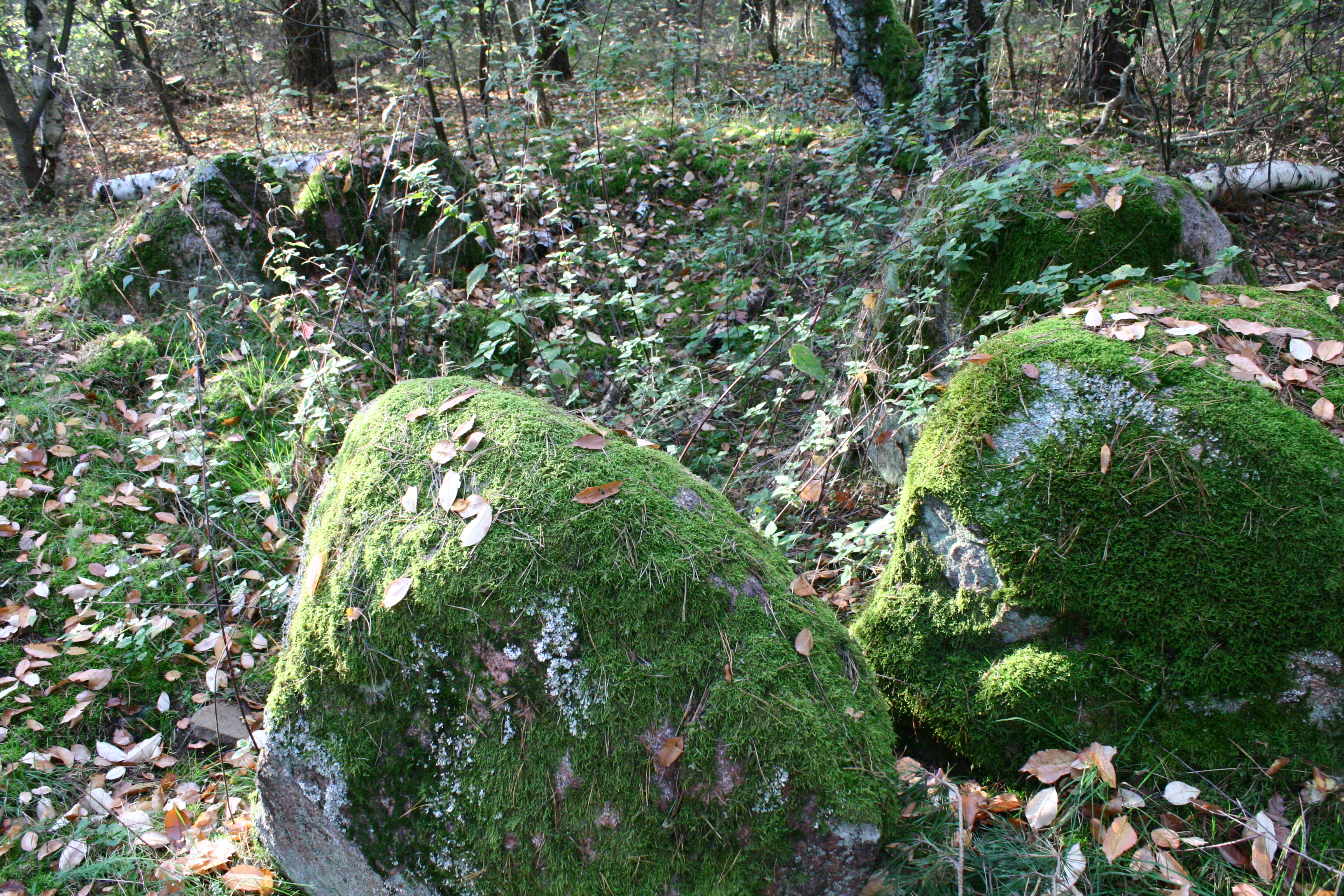
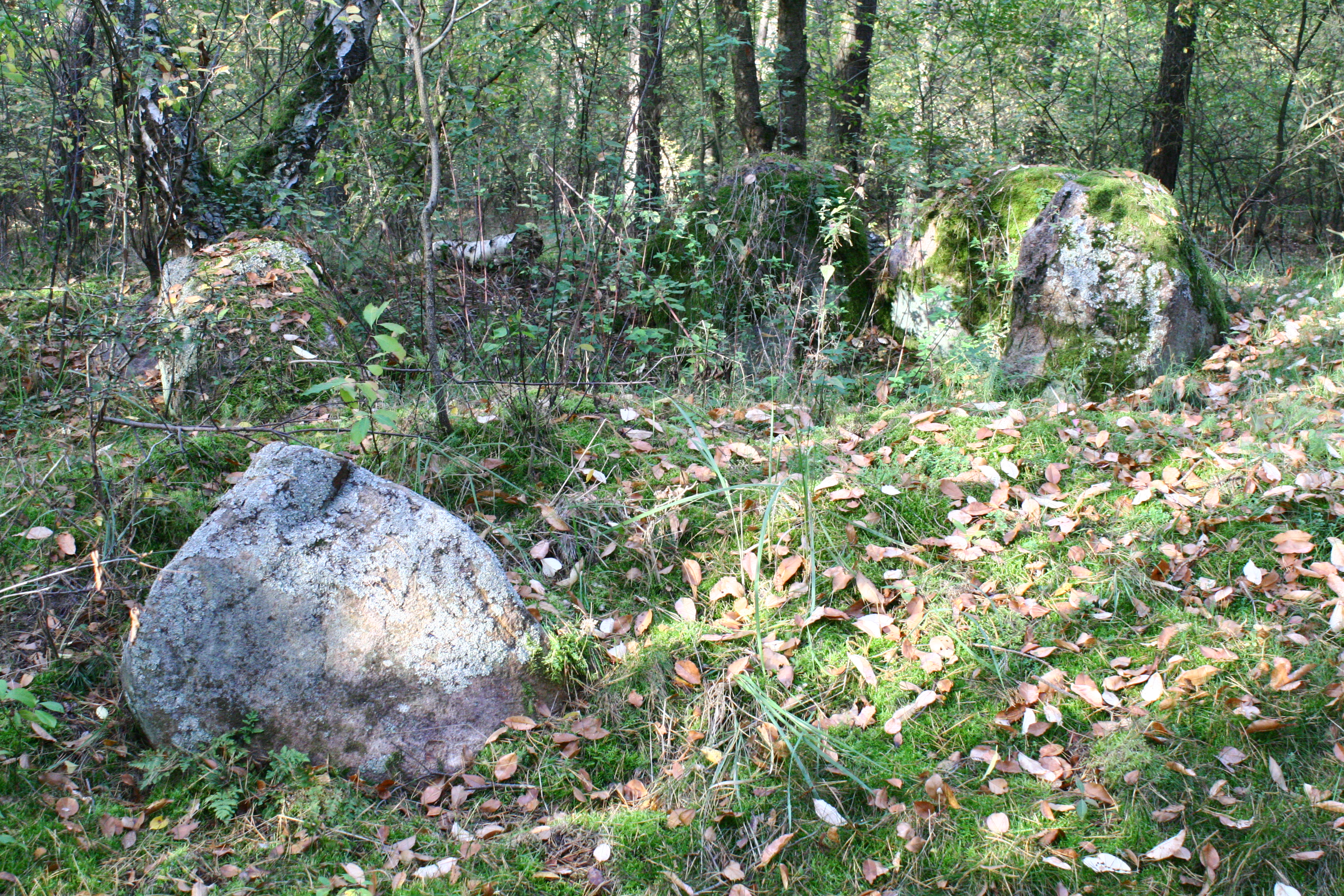
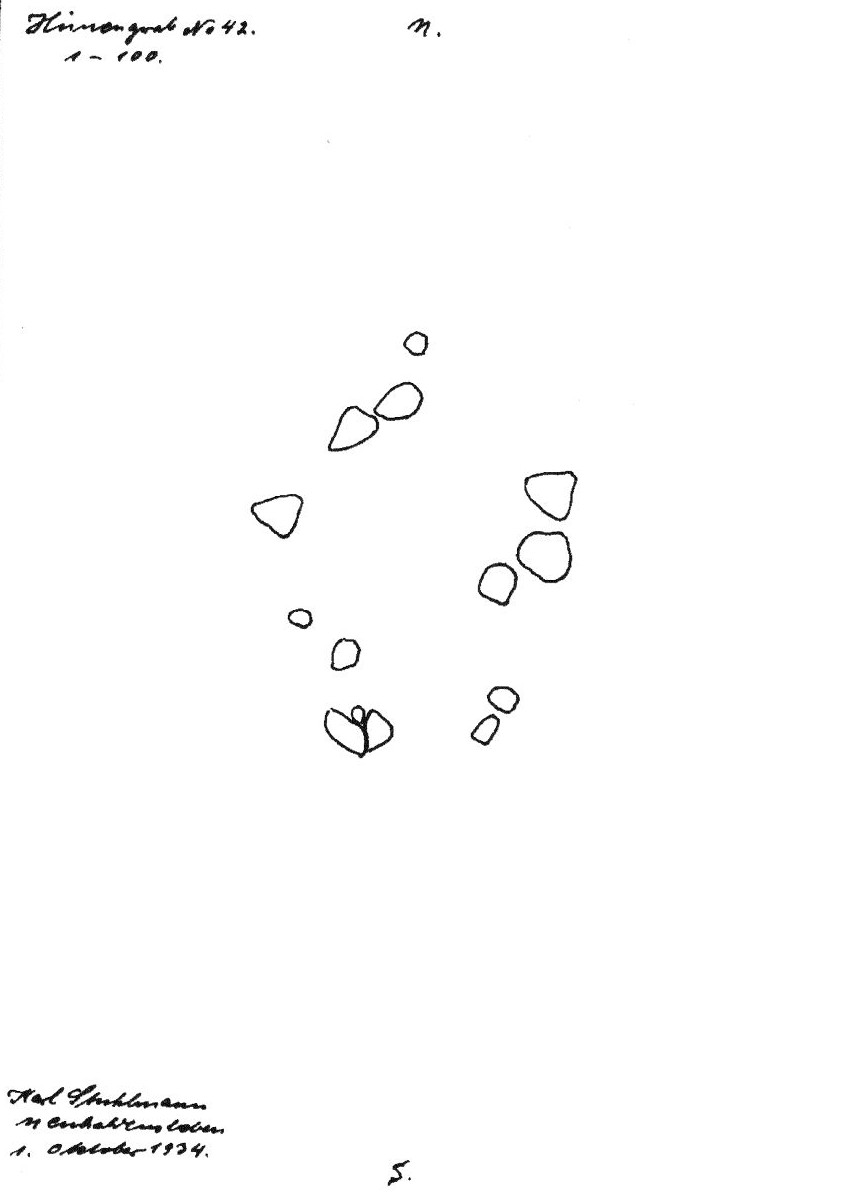
Grundriss nach Stuhlmann

#### Grab AHA 21
Diese Anlage liegt auf ebenem Grund uns besitzt ein nordost-südwestlich orientiertes trapezförmiges Hünenbett. Die Hügelschüttung hat eine Länge von 24 m, eine Breite von 8 m und eine erhaltene Höhe von 0,4 m. Die Umfassung hat eine Länge von 23 m und eine Breite zwischen 8,5 m und 9,5 m. Es sind noch zahlreiche Steine vorhanden, aber nur die nordöstlich Schmalseite und ein Teil der südöstlichen Langseite sind noch weitgehend intakt. Bei der Grabkammer handelt es sich um ein nordost-südwestlich orientiertes Ganggrab mit wahrscheinlich rechteckigem Grundriss. Die Länge beträgt innen 5 m. Die Kammer ist stark gestört. Es sind noch fünf Wand- und/oder Abschlusssteine sowie fünf Decksteine erhalten.

Grab AHA 21
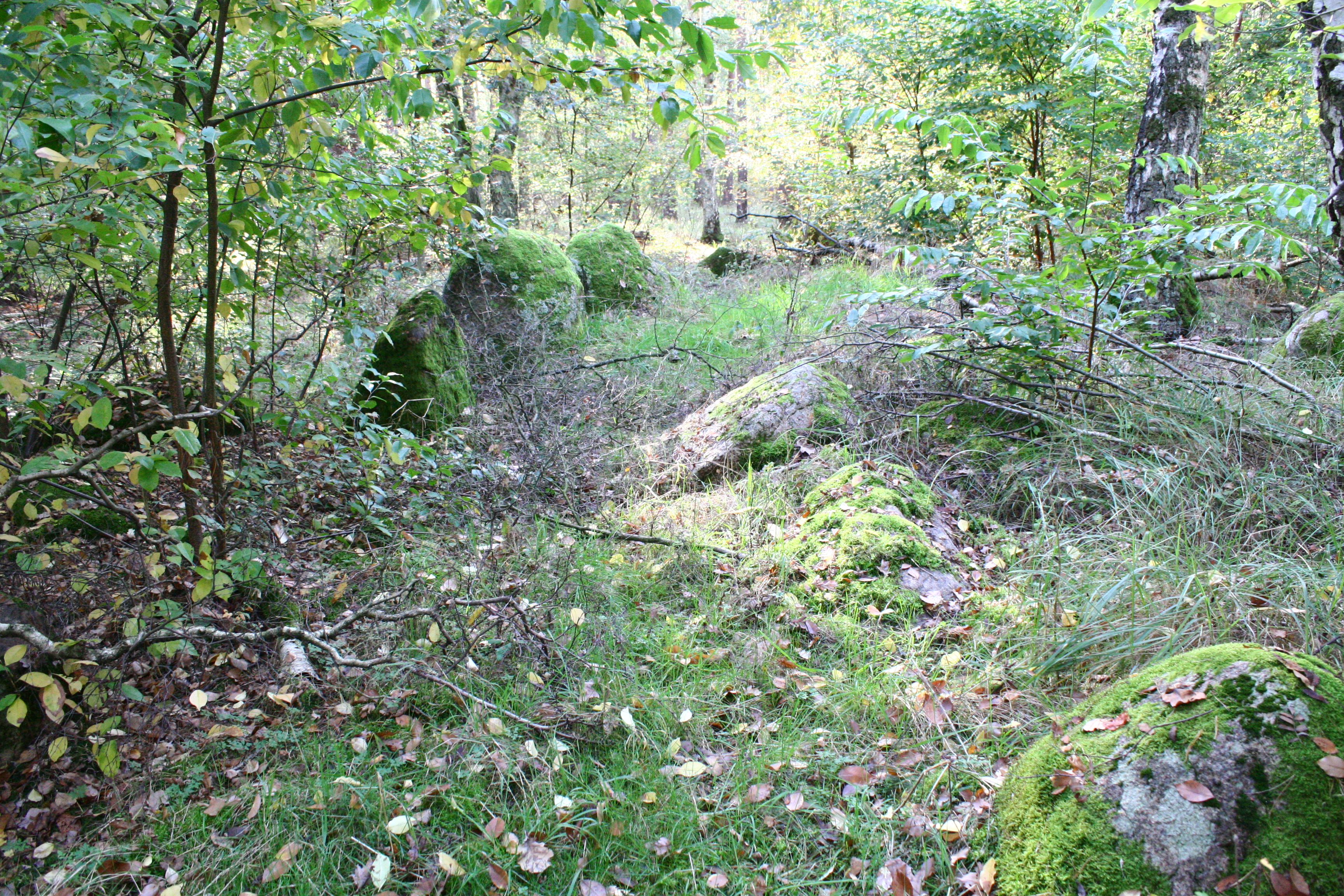
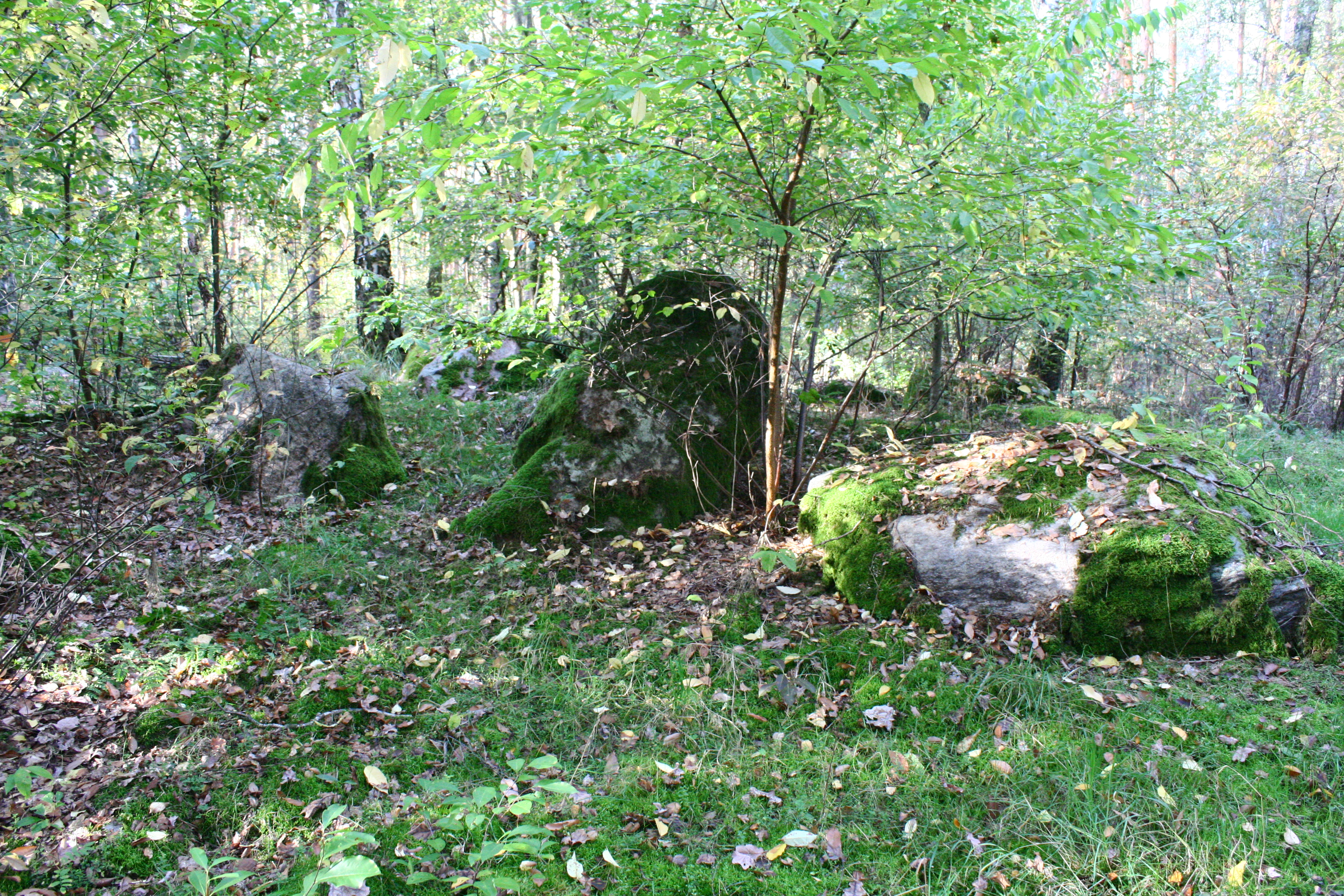
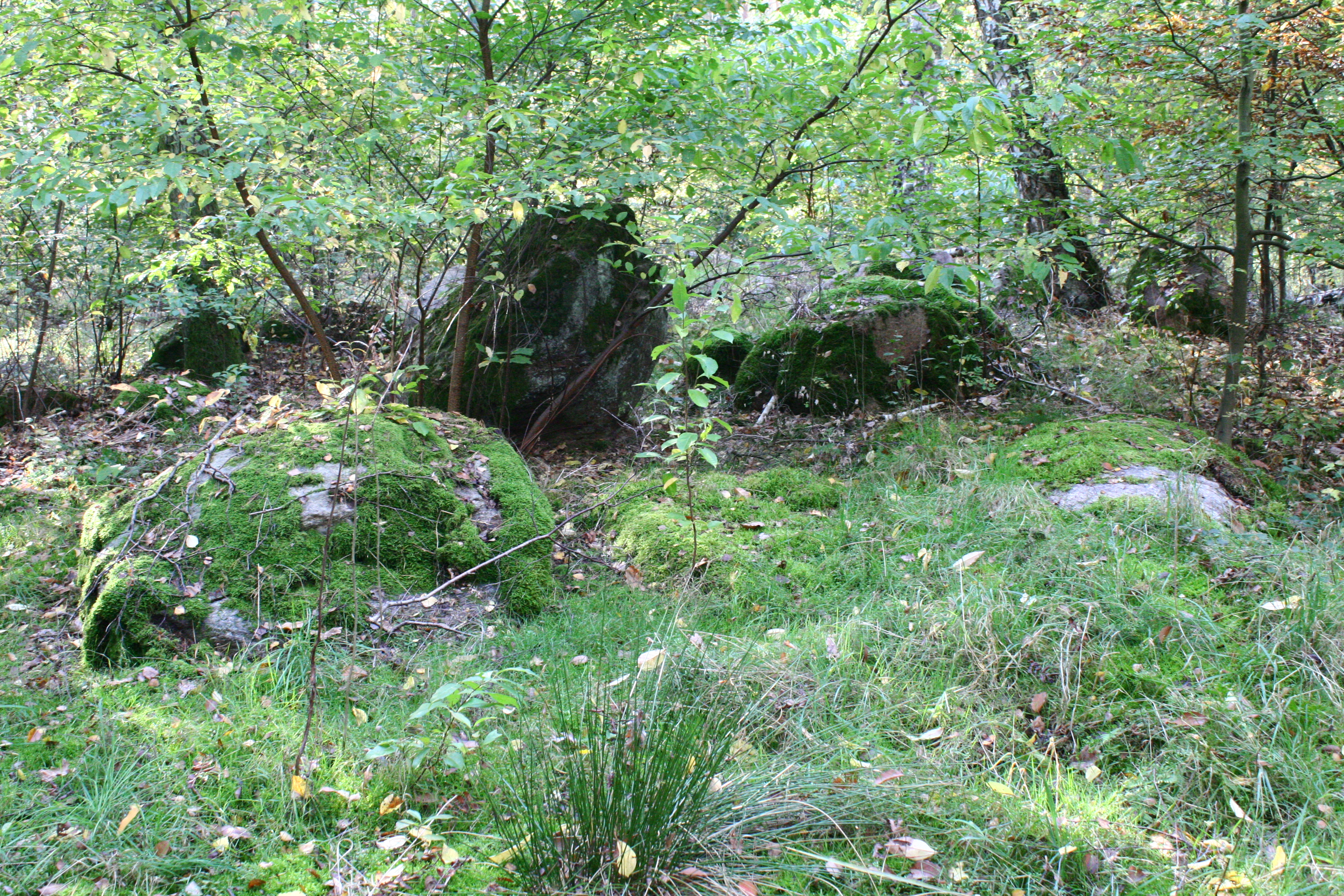
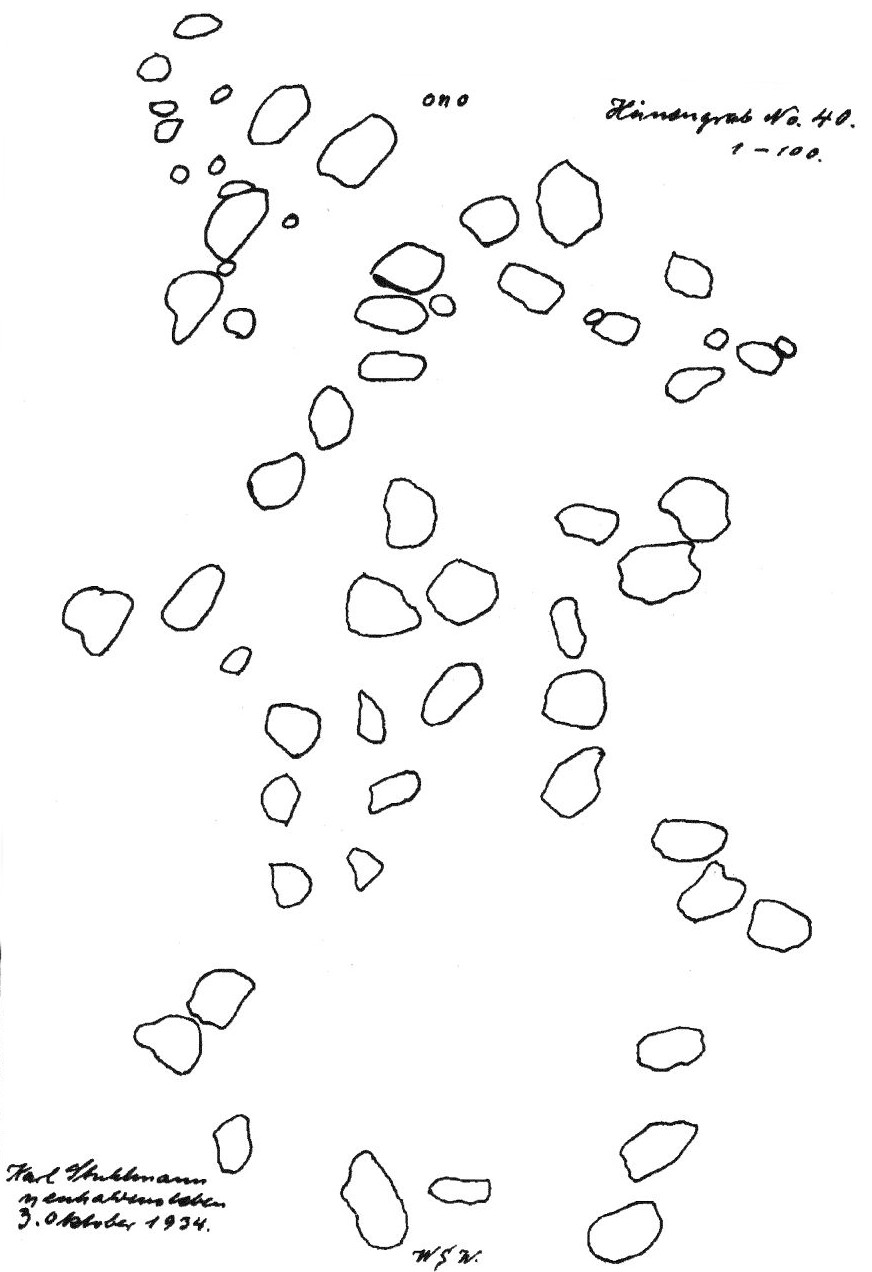
Grundriss nach Stuhlmann

#### Grab AHA 22
Dieses Grab liegt leicht erhöht und ist ost-westlich orientiert. Eine steinerne Umfassung ist nicht vorhanden. Bei der Grabkammer handelt es sich um ein Ganggrab mit rechteckigem Grundriss. Die Länge beträgt innen 8,5 m und die Breite innen zwischen 1,4 m und 1,5 m. Es sind fünf Wandsteine an der nördlichen und vier an der südlichen Langseite, jeweils ein Abschlussstein an den Schmalseiten sowie vier Decksteine erhalten. Der Zugang zur Kammer befindet sich wahrscheinlich an der Mitte der Südseite, was aber nur aus der dortigen Lücke zwischen den Wandsteinen geschlossen werden kann.

Grab AHA 22
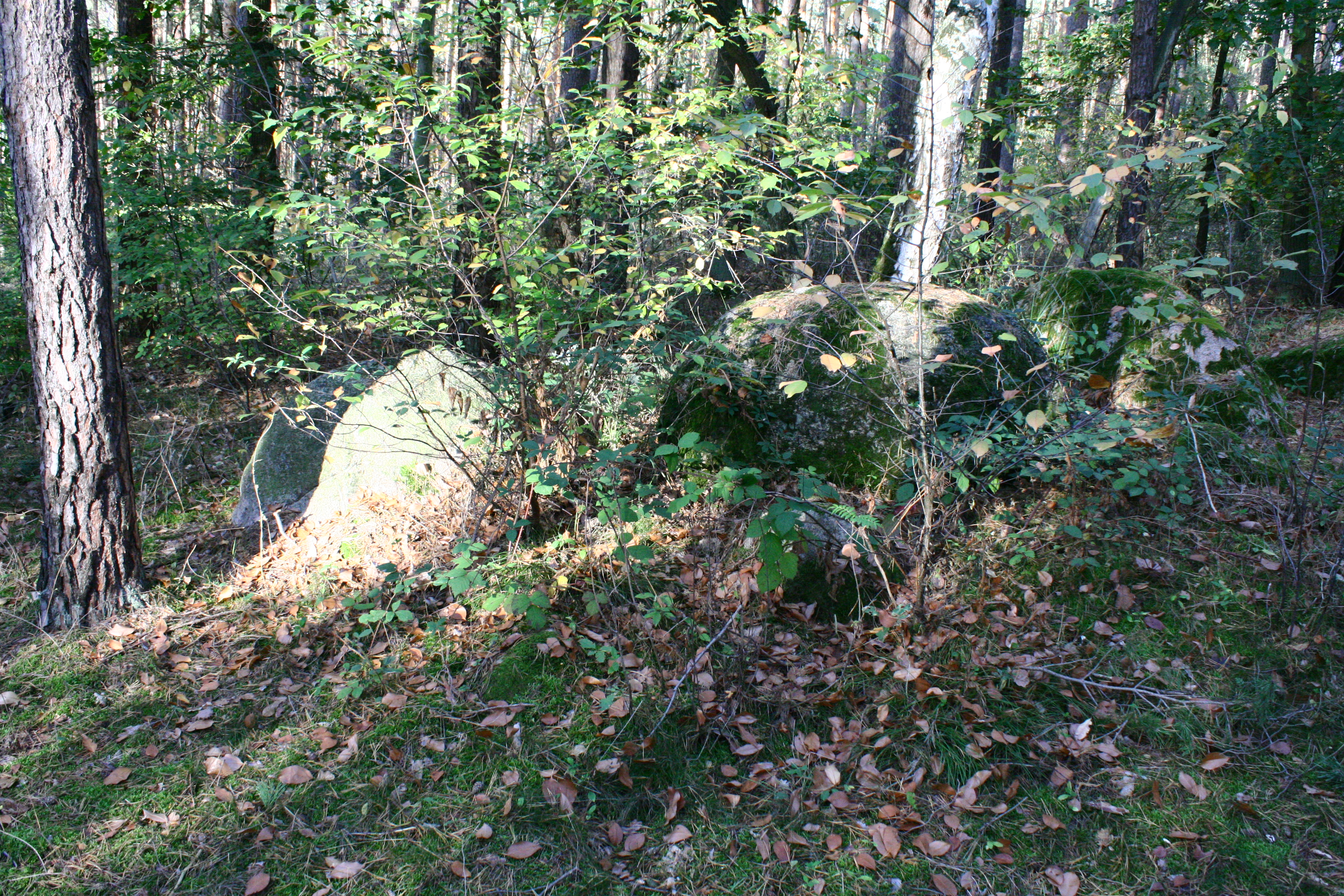
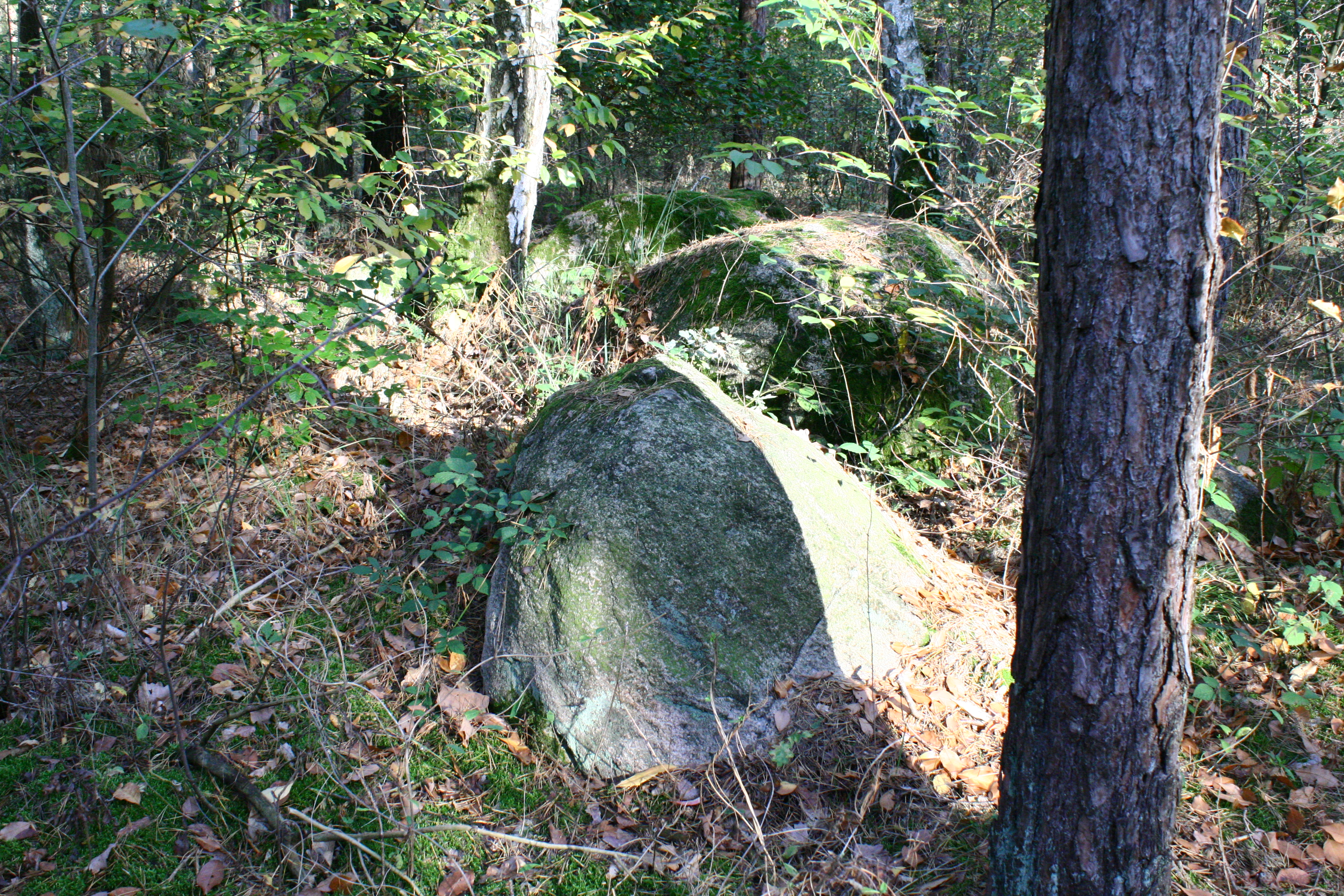
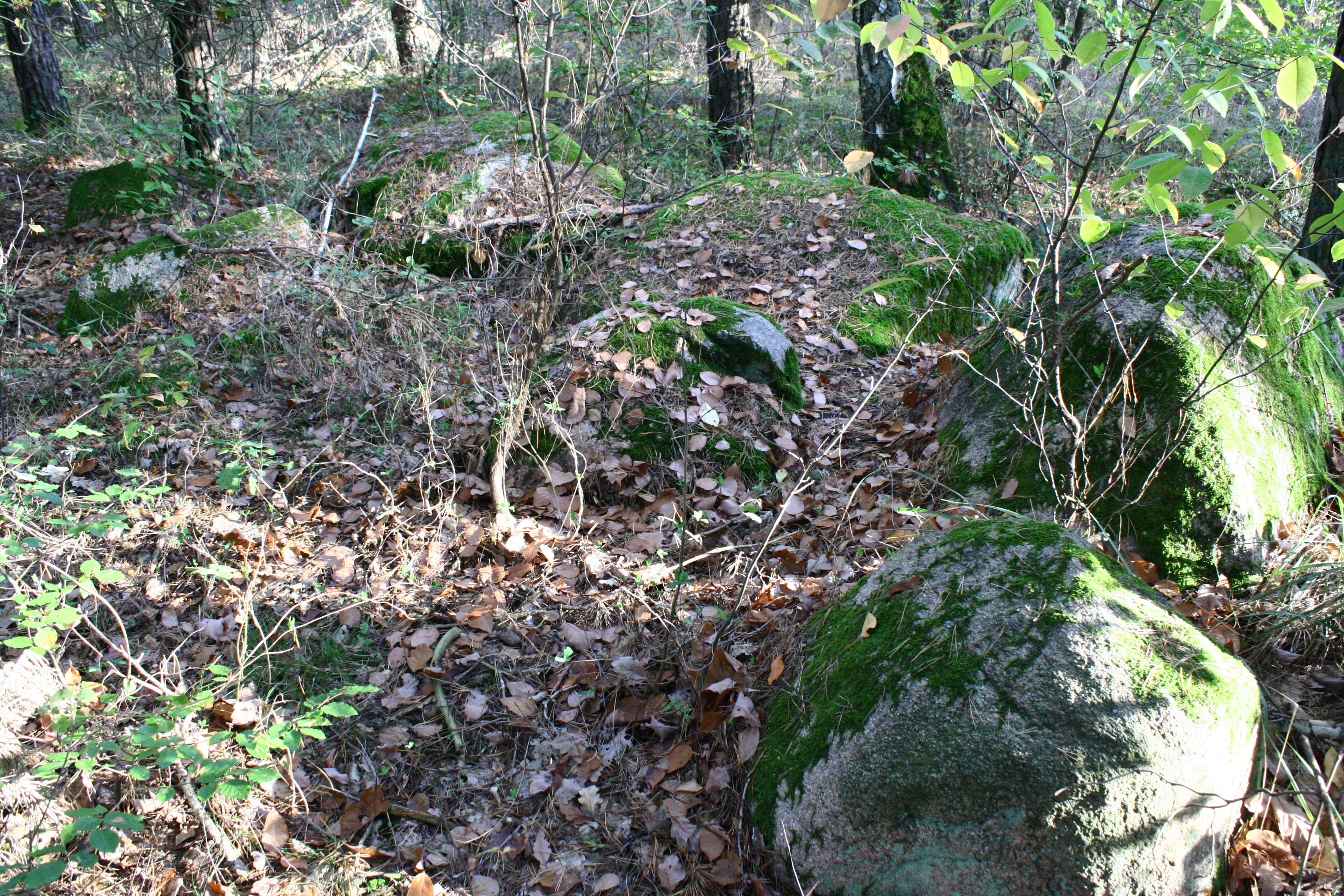
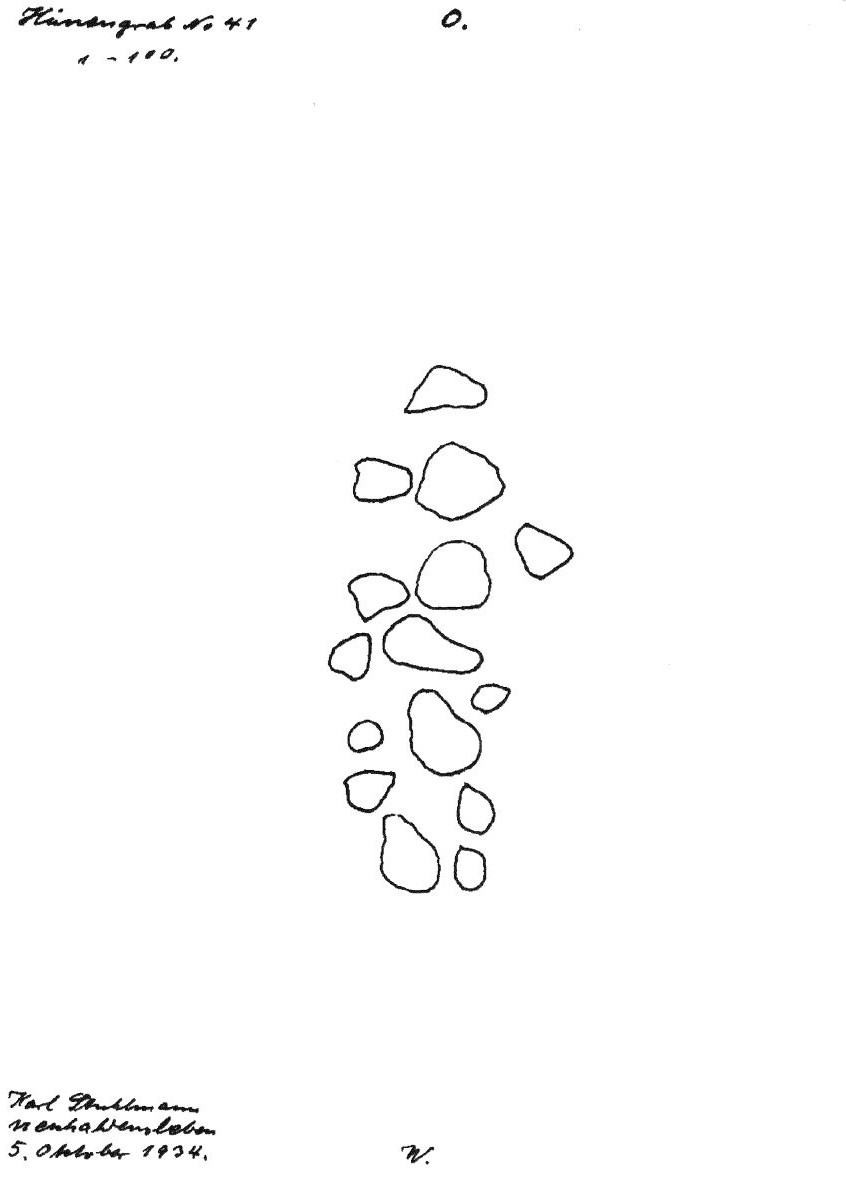
Grundriss nach Stuhlmann

#### Grab AHA 23
Diese Anlage liegt leicht erhöht und besitzt ein nordost-südwestlich orientiertes Hünenbett mit einer Länge von 14 m und einer Breite von 5,7 m. Die Hügelschüttung hat noch eine Höhe von 0,4 m. Die gut erhaltene Umfassung hat eine Länge von 11 m und eine Breite von 5,4 m. Bei der Grabkammer handelt es sich um ein nordost-südwestlich orientiertes Ganggrab mit rechteckigem Grundriss. Die Länge beträgt innen 6,6 m und die Breite innen 1,7 m. Es sind die beiden Abschlusssteine an den Schmalseiten sowie zwölf Wandsteine an den Langseiten erhalten, davon einige verlagert. Von den Decksteinen ist nur noch einer vorhanden. Der Zugang zur Kammer befindet sich an der Mitte der Südseite. Ihm war ein Gang vorgelagert, von dem nur noch ein Stein erhalten ist.

Grab AHA 23
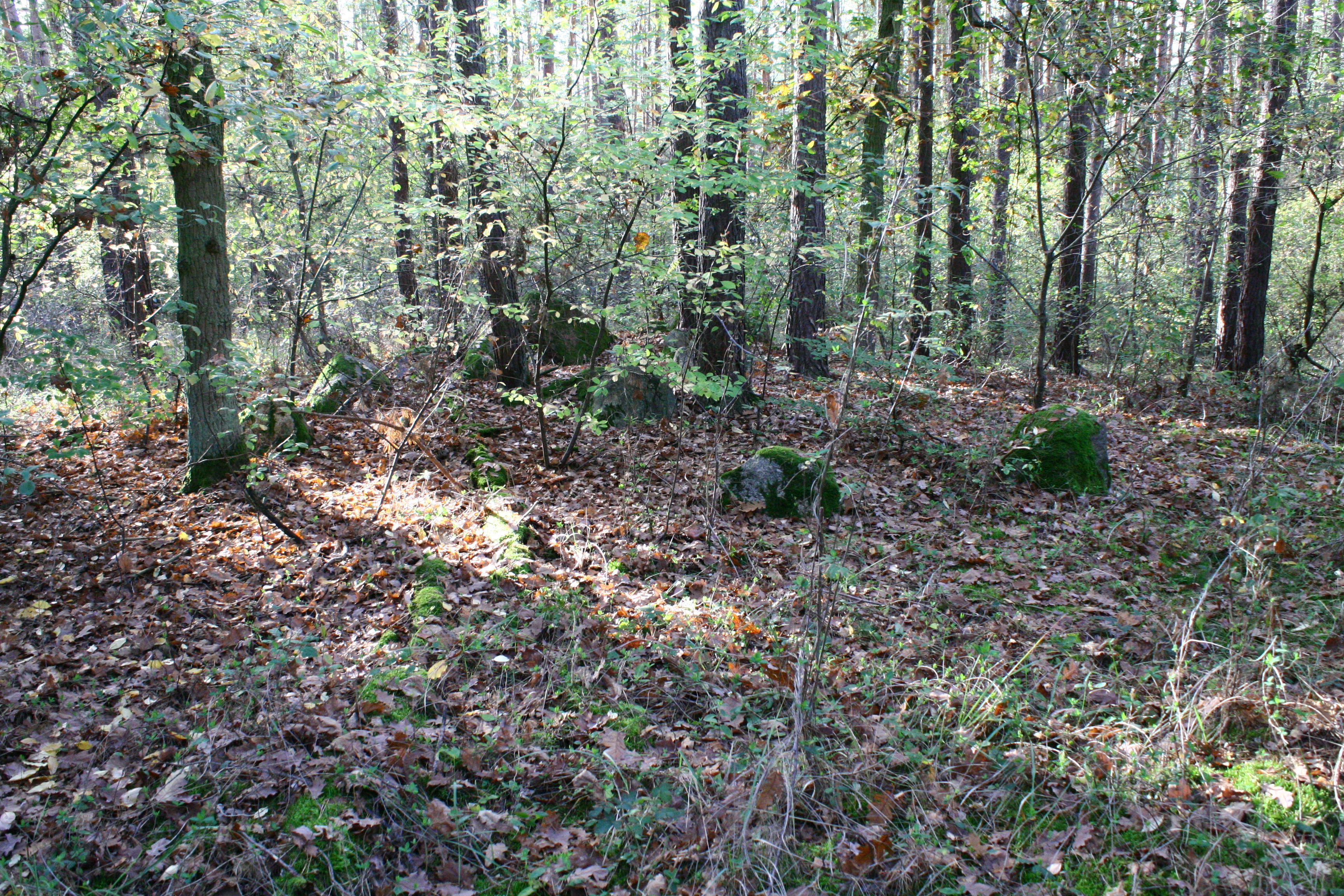
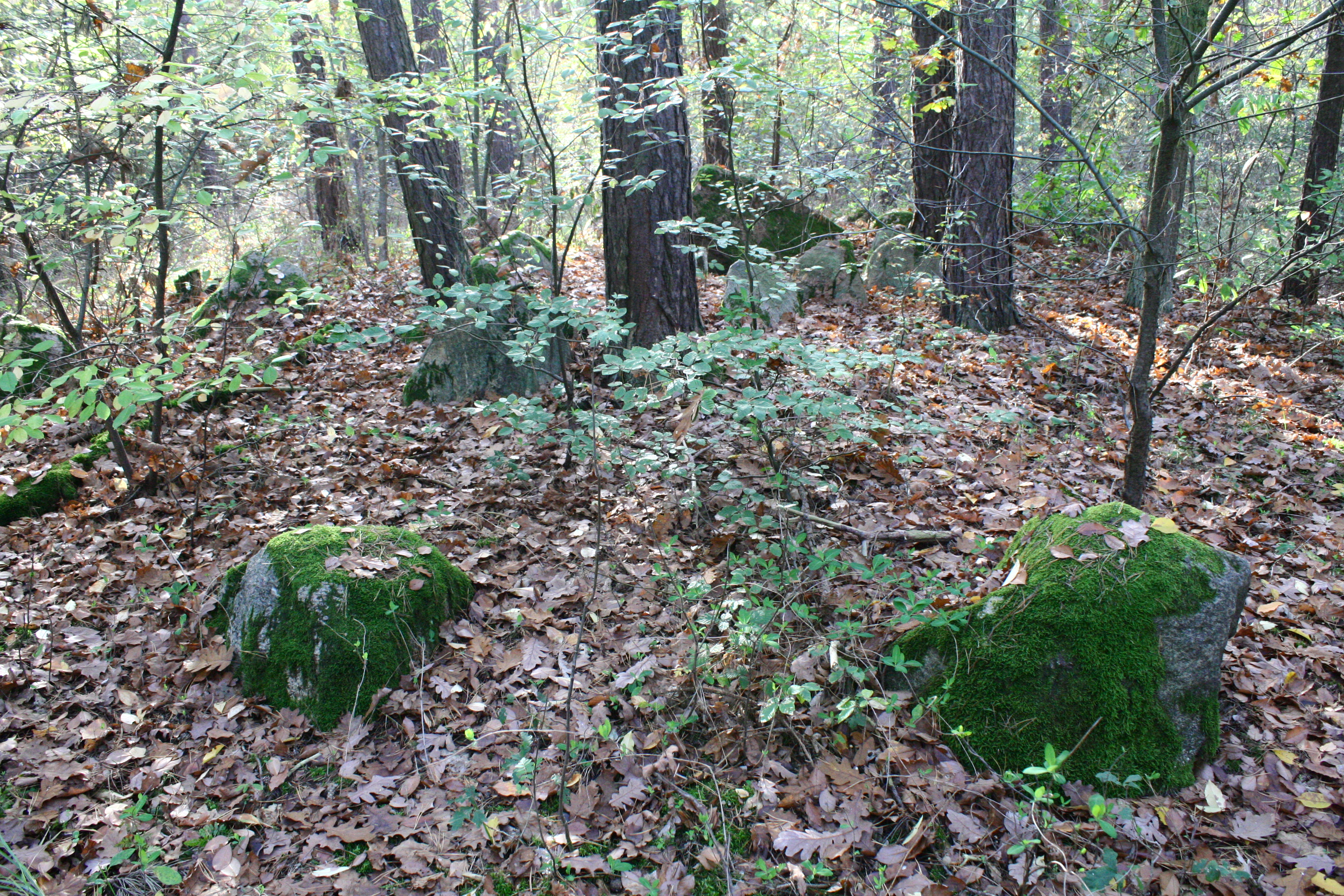
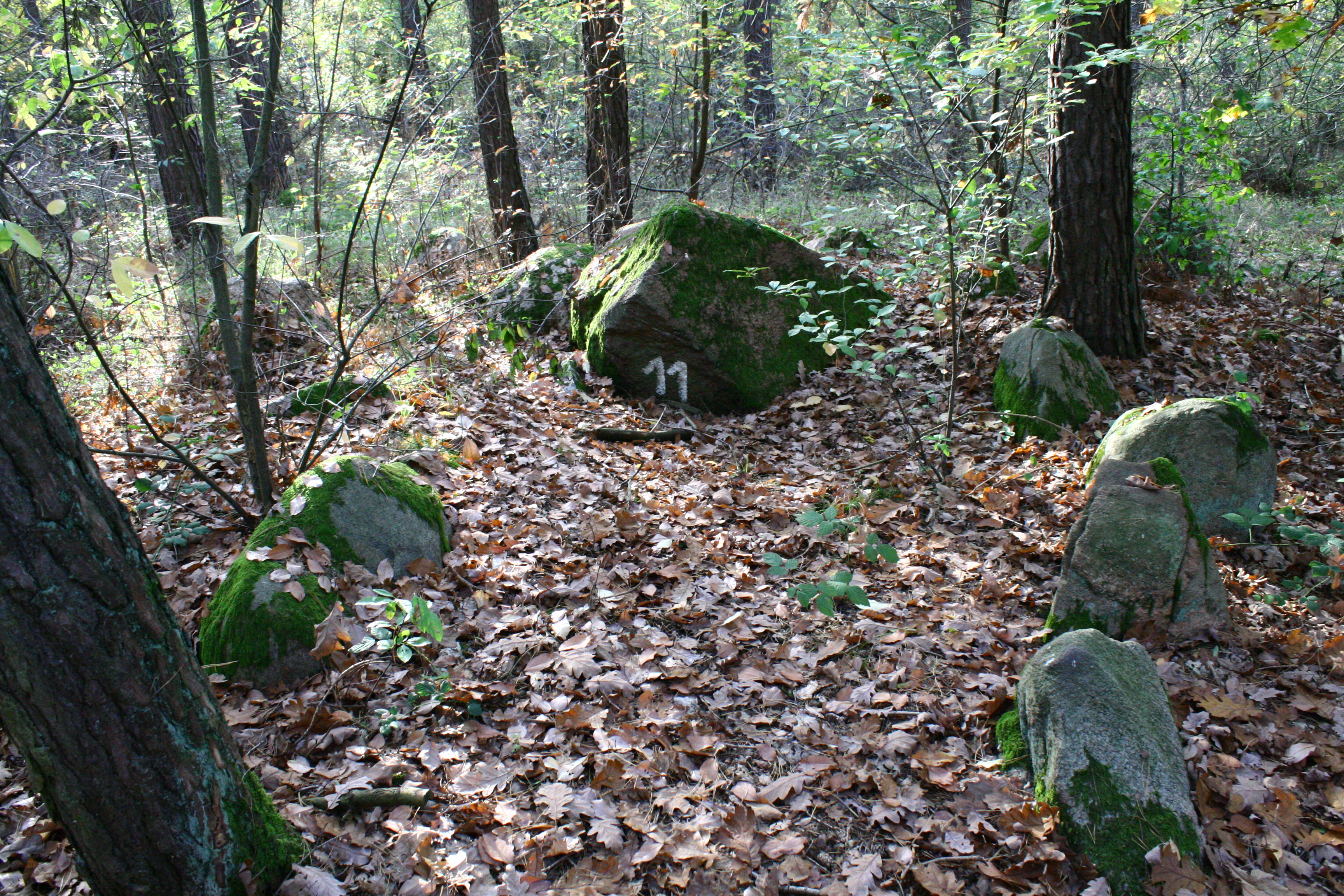
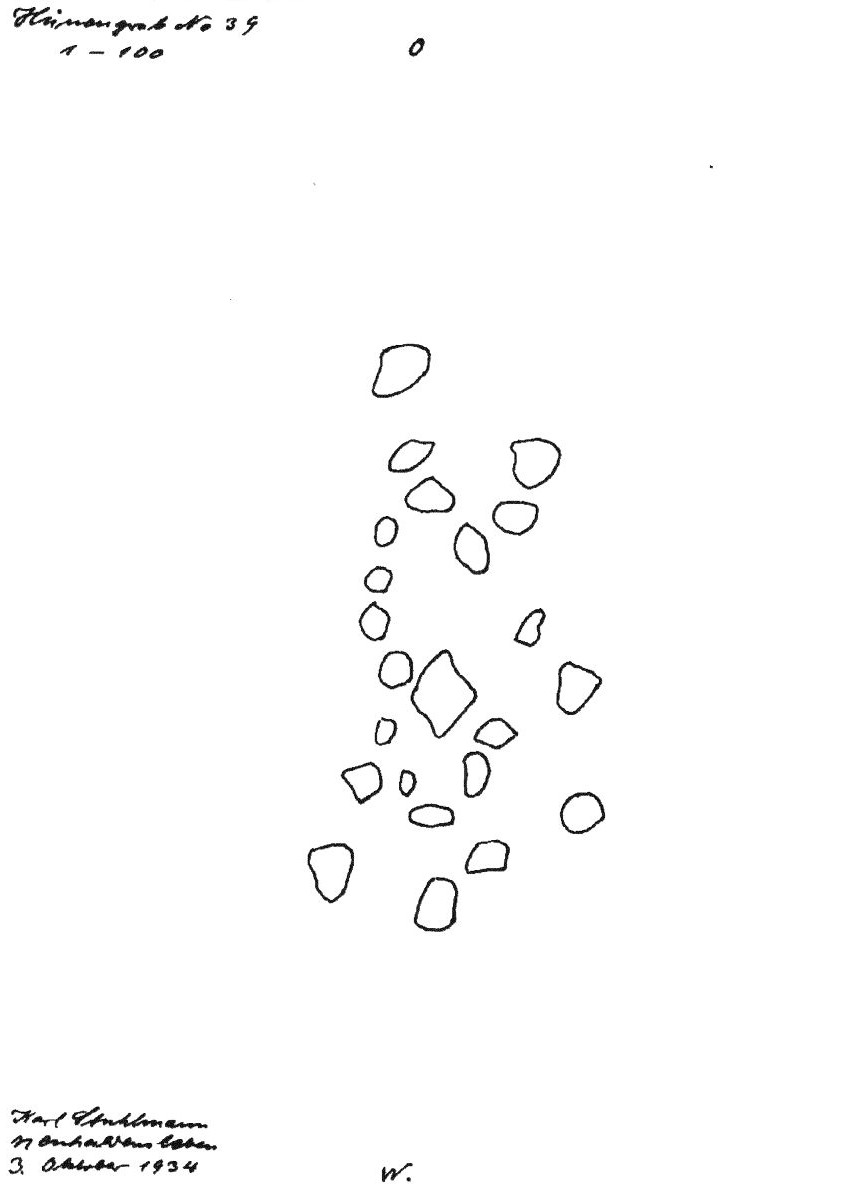
Grundriss nach Stuhlmann

#### Grab AHA 24
Dieses gut erhaltene Grab liegt an einem leichten Hang und besitzt ein nordost-südwestlich orientiertes rechteckiges Hünenbett mit einer Länge von 13,5 m und einer Breite von 5,9 m. Die Hügelschüttung hat noch eine Höhe von 0,8 m. Von der Umfassung sind noch 16 Steine (hauptsächlich an den Langseiten) erhalten. Bei der Grabkammer handelt es sich um ein nordost-südwestlich orientiertes Ganggrab mit rechteckigem Grundriss. Die Länge beträgt außen 8,8 m und innen 7,6 m, die Breite beträgt außen 2,6 m und innen 1,5 m. Es sind sieben Wandsteine an der nordwestlichen und fünf an der südöstlichen Langseite sowie die beiden Abschlusssteine an den Schmalseiten erhalten. Von den ursprünglich sieben Decksteinen sind noch fünf vorhanden. Zwischen dem von Osten aus gesehen zweiten und dritten Wandstein der südöstlichen Langseite befindet sich der Zugang zur Kammer. Ihm ist ein Gang mit einem Wandsteinpaar vorgelagert.

Grab AHA 24
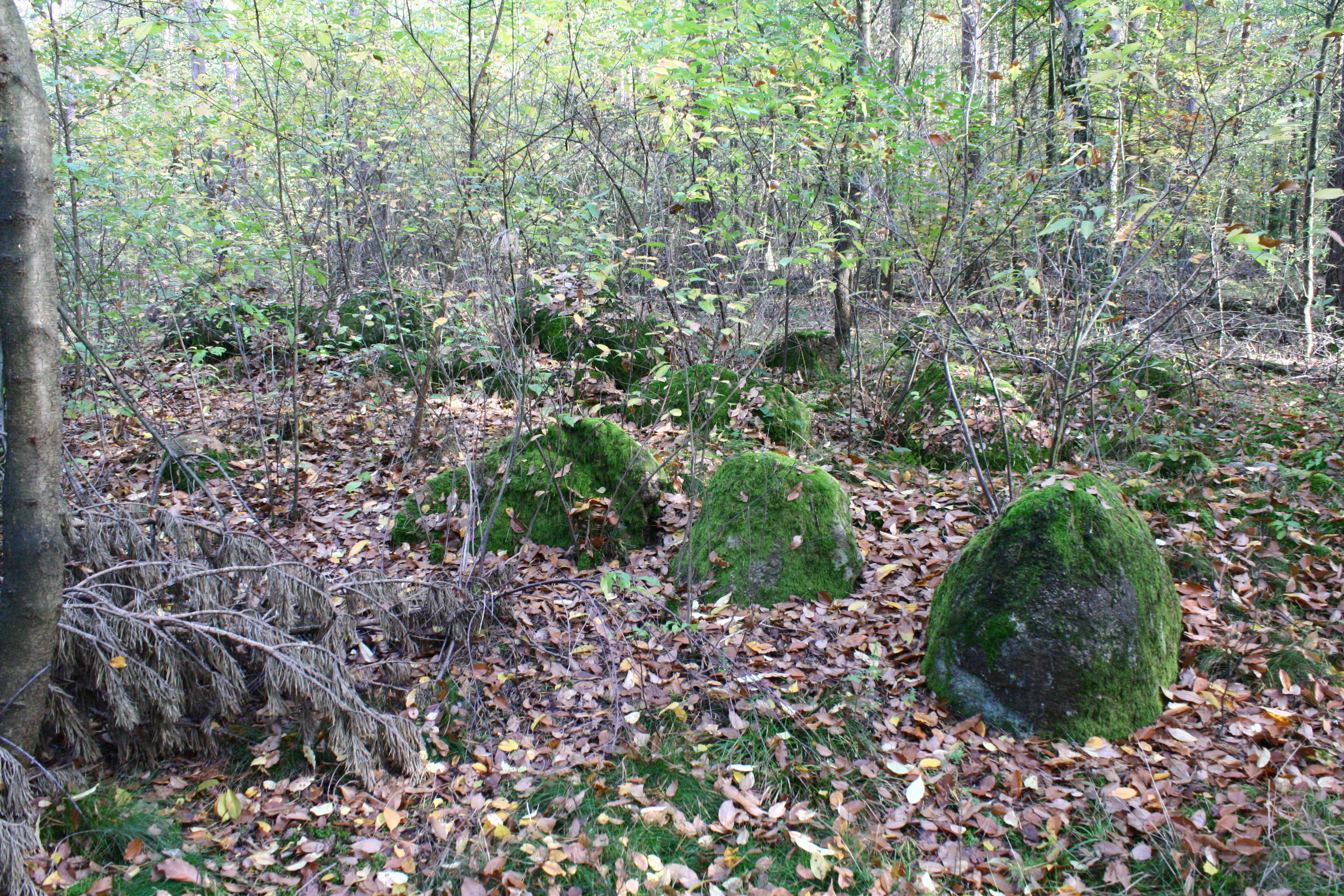
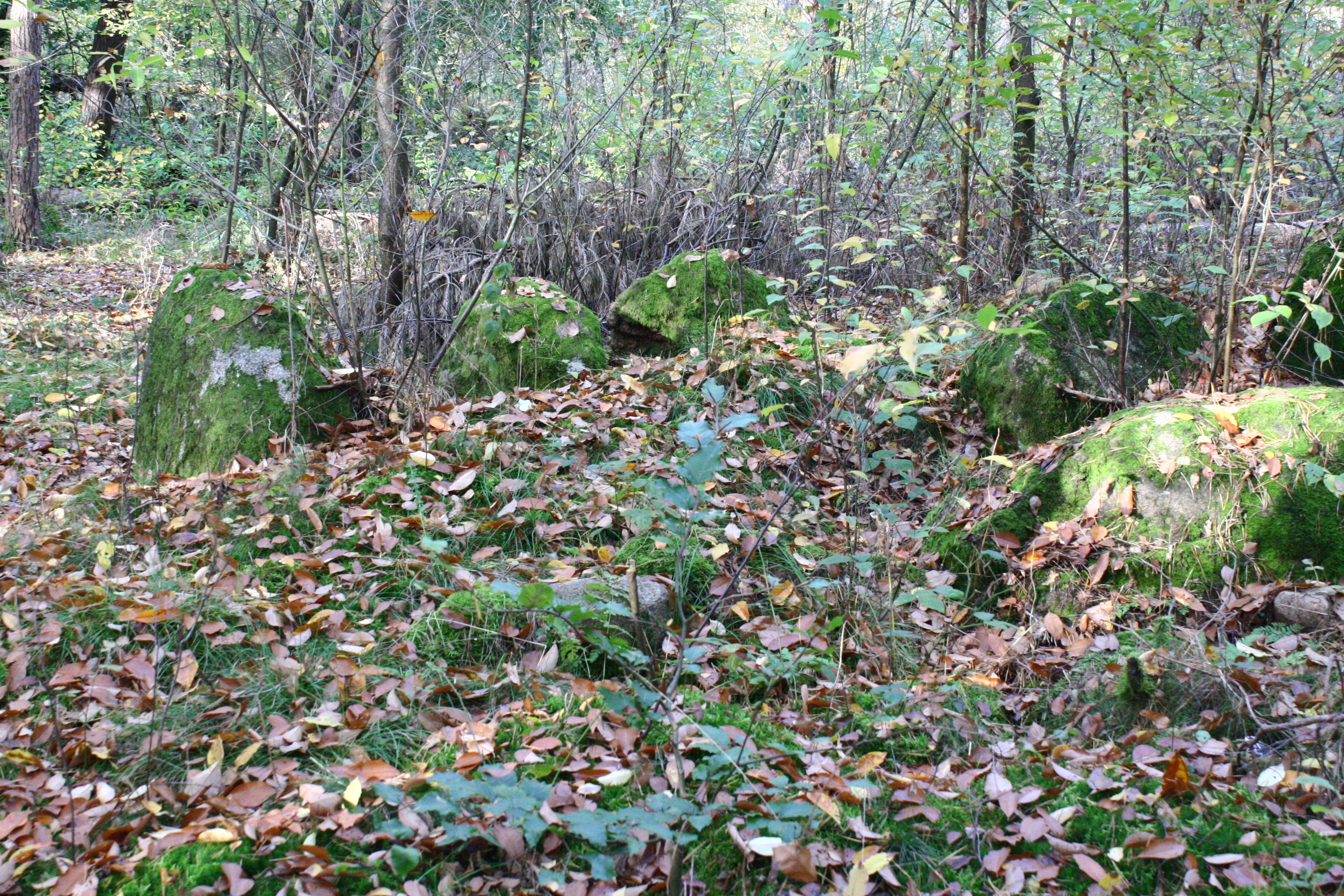
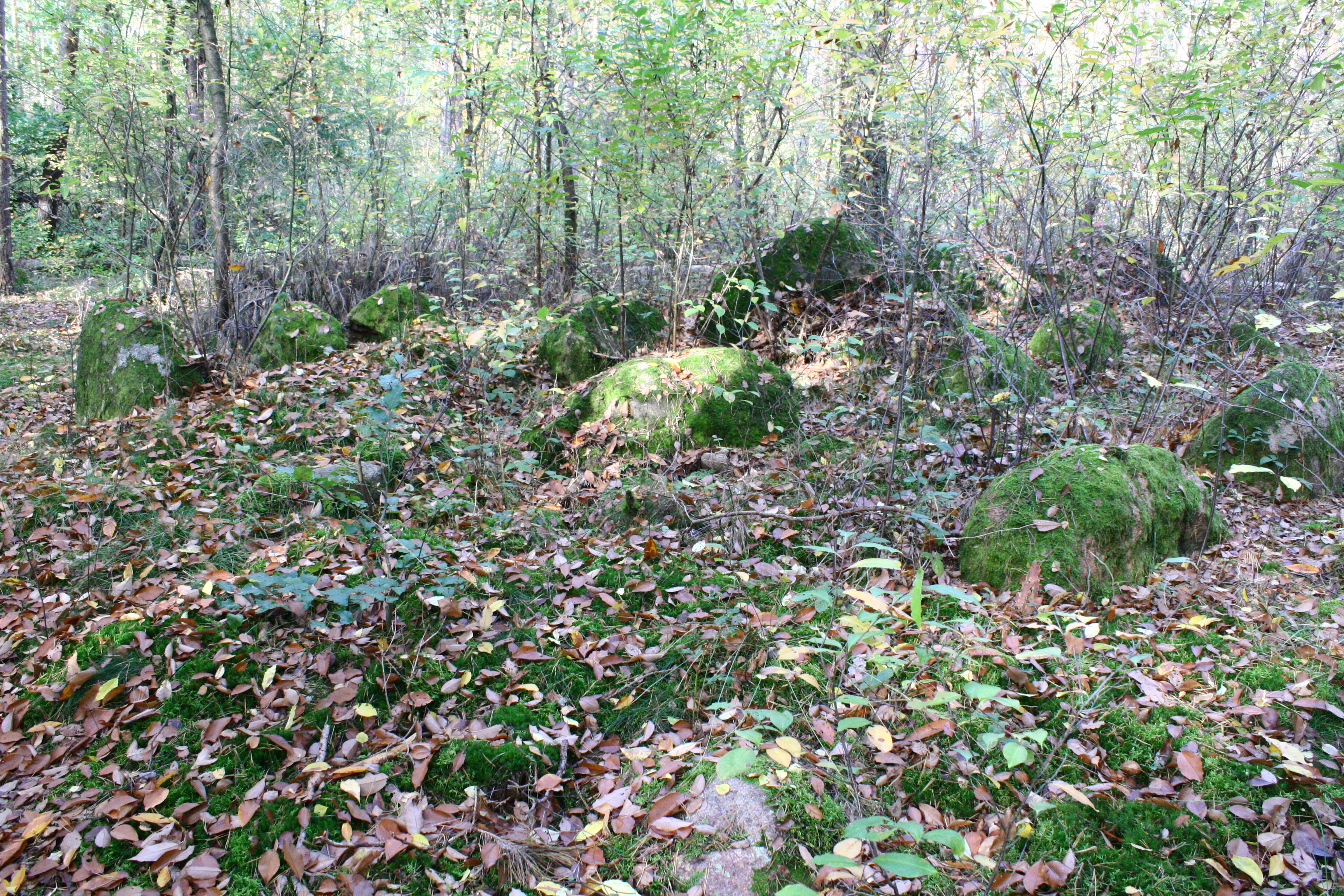

#### Grab AHA 25
Diese gut erhaltene Anlage liegt auf ebenem Grund und besitzt ein ostnordost-westsüdwestlich orientiertes Hünenbett. Die Hügelschüttung hat eine Länge von 11 m, eine Breite von 5,5 m und eine erhaltene Höhe von 0,5 m. Die Umfassung hat eine Breite von 6 m. Es sind noch acht Steine erhalten. Bei der Grabkammer handelt es sich um ein ostnordost-westsüdwestlich orientiertes Ganggrab mit rechteckigem Grundriss. Die Länge beträgt außen 10 m und innen 8,6 m, die Breite beträgt außen 4,4 m und innen zwischen 1,55 m und 1,6 m. Es sind jeweils sieben Wandsteine an den Langseiten und jeweils ein Abschlussstein an den Schmalseiten erhalten. Von den ursprünglich sieben Decksteine sind noch sechs vorhanden. Etwas östlich der Mitte der südlichen Langseite befindet sich der Zugang zur Kammer. Diesem war ursprünglich ein Gang vorgelagert, von dem noch ein Stein erhalten ist.

Grab AHA 25
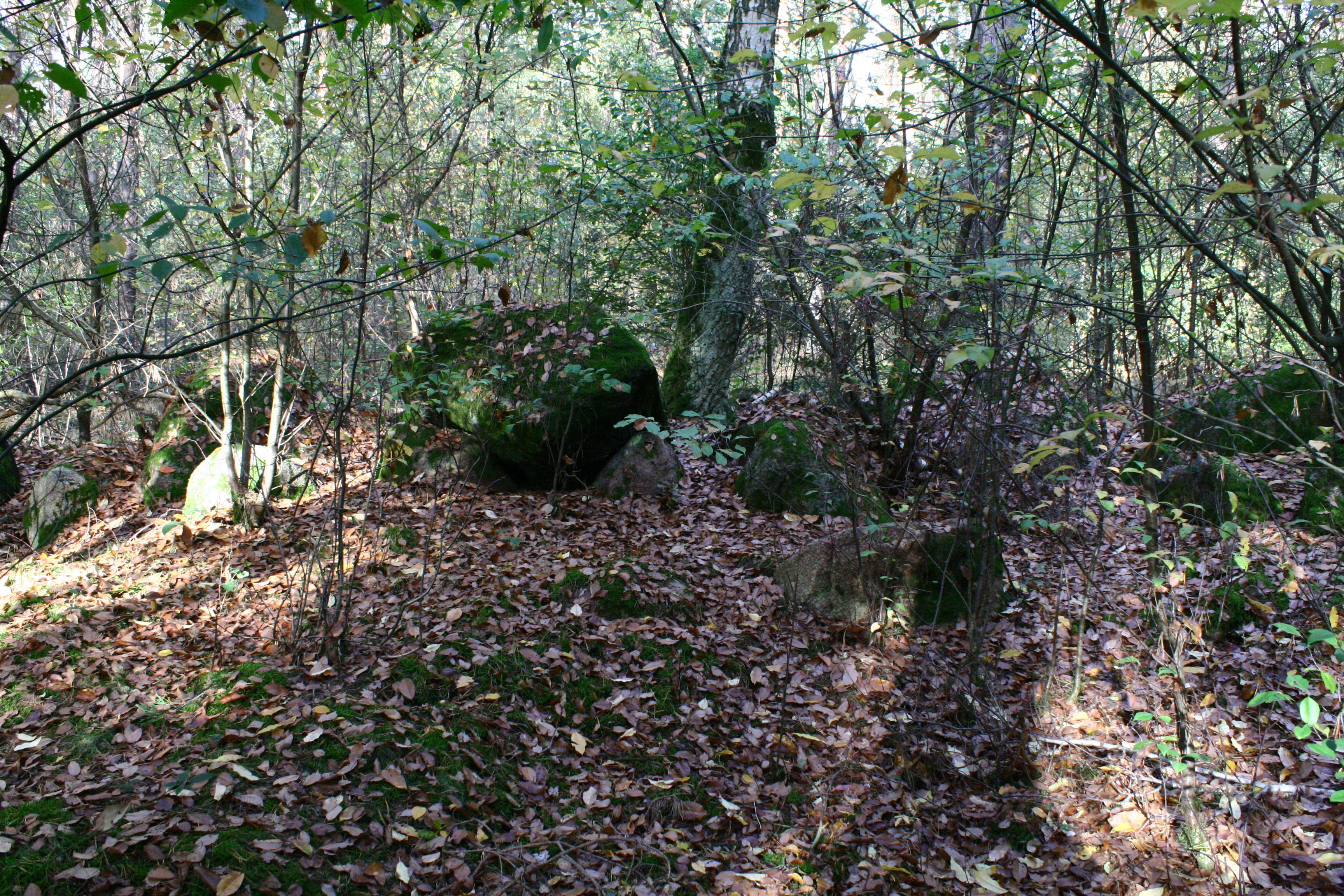
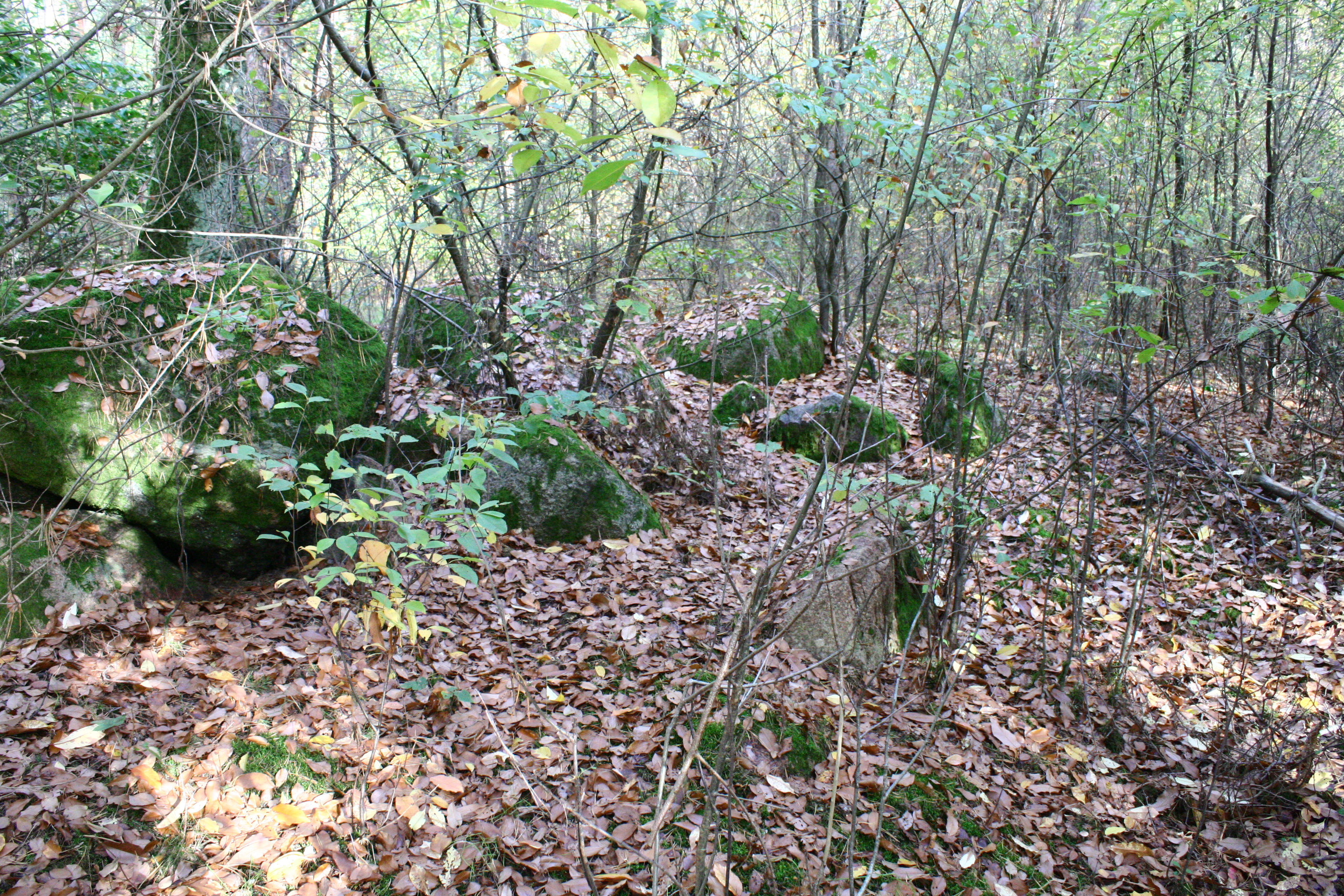
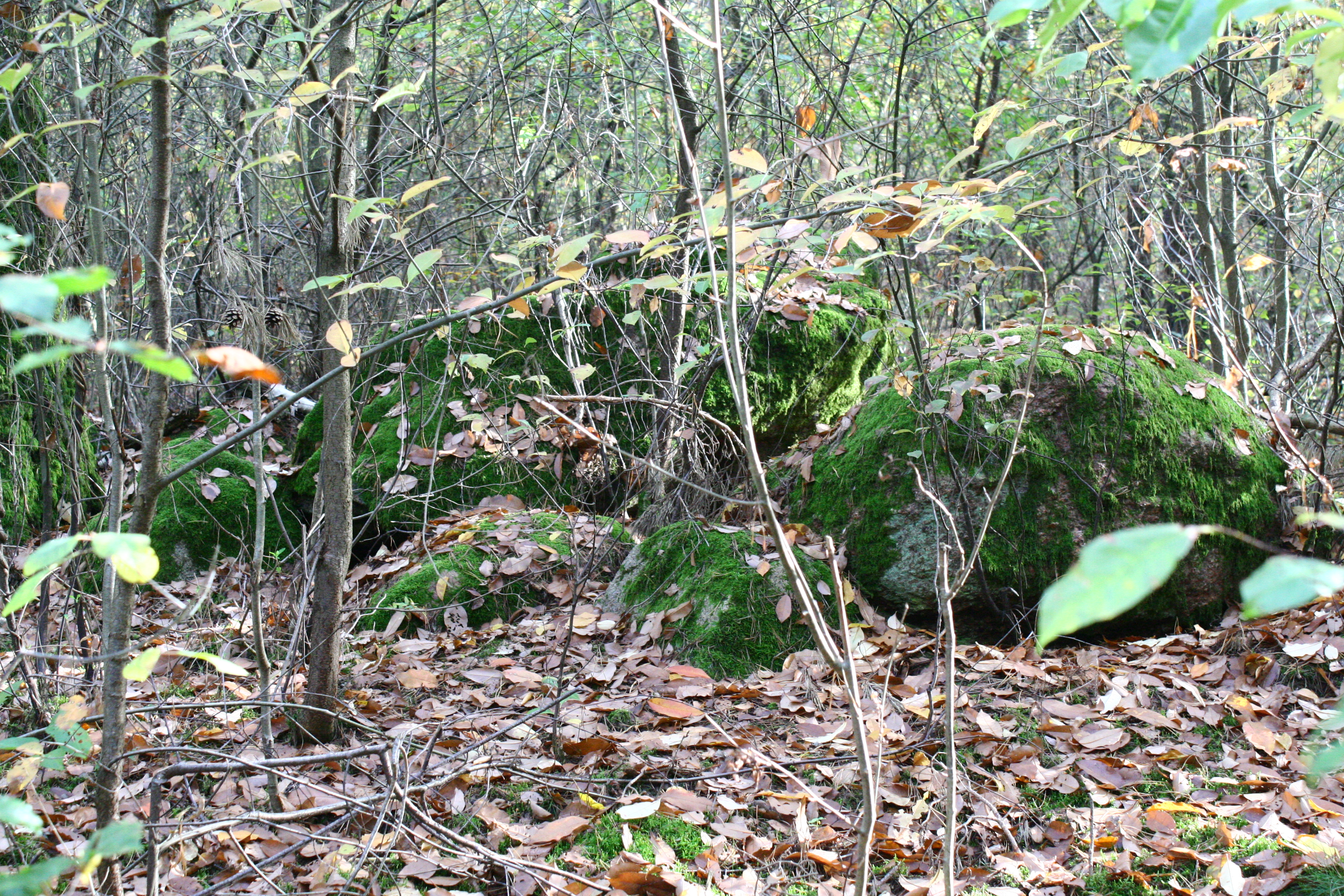
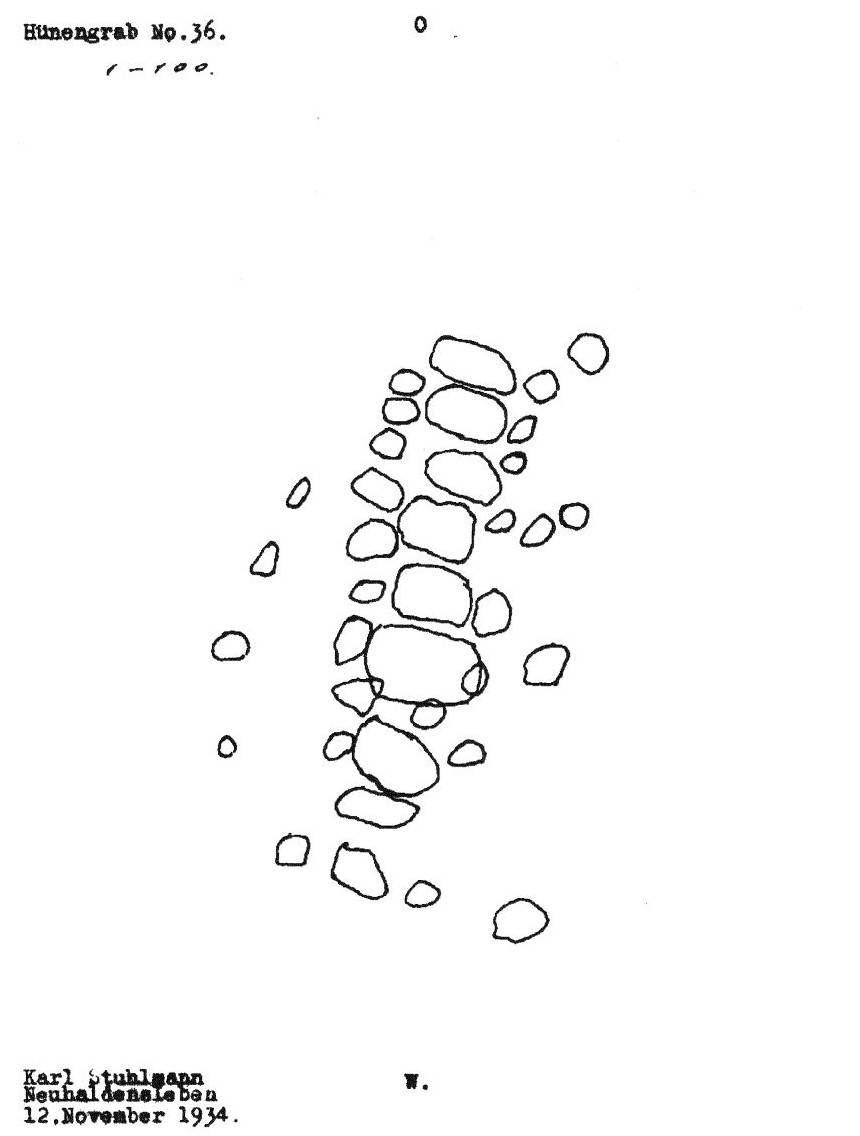
Grundriss nach Stuhlmann

#### Grab AHA 26
Diese schlecht erhaltene Anlage liegt an einem leichten Hang und besitzt ein nord-südlich orientiertes Hünenbett, dessen Maße sich nicht sicher bestimmen lassen. Die Hügelschüttung hat noch eine Höhe von 0,4 m. Von der Umfassung sind noch sieben Steine erhalten. Die Grabkammer ist nord-südlich orientiert und hat innen eine Breite von 1,2 m. Die Länge lässt sich nicht bestimmen. Es sind noch zwei Wandsteinpaare an den Langseiten und ein Deckstein erhalten. Der genaue Grabtyp ist unbekannt.

Grab AHA 26
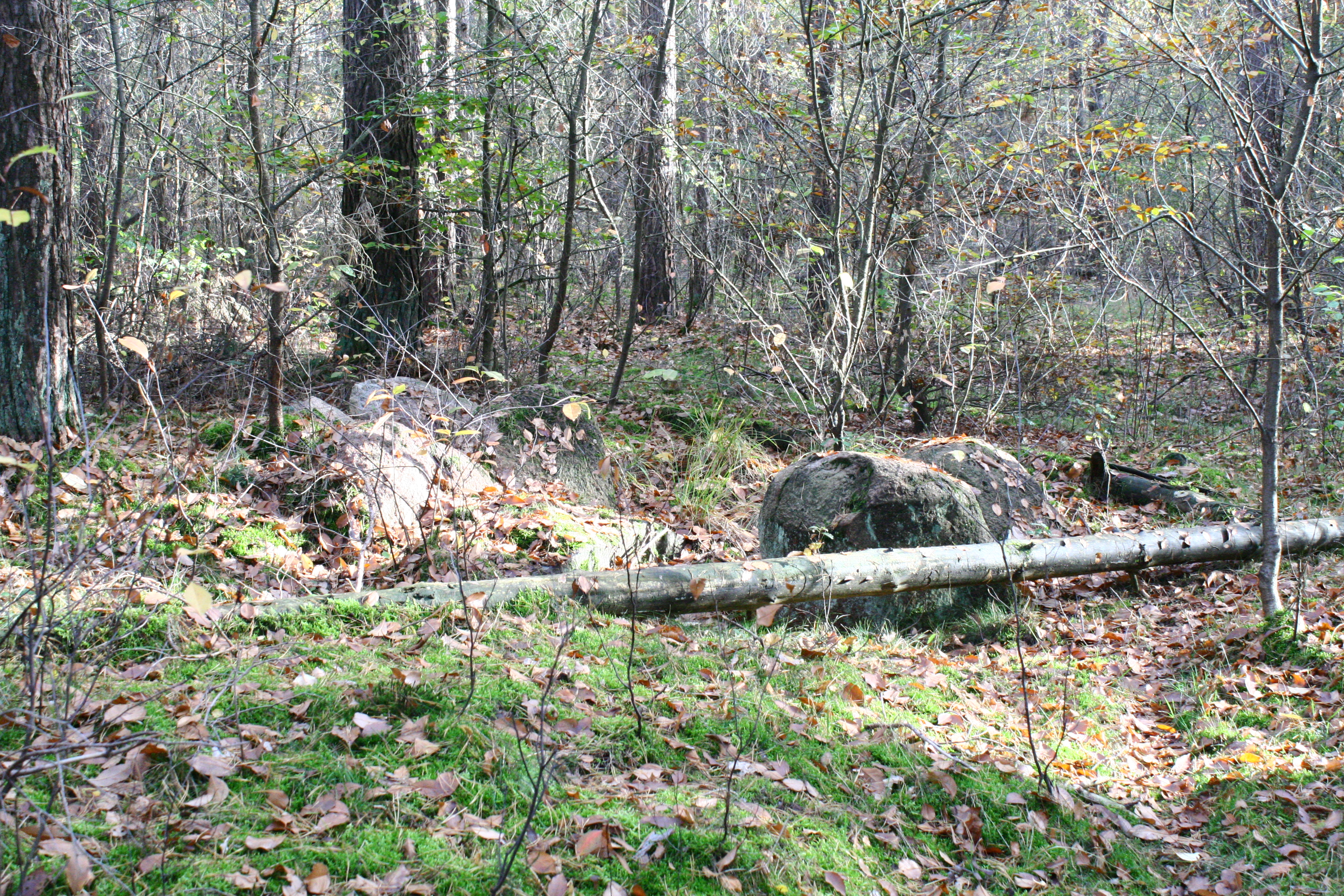
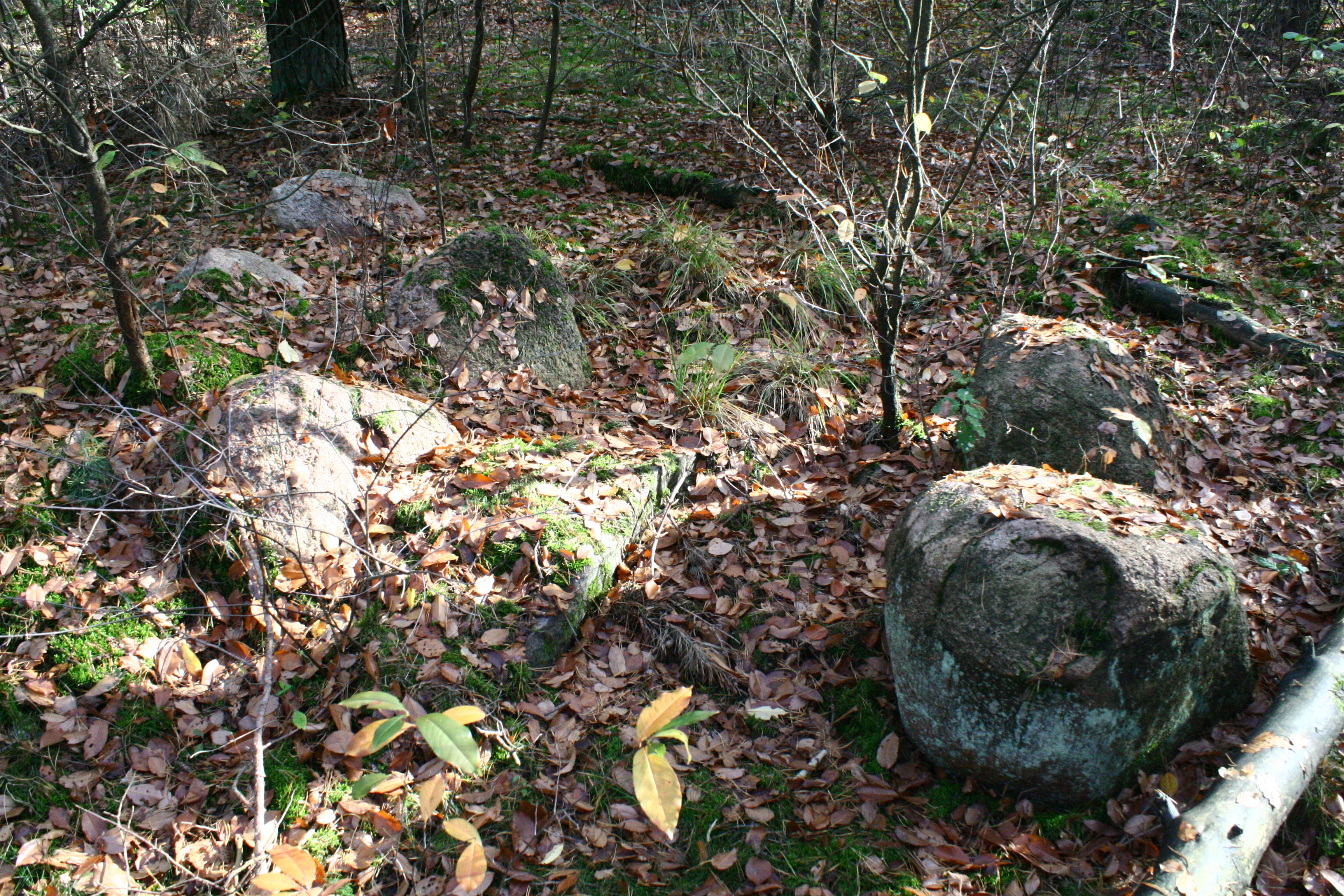
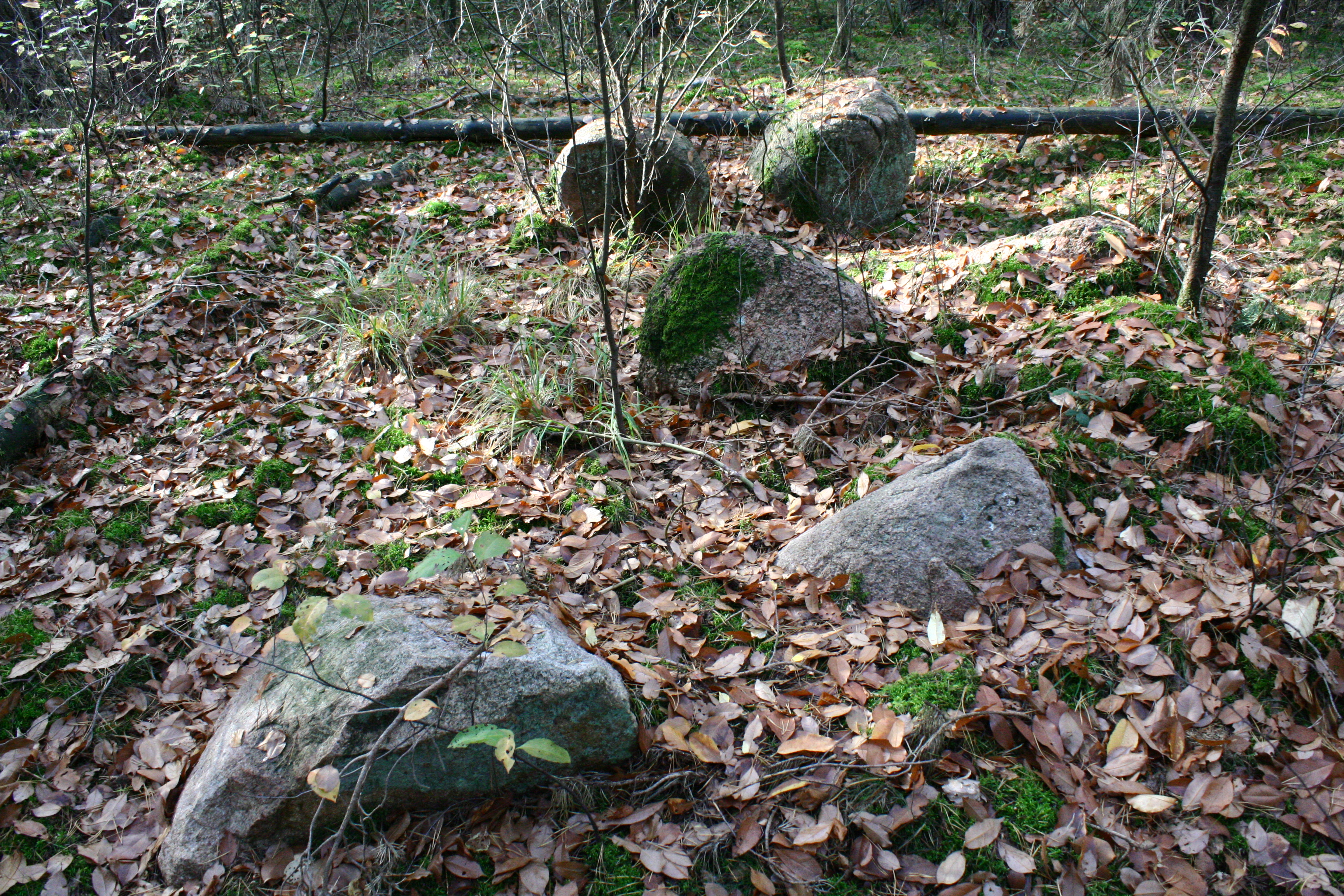
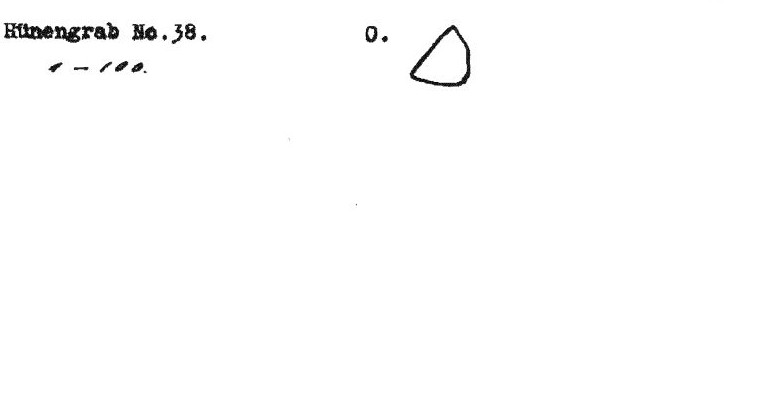
Grundriss nach Stuhlmann

#### Grab AHA 27
Dieses gut erhaltene Grab liegt leicht erhöht und besitzt ein ostnordost-westsüdwestlich orientiertes, leicht trapezförmiges Hünenbett mit einer Länge von 20 m und einer Breite zwischen 5 m und 6,5 m. Die Hügelschüttung hat noch eine Höhe von 0,5 m. Von der Umfassung sind noch 27 Steine erhalten. Bei der Grabkammer handelt es sich um ein ostnordost-westsüdwestlich orientiertes Ganggrab mit rechteckigem Grundriss. Die Länge beträgt außen 11,7 m und innen 9,8 m, die Breite beträgt außen 3,2 m und innen zwischen 1,2 m und 1,3 m. Es sind die beiden Abschlusssteine an den Schmalseiten sowie 20 Wandsteine an den Langseiten vorhanden, wobei die Nordseite einen besseren Erhaltungszustand aufweist als die Südseite. Von den ursprünglich wohl sieben Decksteinen sind noch fünf erhalten. Etwas östlich der Mitte der südlichen Langseite befindet sich der Zugang zur Kammer. Ihm ist ein Gang mit einem Paar Wandsteinen vorgelagert. Das Grab wurde möglicherweise in zwei Bauphasen errichtet.

Grab AHA 27
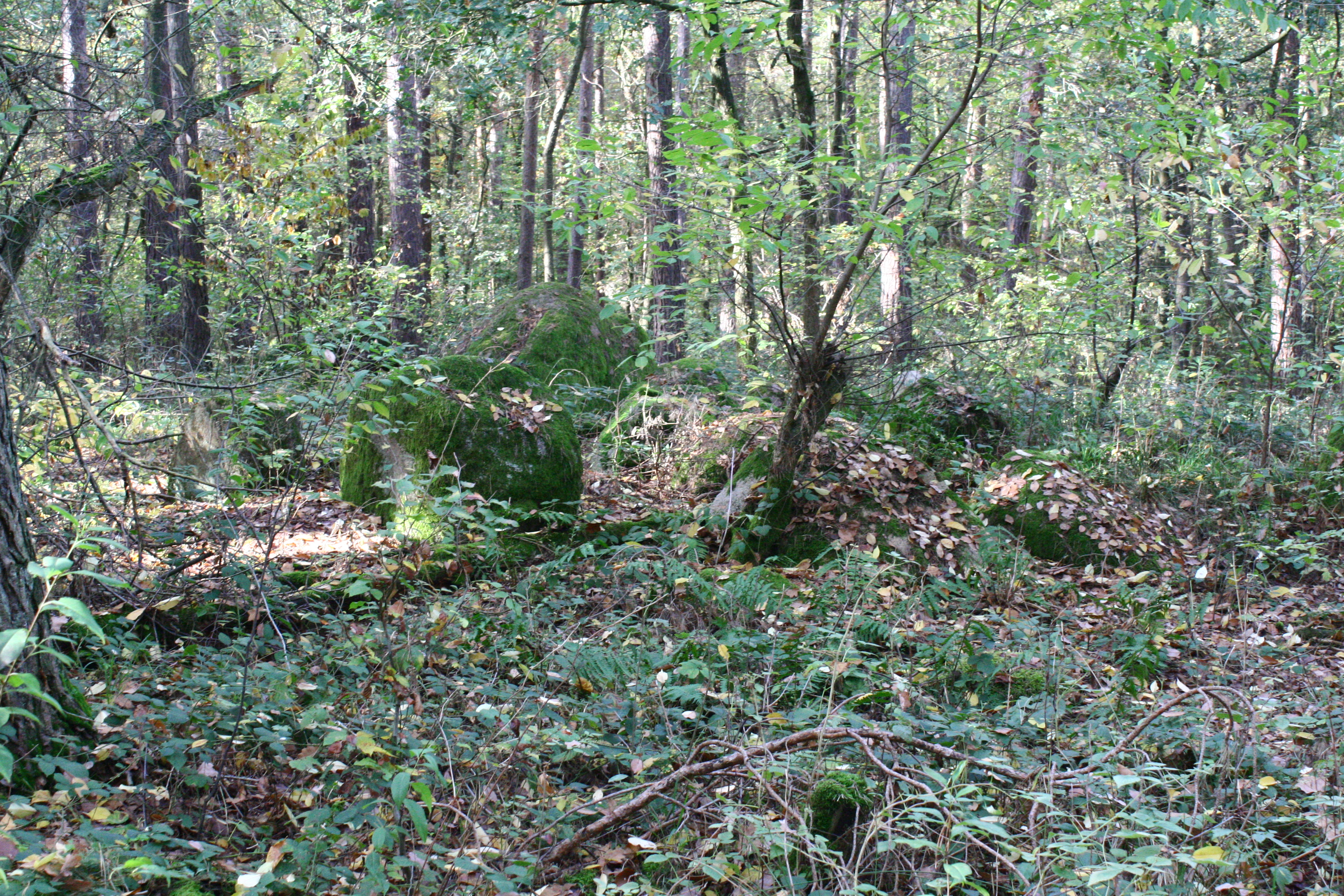
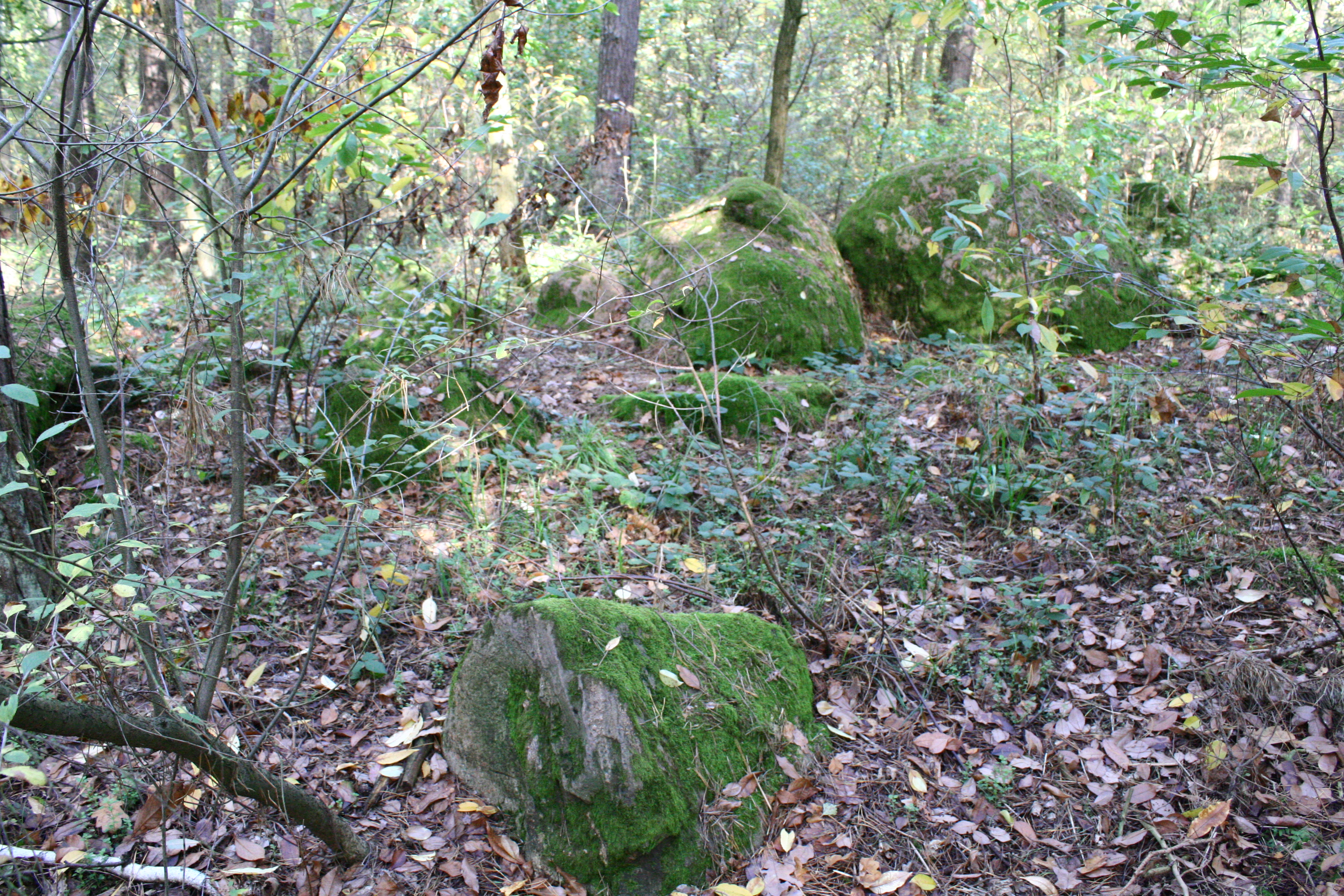
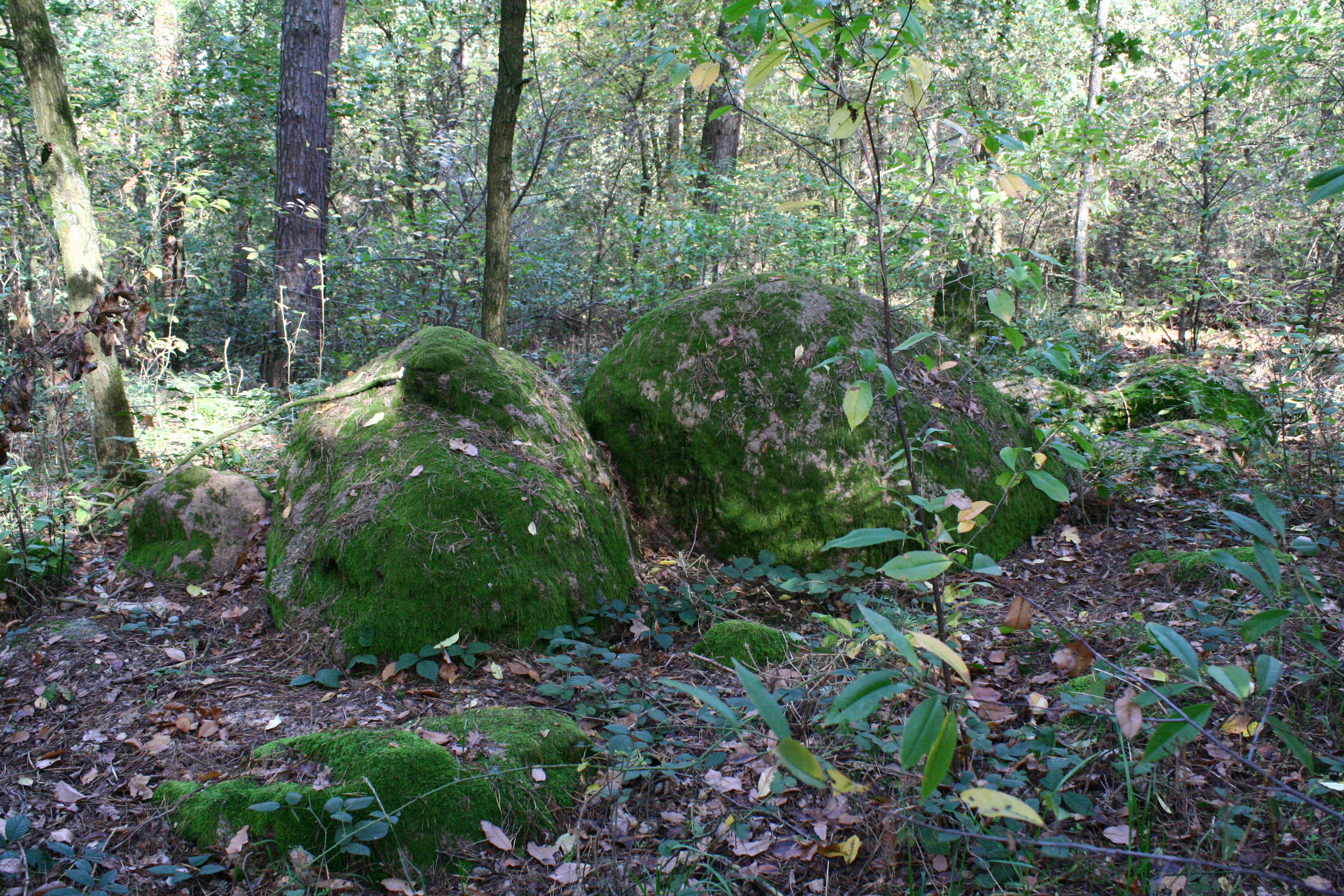
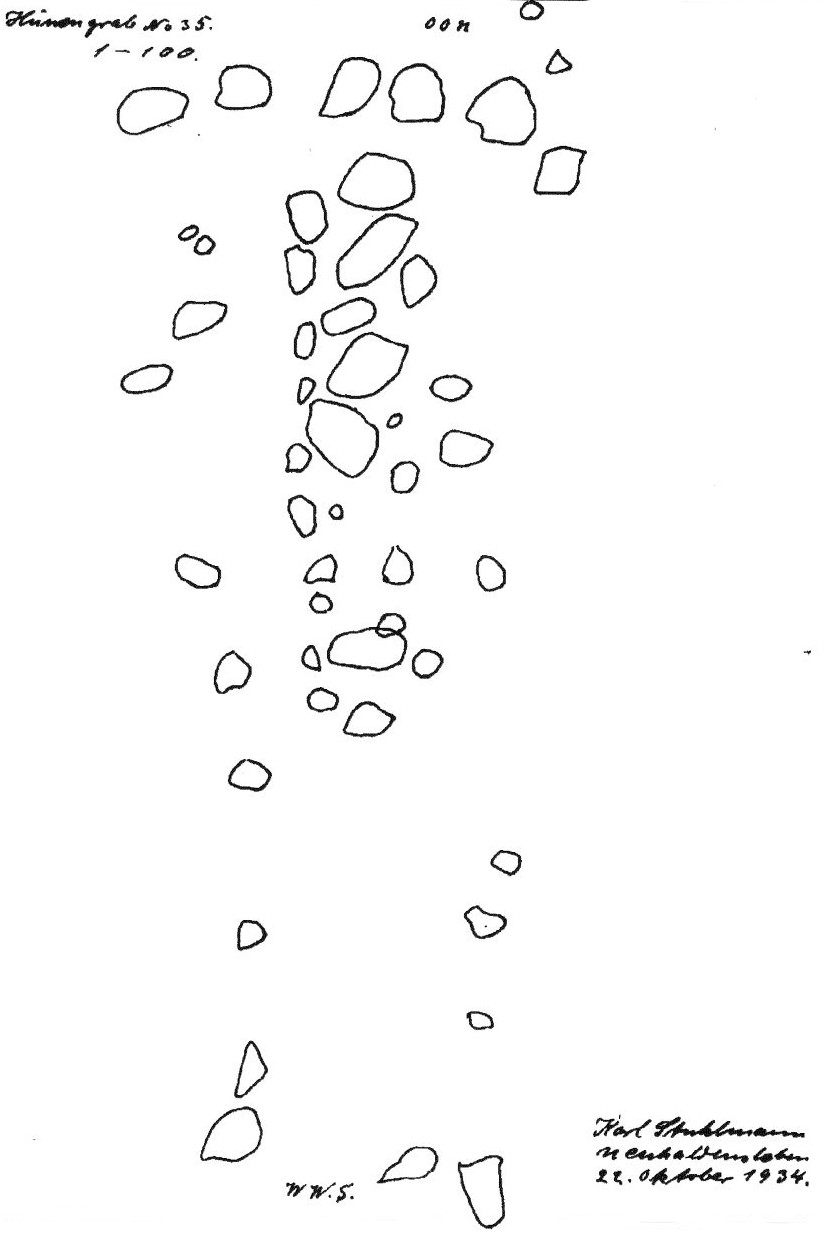
Grundriss nach Stuhlmann

#### Grab AHA 28
Diese schlecht erhaltene Anlage liegt auf ebenem Grund und besitzt ein nordost-südwestlich orientiertes Hünenbett mit einer Länge von 27 m. Es sind noch fünf Steine vorhanden. Die Maße und der Typ der Grabkammer lassen sich nicht ermitteln.

Grab AHA 28
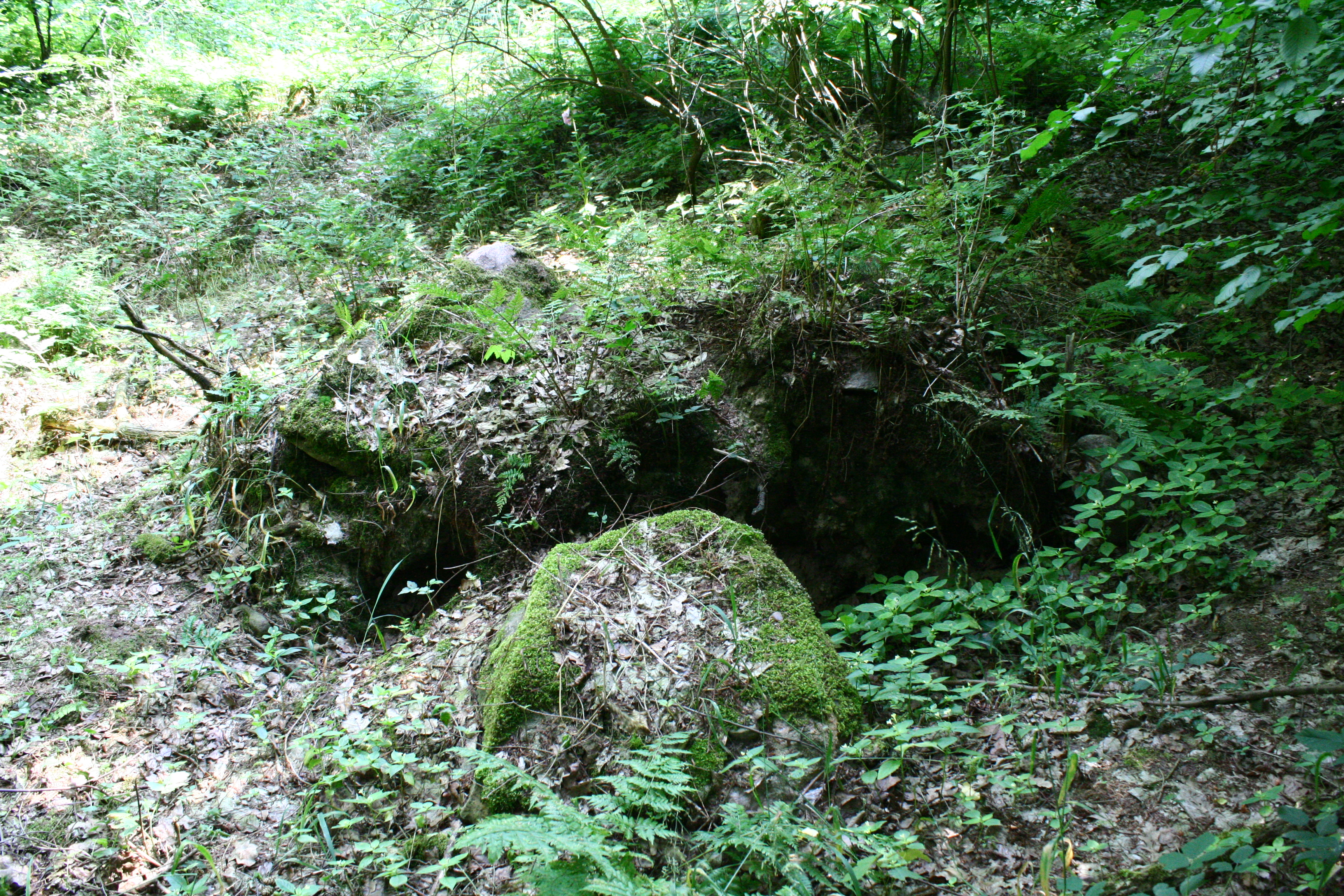
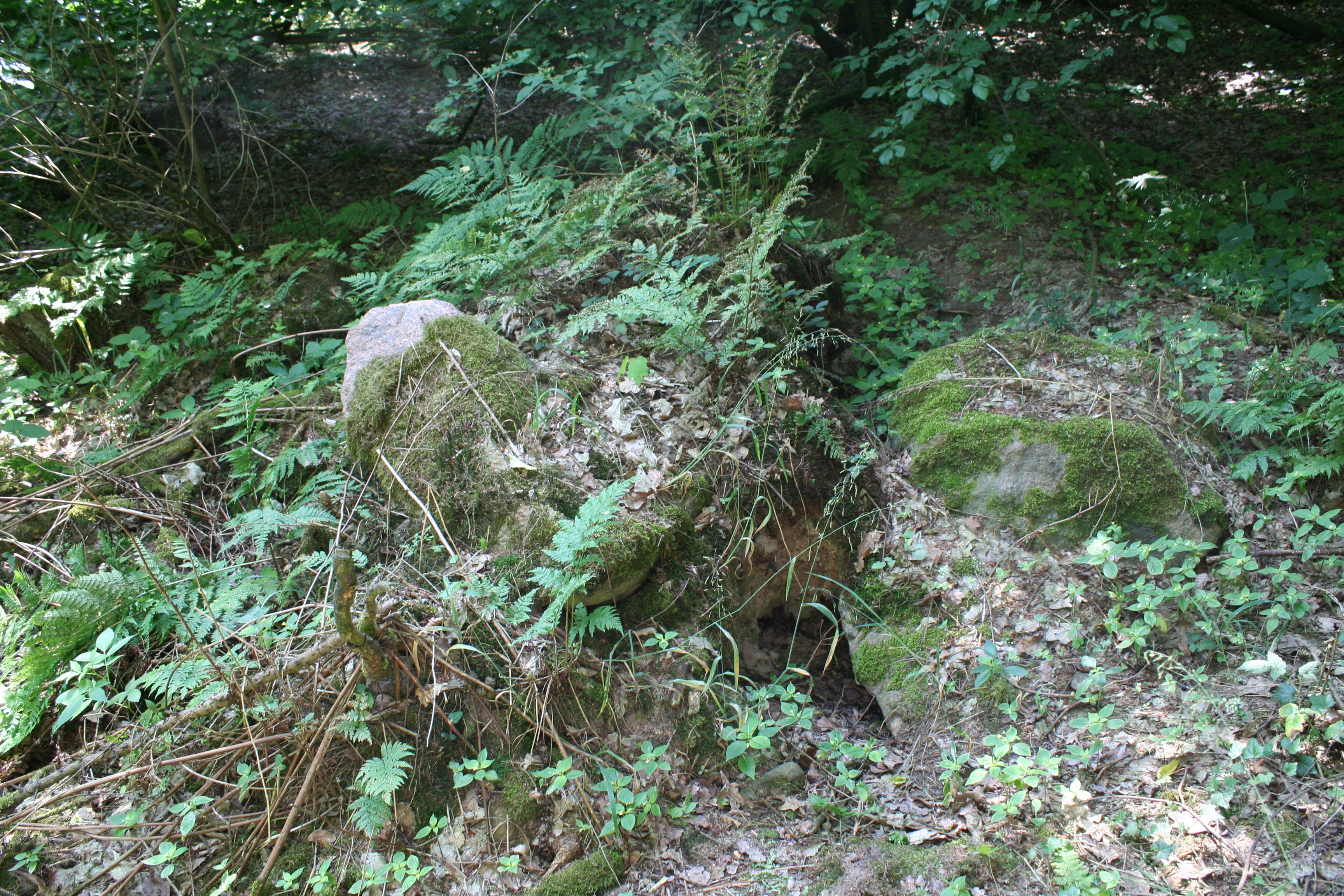
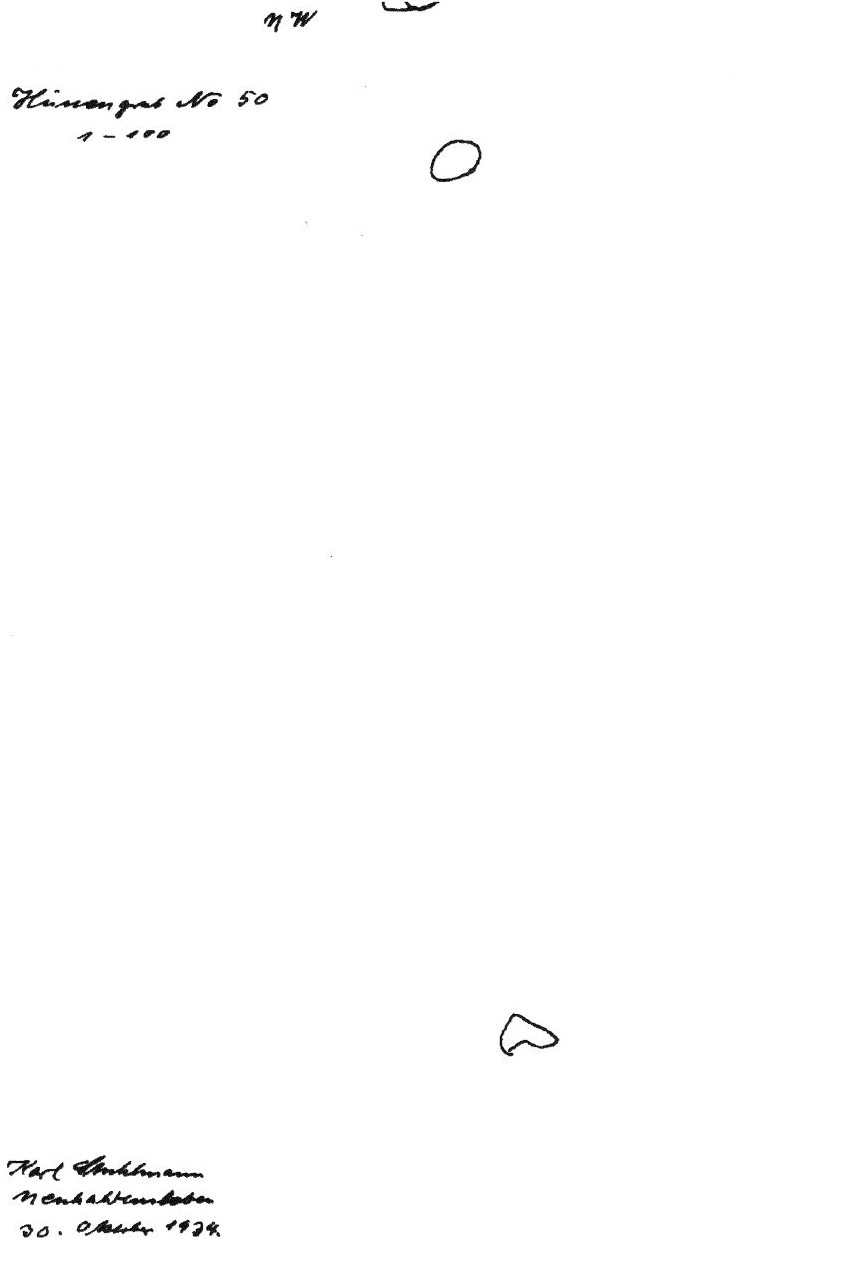
Grundriss nach Stuhlmann

#### Grab AHA 31
Dieses schlecht erhaltene Grab liegt auf ebenem Grund. Zu seiner Orientierung liegen keine Angaben vor. Eine steinerne Umfassung konnte nicht festgestellt werden. Es sind noch sechs Steine erhalten, davon zwei in situ. Hinzu kommen viele Lesesteine. Die genauen Maße der Anlage und der Grabtyp lassen sich nicht ermitteln.

#### Grab AHA 32
Diese schlecht erhaltene Anlage liegt leicht erhöht. Zu ihrer Orientierung liegen keine Angaben vor. Eine steinerne Umfassung konnte nicht festgestellt werden. Zwei Steine stehen noch in situ, von weiteren sind Bruchstücke vorhanden. Die genauen Maße der Anlage und der Grabtyp lassen sich nicht ermitteln.

#### Grab AHA 33
Dieses schlecht erhaltene Grab liegt auf ebenem Grund und ist ost-westlich orientiert. Die genauen Maße der Anlage lassen sich nicht sicher bestimmen. Von der Umfassung sind noch sechs Steine erhalten, die sich auf einer Strecke von 16 m verteilen. Die Grabkammer ist fast völlig zerstört. Es sind nur noch ein Wand- oder Abschlussstein und ein möglicher Deckstein erhalten. Die Maße und der Typ der Kammer sind nicht zu ermitteln.

#### Grab AHA 34
Diese schlecht erhaltene Anlage liegt auf einem Sporn und ist ost-westlich orientiert. Eine steinerne Umfassung konnte nicht festgestellt werden. Die Grabkammer hat innen eine Breite von 1,1 . Es sind nur noch zwei Steine sowie Standspuren weiterer Steine erhalten. Der genaue Grabtyp ist nicht bestimmbar.

#### Grab HUN 14 („Küsterberg“)
Das gut erhaltene Großsteingrab „Küsterberg“ liegt leicht erhöht und besitzt ein ost-westlich orientiertes rechteckiges Hünenbett. Die Hügelschüttung hat eine Länge von 30 m und eine Breite von 8 m. Die Umfassung hat eine Länge von 18,9 m und eine Breite von 5 m. Es sind noch sieben Steine an der nördlichen und zwei an der südlichen Langseite erhalten. Weitere, außerhalb der Umfassung verstreut liegende Steine lassen sich nicht sicher zuordnen. Bei der Grabkammer handelt es sich um ein ost-westlich orientiertes Ganggrab mit rechteckigem Grundriss. Die Länge beträgt innen 9,3 m und die Breite innen zwischen 1,1 m und 1,3 m. Es sind noch sechs Wandsteine an der nördlichen und neun an der südlichen Langseite sowie die beiden Abschlusssteine erhalten. Von den Decksteinen sind noch fünf vorhanden. Etwas westlich der Mitter der Südseite befindet sich der Zugang zur Kammer. Ihm ist ein Gang mit einem Wandsteinpaar vorgelagert.

Grab HUN 14 („Küsterberg“)
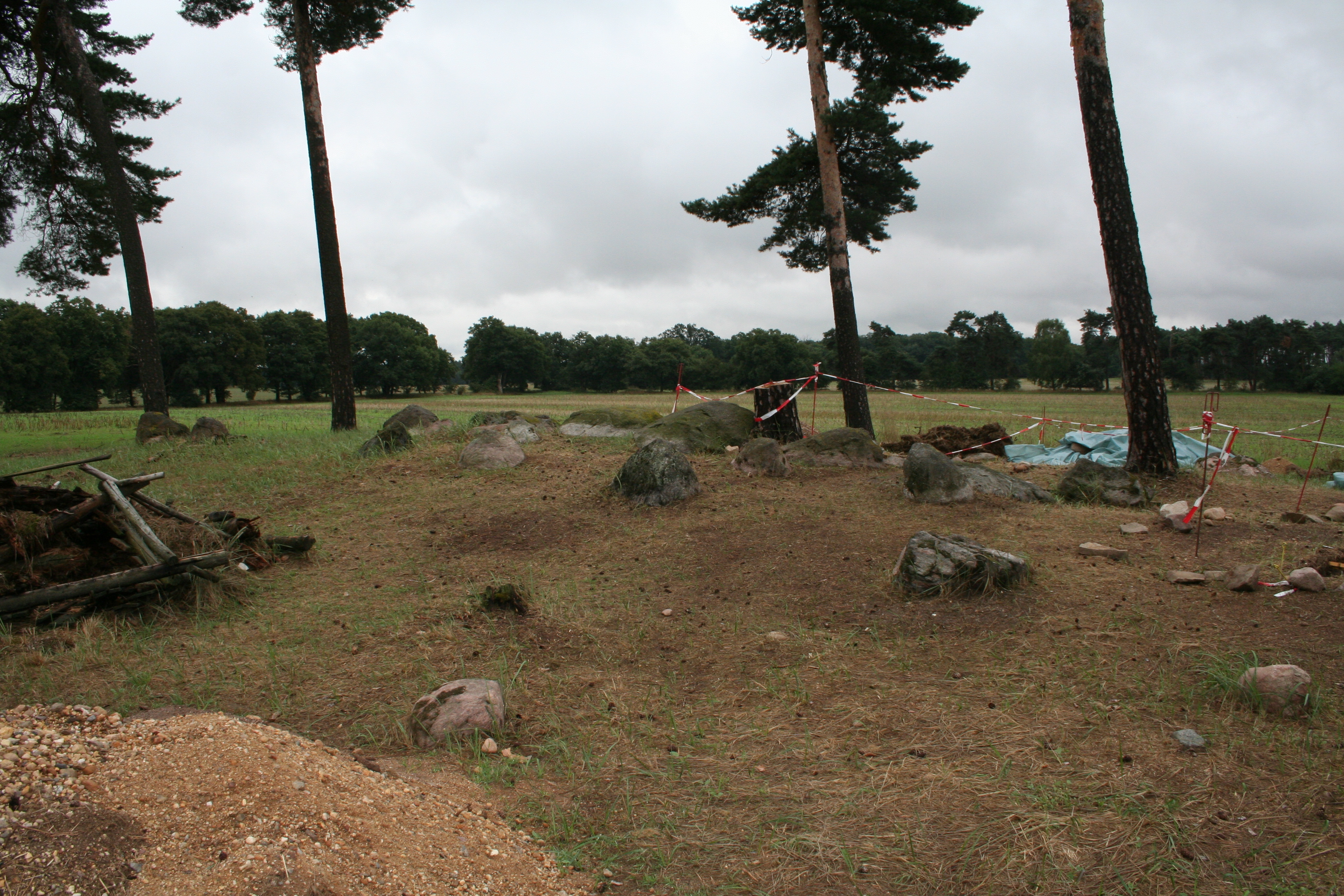
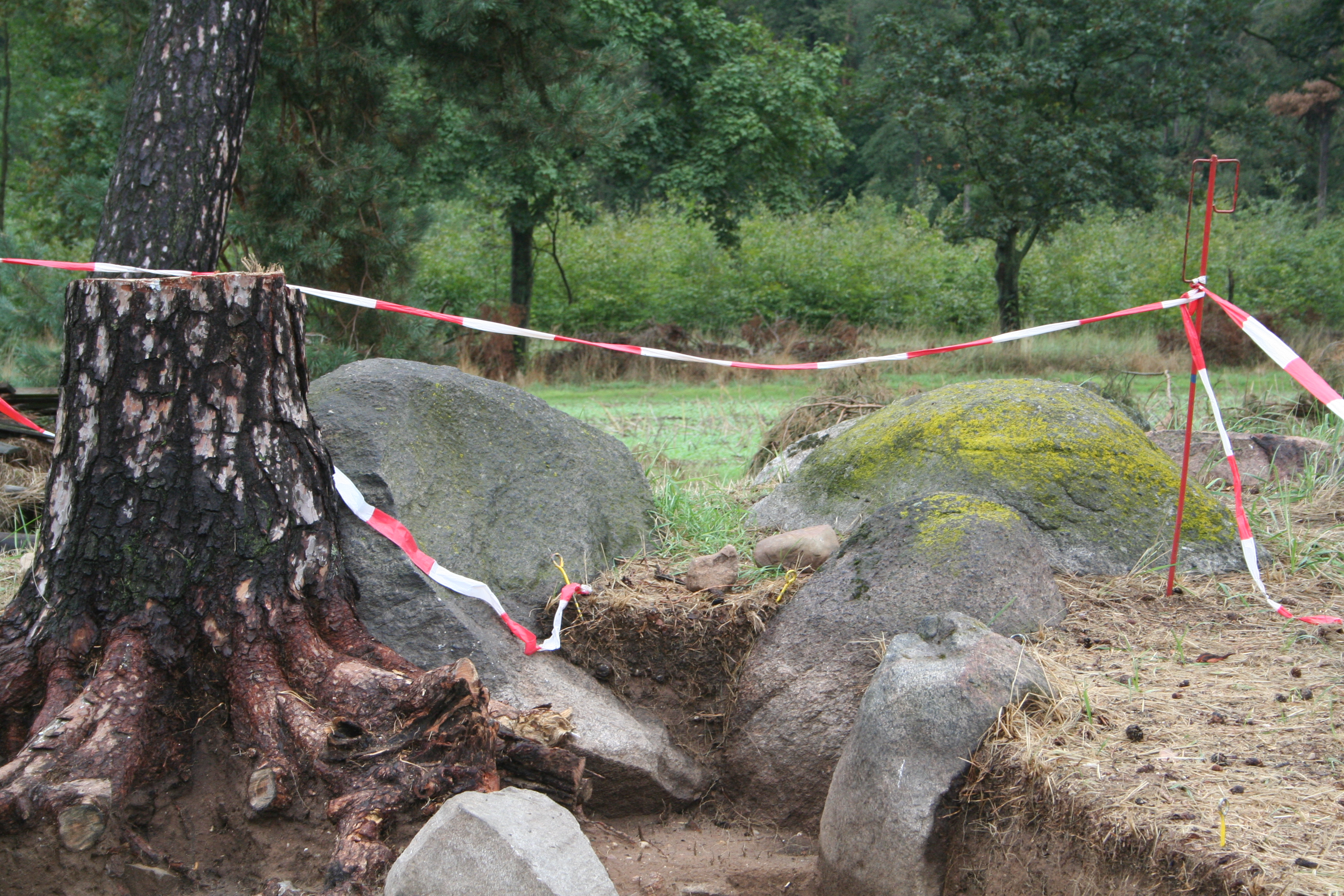
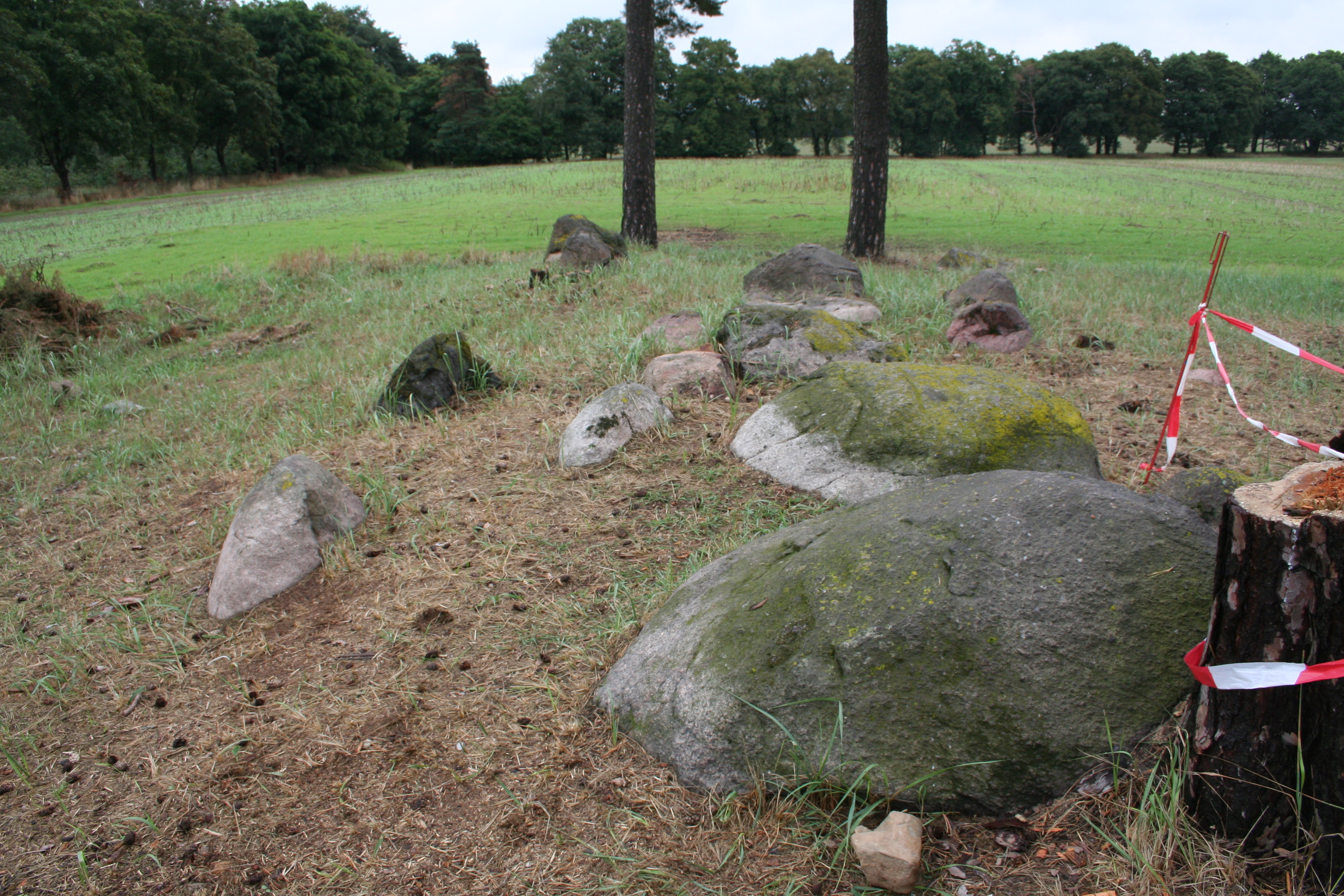
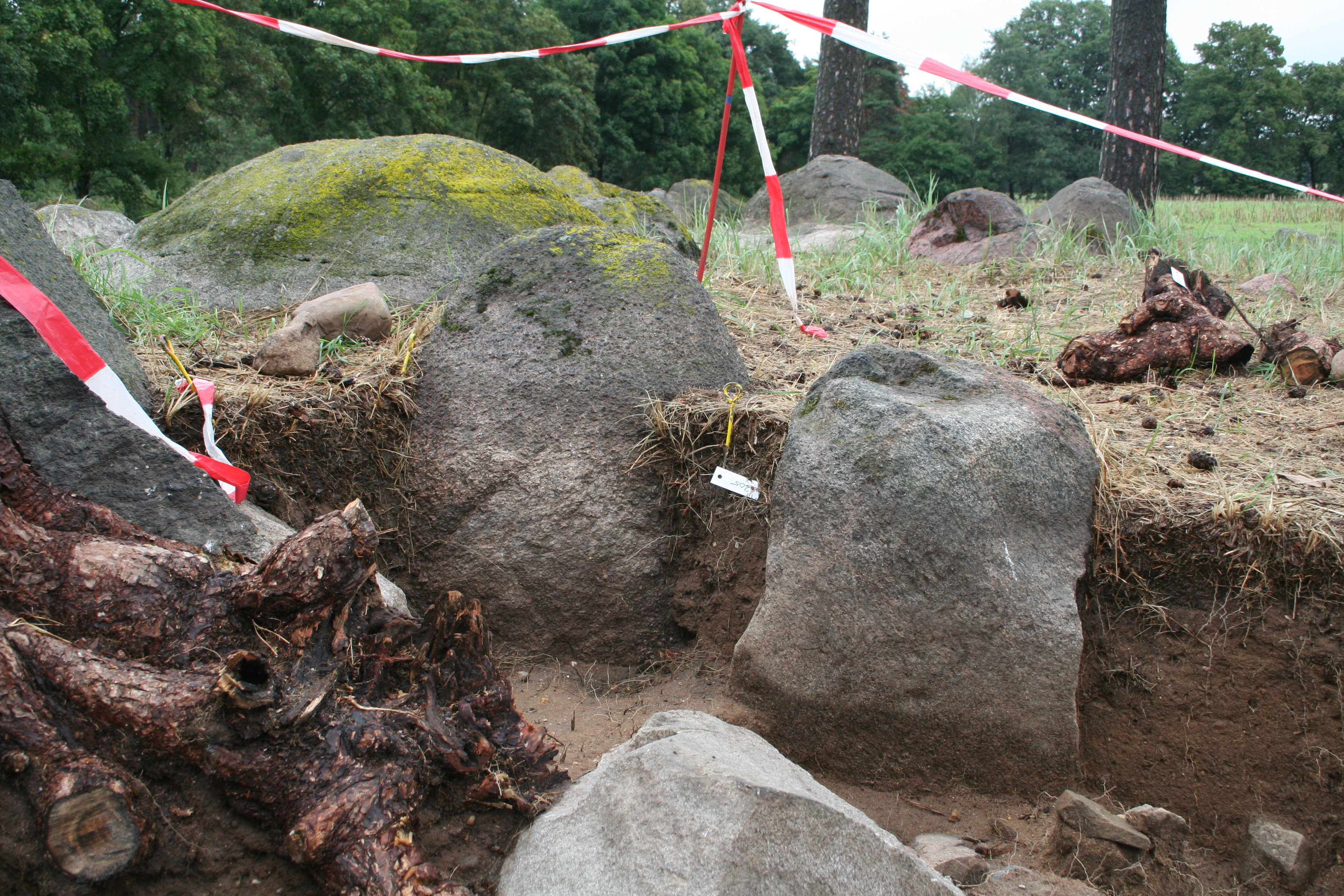
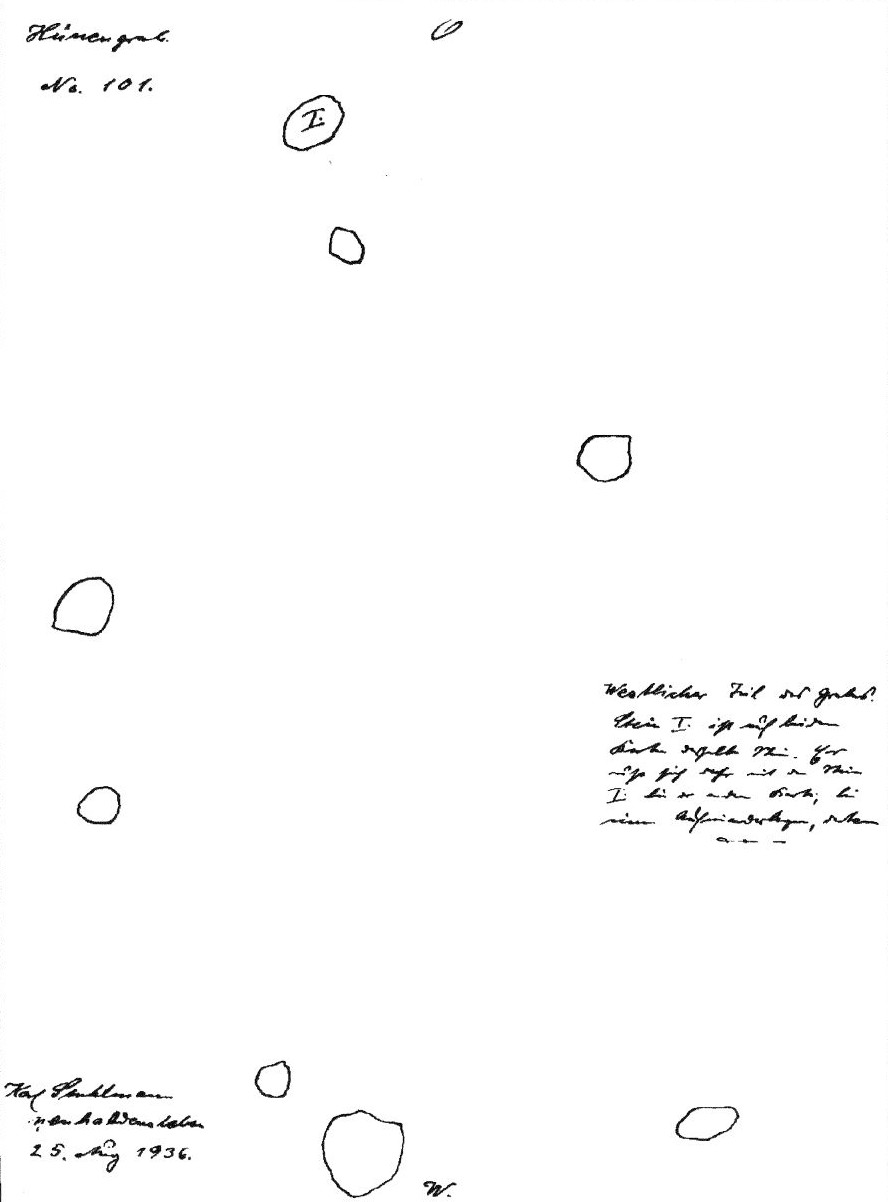
Grundriss nach Stuhlmann

#### Grab HUN 16
Dieses Grab liegt erhöht und besitzt ein nordnordost-südsüdwestlich orientiertes Hünenbett mit einer Länge von 19 m und einer Breite von 10 m. Die Hügelschüttung hat noch eine Höhe von 1 m. Ob ursprünglich eine steinerne Umfassung vorhanden war, ist fraglich. Bei der Grabkammer handelt es sich um ein nordnordost-südsüdwestlich orientiertes Ganggrab. Die Länge beträgt innen 8,8 m und die Breite innen 1,6 m. Es sind noch sechs Wandsteine an der westlichen und vier an der östlichen Langseite sowie die beiden Abschlusssteine an den Schmalseiten vorhanden. Von den ursprünglich vermutlich sieben Decksteinen sind noch zwei vorhanden. Einer von ihnen liegt verschleppt südsüdwestlich der Kammern. Die genaue Position des Zugangs ist unklar.

Grab HUN 16
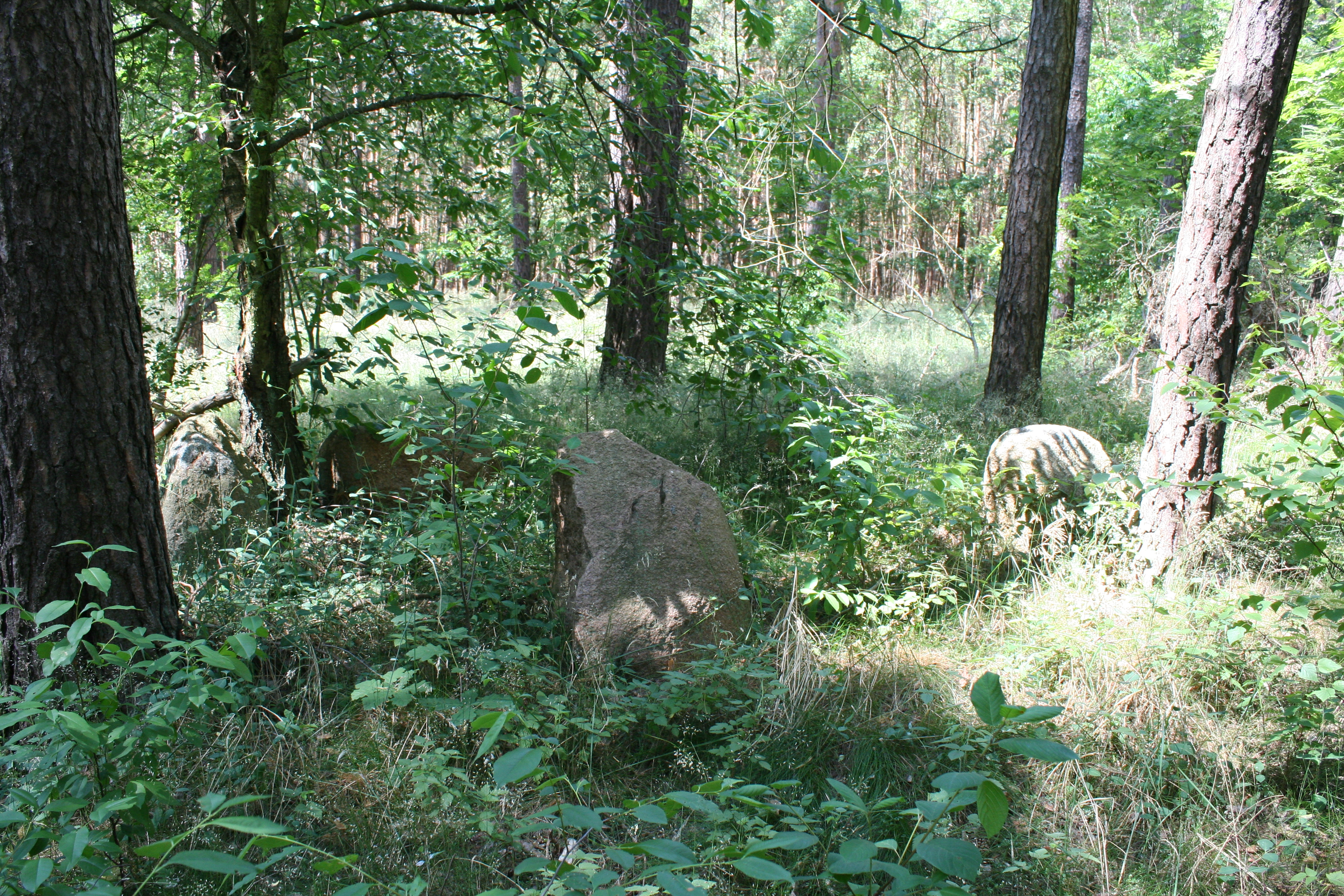
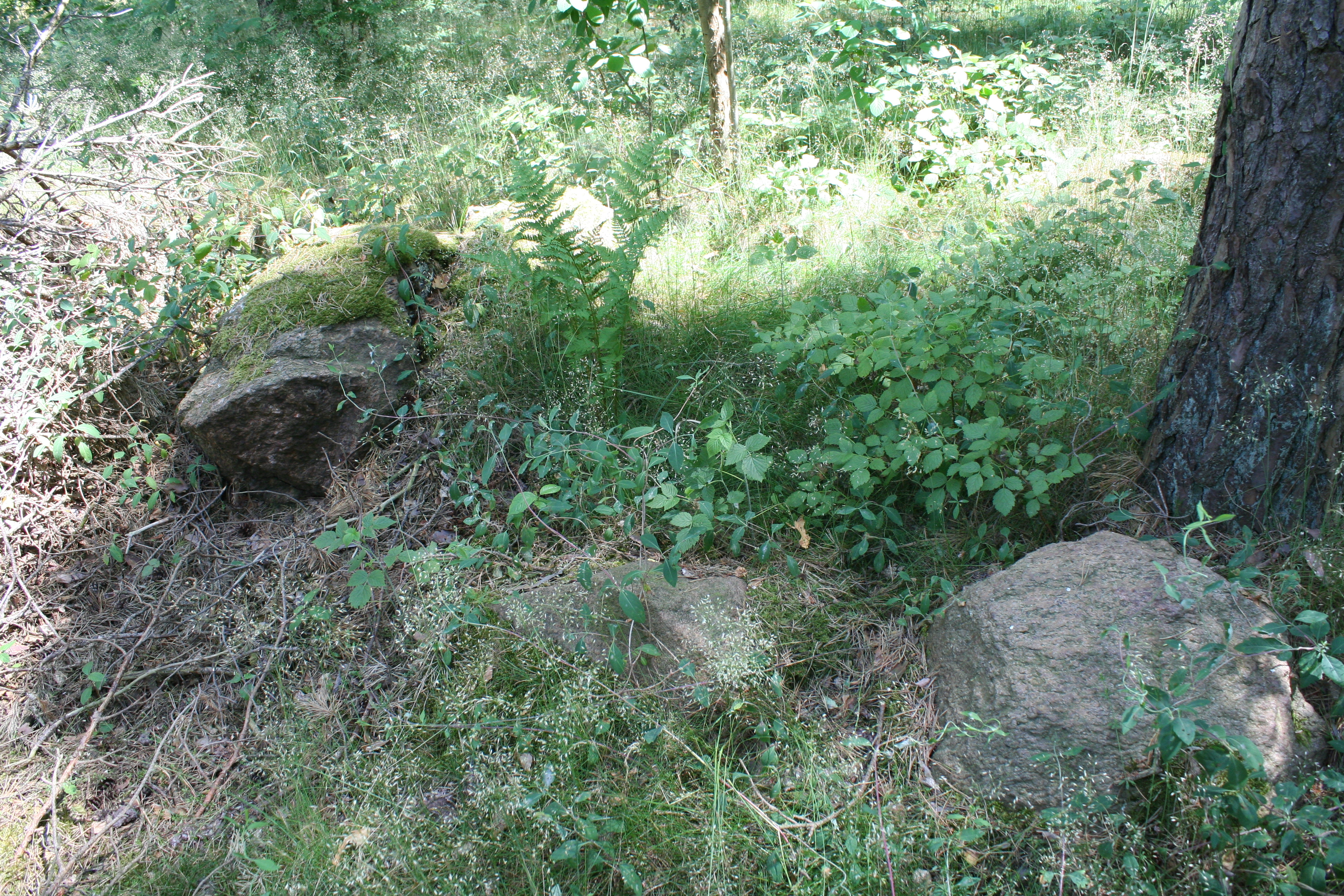
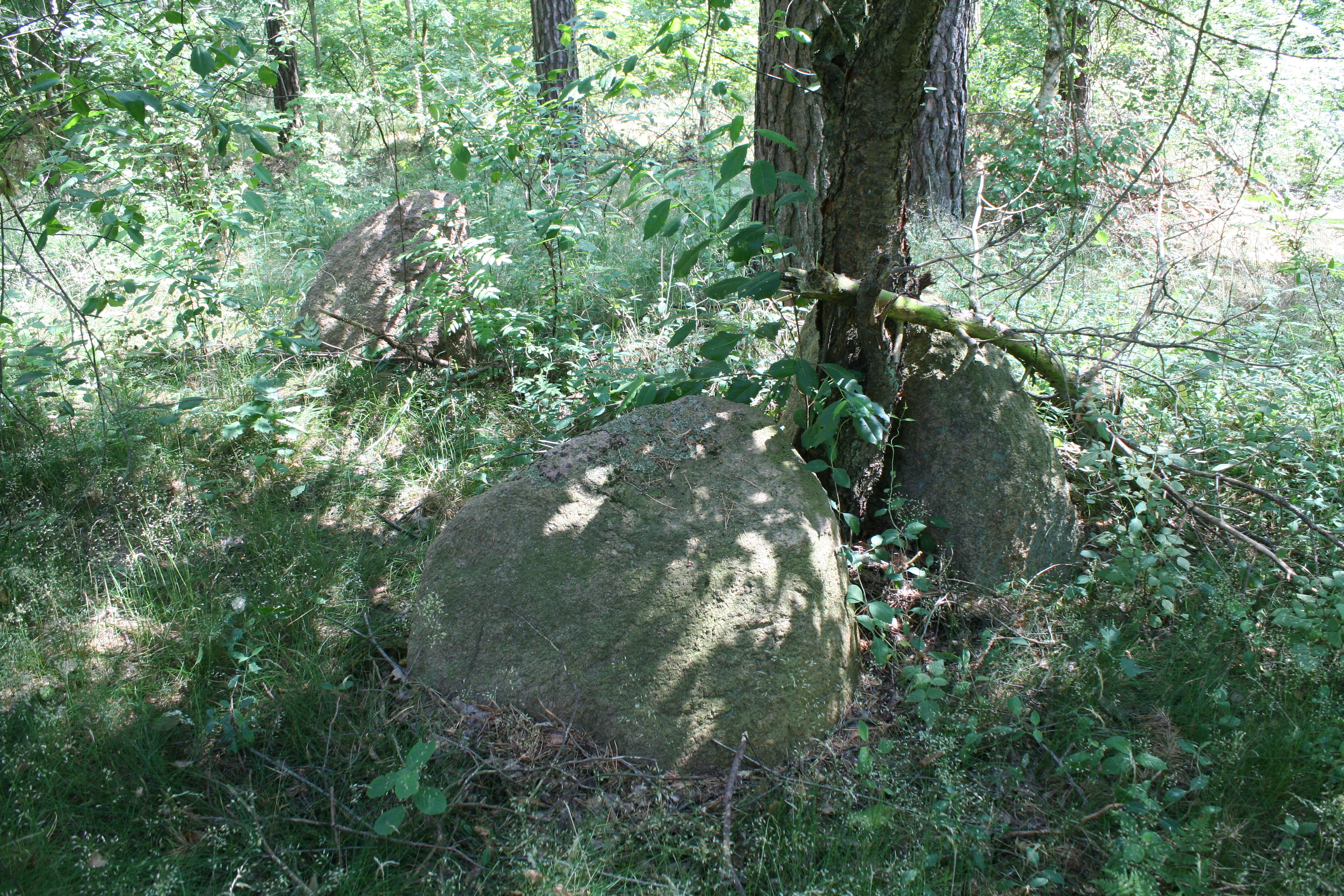
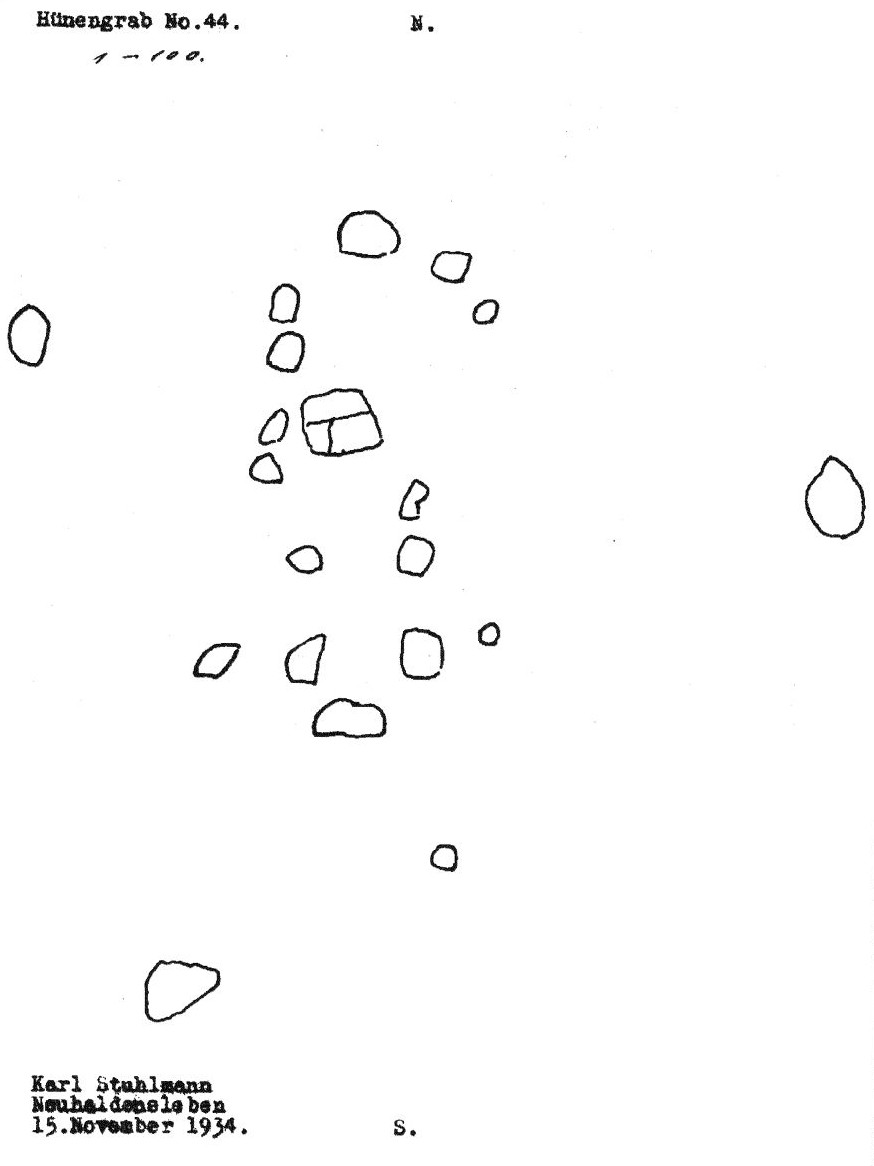
Grundriss nach Stuhlmann

#### Grab HUN 17
Diese Anlage liegt auf ebenem Grund und ist nordost-südwestlich orientiert. Die ovale Hügelschüttung hat eine Länge von 18 m, eine Breite von 14 m und eine erhaltene Höhe von 0,5 m. Eine steinerne Umfassung ist nicht vorhanden. Bei der Grabkammer handelt es sich um einen Dolmen (erweiterter Dolmen oder Großdolmen) mit trapezförmigem Grundriss. Die Breite beträgt innen 1,5 m, die Länge lässt sich nicht sicher bestimmen. Es sind noch fünf Wandsteine an der nordwestlichen und zwei an der südöstlichen Langseite sowie zwei Decksteine erhalten.

Grab HUN 17
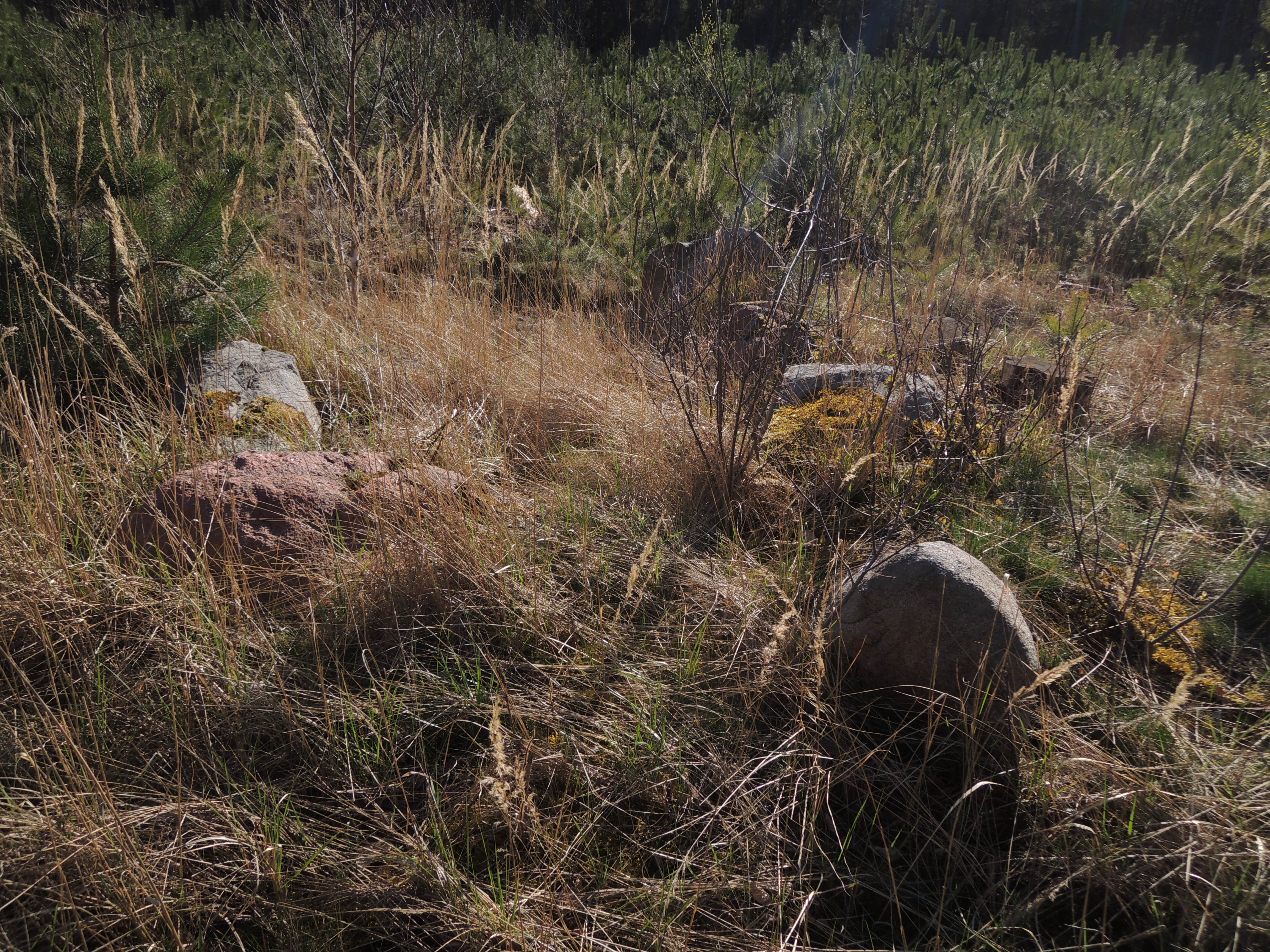
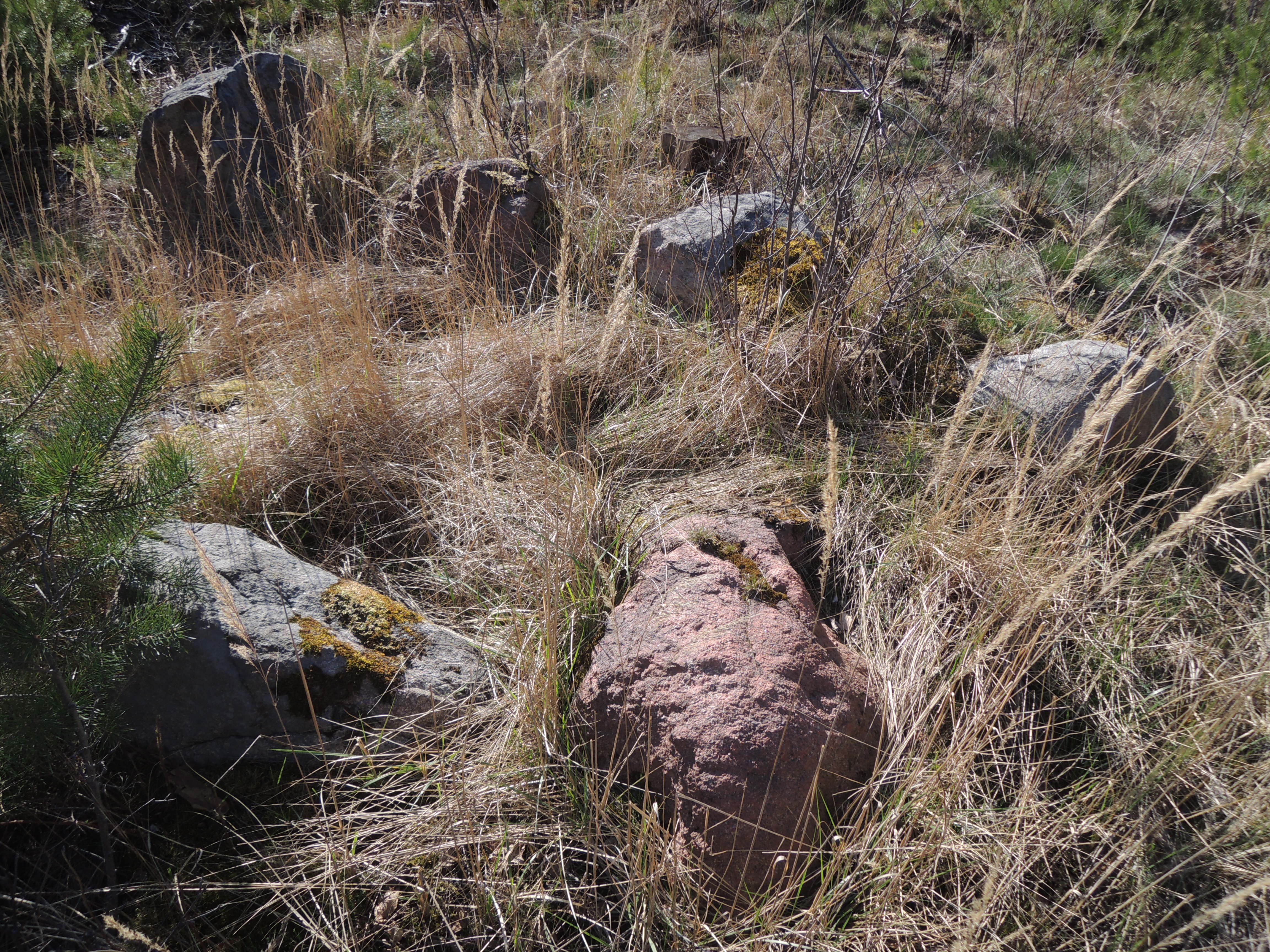
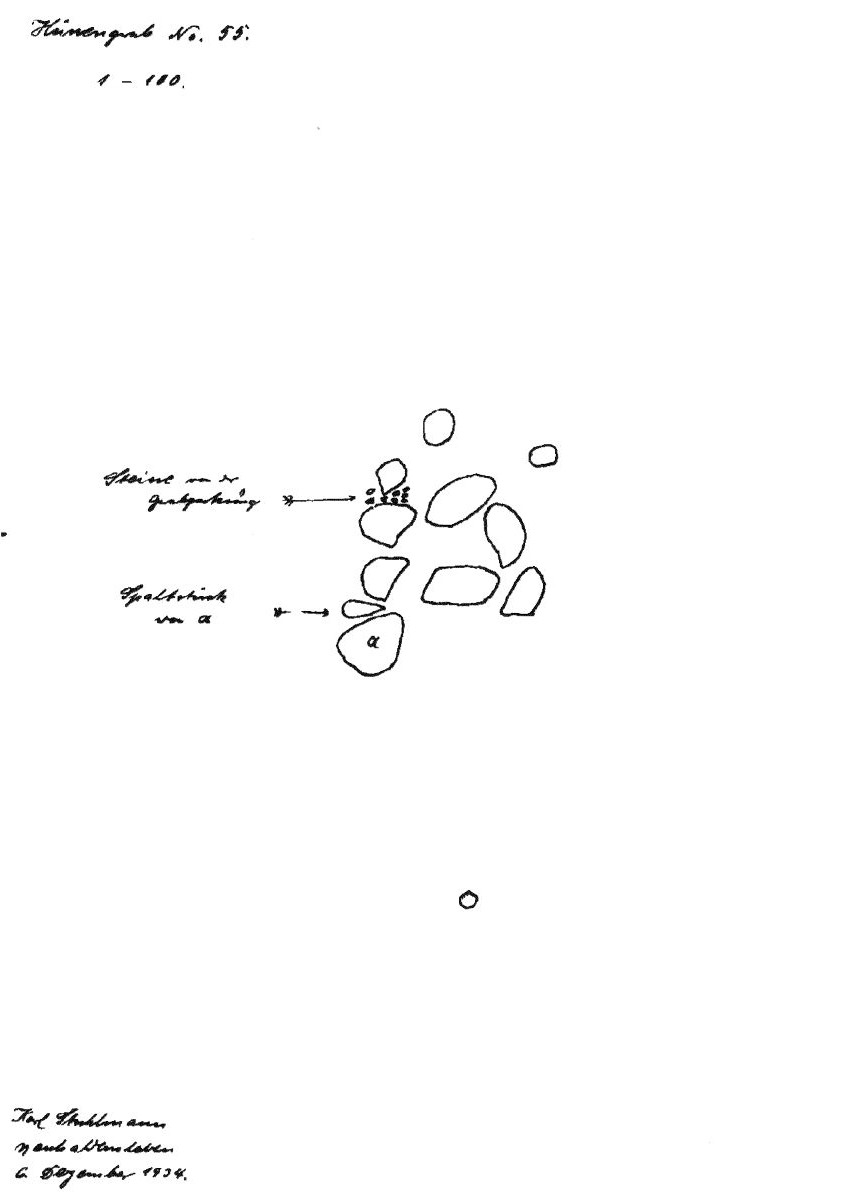
Grundriss nach Stuhlmann

#### Grab HUN 18
Dieses schlecht erhaltene Grab liegt auf ebenem Grund und ist annähernd nord-südlich orientiert. Die runde Hügelschüttung hat einen Durchmesser von 12 m und ist noch 1,5 m hoch. Eine steinerne Umfassung ist nicht vorhanden. Bei der Grabkammer handelt es sich um einen erweiterten Dolmen. Die Länge beträgt 1,5 m. Es sind insgesamt noch fünf Steine erhalten: der nördliche Abschlussstein, zwei Wandsteine der Westseite, ein etwas verlagerter Wandstein der Ostseite und ein möglicher Deckstein. Die Lage des Zugangs lässt sich nicht mehr bestimmen.

Grab HUN 18
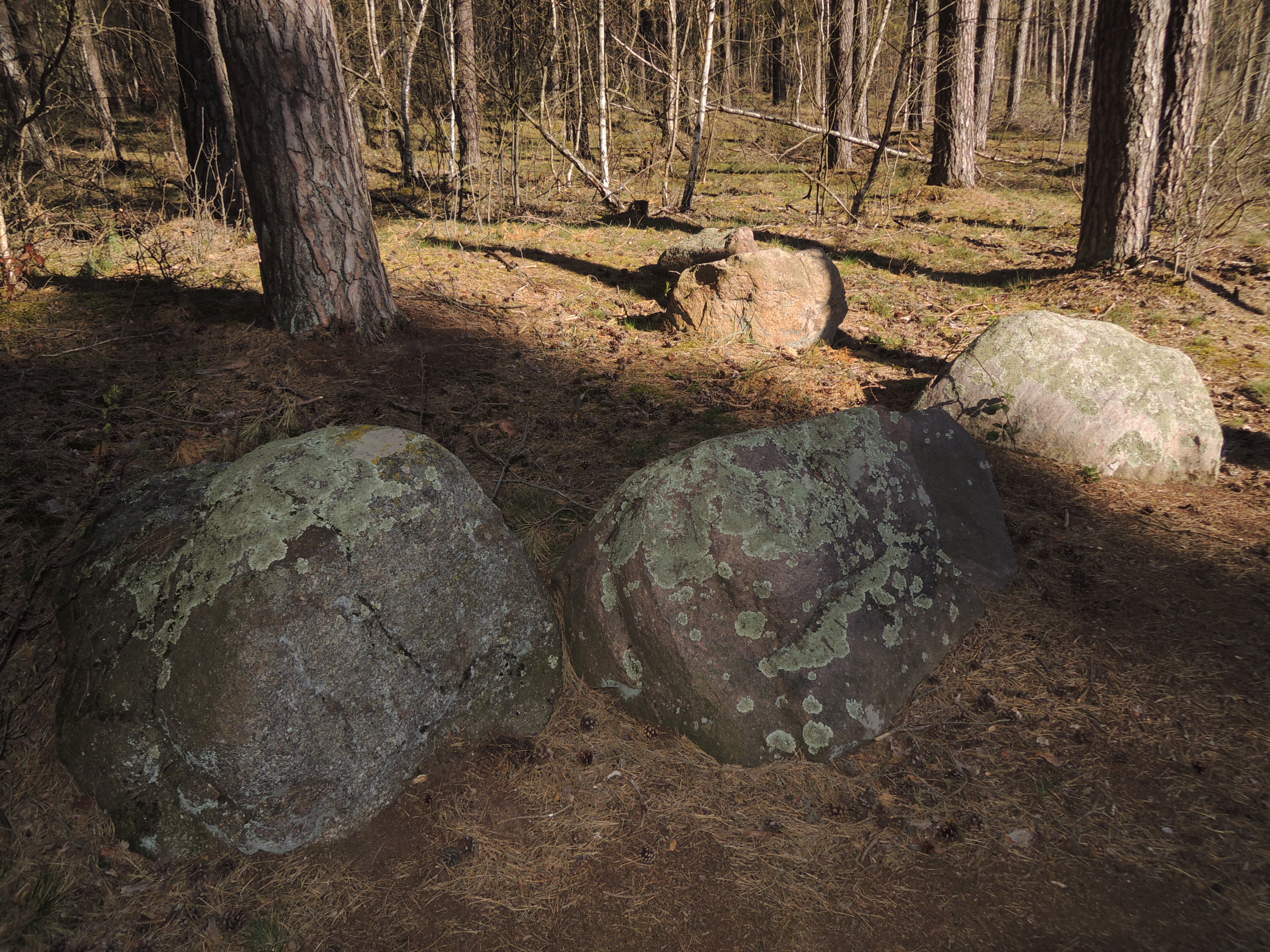
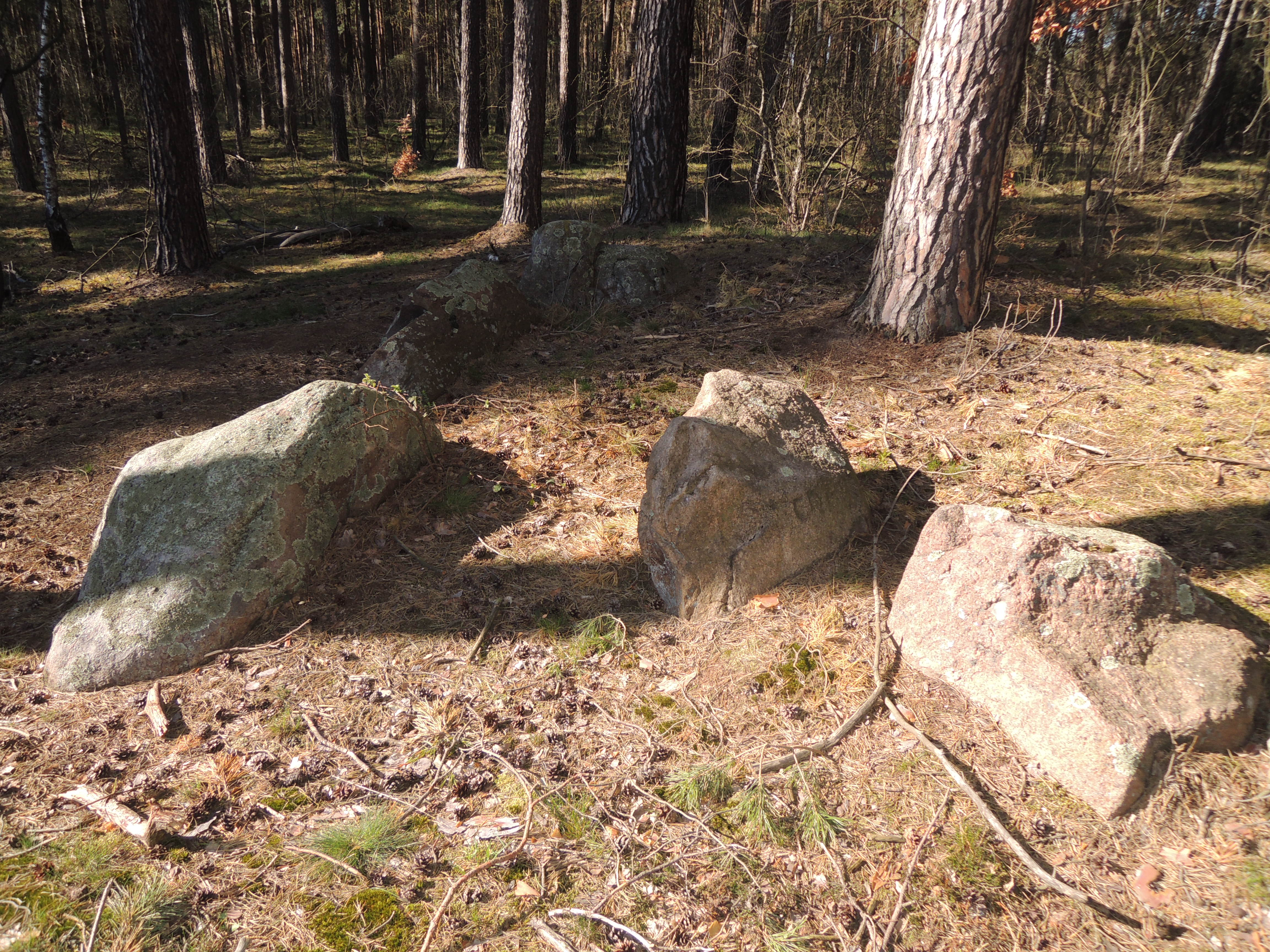
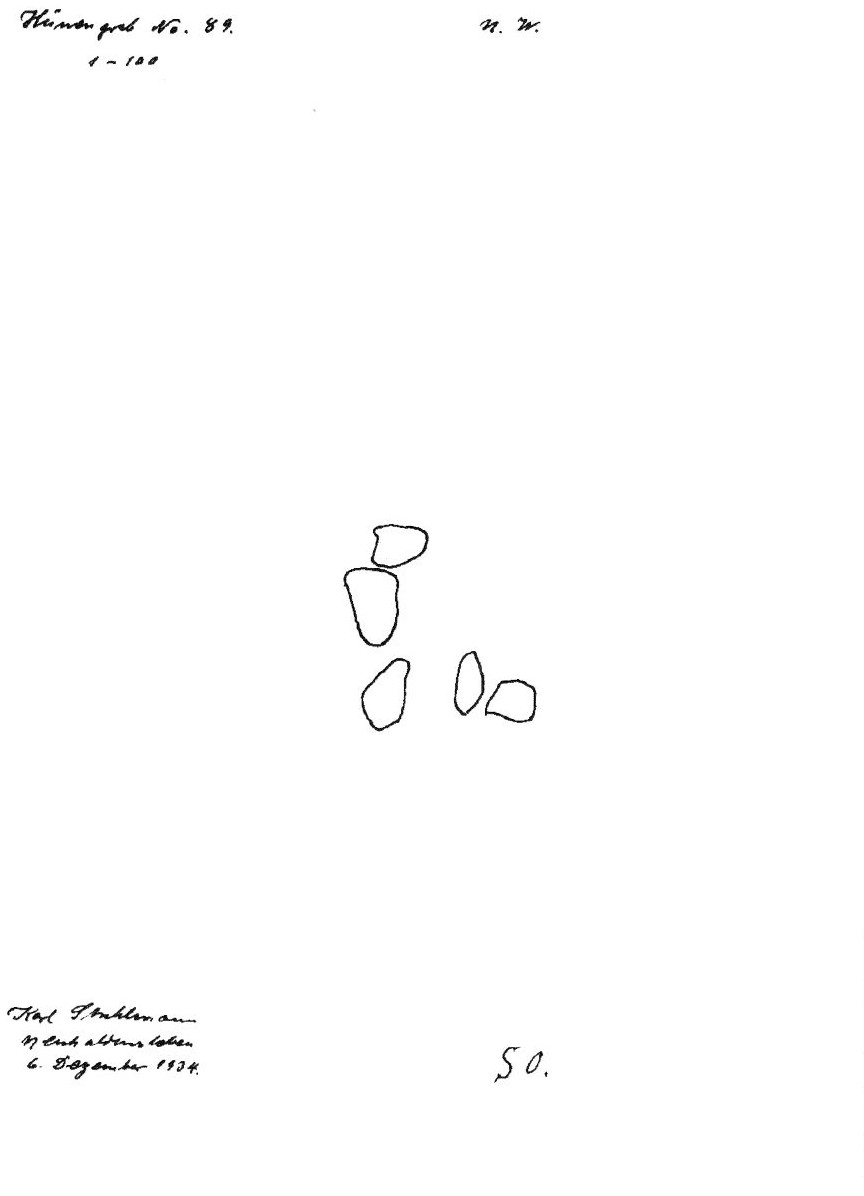
Grundriss nach Stuhlmann

#### Grab HUN 19
Diese schlecht erhaltene Anlage liegt deutlich erhöht und besitzt ein ostnordost-westsüdwestlich orientiertes Hünenbett mit einer Länge von 15 m und einer Breite von 6 m. Die Hügelschüttung hat noch eine Höhe von 0,4 m. Von der Umfassung sind noch mindestens sieben Steine erhalten. Die Grabkammer ist weitgehend zerstört. Ihre Länge beträgt 5 m. Es sind noch zwei Decksteine erhalten. Weitere sieben Steine lassen sich nicht sicher zuordnen. Der genaue Grabtyp ist unbekannt.

Grab HUN 19
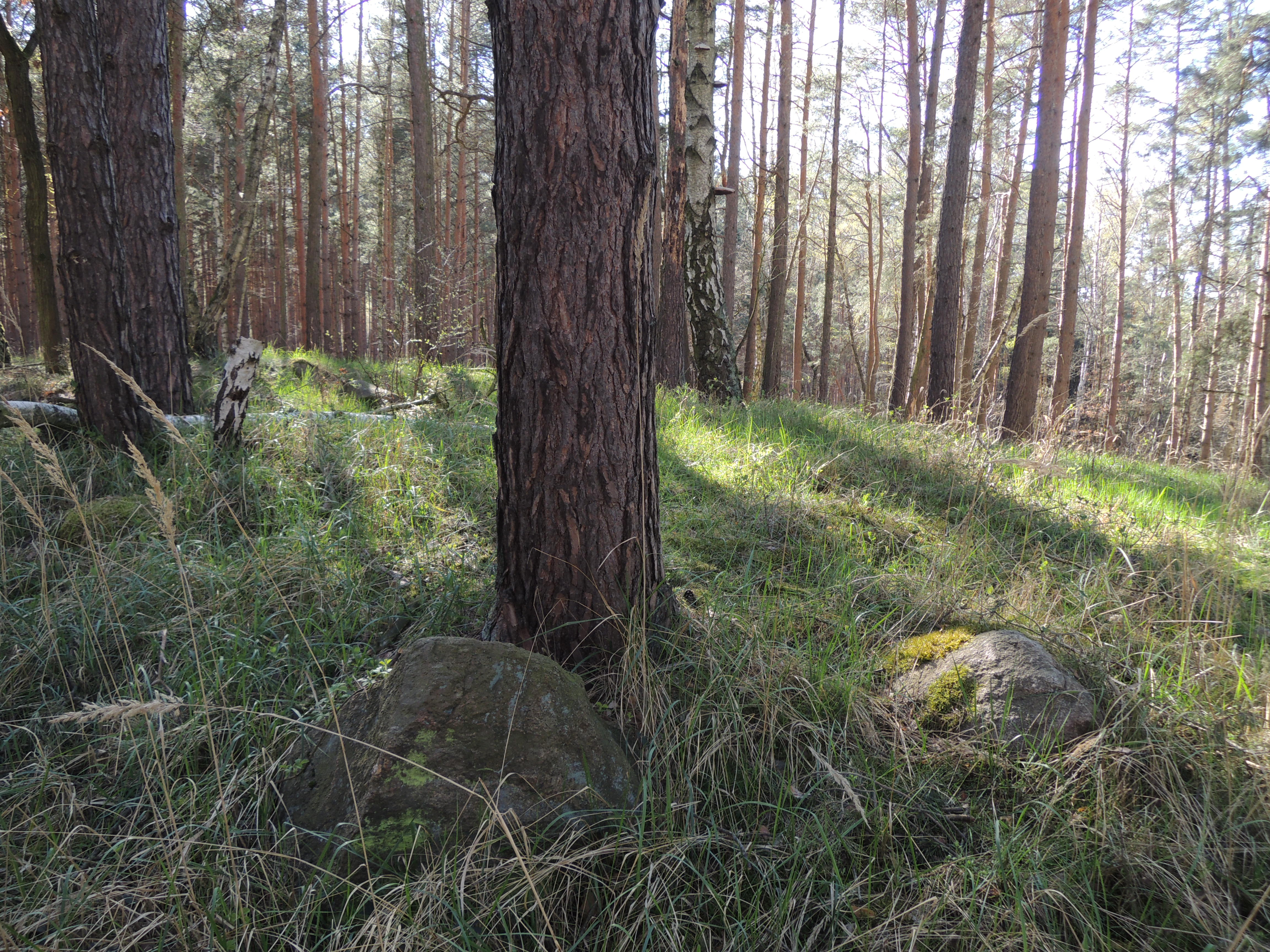
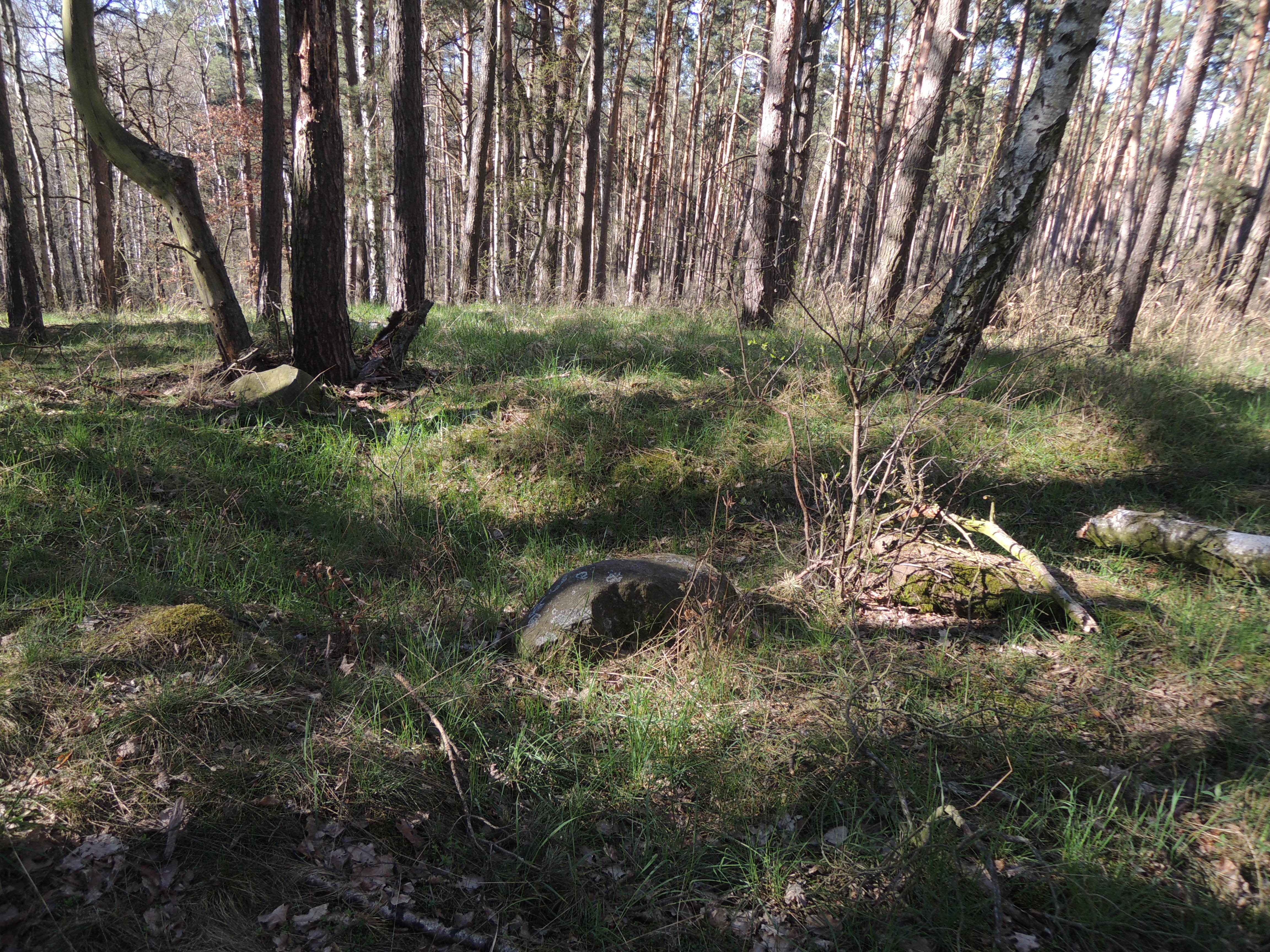
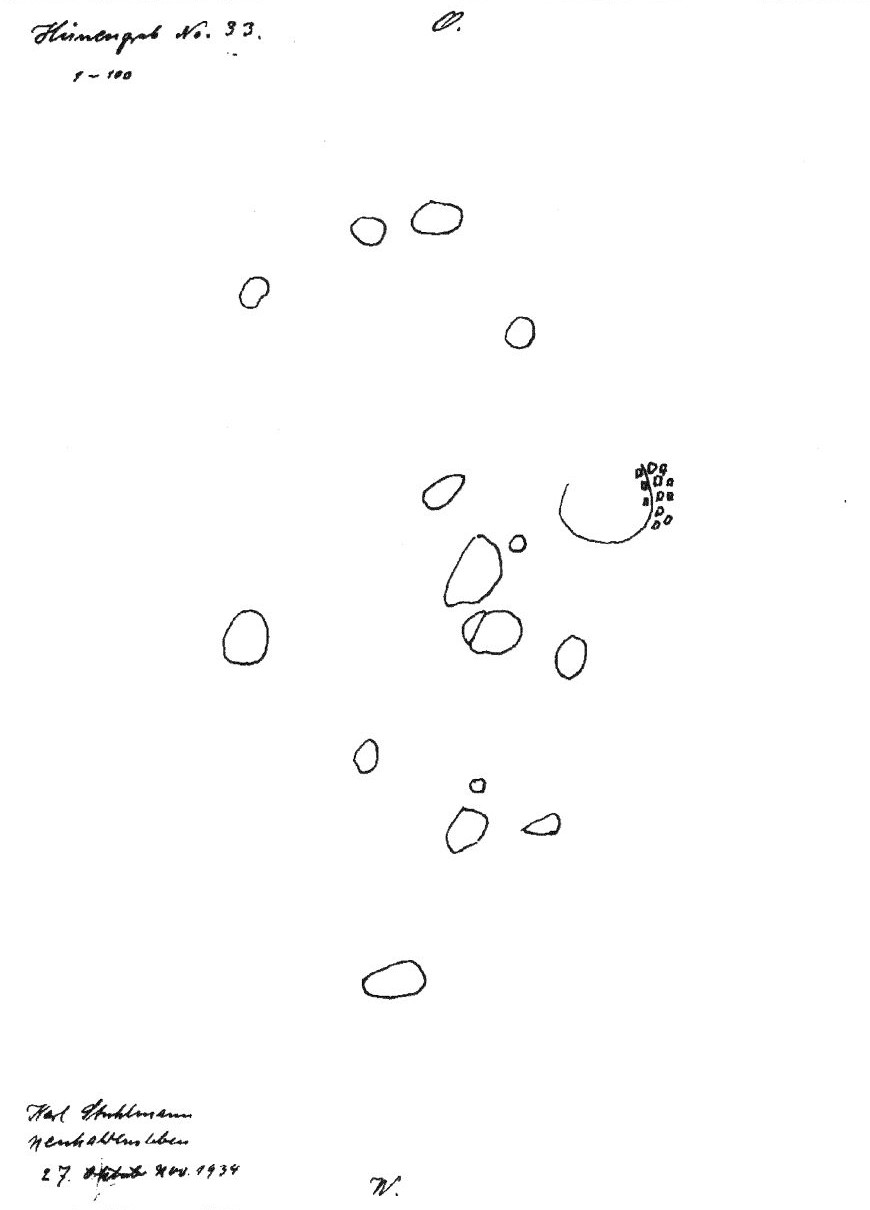
Grundriss nach Stuhlmann

#### Grab HUN 22
Dieses schlecht erhaltene Grab liegt erhöht und besitzt ein ost-westlich orientiertes ovales Hünenbett mit einer Länge von 13 m und einer Breite von 6 m. Von der Umfassung sind noch vier Steine erhalten. Bei der Grabkammer handelt es sich um ein ost-westlich orientiertes Ganggrab. Sie hat innen eine Breite von 1 m, die Länge lässt sich nicht mehr ermitteln. Es sind noch drei Wandsteine, zwei Decksteine und ein Gangstein erhalten.

Grab HUN 22
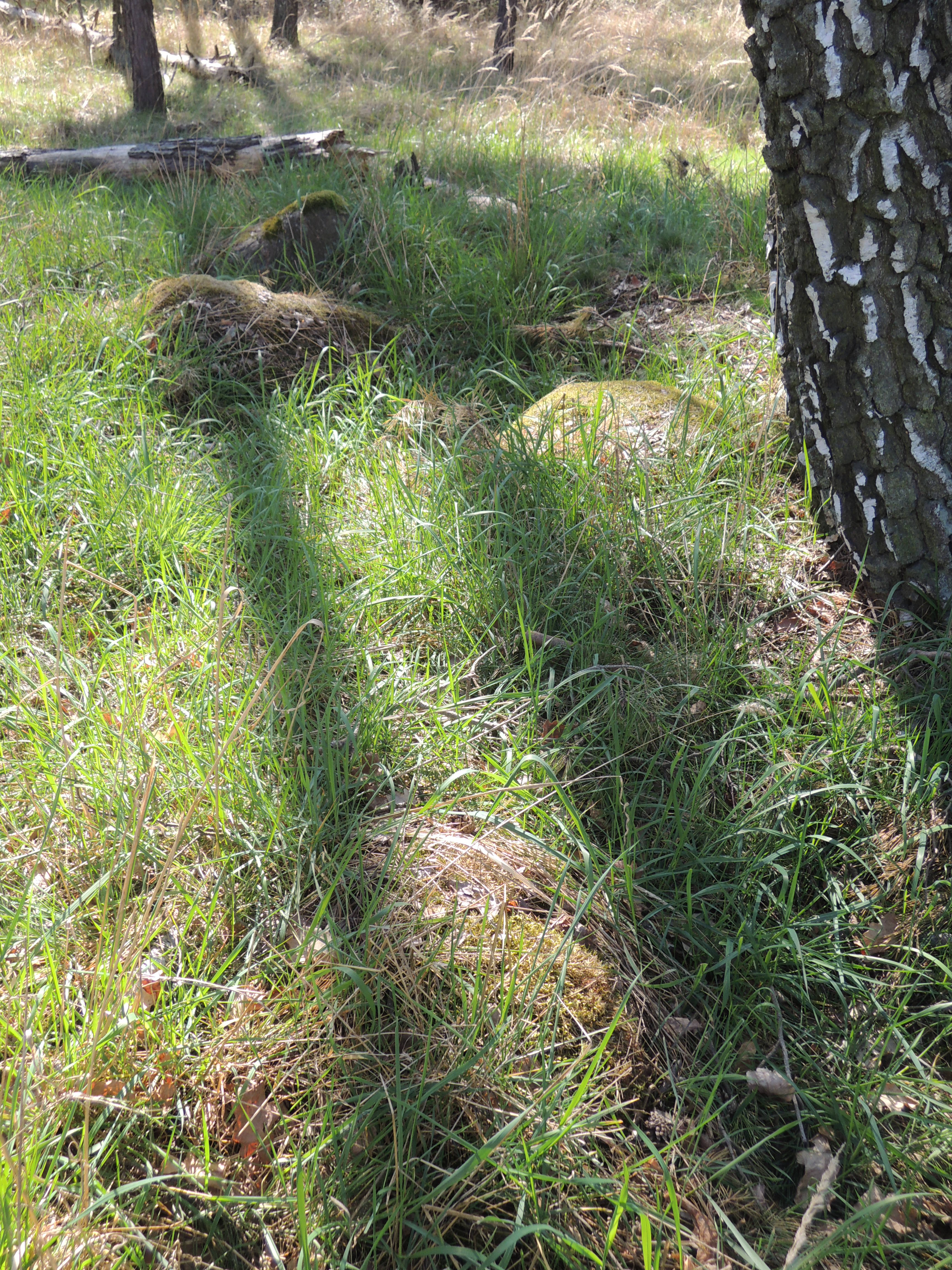
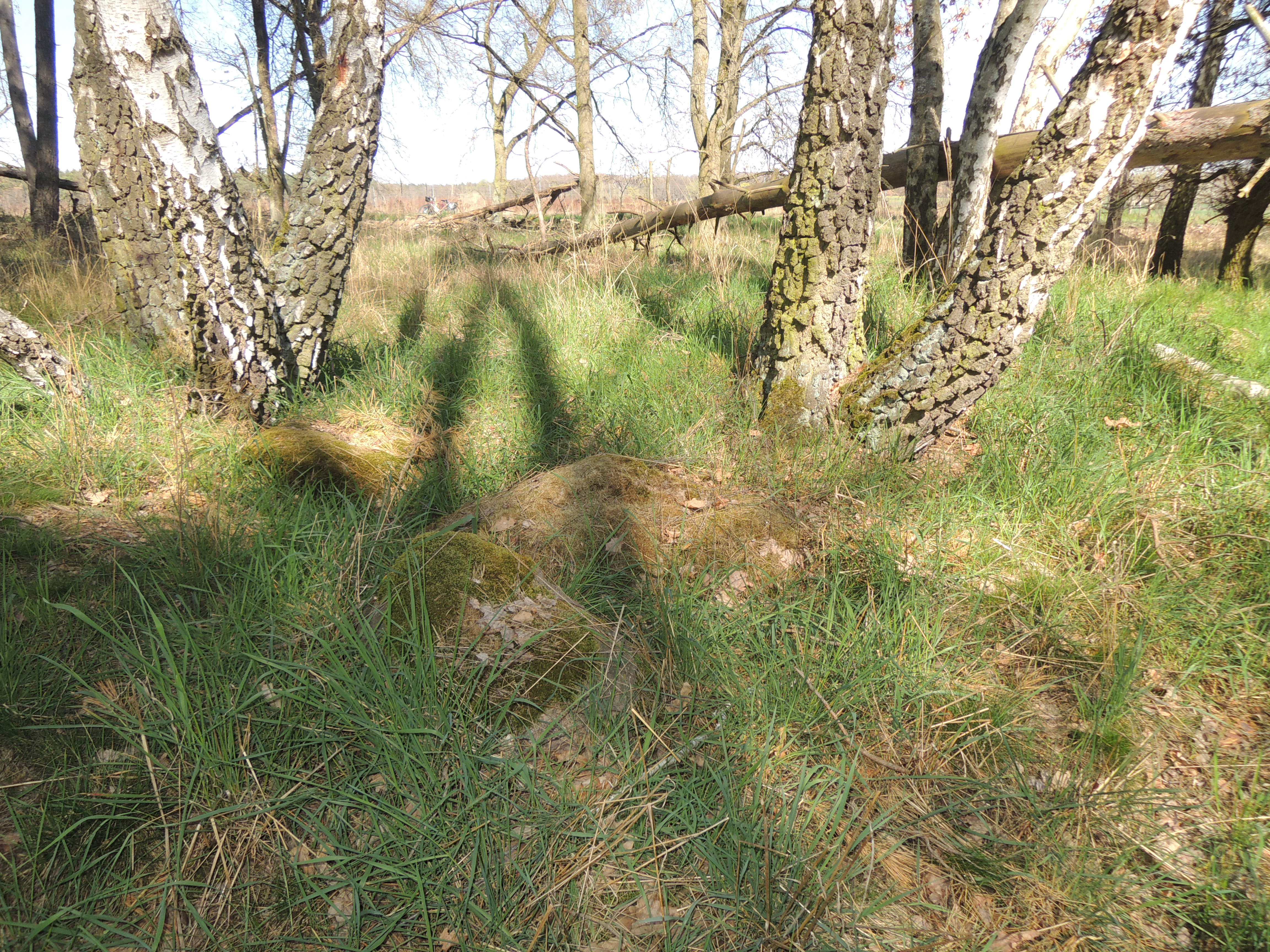
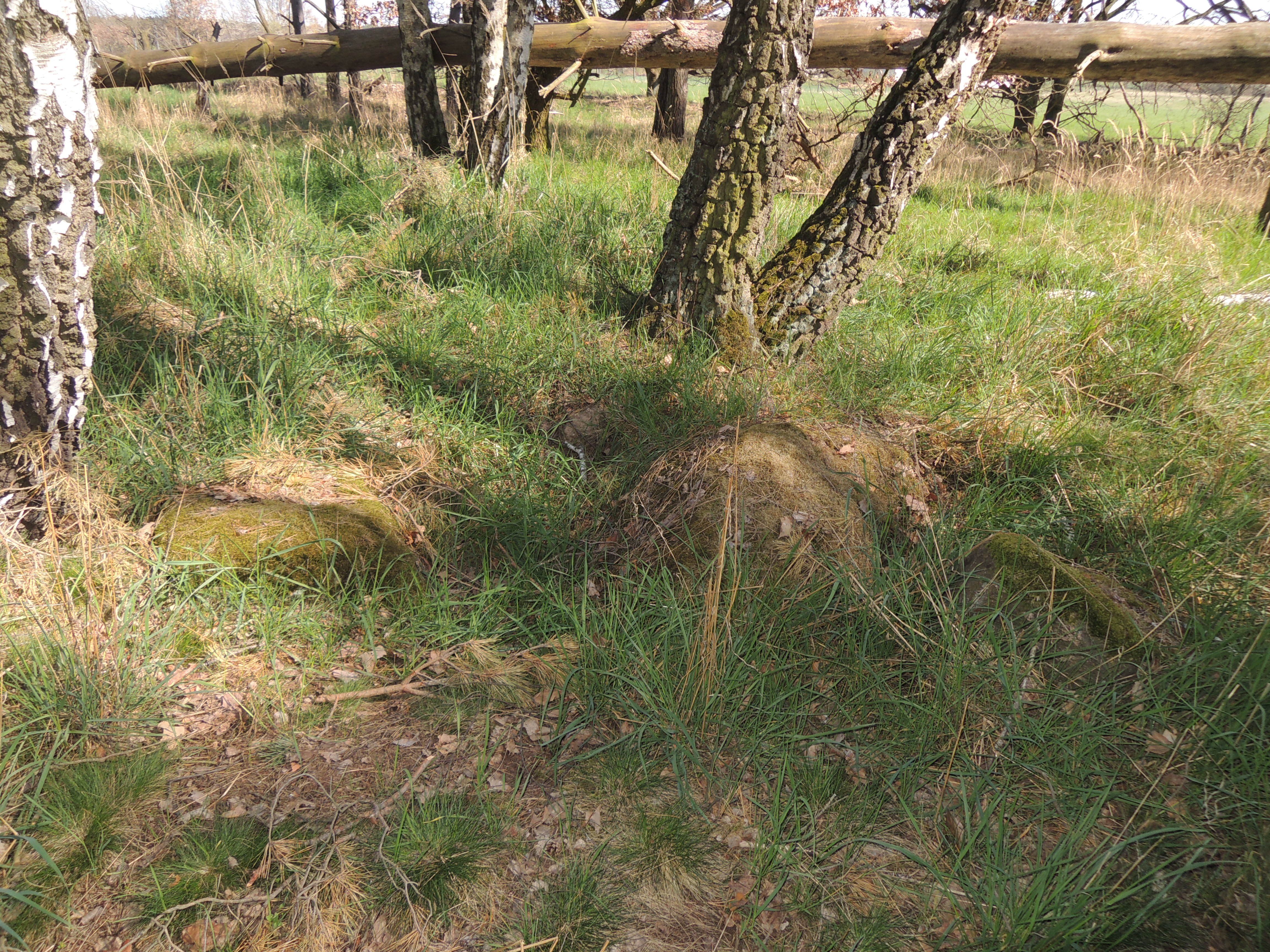

#### Grab SÜP 1 („Sachsenberg“)
Diese Anlage liegt erhöht und besitzt ein nordost-südwestlich orientiertes Hünenbett mit einer Länge von 15,1 m und einer Breite von 5,9 m. Von der Umfassung sind noch mindestens zwölf Steine erhalten, vor allem an der nordwestlichen Langseite und der südwestlichen Schmalseite. Weitere sechs Steine lassen sich nicht sicher zuordnen. Bei der Grabkammer handelt es sich um ein nordost-südwestlich orientiertes Ganggrab. Die Länge beträgt außen 9,4 m und innen 8,1 m, die Breite beträgt innen 1,5 m. Es sind noch die beiden Abschlusssteine an den Schmalseiten, sieben Wandsteine an der nordwestlichen Langseite und der nordöstlichste Wandstein der südöstlichen Langseite erhalten. Sämtliche Decksteine fehlen. Die genaue Position des Zugangs ist unklar, er muss sich aber an der Südostseite befunden haben, da die Nordwestseite und die Schmalseiten keine Lücken aufweisen.

Grab SÜP 1 („Sachsenberg“)
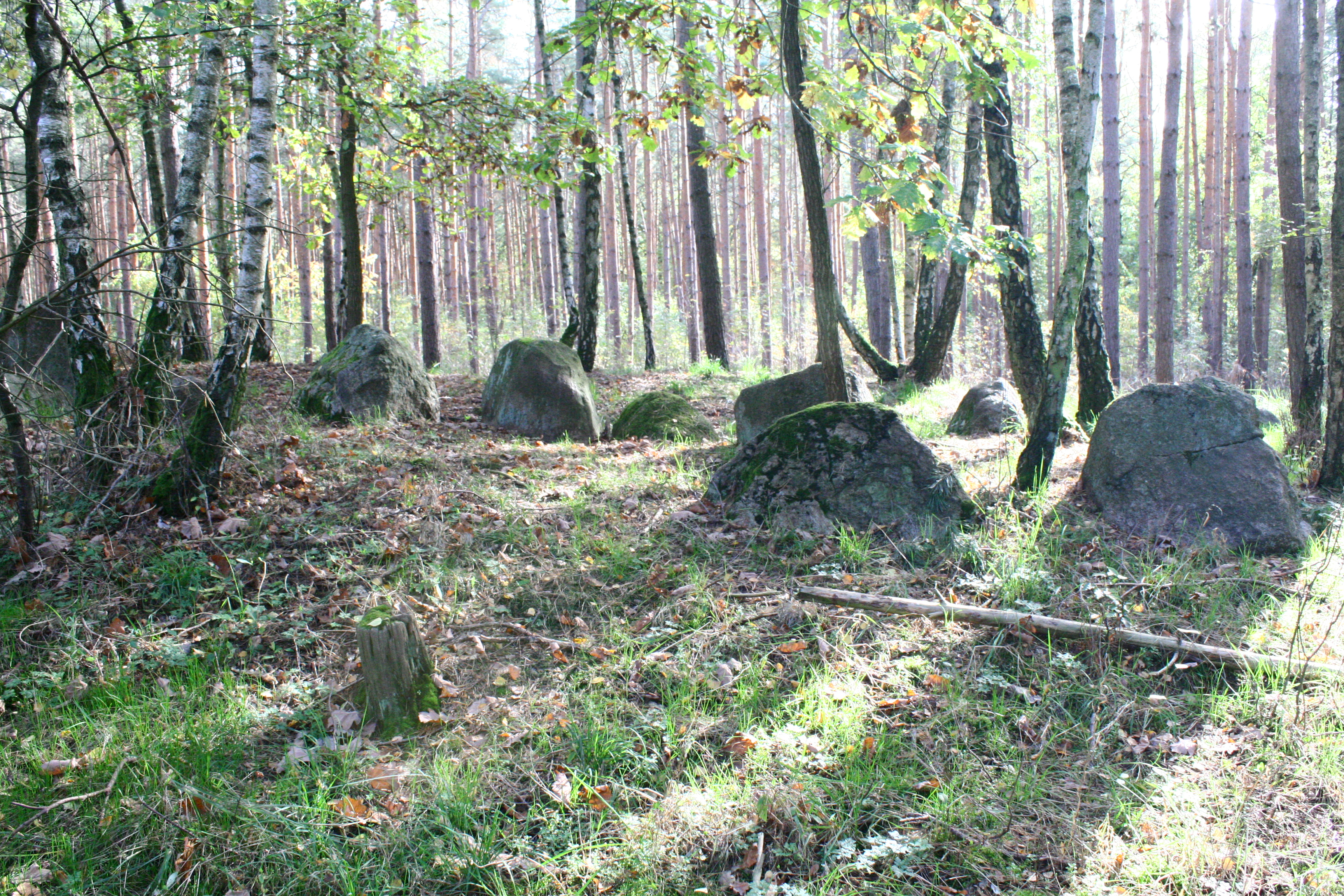
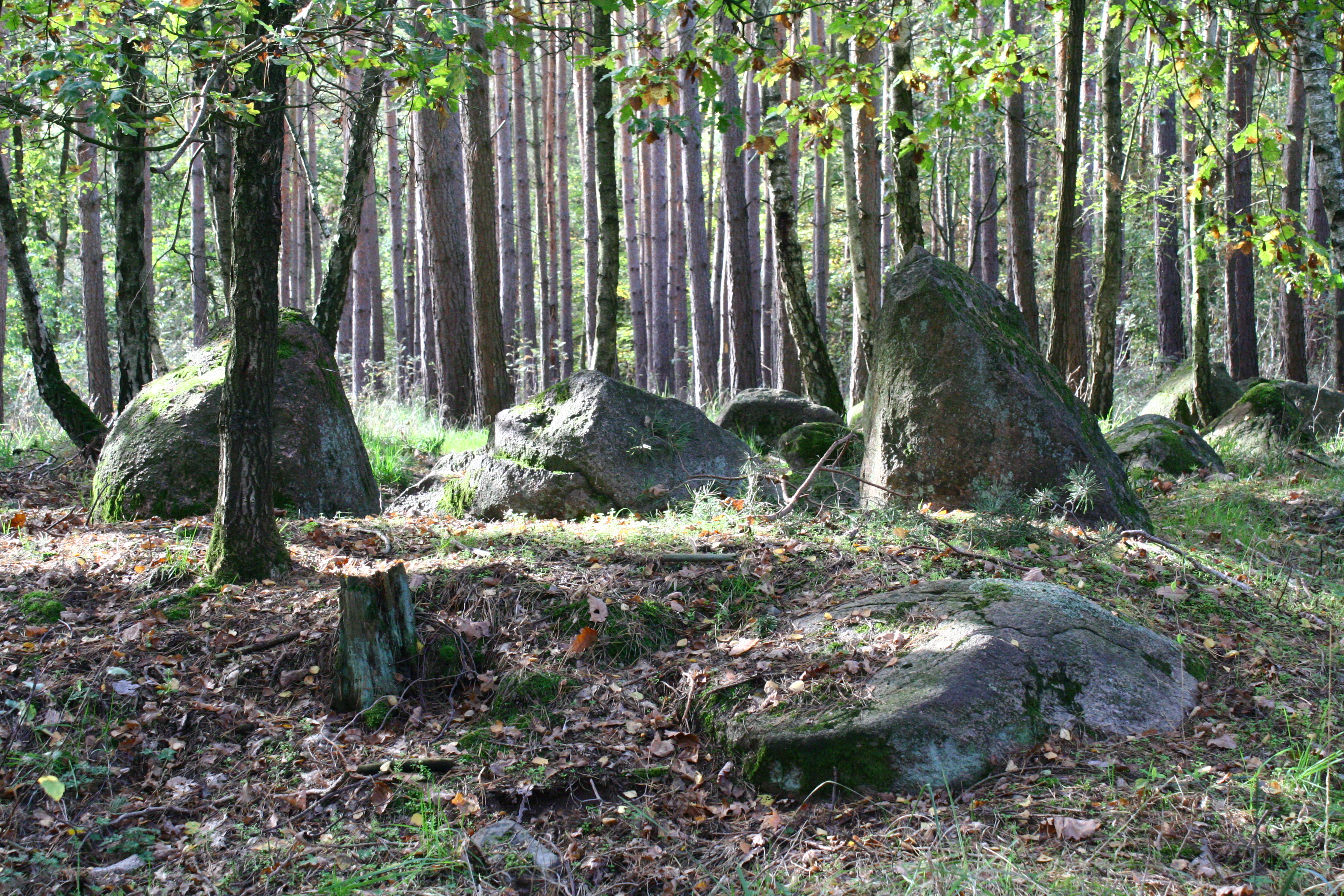
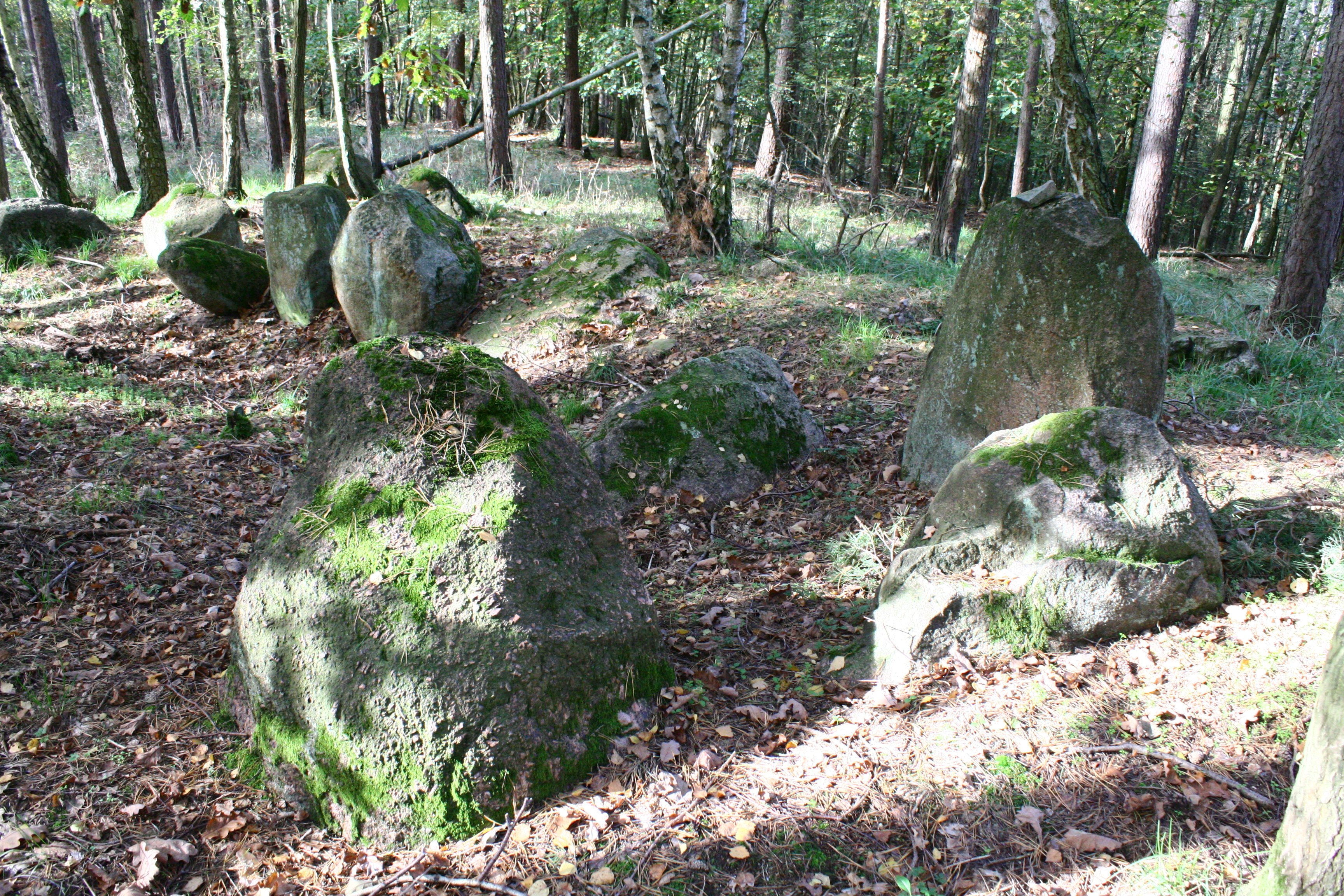
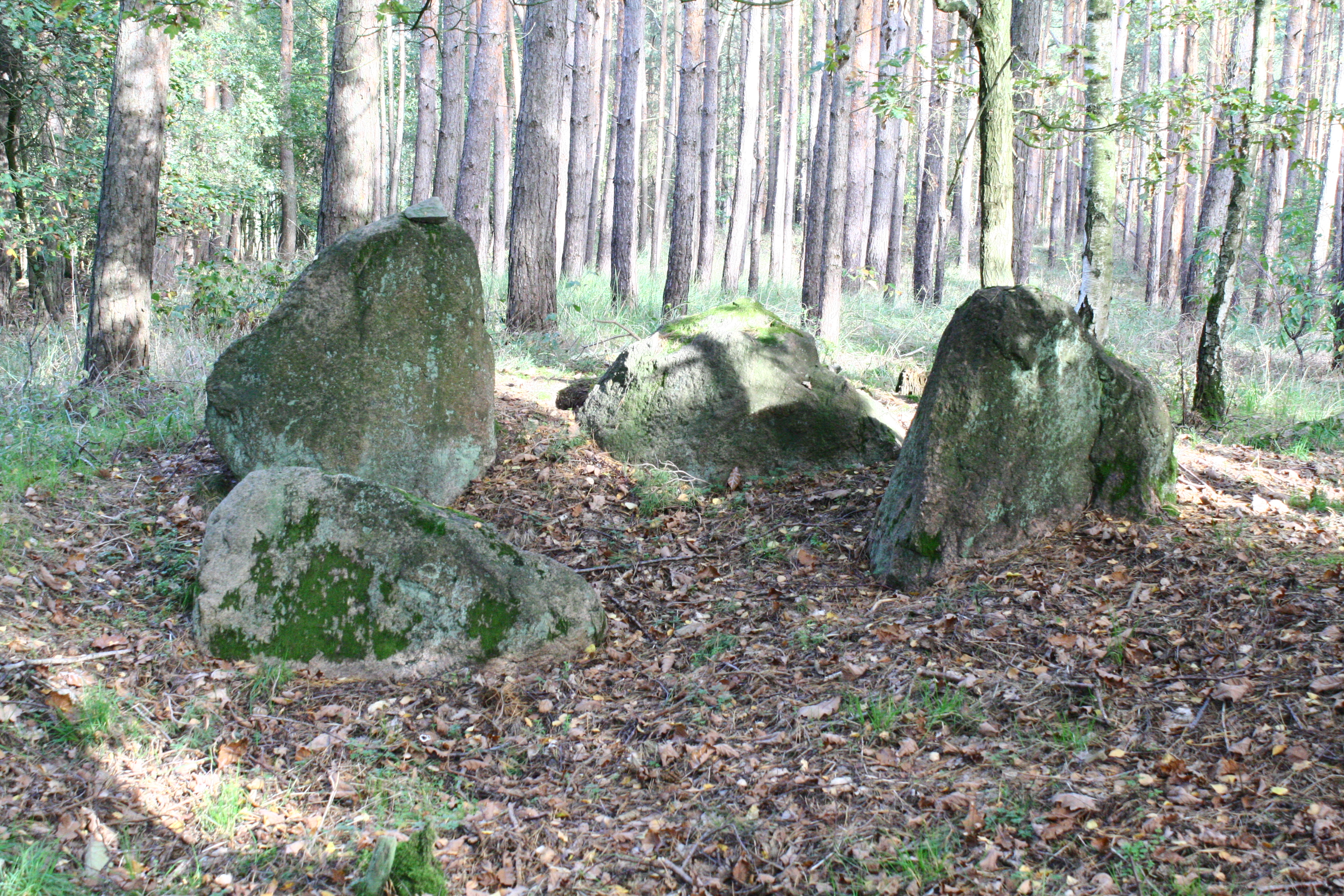
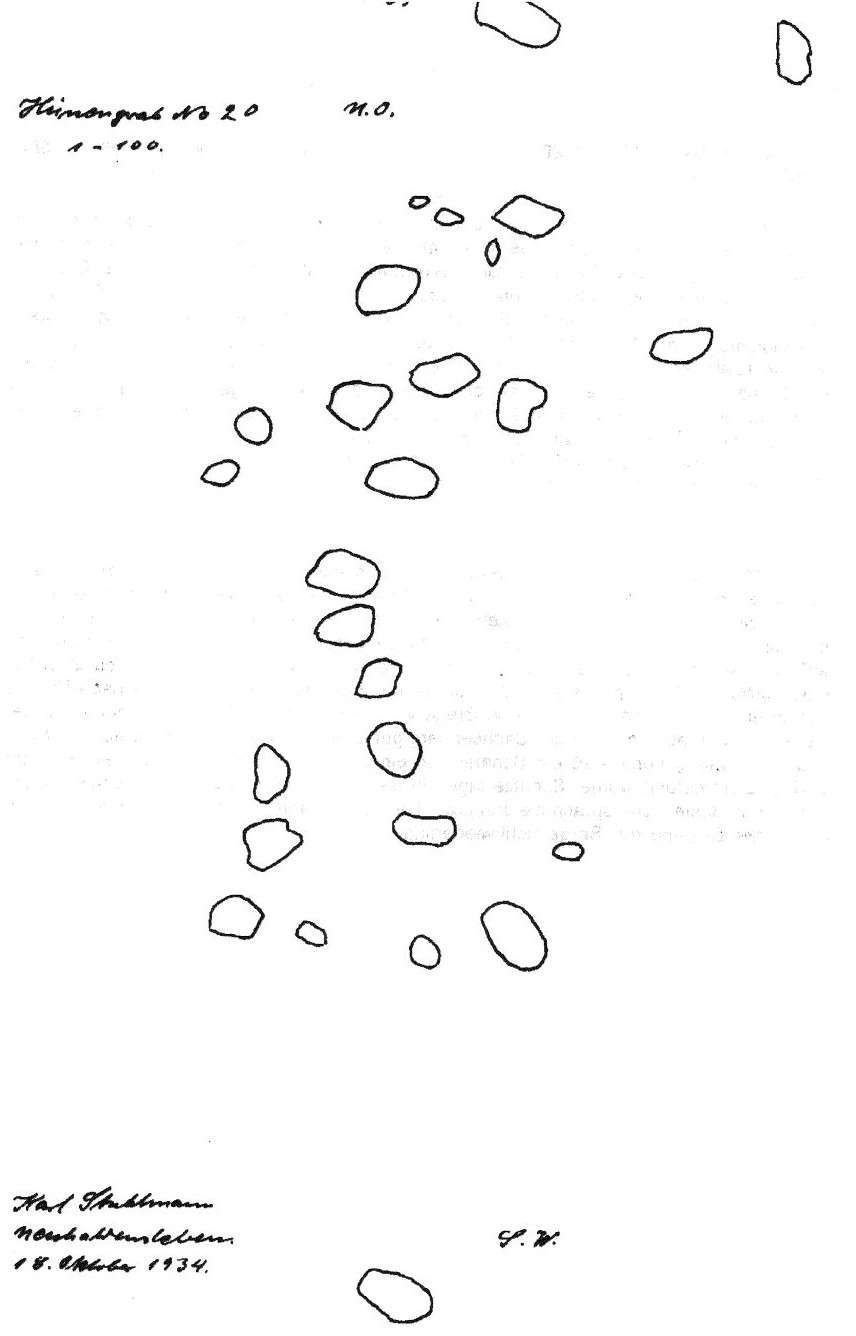
Grundriss nach Stuhlmann

#### Grab SÜP 2
Dieses schlecht erhaltene Grab ist nordost-südwestlich orientiert. Es sind noch fünf Steine vorhanden, die sich nicht sicher zuordnen lassen. Die Maße der Anlage und der genaue Grabtyp sind unbekannt.

Möglicher Rest von Grab SÜP 2
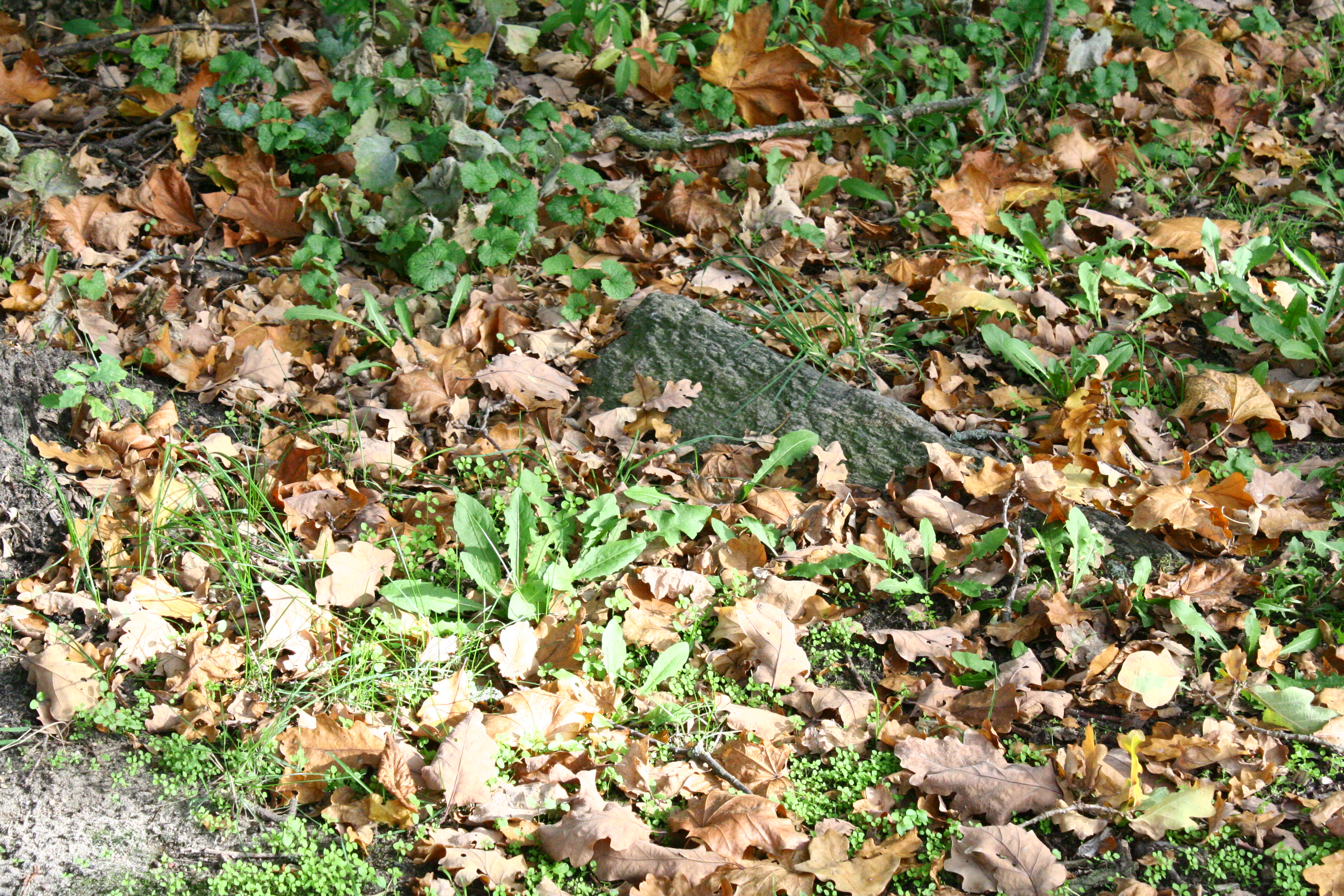
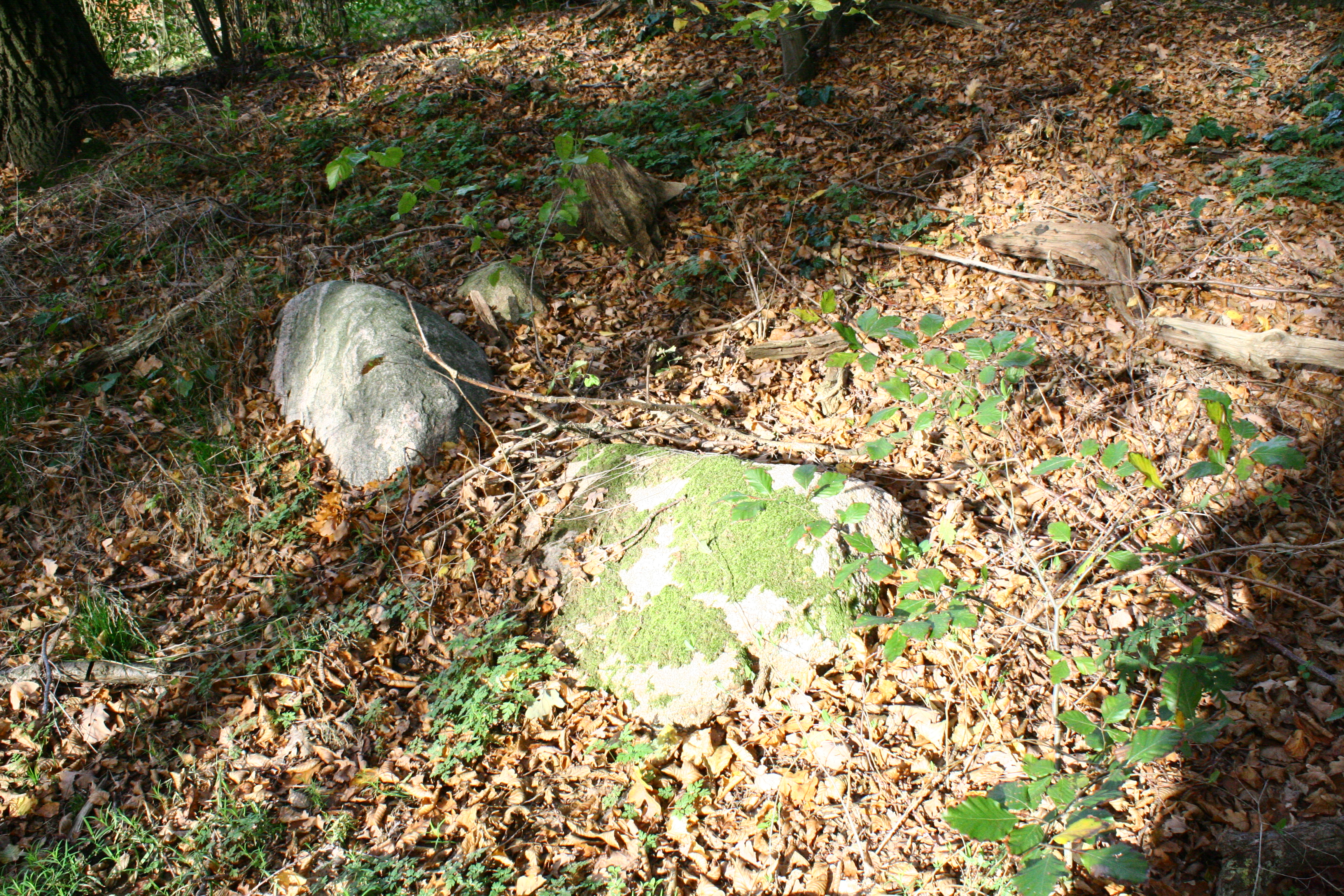
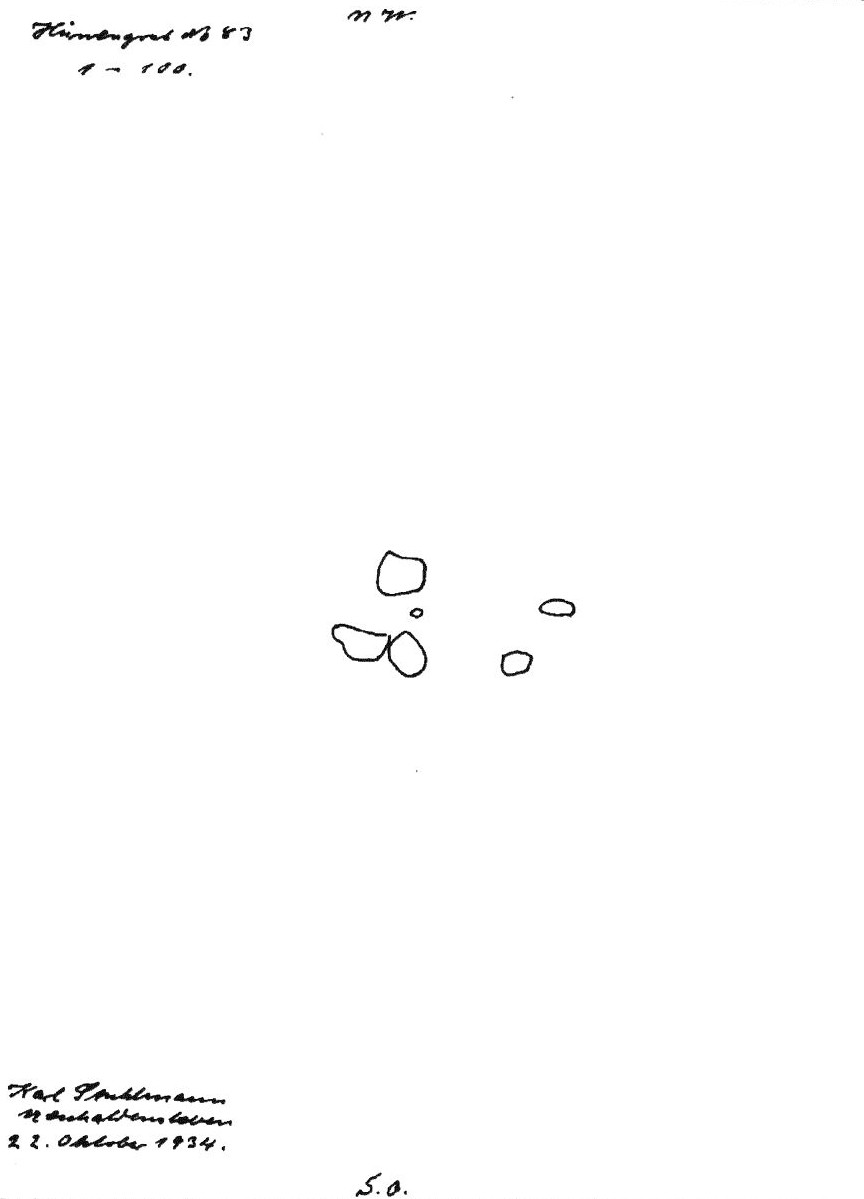
Grundriss nach Stuhlmann

#### Grab SÜP 6
Dieses schlecht erhaltene Grab liegt auf einem Sporn und ist nordnordost-westsüdwestlich orientiert. Eine steinerne Umfassung ist nicht vorhanden. Die Grabkammer hat innen eine Länge von 1 m. Es sind noch sieben Wand- und/oder Abschlusssteine erhalten. Der genaue Grabtyp ist unbekannt.

Grab SÜP 6
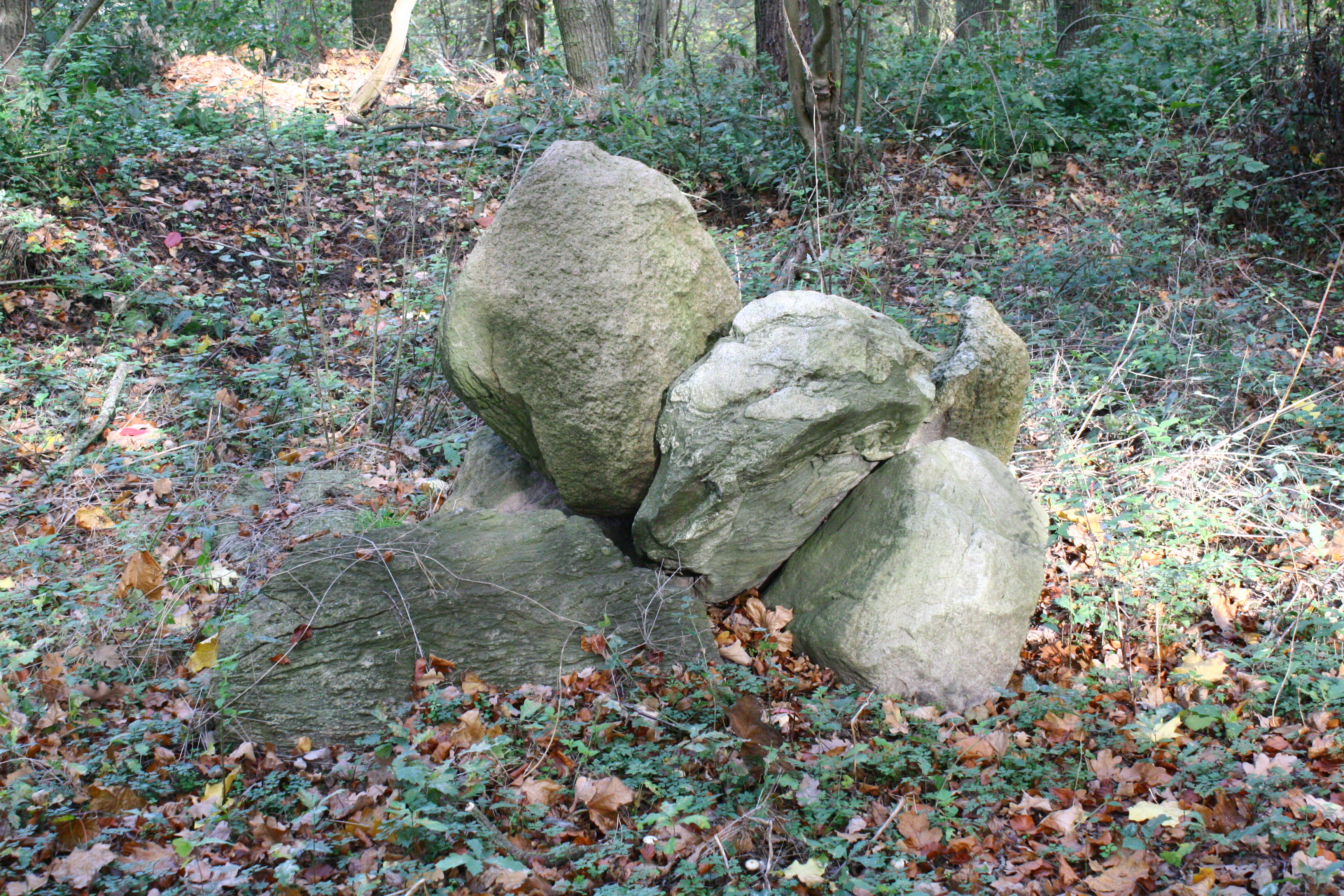
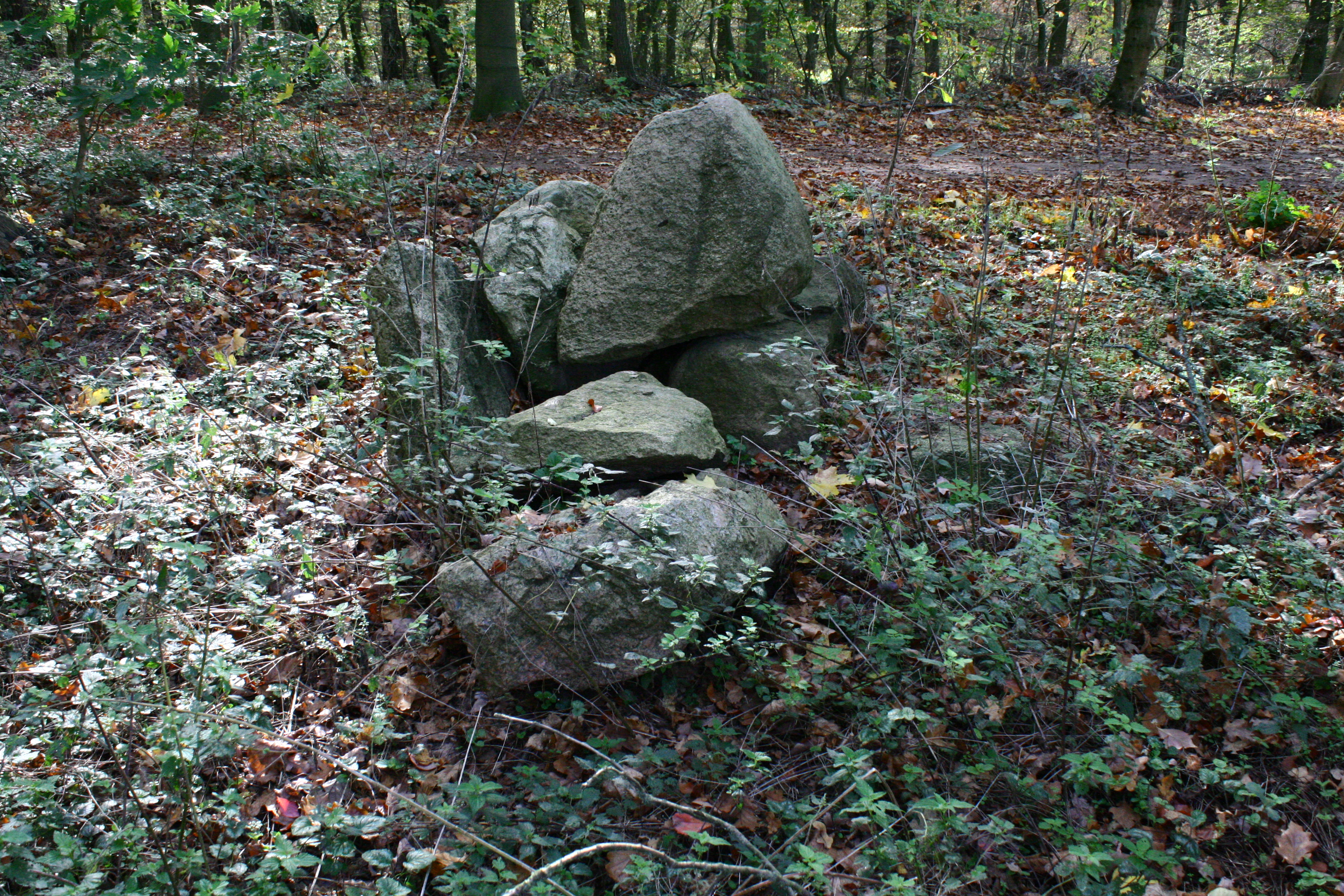
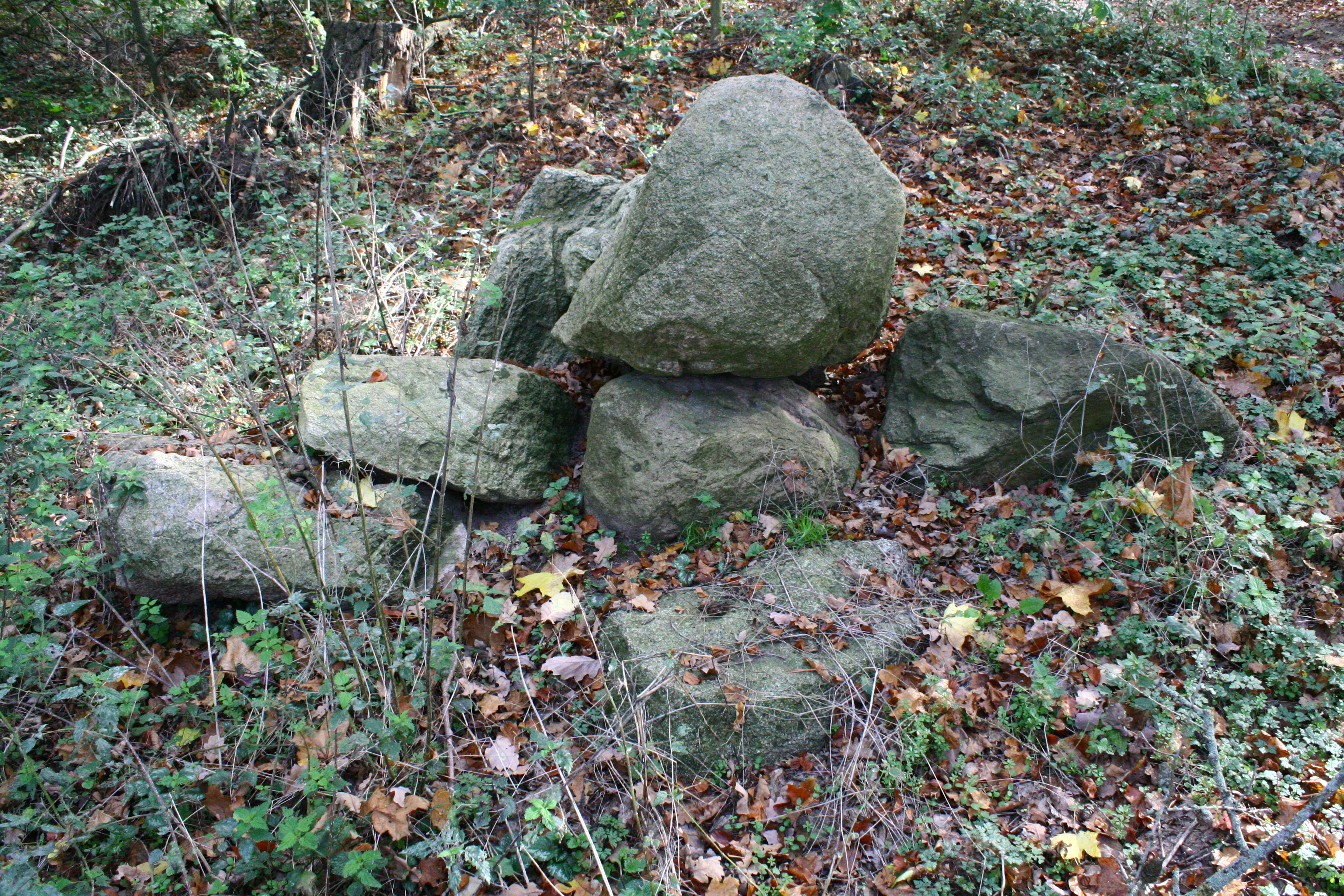

### Zerstörte Gräber

#### Grab ALV 24
Nach Blasius besaß dieses Grab ein ost-westlich orientiertes Hünenbett mit einer Länge von 27 Schritt (ca. 20 m) und einer Breite von 10 Schritt (ca. 7,5 m). Es waren noch 24 Steine erhalten. Der genaue Grabtyp ist unbekannt.

Grab ALV 24
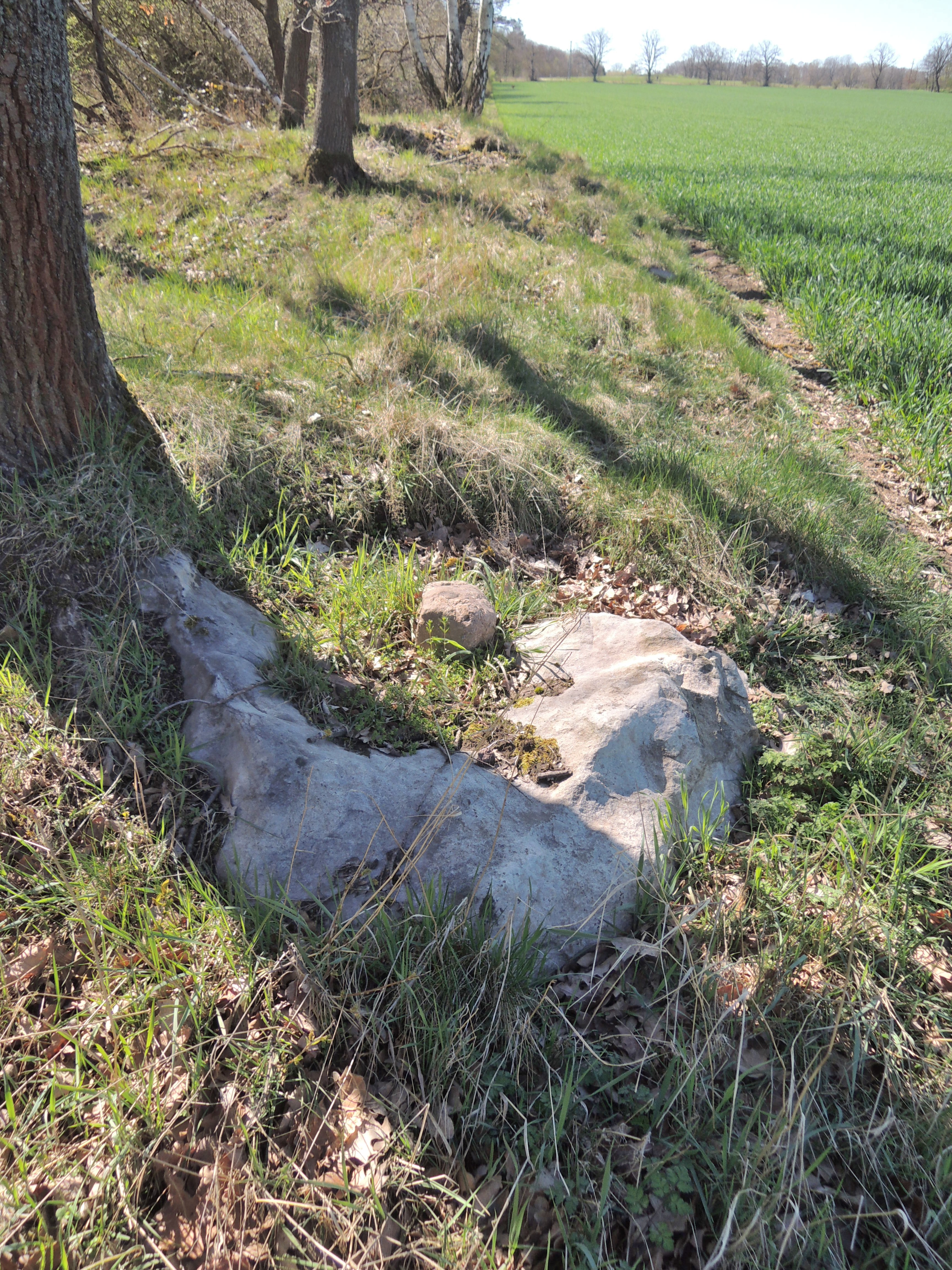
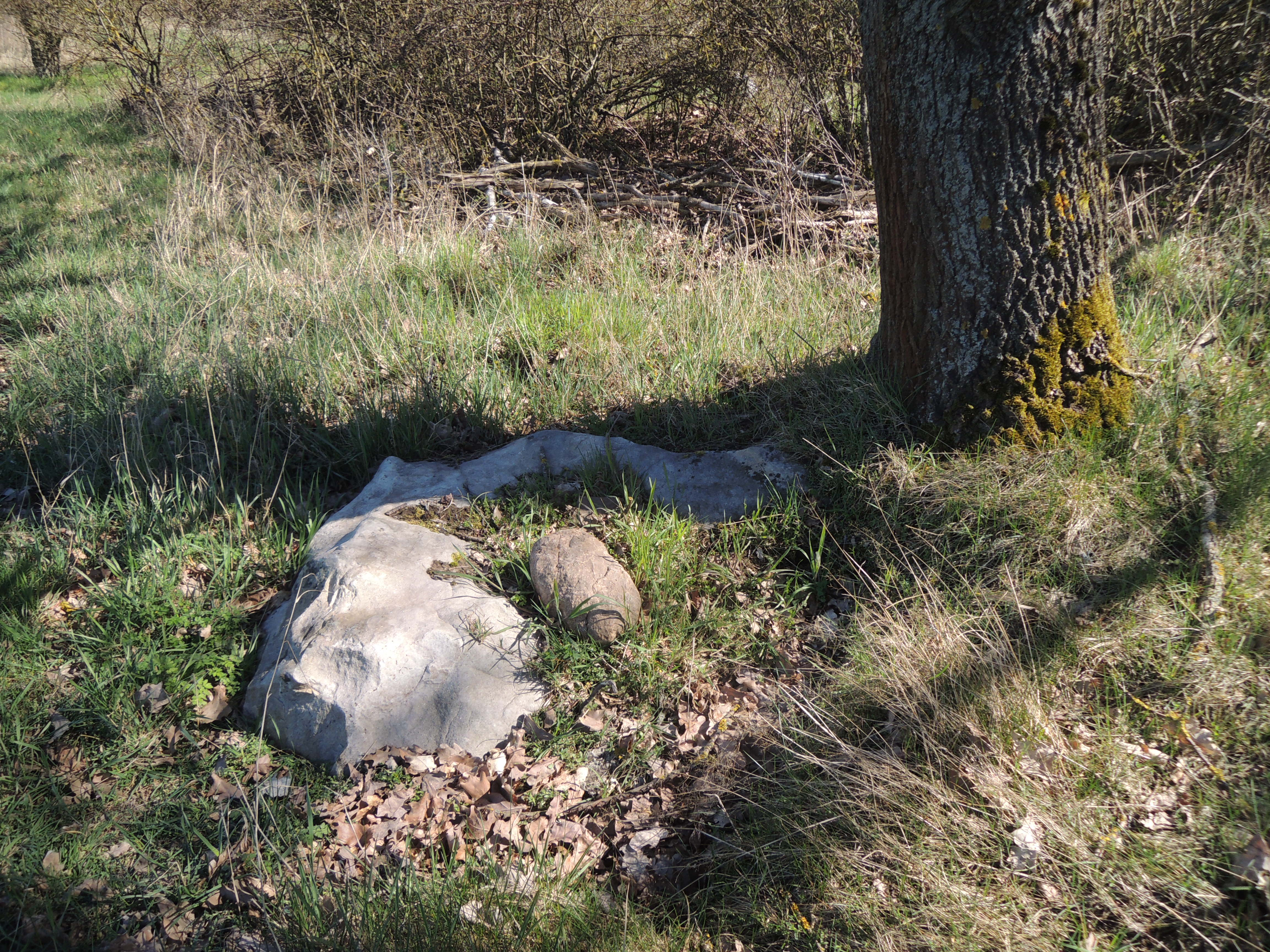

#### Grab ALV 43
Über die Orientierung, die Maße und den Grabtyp dieser Anlage liegen keine Informationen vor.

#### Grab ALV 47
Über die Orientierung, die Maße und den Grabtyp dieser Anlage liegen keine Informationen vor.

#### Grab ALV 48
Dieses Grab wurde 1955 zerstört. Über die Orientierung, die Maße und den Grabtyp liegen keine Informationen vor.

#### Grab ALV 52
Über die Orientierung, die Maße und den Grabtyp dieser Anlage liegen keine Informationen vor.

#### Grab DÖN 5
Dieses 1934/35 untersuchte Grab besaß ein ost-westlich orientiertes rechteckiges Hünenbett mit einer Länge von 22 m und einer Breite zwischen 4,7 m und 5,4 m. Die Hügelschüttung war noch 0,3 m hoch. Von der Umfassung waren noch 26 Steine erhalten. Bei der Grabkammer handelte es sich um ein ost-westlich orientiertes Ganggrab mit rechteckigem Grundriss. Die Länge betrug außen 5,8 m und innen 4 m, die Breite betrug außen 2,2 m und innen 1,5 m. Die Kammer bestand ursprünglich aus zehn Wandsteinen an den Langseiten und je einem Abschlussstein an den Schmalseiten. Zum Zeitpunkt der Untersuchung waren noch zwei Steine am östlichen und drei am westlichen Kammerende erhalten. Von den ursprünglich vier Decksteinen waren noch drei erhalten. Die genaue Position des Zugangs ist unklar.

#### Grab DÖN 7

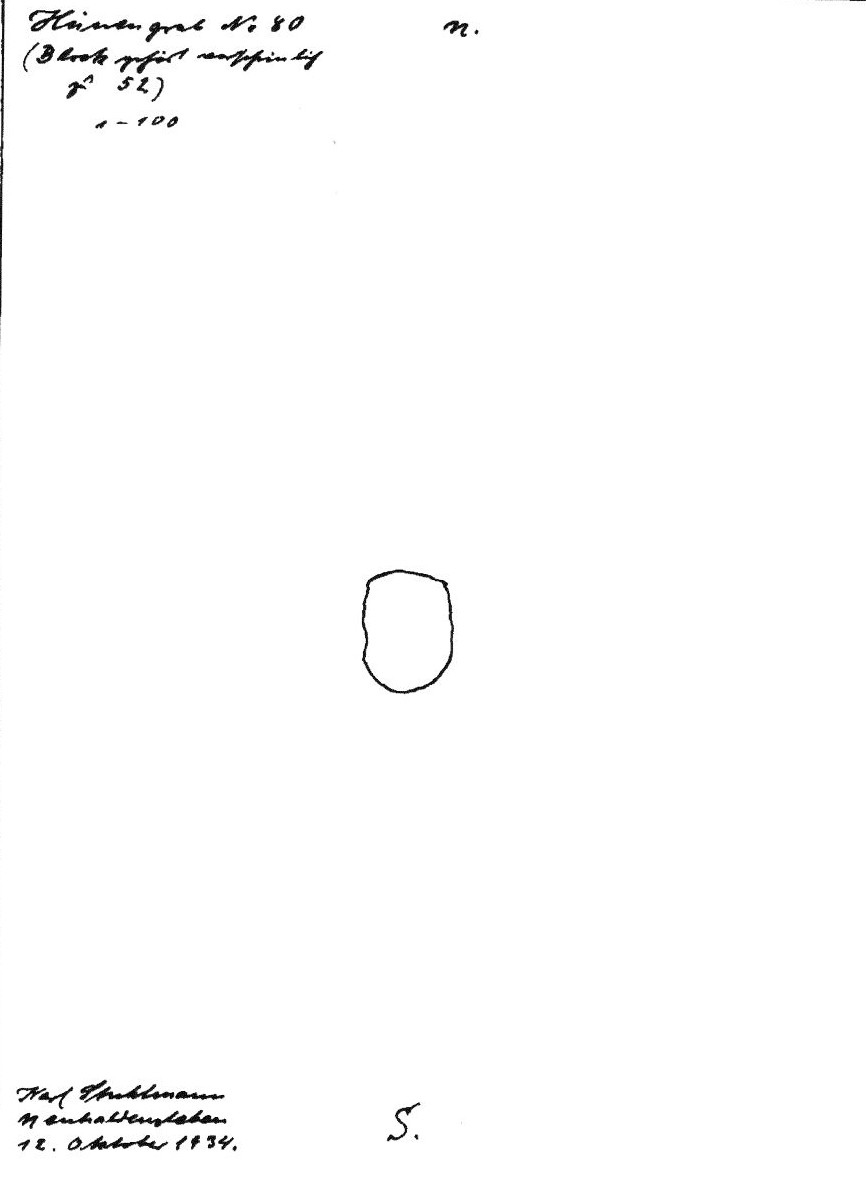
Grundriss des Grabes DÖN 7 nach Stuhlmann

Dieses Grab lag erhöht. Über die Orientierung, die Maße und den Grabtyp liegen keine Informationen vor. Möglicherweise ist noch ein Deckstein erhalten.

#### Grab DÖN 9
Dieses 1958/59 untersuchte Grab lag erhöht und besaß ein ost-westlich orientiertes Hünenbett mit einer Breite von 5,5 m. Die Länge ist unbekannt. Die Umfassung war bei der Untersuchung nicht mehr erhalten, es konnten aber die Standgruben von elf Steinen festgestellt werden. Bei der Grabkammer handelte es sich um ein ost-westlich orientiertes Ganggrab mit rechteckigem Grundriss. Die Länge beträgt innen 9,6 m und die Breite 1,5 m. Die Kammer bestand ursprünglich aus 13 Wandsteinen an den Langseiten und je einem Abschlussstein an den Schmalseiten. Bei der Untersuchung waren nur noch zwei Wandsteine an der Nordseite erhalten. Die Decksteine fehlten. Es waren noch Reste des Kammerpflasters erhalten. An der Mitte der Südseite befand sich der Zugang zur Kammer.

#### Grab DÖN 12
Dieses Grab lag erhöht. Über die Orientierung, die Maße und den Grabtyp liegen keine Informationen vor.

#### Grab DÖN 15
Über die Orientierung, die Maße und den Grabtyp dieser Anlage liegen keine Informationen vor.

#### Grab DÖN 16
Dieses Grab lauf auf ebenem Grund. Über die Orientierung, die Maße und den Grabtyp liegen keine Informationen vor.

#### Grab DÖN 17
Dieses Grab lauf auf ebenem Grund. Über die Orientierung, die Maße und den Grabtyp liegen keine Informationen vor.

#### Grab DÖN 18
Dieses Grab lauf auf ebenem Grund. Über die Orientierung, die Maße und den Grabtyp liegen keine Informationen vor.

#### Grab DÖN 20
Über die Orientierung, die Maße und den Grabtyp dieser Anlage liegen keine Informationen vor.

#### Grab DÖN 21
Dieses Grab lag leicht erhöht und war ostnordost-westsüdwestlich orientiert. Rahmlow führte es bereits 1957 als zerstört. Eine Skizze in den Ortsakten zeigt noch vier Wand- und/oder Abschlusssteine der Grabkammer. Die Breite der Kammer betrug innen 1,1 m. Der genaue Grabtyp ist unbekannt.

#### Grab BOD 1
Dieses Grab besaß ein Hünenbett mit einer Länge von 42 m. Zur Ausrichtung und den Maßen der Anlage liegen keine Angaben vor. Der Grabtyp ist nicht bestimmbar. Rinne führte die Anlage als erhalten, da nach Aussage eines Anwohners aus Emden noch mehrere größere Steine vorhanden gewesen sein sollen. An der angegebenen Stelle sind aber mindestens seit 2022 keine Spuren eines Großsteingrabes mehr erkennbar.

#### Grab EMD 15
Über die Orientierung, die Maße und den Grabtyp dieser Anlage liegen keine Informationen vor.

#### Grab EMD 16
Über die Orientierung, die Maße und den Grabtyp dieser Anlage liegen keine Informationen vor.

#### Grab EMD 17
Über die Orientierung, die Maße und den Grabtyp dieser Anlage liegen keine Informationen vor.

#### Grab NHA 11
Über die Orientierung, die Maße und den Grabtyp dieser 1896 von Wegener untersuchten Anlage liegen keine Informationen vor.

Möglicher Rest von Grab NHA 11
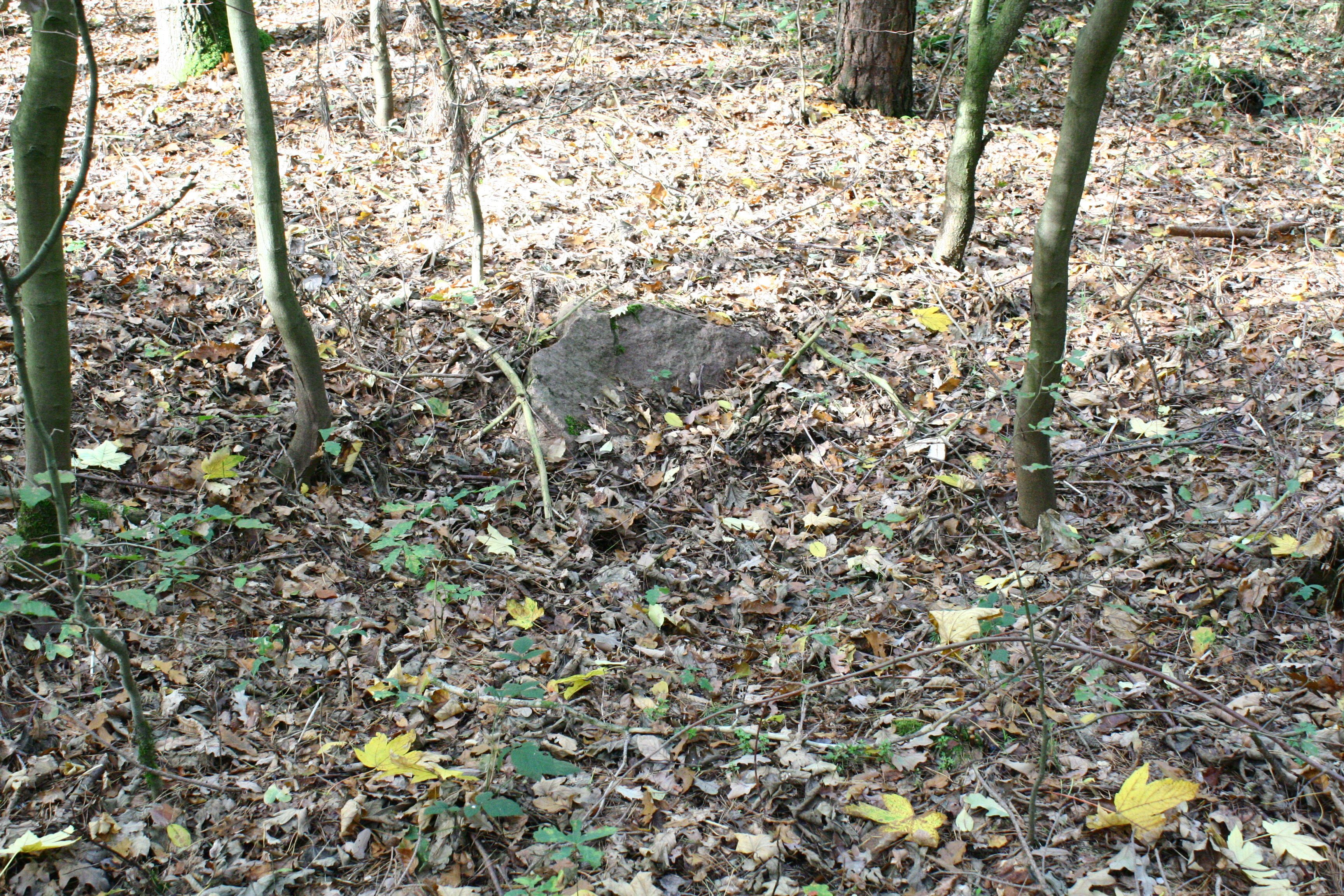
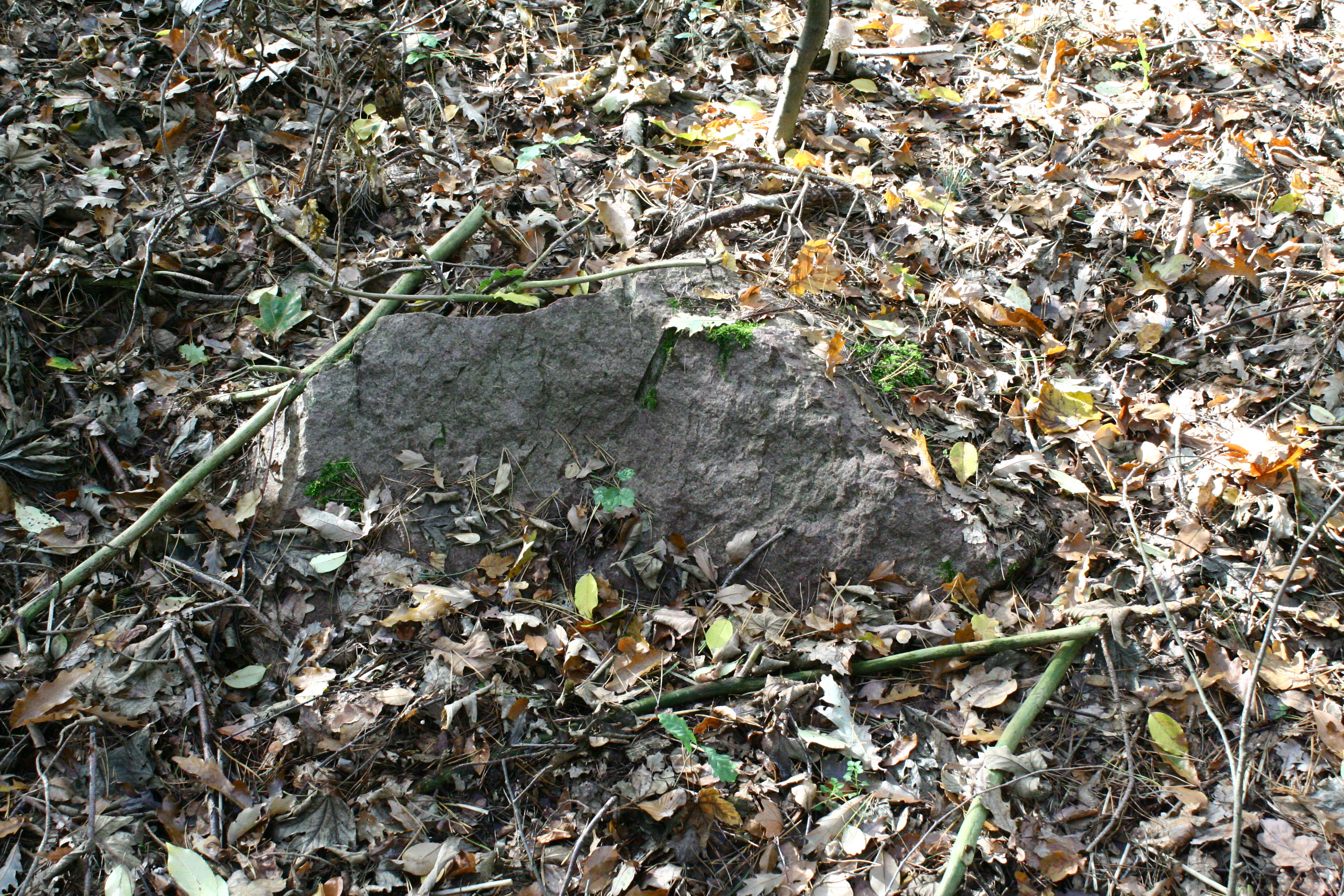

#### Grab NHA 12
Diese Anlage besaß ein Hünenbett mit einer Länge von 24 m. Über die Orientierung und den Grabtyp liegen keine Informationen vor.

#### Grab AHA 29
Dieses 1896/97 von Wegener untersuchte Grab lag auf ebenem Grund. Über die Orientierung, die Maße und den Grabtyp liegen keine Informationen vor.

#### Grab AHA 30
Dieses Grab lag auf ebenem Gelände. Über die Orientierung, die Maße und den Grabtyp liegen keine Informationen vor.

#### Grab HUN 6
Dieses 1897 von Wegener untersuchte Grab lag auf ebenem Grund und besaß ein südost-nordwestlich orientiertes ovales Hünenbett. Die Hügelschüttung hatte eine Länge von 18,5 m und eine Breite von 13 m. Die Umfassung hatte eine Breite von 12 m. Bei der Grabkammer handelte es sich um einen langgestreckten Großdolmen mit trapezförmigem Grundriss. Die Länge betrug innen 10 m, die Breite betrug außen zwischen 2,8 m und 4,6 m und innen zwischen 1,4 m und 2 m. Bei Wegeners Untersuchung waren noch drei Wandsteine an der nordöstlichen und vier an der südwestlichen Langseite erhalten. Die südöstliche Schmalseite wies einen Abschlussstein auf, die nordwestliche hingegen zwei. Von den ursprünglich wohl sieben Decksteinen waren noch fünf erhalten, von den anderen beiden lagen noch Bruchstücke herum.

#### Grab HUN 13
Dieses Grab lag auf ebenem Grund. Über die Orientierung, die Maße und den Grabtyp liegen keine Informationen vor.

#### Grab HUN 20
Über die Orientierung, die Maße und den Grabtyp dieser Anlage liegen keine Informationen vor. Rahmlow konnte 1960 noch Reststeine am Wegrand ausmachen.

#### Grab HUN 21
Dieses Grab lag an einem leichten Hang und war nordost-südwestlich orientiert. Bei Blasius’ Aufnahme im Jahr 1902 waren noch 23 Steine vorhanden. Über die Maße und den Grabtyp liegen keine Angaben vor.

#### Grab HUN 23
Über die Orientierung, die Maße und den Grabtyp dieser Anlage liegen keine Informationen vor.

#### Grab HUN 24
Über die Orientierung, die Maße und den Grabtyp dieser Anlage liegen keine Informationen vor. Ihre Steine wurden teilweise für die Einfassung eines Feldwegs verwendet.

#### Grab HUN 25
Über die Orientierung, die Maße und den Grabtyp dieser Anlage liegen keine Informationen vor. Ihre Steine wurden teilweise für die Einfassung eines Feldwegs verwendet.

#### Grab HUN 26
Diese Anlage besaß ein etwa 28 m langes Hünenbett. Über die Orientierung und den Grabtyp liegen keine Informationen vor.

#### Grab HUN 27
Diese Anlage besaß ein etwa 28 m langes Hünenbett. Über die Orientierung und den Grabtyp liegen keine Informationen vor.

#### Grab HUN 28
Diese Anlage besaß ein etwa 28 m langes Hünenbett. Über die Orientierung und den Grabtyp liegen keine Informationen vor.

#### Grab HUN 29
Über die Orientierung, die Maße und den Grabtyp dieser Anlage liegen keine Informationen vor.

#### Grab HUN 30
Über die Orientierung, die Maße und den Grabtyp dieser Anlage liegen keine Informationen vor. Ihre Steine wurden teilweise für die Einfassung eines Feldwegs verwendet.

#### Grab HUN 35
Dieses Grab lag auf ebenem Grund. 20 Findlinge, die südlich der Feldgrenze an einem Bachlauf liegen, könnten zu diesem Grab gehören. Über die Orientierung, die Maße und den Grabtyp liegen keine Informationen vor.

#### Grab SÜP 3
Dieses Grab lag erhöht und wurde nach 1918 zerstört. Es besaß möglicherweise zwei Grabkammern. Über die Orientierung, die Maße und den Grabtyp liegen keine Informationen vor.

#### Grab SÜP 4
Diese Anlage lag erhöht. Rinne fand bei einer Begehung der Fundstelle im Jahr 2010 noch zwei erhaltene Steine vor, die keine Rückschlüsse auf die Orientierung, die Maße und den Grabtyp zuließen. An der angegebenen Stelle sind mindestens seit 2022 keine Spuren eines Großsteingrabes mehr erkennbar.

## Filme
- DFG ScienceTV: DFG ScienceTV Giganten der Steinzeit – 02: Angeln mit der Kamera
- Christoph Rinne: Von Gräbern, Menschen und Landschaft. LWL-Museum für Archäologie. In: YouTube. 12. Mai 2022, abgerufen am 13. September 2022.